# Giải vô địch thế giới Liên Minh Huyền Thoại 2024
Giải vô địch thế giới Liên Minh Huyền Thoại 2024 (tiếng Anh: 2024 League of Legends World Championship) là giải vô địch thế giới lần thứ 14 của Liên Minh Huyền Thoại được diễn ra từ ngày 25 tháng 9 đến ngày 2 tháng 11  tại 3 thành phố Berlin, Paris và Luân Đôn. Đây sẽ là lần thứ năm châu Âu đăng cai giải đấu sau các năm 2011, 2015, 2019 và 2021. Hai mươi đội sẽ đủ điều kiện dựa trên vị trí trong các giải đấu khu vực của họ và kết quả đạt được trong giải đấu Mid-Season Invitational 2024 (MSI). Đương kim vô địch của giải đấu là T1 đã bảo vệ thành công chức vô địch sau chiến thắng 3–2 trước Bilibili Gaming ở trận chung kết, đây cũng là lần thứ năm đội tuyển này giành được chức vô địch và là lần thứ hai bảo vệ thành công chức vô địch. Lee "Faker" Sang-hyeok là F.MVP của giải đấu. Đáng chú ý, đây là lần đầu tiên và duy nhất cho đến hiện tại trong lịch sử Liên Minh Huyền Thoại, một tuyển thủ có 2 lần giành được danh hiệu F.MVP.
Vào ngày 24 tháng 9, Riot Games đã công bố bài hát chủ đề của giải đấu mang tên "Heavy Is The Crown", được thể hiện bởi nhóm nhạc Linkin Park.

## Địa điểm
Berlin, Paris, và London được chọn để tổ chức giải đấu. The O2 Arena đã được công bố là địa điểm tổ chức trận chung kết trong thời gian diễn ra trận chung kết Chung kết thế giới 2023 tại Seoul, Hàn Quốc. Riot Games Arena và Adidas Arena đã được công bố là địa điểm diễn ra Vòng Khởi động/Vòng Thụy Sĩ và trận Tứ kết/Bán kết vào ngày 5 tháng 1 năm 2024.
| Berlin, Đức                    | Paris, Pháp       | Luân Đôn, Anh    |
| ------------------------------ | ----------------- | ---------------- |
| Vòng Khởi động và Vòng Thụy Sĩ | Tứ kết và Bán kết | Chung kết        |
| Riot Games Arena               | Adidas Arena      | The O2 Arena     |
| Sức chứa: 210                  | Sức chứa: 9,000   | Sức chứa: 20,000 |
|                                |                   |                  |
| Berlin                         | Paris             | Luân Đôn         |

## Hoạt động tiếp thị

### Bài hát chủ đề
"Heavy Is the Crown", được thể hiện bởi Linkin Park, đã được công bố là bài hát chủ đề của giải đấu vào ngày 24 tháng 9 năm 2024. Một ngày sau, Riot Games và Linkin Park đã phát hành video âm nhạc của bài hát, với sự xuất hiện của các tuyển thủ T1 (LCK), hiện đang là đương kim vô địch giải đấu, bao gồm Finals MVP Choi "Zeus" Woo-je, Mun "Oner" Hyeon-jun, Lee "Faker" Sang-hyeok, Lee "Gumayusi" Min-hyung, và Ryu "Keria" Min-seok. Video cũng có sự góp mặt của các tuyển thủ của các đội vô địch khu vực mùa hè, như Jeong "Chovy" Ji-hoon của Gen.G (LCK), Chen "Bin" Ze-bin của Bilibili Gaming (LPL), Rasmus "Caps" Winther của G2 Esports (LEC), và Fahad "Massu" Abdulmalek của FlyQuest (LCS). Diego "Brance" Amaral, thành viên của đội tuyển Red Canids (CBLoL) cũng được xuất hiện trong video, mặc dù đội tuyển này không đủ điều kiện tham dự giải đấu.
Mặc dù đang trong tour diễn quảng bá cho album sắp ra mắt vào thời điểm đó là From Zero, Linkin Park đã biểu diễn bài hát tại lễ khai mạc trận chung kết giữa Bilibili Gaming và T1. Trước đó, họ cũng đã từng biểu diễn bài hát này tại The O2 Arena trong tour diễn quảng bá album của mình.

### Khẩu hiệu
Khẩu hiệu chính thức của giải đấu, Make Them Believe, đã được công bố vào ngày 31 tháng 8 năm 2024 cùng với video giải thích về thể thức trên nền tảng YouTube.

## Các đội tham dự
Giải đấu Chung kết thế giới năm 2024 sẽ có tổng cộng 20 đội tuyển đến từ 8 khu vực trên khắp thế giới tham gia thi đấu. Các đội đến từ 4 khu vực lớn bao gồm League of Legends Champions Korea (LCK), League of Legends Pro League (LPL) sẽ cử 3 đại diện trực tiếp giành quyền vào vòng Thụy Sĩ, League of Legends EMEA Championship (LEC), và League Championship Series (LCS) sẽ cử 2 đại diện trực tiếp giành quyền vào vòng Thụy Sĩ. Ngoài ra, đội vô địch MSI 2024 là Gen.G giành quyền trực tiếp vào vòng Thụy Sĩ; còn LPL nhận thêm 1 suất trực tiếp giành quyền vào vòng Thụy Sĩ với thành tích đứng thứ 2 tại MSI. Trong khi đó các đội đến từ 4 khu vực còn lại bao gồm Pacific Championship Series (PCS), Vietnam Championship Series (VCS), Campeonato Brasileiro de League of Legends (CBLoL), và Liga Latinoamérica (LLA), cùng với đội hạt giống số 3 của LEC và LCS sẽ bắt đầu thi đấu ở Vòng Khởi động để giành lấy cơ hội tham dự vòng Thụy Sĩ.
Đây sẽ là giải đấu Chung kết thế giới cuối cùng mà các đội từ PCS và VCS có suất riêng để tham dự Chung kết thế giới vì họ sẽ hợp nhất (cùng với LJL và LCO vốn đã được sáp nhập với PCS) để tạo thành một giải đấu châu Á-Thái Bình Dương mới vào năm 2025 mang tên League of Legends Championship Pacific (LCP). Ngoài ra, Riot Games còn có kế hoạch hợp nhất LCS, CBLOL và LLA thành một giải đấu Châu Mỹ trong cùng năm, được chia thành hai bảng Bắc và Nam riêng biệt.
Dưới đây là các đội đã đủ điều kiện tham dự:
    - Đương kim vô địch,       - Cựu vô địch.
| Khu vực            | Hạt giống | Đội                         | ID  | Điều kiện tham gia                   |
| ------------------ | --------- | --------------------------- | --- | ------------------------------------ |
| Hàn Quốc           | 1         | Hanwha Life Esports         | HLE | Quán quân LCK mùa hè 2024            |
| Hàn Quốc           | 2         | Gen.G Esports 2014, 2017    | GEN | Điểm tích lũy LCK 2024               |
| Hàn Quốc           | 3         | Dplus KIA 2020              | DK  | Quán quân Vòng loại khu vực LCK 2024 |
| Hàn Quốc           | 4         | T1 \| '13, '15, '16, '23 \| | T1  | Á quân Vòng loại khu vực LCK 2024    |
| Trung Quốc         | 1         | Bilibili Gaming             | BLG | Quán quân LPL mùa hè 2024            |
| Trung Quốc         | 2         | Top Esports                 | TES | Điểm tích lũy LPL 2024               |
| Trung Quốc         | 3         | LNG Esports                 | LNG | Quán quân Vòng loại khu vực LPL 2024 |
| Trung Quốc         | 4         | Weibo Gaming                | WBG | Á quân Vòng loại khu vực LPL 2024    |
| EMEA               | 1         | G2 Esports                  | G2  | Quán quân Chung kết năm LEC 2024     |
| EMEA               | 2         | Fnatic 2011                 | FNC | Á quân Chung kết năm LEC 2024        |
| Bắc Mỹ             | 1         | FlyQuest                    | FLY | Quán quân LCS 2024                   |
| Bắc Mỹ             | 2         | Team Liquid                 | TL  | Á quân LCS 2024                      |
| '13, '15, '16, '23 |           |                             |     |                                      |

| Khu vực  | Hạt giống | Đội                           | ID  | Điều kiện tham gia               |
| -------- | --------- | ----------------------------- | --- | -------------------------------- |
| EMEA     | 3         | MAD Lions KOI                 | MDK | Hạng 3 Chung kết năm LEC 2024    |
| Bắc Mỹ   | 3         | 100 Thieves                   | 100 | Hạng 3 LCS 2024                  |
| APAC     | 1         | PSG Talon                     | PSG | Quán quân PCS mùa hè 2024        |
| APAC     | 2         | Fukuoka SoftBank HAWKS gaming | SHG | Á quân PCS mùa hè 2024           |
| Việt Nam | 1         | GAM Esports                   | GAM | Quán quân VCS mùa hè 2024        |
| Việt Nam | 2         | Viking Esports                | VKE | Á quân VCS mùa hè 2024           |
| Brazil   | 1         | paiN Gaming                   | PNG | Quán quân CBLOL giai đoạn 2 2024 |
| Mỹ Latin | 1         | Movistar R7                   | R7  | Quán quân LLA giải bế mạc 2024   |

### Xếp hạng các đội trước giải đấu
Riot Games công bố bảng xếp hạng sức mạnh các đội tuyển trên quy mô toàn cầu trước thềm Giải Chung kết thế giới Liên Minh Huyền Thoại năm 2024. Theo Riot Games, Gen.G xếp hạng thứ nhất với 1,663 điểm, tiếp theo là Bilibili Gaming xếp hạng thứ 2 1,602 điểm. Theo ngay sau là các đội tuyển Hanwha Life Esports, Top Esports, và G2 Esports. T1, đương kim vô địch của giải đấu, xếp hạng thứ 6 với 1,467 điểm.

## Vòng khởi động
- Các trận đấu Vòng Khởi động diễn ra từ ngày 25 đến ngày 29 tháng 09, bắt đầu từ 19h00 theo giờ Việt Nam (UTC+7).
- 8 đội tham gia thi đấu theo thể thức Loại Kép (Double-Elimination). 2 đội thuộc cùng 1 khu vực được xếp vào 2 nhánh đấu khác nhau.
- Tất cả các trận đấu diễn ra theo thể thức Bo3.

### Phân loại nhóm hạt giống
| Nhóm hạt giống số 1        | Nhóm hạt giống số 2          |
| -------------------------- | ---------------------------- |
| LEC#3, LCS#3, PCS#1, VCS#1 | PCS#2, VCS#2, CBLOL#1, LLA#1 |

### Nhánh đấu
|  |                   |                   |                   |             |             |                   |                   |                   |               |  |                            |                            |                            |
|  | Trận mở màn       | Trận mở màn       | Trận mở màn       |             |             | Nhánh thắng       | Nhánh thắng       | Nhánh thắng       |               |  | Quyền tham dự Vòng Thụy Sĩ | Quyền tham dự Vòng Thụy Sĩ | Quyền tham dự Vòng Thụy Sĩ |
|  | Trận mở màn       | Trận mở màn       | Trận mở màn       |             |             | Nhánh thắng       | Nhánh thắng       | Nhánh thắng       |               |  | Quyền tham dự Vòng Thụy Sĩ | Quyền tham dự Vòng Thụy Sĩ | Quyền tham dự Vòng Thụy Sĩ |
|  |                   |                   |                   |             |             |                   |                   |                   |               |  |                            |                            |                            |
|  |                   |                   |                   |             |             |                   |                   |                   |               |  |                            |                            |                            |
|  | LEC#3             | MAD Lions KOI     | 2                 |             |             |                   |                   |                   |               |  |                            |                            |                            |
|  | LEC#3             | MAD Lions KOI     | 2                 |             |             |                   |                   |                   |               |  |                            |                            |                            |
|  | VCS#2             | Viking Esports    | 0                 |             |             |                   |                   |                   |               |  |                            |                            |                            |
|  | VCS#2             | Viking Esports    | 0                 |             |             | MAD Lions KOI     | MAD Lions KOI     | 2                 |               |  |                            |                            |                            |
|  |                   |                   |                   |             |             | MAD Lions KOI     | MAD Lions KOI     | 2                 | MAD Lions KOI |  |                            |                            |                            |
|  |                   |                   | PSG Talon         | PSG Talon   | 1           |                   |                   |                   |               |  |                            |                            |                            |
|  | PCS#1             | PSG Talon         | PSG Talon         | PSG Talon   | 1           | 2                 |                   |                   |               |  |                            |                            |                            |
|  | PCS#1             | PSG Talon         |                   |             |             |                   |                   |                   |               |  |                            |                            |                            |
|  | CBLOL#1           | paiN Gaming       | 1                 |             |             |                   |                   |                   |               |  |                            |                            |                            |
|  | CBLOL#1           | paiN Gaming       | 1                 |             |             |                   |                   |                   |               |  |                            |                            |                            |
|  |                   |                   |                   |             |             |                   |                   |                   |               |  |                            |                            |                            |
|  |                   |                   |                   |             |             |                   |                   |                   |               |  |                            |                            |                            |
|  | VCS#1             | GAM Esports       | 2                 |             |             |                   |                   |                   |               |  |                            |                            |                            |
|  | VCS#1             | GAM Esports       | 2                 |             |             |                   |                   |                   |               |  |                            |                            |                            |
|  | PCS#2             | SoftBank Hawks    | 0                 |             |             |                   |                   |                   |               |  |                            |                            |                            |
|  | PCS#2             | SoftBank Hawks    | 0                 |             |             | GAM Esports       | GAM Esports       | 2                 |               |  |                            |                            |                            |
|  |                   |                   |                   |             |             | GAM Esports       | GAM Esports       | 2                 | GAM Esports   |  |                            |                            |                            |
|  |                   |                   | Movistar R7       | Movistar R7 | 0           |                   |                   |                   |               |  |                            |                            |                            |
|  | LCS#3             | 100 Thieves       | Movistar R7       | Movistar R7 | 0           | 1                 |                   |                   |               |  |                            |                            |                            |
|  | LCS#3             | 100 Thieves       |                   |             |             |                   |                   |                   |               |  |                            |                            |                            |
|  | LLA#1             | Movistar R7       | 2                 |             |             |                   |                   |                   |               |  |                            |                            |                            |
|  | LLA#1             | Movistar R7       | 2                 |             |             |                   |                   |                   |               |  |                            |                            |                            |
|  |                   |                   |                   |             |             |                   |                   |                   |               |  |                            |                            |                            |
|  |                   |                   |                   |             |             |                   |                   |                   |               |  |                            |                            |                            |
|  | Vòng 1 nhánh thua | Vòng 1 nhánh thua | Vòng 1 nhánh thua |             |             | Vòng 2 nhánh thua | Vòng 2 nhánh thua | Vòng 2 nhánh thua |               |  | Quyền tham dự Vòng Thụy Sĩ | Quyền tham dự Vòng Thụy Sĩ | Quyền tham dự Vòng Thụy Sĩ |
|  | Vòng 1 nhánh thua | Vòng 1 nhánh thua | Vòng 1 nhánh thua |             |             | Vòng 2 nhánh thua | Vòng 2 nhánh thua | Vòng 2 nhánh thua |               |  | Quyền tham dự Vòng Thụy Sĩ | Quyền tham dự Vòng Thụy Sĩ | Quyền tham dự Vòng Thụy Sĩ |
|  |                   |                   |                   |             |             |                   |                   |                   |               |  |                            |                            |                            |
|  |                   |                   |                   |             |             |                   |                   |                   |               |  |                            |                            |                            |
|  |                   |                   |                   |             |             | Movistar R7       | Movistar R7       | 1                 |               |  |                            |                            |                            |
|  |                   |                   |                   |             | paiN Gaming | Movistar R7       | Movistar R7       | 1                 |               |  |                            |                            |                            |
|  | Viking Esports    | Viking Esports    | 0                 |             |             | paiN Gaming       | paiN Gaming       | 2                 |               |  |                            |                            |                            |
|  | Viking Esports    | Viking Esports    | 0                 |             |             | paiN Gaming       | paiN Gaming       | 2                 |               |  |                            |                            |                            |
|  | paiN Gaming       | paiN Gaming       | 2                 |             |             |                   |                   |                   |               |  |                            |                            |                            |
|  | paiN Gaming       | paiN Gaming       | 2                 |             |             |                   |                   |                   |               |  |                            |                            |                            |
|  |                   |                   |                   |             |             | PSG Talon         | PSG Talon         | 2                 |               |  |                            |                            |                            |
|  |                   |                   |                   |             | PSG Talon   | PSG Talon         | PSG Talon         | 2                 |               |  |                            |                            |                            |
|  | SoftBank Hawks    | SoftBank Hawks    | 0                 |             |             | 100 Thieves       | 100 Thieves       | 0                 |               |  |                            |                            |                            |
|  | SoftBank Hawks    | SoftBank Hawks    | 0                 |             |             | 100 Thieves       | 100 Thieves       | 0                 |               |  |                            |                            |                            |
|  | 100 Thieves       | 100 Thieves       | 2                 |             |             |                   |                   |                   |               |  |                            |                            |                            |
|  | 100 Thieves       | 100 Thieves       | 2                 |             |             |                   |                   |                   |               |  |                            |                            |                            |

Nguồn: LoL Esports

### Kết quả chi tiết

#### Trận mở màn
| MAD Lions KOI | 2 – 0 | Viking Esports |

| 17/9/49                                    | 17/9/49                                    | 17/9/49                                    | 17/9/49                                    | 17/9/49                                    | 17/9/49                                    | 17/9/49                                    | Trận 1                        | Trận 1 | 9/17/13                                    | 9/17/13                                    | 9/17/13                                    | 9/17/13                                    | 9/17/13                                    | 9/17/13                                    | 9/17/13                                    |
| Rồng: 3 ⋅ Trụ: 10 ⋅ Vàng: 69,9k            | Rồng: 3 ⋅ Trụ: 10 ⋅ Vàng: 69,9k            | Rồng: 3 ⋅ Trụ: 10 ⋅ Vàng: 69,9k            | Rồng: 3 ⋅ Trụ: 10 ⋅ Vàng: 69,9k            | Rồng: 3 ⋅ Trụ: 10 ⋅ Vàng: 69,9k            | Rồng: 3 ⋅ Trụ: 10 ⋅ Vàng: 69,9k            | Rồng: 3 ⋅ Trụ: 10 ⋅ Vàng: 69,9k            | Sự kiện thể thao đang diễn ra | 36:55  | Rồng: 3 ⋅ Trụ: 6 ⋅ Vàng: 65,6k             | Rồng: 3 ⋅ Trụ: 6 ⋅ Vàng: 65,6k             | Rồng: 3 ⋅ Trụ: 6 ⋅ Vàng: 65,6k             | Rồng: 3 ⋅ Trụ: 6 ⋅ Vàng: 65,6k             | Rồng: 3 ⋅ Trụ: 6 ⋅ Vàng: 65,6k             | Rồng: 3 ⋅ Trụ: 6 ⋅ Vàng: 65,6k             | Rồng: 3 ⋅ Trụ: 6 ⋅ Vàng: 65,6k             |
| Jax ⋅ Senna Ziggs ⋅ Jarvan IV ⋅ Nocturne   | Jax ⋅ Senna Ziggs ⋅ Jarvan IV ⋅ Nocturne   | Jax ⋅ Senna Ziggs ⋅ Jarvan IV ⋅ Nocturne   | Jax ⋅ Senna Ziggs ⋅ Jarvan IV ⋅ Nocturne   | Jax ⋅ Senna Ziggs ⋅ Jarvan IV ⋅ Nocturne   | Jax ⋅ Senna Ziggs ⋅ Jarvan IV ⋅ Nocturne   | Jax ⋅ Senna Ziggs ⋅ Jarvan IV ⋅ Nocturne   | Cấm                           | Cấm    | Vi ⋅ Ashe Skarner ⋅ Yone ⋅ Braum           | Vi ⋅ Ashe Skarner ⋅ Yone ⋅ Braum           | Vi ⋅ Ashe Skarner ⋅ Yone ⋅ Braum           | Vi ⋅ Ashe Skarner ⋅ Yone ⋅ Braum           | Vi ⋅ Ashe Skarner ⋅ Yone ⋅ Braum           | Vi ⋅ Ashe Skarner ⋅ Yone ⋅ Braum           | Vi ⋅ Ashe Skarner ⋅ Yone ⋅ Braum           |
| K'Sante ⋅ Nidalee Syndra ⋅ Jinx ⋅ Nautilus | K'Sante ⋅ Nidalee Syndra ⋅ Jinx ⋅ Nautilus | K'Sante ⋅ Nidalee Syndra ⋅ Jinx ⋅ Nautilus | K'Sante ⋅ Nidalee Syndra ⋅ Jinx ⋅ Nautilus | K'Sante ⋅ Nidalee Syndra ⋅ Jinx ⋅ Nautilus | K'Sante ⋅ Nidalee Syndra ⋅ Jinx ⋅ Nautilus | K'Sante ⋅ Nidalee Syndra ⋅ Jinx ⋅ Nautilus | Chọn                          | Chọn   | Camille ⋅ Lee Sin Orianna ⋅ Ezreal ⋅ Poppy | Camille ⋅ Lee Sin Orianna ⋅ Ezreal ⋅ Poppy | Camille ⋅ Lee Sin Orianna ⋅ Ezreal ⋅ Poppy | Camille ⋅ Lee Sin Orianna ⋅ Ezreal ⋅ Poppy | Camille ⋅ Lee Sin Orianna ⋅ Ezreal ⋅ Poppy | Camille ⋅ Lee Sin Orianna ⋅ Ezreal ⋅ Poppy | Camille ⋅ Lee Sin Orianna ⋅ Ezreal ⋅ Poppy |
|                                            |                                            |                                            |                                            |                                            |                                            |                                            |                               |        |                                            |                                            |                                            |                                            |                                            |                                            |                                            |

| 26/10/67                               | 26/10/67                               | 26/10/67                               | 26/10/67                               | 26/10/67                               | 26/10/67                               | 26/10/67                               | Trận 2                        | Trận 2 | 10/26/23                                      | 10/26/23                                      | 10/26/23                                      | 10/26/23                                      | 10/26/23                                      | 10/26/23                                      | 10/26/23                                      |
| Rồng: 2 ⋅ Trụ: 11 ⋅ Vàng: 64,7k        | Rồng: 2 ⋅ Trụ: 11 ⋅ Vàng: 64,7k        | Rồng: 2 ⋅ Trụ: 11 ⋅ Vàng: 64,7k        | Rồng: 2 ⋅ Trụ: 11 ⋅ Vàng: 64,7k        | Rồng: 2 ⋅ Trụ: 11 ⋅ Vàng: 64,7k        | Rồng: 2 ⋅ Trụ: 11 ⋅ Vàng: 64,7k        | Rồng: 2 ⋅ Trụ: 11 ⋅ Vàng: 64,7k        | Sự kiện thể thao đang diễn ra | 30:53  | Rồng: 1 ⋅ Trụ: 2 ⋅ Vàng: 52,5k                | Rồng: 1 ⋅ Trụ: 2 ⋅ Vàng: 52,5k                | Rồng: 1 ⋅ Trụ: 2 ⋅ Vàng: 52,5k                | Rồng: 1 ⋅ Trụ: 2 ⋅ Vàng: 52,5k                | Rồng: 1 ⋅ Trụ: 2 ⋅ Vàng: 52,5k                | Rồng: 1 ⋅ Trụ: 2 ⋅ Vàng: 52,5k                | Rồng: 1 ⋅ Trụ: 2 ⋅ Vàng: 52,5k                |
| Jax ⋅ Senna Ziggs ⋅ Poppy ⋅ Leona      | Jax ⋅ Senna Ziggs ⋅ Poppy ⋅ Leona      | Jax ⋅ Senna Ziggs ⋅ Poppy ⋅ Leona      | Jax ⋅ Senna Ziggs ⋅ Poppy ⋅ Leona      | Jax ⋅ Senna Ziggs ⋅ Poppy ⋅ Leona      | Jax ⋅ Senna Ziggs ⋅ Poppy ⋅ Leona      | Jax ⋅ Senna Ziggs ⋅ Poppy ⋅ Leona      | Cấm                           | Cấm    | Vi ⋅ Ashe Skarner ⋅ Viego ⋅ Bel'Veth          | Vi ⋅ Ashe Skarner ⋅ Viego ⋅ Bel'Veth          | Vi ⋅ Ashe Skarner ⋅ Viego ⋅ Bel'Veth          | Vi ⋅ Ashe Skarner ⋅ Viego ⋅ Bel'Veth          | Vi ⋅ Ashe Skarner ⋅ Viego ⋅ Bel'Veth          | Vi ⋅ Ashe Skarner ⋅ Viego ⋅ Bel'Veth          | Vi ⋅ Ashe Skarner ⋅ Viego ⋅ Bel'Veth          |
| K'Sante ⋅ Nidalee Syndra ⋅ Jinx ⋅ Rell | K'Sante ⋅ Nidalee Syndra ⋅ Jinx ⋅ Rell | K'Sante ⋅ Nidalee Syndra ⋅ Jinx ⋅ Rell | K'Sante ⋅ Nidalee Syndra ⋅ Jinx ⋅ Rell | K'Sante ⋅ Nidalee Syndra ⋅ Jinx ⋅ Rell | K'Sante ⋅ Nidalee Syndra ⋅ Jinx ⋅ Rell | K'Sante ⋅ Nidalee Syndra ⋅ Jinx ⋅ Rell | Chọn                          | Chọn   | Renekton ⋅ Jarvan IV Orianna ⋅ Jhin ⋅ Alistar | Renekton ⋅ Jarvan IV Orianna ⋅ Jhin ⋅ Alistar | Renekton ⋅ Jarvan IV Orianna ⋅ Jhin ⋅ Alistar | Renekton ⋅ Jarvan IV Orianna ⋅ Jhin ⋅ Alistar | Renekton ⋅ Jarvan IV Orianna ⋅ Jhin ⋅ Alistar | Renekton ⋅ Jarvan IV Orianna ⋅ Jhin ⋅ Alistar | Renekton ⋅ Jarvan IV Orianna ⋅ Jhin ⋅ Alistar |
|                                        |                                        |                                        |                                        |                                        |                                        |                                        |                               |        |                                               |                                               |                                               |                                               |                                               |                                               |                                               |

| MAD Lions KOI | 2 – 0 | Viking Esports |

| 17/9/49                                    | 17/9/49                                    | 17/9/49                                    | 17/9/49                                    | 17/9/49                                    | 17/9/49                                    | 17/9/49                                    | Trận 1                        | Trận 1 | 9/17/13                                    | 9/17/13                                    | 9/17/13                                    | 9/17/13                                    | 9/17/13                                    | 9/17/13                                    | 9/17/13                                    |
| Rồng: 3 ⋅ Trụ: 10 ⋅ Vàng: 69,9k            | Rồng: 3 ⋅ Trụ: 10 ⋅ Vàng: 69,9k            | Rồng: 3 ⋅ Trụ: 10 ⋅ Vàng: 69,9k            | Rồng: 3 ⋅ Trụ: 10 ⋅ Vàng: 69,9k            | Rồng: 3 ⋅ Trụ: 10 ⋅ Vàng: 69,9k            | Rồng: 3 ⋅ Trụ: 10 ⋅ Vàng: 69,9k            | Rồng: 3 ⋅ Trụ: 10 ⋅ Vàng: 69,9k            | Sự kiện thể thao đang diễn ra | 36:55  | Rồng: 3 ⋅ Trụ: 6 ⋅ Vàng: 65,6k             | Rồng: 3 ⋅ Trụ: 6 ⋅ Vàng: 65,6k             | Rồng: 3 ⋅ Trụ: 6 ⋅ Vàng: 65,6k             | Rồng: 3 ⋅ Trụ: 6 ⋅ Vàng: 65,6k             | Rồng: 3 ⋅ Trụ: 6 ⋅ Vàng: 65,6k             | Rồng: 3 ⋅ Trụ: 6 ⋅ Vàng: 65,6k             | Rồng: 3 ⋅ Trụ: 6 ⋅ Vàng: 65,6k             |
| Jax ⋅ Senna Ziggs ⋅ Jarvan IV ⋅ Nocturne   | Jax ⋅ Senna Ziggs ⋅ Jarvan IV ⋅ Nocturne   | Jax ⋅ Senna Ziggs ⋅ Jarvan IV ⋅ Nocturne   | Jax ⋅ Senna Ziggs ⋅ Jarvan IV ⋅ Nocturne   | Jax ⋅ Senna Ziggs ⋅ Jarvan IV ⋅ Nocturne   | Jax ⋅ Senna Ziggs ⋅ Jarvan IV ⋅ Nocturne   | Jax ⋅ Senna Ziggs ⋅ Jarvan IV ⋅ Nocturne   | Cấm                           | Cấm    | Vi ⋅ Ashe Skarner ⋅ Yone ⋅ Braum           | Vi ⋅ Ashe Skarner ⋅ Yone ⋅ Braum           | Vi ⋅ Ashe Skarner ⋅ Yone ⋅ Braum           | Vi ⋅ Ashe Skarner ⋅ Yone ⋅ Braum           | Vi ⋅ Ashe Skarner ⋅ Yone ⋅ Braum           | Vi ⋅ Ashe Skarner ⋅ Yone ⋅ Braum           | Vi ⋅ Ashe Skarner ⋅ Yone ⋅ Braum           |
| K'Sante ⋅ Nidalee Syndra ⋅ Jinx ⋅ Nautilus | K'Sante ⋅ Nidalee Syndra ⋅ Jinx ⋅ Nautilus | K'Sante ⋅ Nidalee Syndra ⋅ Jinx ⋅ Nautilus | K'Sante ⋅ Nidalee Syndra ⋅ Jinx ⋅ Nautilus | K'Sante ⋅ Nidalee Syndra ⋅ Jinx ⋅ Nautilus | K'Sante ⋅ Nidalee Syndra ⋅ Jinx ⋅ Nautilus | K'Sante ⋅ Nidalee Syndra ⋅ Jinx ⋅ Nautilus | Chọn                          | Chọn   | Camille ⋅ Lee Sin Orianna ⋅ Ezreal ⋅ Poppy | Camille ⋅ Lee Sin Orianna ⋅ Ezreal ⋅ Poppy | Camille ⋅ Lee Sin Orianna ⋅ Ezreal ⋅ Poppy | Camille ⋅ Lee Sin Orianna ⋅ Ezreal ⋅ Poppy | Camille ⋅ Lee Sin Orianna ⋅ Ezreal ⋅ Poppy | Camille ⋅ Lee Sin Orianna ⋅ Ezreal ⋅ Poppy | Camille ⋅ Lee Sin Orianna ⋅ Ezreal ⋅ Poppy |
|                                            |                                            |                                            |                                            |                                            |                                            |                                            |                               |        |                                            |                                            |                                            |                                            |                                            |                                            |                                            |

| 26/10/67                               | 26/10/67                               | 26/10/67                               | 26/10/67                               | 26/10/67                               | 26/10/67                               | 26/10/67                               | Trận 2                        | Trận 2 | 10/26/23                                      | 10/26/23                                      | 10/26/23                                      | 10/26/23                                      | 10/26/23                                      | 10/26/23                                      | 10/26/23                                      |
| Rồng: 2 ⋅ Trụ: 11 ⋅ Vàng: 64,7k        | Rồng: 2 ⋅ Trụ: 11 ⋅ Vàng: 64,7k        | Rồng: 2 ⋅ Trụ: 11 ⋅ Vàng: 64,7k        | Rồng: 2 ⋅ Trụ: 11 ⋅ Vàng: 64,7k        | Rồng: 2 ⋅ Trụ: 11 ⋅ Vàng: 64,7k        | Rồng: 2 ⋅ Trụ: 11 ⋅ Vàng: 64,7k        | Rồng: 2 ⋅ Trụ: 11 ⋅ Vàng: 64,7k        | Sự kiện thể thao đang diễn ra | 30:53  | Rồng: 1 ⋅ Trụ: 2 ⋅ Vàng: 52,5k                | Rồng: 1 ⋅ Trụ: 2 ⋅ Vàng: 52,5k                | Rồng: 1 ⋅ Trụ: 2 ⋅ Vàng: 52,5k                | Rồng: 1 ⋅ Trụ: 2 ⋅ Vàng: 52,5k                | Rồng: 1 ⋅ Trụ: 2 ⋅ Vàng: 52,5k                | Rồng: 1 ⋅ Trụ: 2 ⋅ Vàng: 52,5k                | Rồng: 1 ⋅ Trụ: 2 ⋅ Vàng: 52,5k                |
| Jax ⋅ Senna Ziggs ⋅ Poppy ⋅ Leona      | Jax ⋅ Senna Ziggs ⋅ Poppy ⋅ Leona      | Jax ⋅ Senna Ziggs ⋅ Poppy ⋅ Leona      | Jax ⋅ Senna Ziggs ⋅ Poppy ⋅ Leona      | Jax ⋅ Senna Ziggs ⋅ Poppy ⋅ Leona      | Jax ⋅ Senna Ziggs ⋅ Poppy ⋅ Leona      | Jax ⋅ Senna Ziggs ⋅ Poppy ⋅ Leona      | Cấm                           | Cấm    | Vi ⋅ Ashe Skarner ⋅ Viego ⋅ Bel'Veth          | Vi ⋅ Ashe Skarner ⋅ Viego ⋅ Bel'Veth          | Vi ⋅ Ashe Skarner ⋅ Viego ⋅ Bel'Veth          | Vi ⋅ Ashe Skarner ⋅ Viego ⋅ Bel'Veth          | Vi ⋅ Ashe Skarner ⋅ Viego ⋅ Bel'Veth          | Vi ⋅ Ashe Skarner ⋅ Viego ⋅ Bel'Veth          | Vi ⋅ Ashe Skarner ⋅ Viego ⋅ Bel'Veth          |
| K'Sante ⋅ Nidalee Syndra ⋅ Jinx ⋅ Rell | K'Sante ⋅ Nidalee Syndra ⋅ Jinx ⋅ Rell | K'Sante ⋅ Nidalee Syndra ⋅ Jinx ⋅ Rell | K'Sante ⋅ Nidalee Syndra ⋅ Jinx ⋅ Rell | K'Sante ⋅ Nidalee Syndra ⋅ Jinx ⋅ Rell | K'Sante ⋅ Nidalee Syndra ⋅ Jinx ⋅ Rell | K'Sante ⋅ Nidalee Syndra ⋅ Jinx ⋅ Rell | Chọn                          | Chọn   | Renekton ⋅ Jarvan IV Orianna ⋅ Jhin ⋅ Alistar | Renekton ⋅ Jarvan IV Orianna ⋅ Jhin ⋅ Alistar | Renekton ⋅ Jarvan IV Orianna ⋅ Jhin ⋅ Alistar | Renekton ⋅ Jarvan IV Orianna ⋅ Jhin ⋅ Alistar | Renekton ⋅ Jarvan IV Orianna ⋅ Jhin ⋅ Alistar | Renekton ⋅ Jarvan IV Orianna ⋅ Jhin ⋅ Alistar | Renekton ⋅ Jarvan IV Orianna ⋅ Jhin ⋅ Alistar |
|                                        |                                        |                                        |                                        |                                        |                                        |                                        |                               |        |                                               |                                               |                                               |                                               |                                               |                                               |                                               |

| PSG Talon | 2 – 1 | paiN Gaming |

| 3/16/5                                          | 3/16/5                                          | 3/16/5                                          | 3/16/5                                          | 3/16/5                                          | 3/16/5                                          | 3/16/5                                          | Trận 1                        | Trận 1 | 16/3/47                                    | 16/3/47                                    | 16/3/47                                    | 16/3/47                                    | 16/3/47                                    | 16/3/47                                    | 16/3/47                                    |
| Rồng: 0 ⋅ Trụ: 2 ⋅ Vàng: 50,2k                  | Rồng: 0 ⋅ Trụ: 2 ⋅ Vàng: 50,2k                  | Rồng: 0 ⋅ Trụ: 2 ⋅ Vàng: 50,2k                  | Rồng: 0 ⋅ Trụ: 2 ⋅ Vàng: 50,2k                  | Rồng: 0 ⋅ Trụ: 2 ⋅ Vàng: 50,2k                  | Rồng: 0 ⋅ Trụ: 2 ⋅ Vàng: 50,2k                  | Rồng: 0 ⋅ Trụ: 2 ⋅ Vàng: 50,2k                  | Sự kiện thể thao đang diễn ra | 31:17  | Rồng: 4 ⋅ Trụ: 9 ⋅ Vàng: 58,2k             | Rồng: 4 ⋅ Trụ: 9 ⋅ Vàng: 58,2k             | Rồng: 4 ⋅ Trụ: 9 ⋅ Vàng: 58,2k             | Rồng: 4 ⋅ Trụ: 9 ⋅ Vàng: 58,2k             | Rồng: 4 ⋅ Trụ: 9 ⋅ Vàng: 58,2k             | Rồng: 4 ⋅ Trụ: 9 ⋅ Vàng: 58,2k             | Rồng: 4 ⋅ Trụ: 9 ⋅ Vàng: 58,2k             |
| Maokai ⋅ Ashe Orianna ⋅ Ziggs ⋅ Alistar         | Maokai ⋅ Ashe Orianna ⋅ Ziggs ⋅ Alistar         | Maokai ⋅ Ashe Orianna ⋅ Ziggs ⋅ Alistar         | Maokai ⋅ Ashe Orianna ⋅ Ziggs ⋅ Alistar         | Maokai ⋅ Ashe Orianna ⋅ Ziggs ⋅ Alistar         | Maokai ⋅ Ashe Orianna ⋅ Ziggs ⋅ Alistar         | Maokai ⋅ Ashe Orianna ⋅ Ziggs ⋅ Alistar         | Cấm                           | Cấm    | Aurora ⋅ Syndra Kalista ⋅ Varus ⋅ Nautilus | Aurora ⋅ Syndra Kalista ⋅ Varus ⋅ Nautilus | Aurora ⋅ Syndra Kalista ⋅ Varus ⋅ Nautilus | Aurora ⋅ Syndra Kalista ⋅ Varus ⋅ Nautilus | Aurora ⋅ Syndra Kalista ⋅ Varus ⋅ Nautilus | Aurora ⋅ Syndra Kalista ⋅ Varus ⋅ Nautilus | Aurora ⋅ Syndra Kalista ⋅ Varus ⋅ Nautilus |
| Rumble ⋅ Skarner Tristana ⋅ Miss Fortune ⋅ Rell | Rumble ⋅ Skarner Tristana ⋅ Miss Fortune ⋅ Rell | Rumble ⋅ Skarner Tristana ⋅ Miss Fortune ⋅ Rell | Rumble ⋅ Skarner Tristana ⋅ Miss Fortune ⋅ Rell | Rumble ⋅ Skarner Tristana ⋅ Miss Fortune ⋅ Rell | Rumble ⋅ Skarner Tristana ⋅ Miss Fortune ⋅ Rell | Rumble ⋅ Skarner Tristana ⋅ Miss Fortune ⋅ Rell | Chọn                          | Chọn   | Jax ⋅ Sejuani Yone ⋅ Lucian ⋅ Nami         | Jax ⋅ Sejuani Yone ⋅ Lucian ⋅ Nami         | Jax ⋅ Sejuani Yone ⋅ Lucian ⋅ Nami         | Jax ⋅ Sejuani Yone ⋅ Lucian ⋅ Nami         | Jax ⋅ Sejuani Yone ⋅ Lucian ⋅ Nami         | Jax ⋅ Sejuani Yone ⋅ Lucian ⋅ Nami         | Jax ⋅ Sejuani Yone ⋅ Lucian ⋅ Nami         |
|                                                 |                                                 |                                                 |                                                 |                                                 |                                                 |                                                 |                               |        |                                            |                                            |                                            |                                            |                                            |                                            |                                            |

| 22/5/60                                  | 22/5/60                                  | 22/5/60                                  | 22/5/60                                  | 22/5/60                                  | 22/5/60                                  | 22/5/60                                  | Trận 2                        | Trận 2 | 5/22/17                                 | 5/22/17                                 | 5/22/17                                 | 5/22/17                                 | 5/22/17                                 | 5/22/17                                 | 5/22/17                                 |
| Rồng: 1 ⋅ Trụ: 10 ⋅ Vàng: 58,8k          | Rồng: 1 ⋅ Trụ: 10 ⋅ Vàng: 58,8k          | Rồng: 1 ⋅ Trụ: 10 ⋅ Vàng: 58,8k          | Rồng: 1 ⋅ Trụ: 10 ⋅ Vàng: 58,8k          | Rồng: 1 ⋅ Trụ: 10 ⋅ Vàng: 58,8k          | Rồng: 1 ⋅ Trụ: 10 ⋅ Vàng: 58,8k          | Rồng: 1 ⋅ Trụ: 10 ⋅ Vàng: 58,8k          | Sự kiện thể thao đang diễn ra | 27:56  | Rồng: 2 ⋅ Trụ: 0 ⋅ Vàng: 42,4k          | Rồng: 2 ⋅ Trụ: 0 ⋅ Vàng: 42,4k          | Rồng: 2 ⋅ Trụ: 0 ⋅ Vàng: 42,4k          | Rồng: 2 ⋅ Trụ: 0 ⋅ Vàng: 42,4k          | Rồng: 2 ⋅ Trụ: 0 ⋅ Vàng: 42,4k          | Rồng: 2 ⋅ Trụ: 0 ⋅ Vàng: 42,4k          | Rồng: 2 ⋅ Trụ: 0 ⋅ Vàng: 42,4k          |
| Maokai ⋅ Ashe Sejuani ⋅ Lucian ⋅ Alistar | Maokai ⋅ Ashe Sejuani ⋅ Lucian ⋅ Alistar | Maokai ⋅ Ashe Sejuani ⋅ Lucian ⋅ Alistar | Maokai ⋅ Ashe Sejuani ⋅ Lucian ⋅ Alistar | Maokai ⋅ Ashe Sejuani ⋅ Lucian ⋅ Alistar | Maokai ⋅ Ashe Sejuani ⋅ Lucian ⋅ Alistar | Maokai ⋅ Ashe Sejuani ⋅ Lucian ⋅ Alistar | Cấm                           | Cấm    | Syndra ⋅ Kalista Aurora ⋅ Varus ⋅ Rakan | Syndra ⋅ Kalista Aurora ⋅ Varus ⋅ Rakan | Syndra ⋅ Kalista Aurora ⋅ Varus ⋅ Rakan | Syndra ⋅ Kalista Aurora ⋅ Varus ⋅ Rakan | Syndra ⋅ Kalista Aurora ⋅ Varus ⋅ Rakan | Syndra ⋅ Kalista Aurora ⋅ Varus ⋅ Rakan | Syndra ⋅ Kalista Aurora ⋅ Varus ⋅ Rakan |
| Gnar ⋅ Skarner Akali ⋅ Jhin ⋅ Rell       | Gnar ⋅ Skarner Akali ⋅ Jhin ⋅ Rell       | Gnar ⋅ Skarner Akali ⋅ Jhin ⋅ Rell       | Gnar ⋅ Skarner Akali ⋅ Jhin ⋅ Rell       | Gnar ⋅ Skarner Akali ⋅ Jhin ⋅ Rell       | Gnar ⋅ Skarner Akali ⋅ Jhin ⋅ Rell       | Gnar ⋅ Skarner Akali ⋅ Jhin ⋅ Rell       | Chọn                          | Chọn   | Rumble ⋅ Vi Yone ⋅ Ezreal ⋅ Braum       | Rumble ⋅ Vi Yone ⋅ Ezreal ⋅ Braum       | Rumble ⋅ Vi Yone ⋅ Ezreal ⋅ Braum       | Rumble ⋅ Vi Yone ⋅ Ezreal ⋅ Braum       | Rumble ⋅ Vi Yone ⋅ Ezreal ⋅ Braum       | Rumble ⋅ Vi Yone ⋅ Ezreal ⋅ Braum       | Rumble ⋅ Vi Yone ⋅ Ezreal ⋅ Braum       |
|                                          |                                          |                                          |                                          |                                          |                                          |                                          |                               |        |                                         |                                         |                                         |                                         |                                         |                                         |                                         |

| 19/10/39                              | 19/10/39                              | 19/10/39                              | 19/10/39                              | 19/10/39                              | 19/10/39                              | 19/10/39                              | Trận 3                        | Trận 3 | 9/19/22                                  | 9/19/22                                  | 9/19/22                                  | 9/19/22                                  | 9/19/22                                  | 9/19/22                                  | 9/19/22                                  |
| Rồng: 2 ⋅ Trụ: 9 ⋅ Vàng: 64,1k        | Rồng: 2 ⋅ Trụ: 9 ⋅ Vàng: 64,1k        | Rồng: 2 ⋅ Trụ: 9 ⋅ Vàng: 64,1k        | Rồng: 2 ⋅ Trụ: 9 ⋅ Vàng: 64,1k        | Rồng: 2 ⋅ Trụ: 9 ⋅ Vàng: 64,1k        | Rồng: 2 ⋅ Trụ: 9 ⋅ Vàng: 64,1k        | Rồng: 2 ⋅ Trụ: 9 ⋅ Vàng: 64,1k        | Sự kiện thể thao đang diễn ra | 32:34  | Rồng: 3 ⋅ Trụ: 3 ⋅ Vàng: 54,1k           | Rồng: 3 ⋅ Trụ: 3 ⋅ Vàng: 54,1k           | Rồng: 3 ⋅ Trụ: 3 ⋅ Vàng: 54,1k           | Rồng: 3 ⋅ Trụ: 3 ⋅ Vàng: 54,1k           | Rồng: 3 ⋅ Trụ: 3 ⋅ Vàng: 54,1k           | Rồng: 3 ⋅ Trụ: 3 ⋅ Vàng: 54,1k           | Rồng: 3 ⋅ Trụ: 3 ⋅ Vàng: 54,1k           |
| Sejuani ⋅ Aurora Maokai ⋅ Braum ⋅ Jax | Sejuani ⋅ Aurora Maokai ⋅ Braum ⋅ Jax | Sejuani ⋅ Aurora Maokai ⋅ Braum ⋅ Jax | Sejuani ⋅ Aurora Maokai ⋅ Braum ⋅ Jax | Sejuani ⋅ Aurora Maokai ⋅ Braum ⋅ Jax | Sejuani ⋅ Aurora Maokai ⋅ Braum ⋅ Jax | Sejuani ⋅ Aurora Maokai ⋅ Braum ⋅ Jax | Cấm                           | Cấm    | Skarner ⋅ Ziggs Jarvan IV ⋅ Poppy ⋅ Bard | Skarner ⋅ Ziggs Jarvan IV ⋅ Poppy ⋅ Bard | Skarner ⋅ Ziggs Jarvan IV ⋅ Poppy ⋅ Bard | Skarner ⋅ Ziggs Jarvan IV ⋅ Poppy ⋅ Bard | Skarner ⋅ Ziggs Jarvan IV ⋅ Poppy ⋅ Bard | Skarner ⋅ Ziggs Jarvan IV ⋅ Poppy ⋅ Bard | Skarner ⋅ Ziggs Jarvan IV ⋅ Poppy ⋅ Bard |
| Vayne ⋅ Wukong Akali ⋅ Jhin ⋅ Leona   | Vayne ⋅ Wukong Akali ⋅ Jhin ⋅ Leona   | Vayne ⋅ Wukong Akali ⋅ Jhin ⋅ Leona   | Vayne ⋅ Wukong Akali ⋅ Jhin ⋅ Leona   | Vayne ⋅ Wukong Akali ⋅ Jhin ⋅ Leona   | Vayne ⋅ Wukong Akali ⋅ Jhin ⋅ Leona   | Vayne ⋅ Wukong Akali ⋅ Jhin ⋅ Leona   | Chọn                          | Chọn   | Gnar ⋅ Lee Sin Syndra ⋅ Ashe ⋅ Alistar   | Gnar ⋅ Lee Sin Syndra ⋅ Ashe ⋅ Alistar   | Gnar ⋅ Lee Sin Syndra ⋅ Ashe ⋅ Alistar   | Gnar ⋅ Lee Sin Syndra ⋅ Ashe ⋅ Alistar   | Gnar ⋅ Lee Sin Syndra ⋅ Ashe ⋅ Alistar   | Gnar ⋅ Lee Sin Syndra ⋅ Ashe ⋅ Alistar   | Gnar ⋅ Lee Sin Syndra ⋅ Ashe ⋅ Alistar   |
|                                       |                                       |                                       |                                       |                                       |                                       |                                       |                               |        |                                          |                                          |                                          |                                          |                                          |                                          |                                          |

| PSG Talon | 2 – 1 | paiN Gaming |

| 3/16/5                                          | 3/16/5                                          | 3/16/5                                          | 3/16/5                                          | 3/16/5                                          | 3/16/5                                          | 3/16/5                                          | Trận 1                        | Trận 1 | 16/3/47                                    | 16/3/47                                    | 16/3/47                                    | 16/3/47                                    | 16/3/47                                    | 16/3/47                                    | 16/3/47                                    |
| Rồng: 0 ⋅ Trụ: 2 ⋅ Vàng: 50,2k                  | Rồng: 0 ⋅ Trụ: 2 ⋅ Vàng: 50,2k                  | Rồng: 0 ⋅ Trụ: 2 ⋅ Vàng: 50,2k                  | Rồng: 0 ⋅ Trụ: 2 ⋅ Vàng: 50,2k                  | Rồng: 0 ⋅ Trụ: 2 ⋅ Vàng: 50,2k                  | Rồng: 0 ⋅ Trụ: 2 ⋅ Vàng: 50,2k                  | Rồng: 0 ⋅ Trụ: 2 ⋅ Vàng: 50,2k                  | Sự kiện thể thao đang diễn ra | 31:17  | Rồng: 4 ⋅ Trụ: 9 ⋅ Vàng: 58,2k             | Rồng: 4 ⋅ Trụ: 9 ⋅ Vàng: 58,2k             | Rồng: 4 ⋅ Trụ: 9 ⋅ Vàng: 58,2k             | Rồng: 4 ⋅ Trụ: 9 ⋅ Vàng: 58,2k             | Rồng: 4 ⋅ Trụ: 9 ⋅ Vàng: 58,2k             | Rồng: 4 ⋅ Trụ: 9 ⋅ Vàng: 58,2k             | Rồng: 4 ⋅ Trụ: 9 ⋅ Vàng: 58,2k             |
| Maokai ⋅ Ashe Orianna ⋅ Ziggs ⋅ Alistar         | Maokai ⋅ Ashe Orianna ⋅ Ziggs ⋅ Alistar         | Maokai ⋅ Ashe Orianna ⋅ Ziggs ⋅ Alistar         | Maokai ⋅ Ashe Orianna ⋅ Ziggs ⋅ Alistar         | Maokai ⋅ Ashe Orianna ⋅ Ziggs ⋅ Alistar         | Maokai ⋅ Ashe Orianna ⋅ Ziggs ⋅ Alistar         | Maokai ⋅ Ashe Orianna ⋅ Ziggs ⋅ Alistar         | Cấm                           | Cấm    | Aurora ⋅ Syndra Kalista ⋅ Varus ⋅ Nautilus | Aurora ⋅ Syndra Kalista ⋅ Varus ⋅ Nautilus | Aurora ⋅ Syndra Kalista ⋅ Varus ⋅ Nautilus | Aurora ⋅ Syndra Kalista ⋅ Varus ⋅ Nautilus | Aurora ⋅ Syndra Kalista ⋅ Varus ⋅ Nautilus | Aurora ⋅ Syndra Kalista ⋅ Varus ⋅ Nautilus | Aurora ⋅ Syndra Kalista ⋅ Varus ⋅ Nautilus |
| Rumble ⋅ Skarner Tristana ⋅ Miss Fortune ⋅ Rell | Rumble ⋅ Skarner Tristana ⋅ Miss Fortune ⋅ Rell | Rumble ⋅ Skarner Tristana ⋅ Miss Fortune ⋅ Rell | Rumble ⋅ Skarner Tristana ⋅ Miss Fortune ⋅ Rell | Rumble ⋅ Skarner Tristana ⋅ Miss Fortune ⋅ Rell | Rumble ⋅ Skarner Tristana ⋅ Miss Fortune ⋅ Rell | Rumble ⋅ Skarner Tristana ⋅ Miss Fortune ⋅ Rell | Chọn                          | Chọn   | Jax ⋅ Sejuani Yone ⋅ Lucian ⋅ Nami         | Jax ⋅ Sejuani Yone ⋅ Lucian ⋅ Nami         | Jax ⋅ Sejuani Yone ⋅ Lucian ⋅ Nami         | Jax ⋅ Sejuani Yone ⋅ Lucian ⋅ Nami         | Jax ⋅ Sejuani Yone ⋅ Lucian ⋅ Nami         | Jax ⋅ Sejuani Yone ⋅ Lucian ⋅ Nami         | Jax ⋅ Sejuani Yone ⋅ Lucian ⋅ Nami         |
|                                                 |                                                 |                                                 |                                                 |                                                 |                                                 |                                                 |                               |        |                                            |                                            |                                            |                                            |                                            |                                            |                                            |

| 22/5/60                                  | 22/5/60                                  | 22/5/60                                  | 22/5/60                                  | 22/5/60                                  | 22/5/60                                  | 22/5/60                                  | Trận 2                        | Trận 2 | 5/22/17                                 | 5/22/17                                 | 5/22/17                                 | 5/22/17                                 | 5/22/17                                 | 5/22/17                                 | 5/22/17                                 |
| Rồng: 1 ⋅ Trụ: 10 ⋅ Vàng: 58,8k          | Rồng: 1 ⋅ Trụ: 10 ⋅ Vàng: 58,8k          | Rồng: 1 ⋅ Trụ: 10 ⋅ Vàng: 58,8k          | Rồng: 1 ⋅ Trụ: 10 ⋅ Vàng: 58,8k          | Rồng: 1 ⋅ Trụ: 10 ⋅ Vàng: 58,8k          | Rồng: 1 ⋅ Trụ: 10 ⋅ Vàng: 58,8k          | Rồng: 1 ⋅ Trụ: 10 ⋅ Vàng: 58,8k          | Sự kiện thể thao đang diễn ra | 27:56  | Rồng: 2 ⋅ Trụ: 0 ⋅ Vàng: 42,4k          | Rồng: 2 ⋅ Trụ: 0 ⋅ Vàng: 42,4k          | Rồng: 2 ⋅ Trụ: 0 ⋅ Vàng: 42,4k          | Rồng: 2 ⋅ Trụ: 0 ⋅ Vàng: 42,4k          | Rồng: 2 ⋅ Trụ: 0 ⋅ Vàng: 42,4k          | Rồng: 2 ⋅ Trụ: 0 ⋅ Vàng: 42,4k          | Rồng: 2 ⋅ Trụ: 0 ⋅ Vàng: 42,4k          |
| Maokai ⋅ Ashe Sejuani ⋅ Lucian ⋅ Alistar | Maokai ⋅ Ashe Sejuani ⋅ Lucian ⋅ Alistar | Maokai ⋅ Ashe Sejuani ⋅ Lucian ⋅ Alistar | Maokai ⋅ Ashe Sejuani ⋅ Lucian ⋅ Alistar | Maokai ⋅ Ashe Sejuani ⋅ Lucian ⋅ Alistar | Maokai ⋅ Ashe Sejuani ⋅ Lucian ⋅ Alistar | Maokai ⋅ Ashe Sejuani ⋅ Lucian ⋅ Alistar | Cấm                           | Cấm    | Syndra ⋅ Kalista Aurora ⋅ Varus ⋅ Rakan | Syndra ⋅ Kalista Aurora ⋅ Varus ⋅ Rakan | Syndra ⋅ Kalista Aurora ⋅ Varus ⋅ Rakan | Syndra ⋅ Kalista Aurora ⋅ Varus ⋅ Rakan | Syndra ⋅ Kalista Aurora ⋅ Varus ⋅ Rakan | Syndra ⋅ Kalista Aurora ⋅ Varus ⋅ Rakan | Syndra ⋅ Kalista Aurora ⋅ Varus ⋅ Rakan |
| Gnar ⋅ Skarner Akali ⋅ Jhin ⋅ Rell       | Gnar ⋅ Skarner Akali ⋅ Jhin ⋅ Rell       | Gnar ⋅ Skarner Akali ⋅ Jhin ⋅ Rell       | Gnar ⋅ Skarner Akali ⋅ Jhin ⋅ Rell       | Gnar ⋅ Skarner Akali ⋅ Jhin ⋅ Rell       | Gnar ⋅ Skarner Akali ⋅ Jhin ⋅ Rell       | Gnar ⋅ Skarner Akali ⋅ Jhin ⋅ Rell       | Chọn                          | Chọn   | Rumble ⋅ Vi Yone ⋅ Ezreal ⋅ Braum       | Rumble ⋅ Vi Yone ⋅ Ezreal ⋅ Braum       | Rumble ⋅ Vi Yone ⋅ Ezreal ⋅ Braum       | Rumble ⋅ Vi Yone ⋅ Ezreal ⋅ Braum       | Rumble ⋅ Vi Yone ⋅ Ezreal ⋅ Braum       | Rumble ⋅ Vi Yone ⋅ Ezreal ⋅ Braum       | Rumble ⋅ Vi Yone ⋅ Ezreal ⋅ Braum       |
|                                          |                                          |                                          |                                          |                                          |                                          |                                          |                               |        |                                         |                                         |                                         |                                         |                                         |                                         |                                         |

| 19/10/39                              | 19/10/39                              | 19/10/39                              | 19/10/39                              | 19/10/39                              | 19/10/39                              | 19/10/39                              | Trận 3                        | Trận 3 | 9/19/22                                  | 9/19/22                                  | 9/19/22                                  | 9/19/22                                  | 9/19/22                                  | 9/19/22                                  | 9/19/22                                  |
| Rồng: 2 ⋅ Trụ: 9 ⋅ Vàng: 64,1k        | Rồng: 2 ⋅ Trụ: 9 ⋅ Vàng: 64,1k        | Rồng: 2 ⋅ Trụ: 9 ⋅ Vàng: 64,1k        | Rồng: 2 ⋅ Trụ: 9 ⋅ Vàng: 64,1k        | Rồng: 2 ⋅ Trụ: 9 ⋅ Vàng: 64,1k        | Rồng: 2 ⋅ Trụ: 9 ⋅ Vàng: 64,1k        | Rồng: 2 ⋅ Trụ: 9 ⋅ Vàng: 64,1k        | Sự kiện thể thao đang diễn ra | 32:34  | Rồng: 3 ⋅ Trụ: 3 ⋅ Vàng: 54,1k           | Rồng: 3 ⋅ Trụ: 3 ⋅ Vàng: 54,1k           | Rồng: 3 ⋅ Trụ: 3 ⋅ Vàng: 54,1k           | Rồng: 3 ⋅ Trụ: 3 ⋅ Vàng: 54,1k           | Rồng: 3 ⋅ Trụ: 3 ⋅ Vàng: 54,1k           | Rồng: 3 ⋅ Trụ: 3 ⋅ Vàng: 54,1k           | Rồng: 3 ⋅ Trụ: 3 ⋅ Vàng: 54,1k           |
| Sejuani ⋅ Aurora Maokai ⋅ Braum ⋅ Jax | Sejuani ⋅ Aurora Maokai ⋅ Braum ⋅ Jax | Sejuani ⋅ Aurora Maokai ⋅ Braum ⋅ Jax | Sejuani ⋅ Aurora Maokai ⋅ Braum ⋅ Jax | Sejuani ⋅ Aurora Maokai ⋅ Braum ⋅ Jax | Sejuani ⋅ Aurora Maokai ⋅ Braum ⋅ Jax | Sejuani ⋅ Aurora Maokai ⋅ Braum ⋅ Jax | Cấm                           | Cấm    | Skarner ⋅ Ziggs Jarvan IV ⋅ Poppy ⋅ Bard | Skarner ⋅ Ziggs Jarvan IV ⋅ Poppy ⋅ Bard | Skarner ⋅ Ziggs Jarvan IV ⋅ Poppy ⋅ Bard | Skarner ⋅ Ziggs Jarvan IV ⋅ Poppy ⋅ Bard | Skarner ⋅ Ziggs Jarvan IV ⋅ Poppy ⋅ Bard | Skarner ⋅ Ziggs Jarvan IV ⋅ Poppy ⋅ Bard | Skarner ⋅ Ziggs Jarvan IV ⋅ Poppy ⋅ Bard |
| Vayne ⋅ Wukong Akali ⋅ Jhin ⋅ Leona   | Vayne ⋅ Wukong Akali ⋅ Jhin ⋅ Leona   | Vayne ⋅ Wukong Akali ⋅ Jhin ⋅ Leona   | Vayne ⋅ Wukong Akali ⋅ Jhin ⋅ Leona   | Vayne ⋅ Wukong Akali ⋅ Jhin ⋅ Leona   | Vayne ⋅ Wukong Akali ⋅ Jhin ⋅ Leona   | Vayne ⋅ Wukong Akali ⋅ Jhin ⋅ Leona   | Chọn                          | Chọn   | Gnar ⋅ Lee Sin Syndra ⋅ Ashe ⋅ Alistar   | Gnar ⋅ Lee Sin Syndra ⋅ Ashe ⋅ Alistar   | Gnar ⋅ Lee Sin Syndra ⋅ Ashe ⋅ Alistar   | Gnar ⋅ Lee Sin Syndra ⋅ Ashe ⋅ Alistar   | Gnar ⋅ Lee Sin Syndra ⋅ Ashe ⋅ Alistar   | Gnar ⋅ Lee Sin Syndra ⋅ Ashe ⋅ Alistar   | Gnar ⋅ Lee Sin Syndra ⋅ Ashe ⋅ Alistar   |
|                                       |                                       |                                       |                                       |                                       |                                       |                                       |                               |        |                                          |                                          |                                          |                                          |                                          |                                          |                                          |

| GAM Esports | 2 – 0 | SoftBank HAWKS |

| 19/7/39                                  | 19/7/39                                  | 19/7/39                                  | 19/7/39                                  | 19/7/39                                  | 19/7/39                                  | 19/7/39                                  | Trận 1                        | Trận 1 | 7/19/13                                  | 7/19/13                                  | 7/19/13                                  | 7/19/13                                  | 7/19/13                                  | 7/19/13                                  | 7/19/13                                  |
| Rồng: 3 ⋅ Trụ: 10 ⋅ Vàng: 59,2k          | Rồng: 3 ⋅ Trụ: 10 ⋅ Vàng: 59,2k          | Rồng: 3 ⋅ Trụ: 10 ⋅ Vàng: 59,2k          | Rồng: 3 ⋅ Trụ: 10 ⋅ Vàng: 59,2k          | Rồng: 3 ⋅ Trụ: 10 ⋅ Vàng: 59,2k          | Rồng: 3 ⋅ Trụ: 10 ⋅ Vàng: 59,2k          | Rồng: 3 ⋅ Trụ: 10 ⋅ Vàng: 59,2k          | Sự kiện thể thao đang diễn ra | 27:54  | Rồng: 1 ⋅ Trụ: 1 ⋅ Vàng: 45,5k           | Rồng: 1 ⋅ Trụ: 1 ⋅ Vàng: 45,5k           | Rồng: 1 ⋅ Trụ: 1 ⋅ Vàng: 45,5k           | Rồng: 1 ⋅ Trụ: 1 ⋅ Vàng: 45,5k           | Rồng: 1 ⋅ Trụ: 1 ⋅ Vàng: 45,5k           | Rồng: 1 ⋅ Trụ: 1 ⋅ Vàng: 45,5k           | Rồng: 1 ⋅ Trụ: 1 ⋅ Vàng: 45,5k           |
| Skarner ⋅ Vi Kennen ⋅ Yone ⋅ Leona       | Skarner ⋅ Vi Kennen ⋅ Yone ⋅ Leona       | Skarner ⋅ Vi Kennen ⋅ Yone ⋅ Leona       | Skarner ⋅ Vi Kennen ⋅ Yone ⋅ Leona       | Skarner ⋅ Vi Kennen ⋅ Yone ⋅ Leona       | Skarner ⋅ Vi Kennen ⋅ Yone ⋅ Leona       | Skarner ⋅ Vi Kennen ⋅ Yone ⋅ Leona       | Cấm                           | Cấm    | Ashe ⋅ K'Sante Jinx ⋅ Nocturne ⋅ Bard    | Ashe ⋅ K'Sante Jinx ⋅ Nocturne ⋅ Bard    | Ashe ⋅ K'Sante Jinx ⋅ Nocturne ⋅ Bard    | Ashe ⋅ K'Sante Jinx ⋅ Nocturne ⋅ Bard    | Ashe ⋅ K'Sante Jinx ⋅ Nocturne ⋅ Bard    | Ashe ⋅ K'Sante Jinx ⋅ Nocturne ⋅ Bard    | Ashe ⋅ K'Sante Jinx ⋅ Nocturne ⋅ Bard    |
| Aurora ⋅ Shyvana Tristana ⋅ Jhin ⋅ Poppy | Aurora ⋅ Shyvana Tristana ⋅ Jhin ⋅ Poppy | Aurora ⋅ Shyvana Tristana ⋅ Jhin ⋅ Poppy | Aurora ⋅ Shyvana Tristana ⋅ Jhin ⋅ Poppy | Aurora ⋅ Shyvana Tristana ⋅ Jhin ⋅ Poppy | Aurora ⋅ Shyvana Tristana ⋅ Jhin ⋅ Poppy | Aurora ⋅ Shyvana Tristana ⋅ Jhin ⋅ Poppy | Chọn                          | Chọn   | Rumble ⋅ Jarvan IV Lucian ⋅ Ziggs ⋅ Rell | Rumble ⋅ Jarvan IV Lucian ⋅ Ziggs ⋅ Rell | Rumble ⋅ Jarvan IV Lucian ⋅ Ziggs ⋅ Rell | Rumble ⋅ Jarvan IV Lucian ⋅ Ziggs ⋅ Rell | Rumble ⋅ Jarvan IV Lucian ⋅ Ziggs ⋅ Rell | Rumble ⋅ Jarvan IV Lucian ⋅ Ziggs ⋅ Rell | Rumble ⋅ Jarvan IV Lucian ⋅ Ziggs ⋅ Rell |
|                                          |                                          |                                          |                                          |                                          |                                          |                                          |                               |        |                                          |                                          |                                          |                                          |                                          |                                          |                                          |

| 23/13/50                            | 23/13/50                            | 23/13/50                            | 23/13/50                            | 23/13/50                            | 23/13/50                            | 23/13/50                            | Trận 2                        | Trận 2 | 13/24/27                                     | 13/24/27                                     | 13/24/27                                     | 13/24/27                                     | 13/24/27                                     | 13/24/27                                     | 13/24/27                                     |
| Rồng: 2 ⋅ Trụ: 9 ⋅ Vàng: 56,6k      | Rồng: 2 ⋅ Trụ: 9 ⋅ Vàng: 56,6k      | Rồng: 2 ⋅ Trụ: 9 ⋅ Vàng: 56,6k      | Rồng: 2 ⋅ Trụ: 9 ⋅ Vàng: 56,6k      | Rồng: 2 ⋅ Trụ: 9 ⋅ Vàng: 56,6k      | Rồng: 2 ⋅ Trụ: 9 ⋅ Vàng: 56,6k      | Rồng: 2 ⋅ Trụ: 9 ⋅ Vàng: 56,6k      | Sự kiện thể thao đang diễn ra | 26:51  | Rồng: 1 ⋅ Trụ: 2 ⋅ Vàng: 47,1k               | Rồng: 1 ⋅ Trụ: 2 ⋅ Vàng: 47,1k               | Rồng: 1 ⋅ Trụ: 2 ⋅ Vàng: 47,1k               | Rồng: 1 ⋅ Trụ: 2 ⋅ Vàng: 47,1k               | Rồng: 1 ⋅ Trụ: 2 ⋅ Vàng: 47,1k               | Rồng: 1 ⋅ Trụ: 2 ⋅ Vàng: 47,1k               | Rồng: 1 ⋅ Trụ: 2 ⋅ Vàng: 47,1k               |
| Skarner ⋅ Vi Kennen ⋅ Akali ⋅ Viego | Skarner ⋅ Vi Kennen ⋅ Akali ⋅ Viego | Skarner ⋅ Vi Kennen ⋅ Akali ⋅ Viego | Skarner ⋅ Vi Kennen ⋅ Akali ⋅ Viego | Skarner ⋅ Vi Kennen ⋅ Akali ⋅ Viego | Skarner ⋅ Vi Kennen ⋅ Akali ⋅ Viego | Skarner ⋅ Vi Kennen ⋅ Akali ⋅ Viego | Cấm                           | Cấm    | Shyvana ⋅ Ziggs K'Sante ⋅ Tristana ⋅ Sejuani | Shyvana ⋅ Ziggs K'Sante ⋅ Tristana ⋅ Sejuani | Shyvana ⋅ Ziggs K'Sante ⋅ Tristana ⋅ Sejuani | Shyvana ⋅ Ziggs K'Sante ⋅ Tristana ⋅ Sejuani | Shyvana ⋅ Ziggs K'Sante ⋅ Tristana ⋅ Sejuani | Shyvana ⋅ Ziggs K'Sante ⋅ Tristana ⋅ Sejuani | Shyvana ⋅ Ziggs K'Sante ⋅ Tristana ⋅ Sejuani |
| Aurora ⋅ Wukong Yone ⋅ Jhin ⋅ Leona | Aurora ⋅ Wukong Yone ⋅ Jhin ⋅ Leona | Aurora ⋅ Wukong Yone ⋅ Jhin ⋅ Leona | Aurora ⋅ Wukong Yone ⋅ Jhin ⋅ Leona | Aurora ⋅ Wukong Yone ⋅ Jhin ⋅ Leona | Aurora ⋅ Wukong Yone ⋅ Jhin ⋅ Leona | Aurora ⋅ Wukong Yone ⋅ Jhin ⋅ Leona | Chọn                          | Chọn   | Rumble ⋅ Lee Sin LeBlanc ⋅ Ashe ⋅ Poppy      | Rumble ⋅ Lee Sin LeBlanc ⋅ Ashe ⋅ Poppy      | Rumble ⋅ Lee Sin LeBlanc ⋅ Ashe ⋅ Poppy      | Rumble ⋅ Lee Sin LeBlanc ⋅ Ashe ⋅ Poppy      | Rumble ⋅ Lee Sin LeBlanc ⋅ Ashe ⋅ Poppy      | Rumble ⋅ Lee Sin LeBlanc ⋅ Ashe ⋅ Poppy      | Rumble ⋅ Lee Sin LeBlanc ⋅ Ashe ⋅ Poppy      |
|                                     |                                     |                                     |                                     |                                     |                                     |                                     |                               |        |                                              |                                              |                                              |                                              |                                              |                                              |                                              |

| GAM Esports | 2 – 0 | SoftBank HAWKS |

| 19/7/39                                  | 19/7/39                                  | 19/7/39                                  | 19/7/39                                  | 19/7/39                                  | 19/7/39                                  | 19/7/39                                  | Trận 1                        | Trận 1 | 7/19/13                                  | 7/19/13                                  | 7/19/13                                  | 7/19/13                                  | 7/19/13                                  | 7/19/13                                  | 7/19/13                                  |
| Rồng: 3 ⋅ Trụ: 10 ⋅ Vàng: 59,2k          | Rồng: 3 ⋅ Trụ: 10 ⋅ Vàng: 59,2k          | Rồng: 3 ⋅ Trụ: 10 ⋅ Vàng: 59,2k          | Rồng: 3 ⋅ Trụ: 10 ⋅ Vàng: 59,2k          | Rồng: 3 ⋅ Trụ: 10 ⋅ Vàng: 59,2k          | Rồng: 3 ⋅ Trụ: 10 ⋅ Vàng: 59,2k          | Rồng: 3 ⋅ Trụ: 10 ⋅ Vàng: 59,2k          | Sự kiện thể thao đang diễn ra | 27:54  | Rồng: 1 ⋅ Trụ: 1 ⋅ Vàng: 45,5k           | Rồng: 1 ⋅ Trụ: 1 ⋅ Vàng: 45,5k           | Rồng: 1 ⋅ Trụ: 1 ⋅ Vàng: 45,5k           | Rồng: 1 ⋅ Trụ: 1 ⋅ Vàng: 45,5k           | Rồng: 1 ⋅ Trụ: 1 ⋅ Vàng: 45,5k           | Rồng: 1 ⋅ Trụ: 1 ⋅ Vàng: 45,5k           | Rồng: 1 ⋅ Trụ: 1 ⋅ Vàng: 45,5k           |
| Skarner ⋅ Vi Kennen ⋅ Yone ⋅ Leona       | Skarner ⋅ Vi Kennen ⋅ Yone ⋅ Leona       | Skarner ⋅ Vi Kennen ⋅ Yone ⋅ Leona       | Skarner ⋅ Vi Kennen ⋅ Yone ⋅ Leona       | Skarner ⋅ Vi Kennen ⋅ Yone ⋅ Leona       | Skarner ⋅ Vi Kennen ⋅ Yone ⋅ Leona       | Skarner ⋅ Vi Kennen ⋅ Yone ⋅ Leona       | Cấm                           | Cấm    | Ashe ⋅ K'Sante Jinx ⋅ Nocturne ⋅ Bard    | Ashe ⋅ K'Sante Jinx ⋅ Nocturne ⋅ Bard    | Ashe ⋅ K'Sante Jinx ⋅ Nocturne ⋅ Bard    | Ashe ⋅ K'Sante Jinx ⋅ Nocturne ⋅ Bard    | Ashe ⋅ K'Sante Jinx ⋅ Nocturne ⋅ Bard    | Ashe ⋅ K'Sante Jinx ⋅ Nocturne ⋅ Bard    | Ashe ⋅ K'Sante Jinx ⋅ Nocturne ⋅ Bard    |
| Aurora ⋅ Shyvana Tristana ⋅ Jhin ⋅ Poppy | Aurora ⋅ Shyvana Tristana ⋅ Jhin ⋅ Poppy | Aurora ⋅ Shyvana Tristana ⋅ Jhin ⋅ Poppy | Aurora ⋅ Shyvana Tristana ⋅ Jhin ⋅ Poppy | Aurora ⋅ Shyvana Tristana ⋅ Jhin ⋅ Poppy | Aurora ⋅ Shyvana Tristana ⋅ Jhin ⋅ Poppy | Aurora ⋅ Shyvana Tristana ⋅ Jhin ⋅ Poppy | Chọn                          | Chọn   | Rumble ⋅ Jarvan IV Lucian ⋅ Ziggs ⋅ Rell | Rumble ⋅ Jarvan IV Lucian ⋅ Ziggs ⋅ Rell | Rumble ⋅ Jarvan IV Lucian ⋅ Ziggs ⋅ Rell | Rumble ⋅ Jarvan IV Lucian ⋅ Ziggs ⋅ Rell | Rumble ⋅ Jarvan IV Lucian ⋅ Ziggs ⋅ Rell | Rumble ⋅ Jarvan IV Lucian ⋅ Ziggs ⋅ Rell | Rumble ⋅ Jarvan IV Lucian ⋅ Ziggs ⋅ Rell |
|                                          |                                          |                                          |                                          |                                          |                                          |                                          |                               |        |                                          |                                          |                                          |                                          |                                          |                                          |                                          |

| 23/13/50                            | 23/13/50                            | 23/13/50                            | 23/13/50                            | 23/13/50                            | 23/13/50                            | 23/13/50                            | Trận 2                        | Trận 2 | 13/24/27                                     | 13/24/27                                     | 13/24/27                                     | 13/24/27                                     | 13/24/27                                     | 13/24/27                                     | 13/24/27                                     |
| Rồng: 2 ⋅ Trụ: 9 ⋅ Vàng: 56,6k      | Rồng: 2 ⋅ Trụ: 9 ⋅ Vàng: 56,6k      | Rồng: 2 ⋅ Trụ: 9 ⋅ Vàng: 56,6k      | Rồng: 2 ⋅ Trụ: 9 ⋅ Vàng: 56,6k      | Rồng: 2 ⋅ Trụ: 9 ⋅ Vàng: 56,6k      | Rồng: 2 ⋅ Trụ: 9 ⋅ Vàng: 56,6k      | Rồng: 2 ⋅ Trụ: 9 ⋅ Vàng: 56,6k      | Sự kiện thể thao đang diễn ra | 26:51  | Rồng: 1 ⋅ Trụ: 2 ⋅ Vàng: 47,1k               | Rồng: 1 ⋅ Trụ: 2 ⋅ Vàng: 47,1k               | Rồng: 1 ⋅ Trụ: 2 ⋅ Vàng: 47,1k               | Rồng: 1 ⋅ Trụ: 2 ⋅ Vàng: 47,1k               | Rồng: 1 ⋅ Trụ: 2 ⋅ Vàng: 47,1k               | Rồng: 1 ⋅ Trụ: 2 ⋅ Vàng: 47,1k               | Rồng: 1 ⋅ Trụ: 2 ⋅ Vàng: 47,1k               |
| Skarner ⋅ Vi Kennen ⋅ Akali ⋅ Viego | Skarner ⋅ Vi Kennen ⋅ Akali ⋅ Viego | Skarner ⋅ Vi Kennen ⋅ Akali ⋅ Viego | Skarner ⋅ Vi Kennen ⋅ Akali ⋅ Viego | Skarner ⋅ Vi Kennen ⋅ Akali ⋅ Viego | Skarner ⋅ Vi Kennen ⋅ Akali ⋅ Viego | Skarner ⋅ Vi Kennen ⋅ Akali ⋅ Viego | Cấm                           | Cấm    | Shyvana ⋅ Ziggs K'Sante ⋅ Tristana ⋅ Sejuani | Shyvana ⋅ Ziggs K'Sante ⋅ Tristana ⋅ Sejuani | Shyvana ⋅ Ziggs K'Sante ⋅ Tristana ⋅ Sejuani | Shyvana ⋅ Ziggs K'Sante ⋅ Tristana ⋅ Sejuani | Shyvana ⋅ Ziggs K'Sante ⋅ Tristana ⋅ Sejuani | Shyvana ⋅ Ziggs K'Sante ⋅ Tristana ⋅ Sejuani | Shyvana ⋅ Ziggs K'Sante ⋅ Tristana ⋅ Sejuani |
| Aurora ⋅ Wukong Yone ⋅ Jhin ⋅ Leona | Aurora ⋅ Wukong Yone ⋅ Jhin ⋅ Leona | Aurora ⋅ Wukong Yone ⋅ Jhin ⋅ Leona | Aurora ⋅ Wukong Yone ⋅ Jhin ⋅ Leona | Aurora ⋅ Wukong Yone ⋅ Jhin ⋅ Leona | Aurora ⋅ Wukong Yone ⋅ Jhin ⋅ Leona | Aurora ⋅ Wukong Yone ⋅ Jhin ⋅ Leona | Chọn                          | Chọn   | Rumble ⋅ Lee Sin LeBlanc ⋅ Ashe ⋅ Poppy      | Rumble ⋅ Lee Sin LeBlanc ⋅ Ashe ⋅ Poppy      | Rumble ⋅ Lee Sin LeBlanc ⋅ Ashe ⋅ Poppy      | Rumble ⋅ Lee Sin LeBlanc ⋅ Ashe ⋅ Poppy      | Rumble ⋅ Lee Sin LeBlanc ⋅ Ashe ⋅ Poppy      | Rumble ⋅ Lee Sin LeBlanc ⋅ Ashe ⋅ Poppy      | Rumble ⋅ Lee Sin LeBlanc ⋅ Ashe ⋅ Poppy      |
|                                     |                                     |                                     |                                     |                                     |                                     |                                     |                               |        |                                              |                                              |                                              |                                              |                                              |                                              |                                              |

| 100 Thieves | 1 – 2 | Movistar R7 |

| 25/11/59                                 | 25/11/59                                 | 25/11/59                                 | 25/11/59                                 | 25/11/59                                 | 25/11/59                                 | 25/11/59                                 | Trận 1                        | Trận 1 | 11/25/33                             | 11/25/33                             | 11/25/33                             | 11/25/33                             | 11/25/33                             | 11/25/33                             | 11/25/33                             |
| Rồng: 3 ⋅ Trụ: 9 ⋅ Vàng: 79,2k           | Rồng: 3 ⋅ Trụ: 9 ⋅ Vàng: 79,2k           | Rồng: 3 ⋅ Trụ: 9 ⋅ Vàng: 79,2k           | Rồng: 3 ⋅ Trụ: 9 ⋅ Vàng: 79,2k           | Rồng: 3 ⋅ Trụ: 9 ⋅ Vàng: 79,2k           | Rồng: 3 ⋅ Trụ: 9 ⋅ Vàng: 79,2k           | Rồng: 3 ⋅ Trụ: 9 ⋅ Vàng: 79,2k           | Sự kiện thể thao đang diễn ra | 39:38  | Rồng: 2 ⋅ Trụ: 6 ⋅ Vàng: 74,0k       | Rồng: 2 ⋅ Trụ: 6 ⋅ Vàng: 74,0k       | Rồng: 2 ⋅ Trụ: 6 ⋅ Vàng: 74,0k       | Rồng: 2 ⋅ Trụ: 6 ⋅ Vàng: 74,0k       | Rồng: 2 ⋅ Trụ: 6 ⋅ Vàng: 74,0k       | Rồng: 2 ⋅ Trụ: 6 ⋅ Vàng: 74,0k       | Rồng: 2 ⋅ Trụ: 6 ⋅ Vàng: 74,0k       |
| Gnar ⋅ Kai'Sa Skarner ⋅ Ezreal ⋅ Kalista | Gnar ⋅ Kai'Sa Skarner ⋅ Ezreal ⋅ Kalista | Gnar ⋅ Kai'Sa Skarner ⋅ Ezreal ⋅ Kalista | Gnar ⋅ Kai'Sa Skarner ⋅ Ezreal ⋅ Kalista | Gnar ⋅ Kai'Sa Skarner ⋅ Ezreal ⋅ Kalista | Gnar ⋅ Kai'Sa Skarner ⋅ Ezreal ⋅ Kalista | Gnar ⋅ Kai'Sa Skarner ⋅ Ezreal ⋅ Kalista | Cấm                           | Cấm    | Vi ⋅ Yone Ziggs ⋅ Ashe ⋅ Senna       | Vi ⋅ Yone Ziggs ⋅ Ashe ⋅ Senna       | Vi ⋅ Yone Ziggs ⋅ Ashe ⋅ Senna       | Vi ⋅ Yone Ziggs ⋅ Ashe ⋅ Senna       | Vi ⋅ Yone Ziggs ⋅ Ashe ⋅ Senna       | Vi ⋅ Yone Ziggs ⋅ Ashe ⋅ Senna       | Vi ⋅ Yone Ziggs ⋅ Ashe ⋅ Senna       |
| K'Sante ⋅ Jarvan IV Hwei ⋅ Jhin ⋅ Leona  | K'Sante ⋅ Jarvan IV Hwei ⋅ Jhin ⋅ Leona  | K'Sante ⋅ Jarvan IV Hwei ⋅ Jhin ⋅ Leona  | K'Sante ⋅ Jarvan IV Hwei ⋅ Jhin ⋅ Leona  | K'Sante ⋅ Jarvan IV Hwei ⋅ Jhin ⋅ Leona  | K'Sante ⋅ Jarvan IV Hwei ⋅ Jhin ⋅ Leona  | K'Sante ⋅ Jarvan IV Hwei ⋅ Jhin ⋅ Leona  | Chọn                          | Chọn   | Jax ⋅ Brand Tristana ⋅ Draven ⋅ Rell | Jax ⋅ Brand Tristana ⋅ Draven ⋅ Rell | Jax ⋅ Brand Tristana ⋅ Draven ⋅ Rell | Jax ⋅ Brand Tristana ⋅ Draven ⋅ Rell | Jax ⋅ Brand Tristana ⋅ Draven ⋅ Rell | Jax ⋅ Brand Tristana ⋅ Draven ⋅ Rell | Jax ⋅ Brand Tristana ⋅ Draven ⋅ Rell |
|                                          |                                          |                                          |                                          |                                          |                                          |                                          |                               |        |                                      |                                      |                                      |                                      |                                      |                                      |                                      |

| 18/26/42                                | 18/26/42                                | 18/26/42                                | 18/26/42                                | 18/26/42                                | 18/26/42                                | 18/26/42                                | Trận 2                        | Trận 2 | 26/18/66                                        | 26/18/66                                        | 26/18/66                                        | 26/18/66                                        | 26/18/66                                        | 26/18/66                                        | 26/18/66                                        |
| Rồng: 2 ⋅ Trụ: 6 ⋅ Vàng: 66,2k          | Rồng: 2 ⋅ Trụ: 6 ⋅ Vàng: 66,2k          | Rồng: 2 ⋅ Trụ: 6 ⋅ Vàng: 66,2k          | Rồng: 2 ⋅ Trụ: 6 ⋅ Vàng: 66,2k          | Rồng: 2 ⋅ Trụ: 6 ⋅ Vàng: 66,2k          | Rồng: 2 ⋅ Trụ: 6 ⋅ Vàng: 66,2k          | Rồng: 2 ⋅ Trụ: 6 ⋅ Vàng: 66,2k          | Sự kiện thể thao đang diễn ra | 37:12  | Rồng: 3 ⋅ Trụ: 8 ⋅ Vàng: 71,6k                  | Rồng: 3 ⋅ Trụ: 8 ⋅ Vàng: 71,6k                  | Rồng: 3 ⋅ Trụ: 8 ⋅ Vàng: 71,6k                  | Rồng: 3 ⋅ Trụ: 8 ⋅ Vàng: 71,6k                  | Rồng: 3 ⋅ Trụ: 8 ⋅ Vàng: 71,6k                  | Rồng: 3 ⋅ Trụ: 8 ⋅ Vàng: 71,6k                  | Rồng: 3 ⋅ Trụ: 8 ⋅ Vàng: 71,6k                  |
| Gnar ⋅ Skarner Kai'Sa ⋅ Syndra ⋅ Brand  | Gnar ⋅ Skarner Kai'Sa ⋅ Syndra ⋅ Brand  | Gnar ⋅ Skarner Kai'Sa ⋅ Syndra ⋅ Brand  | Gnar ⋅ Skarner Kai'Sa ⋅ Syndra ⋅ Brand  | Gnar ⋅ Skarner Kai'Sa ⋅ Syndra ⋅ Brand  | Gnar ⋅ Skarner Kai'Sa ⋅ Syndra ⋅ Brand  | Gnar ⋅ Skarner Kai'Sa ⋅ Syndra ⋅ Brand  | Cấm                           | Cấm    | Vi ⋅ Yone Ziggs ⋅ Yasuo ⋅ Jarvan IV             | Vi ⋅ Yone Ziggs ⋅ Yasuo ⋅ Jarvan IV             | Vi ⋅ Yone Ziggs ⋅ Yasuo ⋅ Jarvan IV             | Vi ⋅ Yone Ziggs ⋅ Yasuo ⋅ Jarvan IV             | Vi ⋅ Yone Ziggs ⋅ Yasuo ⋅ Jarvan IV             | Vi ⋅ Yone Ziggs ⋅ Yasuo ⋅ Jarvan IV             | Vi ⋅ Yone Ziggs ⋅ Yasuo ⋅ Jarvan IV             |
| K'Sante ⋅ Wukong Aurora ⋅ Lucian ⋅ Nami | K'Sante ⋅ Wukong Aurora ⋅ Lucian ⋅ Nami | K'Sante ⋅ Wukong Aurora ⋅ Lucian ⋅ Nami | K'Sante ⋅ Wukong Aurora ⋅ Lucian ⋅ Nami | K'Sante ⋅ Wukong Aurora ⋅ Lucian ⋅ Nami | K'Sante ⋅ Wukong Aurora ⋅ Lucian ⋅ Nami | K'Sante ⋅ Wukong Aurora ⋅ Lucian ⋅ Nami | Chọn                          | Chọn   | Renekton ⋅ Nocturne Orianna ⋅ Ezreal ⋅ Nautilus | Renekton ⋅ Nocturne Orianna ⋅ Ezreal ⋅ Nautilus | Renekton ⋅ Nocturne Orianna ⋅ Ezreal ⋅ Nautilus | Renekton ⋅ Nocturne Orianna ⋅ Ezreal ⋅ Nautilus | Renekton ⋅ Nocturne Orianna ⋅ Ezreal ⋅ Nautilus | Renekton ⋅ Nocturne Orianna ⋅ Ezreal ⋅ Nautilus | Renekton ⋅ Nocturne Orianna ⋅ Ezreal ⋅ Nautilus |
|                                         |                                         |                                         |                                         |                                         |                                         |                                         |                               |        |                                                 |                                                 |                                                 |                                                 |                                                 |                                                 |                                                 |

| 16/27/33                                      | 16/27/33                                      | 16/27/33                                      | 16/27/33                                      | 16/27/33                                      | 16/27/33                                      | 16/27/33                                      | Trận 3                        | Trận 3 | 27/16/68                                  | 27/16/68                                  | 27/16/68                                  | 27/16/68                                  | 27/16/68                                  | 27/16/68                                  | 27/16/68                                  |
| Rồng: 1 ⋅ Trụ: 2 ⋅ Vàng: 64,4k                | Rồng: 1 ⋅ Trụ: 2 ⋅ Vàng: 64,4k                | Rồng: 1 ⋅ Trụ: 2 ⋅ Vàng: 64,4k                | Rồng: 1 ⋅ Trụ: 2 ⋅ Vàng: 64,4k                | Rồng: 1 ⋅ Trụ: 2 ⋅ Vàng: 64,4k                | Rồng: 1 ⋅ Trụ: 2 ⋅ Vàng: 64,4k                | Rồng: 1 ⋅ Trụ: 2 ⋅ Vàng: 64,4k                | Sự kiện thể thao đang diễn ra | 36:25  | Rồng: 4 ⋅ Trụ: 11 ⋅ Vàng: 73,9k           | Rồng: 4 ⋅ Trụ: 11 ⋅ Vàng: 73,9k           | Rồng: 4 ⋅ Trụ: 11 ⋅ Vàng: 73,9k           | Rồng: 4 ⋅ Trụ: 11 ⋅ Vàng: 73,9k           | Rồng: 4 ⋅ Trụ: 11 ⋅ Vàng: 73,9k           | Rồng: 4 ⋅ Trụ: 11 ⋅ Vàng: 73,9k           | Rồng: 4 ⋅ Trụ: 11 ⋅ Vàng: 73,9k           |
| Gnar ⋅ Orianna Skarner ⋅ Jarvan IV ⋅ Nocturne | Gnar ⋅ Orianna Skarner ⋅ Jarvan IV ⋅ Nocturne | Gnar ⋅ Orianna Skarner ⋅ Jarvan IV ⋅ Nocturne | Gnar ⋅ Orianna Skarner ⋅ Jarvan IV ⋅ Nocturne | Gnar ⋅ Orianna Skarner ⋅ Jarvan IV ⋅ Nocturne | Gnar ⋅ Orianna Skarner ⋅ Jarvan IV ⋅ Nocturne | Gnar ⋅ Orianna Skarner ⋅ Jarvan IV ⋅ Nocturne | Cấm                           | Cấm    | Vi ⋅ Yone Ziggs ⋅ Yasuo ⋅ Syndra          | Vi ⋅ Yone Ziggs ⋅ Yasuo ⋅ Syndra          | Vi ⋅ Yone Ziggs ⋅ Yasuo ⋅ Syndra          | Vi ⋅ Yone Ziggs ⋅ Yasuo ⋅ Syndra          | Vi ⋅ Yone Ziggs ⋅ Yasuo ⋅ Syndra          | Vi ⋅ Yone Ziggs ⋅ Yasuo ⋅ Syndra          | Vi ⋅ Yone Ziggs ⋅ Yasuo ⋅ Syndra          |
| K'Sante ⋅ Viego Vex ⋅ Jinx ⋅ Nautilus         | K'Sante ⋅ Viego Vex ⋅ Jinx ⋅ Nautilus         | K'Sante ⋅ Viego Vex ⋅ Jinx ⋅ Nautilus         | K'Sante ⋅ Viego Vex ⋅ Jinx ⋅ Nautilus         | K'Sante ⋅ Viego Vex ⋅ Jinx ⋅ Nautilus         | K'Sante ⋅ Viego Vex ⋅ Jinx ⋅ Nautilus         | K'Sante ⋅ Viego Vex ⋅ Jinx ⋅ Nautilus         | Chọn                          | Chọn   | Renekton ⋅ Wukong LeBlanc ⋅ Lucian ⋅ Nami | Renekton ⋅ Wukong LeBlanc ⋅ Lucian ⋅ Nami | Renekton ⋅ Wukong LeBlanc ⋅ Lucian ⋅ Nami | Renekton ⋅ Wukong LeBlanc ⋅ Lucian ⋅ Nami | Renekton ⋅ Wukong LeBlanc ⋅ Lucian ⋅ Nami | Renekton ⋅ Wukong LeBlanc ⋅ Lucian ⋅ Nami | Renekton ⋅ Wukong LeBlanc ⋅ Lucian ⋅ Nami |
|                                               |                                               |                                               |                                               |                                               |                                               |                                               |                               |        |                                           |                                           |                                           |                                           |                                           |                                           |                                           |

| 100 Thieves | 1 – 2 | Movistar R7 |

| 25/11/59                                 | 25/11/59                                 | 25/11/59                                 | 25/11/59                                 | 25/11/59                                 | 25/11/59                                 | 25/11/59                                 | Trận 1                        | Trận 1 | 11/25/33                             | 11/25/33                             | 11/25/33                             | 11/25/33                             | 11/25/33                             | 11/25/33                             | 11/25/33                             |
| Rồng: 3 ⋅ Trụ: 9 ⋅ Vàng: 79,2k           | Rồng: 3 ⋅ Trụ: 9 ⋅ Vàng: 79,2k           | Rồng: 3 ⋅ Trụ: 9 ⋅ Vàng: 79,2k           | Rồng: 3 ⋅ Trụ: 9 ⋅ Vàng: 79,2k           | Rồng: 3 ⋅ Trụ: 9 ⋅ Vàng: 79,2k           | Rồng: 3 ⋅ Trụ: 9 ⋅ Vàng: 79,2k           | Rồng: 3 ⋅ Trụ: 9 ⋅ Vàng: 79,2k           | Sự kiện thể thao đang diễn ra | 39:38  | Rồng: 2 ⋅ Trụ: 6 ⋅ Vàng: 74,0k       | Rồng: 2 ⋅ Trụ: 6 ⋅ Vàng: 74,0k       | Rồng: 2 ⋅ Trụ: 6 ⋅ Vàng: 74,0k       | Rồng: 2 ⋅ Trụ: 6 ⋅ Vàng: 74,0k       | Rồng: 2 ⋅ Trụ: 6 ⋅ Vàng: 74,0k       | Rồng: 2 ⋅ Trụ: 6 ⋅ Vàng: 74,0k       | Rồng: 2 ⋅ Trụ: 6 ⋅ Vàng: 74,0k       |
| Gnar ⋅ Kai'Sa Skarner ⋅ Ezreal ⋅ Kalista | Gnar ⋅ Kai'Sa Skarner ⋅ Ezreal ⋅ Kalista | Gnar ⋅ Kai'Sa Skarner ⋅ Ezreal ⋅ Kalista | Gnar ⋅ Kai'Sa Skarner ⋅ Ezreal ⋅ Kalista | Gnar ⋅ Kai'Sa Skarner ⋅ Ezreal ⋅ Kalista | Gnar ⋅ Kai'Sa Skarner ⋅ Ezreal ⋅ Kalista | Gnar ⋅ Kai'Sa Skarner ⋅ Ezreal ⋅ Kalista | Cấm                           | Cấm    | Vi ⋅ Yone Ziggs ⋅ Ashe ⋅ Senna       | Vi ⋅ Yone Ziggs ⋅ Ashe ⋅ Senna       | Vi ⋅ Yone Ziggs ⋅ Ashe ⋅ Senna       | Vi ⋅ Yone Ziggs ⋅ Ashe ⋅ Senna       | Vi ⋅ Yone Ziggs ⋅ Ashe ⋅ Senna       | Vi ⋅ Yone Ziggs ⋅ Ashe ⋅ Senna       | Vi ⋅ Yone Ziggs ⋅ Ashe ⋅ Senna       |
| K'Sante ⋅ Jarvan IV Hwei ⋅ Jhin ⋅ Leona  | K'Sante ⋅ Jarvan IV Hwei ⋅ Jhin ⋅ Leona  | K'Sante ⋅ Jarvan IV Hwei ⋅ Jhin ⋅ Leona  | K'Sante ⋅ Jarvan IV Hwei ⋅ Jhin ⋅ Leona  | K'Sante ⋅ Jarvan IV Hwei ⋅ Jhin ⋅ Leona  | K'Sante ⋅ Jarvan IV Hwei ⋅ Jhin ⋅ Leona  | K'Sante ⋅ Jarvan IV Hwei ⋅ Jhin ⋅ Leona  | Chọn                          | Chọn   | Jax ⋅ Brand Tristana ⋅ Draven ⋅ Rell | Jax ⋅ Brand Tristana ⋅ Draven ⋅ Rell | Jax ⋅ Brand Tristana ⋅ Draven ⋅ Rell | Jax ⋅ Brand Tristana ⋅ Draven ⋅ Rell | Jax ⋅ Brand Tristana ⋅ Draven ⋅ Rell | Jax ⋅ Brand Tristana ⋅ Draven ⋅ Rell | Jax ⋅ Brand Tristana ⋅ Draven ⋅ Rell |
|                                          |                                          |                                          |                                          |                                          |                                          |                                          |                               |        |                                      |                                      |                                      |                                      |                                      |                                      |                                      |

| 18/26/42                                | 18/26/42                                | 18/26/42                                | 18/26/42                                | 18/26/42                                | 18/26/42                                | 18/26/42                                | Trận 2                        | Trận 2 | 26/18/66                                        | 26/18/66                                        | 26/18/66                                        | 26/18/66                                        | 26/18/66                                        | 26/18/66                                        | 26/18/66                                        |
| Rồng: 2 ⋅ Trụ: 6 ⋅ Vàng: 66,2k          | Rồng: 2 ⋅ Trụ: 6 ⋅ Vàng: 66,2k          | Rồng: 2 ⋅ Trụ: 6 ⋅ Vàng: 66,2k          | Rồng: 2 ⋅ Trụ: 6 ⋅ Vàng: 66,2k          | Rồng: 2 ⋅ Trụ: 6 ⋅ Vàng: 66,2k          | Rồng: 2 ⋅ Trụ: 6 ⋅ Vàng: 66,2k          | Rồng: 2 ⋅ Trụ: 6 ⋅ Vàng: 66,2k          | Sự kiện thể thao đang diễn ra | 37:12  | Rồng: 3 ⋅ Trụ: 8 ⋅ Vàng: 71,6k                  | Rồng: 3 ⋅ Trụ: 8 ⋅ Vàng: 71,6k                  | Rồng: 3 ⋅ Trụ: 8 ⋅ Vàng: 71,6k                  | Rồng: 3 ⋅ Trụ: 8 ⋅ Vàng: 71,6k                  | Rồng: 3 ⋅ Trụ: 8 ⋅ Vàng: 71,6k                  | Rồng: 3 ⋅ Trụ: 8 ⋅ Vàng: 71,6k                  | Rồng: 3 ⋅ Trụ: 8 ⋅ Vàng: 71,6k                  |
| Gnar ⋅ Skarner Kai'Sa ⋅ Syndra ⋅ Brand  | Gnar ⋅ Skarner Kai'Sa ⋅ Syndra ⋅ Brand  | Gnar ⋅ Skarner Kai'Sa ⋅ Syndra ⋅ Brand  | Gnar ⋅ Skarner Kai'Sa ⋅ Syndra ⋅ Brand  | Gnar ⋅ Skarner Kai'Sa ⋅ Syndra ⋅ Brand  | Gnar ⋅ Skarner Kai'Sa ⋅ Syndra ⋅ Brand  | Gnar ⋅ Skarner Kai'Sa ⋅ Syndra ⋅ Brand  | Cấm                           | Cấm    | Vi ⋅ Yone Ziggs ⋅ Yasuo ⋅ Jarvan IV             | Vi ⋅ Yone Ziggs ⋅ Yasuo ⋅ Jarvan IV             | Vi ⋅ Yone Ziggs ⋅ Yasuo ⋅ Jarvan IV             | Vi ⋅ Yone Ziggs ⋅ Yasuo ⋅ Jarvan IV             | Vi ⋅ Yone Ziggs ⋅ Yasuo ⋅ Jarvan IV             | Vi ⋅ Yone Ziggs ⋅ Yasuo ⋅ Jarvan IV             | Vi ⋅ Yone Ziggs ⋅ Yasuo ⋅ Jarvan IV             |
| K'Sante ⋅ Wukong Aurora ⋅ Lucian ⋅ Nami | K'Sante ⋅ Wukong Aurora ⋅ Lucian ⋅ Nami | K'Sante ⋅ Wukong Aurora ⋅ Lucian ⋅ Nami | K'Sante ⋅ Wukong Aurora ⋅ Lucian ⋅ Nami | K'Sante ⋅ Wukong Aurora ⋅ Lucian ⋅ Nami | K'Sante ⋅ Wukong Aurora ⋅ Lucian ⋅ Nami | K'Sante ⋅ Wukong Aurora ⋅ Lucian ⋅ Nami | Chọn                          | Chọn   | Renekton ⋅ Nocturne Orianna ⋅ Ezreal ⋅ Nautilus | Renekton ⋅ Nocturne Orianna ⋅ Ezreal ⋅ Nautilus | Renekton ⋅ Nocturne Orianna ⋅ Ezreal ⋅ Nautilus | Renekton ⋅ Nocturne Orianna ⋅ Ezreal ⋅ Nautilus | Renekton ⋅ Nocturne Orianna ⋅ Ezreal ⋅ Nautilus | Renekton ⋅ Nocturne Orianna ⋅ Ezreal ⋅ Nautilus | Renekton ⋅ Nocturne Orianna ⋅ Ezreal ⋅ Nautilus |
|                                         |                                         |                                         |                                         |                                         |                                         |                                         |                               |        |                                                 |                                                 |                                                 |                                                 |                                                 |                                                 |                                                 |

| 16/27/33                                      | 16/27/33                                      | 16/27/33                                      | 16/27/33                                      | 16/27/33                                      | 16/27/33                                      | 16/27/33                                      | Trận 3                        | Trận 3 | 27/16/68                                  | 27/16/68                                  | 27/16/68                                  | 27/16/68                                  | 27/16/68                                  | 27/16/68                                  | 27/16/68                                  |
| Rồng: 1 ⋅ Trụ: 2 ⋅ Vàng: 64,4k                | Rồng: 1 ⋅ Trụ: 2 ⋅ Vàng: 64,4k                | Rồng: 1 ⋅ Trụ: 2 ⋅ Vàng: 64,4k                | Rồng: 1 ⋅ Trụ: 2 ⋅ Vàng: 64,4k                | Rồng: 1 ⋅ Trụ: 2 ⋅ Vàng: 64,4k                | Rồng: 1 ⋅ Trụ: 2 ⋅ Vàng: 64,4k                | Rồng: 1 ⋅ Trụ: 2 ⋅ Vàng: 64,4k                | Sự kiện thể thao đang diễn ra | 36:25  | Rồng: 4 ⋅ Trụ: 11 ⋅ Vàng: 73,9k           | Rồng: 4 ⋅ Trụ: 11 ⋅ Vàng: 73,9k           | Rồng: 4 ⋅ Trụ: 11 ⋅ Vàng: 73,9k           | Rồng: 4 ⋅ Trụ: 11 ⋅ Vàng: 73,9k           | Rồng: 4 ⋅ Trụ: 11 ⋅ Vàng: 73,9k           | Rồng: 4 ⋅ Trụ: 11 ⋅ Vàng: 73,9k           | Rồng: 4 ⋅ Trụ: 11 ⋅ Vàng: 73,9k           |
| Gnar ⋅ Orianna Skarner ⋅ Jarvan IV ⋅ Nocturne | Gnar ⋅ Orianna Skarner ⋅ Jarvan IV ⋅ Nocturne | Gnar ⋅ Orianna Skarner ⋅ Jarvan IV ⋅ Nocturne | Gnar ⋅ Orianna Skarner ⋅ Jarvan IV ⋅ Nocturne | Gnar ⋅ Orianna Skarner ⋅ Jarvan IV ⋅ Nocturne | Gnar ⋅ Orianna Skarner ⋅ Jarvan IV ⋅ Nocturne | Gnar ⋅ Orianna Skarner ⋅ Jarvan IV ⋅ Nocturne | Cấm                           | Cấm    | Vi ⋅ Yone Ziggs ⋅ Yasuo ⋅ Syndra          | Vi ⋅ Yone Ziggs ⋅ Yasuo ⋅ Syndra          | Vi ⋅ Yone Ziggs ⋅ Yasuo ⋅ Syndra          | Vi ⋅ Yone Ziggs ⋅ Yasuo ⋅ Syndra          | Vi ⋅ Yone Ziggs ⋅ Yasuo ⋅ Syndra          | Vi ⋅ Yone Ziggs ⋅ Yasuo ⋅ Syndra          | Vi ⋅ Yone Ziggs ⋅ Yasuo ⋅ Syndra          |
| K'Sante ⋅ Viego Vex ⋅ Jinx ⋅ Nautilus         | K'Sante ⋅ Viego Vex ⋅ Jinx ⋅ Nautilus         | K'Sante ⋅ Viego Vex ⋅ Jinx ⋅ Nautilus         | K'Sante ⋅ Viego Vex ⋅ Jinx ⋅ Nautilus         | K'Sante ⋅ Viego Vex ⋅ Jinx ⋅ Nautilus         | K'Sante ⋅ Viego Vex ⋅ Jinx ⋅ Nautilus         | K'Sante ⋅ Viego Vex ⋅ Jinx ⋅ Nautilus         | Chọn                          | Chọn   | Renekton ⋅ Wukong LeBlanc ⋅ Lucian ⋅ Nami | Renekton ⋅ Wukong LeBlanc ⋅ Lucian ⋅ Nami | Renekton ⋅ Wukong LeBlanc ⋅ Lucian ⋅ Nami | Renekton ⋅ Wukong LeBlanc ⋅ Lucian ⋅ Nami | Renekton ⋅ Wukong LeBlanc ⋅ Lucian ⋅ Nami | Renekton ⋅ Wukong LeBlanc ⋅ Lucian ⋅ Nami | Renekton ⋅ Wukong LeBlanc ⋅ Lucian ⋅ Nami |
|                                               |                                               |                                               |                                               |                                               |                                               |                                               |                               |        |                                           |                                           |                                           |                                           |                                           |                                           |                                           |

#### Nhánh thắng
| MAD Lions KOI | 2 – 1 | PSG Talon |

| 17/12/45                                  | 17/12/45                                  | 17/12/45                                  | 17/12/45                                  | 17/12/45                                  | 17/12/45                                  | 17/12/45                                  | Trận 1                        | Trận 1 | 12/17/34                                  | 12/17/34                                  | 12/17/34                                  | 12/17/34                                  | 12/17/34                                  | 12/17/34                                  | 12/17/34                                  |
| Rồng: 3 ⋅ Trụ: 9 ⋅ Vàng: 67,5k            | Rồng: 3 ⋅ Trụ: 9 ⋅ Vàng: 67,5k            | Rồng: 3 ⋅ Trụ: 9 ⋅ Vàng: 67,5k            | Rồng: 3 ⋅ Trụ: 9 ⋅ Vàng: 67,5k            | Rồng: 3 ⋅ Trụ: 9 ⋅ Vàng: 67,5k            | Rồng: 3 ⋅ Trụ: 9 ⋅ Vàng: 67,5k            | Rồng: 3 ⋅ Trụ: 9 ⋅ Vàng: 67,5k            | Sự kiện thể thao đang diễn ra | 35:47  | Rồng: 2 ⋅ Trụ: 2 ⋅ Vàng: 58,2k            | Rồng: 2 ⋅ Trụ: 2 ⋅ Vàng: 58,2k            | Rồng: 2 ⋅ Trụ: 2 ⋅ Vàng: 58,2k            | Rồng: 2 ⋅ Trụ: 2 ⋅ Vàng: 58,2k            | Rồng: 2 ⋅ Trụ: 2 ⋅ Vàng: 58,2k            | Rồng: 2 ⋅ Trụ: 2 ⋅ Vàng: 58,2k            | Rồng: 2 ⋅ Trụ: 2 ⋅ Vàng: 58,2k            |
| Sejuani ⋅ Zyra Aurora ⋅ Vayne ⋅ Gnar      | Sejuani ⋅ Zyra Aurora ⋅ Vayne ⋅ Gnar      | Sejuani ⋅ Zyra Aurora ⋅ Vayne ⋅ Gnar      | Sejuani ⋅ Zyra Aurora ⋅ Vayne ⋅ Gnar      | Sejuani ⋅ Zyra Aurora ⋅ Vayne ⋅ Gnar      | Sejuani ⋅ Zyra Aurora ⋅ Vayne ⋅ Gnar      | Sejuani ⋅ Zyra Aurora ⋅ Vayne ⋅ Gnar      | Cấm                           | Cấm    | Nidalee ⋅ K'Sante Jinx ⋅ Leona ⋅ Nautilus | Nidalee ⋅ K'Sante Jinx ⋅ Leona ⋅ Nautilus | Nidalee ⋅ K'Sante Jinx ⋅ Leona ⋅ Nautilus | Nidalee ⋅ K'Sante Jinx ⋅ Leona ⋅ Nautilus | Nidalee ⋅ K'Sante Jinx ⋅ Leona ⋅ Nautilus | Nidalee ⋅ K'Sante Jinx ⋅ Leona ⋅ Nautilus | Nidalee ⋅ K'Sante Jinx ⋅ Leona ⋅ Nautilus |
| Camille ⋅ Skarner Renekton ⋅ Ziggs ⋅ Rell | Camille ⋅ Skarner Renekton ⋅ Ziggs ⋅ Rell | Camille ⋅ Skarner Renekton ⋅ Ziggs ⋅ Rell | Camille ⋅ Skarner Renekton ⋅ Ziggs ⋅ Rell | Camille ⋅ Skarner Renekton ⋅ Ziggs ⋅ Rell | Camille ⋅ Skarner Renekton ⋅ Ziggs ⋅ Rell | Camille ⋅ Skarner Renekton ⋅ Ziggs ⋅ Rell | Chọn                          | Chọn   | Udyr ⋅ Wukong Akali ⋅ Ashe ⋅ Braum        | Udyr ⋅ Wukong Akali ⋅ Ashe ⋅ Braum        | Udyr ⋅ Wukong Akali ⋅ Ashe ⋅ Braum        | Udyr ⋅ Wukong Akali ⋅ Ashe ⋅ Braum        | Udyr ⋅ Wukong Akali ⋅ Ashe ⋅ Braum        | Udyr ⋅ Wukong Akali ⋅ Ashe ⋅ Braum        | Udyr ⋅ Wukong Akali ⋅ Ashe ⋅ Braum        |
|                                           |                                           |                                           |                                           |                                           |                                           |                                           |                               |        |                                           |                                           |                                           |                                           |                                           |                                           |                                           |

| 7/18/15                                 | 7/18/15                                 | 7/18/15                                 | 7/18/15                                 | 7/18/15                                 | 7/18/15                                 | 7/18/15                                 | Trận 2                        | Trận 2 | 18/7/38                                | 18/7/38                                | 18/7/38                                | 18/7/38                                | 18/7/38                                | 18/7/38                                | 18/7/38                                |
| Rồng: 2 ⋅ Trụ: 5 ⋅ Vàng: 58,1k          | Rồng: 2 ⋅ Trụ: 5 ⋅ Vàng: 58,1k          | Rồng: 2 ⋅ Trụ: 5 ⋅ Vàng: 58,1k          | Rồng: 2 ⋅ Trụ: 5 ⋅ Vàng: 58,1k          | Rồng: 2 ⋅ Trụ: 5 ⋅ Vàng: 58,1k          | Rồng: 2 ⋅ Trụ: 5 ⋅ Vàng: 58,1k          | Rồng: 2 ⋅ Trụ: 5 ⋅ Vàng: 58,1k          | Sự kiện thể thao đang diễn ra | 34:55  | Rồng: 3 ⋅ Trụ: 10 ⋅ Vàng: 68,3k        | Rồng: 3 ⋅ Trụ: 10 ⋅ Vàng: 68,3k        | Rồng: 3 ⋅ Trụ: 10 ⋅ Vàng: 68,3k        | Rồng: 3 ⋅ Trụ: 10 ⋅ Vàng: 68,3k        | Rồng: 3 ⋅ Trụ: 10 ⋅ Vàng: 68,3k        | Rồng: 3 ⋅ Trụ: 10 ⋅ Vàng: 68,3k        | Rồng: 3 ⋅ Trụ: 10 ⋅ Vàng: 68,3k        |
| Aurora ⋅ Yone Skarner ⋅ Akali ⋅ LeBlanc | Aurora ⋅ Yone Skarner ⋅ Akali ⋅ LeBlanc | Aurora ⋅ Yone Skarner ⋅ Akali ⋅ LeBlanc | Aurora ⋅ Yone Skarner ⋅ Akali ⋅ LeBlanc | Aurora ⋅ Yone Skarner ⋅ Akali ⋅ LeBlanc | Aurora ⋅ Yone Skarner ⋅ Akali ⋅ LeBlanc | Aurora ⋅ Yone Skarner ⋅ Akali ⋅ LeBlanc | Cấm                           | Cấm    | Nidalee ⋅ K'Sante Jinx ⋅ Braum ⋅ Neeko | Nidalee ⋅ K'Sante Jinx ⋅ Braum ⋅ Neeko | Nidalee ⋅ K'Sante Jinx ⋅ Braum ⋅ Neeko | Nidalee ⋅ K'Sante Jinx ⋅ Braum ⋅ Neeko | Nidalee ⋅ K'Sante Jinx ⋅ Braum ⋅ Neeko | Nidalee ⋅ K'Sante Jinx ⋅ Braum ⋅ Neeko | Nidalee ⋅ K'Sante Jinx ⋅ Braum ⋅ Neeko |
| Renekton ⋅ Viego Syndra ⋅ Ezreal ⋅ Rell | Renekton ⋅ Viego Syndra ⋅ Ezreal ⋅ Rell | Renekton ⋅ Viego Syndra ⋅ Ezreal ⋅ Rell | Renekton ⋅ Viego Syndra ⋅ Ezreal ⋅ Rell | Renekton ⋅ Viego Syndra ⋅ Ezreal ⋅ Rell | Renekton ⋅ Viego Syndra ⋅ Ezreal ⋅ Rell | Renekton ⋅ Viego Syndra ⋅ Ezreal ⋅ Rell | Chọn                          | Chọn   | Gnar ⋅ Vi Ahri ⋅ Miss Fortune ⋅ Leona  | Gnar ⋅ Vi Ahri ⋅ Miss Fortune ⋅ Leona  | Gnar ⋅ Vi Ahri ⋅ Miss Fortune ⋅ Leona  | Gnar ⋅ Vi Ahri ⋅ Miss Fortune ⋅ Leona  | Gnar ⋅ Vi Ahri ⋅ Miss Fortune ⋅ Leona  | Gnar ⋅ Vi Ahri ⋅ Miss Fortune ⋅ Leona  | Gnar ⋅ Vi Ahri ⋅ Miss Fortune ⋅ Leona  |
|                                         |                                         |                                         |                                         |                                         |                                         |                                         |                               |        |                                        |                                        |                                        |                                        |                                        |                                        |                                        |

| 14/9/34                                   | 14/9/34                                   | 14/9/34                                   | 14/9/34                                   | 14/9/34                                   | 14/9/34                                   | 14/9/34                                   | Trận 3                        | Trận 3 | 9/14/18                                        | 9/14/18                                        | 9/14/18                                        | 9/14/18                                        | 9/14/18                                        | 9/14/18                                        | 9/14/18                                        |
| Rồng: 1 ⋅ Trụ: 10 ⋅ Vàng: 63,5k           | Rồng: 1 ⋅ Trụ: 10 ⋅ Vàng: 63,5k           | Rồng: 1 ⋅ Trụ: 10 ⋅ Vàng: 63,5k           | Rồng: 1 ⋅ Trụ: 10 ⋅ Vàng: 63,5k           | Rồng: 1 ⋅ Trụ: 10 ⋅ Vàng: 63,5k           | Rồng: 1 ⋅ Trụ: 10 ⋅ Vàng: 63,5k           | Rồng: 1 ⋅ Trụ: 10 ⋅ Vàng: 63,5k           | Sự kiện thể thao đang diễn ra | 33:07  | Rồng: 2 ⋅ Trụ: 3 ⋅ Vàng: 57,2k                 | Rồng: 2 ⋅ Trụ: 3 ⋅ Vàng: 57,2k                 | Rồng: 2 ⋅ Trụ: 3 ⋅ Vàng: 57,2k                 | Rồng: 2 ⋅ Trụ: 3 ⋅ Vàng: 57,2k                 | Rồng: 2 ⋅ Trụ: 3 ⋅ Vàng: 57,2k                 | Rồng: 2 ⋅ Trụ: 3 ⋅ Vàng: 57,2k                 | Rồng: 2 ⋅ Trụ: 3 ⋅ Vàng: 57,2k                 |
| Akali ⋅ Yone Ashe ⋅ Gnar ⋅ Rumble         | Akali ⋅ Yone Ashe ⋅ Gnar ⋅ Rumble         | Akali ⋅ Yone Ashe ⋅ Gnar ⋅ Rumble         | Akali ⋅ Yone Ashe ⋅ Gnar ⋅ Rumble         | Akali ⋅ Yone Ashe ⋅ Gnar ⋅ Rumble         | Akali ⋅ Yone Ashe ⋅ Gnar ⋅ Rumble         | Akali ⋅ Yone Ashe ⋅ Gnar ⋅ Rumble         | Cấm                           | Cấm    | Nidalee ⋅ K'Sante Jinx ⋅ Braum ⋅ Rell          | Nidalee ⋅ K'Sante Jinx ⋅ Braum ⋅ Rell          | Nidalee ⋅ K'Sante Jinx ⋅ Braum ⋅ Rell          | Nidalee ⋅ K'Sante Jinx ⋅ Braum ⋅ Rell          | Nidalee ⋅ K'Sante Jinx ⋅ Braum ⋅ Rell          | Nidalee ⋅ K'Sante Jinx ⋅ Braum ⋅ Rell          | Nidalee ⋅ K'Sante Jinx ⋅ Braum ⋅ Rell          |
| Aurora ⋅ Jarvan IV Vex ⋅ Ezreal ⋅ Alistar | Aurora ⋅ Jarvan IV Vex ⋅ Ezreal ⋅ Alistar | Aurora ⋅ Jarvan IV Vex ⋅ Ezreal ⋅ Alistar | Aurora ⋅ Jarvan IV Vex ⋅ Ezreal ⋅ Alistar | Aurora ⋅ Jarvan IV Vex ⋅ Ezreal ⋅ Alistar | Aurora ⋅ Jarvan IV Vex ⋅ Ezreal ⋅ Alistar | Aurora ⋅ Jarvan IV Vex ⋅ Ezreal ⋅ Alistar | Chọn                          | Chọn   | Corki ⋅ Skarner LeBlanc ⋅ Miss Fortune ⋅ Leona | Corki ⋅ Skarner LeBlanc ⋅ Miss Fortune ⋅ Leona | Corki ⋅ Skarner LeBlanc ⋅ Miss Fortune ⋅ Leona | Corki ⋅ Skarner LeBlanc ⋅ Miss Fortune ⋅ Leona | Corki ⋅ Skarner LeBlanc ⋅ Miss Fortune ⋅ Leona | Corki ⋅ Skarner LeBlanc ⋅ Miss Fortune ⋅ Leona | Corki ⋅ Skarner LeBlanc ⋅ Miss Fortune ⋅ Leona |
|                                           |                                           |                                           |                                           |                                           |                                           |                                           |                               |        |                                                |                                                |                                                |                                                |                                                |                                                |                                                |

| MAD Lions KOI | 2 – 1 | PSG Talon |

| 17/12/45                                  | 17/12/45                                  | 17/12/45                                  | 17/12/45                                  | 17/12/45                                  | 17/12/45                                  | 17/12/45                                  | Trận 1                        | Trận 1 | 12/17/34                                  | 12/17/34                                  | 12/17/34                                  | 12/17/34                                  | 12/17/34                                  | 12/17/34                                  | 12/17/34                                  |
| Rồng: 3 ⋅ Trụ: 9 ⋅ Vàng: 67,5k            | Rồng: 3 ⋅ Trụ: 9 ⋅ Vàng: 67,5k            | Rồng: 3 ⋅ Trụ: 9 ⋅ Vàng: 67,5k            | Rồng: 3 ⋅ Trụ: 9 ⋅ Vàng: 67,5k            | Rồng: 3 ⋅ Trụ: 9 ⋅ Vàng: 67,5k            | Rồng: 3 ⋅ Trụ: 9 ⋅ Vàng: 67,5k            | Rồng: 3 ⋅ Trụ: 9 ⋅ Vàng: 67,5k            | Sự kiện thể thao đang diễn ra | 35:47  | Rồng: 2 ⋅ Trụ: 2 ⋅ Vàng: 58,2k            | Rồng: 2 ⋅ Trụ: 2 ⋅ Vàng: 58,2k            | Rồng: 2 ⋅ Trụ: 2 ⋅ Vàng: 58,2k            | Rồng: 2 ⋅ Trụ: 2 ⋅ Vàng: 58,2k            | Rồng: 2 ⋅ Trụ: 2 ⋅ Vàng: 58,2k            | Rồng: 2 ⋅ Trụ: 2 ⋅ Vàng: 58,2k            | Rồng: 2 ⋅ Trụ: 2 ⋅ Vàng: 58,2k            |
| Sejuani ⋅ Zyra Aurora ⋅ Vayne ⋅ Gnar      | Sejuani ⋅ Zyra Aurora ⋅ Vayne ⋅ Gnar      | Sejuani ⋅ Zyra Aurora ⋅ Vayne ⋅ Gnar      | Sejuani ⋅ Zyra Aurora ⋅ Vayne ⋅ Gnar      | Sejuani ⋅ Zyra Aurora ⋅ Vayne ⋅ Gnar      | Sejuani ⋅ Zyra Aurora ⋅ Vayne ⋅ Gnar      | Sejuani ⋅ Zyra Aurora ⋅ Vayne ⋅ Gnar      | Cấm                           | Cấm    | Nidalee ⋅ K'Sante Jinx ⋅ Leona ⋅ Nautilus | Nidalee ⋅ K'Sante Jinx ⋅ Leona ⋅ Nautilus | Nidalee ⋅ K'Sante Jinx ⋅ Leona ⋅ Nautilus | Nidalee ⋅ K'Sante Jinx ⋅ Leona ⋅ Nautilus | Nidalee ⋅ K'Sante Jinx ⋅ Leona ⋅ Nautilus | Nidalee ⋅ K'Sante Jinx ⋅ Leona ⋅ Nautilus | Nidalee ⋅ K'Sante Jinx ⋅ Leona ⋅ Nautilus |
| Camille ⋅ Skarner Renekton ⋅ Ziggs ⋅ Rell | Camille ⋅ Skarner Renekton ⋅ Ziggs ⋅ Rell | Camille ⋅ Skarner Renekton ⋅ Ziggs ⋅ Rell | Camille ⋅ Skarner Renekton ⋅ Ziggs ⋅ Rell | Camille ⋅ Skarner Renekton ⋅ Ziggs ⋅ Rell | Camille ⋅ Skarner Renekton ⋅ Ziggs ⋅ Rell | Camille ⋅ Skarner Renekton ⋅ Ziggs ⋅ Rell | Chọn                          | Chọn   | Udyr ⋅ Wukong Akali ⋅ Ashe ⋅ Braum        | Udyr ⋅ Wukong Akali ⋅ Ashe ⋅ Braum        | Udyr ⋅ Wukong Akali ⋅ Ashe ⋅ Braum        | Udyr ⋅ Wukong Akali ⋅ Ashe ⋅ Braum        | Udyr ⋅ Wukong Akali ⋅ Ashe ⋅ Braum        | Udyr ⋅ Wukong Akali ⋅ Ashe ⋅ Braum        | Udyr ⋅ Wukong Akali ⋅ Ashe ⋅ Braum        |
|                                           |                                           |                                           |                                           |                                           |                                           |                                           |                               |        |                                           |                                           |                                           |                                           |                                           |                                           |                                           |

| 7/18/15                                 | 7/18/15                                 | 7/18/15                                 | 7/18/15                                 | 7/18/15                                 | 7/18/15                                 | 7/18/15                                 | Trận 2                        | Trận 2 | 18/7/38                                | 18/7/38                                | 18/7/38                                | 18/7/38                                | 18/7/38                                | 18/7/38                                | 18/7/38                                |
| Rồng: 2 ⋅ Trụ: 5 ⋅ Vàng: 58,1k          | Rồng: 2 ⋅ Trụ: 5 ⋅ Vàng: 58,1k          | Rồng: 2 ⋅ Trụ: 5 ⋅ Vàng: 58,1k          | Rồng: 2 ⋅ Trụ: 5 ⋅ Vàng: 58,1k          | Rồng: 2 ⋅ Trụ: 5 ⋅ Vàng: 58,1k          | Rồng: 2 ⋅ Trụ: 5 ⋅ Vàng: 58,1k          | Rồng: 2 ⋅ Trụ: 5 ⋅ Vàng: 58,1k          | Sự kiện thể thao đang diễn ra | 34:55  | Rồng: 3 ⋅ Trụ: 10 ⋅ Vàng: 68,3k        | Rồng: 3 ⋅ Trụ: 10 ⋅ Vàng: 68,3k        | Rồng: 3 ⋅ Trụ: 10 ⋅ Vàng: 68,3k        | Rồng: 3 ⋅ Trụ: 10 ⋅ Vàng: 68,3k        | Rồng: 3 ⋅ Trụ: 10 ⋅ Vàng: 68,3k        | Rồng: 3 ⋅ Trụ: 10 ⋅ Vàng: 68,3k        | Rồng: 3 ⋅ Trụ: 10 ⋅ Vàng: 68,3k        |
| Aurora ⋅ Yone Skarner ⋅ Akali ⋅ LeBlanc | Aurora ⋅ Yone Skarner ⋅ Akali ⋅ LeBlanc | Aurora ⋅ Yone Skarner ⋅ Akali ⋅ LeBlanc | Aurora ⋅ Yone Skarner ⋅ Akali ⋅ LeBlanc | Aurora ⋅ Yone Skarner ⋅ Akali ⋅ LeBlanc | Aurora ⋅ Yone Skarner ⋅ Akali ⋅ LeBlanc | Aurora ⋅ Yone Skarner ⋅ Akali ⋅ LeBlanc | Cấm                           | Cấm    | Nidalee ⋅ K'Sante Jinx ⋅ Braum ⋅ Neeko | Nidalee ⋅ K'Sante Jinx ⋅ Braum ⋅ Neeko | Nidalee ⋅ K'Sante Jinx ⋅ Braum ⋅ Neeko | Nidalee ⋅ K'Sante Jinx ⋅ Braum ⋅ Neeko | Nidalee ⋅ K'Sante Jinx ⋅ Braum ⋅ Neeko | Nidalee ⋅ K'Sante Jinx ⋅ Braum ⋅ Neeko | Nidalee ⋅ K'Sante Jinx ⋅ Braum ⋅ Neeko |
| Renekton ⋅ Viego Syndra ⋅ Ezreal ⋅ Rell | Renekton ⋅ Viego Syndra ⋅ Ezreal ⋅ Rell | Renekton ⋅ Viego Syndra ⋅ Ezreal ⋅ Rell | Renekton ⋅ Viego Syndra ⋅ Ezreal ⋅ Rell | Renekton ⋅ Viego Syndra ⋅ Ezreal ⋅ Rell | Renekton ⋅ Viego Syndra ⋅ Ezreal ⋅ Rell | Renekton ⋅ Viego Syndra ⋅ Ezreal ⋅ Rell | Chọn                          | Chọn   | Gnar ⋅ Vi Ahri ⋅ Miss Fortune ⋅ Leona  | Gnar ⋅ Vi Ahri ⋅ Miss Fortune ⋅ Leona  | Gnar ⋅ Vi Ahri ⋅ Miss Fortune ⋅ Leona  | Gnar ⋅ Vi Ahri ⋅ Miss Fortune ⋅ Leona  | Gnar ⋅ Vi Ahri ⋅ Miss Fortune ⋅ Leona  | Gnar ⋅ Vi Ahri ⋅ Miss Fortune ⋅ Leona  | Gnar ⋅ Vi Ahri ⋅ Miss Fortune ⋅ Leona  |
|                                         |                                         |                                         |                                         |                                         |                                         |                                         |                               |        |                                        |                                        |                                        |                                        |                                        |                                        |                                        |

| 14/9/34                                   | 14/9/34                                   | 14/9/34                                   | 14/9/34                                   | 14/9/34                                   | 14/9/34                                   | 14/9/34                                   | Trận 3                        | Trận 3 | 9/14/18                                        | 9/14/18                                        | 9/14/18                                        | 9/14/18                                        | 9/14/18                                        | 9/14/18                                        | 9/14/18                                        |
| Rồng: 1 ⋅ Trụ: 10 ⋅ Vàng: 63,5k           | Rồng: 1 ⋅ Trụ: 10 ⋅ Vàng: 63,5k           | Rồng: 1 ⋅ Trụ: 10 ⋅ Vàng: 63,5k           | Rồng: 1 ⋅ Trụ: 10 ⋅ Vàng: 63,5k           | Rồng: 1 ⋅ Trụ: 10 ⋅ Vàng: 63,5k           | Rồng: 1 ⋅ Trụ: 10 ⋅ Vàng: 63,5k           | Rồng: 1 ⋅ Trụ: 10 ⋅ Vàng: 63,5k           | Sự kiện thể thao đang diễn ra | 33:07  | Rồng: 2 ⋅ Trụ: 3 ⋅ Vàng: 57,2k                 | Rồng: 2 ⋅ Trụ: 3 ⋅ Vàng: 57,2k                 | Rồng: 2 ⋅ Trụ: 3 ⋅ Vàng: 57,2k                 | Rồng: 2 ⋅ Trụ: 3 ⋅ Vàng: 57,2k                 | Rồng: 2 ⋅ Trụ: 3 ⋅ Vàng: 57,2k                 | Rồng: 2 ⋅ Trụ: 3 ⋅ Vàng: 57,2k                 | Rồng: 2 ⋅ Trụ: 3 ⋅ Vàng: 57,2k                 |
| Akali ⋅ Yone Ashe ⋅ Gnar ⋅ Rumble         | Akali ⋅ Yone Ashe ⋅ Gnar ⋅ Rumble         | Akali ⋅ Yone Ashe ⋅ Gnar ⋅ Rumble         | Akali ⋅ Yone Ashe ⋅ Gnar ⋅ Rumble         | Akali ⋅ Yone Ashe ⋅ Gnar ⋅ Rumble         | Akali ⋅ Yone Ashe ⋅ Gnar ⋅ Rumble         | Akali ⋅ Yone Ashe ⋅ Gnar ⋅ Rumble         | Cấm                           | Cấm    | Nidalee ⋅ K'Sante Jinx ⋅ Braum ⋅ Rell          | Nidalee ⋅ K'Sante Jinx ⋅ Braum ⋅ Rell          | Nidalee ⋅ K'Sante Jinx ⋅ Braum ⋅ Rell          | Nidalee ⋅ K'Sante Jinx ⋅ Braum ⋅ Rell          | Nidalee ⋅ K'Sante Jinx ⋅ Braum ⋅ Rell          | Nidalee ⋅ K'Sante Jinx ⋅ Braum ⋅ Rell          | Nidalee ⋅ K'Sante Jinx ⋅ Braum ⋅ Rell          |
| Aurora ⋅ Jarvan IV Vex ⋅ Ezreal ⋅ Alistar | Aurora ⋅ Jarvan IV Vex ⋅ Ezreal ⋅ Alistar | Aurora ⋅ Jarvan IV Vex ⋅ Ezreal ⋅ Alistar | Aurora ⋅ Jarvan IV Vex ⋅ Ezreal ⋅ Alistar | Aurora ⋅ Jarvan IV Vex ⋅ Ezreal ⋅ Alistar | Aurora ⋅ Jarvan IV Vex ⋅ Ezreal ⋅ Alistar | Aurora ⋅ Jarvan IV Vex ⋅ Ezreal ⋅ Alistar | Chọn                          | Chọn   | Corki ⋅ Skarner LeBlanc ⋅ Miss Fortune ⋅ Leona | Corki ⋅ Skarner LeBlanc ⋅ Miss Fortune ⋅ Leona | Corki ⋅ Skarner LeBlanc ⋅ Miss Fortune ⋅ Leona | Corki ⋅ Skarner LeBlanc ⋅ Miss Fortune ⋅ Leona | Corki ⋅ Skarner LeBlanc ⋅ Miss Fortune ⋅ Leona | Corki ⋅ Skarner LeBlanc ⋅ Miss Fortune ⋅ Leona | Corki ⋅ Skarner LeBlanc ⋅ Miss Fortune ⋅ Leona |
|                                           |                                           |                                           |                                           |                                           |                                           |                                           |                               |        |                                                |                                                |                                                |                                                |                                                |                                                |                                                |

| GAM Esports | 2 – 0 | Movistar R7 |

| 12/10/24                                     | 12/10/24                                     | 12/10/24                                     | 12/10/24                                     | 12/10/24                                     | 12/10/24                                     | 12/10/24                                     | Trận 1                        | Trận 1 | 10/12/25                              | 10/12/25                              | 10/12/25                              | 10/12/25                              | 10/12/25                              | 10/12/25                              | 10/12/25                              |
| Rồng: 1 ⋅ Trụ: 11 ⋅ Vàng: 68,3k              | Rồng: 1 ⋅ Trụ: 11 ⋅ Vàng: 68,3k              | Rồng: 1 ⋅ Trụ: 11 ⋅ Vàng: 68,3k              | Rồng: 1 ⋅ Trụ: 11 ⋅ Vàng: 68,3k              | Rồng: 1 ⋅ Trụ: 11 ⋅ Vàng: 68,3k              | Rồng: 1 ⋅ Trụ: 11 ⋅ Vàng: 68,3k              | Rồng: 1 ⋅ Trụ: 11 ⋅ Vàng: 68,3k              | Sự kiện thể thao đang diễn ra | 33:28  | Rồng: 4 ⋅ Trụ: 3 ⋅ Vàng: 60,1k        | Rồng: 4 ⋅ Trụ: 3 ⋅ Vàng: 60,1k        | Rồng: 4 ⋅ Trụ: 3 ⋅ Vàng: 60,1k        | Rồng: 4 ⋅ Trụ: 3 ⋅ Vàng: 60,1k        | Rồng: 4 ⋅ Trụ: 3 ⋅ Vàng: 60,1k        | Rồng: 4 ⋅ Trụ: 3 ⋅ Vàng: 60,1k        | Rồng: 4 ⋅ Trụ: 3 ⋅ Vàng: 60,1k        |
| Skarner ⋅ Orianna LeBlanc ⋅ Nautilus ⋅ Leona | Skarner ⋅ Orianna LeBlanc ⋅ Nautilus ⋅ Leona | Skarner ⋅ Orianna LeBlanc ⋅ Nautilus ⋅ Leona | Skarner ⋅ Orianna LeBlanc ⋅ Nautilus ⋅ Leona | Skarner ⋅ Orianna LeBlanc ⋅ Nautilus ⋅ Leona | Skarner ⋅ Orianna LeBlanc ⋅ Nautilus ⋅ Leona | Skarner ⋅ Orianna LeBlanc ⋅ Nautilus ⋅ Leona | Cấm                           | Cấm    | Aurora ⋅ Ziggs Vi ⋅ Jhin ⋅ Ashe       | Aurora ⋅ Ziggs Vi ⋅ Jhin ⋅ Ashe       | Aurora ⋅ Ziggs Vi ⋅ Jhin ⋅ Ashe       | Aurora ⋅ Ziggs Vi ⋅ Jhin ⋅ Ashe       | Aurora ⋅ Ziggs Vi ⋅ Jhin ⋅ Ashe       | Aurora ⋅ Ziggs Vi ⋅ Jhin ⋅ Ashe       | Aurora ⋅ Ziggs Vi ⋅ Jhin ⋅ Ashe       |
| Rumble ⋅ Shyvana Yone ⋅ Miss Fortune ⋅ Poppy | Rumble ⋅ Shyvana Yone ⋅ Miss Fortune ⋅ Poppy | Rumble ⋅ Shyvana Yone ⋅ Miss Fortune ⋅ Poppy | Rumble ⋅ Shyvana Yone ⋅ Miss Fortune ⋅ Poppy | Rumble ⋅ Shyvana Yone ⋅ Miss Fortune ⋅ Poppy | Rumble ⋅ Shyvana Yone ⋅ Miss Fortune ⋅ Poppy | Rumble ⋅ Shyvana Yone ⋅ Miss Fortune ⋅ Poppy | Chọn                          | Chọn   | Gnar ⋅ Wukong Syndra ⋅ Ezreal ⋅ Braum | Gnar ⋅ Wukong Syndra ⋅ Ezreal ⋅ Braum | Gnar ⋅ Wukong Syndra ⋅ Ezreal ⋅ Braum | Gnar ⋅ Wukong Syndra ⋅ Ezreal ⋅ Braum | Gnar ⋅ Wukong Syndra ⋅ Ezreal ⋅ Braum | Gnar ⋅ Wukong Syndra ⋅ Ezreal ⋅ Braum | Gnar ⋅ Wukong Syndra ⋅ Ezreal ⋅ Braum |
|                                              |                                              |                                              |                                              |                                              |                                              |                                              |                               |        |                                       |                                       |                                       |                                       |                                       |                                       |                                       |

| 12/1/16                                   | 12/1/16                                   | 12/1/16                                   | 12/1/16                                   | 12/1/16                                   | 12/1/16                                   | 12/1/16                                   | Trận 2                        | Trận 2 | 1/12/2                                   | 1/12/2                                   | 1/12/2                                   | 1/12/2                                   | 1/12/2                                   | 1/12/2                                   | 1/12/2                                   |
| Rồng: 2 ⋅ Trụ: 8 ⋅ Vàng: 53,1k            | Rồng: 2 ⋅ Trụ: 8 ⋅ Vàng: 53,1k            | Rồng: 2 ⋅ Trụ: 8 ⋅ Vàng: 53,1k            | Rồng: 2 ⋅ Trụ: 8 ⋅ Vàng: 53,1k            | Rồng: 2 ⋅ Trụ: 8 ⋅ Vàng: 53,1k            | Rồng: 2 ⋅ Trụ: 8 ⋅ Vàng: 53,1k            | Rồng: 2 ⋅ Trụ: 8 ⋅ Vàng: 53,1k            | Sự kiện thể thao đang diễn ra | 26:56  | Rồng: 1 ⋅ Trụ: 2 ⋅ Vàng: 42,1k           | Rồng: 1 ⋅ Trụ: 2 ⋅ Vàng: 42,1k           | Rồng: 1 ⋅ Trụ: 2 ⋅ Vàng: 42,1k           | Rồng: 1 ⋅ Trụ: 2 ⋅ Vàng: 42,1k           | Rồng: 1 ⋅ Trụ: 2 ⋅ Vàng: 42,1k           | Rồng: 1 ⋅ Trụ: 2 ⋅ Vàng: 42,1k           | Rồng: 1 ⋅ Trụ: 2 ⋅ Vàng: 42,1k           |
| Skarner ⋅ Orianna LeBlanc ⋅ Akali ⋅ Leona | Skarner ⋅ Orianna LeBlanc ⋅ Akali ⋅ Leona | Skarner ⋅ Orianna LeBlanc ⋅ Akali ⋅ Leona | Skarner ⋅ Orianna LeBlanc ⋅ Akali ⋅ Leona | Skarner ⋅ Orianna LeBlanc ⋅ Akali ⋅ Leona | Skarner ⋅ Orianna LeBlanc ⋅ Akali ⋅ Leona | Skarner ⋅ Orianna LeBlanc ⋅ Akali ⋅ Leona | Cấm                           | Cấm    | Aurora ⋅ Vi Shyvana ⋅ Poppy ⋅ Sejuani    | Aurora ⋅ Vi Shyvana ⋅ Poppy ⋅ Sejuani    | Aurora ⋅ Vi Shyvana ⋅ Poppy ⋅ Sejuani    | Aurora ⋅ Vi Shyvana ⋅ Poppy ⋅ Sejuani    | Aurora ⋅ Vi Shyvana ⋅ Poppy ⋅ Sejuani    | Aurora ⋅ Vi Shyvana ⋅ Poppy ⋅ Sejuani    | Aurora ⋅ Vi Shyvana ⋅ Poppy ⋅ Sejuani    |
| Rumble ⋅ Wukong Yone ⋅ Jhin ⋅ Rakan       | Rumble ⋅ Wukong Yone ⋅ Jhin ⋅ Rakan       | Rumble ⋅ Wukong Yone ⋅ Jhin ⋅ Rakan       | Rumble ⋅ Wukong Yone ⋅ Jhin ⋅ Rakan       | Rumble ⋅ Wukong Yone ⋅ Jhin ⋅ Rakan       | Rumble ⋅ Wukong Yone ⋅ Jhin ⋅ Rakan       | Rumble ⋅ Wukong Yone ⋅ Jhin ⋅ Rakan       | Chọn                          | Chọn   | K'Sante ⋅ Jarvan IV Jayce ⋅ Ziggs ⋅ Rell | K'Sante ⋅ Jarvan IV Jayce ⋅ Ziggs ⋅ Rell | K'Sante ⋅ Jarvan IV Jayce ⋅ Ziggs ⋅ Rell | K'Sante ⋅ Jarvan IV Jayce ⋅ Ziggs ⋅ Rell | K'Sante ⋅ Jarvan IV Jayce ⋅ Ziggs ⋅ Rell | K'Sante ⋅ Jarvan IV Jayce ⋅ Ziggs ⋅ Rell | K'Sante ⋅ Jarvan IV Jayce ⋅ Ziggs ⋅ Rell |
|                                           |                                           |                                           |                                           |                                           |                                           |                                           |                               |        |                                          |                                          |                                          |                                          |                                          |                                          |                                          |

| GAM Esports | 2 – 0 | Movistar R7 |

| 12/10/24                                     | 12/10/24                                     | 12/10/24                                     | 12/10/24                                     | 12/10/24                                     | 12/10/24                                     | 12/10/24                                     | Trận 1                        | Trận 1 | 10/12/25                              | 10/12/25                              | 10/12/25                              | 10/12/25                              | 10/12/25                              | 10/12/25                              | 10/12/25                              |
| Rồng: 1 ⋅ Trụ: 11 ⋅ Vàng: 68,3k              | Rồng: 1 ⋅ Trụ: 11 ⋅ Vàng: 68,3k              | Rồng: 1 ⋅ Trụ: 11 ⋅ Vàng: 68,3k              | Rồng: 1 ⋅ Trụ: 11 ⋅ Vàng: 68,3k              | Rồng: 1 ⋅ Trụ: 11 ⋅ Vàng: 68,3k              | Rồng: 1 ⋅ Trụ: 11 ⋅ Vàng: 68,3k              | Rồng: 1 ⋅ Trụ: 11 ⋅ Vàng: 68,3k              | Sự kiện thể thao đang diễn ra | 33:28  | Rồng: 4 ⋅ Trụ: 3 ⋅ Vàng: 60,1k        | Rồng: 4 ⋅ Trụ: 3 ⋅ Vàng: 60,1k        | Rồng: 4 ⋅ Trụ: 3 ⋅ Vàng: 60,1k        | Rồng: 4 ⋅ Trụ: 3 ⋅ Vàng: 60,1k        | Rồng: 4 ⋅ Trụ: 3 ⋅ Vàng: 60,1k        | Rồng: 4 ⋅ Trụ: 3 ⋅ Vàng: 60,1k        | Rồng: 4 ⋅ Trụ: 3 ⋅ Vàng: 60,1k        |
| Skarner ⋅ Orianna LeBlanc ⋅ Nautilus ⋅ Leona | Skarner ⋅ Orianna LeBlanc ⋅ Nautilus ⋅ Leona | Skarner ⋅ Orianna LeBlanc ⋅ Nautilus ⋅ Leona | Skarner ⋅ Orianna LeBlanc ⋅ Nautilus ⋅ Leona | Skarner ⋅ Orianna LeBlanc ⋅ Nautilus ⋅ Leona | Skarner ⋅ Orianna LeBlanc ⋅ Nautilus ⋅ Leona | Skarner ⋅ Orianna LeBlanc ⋅ Nautilus ⋅ Leona | Cấm                           | Cấm    | Aurora ⋅ Ziggs Vi ⋅ Jhin ⋅ Ashe       | Aurora ⋅ Ziggs Vi ⋅ Jhin ⋅ Ashe       | Aurora ⋅ Ziggs Vi ⋅ Jhin ⋅ Ashe       | Aurora ⋅ Ziggs Vi ⋅ Jhin ⋅ Ashe       | Aurora ⋅ Ziggs Vi ⋅ Jhin ⋅ Ashe       | Aurora ⋅ Ziggs Vi ⋅ Jhin ⋅ Ashe       | Aurora ⋅ Ziggs Vi ⋅ Jhin ⋅ Ashe       |
| Rumble ⋅ Shyvana Yone ⋅ Miss Fortune ⋅ Poppy | Rumble ⋅ Shyvana Yone ⋅ Miss Fortune ⋅ Poppy | Rumble ⋅ Shyvana Yone ⋅ Miss Fortune ⋅ Poppy | Rumble ⋅ Shyvana Yone ⋅ Miss Fortune ⋅ Poppy | Rumble ⋅ Shyvana Yone ⋅ Miss Fortune ⋅ Poppy | Rumble ⋅ Shyvana Yone ⋅ Miss Fortune ⋅ Poppy | Rumble ⋅ Shyvana Yone ⋅ Miss Fortune ⋅ Poppy | Chọn                          | Chọn   | Gnar ⋅ Wukong Syndra ⋅ Ezreal ⋅ Braum | Gnar ⋅ Wukong Syndra ⋅ Ezreal ⋅ Braum | Gnar ⋅ Wukong Syndra ⋅ Ezreal ⋅ Braum | Gnar ⋅ Wukong Syndra ⋅ Ezreal ⋅ Braum | Gnar ⋅ Wukong Syndra ⋅ Ezreal ⋅ Braum | Gnar ⋅ Wukong Syndra ⋅ Ezreal ⋅ Braum | Gnar ⋅ Wukong Syndra ⋅ Ezreal ⋅ Braum |
|                                              |                                              |                                              |                                              |                                              |                                              |                                              |                               |        |                                       |                                       |                                       |                                       |                                       |                                       |                                       |

| 12/1/16                                   | 12/1/16                                   | 12/1/16                                   | 12/1/16                                   | 12/1/16                                   | 12/1/16                                   | 12/1/16                                   | Trận 2                        | Trận 2 | 1/12/2                                   | 1/12/2                                   | 1/12/2                                   | 1/12/2                                   | 1/12/2                                   | 1/12/2                                   | 1/12/2                                   |
| Rồng: 2 ⋅ Trụ: 8 ⋅ Vàng: 53,1k            | Rồng: 2 ⋅ Trụ: 8 ⋅ Vàng: 53,1k            | Rồng: 2 ⋅ Trụ: 8 ⋅ Vàng: 53,1k            | Rồng: 2 ⋅ Trụ: 8 ⋅ Vàng: 53,1k            | Rồng: 2 ⋅ Trụ: 8 ⋅ Vàng: 53,1k            | Rồng: 2 ⋅ Trụ: 8 ⋅ Vàng: 53,1k            | Rồng: 2 ⋅ Trụ: 8 ⋅ Vàng: 53,1k            | Sự kiện thể thao đang diễn ra | 26:56  | Rồng: 1 ⋅ Trụ: 2 ⋅ Vàng: 42,1k           | Rồng: 1 ⋅ Trụ: 2 ⋅ Vàng: 42,1k           | Rồng: 1 ⋅ Trụ: 2 ⋅ Vàng: 42,1k           | Rồng: 1 ⋅ Trụ: 2 ⋅ Vàng: 42,1k           | Rồng: 1 ⋅ Trụ: 2 ⋅ Vàng: 42,1k           | Rồng: 1 ⋅ Trụ: 2 ⋅ Vàng: 42,1k           | Rồng: 1 ⋅ Trụ: 2 ⋅ Vàng: 42,1k           |
| Skarner ⋅ Orianna LeBlanc ⋅ Akali ⋅ Leona | Skarner ⋅ Orianna LeBlanc ⋅ Akali ⋅ Leona | Skarner ⋅ Orianna LeBlanc ⋅ Akali ⋅ Leona | Skarner ⋅ Orianna LeBlanc ⋅ Akali ⋅ Leona | Skarner ⋅ Orianna LeBlanc ⋅ Akali ⋅ Leona | Skarner ⋅ Orianna LeBlanc ⋅ Akali ⋅ Leona | Skarner ⋅ Orianna LeBlanc ⋅ Akali ⋅ Leona | Cấm                           | Cấm    | Aurora ⋅ Vi Shyvana ⋅ Poppy ⋅ Sejuani    | Aurora ⋅ Vi Shyvana ⋅ Poppy ⋅ Sejuani    | Aurora ⋅ Vi Shyvana ⋅ Poppy ⋅ Sejuani    | Aurora ⋅ Vi Shyvana ⋅ Poppy ⋅ Sejuani    | Aurora ⋅ Vi Shyvana ⋅ Poppy ⋅ Sejuani    | Aurora ⋅ Vi Shyvana ⋅ Poppy ⋅ Sejuani    | Aurora ⋅ Vi Shyvana ⋅ Poppy ⋅ Sejuani    |
| Rumble ⋅ Wukong Yone ⋅ Jhin ⋅ Rakan       | Rumble ⋅ Wukong Yone ⋅ Jhin ⋅ Rakan       | Rumble ⋅ Wukong Yone ⋅ Jhin ⋅ Rakan       | Rumble ⋅ Wukong Yone ⋅ Jhin ⋅ Rakan       | Rumble ⋅ Wukong Yone ⋅ Jhin ⋅ Rakan       | Rumble ⋅ Wukong Yone ⋅ Jhin ⋅ Rakan       | Rumble ⋅ Wukong Yone ⋅ Jhin ⋅ Rakan       | Chọn                          | Chọn   | K'Sante ⋅ Jarvan IV Jayce ⋅ Ziggs ⋅ Rell | K'Sante ⋅ Jarvan IV Jayce ⋅ Ziggs ⋅ Rell | K'Sante ⋅ Jarvan IV Jayce ⋅ Ziggs ⋅ Rell | K'Sante ⋅ Jarvan IV Jayce ⋅ Ziggs ⋅ Rell | K'Sante ⋅ Jarvan IV Jayce ⋅ Ziggs ⋅ Rell | K'Sante ⋅ Jarvan IV Jayce ⋅ Ziggs ⋅ Rell | K'Sante ⋅ Jarvan IV Jayce ⋅ Ziggs ⋅ Rell |
|                                           |                                           |                                           |                                           |                                           |                                           |                                           |                               |        |                                          |                                          |                                          |                                          |                                          |                                          |                                          |

#### Vòng 1 nhánh thua
| Viking Esports | 0 – 2 | paiN Gaming |

| 12/19/34                                    | 12/19/34                                    | 12/19/34                                    | 12/19/34                                    | 12/19/34                                    | 12/19/34                                    | 12/19/34                                    | Trận 1                        | Trận 1 | 19/12/43                                    | 19/12/43                                    | 19/12/43                                    | 19/12/43                                    | 19/12/43                                    | 19/12/43                                    | 19/12/43                                    |
| Rồng: 1 ⋅ Trụ: 3 ⋅ Vàng: 58,1k              | Rồng: 1 ⋅ Trụ: 3 ⋅ Vàng: 58,1k              | Rồng: 1 ⋅ Trụ: 3 ⋅ Vàng: 58,1k              | Rồng: 1 ⋅ Trụ: 3 ⋅ Vàng: 58,1k              | Rồng: 1 ⋅ Trụ: 3 ⋅ Vàng: 58,1k              | Rồng: 1 ⋅ Trụ: 3 ⋅ Vàng: 58,1k              | Rồng: 1 ⋅ Trụ: 3 ⋅ Vàng: 58,1k              | Sự kiện thể thao đang diễn ra | 33:23  | Rồng: 4 ⋅ Trụ: 9 ⋅ Vàng: 64,4k              | Rồng: 4 ⋅ Trụ: 9 ⋅ Vàng: 64,4k              | Rồng: 4 ⋅ Trụ: 9 ⋅ Vàng: 64,4k              | Rồng: 4 ⋅ Trụ: 9 ⋅ Vàng: 64,4k              | Rồng: 4 ⋅ Trụ: 9 ⋅ Vàng: 64,4k              | Rồng: 4 ⋅ Trụ: 9 ⋅ Vàng: 64,4k              | Rồng: 4 ⋅ Trụ: 9 ⋅ Vàng: 64,4k              |
| Ashe ⋅ Zyra Yone ⋅ Aurora ⋅ Gnar            | Ashe ⋅ Zyra Yone ⋅ Aurora ⋅ Gnar            | Ashe ⋅ Zyra Yone ⋅ Aurora ⋅ Gnar            | Ashe ⋅ Zyra Yone ⋅ Aurora ⋅ Gnar            | Ashe ⋅ Zyra Yone ⋅ Aurora ⋅ Gnar            | Ashe ⋅ Zyra Yone ⋅ Aurora ⋅ Gnar            | Ashe ⋅ Zyra Yone ⋅ Aurora ⋅ Gnar            | Cấm                           | Cấm    | Syndra ⋅ Orianna Jax ⋅ Renekton ⋅ K'Sante   | Syndra ⋅ Orianna Jax ⋅ Renekton ⋅ K'Sante   | Syndra ⋅ Orianna Jax ⋅ Renekton ⋅ K'Sante   | Syndra ⋅ Orianna Jax ⋅ Renekton ⋅ K'Sante   | Syndra ⋅ Orianna Jax ⋅ Renekton ⋅ K'Sante   | Syndra ⋅ Orianna Jax ⋅ Renekton ⋅ K'Sante   | Syndra ⋅ Orianna Jax ⋅ Renekton ⋅ K'Sante   |
| Udyr ⋅ Brand Smolder ⋅ Miss Fortune ⋅ Leona | Udyr ⋅ Brand Smolder ⋅ Miss Fortune ⋅ Leona | Udyr ⋅ Brand Smolder ⋅ Miss Fortune ⋅ Leona | Udyr ⋅ Brand Smolder ⋅ Miss Fortune ⋅ Leona | Udyr ⋅ Brand Smolder ⋅ Miss Fortune ⋅ Leona | Udyr ⋅ Brand Smolder ⋅ Miss Fortune ⋅ Leona | Udyr ⋅ Brand Smolder ⋅ Miss Fortune ⋅ Leona | Chọn                          | Chọn   | Rumble ⋅ Skarner Tristana ⋅ Kalista ⋅ Neeko | Rumble ⋅ Skarner Tristana ⋅ Kalista ⋅ Neeko | Rumble ⋅ Skarner Tristana ⋅ Kalista ⋅ Neeko | Rumble ⋅ Skarner Tristana ⋅ Kalista ⋅ Neeko | Rumble ⋅ Skarner Tristana ⋅ Kalista ⋅ Neeko | Rumble ⋅ Skarner Tristana ⋅ Kalista ⋅ Neeko | Rumble ⋅ Skarner Tristana ⋅ Kalista ⋅ Neeko |
|                                             |                                             |                                             |                                             |                                             |                                             |                                             |                               |        |                                             |                                             |                                             |                                             |                                             |                                             |                                             |

| 7/16/12                                   | 7/16/12                                   | 7/16/12                                   | 7/16/12                                   | 7/16/12                                   | 7/16/12                                   | 7/16/12                                   | Trận 2                        | Trận 2 | 16/7/36                                | 16/7/36                                | 16/7/36                                | 16/7/36                                | 16/7/36                                | 16/7/36                                | 16/7/36                                |
| Rồng: 1 ⋅ Trụ: 2 ⋅ Vàng: 58,5k            | Rồng: 1 ⋅ Trụ: 2 ⋅ Vàng: 58,5k            | Rồng: 1 ⋅ Trụ: 2 ⋅ Vàng: 58,5k            | Rồng: 1 ⋅ Trụ: 2 ⋅ Vàng: 58,5k            | Rồng: 1 ⋅ Trụ: 2 ⋅ Vàng: 58,5k            | Rồng: 1 ⋅ Trụ: 2 ⋅ Vàng: 58,5k            | Rồng: 1 ⋅ Trụ: 2 ⋅ Vàng: 58,5k            | Sự kiện thể thao đang diễn ra | 34:36  | Rồng: 4 ⋅ Trụ: 10 ⋅ Vàng: 68,2k        | Rồng: 4 ⋅ Trụ: 10 ⋅ Vàng: 68,2k        | Rồng: 4 ⋅ Trụ: 10 ⋅ Vàng: 68,2k        | Rồng: 4 ⋅ Trụ: 10 ⋅ Vàng: 68,2k        | Rồng: 4 ⋅ Trụ: 10 ⋅ Vàng: 68,2k        | Rồng: 4 ⋅ Trụ: 10 ⋅ Vàng: 68,2k        | Rồng: 4 ⋅ Trụ: 10 ⋅ Vàng: 68,2k        |
| Rumble ⋅ Yone Aurora ⋅ Lucian ⋅ Ezreal    | Rumble ⋅ Yone Aurora ⋅ Lucian ⋅ Ezreal    | Rumble ⋅ Yone Aurora ⋅ Lucian ⋅ Ezreal    | Rumble ⋅ Yone Aurora ⋅ Lucian ⋅ Ezreal    | Rumble ⋅ Yone Aurora ⋅ Lucian ⋅ Ezreal    | Rumble ⋅ Yone Aurora ⋅ Lucian ⋅ Ezreal    | Rumble ⋅ Yone Aurora ⋅ Lucian ⋅ Ezreal    | Cấm                           | Cấm    | Syndra ⋅ Orianna Ziggs ⋅ Neeko ⋅ Brand | Syndra ⋅ Orianna Ziggs ⋅ Neeko ⋅ Brand | Syndra ⋅ Orianna Ziggs ⋅ Neeko ⋅ Brand | Syndra ⋅ Orianna Ziggs ⋅ Neeko ⋅ Brand | Syndra ⋅ Orianna Ziggs ⋅ Neeko ⋅ Brand | Syndra ⋅ Orianna Ziggs ⋅ Neeko ⋅ Brand | Syndra ⋅ Orianna Ziggs ⋅ Neeko ⋅ Brand |
| K'Sante ⋅ Shyvana Tristana ⋅ Ashe ⋅ Poppy | K'Sante ⋅ Shyvana Tristana ⋅ Ashe ⋅ Poppy | K'Sante ⋅ Shyvana Tristana ⋅ Ashe ⋅ Poppy | K'Sante ⋅ Shyvana Tristana ⋅ Ashe ⋅ Poppy | K'Sante ⋅ Shyvana Tristana ⋅ Ashe ⋅ Poppy | K'Sante ⋅ Shyvana Tristana ⋅ Ashe ⋅ Poppy | K'Sante ⋅ Shyvana Tristana ⋅ Ashe ⋅ Poppy | Chọn                          | Chọn   | Jax ⋅ Sejuani Akali ⋅ Jhin ⋅ Bard      | Jax ⋅ Sejuani Akali ⋅ Jhin ⋅ Bard      | Jax ⋅ Sejuani Akali ⋅ Jhin ⋅ Bard      | Jax ⋅ Sejuani Akali ⋅ Jhin ⋅ Bard      | Jax ⋅ Sejuani Akali ⋅ Jhin ⋅ Bard      | Jax ⋅ Sejuani Akali ⋅ Jhin ⋅ Bard      | Jax ⋅ Sejuani Akali ⋅ Jhin ⋅ Bard      |
|                                           |                                           |                                           |                                           |                                           |                                           |                                           |                               |        |                                        |                                        |                                        |                                        |                                        |                                        |                                        |

| Viking Esports | 0 – 2 | paiN Gaming |

| 12/19/34                                    | 12/19/34                                    | 12/19/34                                    | 12/19/34                                    | 12/19/34                                    | 12/19/34                                    | 12/19/34                                    | Trận 1                        | Trận 1 | 19/12/43                                    | 19/12/43                                    | 19/12/43                                    | 19/12/43                                    | 19/12/43                                    | 19/12/43                                    | 19/12/43                                    |
| Rồng: 1 ⋅ Trụ: 3 ⋅ Vàng: 58,1k              | Rồng: 1 ⋅ Trụ: 3 ⋅ Vàng: 58,1k              | Rồng: 1 ⋅ Trụ: 3 ⋅ Vàng: 58,1k              | Rồng: 1 ⋅ Trụ: 3 ⋅ Vàng: 58,1k              | Rồng: 1 ⋅ Trụ: 3 ⋅ Vàng: 58,1k              | Rồng: 1 ⋅ Trụ: 3 ⋅ Vàng: 58,1k              | Rồng: 1 ⋅ Trụ: 3 ⋅ Vàng: 58,1k              | Sự kiện thể thao đang diễn ra | 33:23  | Rồng: 4 ⋅ Trụ: 9 ⋅ Vàng: 64,4k              | Rồng: 4 ⋅ Trụ: 9 ⋅ Vàng: 64,4k              | Rồng: 4 ⋅ Trụ: 9 ⋅ Vàng: 64,4k              | Rồng: 4 ⋅ Trụ: 9 ⋅ Vàng: 64,4k              | Rồng: 4 ⋅ Trụ: 9 ⋅ Vàng: 64,4k              | Rồng: 4 ⋅ Trụ: 9 ⋅ Vàng: 64,4k              | Rồng: 4 ⋅ Trụ: 9 ⋅ Vàng: 64,4k              |
| Ashe ⋅ Zyra Yone ⋅ Aurora ⋅ Gnar            | Ashe ⋅ Zyra Yone ⋅ Aurora ⋅ Gnar            | Ashe ⋅ Zyra Yone ⋅ Aurora ⋅ Gnar            | Ashe ⋅ Zyra Yone ⋅ Aurora ⋅ Gnar            | Ashe ⋅ Zyra Yone ⋅ Aurora ⋅ Gnar            | Ashe ⋅ Zyra Yone ⋅ Aurora ⋅ Gnar            | Ashe ⋅ Zyra Yone ⋅ Aurora ⋅ Gnar            | Cấm                           | Cấm    | Syndra ⋅ Orianna Jax ⋅ Renekton ⋅ K'Sante   | Syndra ⋅ Orianna Jax ⋅ Renekton ⋅ K'Sante   | Syndra ⋅ Orianna Jax ⋅ Renekton ⋅ K'Sante   | Syndra ⋅ Orianna Jax ⋅ Renekton ⋅ K'Sante   | Syndra ⋅ Orianna Jax ⋅ Renekton ⋅ K'Sante   | Syndra ⋅ Orianna Jax ⋅ Renekton ⋅ K'Sante   | Syndra ⋅ Orianna Jax ⋅ Renekton ⋅ K'Sante   |
| Udyr ⋅ Brand Smolder ⋅ Miss Fortune ⋅ Leona | Udyr ⋅ Brand Smolder ⋅ Miss Fortune ⋅ Leona | Udyr ⋅ Brand Smolder ⋅ Miss Fortune ⋅ Leona | Udyr ⋅ Brand Smolder ⋅ Miss Fortune ⋅ Leona | Udyr ⋅ Brand Smolder ⋅ Miss Fortune ⋅ Leona | Udyr ⋅ Brand Smolder ⋅ Miss Fortune ⋅ Leona | Udyr ⋅ Brand Smolder ⋅ Miss Fortune ⋅ Leona | Chọn                          | Chọn   | Rumble ⋅ Skarner Tristana ⋅ Kalista ⋅ Neeko | Rumble ⋅ Skarner Tristana ⋅ Kalista ⋅ Neeko | Rumble ⋅ Skarner Tristana ⋅ Kalista ⋅ Neeko | Rumble ⋅ Skarner Tristana ⋅ Kalista ⋅ Neeko | Rumble ⋅ Skarner Tristana ⋅ Kalista ⋅ Neeko | Rumble ⋅ Skarner Tristana ⋅ Kalista ⋅ Neeko | Rumble ⋅ Skarner Tristana ⋅ Kalista ⋅ Neeko |
|                                             |                                             |                                             |                                             |                                             |                                             |                                             |                               |        |                                             |                                             |                                             |                                             |                                             |                                             |                                             |

| 7/16/12                                   | 7/16/12                                   | 7/16/12                                   | 7/16/12                                   | 7/16/12                                   | 7/16/12                                   | 7/16/12                                   | Trận 2                        | Trận 2 | 16/7/36                                | 16/7/36                                | 16/7/36                                | 16/7/36                                | 16/7/36                                | 16/7/36                                | 16/7/36                                |
| Rồng: 1 ⋅ Trụ: 2 ⋅ Vàng: 58,5k            | Rồng: 1 ⋅ Trụ: 2 ⋅ Vàng: 58,5k            | Rồng: 1 ⋅ Trụ: 2 ⋅ Vàng: 58,5k            | Rồng: 1 ⋅ Trụ: 2 ⋅ Vàng: 58,5k            | Rồng: 1 ⋅ Trụ: 2 ⋅ Vàng: 58,5k            | Rồng: 1 ⋅ Trụ: 2 ⋅ Vàng: 58,5k            | Rồng: 1 ⋅ Trụ: 2 ⋅ Vàng: 58,5k            | Sự kiện thể thao đang diễn ra | 34:36  | Rồng: 4 ⋅ Trụ: 10 ⋅ Vàng: 68,2k        | Rồng: 4 ⋅ Trụ: 10 ⋅ Vàng: 68,2k        | Rồng: 4 ⋅ Trụ: 10 ⋅ Vàng: 68,2k        | Rồng: 4 ⋅ Trụ: 10 ⋅ Vàng: 68,2k        | Rồng: 4 ⋅ Trụ: 10 ⋅ Vàng: 68,2k        | Rồng: 4 ⋅ Trụ: 10 ⋅ Vàng: 68,2k        | Rồng: 4 ⋅ Trụ: 10 ⋅ Vàng: 68,2k        |
| Rumble ⋅ Yone Aurora ⋅ Lucian ⋅ Ezreal    | Rumble ⋅ Yone Aurora ⋅ Lucian ⋅ Ezreal    | Rumble ⋅ Yone Aurora ⋅ Lucian ⋅ Ezreal    | Rumble ⋅ Yone Aurora ⋅ Lucian ⋅ Ezreal    | Rumble ⋅ Yone Aurora ⋅ Lucian ⋅ Ezreal    | Rumble ⋅ Yone Aurora ⋅ Lucian ⋅ Ezreal    | Rumble ⋅ Yone Aurora ⋅ Lucian ⋅ Ezreal    | Cấm                           | Cấm    | Syndra ⋅ Orianna Ziggs ⋅ Neeko ⋅ Brand | Syndra ⋅ Orianna Ziggs ⋅ Neeko ⋅ Brand | Syndra ⋅ Orianna Ziggs ⋅ Neeko ⋅ Brand | Syndra ⋅ Orianna Ziggs ⋅ Neeko ⋅ Brand | Syndra ⋅ Orianna Ziggs ⋅ Neeko ⋅ Brand | Syndra ⋅ Orianna Ziggs ⋅ Neeko ⋅ Brand | Syndra ⋅ Orianna Ziggs ⋅ Neeko ⋅ Brand |
| K'Sante ⋅ Shyvana Tristana ⋅ Ashe ⋅ Poppy | K'Sante ⋅ Shyvana Tristana ⋅ Ashe ⋅ Poppy | K'Sante ⋅ Shyvana Tristana ⋅ Ashe ⋅ Poppy | K'Sante ⋅ Shyvana Tristana ⋅ Ashe ⋅ Poppy | K'Sante ⋅ Shyvana Tristana ⋅ Ashe ⋅ Poppy | K'Sante ⋅ Shyvana Tristana ⋅ Ashe ⋅ Poppy | K'Sante ⋅ Shyvana Tristana ⋅ Ashe ⋅ Poppy | Chọn                          | Chọn   | Jax ⋅ Sejuani Akali ⋅ Jhin ⋅ Bard      | Jax ⋅ Sejuani Akali ⋅ Jhin ⋅ Bard      | Jax ⋅ Sejuani Akali ⋅ Jhin ⋅ Bard      | Jax ⋅ Sejuani Akali ⋅ Jhin ⋅ Bard      | Jax ⋅ Sejuani Akali ⋅ Jhin ⋅ Bard      | Jax ⋅ Sejuani Akali ⋅ Jhin ⋅ Bard      | Jax ⋅ Sejuani Akali ⋅ Jhin ⋅ Bard      |
|                                           |                                           |                                           |                                           |                                           |                                           |                                           |                               |        |                                        |                                        |                                        |                                        |                                        |                                        |                                        |

| SoftBank HAWKS | 0 – 2 | 100 Thieves |

| 6/13/13                                  | 6/13/13                                  | 6/13/13                                  | 6/13/13                                  | 6/13/13                                  | 6/13/13                                  | 6/13/13                                  | Trận 1                        | Trận 1 | 13/6/27                                | 13/6/27                                | 13/6/27                                | 13/6/27                                | 13/6/27                                | 13/6/27                                | 13/6/27                                |
| Rồng: 1 ⋅ Trụ: 3 ⋅ Vàng: 50,4k           | Rồng: 1 ⋅ Trụ: 3 ⋅ Vàng: 50,4k           | Rồng: 1 ⋅ Trụ: 3 ⋅ Vàng: 50,4k           | Rồng: 1 ⋅ Trụ: 3 ⋅ Vàng: 50,4k           | Rồng: 1 ⋅ Trụ: 3 ⋅ Vàng: 50,4k           | Rồng: 1 ⋅ Trụ: 3 ⋅ Vàng: 50,4k           | Rồng: 1 ⋅ Trụ: 3 ⋅ Vàng: 50,4k           | Sự kiện thể thao đang diễn ra | 31:32  | Rồng: 4 ⋅ Trụ: 8 ⋅ Vàng: 61,3k         | Rồng: 4 ⋅ Trụ: 8 ⋅ Vàng: 61,3k         | Rồng: 4 ⋅ Trụ: 8 ⋅ Vàng: 61,3k         | Rồng: 4 ⋅ Trụ: 8 ⋅ Vàng: 61,3k         | Rồng: 4 ⋅ Trụ: 8 ⋅ Vàng: 61,3k         | Rồng: 4 ⋅ Trụ: 8 ⋅ Vàng: 61,3k         | Rồng: 4 ⋅ Trụ: 8 ⋅ Vàng: 61,3k         |
| Ziggs ⋅ K'Sante Jax ⋅ Sejuani ⋅ Nautilus | Ziggs ⋅ K'Sante Jax ⋅ Sejuani ⋅ Nautilus | Ziggs ⋅ K'Sante Jax ⋅ Sejuani ⋅ Nautilus | Ziggs ⋅ K'Sante Jax ⋅ Sejuani ⋅ Nautilus | Ziggs ⋅ K'Sante Jax ⋅ Sejuani ⋅ Nautilus | Ziggs ⋅ K'Sante Jax ⋅ Sejuani ⋅ Nautilus | Ziggs ⋅ K'Sante Jax ⋅ Sejuani ⋅ Nautilus | Cấm                           | Cấm    | Kennen ⋅ Skarner Vi ⋅ LeBlanc ⋅ Braum  | Kennen ⋅ Skarner Vi ⋅ LeBlanc ⋅ Braum  | Kennen ⋅ Skarner Vi ⋅ LeBlanc ⋅ Braum  | Kennen ⋅ Skarner Vi ⋅ LeBlanc ⋅ Braum  | Kennen ⋅ Skarner Vi ⋅ LeBlanc ⋅ Braum  | Kennen ⋅ Skarner Vi ⋅ LeBlanc ⋅ Braum  | Kennen ⋅ Skarner Vi ⋅ LeBlanc ⋅ Braum  |
| Aurora ⋅ Wukong Akali ⋅ Ezreal ⋅ Poppy   | Aurora ⋅ Wukong Akali ⋅ Ezreal ⋅ Poppy   | Aurora ⋅ Wukong Akali ⋅ Ezreal ⋅ Poppy   | Aurora ⋅ Wukong Akali ⋅ Ezreal ⋅ Poppy   | Aurora ⋅ Wukong Akali ⋅ Ezreal ⋅ Poppy   | Aurora ⋅ Wukong Akali ⋅ Ezreal ⋅ Poppy   | Aurora ⋅ Wukong Akali ⋅ Ezreal ⋅ Poppy   | Chọn                          | Chọn   | Renekton ⋅ Brand Yone ⋅ Kai'Sa ⋅ Leona | Renekton ⋅ Brand Yone ⋅ Kai'Sa ⋅ Leona | Renekton ⋅ Brand Yone ⋅ Kai'Sa ⋅ Leona | Renekton ⋅ Brand Yone ⋅ Kai'Sa ⋅ Leona | Renekton ⋅ Brand Yone ⋅ Kai'Sa ⋅ Leona | Renekton ⋅ Brand Yone ⋅ Kai'Sa ⋅ Leona | Renekton ⋅ Brand Yone ⋅ Kai'Sa ⋅ Leona |
|                                          |                                          |                                          |                                          |                                          |                                          |                                          |                               |        |                                        |                                        |                                        |                                        |                                        |                                        |                                        |

| 11/29/21                                  | 11/29/21                                  | 11/29/21                                  | 11/29/21                                  | 11/29/21                                  | 11/29/21                                  | 11/29/21                                  | Trận 2                        | Trận 2 | 29/11/64                                   | 29/11/64                                   | 29/11/64                                   | 29/11/64                                   | 29/11/64                                   | 29/11/64                                   | 29/11/64                                   |
| Rồng: 1 ⋅ Trụ: 0 ⋅ Vàng: 39,8k            | Rồng: 1 ⋅ Trụ: 0 ⋅ Vàng: 39,8k            | Rồng: 1 ⋅ Trụ: 0 ⋅ Vàng: 39,8k            | Rồng: 1 ⋅ Trụ: 0 ⋅ Vàng: 39,8k            | Rồng: 1 ⋅ Trụ: 0 ⋅ Vàng: 39,8k            | Rồng: 1 ⋅ Trụ: 0 ⋅ Vàng: 39,8k            | Rồng: 1 ⋅ Trụ: 0 ⋅ Vàng: 39,8k            | Sự kiện thể thao đang diễn ra | 25:26  | Rồng: 1 ⋅ Trụ: 11 ⋅ Vàng: 56,5k            | Rồng: 1 ⋅ Trụ: 11 ⋅ Vàng: 56,5k            | Rồng: 1 ⋅ Trụ: 11 ⋅ Vàng: 56,5k            | Rồng: 1 ⋅ Trụ: 11 ⋅ Vàng: 56,5k            | Rồng: 1 ⋅ Trụ: 11 ⋅ Vàng: 56,5k            | Rồng: 1 ⋅ Trụ: 11 ⋅ Vàng: 56,5k            | Rồng: 1 ⋅ Trụ: 11 ⋅ Vàng: 56,5k            |
| Ziggs ⋅ Yone Aurora ⋅ Jarvan IV ⋅ Wukong  | Ziggs ⋅ Yone Aurora ⋅ Jarvan IV ⋅ Wukong  | Ziggs ⋅ Yone Aurora ⋅ Jarvan IV ⋅ Wukong  | Ziggs ⋅ Yone Aurora ⋅ Jarvan IV ⋅ Wukong  | Ziggs ⋅ Yone Aurora ⋅ Jarvan IV ⋅ Wukong  | Ziggs ⋅ Yone Aurora ⋅ Jarvan IV ⋅ Wukong  | Ziggs ⋅ Yone Aurora ⋅ Jarvan IV ⋅ Wukong  | Cấm                           | Cấm    | Kennen ⋅ Vi Skarner ⋅ Jax ⋅ Urgot          | Kennen ⋅ Vi Skarner ⋅ Jax ⋅ Urgot          | Kennen ⋅ Vi Skarner ⋅ Jax ⋅ Urgot          | Kennen ⋅ Vi Skarner ⋅ Jax ⋅ Urgot          | Kennen ⋅ Vi Skarner ⋅ Jax ⋅ Urgot          | Kennen ⋅ Vi Skarner ⋅ Jax ⋅ Urgot          | Kennen ⋅ Vi Skarner ⋅ Jax ⋅ Urgot          |
| Rek'Sai ⋅ Sejuani Syndra ⋅ Jhin ⋅ Alistar | Rek'Sai ⋅ Sejuani Syndra ⋅ Jhin ⋅ Alistar | Rek'Sai ⋅ Sejuani Syndra ⋅ Jhin ⋅ Alistar | Rek'Sai ⋅ Sejuani Syndra ⋅ Jhin ⋅ Alistar | Rek'Sai ⋅ Sejuani Syndra ⋅ Jhin ⋅ Alistar | Rek'Sai ⋅ Sejuani Syndra ⋅ Jhin ⋅ Alistar | Rek'Sai ⋅ Sejuani Syndra ⋅ Jhin ⋅ Alistar | Chọn                          | Chọn   | Renekton ⋅ Nocturne Orianna ⋅ Ashe ⋅ Braum | Renekton ⋅ Nocturne Orianna ⋅ Ashe ⋅ Braum | Renekton ⋅ Nocturne Orianna ⋅ Ashe ⋅ Braum | Renekton ⋅ Nocturne Orianna ⋅ Ashe ⋅ Braum | Renekton ⋅ Nocturne Orianna ⋅ Ashe ⋅ Braum | Renekton ⋅ Nocturne Orianna ⋅ Ashe ⋅ Braum | Renekton ⋅ Nocturne Orianna ⋅ Ashe ⋅ Braum |
|                                           |                                           |                                           |                                           |                                           |                                           |                                           |                               |        |                                            |                                            |                                            |                                            |                                            |                                            |                                            |

| SoftBank HAWKS | 0 – 2 | 100 Thieves |

| 6/13/13                                  | 6/13/13                                  | 6/13/13                                  | 6/13/13                                  | 6/13/13                                  | 6/13/13                                  | 6/13/13                                  | Trận 1                        | Trận 1 | 13/6/27                                | 13/6/27                                | 13/6/27                                | 13/6/27                                | 13/6/27                                | 13/6/27                                | 13/6/27                                |
| Rồng: 1 ⋅ Trụ: 3 ⋅ Vàng: 50,4k           | Rồng: 1 ⋅ Trụ: 3 ⋅ Vàng: 50,4k           | Rồng: 1 ⋅ Trụ: 3 ⋅ Vàng: 50,4k           | Rồng: 1 ⋅ Trụ: 3 ⋅ Vàng: 50,4k           | Rồng: 1 ⋅ Trụ: 3 ⋅ Vàng: 50,4k           | Rồng: 1 ⋅ Trụ: 3 ⋅ Vàng: 50,4k           | Rồng: 1 ⋅ Trụ: 3 ⋅ Vàng: 50,4k           | Sự kiện thể thao đang diễn ra | 31:32  | Rồng: 4 ⋅ Trụ: 8 ⋅ Vàng: 61,3k         | Rồng: 4 ⋅ Trụ: 8 ⋅ Vàng: 61,3k         | Rồng: 4 ⋅ Trụ: 8 ⋅ Vàng: 61,3k         | Rồng: 4 ⋅ Trụ: 8 ⋅ Vàng: 61,3k         | Rồng: 4 ⋅ Trụ: 8 ⋅ Vàng: 61,3k         | Rồng: 4 ⋅ Trụ: 8 ⋅ Vàng: 61,3k         | Rồng: 4 ⋅ Trụ: 8 ⋅ Vàng: 61,3k         |
| Ziggs ⋅ K'Sante Jax ⋅ Sejuani ⋅ Nautilus | Ziggs ⋅ K'Sante Jax ⋅ Sejuani ⋅ Nautilus | Ziggs ⋅ K'Sante Jax ⋅ Sejuani ⋅ Nautilus | Ziggs ⋅ K'Sante Jax ⋅ Sejuani ⋅ Nautilus | Ziggs ⋅ K'Sante Jax ⋅ Sejuani ⋅ Nautilus | Ziggs ⋅ K'Sante Jax ⋅ Sejuani ⋅ Nautilus | Ziggs ⋅ K'Sante Jax ⋅ Sejuani ⋅ Nautilus | Cấm                           | Cấm    | Kennen ⋅ Skarner Vi ⋅ LeBlanc ⋅ Braum  | Kennen ⋅ Skarner Vi ⋅ LeBlanc ⋅ Braum  | Kennen ⋅ Skarner Vi ⋅ LeBlanc ⋅ Braum  | Kennen ⋅ Skarner Vi ⋅ LeBlanc ⋅ Braum  | Kennen ⋅ Skarner Vi ⋅ LeBlanc ⋅ Braum  | Kennen ⋅ Skarner Vi ⋅ LeBlanc ⋅ Braum  | Kennen ⋅ Skarner Vi ⋅ LeBlanc ⋅ Braum  |
| Aurora ⋅ Wukong Akali ⋅ Ezreal ⋅ Poppy   | Aurora ⋅ Wukong Akali ⋅ Ezreal ⋅ Poppy   | Aurora ⋅ Wukong Akali ⋅ Ezreal ⋅ Poppy   | Aurora ⋅ Wukong Akali ⋅ Ezreal ⋅ Poppy   | Aurora ⋅ Wukong Akali ⋅ Ezreal ⋅ Poppy   | Aurora ⋅ Wukong Akali ⋅ Ezreal ⋅ Poppy   | Aurora ⋅ Wukong Akali ⋅ Ezreal ⋅ Poppy   | Chọn                          | Chọn   | Renekton ⋅ Brand Yone ⋅ Kai'Sa ⋅ Leona | Renekton ⋅ Brand Yone ⋅ Kai'Sa ⋅ Leona | Renekton ⋅ Brand Yone ⋅ Kai'Sa ⋅ Leona | Renekton ⋅ Brand Yone ⋅ Kai'Sa ⋅ Leona | Renekton ⋅ Brand Yone ⋅ Kai'Sa ⋅ Leona | Renekton ⋅ Brand Yone ⋅ Kai'Sa ⋅ Leona | Renekton ⋅ Brand Yone ⋅ Kai'Sa ⋅ Leona |
|                                          |                                          |                                          |                                          |                                          |                                          |                                          |                               |        |                                        |                                        |                                        |                                        |                                        |                                        |                                        |

| 11/29/21                                  | 11/29/21                                  | 11/29/21                                  | 11/29/21                                  | 11/29/21                                  | 11/29/21                                  | 11/29/21                                  | Trận 2                        | Trận 2 | 29/11/64                                   | 29/11/64                                   | 29/11/64                                   | 29/11/64                                   | 29/11/64                                   | 29/11/64                                   | 29/11/64                                   |
| Rồng: 1 ⋅ Trụ: 0 ⋅ Vàng: 39,8k            | Rồng: 1 ⋅ Trụ: 0 ⋅ Vàng: 39,8k            | Rồng: 1 ⋅ Trụ: 0 ⋅ Vàng: 39,8k            | Rồng: 1 ⋅ Trụ: 0 ⋅ Vàng: 39,8k            | Rồng: 1 ⋅ Trụ: 0 ⋅ Vàng: 39,8k            | Rồng: 1 ⋅ Trụ: 0 ⋅ Vàng: 39,8k            | Rồng: 1 ⋅ Trụ: 0 ⋅ Vàng: 39,8k            | Sự kiện thể thao đang diễn ra | 25:26  | Rồng: 1 ⋅ Trụ: 11 ⋅ Vàng: 56,5k            | Rồng: 1 ⋅ Trụ: 11 ⋅ Vàng: 56,5k            | Rồng: 1 ⋅ Trụ: 11 ⋅ Vàng: 56,5k            | Rồng: 1 ⋅ Trụ: 11 ⋅ Vàng: 56,5k            | Rồng: 1 ⋅ Trụ: 11 ⋅ Vàng: 56,5k            | Rồng: 1 ⋅ Trụ: 11 ⋅ Vàng: 56,5k            | Rồng: 1 ⋅ Trụ: 11 ⋅ Vàng: 56,5k            |
| Ziggs ⋅ Yone Aurora ⋅ Jarvan IV ⋅ Wukong  | Ziggs ⋅ Yone Aurora ⋅ Jarvan IV ⋅ Wukong  | Ziggs ⋅ Yone Aurora ⋅ Jarvan IV ⋅ Wukong  | Ziggs ⋅ Yone Aurora ⋅ Jarvan IV ⋅ Wukong  | Ziggs ⋅ Yone Aurora ⋅ Jarvan IV ⋅ Wukong  | Ziggs ⋅ Yone Aurora ⋅ Jarvan IV ⋅ Wukong  | Ziggs ⋅ Yone Aurora ⋅ Jarvan IV ⋅ Wukong  | Cấm                           | Cấm    | Kennen ⋅ Vi Skarner ⋅ Jax ⋅ Urgot          | Kennen ⋅ Vi Skarner ⋅ Jax ⋅ Urgot          | Kennen ⋅ Vi Skarner ⋅ Jax ⋅ Urgot          | Kennen ⋅ Vi Skarner ⋅ Jax ⋅ Urgot          | Kennen ⋅ Vi Skarner ⋅ Jax ⋅ Urgot          | Kennen ⋅ Vi Skarner ⋅ Jax ⋅ Urgot          | Kennen ⋅ Vi Skarner ⋅ Jax ⋅ Urgot          |
| Rek'Sai ⋅ Sejuani Syndra ⋅ Jhin ⋅ Alistar | Rek'Sai ⋅ Sejuani Syndra ⋅ Jhin ⋅ Alistar | Rek'Sai ⋅ Sejuani Syndra ⋅ Jhin ⋅ Alistar | Rek'Sai ⋅ Sejuani Syndra ⋅ Jhin ⋅ Alistar | Rek'Sai ⋅ Sejuani Syndra ⋅ Jhin ⋅ Alistar | Rek'Sai ⋅ Sejuani Syndra ⋅ Jhin ⋅ Alistar | Rek'Sai ⋅ Sejuani Syndra ⋅ Jhin ⋅ Alistar | Chọn                          | Chọn   | Renekton ⋅ Nocturne Orianna ⋅ Ashe ⋅ Braum | Renekton ⋅ Nocturne Orianna ⋅ Ashe ⋅ Braum | Renekton ⋅ Nocturne Orianna ⋅ Ashe ⋅ Braum | Renekton ⋅ Nocturne Orianna ⋅ Ashe ⋅ Braum | Renekton ⋅ Nocturne Orianna ⋅ Ashe ⋅ Braum | Renekton ⋅ Nocturne Orianna ⋅ Ashe ⋅ Braum | Renekton ⋅ Nocturne Orianna ⋅ Ashe ⋅ Braum |
|                                           |                                           |                                           |                                           |                                           |                                           |                                           |                               |        |                                            |                                            |                                            |                                            |                                            |                                            |                                            |

#### Vòng 2 nhánh thua
| Movistar R7 | 1 – 2 | paiN Gaming |

| 14/4/34                                  | 14/4/34                                  | 14/4/34                                  | 14/4/34                                  | 14/4/34                                  | 14/4/34                                  | 14/4/34                                  | Trận 1                        | Trận 1 | 4/14/11                                        | 4/14/11                                        | 4/14/11                                        | 4/14/11                                        | 4/14/11                                        | 4/14/11                                        | 4/14/11                                        |
| Rồng: 2 ⋅ Trụ: 9 ⋅ Vàng: 53,8k           | Rồng: 2 ⋅ Trụ: 9 ⋅ Vàng: 53,8k           | Rồng: 2 ⋅ Trụ: 9 ⋅ Vàng: 53,8k           | Rồng: 2 ⋅ Trụ: 9 ⋅ Vàng: 53,8k           | Rồng: 2 ⋅ Trụ: 9 ⋅ Vàng: 53,8k           | Rồng: 2 ⋅ Trụ: 9 ⋅ Vàng: 53,8k           | Rồng: 2 ⋅ Trụ: 9 ⋅ Vàng: 53,8k           | Sự kiện thể thao đang diễn ra | 28:01  | Rồng: 2 ⋅ Trụ: 6 ⋅ Vàng: 46,8k                 | Rồng: 2 ⋅ Trụ: 6 ⋅ Vàng: 46,8k                 | Rồng: 2 ⋅ Trụ: 6 ⋅ Vàng: 46,8k                 | Rồng: 2 ⋅ Trụ: 6 ⋅ Vàng: 46,8k                 | Rồng: 2 ⋅ Trụ: 6 ⋅ Vàng: 46,8k                 | Rồng: 2 ⋅ Trụ: 6 ⋅ Vàng: 46,8k                 | Rồng: 2 ⋅ Trụ: 6 ⋅ Vàng: 46,8k                 |
| Yone ⋅ Skarner Orianna ⋅ Sejuani ⋅ Akali | Yone ⋅ Skarner Orianna ⋅ Sejuani ⋅ Akali | Yone ⋅ Skarner Orianna ⋅ Sejuani ⋅ Akali | Yone ⋅ Skarner Orianna ⋅ Sejuani ⋅ Akali | Yone ⋅ Skarner Orianna ⋅ Sejuani ⋅ Akali | Yone ⋅ Skarner Orianna ⋅ Sejuani ⋅ Akali | Yone ⋅ Skarner Orianna ⋅ Sejuani ⋅ Akali | Cấm                           | Cấm    | LeBlanc ⋅ Wukong Renekton ⋅ Nautilus ⋅ Kalista | LeBlanc ⋅ Wukong Renekton ⋅ Nautilus ⋅ Kalista | LeBlanc ⋅ Wukong Renekton ⋅ Nautilus ⋅ Kalista | LeBlanc ⋅ Wukong Renekton ⋅ Nautilus ⋅ Kalista | LeBlanc ⋅ Wukong Renekton ⋅ Nautilus ⋅ Kalista | LeBlanc ⋅ Wukong Renekton ⋅ Nautilus ⋅ Kalista | LeBlanc ⋅ Wukong Renekton ⋅ Nautilus ⋅ Kalista |
| K'Sante ⋅ Poppy Syndra ⋅ Xayah ⋅ Rakan   | K'Sante ⋅ Poppy Syndra ⋅ Xayah ⋅ Rakan   | K'Sante ⋅ Poppy Syndra ⋅ Xayah ⋅ Rakan   | K'Sante ⋅ Poppy Syndra ⋅ Xayah ⋅ Rakan   | K'Sante ⋅ Poppy Syndra ⋅ Xayah ⋅ Rakan   | K'Sante ⋅ Poppy Syndra ⋅ Xayah ⋅ Rakan   | K'Sante ⋅ Poppy Syndra ⋅ Xayah ⋅ Rakan   | Chọn                          | Chọn   | Jax ⋅ Maokai Ahri ⋅ Lucian ⋅ Nami              | Jax ⋅ Maokai Ahri ⋅ Lucian ⋅ Nami              | Jax ⋅ Maokai Ahri ⋅ Lucian ⋅ Nami              | Jax ⋅ Maokai Ahri ⋅ Lucian ⋅ Nami              | Jax ⋅ Maokai Ahri ⋅ Lucian ⋅ Nami              | Jax ⋅ Maokai Ahri ⋅ Lucian ⋅ Nami              | Jax ⋅ Maokai Ahri ⋅ Lucian ⋅ Nami              |
|                                          |                                          |                                          |                                          |                                          |                                          |                                          |                               |        |                                                |                                                |                                                |                                                |                                                |                                                |                                                |

| 5/14/10                              | 5/14/10                              | 5/14/10                              | 5/14/10                              | 5/14/10                              | 5/14/10                              | 5/14/10                              | Trận 2                        | Trận 2 | 14/6/30                                        | 14/6/30                                        | 14/6/30                                        | 14/6/30                                        | 14/6/30                                        | 14/6/30                                        | 14/6/30                                        |
| Rồng: 1 ⋅ Trụ: 2 ⋅ Vàng: 48,9k       | Rồng: 1 ⋅ Trụ: 2 ⋅ Vàng: 48,9k       | Rồng: 1 ⋅ Trụ: 2 ⋅ Vàng: 48,9k       | Rồng: 1 ⋅ Trụ: 2 ⋅ Vàng: 48,9k       | Rồng: 1 ⋅ Trụ: 2 ⋅ Vàng: 48,9k       | Rồng: 1 ⋅ Trụ: 2 ⋅ Vàng: 48,9k       | Rồng: 1 ⋅ Trụ: 2 ⋅ Vàng: 48,9k       | Sự kiện thể thao đang diễn ra | 30:57  | Rồng: 3 ⋅ Trụ: 9 ⋅ Vàng: 59,3k                 | Rồng: 3 ⋅ Trụ: 9 ⋅ Vàng: 59,3k                 | Rồng: 3 ⋅ Trụ: 9 ⋅ Vàng: 59,3k                 | Rồng: 3 ⋅ Trụ: 9 ⋅ Vàng: 59,3k                 | Rồng: 3 ⋅ Trụ: 9 ⋅ Vàng: 59,3k                 | Rồng: 3 ⋅ Trụ: 9 ⋅ Vàng: 59,3k                 | Rồng: 3 ⋅ Trụ: 9 ⋅ Vàng: 59,3k                 |
| Yone ⋅ Skarner Orianna ⋅ Akali ⋅ Vi  | Yone ⋅ Skarner Orianna ⋅ Akali ⋅ Vi  | Yone ⋅ Skarner Orianna ⋅ Akali ⋅ Vi  | Yone ⋅ Skarner Orianna ⋅ Akali ⋅ Vi  | Yone ⋅ Skarner Orianna ⋅ Akali ⋅ Vi  | Yone ⋅ Skarner Orianna ⋅ Akali ⋅ Vi  | Yone ⋅ Skarner Orianna ⋅ Akali ⋅ Vi  | Cấm                           | Cấm    | LeBlanc ⋅ Syndra Renekton ⋅ Nautilus ⋅ Kalista | LeBlanc ⋅ Syndra Renekton ⋅ Nautilus ⋅ Kalista | LeBlanc ⋅ Syndra Renekton ⋅ Nautilus ⋅ Kalista | LeBlanc ⋅ Syndra Renekton ⋅ Nautilus ⋅ Kalista | LeBlanc ⋅ Syndra Renekton ⋅ Nautilus ⋅ Kalista | LeBlanc ⋅ Syndra Renekton ⋅ Nautilus ⋅ Kalista | LeBlanc ⋅ Syndra Renekton ⋅ Nautilus ⋅ Kalista |
| K'Sante ⋅ Poppy Hwei ⋅ Xayah ⋅ Rakan | K'Sante ⋅ Poppy Hwei ⋅ Xayah ⋅ Rakan | K'Sante ⋅ Poppy Hwei ⋅ Xayah ⋅ Rakan | K'Sante ⋅ Poppy Hwei ⋅ Xayah ⋅ Rakan | K'Sante ⋅ Poppy Hwei ⋅ Xayah ⋅ Rakan | K'Sante ⋅ Poppy Hwei ⋅ Xayah ⋅ Rakan | K'Sante ⋅ Poppy Hwei ⋅ Xayah ⋅ Rakan | Chọn                          | Chọn   | Jax ⋅ Sejuani Ahri ⋅ Lucian ⋅ Nami             | Jax ⋅ Sejuani Ahri ⋅ Lucian ⋅ Nami             | Jax ⋅ Sejuani Ahri ⋅ Lucian ⋅ Nami             | Jax ⋅ Sejuani Ahri ⋅ Lucian ⋅ Nami             | Jax ⋅ Sejuani Ahri ⋅ Lucian ⋅ Nami             | Jax ⋅ Sejuani Ahri ⋅ Lucian ⋅ Nami             | Jax ⋅ Sejuani Ahri ⋅ Lucian ⋅ Nami             |
|                                      |                                      |                                      |                                      |                                      |                                      |                                      |                               |        |                                                |                                                |                                                |                                                |                                                |                                                |                                                |

| 23/25/67                                      | 23/25/67                                      | 23/25/67                                      | 23/25/67                                      | 23/25/67                                      | 23/25/67                                      | 23/25/67                                      | Trận 3                        | Trận 3 | 25/23/72                                | 25/23/72                                | 25/23/72                                | 25/23/72                                | 25/23/72                                | 25/23/72                                | 25/23/72                                |
| Rồng: 3 ⋅ Trụ: 7 ⋅ Vàng: 84,3k                | Rồng: 3 ⋅ Trụ: 7 ⋅ Vàng: 84,3k                | Rồng: 3 ⋅ Trụ: 7 ⋅ Vàng: 84,3k                | Rồng: 3 ⋅ Trụ: 7 ⋅ Vàng: 84,3k                | Rồng: 3 ⋅ Trụ: 7 ⋅ Vàng: 84,3k                | Rồng: 3 ⋅ Trụ: 7 ⋅ Vàng: 84,3k                | Rồng: 3 ⋅ Trụ: 7 ⋅ Vàng: 84,3k                | Sự kiện thể thao đang diễn ra | 45:16  | Rồng: 4 ⋅ Trụ: 9 ⋅ Vàng: 84,0k          | Rồng: 4 ⋅ Trụ: 9 ⋅ Vàng: 84,0k          | Rồng: 4 ⋅ Trụ: 9 ⋅ Vàng: 84,0k          | Rồng: 4 ⋅ Trụ: 9 ⋅ Vàng: 84,0k          | Rồng: 4 ⋅ Trụ: 9 ⋅ Vàng: 84,0k          | Rồng: 4 ⋅ Trụ: 9 ⋅ Vàng: 84,0k          | Rồng: 4 ⋅ Trụ: 9 ⋅ Vàng: 84,0k          |
| Yone ⋅ Skarner Jax ⋅ Renata Glasc ⋅ Neeko     | Yone ⋅ Skarner Jax ⋅ Renata Glasc ⋅ Neeko     | Yone ⋅ Skarner Jax ⋅ Renata Glasc ⋅ Neeko     | Yone ⋅ Skarner Jax ⋅ Renata Glasc ⋅ Neeko     | Yone ⋅ Skarner Jax ⋅ Renata Glasc ⋅ Neeko     | Yone ⋅ Skarner Jax ⋅ Renata Glasc ⋅ Neeko     | Yone ⋅ Skarner Jax ⋅ Renata Glasc ⋅ Neeko     | Cấm                           | Cấm    | Syndra ⋅ Orianna Lucian ⋅ Ashe ⋅ Draven | Syndra ⋅ Orianna Lucian ⋅ Ashe ⋅ Draven | Syndra ⋅ Orianna Lucian ⋅ Ashe ⋅ Draven | Syndra ⋅ Orianna Lucian ⋅ Ashe ⋅ Draven | Syndra ⋅ Orianna Lucian ⋅ Ashe ⋅ Draven | Syndra ⋅ Orianna Lucian ⋅ Ashe ⋅ Draven | Syndra ⋅ Orianna Lucian ⋅ Ashe ⋅ Draven |
| Renekton ⋅ Sejuani LeBlanc ⋅ Varus ⋅ Nautilus | Renekton ⋅ Sejuani LeBlanc ⋅ Varus ⋅ Nautilus | Renekton ⋅ Sejuani LeBlanc ⋅ Varus ⋅ Nautilus | Renekton ⋅ Sejuani LeBlanc ⋅ Varus ⋅ Nautilus | Renekton ⋅ Sejuani LeBlanc ⋅ Varus ⋅ Nautilus | Renekton ⋅ Sejuani LeBlanc ⋅ Varus ⋅ Nautilus | Renekton ⋅ Sejuani LeBlanc ⋅ Varus ⋅ Nautilus | Chọn                          | Chọn   | K'Sante ⋅ Wukong Ahri ⋅ Kalista ⋅ Rell  | K'Sante ⋅ Wukong Ahri ⋅ Kalista ⋅ Rell  | K'Sante ⋅ Wukong Ahri ⋅ Kalista ⋅ Rell  | K'Sante ⋅ Wukong Ahri ⋅ Kalista ⋅ Rell  | K'Sante ⋅ Wukong Ahri ⋅ Kalista ⋅ Rell  | K'Sante ⋅ Wukong Ahri ⋅ Kalista ⋅ Rell  | K'Sante ⋅ Wukong Ahri ⋅ Kalista ⋅ Rell  |
|                                               |                                               |                                               |                                               |                                               |                                               |                                               |                               |        |                                         |                                         |                                         |                                         |                                         |                                         |                                         |

| Movistar R7 | 1 – 2 | paiN Gaming |

| 14/4/34                                  | 14/4/34                                  | 14/4/34                                  | 14/4/34                                  | 14/4/34                                  | 14/4/34                                  | 14/4/34                                  | Trận 1                        | Trận 1 | 4/14/11                                        | 4/14/11                                        | 4/14/11                                        | 4/14/11                                        | 4/14/11                                        | 4/14/11                                        | 4/14/11                                        |
| Rồng: 2 ⋅ Trụ: 9 ⋅ Vàng: 53,8k           | Rồng: 2 ⋅ Trụ: 9 ⋅ Vàng: 53,8k           | Rồng: 2 ⋅ Trụ: 9 ⋅ Vàng: 53,8k           | Rồng: 2 ⋅ Trụ: 9 ⋅ Vàng: 53,8k           | Rồng: 2 ⋅ Trụ: 9 ⋅ Vàng: 53,8k           | Rồng: 2 ⋅ Trụ: 9 ⋅ Vàng: 53,8k           | Rồng: 2 ⋅ Trụ: 9 ⋅ Vàng: 53,8k           | Sự kiện thể thao đang diễn ra | 28:01  | Rồng: 2 ⋅ Trụ: 6 ⋅ Vàng: 46,8k                 | Rồng: 2 ⋅ Trụ: 6 ⋅ Vàng: 46,8k                 | Rồng: 2 ⋅ Trụ: 6 ⋅ Vàng: 46,8k                 | Rồng: 2 ⋅ Trụ: 6 ⋅ Vàng: 46,8k                 | Rồng: 2 ⋅ Trụ: 6 ⋅ Vàng: 46,8k                 | Rồng: 2 ⋅ Trụ: 6 ⋅ Vàng: 46,8k                 | Rồng: 2 ⋅ Trụ: 6 ⋅ Vàng: 46,8k                 |
| Yone ⋅ Skarner Orianna ⋅ Sejuani ⋅ Akali | Yone ⋅ Skarner Orianna ⋅ Sejuani ⋅ Akali | Yone ⋅ Skarner Orianna ⋅ Sejuani ⋅ Akali | Yone ⋅ Skarner Orianna ⋅ Sejuani ⋅ Akali | Yone ⋅ Skarner Orianna ⋅ Sejuani ⋅ Akali | Yone ⋅ Skarner Orianna ⋅ Sejuani ⋅ Akali | Yone ⋅ Skarner Orianna ⋅ Sejuani ⋅ Akali | Cấm                           | Cấm    | LeBlanc ⋅ Wukong Renekton ⋅ Nautilus ⋅ Kalista | LeBlanc ⋅ Wukong Renekton ⋅ Nautilus ⋅ Kalista | LeBlanc ⋅ Wukong Renekton ⋅ Nautilus ⋅ Kalista | LeBlanc ⋅ Wukong Renekton ⋅ Nautilus ⋅ Kalista | LeBlanc ⋅ Wukong Renekton ⋅ Nautilus ⋅ Kalista | LeBlanc ⋅ Wukong Renekton ⋅ Nautilus ⋅ Kalista | LeBlanc ⋅ Wukong Renekton ⋅ Nautilus ⋅ Kalista |
| K'Sante ⋅ Poppy Syndra ⋅ Xayah ⋅ Rakan   | K'Sante ⋅ Poppy Syndra ⋅ Xayah ⋅ Rakan   | K'Sante ⋅ Poppy Syndra ⋅ Xayah ⋅ Rakan   | K'Sante ⋅ Poppy Syndra ⋅ Xayah ⋅ Rakan   | K'Sante ⋅ Poppy Syndra ⋅ Xayah ⋅ Rakan   | K'Sante ⋅ Poppy Syndra ⋅ Xayah ⋅ Rakan   | K'Sante ⋅ Poppy Syndra ⋅ Xayah ⋅ Rakan   | Chọn                          | Chọn   | Jax ⋅ Maokai Ahri ⋅ Lucian ⋅ Nami              | Jax ⋅ Maokai Ahri ⋅ Lucian ⋅ Nami              | Jax ⋅ Maokai Ahri ⋅ Lucian ⋅ Nami              | Jax ⋅ Maokai Ahri ⋅ Lucian ⋅ Nami              | Jax ⋅ Maokai Ahri ⋅ Lucian ⋅ Nami              | Jax ⋅ Maokai Ahri ⋅ Lucian ⋅ Nami              | Jax ⋅ Maokai Ahri ⋅ Lucian ⋅ Nami              |
|                                          |                                          |                                          |                                          |                                          |                                          |                                          |                               |        |                                                |                                                |                                                |                                                |                                                |                                                |                                                |

| 5/14/10                              | 5/14/10                              | 5/14/10                              | 5/14/10                              | 5/14/10                              | 5/14/10                              | 5/14/10                              | Trận 2                        | Trận 2 | 14/6/30                                        | 14/6/30                                        | 14/6/30                                        | 14/6/30                                        | 14/6/30                                        | 14/6/30                                        | 14/6/30                                        |
| Rồng: 1 ⋅ Trụ: 2 ⋅ Vàng: 48,9k       | Rồng: 1 ⋅ Trụ: 2 ⋅ Vàng: 48,9k       | Rồng: 1 ⋅ Trụ: 2 ⋅ Vàng: 48,9k       | Rồng: 1 ⋅ Trụ: 2 ⋅ Vàng: 48,9k       | Rồng: 1 ⋅ Trụ: 2 ⋅ Vàng: 48,9k       | Rồng: 1 ⋅ Trụ: 2 ⋅ Vàng: 48,9k       | Rồng: 1 ⋅ Trụ: 2 ⋅ Vàng: 48,9k       | Sự kiện thể thao đang diễn ra | 30:57  | Rồng: 3 ⋅ Trụ: 9 ⋅ Vàng: 59,3k                 | Rồng: 3 ⋅ Trụ: 9 ⋅ Vàng: 59,3k                 | Rồng: 3 ⋅ Trụ: 9 ⋅ Vàng: 59,3k                 | Rồng: 3 ⋅ Trụ: 9 ⋅ Vàng: 59,3k                 | Rồng: 3 ⋅ Trụ: 9 ⋅ Vàng: 59,3k                 | Rồng: 3 ⋅ Trụ: 9 ⋅ Vàng: 59,3k                 | Rồng: 3 ⋅ Trụ: 9 ⋅ Vàng: 59,3k                 |
| Yone ⋅ Skarner Orianna ⋅ Akali ⋅ Vi  | Yone ⋅ Skarner Orianna ⋅ Akali ⋅ Vi  | Yone ⋅ Skarner Orianna ⋅ Akali ⋅ Vi  | Yone ⋅ Skarner Orianna ⋅ Akali ⋅ Vi  | Yone ⋅ Skarner Orianna ⋅ Akali ⋅ Vi  | Yone ⋅ Skarner Orianna ⋅ Akali ⋅ Vi  | Yone ⋅ Skarner Orianna ⋅ Akali ⋅ Vi  | Cấm                           | Cấm    | LeBlanc ⋅ Syndra Renekton ⋅ Nautilus ⋅ Kalista | LeBlanc ⋅ Syndra Renekton ⋅ Nautilus ⋅ Kalista | LeBlanc ⋅ Syndra Renekton ⋅ Nautilus ⋅ Kalista | LeBlanc ⋅ Syndra Renekton ⋅ Nautilus ⋅ Kalista | LeBlanc ⋅ Syndra Renekton ⋅ Nautilus ⋅ Kalista | LeBlanc ⋅ Syndra Renekton ⋅ Nautilus ⋅ Kalista | LeBlanc ⋅ Syndra Renekton ⋅ Nautilus ⋅ Kalista |
| K'Sante ⋅ Poppy Hwei ⋅ Xayah ⋅ Rakan | K'Sante ⋅ Poppy Hwei ⋅ Xayah ⋅ Rakan | K'Sante ⋅ Poppy Hwei ⋅ Xayah ⋅ Rakan | K'Sante ⋅ Poppy Hwei ⋅ Xayah ⋅ Rakan | K'Sante ⋅ Poppy Hwei ⋅ Xayah ⋅ Rakan | K'Sante ⋅ Poppy Hwei ⋅ Xayah ⋅ Rakan | K'Sante ⋅ Poppy Hwei ⋅ Xayah ⋅ Rakan | Chọn                          | Chọn   | Jax ⋅ Sejuani Ahri ⋅ Lucian ⋅ Nami             | Jax ⋅ Sejuani Ahri ⋅ Lucian ⋅ Nami             | Jax ⋅ Sejuani Ahri ⋅ Lucian ⋅ Nami             | Jax ⋅ Sejuani Ahri ⋅ Lucian ⋅ Nami             | Jax ⋅ Sejuani Ahri ⋅ Lucian ⋅ Nami             | Jax ⋅ Sejuani Ahri ⋅ Lucian ⋅ Nami             | Jax ⋅ Sejuani Ahri ⋅ Lucian ⋅ Nami             |
|                                      |                                      |                                      |                                      |                                      |                                      |                                      |                               |        |                                                |                                                |                                                |                                                |                                                |                                                |                                                |

| 23/25/67                                      | 23/25/67                                      | 23/25/67                                      | 23/25/67                                      | 23/25/67                                      | 23/25/67                                      | 23/25/67                                      | Trận 3                        | Trận 3 | 25/23/72                                | 25/23/72                                | 25/23/72                                | 25/23/72                                | 25/23/72                                | 25/23/72                                | 25/23/72                                |
| Rồng: 3 ⋅ Trụ: 7 ⋅ Vàng: 84,3k                | Rồng: 3 ⋅ Trụ: 7 ⋅ Vàng: 84,3k                | Rồng: 3 ⋅ Trụ: 7 ⋅ Vàng: 84,3k                | Rồng: 3 ⋅ Trụ: 7 ⋅ Vàng: 84,3k                | Rồng: 3 ⋅ Trụ: 7 ⋅ Vàng: 84,3k                | Rồng: 3 ⋅ Trụ: 7 ⋅ Vàng: 84,3k                | Rồng: 3 ⋅ Trụ: 7 ⋅ Vàng: 84,3k                | Sự kiện thể thao đang diễn ra | 45:16  | Rồng: 4 ⋅ Trụ: 9 ⋅ Vàng: 84,0k          | Rồng: 4 ⋅ Trụ: 9 ⋅ Vàng: 84,0k          | Rồng: 4 ⋅ Trụ: 9 ⋅ Vàng: 84,0k          | Rồng: 4 ⋅ Trụ: 9 ⋅ Vàng: 84,0k          | Rồng: 4 ⋅ Trụ: 9 ⋅ Vàng: 84,0k          | Rồng: 4 ⋅ Trụ: 9 ⋅ Vàng: 84,0k          | Rồng: 4 ⋅ Trụ: 9 ⋅ Vàng: 84,0k          |
| Yone ⋅ Skarner Jax ⋅ Renata Glasc ⋅ Neeko     | Yone ⋅ Skarner Jax ⋅ Renata Glasc ⋅ Neeko     | Yone ⋅ Skarner Jax ⋅ Renata Glasc ⋅ Neeko     | Yone ⋅ Skarner Jax ⋅ Renata Glasc ⋅ Neeko     | Yone ⋅ Skarner Jax ⋅ Renata Glasc ⋅ Neeko     | Yone ⋅ Skarner Jax ⋅ Renata Glasc ⋅ Neeko     | Yone ⋅ Skarner Jax ⋅ Renata Glasc ⋅ Neeko     | Cấm                           | Cấm    | Syndra ⋅ Orianna Lucian ⋅ Ashe ⋅ Draven | Syndra ⋅ Orianna Lucian ⋅ Ashe ⋅ Draven | Syndra ⋅ Orianna Lucian ⋅ Ashe ⋅ Draven | Syndra ⋅ Orianna Lucian ⋅ Ashe ⋅ Draven | Syndra ⋅ Orianna Lucian ⋅ Ashe ⋅ Draven | Syndra ⋅ Orianna Lucian ⋅ Ashe ⋅ Draven | Syndra ⋅ Orianna Lucian ⋅ Ashe ⋅ Draven |
| Renekton ⋅ Sejuani LeBlanc ⋅ Varus ⋅ Nautilus | Renekton ⋅ Sejuani LeBlanc ⋅ Varus ⋅ Nautilus | Renekton ⋅ Sejuani LeBlanc ⋅ Varus ⋅ Nautilus | Renekton ⋅ Sejuani LeBlanc ⋅ Varus ⋅ Nautilus | Renekton ⋅ Sejuani LeBlanc ⋅ Varus ⋅ Nautilus | Renekton ⋅ Sejuani LeBlanc ⋅ Varus ⋅ Nautilus | Renekton ⋅ Sejuani LeBlanc ⋅ Varus ⋅ Nautilus | Chọn                          | Chọn   | K'Sante ⋅ Wukong Ahri ⋅ Kalista ⋅ Rell  | K'Sante ⋅ Wukong Ahri ⋅ Kalista ⋅ Rell  | K'Sante ⋅ Wukong Ahri ⋅ Kalista ⋅ Rell  | K'Sante ⋅ Wukong Ahri ⋅ Kalista ⋅ Rell  | K'Sante ⋅ Wukong Ahri ⋅ Kalista ⋅ Rell  | K'Sante ⋅ Wukong Ahri ⋅ Kalista ⋅ Rell  | K'Sante ⋅ Wukong Ahri ⋅ Kalista ⋅ Rell  |
|                                               |                                               |                                               |                                               |                                               |                                               |                                               |                               |        |                                         |                                         |                                         |                                         |                                         |                                         |                                         |

| PSG Talon | 2 – 0 | 100 Thieves |

| 20/1/54                                 | 20/1/54                                 | 20/1/54                                 | 20/1/54                                 | 20/1/54                                 | 20/1/54                                 | 20/1/54                                 | Trận 1                        | Trận 1 | 1/20/3                                         | 1/20/3                                         | 1/20/3                                         | 1/20/3                                         | 1/20/3                                         | 1/20/3                                         | 1/20/3                                         |
| Rồng: 2 ⋅ Trụ: 10 ⋅ Vàng: 54,1k         | Rồng: 2 ⋅ Trụ: 10 ⋅ Vàng: 54,1k         | Rồng: 2 ⋅ Trụ: 10 ⋅ Vàng: 54,1k         | Rồng: 2 ⋅ Trụ: 10 ⋅ Vàng: 54,1k         | Rồng: 2 ⋅ Trụ: 10 ⋅ Vàng: 54,1k         | Rồng: 2 ⋅ Trụ: 10 ⋅ Vàng: 54,1k         | Rồng: 2 ⋅ Trụ: 10 ⋅ Vàng: 54,1k         | Sự kiện thể thao đang diễn ra | 26:18  | Rồng: 0 ⋅ Trụ: 2 ⋅ Vàng: 38,9k                 | Rồng: 0 ⋅ Trụ: 2 ⋅ Vàng: 38,9k                 | Rồng: 0 ⋅ Trụ: 2 ⋅ Vàng: 38,9k                 | Rồng: 0 ⋅ Trụ: 2 ⋅ Vàng: 38,9k                 | Rồng: 0 ⋅ Trụ: 2 ⋅ Vàng: 38,9k                 | Rồng: 0 ⋅ Trụ: 2 ⋅ Vàng: 38,9k                 | Rồng: 0 ⋅ Trụ: 2 ⋅ Vàng: 38,9k                 |
| Viego ⋅ Ashe Jarvan IV ⋅ Lucian ⋅ Braum | Viego ⋅ Ashe Jarvan IV ⋅ Lucian ⋅ Braum | Viego ⋅ Ashe Jarvan IV ⋅ Lucian ⋅ Braum | Viego ⋅ Ashe Jarvan IV ⋅ Lucian ⋅ Braum | Viego ⋅ Ashe Jarvan IV ⋅ Lucian ⋅ Braum | Viego ⋅ Ashe Jarvan IV ⋅ Lucian ⋅ Braum | Viego ⋅ Ashe Jarvan IV ⋅ Lucian ⋅ Braum | Cấm                           | Cấm    | Aurora ⋅ Vi Yone ⋅ Rell ⋅ Nautilus             | Aurora ⋅ Vi Yone ⋅ Rell ⋅ Nautilus             | Aurora ⋅ Vi Yone ⋅ Rell ⋅ Nautilus             | Aurora ⋅ Vi Yone ⋅ Rell ⋅ Nautilus             | Aurora ⋅ Vi Yone ⋅ Rell ⋅ Nautilus             | Aurora ⋅ Vi Yone ⋅ Rell ⋅ Nautilus             | Aurora ⋅ Vi Yone ⋅ Rell ⋅ Nautilus             |
| Gnar ⋅ Skarner Orianna ⋅ Jhin ⋅ Alistar | Gnar ⋅ Skarner Orianna ⋅ Jhin ⋅ Alistar | Gnar ⋅ Skarner Orianna ⋅ Jhin ⋅ Alistar | Gnar ⋅ Skarner Orianna ⋅ Jhin ⋅ Alistar | Gnar ⋅ Skarner Orianna ⋅ Jhin ⋅ Alistar | Gnar ⋅ Skarner Orianna ⋅ Jhin ⋅ Alistar | Gnar ⋅ Skarner Orianna ⋅ Jhin ⋅ Alistar | Chọn                          | Chọn   | Renekton ⋅ Sejuani Hwei ⋅ Varus ⋅ Renata Glasc | Renekton ⋅ Sejuani Hwei ⋅ Varus ⋅ Renata Glasc | Renekton ⋅ Sejuani Hwei ⋅ Varus ⋅ Renata Glasc | Renekton ⋅ Sejuani Hwei ⋅ Varus ⋅ Renata Glasc | Renekton ⋅ Sejuani Hwei ⋅ Varus ⋅ Renata Glasc | Renekton ⋅ Sejuani Hwei ⋅ Varus ⋅ Renata Glasc | Renekton ⋅ Sejuani Hwei ⋅ Varus ⋅ Renata Glasc |
|                                         |                                         |                                         |                                         |                                         |                                         |                                         |                               |        |                                                |                                                |                                                |                                                |                                                |                                                |                                                |

| 21/9/51                                  | 21/9/51                                  | 21/9/51                                  | 21/9/51                                  | 21/9/51                                  | 21/9/51                                  | 21/9/51                                  | Trận 2                        | Trận 2 | 9/21/21                                 | 9/21/21                                 | 9/21/21                                 | 9/21/21                                 | 9/21/21                                 | 9/21/21                                 | 9/21/21                                 |
| Rồng: 4 ⋅ Trụ: 10 ⋅ Vàng: 62,5k          | Rồng: 4 ⋅ Trụ: 10 ⋅ Vàng: 62,5k          | Rồng: 4 ⋅ Trụ: 10 ⋅ Vàng: 62,5k          | Rồng: 4 ⋅ Trụ: 10 ⋅ Vàng: 62,5k          | Rồng: 4 ⋅ Trụ: 10 ⋅ Vàng: 62,5k          | Rồng: 4 ⋅ Trụ: 10 ⋅ Vàng: 62,5k          | Rồng: 4 ⋅ Trụ: 10 ⋅ Vàng: 62,5k          | Sự kiện thể thao đang diễn ra | 31:03  | Rồng: 9 ⋅ Trụ: 2 ⋅ Vàng: 50,9k          | Rồng: 9 ⋅ Trụ: 2 ⋅ Vàng: 50,9k          | Rồng: 9 ⋅ Trụ: 2 ⋅ Vàng: 50,9k          | Rồng: 9 ⋅ Trụ: 2 ⋅ Vàng: 50,9k          | Rồng: 9 ⋅ Trụ: 2 ⋅ Vàng: 50,9k          | Rồng: 9 ⋅ Trụ: 2 ⋅ Vàng: 50,9k          | Rồng: 9 ⋅ Trụ: 2 ⋅ Vàng: 50,9k          |
| Viego ⋅ Ashe Jarvan IV ⋅ Brand ⋅ Shyvana | Viego ⋅ Ashe Jarvan IV ⋅ Brand ⋅ Shyvana | Viego ⋅ Ashe Jarvan IV ⋅ Brand ⋅ Shyvana | Viego ⋅ Ashe Jarvan IV ⋅ Brand ⋅ Shyvana | Viego ⋅ Ashe Jarvan IV ⋅ Brand ⋅ Shyvana | Viego ⋅ Ashe Jarvan IV ⋅ Brand ⋅ Shyvana | Viego ⋅ Ashe Jarvan IV ⋅ Brand ⋅ Shyvana | Cấm                           | Cấm    | Aurora ⋅ Skarner Gnar ⋅ Jhin ⋅ Kai'Sa   | Aurora ⋅ Skarner Gnar ⋅ Jhin ⋅ Kai'Sa   | Aurora ⋅ Skarner Gnar ⋅ Jhin ⋅ Kai'Sa   | Aurora ⋅ Skarner Gnar ⋅ Jhin ⋅ Kai'Sa   | Aurora ⋅ Skarner Gnar ⋅ Jhin ⋅ Kai'Sa   | Aurora ⋅ Skarner Gnar ⋅ Jhin ⋅ Kai'Sa   | Aurora ⋅ Skarner Gnar ⋅ Jhin ⋅ Kai'Sa   |
| Rumble ⋅ Sejuani Yone ⋅ Ezreal ⋅ Alistar | Rumble ⋅ Sejuani Yone ⋅ Ezreal ⋅ Alistar | Rumble ⋅ Sejuani Yone ⋅ Ezreal ⋅ Alistar | Rumble ⋅ Sejuani Yone ⋅ Ezreal ⋅ Alistar | Rumble ⋅ Sejuani Yone ⋅ Ezreal ⋅ Alistar | Rumble ⋅ Sejuani Yone ⋅ Ezreal ⋅ Alistar | Rumble ⋅ Sejuani Yone ⋅ Ezreal ⋅ Alistar | Chọn                          | Chọn   | Aatrox ⋅ Lillia Renekton ⋅ Ziggs ⋅ Rell | Aatrox ⋅ Lillia Renekton ⋅ Ziggs ⋅ Rell | Aatrox ⋅ Lillia Renekton ⋅ Ziggs ⋅ Rell | Aatrox ⋅ Lillia Renekton ⋅ Ziggs ⋅ Rell | Aatrox ⋅ Lillia Renekton ⋅ Ziggs ⋅ Rell | Aatrox ⋅ Lillia Renekton ⋅ Ziggs ⋅ Rell | Aatrox ⋅ Lillia Renekton ⋅ Ziggs ⋅ Rell |
|                                          |                                          |                                          |                                          |                                          |                                          |                                          |                               |        |                                         |                                         |                                         |                                         |                                         |                                         |                                         |

| PSG Talon | 2 – 0 | 100 Thieves |

| 20/1/54                                 | 20/1/54                                 | 20/1/54                                 | 20/1/54                                 | 20/1/54                                 | 20/1/54                                 | 20/1/54                                 | Trận 1                        | Trận 1 | 1/20/3                                         | 1/20/3                                         | 1/20/3                                         | 1/20/3                                         | 1/20/3                                         | 1/20/3                                         | 1/20/3                                         |
| Rồng: 2 ⋅ Trụ: 10 ⋅ Vàng: 54,1k         | Rồng: 2 ⋅ Trụ: 10 ⋅ Vàng: 54,1k         | Rồng: 2 ⋅ Trụ: 10 ⋅ Vàng: 54,1k         | Rồng: 2 ⋅ Trụ: 10 ⋅ Vàng: 54,1k         | Rồng: 2 ⋅ Trụ: 10 ⋅ Vàng: 54,1k         | Rồng: 2 ⋅ Trụ: 10 ⋅ Vàng: 54,1k         | Rồng: 2 ⋅ Trụ: 10 ⋅ Vàng: 54,1k         | Sự kiện thể thao đang diễn ra | 26:18  | Rồng: 0 ⋅ Trụ: 2 ⋅ Vàng: 38,9k                 | Rồng: 0 ⋅ Trụ: 2 ⋅ Vàng: 38,9k                 | Rồng: 0 ⋅ Trụ: 2 ⋅ Vàng: 38,9k                 | Rồng: 0 ⋅ Trụ: 2 ⋅ Vàng: 38,9k                 | Rồng: 0 ⋅ Trụ: 2 ⋅ Vàng: 38,9k                 | Rồng: 0 ⋅ Trụ: 2 ⋅ Vàng: 38,9k                 | Rồng: 0 ⋅ Trụ: 2 ⋅ Vàng: 38,9k                 |
| Viego ⋅ Ashe Jarvan IV ⋅ Lucian ⋅ Braum | Viego ⋅ Ashe Jarvan IV ⋅ Lucian ⋅ Braum | Viego ⋅ Ashe Jarvan IV ⋅ Lucian ⋅ Braum | Viego ⋅ Ashe Jarvan IV ⋅ Lucian ⋅ Braum | Viego ⋅ Ashe Jarvan IV ⋅ Lucian ⋅ Braum | Viego ⋅ Ashe Jarvan IV ⋅ Lucian ⋅ Braum | Viego ⋅ Ashe Jarvan IV ⋅ Lucian ⋅ Braum | Cấm                           | Cấm    | Aurora ⋅ Vi Yone ⋅ Rell ⋅ Nautilus             | Aurora ⋅ Vi Yone ⋅ Rell ⋅ Nautilus             | Aurora ⋅ Vi Yone ⋅ Rell ⋅ Nautilus             | Aurora ⋅ Vi Yone ⋅ Rell ⋅ Nautilus             | Aurora ⋅ Vi Yone ⋅ Rell ⋅ Nautilus             | Aurora ⋅ Vi Yone ⋅ Rell ⋅ Nautilus             | Aurora ⋅ Vi Yone ⋅ Rell ⋅ Nautilus             |
| Gnar ⋅ Skarner Orianna ⋅ Jhin ⋅ Alistar | Gnar ⋅ Skarner Orianna ⋅ Jhin ⋅ Alistar | Gnar ⋅ Skarner Orianna ⋅ Jhin ⋅ Alistar | Gnar ⋅ Skarner Orianna ⋅ Jhin ⋅ Alistar | Gnar ⋅ Skarner Orianna ⋅ Jhin ⋅ Alistar | Gnar ⋅ Skarner Orianna ⋅ Jhin ⋅ Alistar | Gnar ⋅ Skarner Orianna ⋅ Jhin ⋅ Alistar | Chọn                          | Chọn   | Renekton ⋅ Sejuani Hwei ⋅ Varus ⋅ Renata Glasc | Renekton ⋅ Sejuani Hwei ⋅ Varus ⋅ Renata Glasc | Renekton ⋅ Sejuani Hwei ⋅ Varus ⋅ Renata Glasc | Renekton ⋅ Sejuani Hwei ⋅ Varus ⋅ Renata Glasc | Renekton ⋅ Sejuani Hwei ⋅ Varus ⋅ Renata Glasc | Renekton ⋅ Sejuani Hwei ⋅ Varus ⋅ Renata Glasc | Renekton ⋅ Sejuani Hwei ⋅ Varus ⋅ Renata Glasc |
|                                         |                                         |                                         |                                         |                                         |                                         |                                         |                               |        |                                                |                                                |                                                |                                                |                                                |                                                |                                                |

| 21/9/51                                  | 21/9/51                                  | 21/9/51                                  | 21/9/51                                  | 21/9/51                                  | 21/9/51                                  | 21/9/51                                  | Trận 2                        | Trận 2 | 9/21/21                                 | 9/21/21                                 | 9/21/21                                 | 9/21/21                                 | 9/21/21                                 | 9/21/21                                 | 9/21/21                                 |
| Rồng: 4 ⋅ Trụ: 10 ⋅ Vàng: 62,5k          | Rồng: 4 ⋅ Trụ: 10 ⋅ Vàng: 62,5k          | Rồng: 4 ⋅ Trụ: 10 ⋅ Vàng: 62,5k          | Rồng: 4 ⋅ Trụ: 10 ⋅ Vàng: 62,5k          | Rồng: 4 ⋅ Trụ: 10 ⋅ Vàng: 62,5k          | Rồng: 4 ⋅ Trụ: 10 ⋅ Vàng: 62,5k          | Rồng: 4 ⋅ Trụ: 10 ⋅ Vàng: 62,5k          | Sự kiện thể thao đang diễn ra | 31:03  | Rồng: 9 ⋅ Trụ: 2 ⋅ Vàng: 50,9k          | Rồng: 9 ⋅ Trụ: 2 ⋅ Vàng: 50,9k          | Rồng: 9 ⋅ Trụ: 2 ⋅ Vàng: 50,9k          | Rồng: 9 ⋅ Trụ: 2 ⋅ Vàng: 50,9k          | Rồng: 9 ⋅ Trụ: 2 ⋅ Vàng: 50,9k          | Rồng: 9 ⋅ Trụ: 2 ⋅ Vàng: 50,9k          | Rồng: 9 ⋅ Trụ: 2 ⋅ Vàng: 50,9k          |
| Viego ⋅ Ashe Jarvan IV ⋅ Brand ⋅ Shyvana | Viego ⋅ Ashe Jarvan IV ⋅ Brand ⋅ Shyvana | Viego ⋅ Ashe Jarvan IV ⋅ Brand ⋅ Shyvana | Viego ⋅ Ashe Jarvan IV ⋅ Brand ⋅ Shyvana | Viego ⋅ Ashe Jarvan IV ⋅ Brand ⋅ Shyvana | Viego ⋅ Ashe Jarvan IV ⋅ Brand ⋅ Shyvana | Viego ⋅ Ashe Jarvan IV ⋅ Brand ⋅ Shyvana | Cấm                           | Cấm    | Aurora ⋅ Skarner Gnar ⋅ Jhin ⋅ Kai'Sa   | Aurora ⋅ Skarner Gnar ⋅ Jhin ⋅ Kai'Sa   | Aurora ⋅ Skarner Gnar ⋅ Jhin ⋅ Kai'Sa   | Aurora ⋅ Skarner Gnar ⋅ Jhin ⋅ Kai'Sa   | Aurora ⋅ Skarner Gnar ⋅ Jhin ⋅ Kai'Sa   | Aurora ⋅ Skarner Gnar ⋅ Jhin ⋅ Kai'Sa   | Aurora ⋅ Skarner Gnar ⋅ Jhin ⋅ Kai'Sa   |
| Rumble ⋅ Sejuani Yone ⋅ Ezreal ⋅ Alistar | Rumble ⋅ Sejuani Yone ⋅ Ezreal ⋅ Alistar | Rumble ⋅ Sejuani Yone ⋅ Ezreal ⋅ Alistar | Rumble ⋅ Sejuani Yone ⋅ Ezreal ⋅ Alistar | Rumble ⋅ Sejuani Yone ⋅ Ezreal ⋅ Alistar | Rumble ⋅ Sejuani Yone ⋅ Ezreal ⋅ Alistar | Rumble ⋅ Sejuani Yone ⋅ Ezreal ⋅ Alistar | Chọn                          | Chọn   | Aatrox ⋅ Lillia Renekton ⋅ Ziggs ⋅ Rell | Aatrox ⋅ Lillia Renekton ⋅ Ziggs ⋅ Rell | Aatrox ⋅ Lillia Renekton ⋅ Ziggs ⋅ Rell | Aatrox ⋅ Lillia Renekton ⋅ Ziggs ⋅ Rell | Aatrox ⋅ Lillia Renekton ⋅ Ziggs ⋅ Rell | Aatrox ⋅ Lillia Renekton ⋅ Ziggs ⋅ Rell | Aatrox ⋅ Lillia Renekton ⋅ Ziggs ⋅ Rell |
|                                          |                                          |                                          |                                          |                                          |                                          |                                          |                               |        |                                         |                                         |                                         |                                         |                                         |                                         |                                         |

## Vòng Thụy Sĩ
- Vòng Thụy Sĩ diễn ra từ ngày 3 đến ngày 13 tháng 10 tại Riot Games Arena (Berlin, Đức), bắt đầu từ 19h00 theo giờ Việt Nam (UTC+7).
- 16 đội tham gia thi đấu theo thể thức Thụy Sĩ (Swiss) trong 5 vòng đấu.
  - Ở vòng đấu đầu tiên, các đội thuộc pool 1 sẽ thi đấu với các đội thuộc pool 4, và các đội thuộc pool 2 sẽ thi đấu với các đội thuộc pool 3. Các đội đến từ cùng 1 khu vực sẽ không thi đấu với nhau.
  - Từ vòng đấu thứ 2 trở đi, các đội có thành tích giống nhau sẽ đấu với nhau. Trận đấu sẽ được xác định bằng cách bốc thăm sau mỗi vòng đấu và các đội trong cùng khu vực có thể đấu với nhau. Điểm mới của năm nay là các đội sẽ không được xếp vào các trận tái đấu với các đối thủ trước đó.
- Các đội có 3 trận thắng sẽ giành quyền tham dự Vòng loại trực tiếp, các đội có 3 trận thua sẽ bị loại.
- Tất cả các trận đấu sẽ diễn ra theo thể thức Bo1, ngoại trừ những trận đấu quyết định việc đi tiếp và/hoặc bị loại sẽ diễn ra theo thể thức Bo3.

### Nhánh đấu
| \| LCK (4) - Hanwha Life Esports (HLE) - Gen.G (GEN) - Dplus KIA (DK) - T1 (T1) \| LPL (4) - Bilibili Gaming (BLG) - Top Esports (TES) - LNG Gaming (LNG) - Weibo Gaming (WBG) \| LEC (3) - G2 Esports (G2) - Fnatic (FNC) - MAD Lions KOI (MDK) \| LCS (2) - FlyQuest (FLY) - Team Liquid (TL) \| VCS (1) - GAM Esports (GAM) PCS (1) - PSG Talon (PSG) CBLoL (1) - paiN Gaming (PNG) \| |                                                                                             |                                                                |                                             |                                                                                     |
| LCK (4) - Hanwha Life Esports (HLE) - Gen.G (GEN) - Dplus KIA (DK) - T1 (T1) | LPL (4) - Bilibili Gaming (BLG) - Top Esports (TES) - LNG Gaming (LNG) - Weibo Gaming (WBG) | LEC (3) - G2 Esports (G2) - Fnatic (FNC) - MAD Lions KOI (MDK) | LCS (2) - FlyQuest (FLY) - Team Liquid (TL) | VCS (1) - GAM Esports (GAM) PCS (1) - PSG Talon (PSG) CBLoL (1) - paiN Gaming (PNG) |

|  |       |       |       |  |  |       |       |       |  |  |       |       |       |  |  |       |       |       |  |  |       |                                         |                                         |
|  |       |       |       |  |  |       |       |       |  |  | 2 - 0 | 2 - 0 | 2 - 0 |  |  |       |       |       |  |  |       | - #1, 2 - #3, 4, 5 - #6, 7, 8 - Bị loại | - #1, 2 - #3, 4, 5 - #6, 7, 8 - Bị loại |
|  |       |       |       |  |  | 1 - 0 | 1 - 0 | 1 - 0 |  |  | DK    | vs    | LNG   |  |  |       |       |       |  |  |       | - #1, 2 - #3, 4, 5 - #6, 7, 8 - Bị loại | - #1, 2 - #3, 4, 5 - #6, 7, 8 - Bị loại |
|  | 0 - 0 | 0 - 0 | 0 - 0 |  |  | BLG   | vs    | LNG   |  |  | HLE   | vs    | GEN   |  |  | 2 - 1 | 2 - 1 | 2 - 1 |  |  |       | - #1, 2 - #3, 4, 5 - #6, 7, 8 - Bị loại | - #1, 2 - #3, 4, 5 - #6, 7, 8 - Bị loại |
|  | BLG   | vs    | MDK   |  |  | GEN   | vs    | TES   |  |  | BO3   | BO3   | BO3   |  |  | DK    | vs    | TES   |  |  |       | - #1, 2 - #3, 4, 5 - #6, 7, 8 - Bị loại | - #1, 2 - #3, 4, 5 - #6, 7, 8 - Bị loại |
|  | TES   | vs    | T1    |  |  | G2    | vs    | HLE   |  |  | 1 - 1 | 1 - 1 | 1 - 1 |  |  | HLE   | vs    | FLY   |  |  |       | - #1, 2 - #3, 4, 5 - #6, 7, 8 - Bị loại | - #1, 2 - #3, 4, 5 - #6, 7, 8 - Bị loại |
|  | GEN   | vs    | WBG   |  |  | DK    | vs    | FLY   |  |  | TES   | vs    | FNC   |  |  | G2    | vs    | T1    |  |  | 2 - 2 | 2 - 2                                   | 2 - 2                                   |
|  | FNC   | vs    | DK    |  |  | BO1   | BO1   | BO1   |  |  | BLG   | vs    | T1    |  |  | BO3   | BO3   | BO3   |  |  | DK    | vs                                      | WBG                                     |
|  | TL    | vs    | LNG   |  |  | 0 - 1 | 0 - 1 | 0 - 1 |  |  | PSG   | vs    | FLY   |  |  |       |       |       |  |  | G2    | vs                                      | BLG                                     |
|  | HLE   | vs    | PSG   |  |  | TL    | vs    | WBG   |  |  | WBG   | vs    | G2    |  |  | 1 - 2 | 1 - 2 | 1 - 2 |  |  | FLY   | vs                                      | TL                                      |
|  | FLY   | vs    | GAM   |  |  | T1    | vs    | PNG   |  |  | BO1   | BO1   | BO1   |  |  | BLG   | vs    | PSG   |  |  | BO3   | BO3                                     | BO3                                     |
|  | G2    | vs    | PNG   |  |  | FNC   | vs    | GAM   |  |  | 0 - 2 | 0 - 2 | 0 - 2 |  |  | WBG   | vs    | FNC   |  |  |       |                                         |                                         |
|  | BO1   | BO1   | BO1   |  |  | PSG   | vs    | MDK   |  |  | MDK   | vs    | GAM   |  |  | TL    | vs    | GAM   |  |  |       |                                         |                                         |
|  |       |       |       |  |  | BO1   | BO1   | BO1   |  |  | PNG   | vs    | TL    |  |  | BO3   | BO3   | BO3   |  |  |       |                                         |                                         |
|  |       |       |       |  |  |       |       |       |  |  | BO3   |       |       |  |  |       |       |       |  |  |       |                                         |                                         |

### Kết quả chi tiết

#### Vòng đấu 1
Nhóm hiệu số 0–0
| Bilibili Gaming | 1 – 0 | MAD Lions KOI |

| 21/10/54                                   | 21/10/54                                   | 21/10/54                                   | 21/10/54                                   | 21/10/54                                   | 21/10/54                                   | 21/10/54                                   | Bo1                           | Bo1   | 10/21/20                                      | 10/21/20                                      | 10/21/20                                      | 10/21/20                                      | 10/21/20                                      | 10/21/20                                      | 10/21/20                                      |
| Rồng: 4 ⋅ Trụ: 11 ⋅ Vàng: 56,4k            | Rồng: 4 ⋅ Trụ: 11 ⋅ Vàng: 56,4k            | Rồng: 4 ⋅ Trụ: 11 ⋅ Vàng: 56,4k            | Rồng: 4 ⋅ Trụ: 11 ⋅ Vàng: 56,4k            | Rồng: 4 ⋅ Trụ: 11 ⋅ Vàng: 56,4k            | Rồng: 4 ⋅ Trụ: 11 ⋅ Vàng: 56,4k            | Rồng: 4 ⋅ Trụ: 11 ⋅ Vàng: 56,4k            | Sự kiện thể thao đang diễn ra | 26:36 | Rồng: 0 ⋅ Trụ: 1 ⋅ Vàng: 42,2k                | Rồng: 0 ⋅ Trụ: 1 ⋅ Vàng: 42,2k                | Rồng: 0 ⋅ Trụ: 1 ⋅ Vàng: 42,2k                | Rồng: 0 ⋅ Trụ: 1 ⋅ Vàng: 42,2k                | Rồng: 0 ⋅ Trụ: 1 ⋅ Vàng: 42,2k                | Rồng: 0 ⋅ Trụ: 1 ⋅ Vàng: 42,2k                | Rồng: 0 ⋅ Trụ: 1 ⋅ Vàng: 42,2k                |
| Nidalee ⋅ Jinx Ashe ⋅ Renata Glasc ⋅ Poppy | Nidalee ⋅ Jinx Ashe ⋅ Renata Glasc ⋅ Poppy | Nidalee ⋅ Jinx Ashe ⋅ Renata Glasc ⋅ Poppy | Nidalee ⋅ Jinx Ashe ⋅ Renata Glasc ⋅ Poppy | Nidalee ⋅ Jinx Ashe ⋅ Renata Glasc ⋅ Poppy | Nidalee ⋅ Jinx Ashe ⋅ Renata Glasc ⋅ Poppy | Nidalee ⋅ Jinx Ashe ⋅ Renata Glasc ⋅ Poppy | Cấm                           | Cấm   | Ziggs ⋅ Aurora Ezreal ⋅ Jhin ⋅ Lucian         | Ziggs ⋅ Aurora Ezreal ⋅ Jhin ⋅ Lucian         | Ziggs ⋅ Aurora Ezreal ⋅ Jhin ⋅ Lucian         | Ziggs ⋅ Aurora Ezreal ⋅ Jhin ⋅ Lucian         | Ziggs ⋅ Aurora Ezreal ⋅ Jhin ⋅ Lucian         | Ziggs ⋅ Aurora Ezreal ⋅ Jhin ⋅ Lucian         | Ziggs ⋅ Aurora Ezreal ⋅ Jhin ⋅ Lucian         |
| Gnar ⋅ Vi Ahri ⋅ Kai’Sa ⋅ Rell             | Gnar ⋅ Vi Ahri ⋅ Kai’Sa ⋅ Rell             | Gnar ⋅ Vi Ahri ⋅ Kai’Sa ⋅ Rell             | Gnar ⋅ Vi Ahri ⋅ Kai’Sa ⋅ Rell             | Gnar ⋅ Vi Ahri ⋅ Kai’Sa ⋅ Rell             | Gnar ⋅ Vi Ahri ⋅ Kai’Sa ⋅ Rell             | Gnar ⋅ Vi Ahri ⋅ Kai’Sa ⋅ Rell             | Chọn                          | Chọn  | K’Sante ⋅ Skarner Syndra ⋅ Tristana ⋅ Alistar | K’Sante ⋅ Skarner Syndra ⋅ Tristana ⋅ Alistar | K’Sante ⋅ Skarner Syndra ⋅ Tristana ⋅ Alistar | K’Sante ⋅ Skarner Syndra ⋅ Tristana ⋅ Alistar | K’Sante ⋅ Skarner Syndra ⋅ Tristana ⋅ Alistar | K’Sante ⋅ Skarner Syndra ⋅ Tristana ⋅ Alistar | K’Sante ⋅ Skarner Syndra ⋅ Tristana ⋅ Alistar |
|                                            |                                            |                                            |                                            |                                            |                                            |                                            |                               |       |                                               |                                               |                                               |                                               |                                               |                                               |                                               |

| Bilibili Gaming | 1 – 0 | MAD Lions KOI |

| 21/10/54                                   | 21/10/54                                   | 21/10/54                                   | 21/10/54                                   | 21/10/54                                   | 21/10/54                                   | 21/10/54                                   | Bo1                           | Bo1   | 10/21/20                                      | 10/21/20                                      | 10/21/20                                      | 10/21/20                                      | 10/21/20                                      | 10/21/20                                      | 10/21/20                                      |
| Rồng: 4 ⋅ Trụ: 11 ⋅ Vàng: 56,4k            | Rồng: 4 ⋅ Trụ: 11 ⋅ Vàng: 56,4k            | Rồng: 4 ⋅ Trụ: 11 ⋅ Vàng: 56,4k            | Rồng: 4 ⋅ Trụ: 11 ⋅ Vàng: 56,4k            | Rồng: 4 ⋅ Trụ: 11 ⋅ Vàng: 56,4k            | Rồng: 4 ⋅ Trụ: 11 ⋅ Vàng: 56,4k            | Rồng: 4 ⋅ Trụ: 11 ⋅ Vàng: 56,4k            | Sự kiện thể thao đang diễn ra | 26:36 | Rồng: 0 ⋅ Trụ: 1 ⋅ Vàng: 42,2k                | Rồng: 0 ⋅ Trụ: 1 ⋅ Vàng: 42,2k                | Rồng: 0 ⋅ Trụ: 1 ⋅ Vàng: 42,2k                | Rồng: 0 ⋅ Trụ: 1 ⋅ Vàng: 42,2k                | Rồng: 0 ⋅ Trụ: 1 ⋅ Vàng: 42,2k                | Rồng: 0 ⋅ Trụ: 1 ⋅ Vàng: 42,2k                | Rồng: 0 ⋅ Trụ: 1 ⋅ Vàng: 42,2k                |
| Nidalee ⋅ Jinx Ashe ⋅ Renata Glasc ⋅ Poppy | Nidalee ⋅ Jinx Ashe ⋅ Renata Glasc ⋅ Poppy | Nidalee ⋅ Jinx Ashe ⋅ Renata Glasc ⋅ Poppy | Nidalee ⋅ Jinx Ashe ⋅ Renata Glasc ⋅ Poppy | Nidalee ⋅ Jinx Ashe ⋅ Renata Glasc ⋅ Poppy | Nidalee ⋅ Jinx Ashe ⋅ Renata Glasc ⋅ Poppy | Nidalee ⋅ Jinx Ashe ⋅ Renata Glasc ⋅ Poppy | Cấm                           | Cấm   | Ziggs ⋅ Aurora Ezreal ⋅ Jhin ⋅ Lucian         | Ziggs ⋅ Aurora Ezreal ⋅ Jhin ⋅ Lucian         | Ziggs ⋅ Aurora Ezreal ⋅ Jhin ⋅ Lucian         | Ziggs ⋅ Aurora Ezreal ⋅ Jhin ⋅ Lucian         | Ziggs ⋅ Aurora Ezreal ⋅ Jhin ⋅ Lucian         | Ziggs ⋅ Aurora Ezreal ⋅ Jhin ⋅ Lucian         | Ziggs ⋅ Aurora Ezreal ⋅ Jhin ⋅ Lucian         |
| Gnar ⋅ Vi Ahri ⋅ Kai’Sa ⋅ Rell             | Gnar ⋅ Vi Ahri ⋅ Kai’Sa ⋅ Rell             | Gnar ⋅ Vi Ahri ⋅ Kai’Sa ⋅ Rell             | Gnar ⋅ Vi Ahri ⋅ Kai’Sa ⋅ Rell             | Gnar ⋅ Vi Ahri ⋅ Kai’Sa ⋅ Rell             | Gnar ⋅ Vi Ahri ⋅ Kai’Sa ⋅ Rell             | Gnar ⋅ Vi Ahri ⋅ Kai’Sa ⋅ Rell             | Chọn                          | Chọn  | K’Sante ⋅ Skarner Syndra ⋅ Tristana ⋅ Alistar | K’Sante ⋅ Skarner Syndra ⋅ Tristana ⋅ Alistar | K’Sante ⋅ Skarner Syndra ⋅ Tristana ⋅ Alistar | K’Sante ⋅ Skarner Syndra ⋅ Tristana ⋅ Alistar | K’Sante ⋅ Skarner Syndra ⋅ Tristana ⋅ Alistar | K’Sante ⋅ Skarner Syndra ⋅ Tristana ⋅ Alistar | K’Sante ⋅ Skarner Syndra ⋅ Tristana ⋅ Alistar |
|                                            |                                            |                                            |                                            |                                            |                                            |                                            |                               |       |                                               |                                               |                                               |                                               |                                               |                                               |                                               |

| Top Esports | 1 – 0 | T1 |

| 14/10/45                                      | 14/10/45                                      | 14/10/45                                      | 14/10/45                                      | 14/10/45                                      | 14/10/45                                      | 14/10/45                                      | Bo1                           | Bo1   | 9/14/28                                 | 9/14/28                                 | 9/14/28                                 | 9/14/28                                 | 9/14/28                                 | 9/14/28                                 | 9/14/28                                 |
| Rồng: 3 ⋅ Trụ: 6 ⋅ Vàng: 55,0k                | Rồng: 3 ⋅ Trụ: 6 ⋅ Vàng: 55,0k                | Rồng: 3 ⋅ Trụ: 6 ⋅ Vàng: 55,0k                | Rồng: 3 ⋅ Trụ: 6 ⋅ Vàng: 55,0k                | Rồng: 3 ⋅ Trụ: 6 ⋅ Vàng: 55,0k                | Rồng: 3 ⋅ Trụ: 6 ⋅ Vàng: 55,0k                | Rồng: 3 ⋅ Trụ: 6 ⋅ Vàng: 55,0k                | Sự kiện thể thao đang diễn ra | 30:35 | Rồng: 2 ⋅ Trụ: 2 ⋅ Vàng: 51,3k          | Rồng: 2 ⋅ Trụ: 2 ⋅ Vàng: 51,3k          | Rồng: 2 ⋅ Trụ: 2 ⋅ Vàng: 51,3k          | Rồng: 2 ⋅ Trụ: 2 ⋅ Vàng: 51,3k          | Rồng: 2 ⋅ Trụ: 2 ⋅ Vàng: 51,3k          | Rồng: 2 ⋅ Trụ: 2 ⋅ Vàng: 51,3k          | Rồng: 2 ⋅ Trụ: 2 ⋅ Vàng: 51,3k          |
| Sejuani ⋅ Orianna Gnar ⋅ Renata Glasc ⋅ Viego | Sejuani ⋅ Orianna Gnar ⋅ Renata Glasc ⋅ Viego | Sejuani ⋅ Orianna Gnar ⋅ Renata Glasc ⋅ Viego | Sejuani ⋅ Orianna Gnar ⋅ Renata Glasc ⋅ Viego | Sejuani ⋅ Orianna Gnar ⋅ Renata Glasc ⋅ Viego | Sejuani ⋅ Orianna Gnar ⋅ Renata Glasc ⋅ Viego | Sejuani ⋅ Orianna Gnar ⋅ Renata Glasc ⋅ Viego | Cấm                           | Cấm   | Yone ⋅ Tristana Ziggs ⋅ Poppy ⋅ Alistar | Yone ⋅ Tristana Ziggs ⋅ Poppy ⋅ Alistar | Yone ⋅ Tristana Ziggs ⋅ Poppy ⋅ Alistar | Yone ⋅ Tristana Ziggs ⋅ Poppy ⋅ Alistar | Yone ⋅ Tristana Ziggs ⋅ Poppy ⋅ Alistar | Yone ⋅ Tristana Ziggs ⋅ Poppy ⋅ Alistar | Yone ⋅ Tristana Ziggs ⋅ Poppy ⋅ Alistar |
| Renekton ⋅ Skarner Aurora ⋅ Jhin ⋅ Rell       | Renekton ⋅ Skarner Aurora ⋅ Jhin ⋅ Rell       | Renekton ⋅ Skarner Aurora ⋅ Jhin ⋅ Rell       | Renekton ⋅ Skarner Aurora ⋅ Jhin ⋅ Rell       | Renekton ⋅ Skarner Aurora ⋅ Jhin ⋅ Rell       | Renekton ⋅ Skarner Aurora ⋅ Jhin ⋅ Rell       | Renekton ⋅ Skarner Aurora ⋅ Jhin ⋅ Rell       | Chọn                          | Chọn  | Jax ⋅ Wukong Neeko ⋅ Ashe ⋅ Rakan       | Jax ⋅ Wukong Neeko ⋅ Ashe ⋅ Rakan       | Jax ⋅ Wukong Neeko ⋅ Ashe ⋅ Rakan       | Jax ⋅ Wukong Neeko ⋅ Ashe ⋅ Rakan       | Jax ⋅ Wukong Neeko ⋅ Ashe ⋅ Rakan       | Jax ⋅ Wukong Neeko ⋅ Ashe ⋅ Rakan       | Jax ⋅ Wukong Neeko ⋅ Ashe ⋅ Rakan       |
|                                               |                                               |                                               |                                               |                                               |                                               |                                               |                               |       |                                         |                                         |                                         |                                         |                                         |                                         |                                         |

| Top Esports | 1 – 0 | T1 |

| 14/10/45                                      | 14/10/45                                      | 14/10/45                                      | 14/10/45                                      | 14/10/45                                      | 14/10/45                                      | 14/10/45                                      | Bo1                           | Bo1   | 9/14/28                                 | 9/14/28                                 | 9/14/28                                 | 9/14/28                                 | 9/14/28                                 | 9/14/28                                 | 9/14/28                                 |
| Rồng: 3 ⋅ Trụ: 6 ⋅ Vàng: 55,0k                | Rồng: 3 ⋅ Trụ: 6 ⋅ Vàng: 55,0k                | Rồng: 3 ⋅ Trụ: 6 ⋅ Vàng: 55,0k                | Rồng: 3 ⋅ Trụ: 6 ⋅ Vàng: 55,0k                | Rồng: 3 ⋅ Trụ: 6 ⋅ Vàng: 55,0k                | Rồng: 3 ⋅ Trụ: 6 ⋅ Vàng: 55,0k                | Rồng: 3 ⋅ Trụ: 6 ⋅ Vàng: 55,0k                | Sự kiện thể thao đang diễn ra | 30:35 | Rồng: 2 ⋅ Trụ: 2 ⋅ Vàng: 51,3k          | Rồng: 2 ⋅ Trụ: 2 ⋅ Vàng: 51,3k          | Rồng: 2 ⋅ Trụ: 2 ⋅ Vàng: 51,3k          | Rồng: 2 ⋅ Trụ: 2 ⋅ Vàng: 51,3k          | Rồng: 2 ⋅ Trụ: 2 ⋅ Vàng: 51,3k          | Rồng: 2 ⋅ Trụ: 2 ⋅ Vàng: 51,3k          | Rồng: 2 ⋅ Trụ: 2 ⋅ Vàng: 51,3k          |
| Sejuani ⋅ Orianna Gnar ⋅ Renata Glasc ⋅ Viego | Sejuani ⋅ Orianna Gnar ⋅ Renata Glasc ⋅ Viego | Sejuani ⋅ Orianna Gnar ⋅ Renata Glasc ⋅ Viego | Sejuani ⋅ Orianna Gnar ⋅ Renata Glasc ⋅ Viego | Sejuani ⋅ Orianna Gnar ⋅ Renata Glasc ⋅ Viego | Sejuani ⋅ Orianna Gnar ⋅ Renata Glasc ⋅ Viego | Sejuani ⋅ Orianna Gnar ⋅ Renata Glasc ⋅ Viego | Cấm                           | Cấm   | Yone ⋅ Tristana Ziggs ⋅ Poppy ⋅ Alistar | Yone ⋅ Tristana Ziggs ⋅ Poppy ⋅ Alistar | Yone ⋅ Tristana Ziggs ⋅ Poppy ⋅ Alistar | Yone ⋅ Tristana Ziggs ⋅ Poppy ⋅ Alistar | Yone ⋅ Tristana Ziggs ⋅ Poppy ⋅ Alistar | Yone ⋅ Tristana Ziggs ⋅ Poppy ⋅ Alistar | Yone ⋅ Tristana Ziggs ⋅ Poppy ⋅ Alistar |
| Renekton ⋅ Skarner Aurora ⋅ Jhin ⋅ Rell       | Renekton ⋅ Skarner Aurora ⋅ Jhin ⋅ Rell       | Renekton ⋅ Skarner Aurora ⋅ Jhin ⋅ Rell       | Renekton ⋅ Skarner Aurora ⋅ Jhin ⋅ Rell       | Renekton ⋅ Skarner Aurora ⋅ Jhin ⋅ Rell       | Renekton ⋅ Skarner Aurora ⋅ Jhin ⋅ Rell       | Renekton ⋅ Skarner Aurora ⋅ Jhin ⋅ Rell       | Chọn                          | Chọn  | Jax ⋅ Wukong Neeko ⋅ Ashe ⋅ Rakan       | Jax ⋅ Wukong Neeko ⋅ Ashe ⋅ Rakan       | Jax ⋅ Wukong Neeko ⋅ Ashe ⋅ Rakan       | Jax ⋅ Wukong Neeko ⋅ Ashe ⋅ Rakan       | Jax ⋅ Wukong Neeko ⋅ Ashe ⋅ Rakan       | Jax ⋅ Wukong Neeko ⋅ Ashe ⋅ Rakan       | Jax ⋅ Wukong Neeko ⋅ Ashe ⋅ Rakan       |
|                                               |                                               |                                               |                                               |                                               |                                               |                                               |                               |       |                                         |                                         |                                         |                                         |                                         |                                         |                                         |

| Gen.G | 1 – 0 | Weibo Gaming |

| 19/10/50                                         | 19/10/50                                         | 19/10/50                                         | 19/10/50                                         | 19/10/50                                         | 19/10/50                                         | 19/10/50                                         | Bo1                           | Bo1   | 10/19/30                                | 10/19/30                                | 10/19/30                                | 10/19/30                                | 10/19/30                                | 10/19/30                                | 10/19/30                                |
| Rồng: 5 ⋅ Trụ: 9 ⋅ Vàng: 84,6k                   | Rồng: 5 ⋅ Trụ: 9 ⋅ Vàng: 84,6k                   | Rồng: 5 ⋅ Trụ: 9 ⋅ Vàng: 84,6k                   | Rồng: 5 ⋅ Trụ: 9 ⋅ Vàng: 84,6k                   | Rồng: 5 ⋅ Trụ: 9 ⋅ Vàng: 84,6k                   | Rồng: 5 ⋅ Trụ: 9 ⋅ Vàng: 84,6k                   | Rồng: 5 ⋅ Trụ: 9 ⋅ Vàng: 84,6k                   | Sự kiện thể thao đang diễn ra | 45:13 | Rồng: 2 ⋅ Trụ: 4 ⋅ Vàng: 77,1k          | Rồng: 2 ⋅ Trụ: 4 ⋅ Vàng: 77,1k          | Rồng: 2 ⋅ Trụ: 4 ⋅ Vàng: 77,1k          | Rồng: 2 ⋅ Trụ: 4 ⋅ Vàng: 77,1k          | Rồng: 2 ⋅ Trụ: 4 ⋅ Vàng: 77,1k          | Rồng: 2 ⋅ Trụ: 4 ⋅ Vàng: 77,1k          | Rồng: 2 ⋅ Trụ: 4 ⋅ Vàng: 77,1k          |
| Nidalee ⋅ Nami Ashe ⋅ Renekton ⋅ Orianna         | Nidalee ⋅ Nami Ashe ⋅ Renekton ⋅ Orianna         | Nidalee ⋅ Nami Ashe ⋅ Renekton ⋅ Orianna         | Nidalee ⋅ Nami Ashe ⋅ Renekton ⋅ Orianna         | Nidalee ⋅ Nami Ashe ⋅ Renekton ⋅ Orianna         | Nidalee ⋅ Nami Ashe ⋅ Renekton ⋅ Orianna         | Nidalee ⋅ Nami Ashe ⋅ Renekton ⋅ Orianna         | Cấm                           | Cấm   | Ziggs ⋅ Aurora Yone ⋅ Blitzcrank ⋅ Jhin | Ziggs ⋅ Aurora Yone ⋅ Blitzcrank ⋅ Jhin | Ziggs ⋅ Aurora Yone ⋅ Blitzcrank ⋅ Jhin | Ziggs ⋅ Aurora Yone ⋅ Blitzcrank ⋅ Jhin | Ziggs ⋅ Aurora Yone ⋅ Blitzcrank ⋅ Jhin | Ziggs ⋅ Aurora Yone ⋅ Blitzcrank ⋅ Jhin | Ziggs ⋅ Aurora Yone ⋅ Blitzcrank ⋅ Jhin |
| Rumble ⋅ Maokai Smolder ⋅ Kalista ⋅ Renata Glasc | Rumble ⋅ Maokai Smolder ⋅ Kalista ⋅ Renata Glasc | Rumble ⋅ Maokai Smolder ⋅ Kalista ⋅ Renata Glasc | Rumble ⋅ Maokai Smolder ⋅ Kalista ⋅ Renata Glasc | Rumble ⋅ Maokai Smolder ⋅ Kalista ⋅ Renata Glasc | Rumble ⋅ Maokai Smolder ⋅ Kalista ⋅ Renata Glasc | Rumble ⋅ Maokai Smolder ⋅ Kalista ⋅ Renata Glasc | Chọn                          | Chọn  | Jax ⋅ Ivern Lucian ⋅ Jinx ⋅ Poppy       | Jax ⋅ Ivern Lucian ⋅ Jinx ⋅ Poppy       | Jax ⋅ Ivern Lucian ⋅ Jinx ⋅ Poppy       | Jax ⋅ Ivern Lucian ⋅ Jinx ⋅ Poppy       | Jax ⋅ Ivern Lucian ⋅ Jinx ⋅ Poppy       | Jax ⋅ Ivern Lucian ⋅ Jinx ⋅ Poppy       | Jax ⋅ Ivern Lucian ⋅ Jinx ⋅ Poppy       |
|                                                  |                                                  |                                                  |                                                  |                                                  |                                                  |                                                  |                               |       |                                         |                                         |                                         |                                         |                                         |                                         |                                         |

| Gen.G | 1 – 0 | Weibo Gaming |

| 19/10/50                                         | 19/10/50                                         | 19/10/50                                         | 19/10/50                                         | 19/10/50                                         | 19/10/50                                         | 19/10/50                                         | Bo1                           | Bo1   | 10/19/30                                | 10/19/30                                | 10/19/30                                | 10/19/30                                | 10/19/30                                | 10/19/30                                | 10/19/30                                |
| Rồng: 5 ⋅ Trụ: 9 ⋅ Vàng: 84,6k                   | Rồng: 5 ⋅ Trụ: 9 ⋅ Vàng: 84,6k                   | Rồng: 5 ⋅ Trụ: 9 ⋅ Vàng: 84,6k                   | Rồng: 5 ⋅ Trụ: 9 ⋅ Vàng: 84,6k                   | Rồng: 5 ⋅ Trụ: 9 ⋅ Vàng: 84,6k                   | Rồng: 5 ⋅ Trụ: 9 ⋅ Vàng: 84,6k                   | Rồng: 5 ⋅ Trụ: 9 ⋅ Vàng: 84,6k                   | Sự kiện thể thao đang diễn ra | 45:13 | Rồng: 2 ⋅ Trụ: 4 ⋅ Vàng: 77,1k          | Rồng: 2 ⋅ Trụ: 4 ⋅ Vàng: 77,1k          | Rồng: 2 ⋅ Trụ: 4 ⋅ Vàng: 77,1k          | Rồng: 2 ⋅ Trụ: 4 ⋅ Vàng: 77,1k          | Rồng: 2 ⋅ Trụ: 4 ⋅ Vàng: 77,1k          | Rồng: 2 ⋅ Trụ: 4 ⋅ Vàng: 77,1k          | Rồng: 2 ⋅ Trụ: 4 ⋅ Vàng: 77,1k          |
| Nidalee ⋅ Nami Ashe ⋅ Renekton ⋅ Orianna         | Nidalee ⋅ Nami Ashe ⋅ Renekton ⋅ Orianna         | Nidalee ⋅ Nami Ashe ⋅ Renekton ⋅ Orianna         | Nidalee ⋅ Nami Ashe ⋅ Renekton ⋅ Orianna         | Nidalee ⋅ Nami Ashe ⋅ Renekton ⋅ Orianna         | Nidalee ⋅ Nami Ashe ⋅ Renekton ⋅ Orianna         | Nidalee ⋅ Nami Ashe ⋅ Renekton ⋅ Orianna         | Cấm                           | Cấm   | Ziggs ⋅ Aurora Yone ⋅ Blitzcrank ⋅ Jhin | Ziggs ⋅ Aurora Yone ⋅ Blitzcrank ⋅ Jhin | Ziggs ⋅ Aurora Yone ⋅ Blitzcrank ⋅ Jhin | Ziggs ⋅ Aurora Yone ⋅ Blitzcrank ⋅ Jhin | Ziggs ⋅ Aurora Yone ⋅ Blitzcrank ⋅ Jhin | Ziggs ⋅ Aurora Yone ⋅ Blitzcrank ⋅ Jhin | Ziggs ⋅ Aurora Yone ⋅ Blitzcrank ⋅ Jhin |
| Rumble ⋅ Maokai Smolder ⋅ Kalista ⋅ Renata Glasc | Rumble ⋅ Maokai Smolder ⋅ Kalista ⋅ Renata Glasc | Rumble ⋅ Maokai Smolder ⋅ Kalista ⋅ Renata Glasc | Rumble ⋅ Maokai Smolder ⋅ Kalista ⋅ Renata Glasc | Rumble ⋅ Maokai Smolder ⋅ Kalista ⋅ Renata Glasc | Rumble ⋅ Maokai Smolder ⋅ Kalista ⋅ Renata Glasc | Rumble ⋅ Maokai Smolder ⋅ Kalista ⋅ Renata Glasc | Chọn                          | Chọn  | Jax ⋅ Ivern Lucian ⋅ Jinx ⋅ Poppy       | Jax ⋅ Ivern Lucian ⋅ Jinx ⋅ Poppy       | Jax ⋅ Ivern Lucian ⋅ Jinx ⋅ Poppy       | Jax ⋅ Ivern Lucian ⋅ Jinx ⋅ Poppy       | Jax ⋅ Ivern Lucian ⋅ Jinx ⋅ Poppy       | Jax ⋅ Ivern Lucian ⋅ Jinx ⋅ Poppy       | Jax ⋅ Ivern Lucian ⋅ Jinx ⋅ Poppy       |
|                                                  |                                                  |                                                  |                                                  |                                                  |                                                  |                                                  |                               |       |                                         |                                         |                                         |                                         |                                         |                                         |                                         |

| Fnatic | 0 – 1 | Dplus KIA |

| 11/18/27                             | 11/18/27                             | 11/18/27                             | 11/18/27                             | 11/18/27                             | 11/18/27                             | 11/18/27                             | Bo1                           | Bo1   | 18/11/42                                 | 18/11/42                                 | 18/11/42                                 | 18/11/42                                 | 18/11/42                                 | 18/11/42                                 | 18/11/42                                 |
| Rồng: 4 ⋅ Trụ: 7 ⋅ Vàng: 66,3k       | Rồng: 4 ⋅ Trụ: 7 ⋅ Vàng: 66,3k       | Rồng: 4 ⋅ Trụ: 7 ⋅ Vàng: 66,3k       | Rồng: 4 ⋅ Trụ: 7 ⋅ Vàng: 66,3k       | Rồng: 4 ⋅ Trụ: 7 ⋅ Vàng: 66,3k       | Rồng: 4 ⋅ Trụ: 7 ⋅ Vàng: 66,3k       | Rồng: 4 ⋅ Trụ: 7 ⋅ Vàng: 66,3k       | Sự kiện thể thao đang diễn ra | 35:36 | Rồng: 2 ⋅ Trụ: 4 ⋅ Vàng: 64,7k           | Rồng: 2 ⋅ Trụ: 4 ⋅ Vàng: 64,7k           | Rồng: 2 ⋅ Trụ: 4 ⋅ Vàng: 64,7k           | Rồng: 2 ⋅ Trụ: 4 ⋅ Vàng: 64,7k           | Rồng: 2 ⋅ Trụ: 4 ⋅ Vàng: 64,7k           | Rồng: 2 ⋅ Trụ: 4 ⋅ Vàng: 64,7k           | Rồng: 2 ⋅ Trụ: 4 ⋅ Vàng: 64,7k           |
| Vi ⋅ Ziggs Aurora ⋅ Syndra ⋅ Leona   | Vi ⋅ Ziggs Aurora ⋅ Syndra ⋅ Leona   | Vi ⋅ Ziggs Aurora ⋅ Syndra ⋅ Leona   | Vi ⋅ Ziggs Aurora ⋅ Syndra ⋅ Leona   | Vi ⋅ Ziggs Aurora ⋅ Syndra ⋅ Leona   | Vi ⋅ Ziggs Aurora ⋅ Syndra ⋅ Leona   | Vi ⋅ Ziggs Aurora ⋅ Syndra ⋅ Leona   | Cấm                           | Cấm   | Orianna ⋅ Ivern Smolder ⋅ Ashe ⋅ Kalista | Orianna ⋅ Ivern Smolder ⋅ Ashe ⋅ Kalista | Orianna ⋅ Ivern Smolder ⋅ Ashe ⋅ Kalista | Orianna ⋅ Ivern Smolder ⋅ Ashe ⋅ Kalista | Orianna ⋅ Ivern Smolder ⋅ Ashe ⋅ Kalista | Orianna ⋅ Ivern Smolder ⋅ Ashe ⋅ Kalista | Orianna ⋅ Ivern Smolder ⋅ Ashe ⋅ Kalista |
| Renekton ⋅ Zyra Yone ⋅ Kai’Sa ⋅ Rell | Renekton ⋅ Zyra Yone ⋅ Kai’Sa ⋅ Rell | Renekton ⋅ Zyra Yone ⋅ Kai’Sa ⋅ Rell | Renekton ⋅ Zyra Yone ⋅ Kai’Sa ⋅ Rell | Renekton ⋅ Zyra Yone ⋅ Kai’Sa ⋅ Rell | Renekton ⋅ Zyra Yone ⋅ Kai’Sa ⋅ Rell | Renekton ⋅ Zyra Yone ⋅ Kai’Sa ⋅ Rell | Chọn                          | Chọn  | Gnar ⋅ Skarner LeBlanc ⋅ Ezreal ⋅ Braum  | Gnar ⋅ Skarner LeBlanc ⋅ Ezreal ⋅ Braum  | Gnar ⋅ Skarner LeBlanc ⋅ Ezreal ⋅ Braum  | Gnar ⋅ Skarner LeBlanc ⋅ Ezreal ⋅ Braum  | Gnar ⋅ Skarner LeBlanc ⋅ Ezreal ⋅ Braum  | Gnar ⋅ Skarner LeBlanc ⋅ Ezreal ⋅ Braum  | Gnar ⋅ Skarner LeBlanc ⋅ Ezreal ⋅ Braum  |
|                                      |                                      |                                      |                                      |                                      |                                      |                                      |                               |       |                                          |                                          |                                          |                                          |                                          |                                          |                                          |

| Fnatic | 0 – 1 | Dplus KIA |

| 11/18/27                             | 11/18/27                             | 11/18/27                             | 11/18/27                             | 11/18/27                             | 11/18/27                             | 11/18/27                             | Bo1                           | Bo1   | 18/11/42                                 | 18/11/42                                 | 18/11/42                                 | 18/11/42                                 | 18/11/42                                 | 18/11/42                                 | 18/11/42                                 |
| Rồng: 4 ⋅ Trụ: 7 ⋅ Vàng: 66,3k       | Rồng: 4 ⋅ Trụ: 7 ⋅ Vàng: 66,3k       | Rồng: 4 ⋅ Trụ: 7 ⋅ Vàng: 66,3k       | Rồng: 4 ⋅ Trụ: 7 ⋅ Vàng: 66,3k       | Rồng: 4 ⋅ Trụ: 7 ⋅ Vàng: 66,3k       | Rồng: 4 ⋅ Trụ: 7 ⋅ Vàng: 66,3k       | Rồng: 4 ⋅ Trụ: 7 ⋅ Vàng: 66,3k       | Sự kiện thể thao đang diễn ra | 35:36 | Rồng: 2 ⋅ Trụ: 4 ⋅ Vàng: 64,7k           | Rồng: 2 ⋅ Trụ: 4 ⋅ Vàng: 64,7k           | Rồng: 2 ⋅ Trụ: 4 ⋅ Vàng: 64,7k           | Rồng: 2 ⋅ Trụ: 4 ⋅ Vàng: 64,7k           | Rồng: 2 ⋅ Trụ: 4 ⋅ Vàng: 64,7k           | Rồng: 2 ⋅ Trụ: 4 ⋅ Vàng: 64,7k           | Rồng: 2 ⋅ Trụ: 4 ⋅ Vàng: 64,7k           |
| Vi ⋅ Ziggs Aurora ⋅ Syndra ⋅ Leona   | Vi ⋅ Ziggs Aurora ⋅ Syndra ⋅ Leona   | Vi ⋅ Ziggs Aurora ⋅ Syndra ⋅ Leona   | Vi ⋅ Ziggs Aurora ⋅ Syndra ⋅ Leona   | Vi ⋅ Ziggs Aurora ⋅ Syndra ⋅ Leona   | Vi ⋅ Ziggs Aurora ⋅ Syndra ⋅ Leona   | Vi ⋅ Ziggs Aurora ⋅ Syndra ⋅ Leona   | Cấm                           | Cấm   | Orianna ⋅ Ivern Smolder ⋅ Ashe ⋅ Kalista | Orianna ⋅ Ivern Smolder ⋅ Ashe ⋅ Kalista | Orianna ⋅ Ivern Smolder ⋅ Ashe ⋅ Kalista | Orianna ⋅ Ivern Smolder ⋅ Ashe ⋅ Kalista | Orianna ⋅ Ivern Smolder ⋅ Ashe ⋅ Kalista | Orianna ⋅ Ivern Smolder ⋅ Ashe ⋅ Kalista | Orianna ⋅ Ivern Smolder ⋅ Ashe ⋅ Kalista |
| Renekton ⋅ Zyra Yone ⋅ Kai’Sa ⋅ Rell | Renekton ⋅ Zyra Yone ⋅ Kai’Sa ⋅ Rell | Renekton ⋅ Zyra Yone ⋅ Kai’Sa ⋅ Rell | Renekton ⋅ Zyra Yone ⋅ Kai’Sa ⋅ Rell | Renekton ⋅ Zyra Yone ⋅ Kai’Sa ⋅ Rell | Renekton ⋅ Zyra Yone ⋅ Kai’Sa ⋅ Rell | Renekton ⋅ Zyra Yone ⋅ Kai’Sa ⋅ Rell | Chọn                          | Chọn  | Gnar ⋅ Skarner LeBlanc ⋅ Ezreal ⋅ Braum  | Gnar ⋅ Skarner LeBlanc ⋅ Ezreal ⋅ Braum  | Gnar ⋅ Skarner LeBlanc ⋅ Ezreal ⋅ Braum  | Gnar ⋅ Skarner LeBlanc ⋅ Ezreal ⋅ Braum  | Gnar ⋅ Skarner LeBlanc ⋅ Ezreal ⋅ Braum  | Gnar ⋅ Skarner LeBlanc ⋅ Ezreal ⋅ Braum  | Gnar ⋅ Skarner LeBlanc ⋅ Ezreal ⋅ Braum  |
|                                      |                                      |                                      |                                      |                                      |                                      |                                      |                               |       |                                          |                                          |                                          |                                          |                                          |                                          |                                          |

| Team Liquid | 0 – 1 | LNG Esports |

| 9/20/24                                  | 9/20/24                                  | 9/20/24                                  | 9/20/24                                  | 9/20/24                                  | 9/20/24                                  | 9/20/24                                  | Bo1                           | Bo1   | 20/9/61                                    | 20/9/61                                    | 20/9/61                                    | 20/9/61                                    | 20/9/61                                    | 20/9/61                                    | 20/9/61                                    |
| Rồng: 2 ⋅ Trụ: 9 ⋅ Vàng: 59,3k           | Rồng: 2 ⋅ Trụ: 9 ⋅ Vàng: 59,3k           | Rồng: 2 ⋅ Trụ: 9 ⋅ Vàng: 59,3k           | Rồng: 2 ⋅ Trụ: 9 ⋅ Vàng: 59,3k           | Rồng: 2 ⋅ Trụ: 9 ⋅ Vàng: 59,3k           | Rồng: 2 ⋅ Trụ: 9 ⋅ Vàng: 59,3k           | Rồng: 2 ⋅ Trụ: 9 ⋅ Vàng: 59,3k           | Sự kiện thể thao đang diễn ra | 34:33 | Rồng: 2 ⋅ Trụ: 6 ⋅ Vàng: 67,2k             | Rồng: 2 ⋅ Trụ: 6 ⋅ Vàng: 67,2k             | Rồng: 2 ⋅ Trụ: 6 ⋅ Vàng: 67,2k             | Rồng: 2 ⋅ Trụ: 6 ⋅ Vàng: 67,2k             | Rồng: 2 ⋅ Trụ: 6 ⋅ Vàng: 67,2k             | Rồng: 2 ⋅ Trụ: 6 ⋅ Vàng: 67,2k             | Rồng: 2 ⋅ Trụ: 6 ⋅ Vàng: 67,2k             |
| Yone ⋅ Poppy Renekton ⋅ Maokai ⋅ Alistar | Yone ⋅ Poppy Renekton ⋅ Maokai ⋅ Alistar | Yone ⋅ Poppy Renekton ⋅ Maokai ⋅ Alistar | Yone ⋅ Poppy Renekton ⋅ Maokai ⋅ Alistar | Yone ⋅ Poppy Renekton ⋅ Maokai ⋅ Alistar | Yone ⋅ Poppy Renekton ⋅ Maokai ⋅ Alistar | Yone ⋅ Poppy Renekton ⋅ Maokai ⋅ Alistar | Cấm                           | Cấm   | Ziggs ⋅ Aurora Lucian ⋅ Taliyah ⋅ Nautilus | Ziggs ⋅ Aurora Lucian ⋅ Taliyah ⋅ Nautilus | Ziggs ⋅ Aurora Lucian ⋅ Taliyah ⋅ Nautilus | Ziggs ⋅ Aurora Lucian ⋅ Taliyah ⋅ Nautilus | Ziggs ⋅ Aurora Lucian ⋅ Taliyah ⋅ Nautilus | Ziggs ⋅ Aurora Lucian ⋅ Taliyah ⋅ Nautilus | Ziggs ⋅ Aurora Lucian ⋅ Taliyah ⋅ Nautilus |
| Jax ⋅ Skarner Neeko ⋅ Kai’Sa ⋅ Leona     | Jax ⋅ Skarner Neeko ⋅ Kai’Sa ⋅ Leona     | Jax ⋅ Skarner Neeko ⋅ Kai’Sa ⋅ Leona     | Jax ⋅ Skarner Neeko ⋅ Kai’Sa ⋅ Leona     | Jax ⋅ Skarner Neeko ⋅ Kai’Sa ⋅ Leona     | Jax ⋅ Skarner Neeko ⋅ Kai’Sa ⋅ Leona     | Jax ⋅ Skarner Neeko ⋅ Kai’Sa ⋅ Leona     | Chọn                          | Chọn  | Rumble ⋅ Sejuani Tristana ⋅ Jhin ⋅ Rell    | Rumble ⋅ Sejuani Tristana ⋅ Jhin ⋅ Rell    | Rumble ⋅ Sejuani Tristana ⋅ Jhin ⋅ Rell    | Rumble ⋅ Sejuani Tristana ⋅ Jhin ⋅ Rell    | Rumble ⋅ Sejuani Tristana ⋅ Jhin ⋅ Rell    | Rumble ⋅ Sejuani Tristana ⋅ Jhin ⋅ Rell    | Rumble ⋅ Sejuani Tristana ⋅ Jhin ⋅ Rell    |
|                                          |                                          |                                          |                                          |                                          |                                          |                                          |                               |       |                                            |                                            |                                            |                                            |                                            |                                            |                                            |

| Team Liquid | 0 – 1 | LNG Esports |

| 9/20/24                                  | 9/20/24                                  | 9/20/24                                  | 9/20/24                                  | 9/20/24                                  | 9/20/24                                  | 9/20/24                                  | Bo1                           | Bo1   | 20/9/61                                    | 20/9/61                                    | 20/9/61                                    | 20/9/61                                    | 20/9/61                                    | 20/9/61                                    | 20/9/61                                    |
| Rồng: 2 ⋅ Trụ: 9 ⋅ Vàng: 59,3k           | Rồng: 2 ⋅ Trụ: 9 ⋅ Vàng: 59,3k           | Rồng: 2 ⋅ Trụ: 9 ⋅ Vàng: 59,3k           | Rồng: 2 ⋅ Trụ: 9 ⋅ Vàng: 59,3k           | Rồng: 2 ⋅ Trụ: 9 ⋅ Vàng: 59,3k           | Rồng: 2 ⋅ Trụ: 9 ⋅ Vàng: 59,3k           | Rồng: 2 ⋅ Trụ: 9 ⋅ Vàng: 59,3k           | Sự kiện thể thao đang diễn ra | 34:33 | Rồng: 2 ⋅ Trụ: 6 ⋅ Vàng: 67,2k             | Rồng: 2 ⋅ Trụ: 6 ⋅ Vàng: 67,2k             | Rồng: 2 ⋅ Trụ: 6 ⋅ Vàng: 67,2k             | Rồng: 2 ⋅ Trụ: 6 ⋅ Vàng: 67,2k             | Rồng: 2 ⋅ Trụ: 6 ⋅ Vàng: 67,2k             | Rồng: 2 ⋅ Trụ: 6 ⋅ Vàng: 67,2k             | Rồng: 2 ⋅ Trụ: 6 ⋅ Vàng: 67,2k             |
| Yone ⋅ Poppy Renekton ⋅ Maokai ⋅ Alistar | Yone ⋅ Poppy Renekton ⋅ Maokai ⋅ Alistar | Yone ⋅ Poppy Renekton ⋅ Maokai ⋅ Alistar | Yone ⋅ Poppy Renekton ⋅ Maokai ⋅ Alistar | Yone ⋅ Poppy Renekton ⋅ Maokai ⋅ Alistar | Yone ⋅ Poppy Renekton ⋅ Maokai ⋅ Alistar | Yone ⋅ Poppy Renekton ⋅ Maokai ⋅ Alistar | Cấm                           | Cấm   | Ziggs ⋅ Aurora Lucian ⋅ Taliyah ⋅ Nautilus | Ziggs ⋅ Aurora Lucian ⋅ Taliyah ⋅ Nautilus | Ziggs ⋅ Aurora Lucian ⋅ Taliyah ⋅ Nautilus | Ziggs ⋅ Aurora Lucian ⋅ Taliyah ⋅ Nautilus | Ziggs ⋅ Aurora Lucian ⋅ Taliyah ⋅ Nautilus | Ziggs ⋅ Aurora Lucian ⋅ Taliyah ⋅ Nautilus | Ziggs ⋅ Aurora Lucian ⋅ Taliyah ⋅ Nautilus |
| Jax ⋅ Skarner Neeko ⋅ Kai’Sa ⋅ Leona     | Jax ⋅ Skarner Neeko ⋅ Kai’Sa ⋅ Leona     | Jax ⋅ Skarner Neeko ⋅ Kai’Sa ⋅ Leona     | Jax ⋅ Skarner Neeko ⋅ Kai’Sa ⋅ Leona     | Jax ⋅ Skarner Neeko ⋅ Kai’Sa ⋅ Leona     | Jax ⋅ Skarner Neeko ⋅ Kai’Sa ⋅ Leona     | Jax ⋅ Skarner Neeko ⋅ Kai’Sa ⋅ Leona     | Chọn                          | Chọn  | Rumble ⋅ Sejuani Tristana ⋅ Jhin ⋅ Rell    | Rumble ⋅ Sejuani Tristana ⋅ Jhin ⋅ Rell    | Rumble ⋅ Sejuani Tristana ⋅ Jhin ⋅ Rell    | Rumble ⋅ Sejuani Tristana ⋅ Jhin ⋅ Rell    | Rumble ⋅ Sejuani Tristana ⋅ Jhin ⋅ Rell    | Rumble ⋅ Sejuani Tristana ⋅ Jhin ⋅ Rell    | Rumble ⋅ Sejuani Tristana ⋅ Jhin ⋅ Rell    |
|                                          |                                          |                                          |                                          |                                          |                                          |                                          |                               |       |                                            |                                            |                                            |                                            |                                            |                                            |                                            |

| Hanwha Life Esports | 1 – 0 | PSG Talon |

| 17/9/52                                    | 17/9/52                                    | 17/9/52                                    | 17/9/52                                    | 17/9/52                                    | 17/9/52                                    | 17/9/52                                    | Bo1                           | Bo1   | 9/17/17                                | 9/17/17                                | 9/17/17                                | 9/17/17                                | 9/17/17                                | 9/17/17                                | 9/17/17                                |
| Rồng: 2 ⋅ Trụ: 9 ⋅ Vàng: 59,5k             | Rồng: 2 ⋅ Trụ: 9 ⋅ Vàng: 59,5k             | Rồng: 2 ⋅ Trụ: 9 ⋅ Vàng: 59,5k             | Rồng: 2 ⋅ Trụ: 9 ⋅ Vàng: 59,5k             | Rồng: 2 ⋅ Trụ: 9 ⋅ Vàng: 59,5k             | Rồng: 2 ⋅ Trụ: 9 ⋅ Vàng: 59,5k             | Rồng: 2 ⋅ Trụ: 9 ⋅ Vàng: 59,5k             | Sự kiện thể thao đang diễn ra | 28:55 | Rồng: 1 ⋅ Trụ: 0 ⋅ Vàng: 46,7k         | Rồng: 1 ⋅ Trụ: 0 ⋅ Vàng: 46,7k         | Rồng: 1 ⋅ Trụ: 0 ⋅ Vàng: 46,7k         | Rồng: 1 ⋅ Trụ: 0 ⋅ Vàng: 46,7k         | Rồng: 1 ⋅ Trụ: 0 ⋅ Vàng: 46,7k         | Rồng: 1 ⋅ Trụ: 0 ⋅ Vàng: 46,7k         | Rồng: 1 ⋅ Trụ: 0 ⋅ Vàng: 46,7k         |
| Skarner ⋅ Aurora LeBlanc ⋅ Jhin ⋅ Nautilus | Skarner ⋅ Aurora LeBlanc ⋅ Jhin ⋅ Nautilus | Skarner ⋅ Aurora LeBlanc ⋅ Jhin ⋅ Nautilus | Skarner ⋅ Aurora LeBlanc ⋅ Jhin ⋅ Nautilus | Skarner ⋅ Aurora LeBlanc ⋅ Jhin ⋅ Nautilus | Skarner ⋅ Aurora LeBlanc ⋅ Jhin ⋅ Nautilus | Skarner ⋅ Aurora LeBlanc ⋅ Jhin ⋅ Nautilus | Cấm                           | Cấm   | Poppy ⋅ Ziggs Vi ⋅ Ashe ⋅ Ezreal       | Poppy ⋅ Ziggs Vi ⋅ Ashe ⋅ Ezreal       | Poppy ⋅ Ziggs Vi ⋅ Ashe ⋅ Ezreal       | Poppy ⋅ Ziggs Vi ⋅ Ashe ⋅ Ezreal       | Poppy ⋅ Ziggs Vi ⋅ Ashe ⋅ Ezreal       | Poppy ⋅ Ziggs Vi ⋅ Ashe ⋅ Ezreal       | Poppy ⋅ Ziggs Vi ⋅ Ashe ⋅ Ezreal       |
| Gnar ⋅ Maokai Yone ⋅ Xayah ⋅ Rakan         | Gnar ⋅ Maokai Yone ⋅ Xayah ⋅ Rakan         | Gnar ⋅ Maokai Yone ⋅ Xayah ⋅ Rakan         | Gnar ⋅ Maokai Yone ⋅ Xayah ⋅ Rakan         | Gnar ⋅ Maokai Yone ⋅ Xayah ⋅ Rakan         | Gnar ⋅ Maokai Yone ⋅ Xayah ⋅ Rakan         | Gnar ⋅ Maokai Yone ⋅ Xayah ⋅ Rakan         | Chọn                          | Chọn  | Jax ⋅ Sejuani Akali ⋅ Kai’Sa ⋅ Alistar | Jax ⋅ Sejuani Akali ⋅ Kai’Sa ⋅ Alistar | Jax ⋅ Sejuani Akali ⋅ Kai’Sa ⋅ Alistar | Jax ⋅ Sejuani Akali ⋅ Kai’Sa ⋅ Alistar | Jax ⋅ Sejuani Akali ⋅ Kai’Sa ⋅ Alistar | Jax ⋅ Sejuani Akali ⋅ Kai’Sa ⋅ Alistar | Jax ⋅ Sejuani Akali ⋅ Kai’Sa ⋅ Alistar |
|                                            |                                            |                                            |                                            |                                            |                                            |                                            |                               |       |                                        |                                        |                                        |                                        |                                        |                                        |                                        |

| Hanwha Life Esports | 1 – 0 | PSG Talon |

| 17/9/52                                    | 17/9/52                                    | 17/9/52                                    | 17/9/52                                    | 17/9/52                                    | 17/9/52                                    | 17/9/52                                    | Bo1                           | Bo1   | 9/17/17                                | 9/17/17                                | 9/17/17                                | 9/17/17                                | 9/17/17                                | 9/17/17                                | 9/17/17                                |
| Rồng: 2 ⋅ Trụ: 9 ⋅ Vàng: 59,5k             | Rồng: 2 ⋅ Trụ: 9 ⋅ Vàng: 59,5k             | Rồng: 2 ⋅ Trụ: 9 ⋅ Vàng: 59,5k             | Rồng: 2 ⋅ Trụ: 9 ⋅ Vàng: 59,5k             | Rồng: 2 ⋅ Trụ: 9 ⋅ Vàng: 59,5k             | Rồng: 2 ⋅ Trụ: 9 ⋅ Vàng: 59,5k             | Rồng: 2 ⋅ Trụ: 9 ⋅ Vàng: 59,5k             | Sự kiện thể thao đang diễn ra | 28:55 | Rồng: 1 ⋅ Trụ: 0 ⋅ Vàng: 46,7k         | Rồng: 1 ⋅ Trụ: 0 ⋅ Vàng: 46,7k         | Rồng: 1 ⋅ Trụ: 0 ⋅ Vàng: 46,7k         | Rồng: 1 ⋅ Trụ: 0 ⋅ Vàng: 46,7k         | Rồng: 1 ⋅ Trụ: 0 ⋅ Vàng: 46,7k         | Rồng: 1 ⋅ Trụ: 0 ⋅ Vàng: 46,7k         | Rồng: 1 ⋅ Trụ: 0 ⋅ Vàng: 46,7k         |
| Skarner ⋅ Aurora LeBlanc ⋅ Jhin ⋅ Nautilus | Skarner ⋅ Aurora LeBlanc ⋅ Jhin ⋅ Nautilus | Skarner ⋅ Aurora LeBlanc ⋅ Jhin ⋅ Nautilus | Skarner ⋅ Aurora LeBlanc ⋅ Jhin ⋅ Nautilus | Skarner ⋅ Aurora LeBlanc ⋅ Jhin ⋅ Nautilus | Skarner ⋅ Aurora LeBlanc ⋅ Jhin ⋅ Nautilus | Skarner ⋅ Aurora LeBlanc ⋅ Jhin ⋅ Nautilus | Cấm                           | Cấm   | Poppy ⋅ Ziggs Vi ⋅ Ashe ⋅ Ezreal       | Poppy ⋅ Ziggs Vi ⋅ Ashe ⋅ Ezreal       | Poppy ⋅ Ziggs Vi ⋅ Ashe ⋅ Ezreal       | Poppy ⋅ Ziggs Vi ⋅ Ashe ⋅ Ezreal       | Poppy ⋅ Ziggs Vi ⋅ Ashe ⋅ Ezreal       | Poppy ⋅ Ziggs Vi ⋅ Ashe ⋅ Ezreal       | Poppy ⋅ Ziggs Vi ⋅ Ashe ⋅ Ezreal       |
| Gnar ⋅ Maokai Yone ⋅ Xayah ⋅ Rakan         | Gnar ⋅ Maokai Yone ⋅ Xayah ⋅ Rakan         | Gnar ⋅ Maokai Yone ⋅ Xayah ⋅ Rakan         | Gnar ⋅ Maokai Yone ⋅ Xayah ⋅ Rakan         | Gnar ⋅ Maokai Yone ⋅ Xayah ⋅ Rakan         | Gnar ⋅ Maokai Yone ⋅ Xayah ⋅ Rakan         | Gnar ⋅ Maokai Yone ⋅ Xayah ⋅ Rakan         | Chọn                          | Chọn  | Jax ⋅ Sejuani Akali ⋅ Kai’Sa ⋅ Alistar | Jax ⋅ Sejuani Akali ⋅ Kai’Sa ⋅ Alistar | Jax ⋅ Sejuani Akali ⋅ Kai’Sa ⋅ Alistar | Jax ⋅ Sejuani Akali ⋅ Kai’Sa ⋅ Alistar | Jax ⋅ Sejuani Akali ⋅ Kai’Sa ⋅ Alistar | Jax ⋅ Sejuani Akali ⋅ Kai’Sa ⋅ Alistar | Jax ⋅ Sejuani Akali ⋅ Kai’Sa ⋅ Alistar |
|                                            |                                            |                                            |                                            |                                            |                                            |                                            |                               |       |                                        |                                        |                                        |                                        |                                        |                                        |                                        |

| GAM Esports | 0 – 1 | FlyQuest |

| 1/8/2                                   | 1/8/2                                   | 1/8/2                                   | 1/8/2                                   | 1/8/2                                   | 1/8/2                                   | 1/8/2                                   | Bo1                           | Bo1   | 8/1/27                                 | 8/1/27                                 | 8/1/27                                 | 8/1/27                                 | 8/1/27                                 | 8/1/27                                 | 8/1/27                                 |
| Rồng: 2 ⋅ Trụ: 3 ⋅ Vàng: 44,2k          | Rồng: 2 ⋅ Trụ: 3 ⋅ Vàng: 44,2k          | Rồng: 2 ⋅ Trụ: 3 ⋅ Vàng: 44,2k          | Rồng: 2 ⋅ Trụ: 3 ⋅ Vàng: 44,2k          | Rồng: 2 ⋅ Trụ: 3 ⋅ Vàng: 44,2k          | Rồng: 2 ⋅ Trụ: 3 ⋅ Vàng: 44,2k          | Rồng: 2 ⋅ Trụ: 3 ⋅ Vàng: 44,2k          | Sự kiện thể thao đang diễn ra | 27:41 | Rồng: 2 ⋅ Trụ: 8 ⋅ Vàng: 53,2k         | Rồng: 2 ⋅ Trụ: 8 ⋅ Vàng: 53,2k         | Rồng: 2 ⋅ Trụ: 8 ⋅ Vàng: 53,2k         | Rồng: 2 ⋅ Trụ: 8 ⋅ Vàng: 53,2k         | Rồng: 2 ⋅ Trụ: 8 ⋅ Vàng: 53,2k         | Rồng: 2 ⋅ Trụ: 8 ⋅ Vàng: 53,2k         | Rồng: 2 ⋅ Trụ: 8 ⋅ Vàng: 53,2k         |
| Skarner ⋅ Ashe Renekton ⋅ Jax ⋅ K’Sante | Skarner ⋅ Ashe Renekton ⋅ Jax ⋅ K’Sante | Skarner ⋅ Ashe Renekton ⋅ Jax ⋅ K’Sante | Skarner ⋅ Ashe Renekton ⋅ Jax ⋅ K’Sante | Skarner ⋅ Ashe Renekton ⋅ Jax ⋅ K’Sante | Skarner ⋅ Ashe Renekton ⋅ Jax ⋅ K’Sante | Skarner ⋅ Ashe Renekton ⋅ Jax ⋅ K’Sante | Cấm                           | Cấm   | Aurora ⋅ Shyvana Ziggs ⋅ Ahri ⋅ Rumble | Aurora ⋅ Shyvana Ziggs ⋅ Ahri ⋅ Rumble | Aurora ⋅ Shyvana Ziggs ⋅ Ahri ⋅ Rumble | Aurora ⋅ Shyvana Ziggs ⋅ Ahri ⋅ Rumble | Aurora ⋅ Shyvana Ziggs ⋅ Ahri ⋅ Rumble | Aurora ⋅ Shyvana Ziggs ⋅ Ahri ⋅ Rumble | Aurora ⋅ Shyvana Ziggs ⋅ Ahri ⋅ Rumble |
| Gnar ⋅ Vi Akali ⋅ Jhin ⋅ Poppy          | Gnar ⋅ Vi Akali ⋅ Jhin ⋅ Poppy          | Gnar ⋅ Vi Akali ⋅ Jhin ⋅ Poppy          | Gnar ⋅ Vi Akali ⋅ Jhin ⋅ Poppy          | Gnar ⋅ Vi Akali ⋅ Jhin ⋅ Poppy          | Gnar ⋅ Vi Akali ⋅ Jhin ⋅ Poppy          | Gnar ⋅ Vi Akali ⋅ Jhin ⋅ Poppy          | Chọn                          | Chọn  | Sion ⋅ Ivern Orianna ⋅ Kalista ⋅ Leona | Sion ⋅ Ivern Orianna ⋅ Kalista ⋅ Leona | Sion ⋅ Ivern Orianna ⋅ Kalista ⋅ Leona | Sion ⋅ Ivern Orianna ⋅ Kalista ⋅ Leona | Sion ⋅ Ivern Orianna ⋅ Kalista ⋅ Leona | Sion ⋅ Ivern Orianna ⋅ Kalista ⋅ Leona | Sion ⋅ Ivern Orianna ⋅ Kalista ⋅ Leona |
|                                         |                                         |                                         |                                         |                                         |                                         |                                         |                               |       |                                        |                                        |                                        |                                        |                                        |                                        |                                        |

| GAM Esports | 0 – 1 | FlyQuest |

| 1/8/2                                   | 1/8/2                                   | 1/8/2                                   | 1/8/2                                   | 1/8/2                                   | 1/8/2                                   | 1/8/2                                   | Bo1                           | Bo1   | 8/1/27                                 | 8/1/27                                 | 8/1/27                                 | 8/1/27                                 | 8/1/27                                 | 8/1/27                                 | 8/1/27                                 |
| Rồng: 2 ⋅ Trụ: 3 ⋅ Vàng: 44,2k          | Rồng: 2 ⋅ Trụ: 3 ⋅ Vàng: 44,2k          | Rồng: 2 ⋅ Trụ: 3 ⋅ Vàng: 44,2k          | Rồng: 2 ⋅ Trụ: 3 ⋅ Vàng: 44,2k          | Rồng: 2 ⋅ Trụ: 3 ⋅ Vàng: 44,2k          | Rồng: 2 ⋅ Trụ: 3 ⋅ Vàng: 44,2k          | Rồng: 2 ⋅ Trụ: 3 ⋅ Vàng: 44,2k          | Sự kiện thể thao đang diễn ra | 27:41 | Rồng: 2 ⋅ Trụ: 8 ⋅ Vàng: 53,2k         | Rồng: 2 ⋅ Trụ: 8 ⋅ Vàng: 53,2k         | Rồng: 2 ⋅ Trụ: 8 ⋅ Vàng: 53,2k         | Rồng: 2 ⋅ Trụ: 8 ⋅ Vàng: 53,2k         | Rồng: 2 ⋅ Trụ: 8 ⋅ Vàng: 53,2k         | Rồng: 2 ⋅ Trụ: 8 ⋅ Vàng: 53,2k         | Rồng: 2 ⋅ Trụ: 8 ⋅ Vàng: 53,2k         |
| Skarner ⋅ Ashe Renekton ⋅ Jax ⋅ K’Sante | Skarner ⋅ Ashe Renekton ⋅ Jax ⋅ K’Sante | Skarner ⋅ Ashe Renekton ⋅ Jax ⋅ K’Sante | Skarner ⋅ Ashe Renekton ⋅ Jax ⋅ K’Sante | Skarner ⋅ Ashe Renekton ⋅ Jax ⋅ K’Sante | Skarner ⋅ Ashe Renekton ⋅ Jax ⋅ K’Sante | Skarner ⋅ Ashe Renekton ⋅ Jax ⋅ K’Sante | Cấm                           | Cấm   | Aurora ⋅ Shyvana Ziggs ⋅ Ahri ⋅ Rumble | Aurora ⋅ Shyvana Ziggs ⋅ Ahri ⋅ Rumble | Aurora ⋅ Shyvana Ziggs ⋅ Ahri ⋅ Rumble | Aurora ⋅ Shyvana Ziggs ⋅ Ahri ⋅ Rumble | Aurora ⋅ Shyvana Ziggs ⋅ Ahri ⋅ Rumble | Aurora ⋅ Shyvana Ziggs ⋅ Ahri ⋅ Rumble | Aurora ⋅ Shyvana Ziggs ⋅ Ahri ⋅ Rumble |
| Gnar ⋅ Vi Akali ⋅ Jhin ⋅ Poppy          | Gnar ⋅ Vi Akali ⋅ Jhin ⋅ Poppy          | Gnar ⋅ Vi Akali ⋅ Jhin ⋅ Poppy          | Gnar ⋅ Vi Akali ⋅ Jhin ⋅ Poppy          | Gnar ⋅ Vi Akali ⋅ Jhin ⋅ Poppy          | Gnar ⋅ Vi Akali ⋅ Jhin ⋅ Poppy          | Gnar ⋅ Vi Akali ⋅ Jhin ⋅ Poppy          | Chọn                          | Chọn  | Sion ⋅ Ivern Orianna ⋅ Kalista ⋅ Leona | Sion ⋅ Ivern Orianna ⋅ Kalista ⋅ Leona | Sion ⋅ Ivern Orianna ⋅ Kalista ⋅ Leona | Sion ⋅ Ivern Orianna ⋅ Kalista ⋅ Leona | Sion ⋅ Ivern Orianna ⋅ Kalista ⋅ Leona | Sion ⋅ Ivern Orianna ⋅ Kalista ⋅ Leona | Sion ⋅ Ivern Orianna ⋅ Kalista ⋅ Leona |
|                                         |                                         |                                         |                                         |                                         |                                         |                                         |                               |       |                                        |                                        |                                        |                                        |                                        |                                        |                                        |

| G2 Esports | 1 – 0 | paiN Gaming |

| 19/9/44                             | 19/9/44                             | 19/9/44                             | 19/9/44                             | 19/9/44                             | 19/9/44                             | 19/9/44                             | Bo1                           | Bo1   | 9/19/23                                     | 9/19/23                                     | 9/19/23                                     | 9/19/23                                     | 9/19/23                                     | 9/19/23                                     | 9/19/23                                     |
| Rồng: 3 ⋅ Trụ: 11 ⋅ Vàng: 71,3k     | Rồng: 3 ⋅ Trụ: 11 ⋅ Vàng: 71,3k     | Rồng: 3 ⋅ Trụ: 11 ⋅ Vàng: 71,3k     | Rồng: 3 ⋅ Trụ: 11 ⋅ Vàng: 71,3k     | Rồng: 3 ⋅ Trụ: 11 ⋅ Vàng: 71,3k     | Rồng: 3 ⋅ Trụ: 11 ⋅ Vàng: 71,3k     | Rồng: 3 ⋅ Trụ: 11 ⋅ Vàng: 71,3k     | Sự kiện thể thao đang diễn ra | 33:28 | Rồng: 2 ⋅ Trụ: 0 ⋅ Vàng: 55,5k              | Rồng: 2 ⋅ Trụ: 0 ⋅ Vàng: 55,5k              | Rồng: 2 ⋅ Trụ: 0 ⋅ Vàng: 55,5k              | Rồng: 2 ⋅ Trụ: 0 ⋅ Vàng: 55,5k              | Rồng: 2 ⋅ Trụ: 0 ⋅ Vàng: 55,5k              | Rồng: 2 ⋅ Trụ: 0 ⋅ Vàng: 55,5k              | Rồng: 2 ⋅ Trụ: 0 ⋅ Vàng: 55,5k              |
| Jax ⋅ Lucian Akali ⋅ Ashe ⋅ Kalista | Jax ⋅ Lucian Akali ⋅ Ashe ⋅ Kalista | Jax ⋅ Lucian Akali ⋅ Ashe ⋅ Kalista | Jax ⋅ Lucian Akali ⋅ Ashe ⋅ Kalista | Jax ⋅ Lucian Akali ⋅ Ashe ⋅ Kalista | Jax ⋅ Lucian Akali ⋅ Ashe ⋅ Kalista | Jax ⋅ Lucian Akali ⋅ Ashe ⋅ Kalista | Cấm                           | Cấm   | Poppy ⋅ Orianna Sejuani ⋅ Renekton ⋅ Draven | Poppy ⋅ Orianna Sejuani ⋅ Renekton ⋅ Draven | Poppy ⋅ Orianna Sejuani ⋅ Renekton ⋅ Draven | Poppy ⋅ Orianna Sejuani ⋅ Renekton ⋅ Draven | Poppy ⋅ Orianna Sejuani ⋅ Renekton ⋅ Draven | Poppy ⋅ Orianna Sejuani ⋅ Renekton ⋅ Draven | Poppy ⋅ Orianna Sejuani ⋅ Renekton ⋅ Draven |
| Yasuo ⋅ Brand Yone ⋅ Jhin ⋅ Rell    | Yasuo ⋅ Brand Yone ⋅ Jhin ⋅ Rell    | Yasuo ⋅ Brand Yone ⋅ Jhin ⋅ Rell    | Yasuo ⋅ Brand Yone ⋅ Jhin ⋅ Rell    | Yasuo ⋅ Brand Yone ⋅ Jhin ⋅ Rell    | Yasuo ⋅ Brand Yone ⋅ Jhin ⋅ Rell    | Yasuo ⋅ Brand Yone ⋅ Jhin ⋅ Rell    | Chọn                          | Chọn  | Aurora ⋅ Maokai Smolder ⋅ Xayah ⋅ Rakan     | Aurora ⋅ Maokai Smolder ⋅ Xayah ⋅ Rakan     | Aurora ⋅ Maokai Smolder ⋅ Xayah ⋅ Rakan     | Aurora ⋅ Maokai Smolder ⋅ Xayah ⋅ Rakan     | Aurora ⋅ Maokai Smolder ⋅ Xayah ⋅ Rakan     | Aurora ⋅ Maokai Smolder ⋅ Xayah ⋅ Rakan     | Aurora ⋅ Maokai Smolder ⋅ Xayah ⋅ Rakan     |
|                                     |                                     |                                     |                                     |                                     |                                     |                                     |                               |       |                                             |                                             |                                             |                                             |                                             |                                             |                                             |

| G2 Esports | 1 – 0 | paiN Gaming |

| 19/9/44                             | 19/9/44                             | 19/9/44                             | 19/9/44                             | 19/9/44                             | 19/9/44                             | 19/9/44                             | Bo1                           | Bo1   | 9/19/23                                     | 9/19/23                                     | 9/19/23                                     | 9/19/23                                     | 9/19/23                                     | 9/19/23                                     | 9/19/23                                     |
| Rồng: 3 ⋅ Trụ: 11 ⋅ Vàng: 71,3k     | Rồng: 3 ⋅ Trụ: 11 ⋅ Vàng: 71,3k     | Rồng: 3 ⋅ Trụ: 11 ⋅ Vàng: 71,3k     | Rồng: 3 ⋅ Trụ: 11 ⋅ Vàng: 71,3k     | Rồng: 3 ⋅ Trụ: 11 ⋅ Vàng: 71,3k     | Rồng: 3 ⋅ Trụ: 11 ⋅ Vàng: 71,3k     | Rồng: 3 ⋅ Trụ: 11 ⋅ Vàng: 71,3k     | Sự kiện thể thao đang diễn ra | 33:28 | Rồng: 2 ⋅ Trụ: 0 ⋅ Vàng: 55,5k              | Rồng: 2 ⋅ Trụ: 0 ⋅ Vàng: 55,5k              | Rồng: 2 ⋅ Trụ: 0 ⋅ Vàng: 55,5k              | Rồng: 2 ⋅ Trụ: 0 ⋅ Vàng: 55,5k              | Rồng: 2 ⋅ Trụ: 0 ⋅ Vàng: 55,5k              | Rồng: 2 ⋅ Trụ: 0 ⋅ Vàng: 55,5k              | Rồng: 2 ⋅ Trụ: 0 ⋅ Vàng: 55,5k              |
| Jax ⋅ Lucian Akali ⋅ Ashe ⋅ Kalista | Jax ⋅ Lucian Akali ⋅ Ashe ⋅ Kalista | Jax ⋅ Lucian Akali ⋅ Ashe ⋅ Kalista | Jax ⋅ Lucian Akali ⋅ Ashe ⋅ Kalista | Jax ⋅ Lucian Akali ⋅ Ashe ⋅ Kalista | Jax ⋅ Lucian Akali ⋅ Ashe ⋅ Kalista | Jax ⋅ Lucian Akali ⋅ Ashe ⋅ Kalista | Cấm                           | Cấm   | Poppy ⋅ Orianna Sejuani ⋅ Renekton ⋅ Draven | Poppy ⋅ Orianna Sejuani ⋅ Renekton ⋅ Draven | Poppy ⋅ Orianna Sejuani ⋅ Renekton ⋅ Draven | Poppy ⋅ Orianna Sejuani ⋅ Renekton ⋅ Draven | Poppy ⋅ Orianna Sejuani ⋅ Renekton ⋅ Draven | Poppy ⋅ Orianna Sejuani ⋅ Renekton ⋅ Draven | Poppy ⋅ Orianna Sejuani ⋅ Renekton ⋅ Draven |
| Yasuo ⋅ Brand Yone ⋅ Jhin ⋅ Rell    | Yasuo ⋅ Brand Yone ⋅ Jhin ⋅ Rell    | Yasuo ⋅ Brand Yone ⋅ Jhin ⋅ Rell    | Yasuo ⋅ Brand Yone ⋅ Jhin ⋅ Rell    | Yasuo ⋅ Brand Yone ⋅ Jhin ⋅ Rell    | Yasuo ⋅ Brand Yone ⋅ Jhin ⋅ Rell    | Yasuo ⋅ Brand Yone ⋅ Jhin ⋅ Rell    | Chọn                          | Chọn  | Aurora ⋅ Maokai Smolder ⋅ Xayah ⋅ Rakan     | Aurora ⋅ Maokai Smolder ⋅ Xayah ⋅ Rakan     | Aurora ⋅ Maokai Smolder ⋅ Xayah ⋅ Rakan     | Aurora ⋅ Maokai Smolder ⋅ Xayah ⋅ Rakan     | Aurora ⋅ Maokai Smolder ⋅ Xayah ⋅ Rakan     | Aurora ⋅ Maokai Smolder ⋅ Xayah ⋅ Rakan     | Aurora ⋅ Maokai Smolder ⋅ Xayah ⋅ Rakan     |
|                                     |                                     |                                     |                                     |                                     |                                     |                                     |                               |       |                                             |                                             |                                             |                                             |                                             |                                             |                                             |

#### Vòng đấu 2
Nhóm hiệu số 1–0
| Bilibili Gaming | 0 – 1 | LNG Esports |

| 11/23/25                           | 11/23/25                           | 11/23/25                           | 11/23/25                           | 11/23/25                           | 11/23/25                           | 11/23/25                           | Bo1                           | Bo1   | 23/11/54                              | 23/11/54                              | 23/11/54                              | 23/11/54                              | 23/11/54                              | 23/11/54                              | 23/11/54                              |
| Rồng: 1 ⋅ Trụ: 3 ⋅ Vàng: 49,3k     | Rồng: 1 ⋅ Trụ: 3 ⋅ Vàng: 49,3k     | Rồng: 1 ⋅ Trụ: 3 ⋅ Vàng: 49,3k     | Rồng: 1 ⋅ Trụ: 3 ⋅ Vàng: 49,3k     | Rồng: 1 ⋅ Trụ: 3 ⋅ Vàng: 49,3k     | Rồng: 1 ⋅ Trụ: 3 ⋅ Vàng: 49,3k     | Rồng: 1 ⋅ Trụ: 3 ⋅ Vàng: 49,3k     | Sự kiện thể thao đang diễn ra | 29:40 | Rồng: 3 ⋅ Trụ: 7 ⋅ Vàng: 59,4k        | Rồng: 3 ⋅ Trụ: 7 ⋅ Vàng: 59,4k        | Rồng: 3 ⋅ Trụ: 7 ⋅ Vàng: 59,4k        | Rồng: 3 ⋅ Trụ: 7 ⋅ Vàng: 59,4k        | Rồng: 3 ⋅ Trụ: 7 ⋅ Vàng: 59,4k        | Rồng: 3 ⋅ Trụ: 7 ⋅ Vàng: 59,4k        | Rồng: 3 ⋅ Trụ: 7 ⋅ Vàng: 59,4k        |
| Skarner ⋅ Renekton Kindred ⋅ Ziggs | Skarner ⋅ Renekton Kindred ⋅ Ziggs | Skarner ⋅ Renekton Kindred ⋅ Ziggs | Skarner ⋅ Renekton Kindred ⋅ Ziggs | Skarner ⋅ Renekton Kindred ⋅ Ziggs | Skarner ⋅ Renekton Kindred ⋅ Ziggs | Skarner ⋅ Renekton Kindred ⋅ Ziggs | Cấm                           | Cấm   | Aurora ⋅ Gnar Jax ⋅ Ezreal ⋅ Kai’Sa   | Aurora ⋅ Gnar Jax ⋅ Ezreal ⋅ Kai’Sa   | Aurora ⋅ Gnar Jax ⋅ Ezreal ⋅ Kai’Sa   | Aurora ⋅ Gnar Jax ⋅ Ezreal ⋅ Kai’Sa   | Aurora ⋅ Gnar Jax ⋅ Ezreal ⋅ Kai’Sa   | Aurora ⋅ Gnar Jax ⋅ Ezreal ⋅ Kai’Sa   | Aurora ⋅ Gnar Jax ⋅ Ezreal ⋅ Kai’Sa   |
| K’Sante ⋅ Vi Orianna ⋅ Jhin ⋅ Rell | K’Sante ⋅ Vi Orianna ⋅ Jhin ⋅ Rell | K’Sante ⋅ Vi Orianna ⋅ Jhin ⋅ Rell | K’Sante ⋅ Vi Orianna ⋅ Jhin ⋅ Rell | K’Sante ⋅ Vi Orianna ⋅ Jhin ⋅ Rell | K’Sante ⋅ Vi Orianna ⋅ Jhin ⋅ Rell | K’Sante ⋅ Vi Orianna ⋅ Jhin ⋅ Rell | Chọn                          | Chọn  | Rumble ⋅ Nocturne Yone ⋅ Ashe ⋅ Poppy | Rumble ⋅ Nocturne Yone ⋅ Ashe ⋅ Poppy | Rumble ⋅ Nocturne Yone ⋅ Ashe ⋅ Poppy | Rumble ⋅ Nocturne Yone ⋅ Ashe ⋅ Poppy | Rumble ⋅ Nocturne Yone ⋅ Ashe ⋅ Poppy | Rumble ⋅ Nocturne Yone ⋅ Ashe ⋅ Poppy | Rumble ⋅ Nocturne Yone ⋅ Ashe ⋅ Poppy |
|                                    |                                    |                                    |                                    |                                    |                                    |                                    |                               |       |                                       |                                       |                                       |                                       |                                       |                                       |                                       |

| Bilibili Gaming | 0 – 1 | LNG Esports |

| 11/23/25                           | 11/23/25                           | 11/23/25                           | 11/23/25                           | 11/23/25                           | 11/23/25                           | 11/23/25                           | Bo1                           | Bo1   | 23/11/54                              | 23/11/54                              | 23/11/54                              | 23/11/54                              | 23/11/54                              | 23/11/54                              | 23/11/54                              |
| Rồng: 1 ⋅ Trụ: 3 ⋅ Vàng: 49,3k     | Rồng: 1 ⋅ Trụ: 3 ⋅ Vàng: 49,3k     | Rồng: 1 ⋅ Trụ: 3 ⋅ Vàng: 49,3k     | Rồng: 1 ⋅ Trụ: 3 ⋅ Vàng: 49,3k     | Rồng: 1 ⋅ Trụ: 3 ⋅ Vàng: 49,3k     | Rồng: 1 ⋅ Trụ: 3 ⋅ Vàng: 49,3k     | Rồng: 1 ⋅ Trụ: 3 ⋅ Vàng: 49,3k     | Sự kiện thể thao đang diễn ra | 29:40 | Rồng: 3 ⋅ Trụ: 7 ⋅ Vàng: 59,4k        | Rồng: 3 ⋅ Trụ: 7 ⋅ Vàng: 59,4k        | Rồng: 3 ⋅ Trụ: 7 ⋅ Vàng: 59,4k        | Rồng: 3 ⋅ Trụ: 7 ⋅ Vàng: 59,4k        | Rồng: 3 ⋅ Trụ: 7 ⋅ Vàng: 59,4k        | Rồng: 3 ⋅ Trụ: 7 ⋅ Vàng: 59,4k        | Rồng: 3 ⋅ Trụ: 7 ⋅ Vàng: 59,4k        |
| Skarner ⋅ Renekton Kindred ⋅ Ziggs | Skarner ⋅ Renekton Kindred ⋅ Ziggs | Skarner ⋅ Renekton Kindred ⋅ Ziggs | Skarner ⋅ Renekton Kindred ⋅ Ziggs | Skarner ⋅ Renekton Kindred ⋅ Ziggs | Skarner ⋅ Renekton Kindred ⋅ Ziggs | Skarner ⋅ Renekton Kindred ⋅ Ziggs | Cấm                           | Cấm   | Aurora ⋅ Gnar Jax ⋅ Ezreal ⋅ Kai’Sa   | Aurora ⋅ Gnar Jax ⋅ Ezreal ⋅ Kai’Sa   | Aurora ⋅ Gnar Jax ⋅ Ezreal ⋅ Kai’Sa   | Aurora ⋅ Gnar Jax ⋅ Ezreal ⋅ Kai’Sa   | Aurora ⋅ Gnar Jax ⋅ Ezreal ⋅ Kai’Sa   | Aurora ⋅ Gnar Jax ⋅ Ezreal ⋅ Kai’Sa   | Aurora ⋅ Gnar Jax ⋅ Ezreal ⋅ Kai’Sa   |
| K’Sante ⋅ Vi Orianna ⋅ Jhin ⋅ Rell | K’Sante ⋅ Vi Orianna ⋅ Jhin ⋅ Rell | K’Sante ⋅ Vi Orianna ⋅ Jhin ⋅ Rell | K’Sante ⋅ Vi Orianna ⋅ Jhin ⋅ Rell | K’Sante ⋅ Vi Orianna ⋅ Jhin ⋅ Rell | K’Sante ⋅ Vi Orianna ⋅ Jhin ⋅ Rell | K’Sante ⋅ Vi Orianna ⋅ Jhin ⋅ Rell | Chọn                          | Chọn  | Rumble ⋅ Nocturne Yone ⋅ Ashe ⋅ Poppy | Rumble ⋅ Nocturne Yone ⋅ Ashe ⋅ Poppy | Rumble ⋅ Nocturne Yone ⋅ Ashe ⋅ Poppy | Rumble ⋅ Nocturne Yone ⋅ Ashe ⋅ Poppy | Rumble ⋅ Nocturne Yone ⋅ Ashe ⋅ Poppy | Rumble ⋅ Nocturne Yone ⋅ Ashe ⋅ Poppy | Rumble ⋅ Nocturne Yone ⋅ Ashe ⋅ Poppy |
|                                    |                                    |                                    |                                    |                                    |                                    |                                    |                               |       |                                       |                                       |                                       |                                       |                                       |                                       |                                       |

| Gen.G | 1 – 0 | Top Esports |

| 25/17/70                                   | 25/17/70                                   | 25/17/70                                   | 25/17/70                                   | 25/17/70                                   | 25/17/70                                   | 25/17/70                                   | Bo1                           | Bo1   | 17/25/40                                  | 17/25/40                                  | 17/25/40                                  | 17/25/40                                  | 17/25/40                                  | 17/25/40                                  | 17/25/40                                  |
| Rồng: 3 ⋅ Trụ: 9 ⋅ Vàng: 67,9k             | Rồng: 3 ⋅ Trụ: 9 ⋅ Vàng: 67,9k             | Rồng: 3 ⋅ Trụ: 9 ⋅ Vàng: 67,9k             | Rồng: 3 ⋅ Trụ: 9 ⋅ Vàng: 67,9k             | Rồng: 3 ⋅ Trụ: 9 ⋅ Vàng: 67,9k             | Rồng: 3 ⋅ Trụ: 9 ⋅ Vàng: 67,9k             | Rồng: 3 ⋅ Trụ: 9 ⋅ Vàng: 67,9k             | Sự kiện thể thao đang diễn ra | 33:41 | Rồng: 2 ⋅ Trụ: 3 ⋅ Vàng: 56,9k            | Rồng: 2 ⋅ Trụ: 3 ⋅ Vàng: 56,9k            | Rồng: 2 ⋅ Trụ: 3 ⋅ Vàng: 56,9k            | Rồng: 2 ⋅ Trụ: 3 ⋅ Vàng: 56,9k            | Rồng: 2 ⋅ Trụ: 3 ⋅ Vàng: 56,9k            | Rồng: 2 ⋅ Trụ: 3 ⋅ Vàng: 56,9k            | Rồng: 2 ⋅ Trụ: 3 ⋅ Vàng: 56,9k            |
| Ivern ⋅ Ashe Renekton ⋅ Nocturne ⋅ Skarner | Ivern ⋅ Ashe Renekton ⋅ Nocturne ⋅ Skarner | Ivern ⋅ Ashe Renekton ⋅ Nocturne ⋅ Skarner | Ivern ⋅ Ashe Renekton ⋅ Nocturne ⋅ Skarner | Ivern ⋅ Ashe Renekton ⋅ Nocturne ⋅ Skarner | Ivern ⋅ Ashe Renekton ⋅ Nocturne ⋅ Skarner | Ivern ⋅ Ashe Renekton ⋅ Nocturne ⋅ Skarner | Cấm                           | Cấm   | Aurora ⋅ Ziggs Smolder ⋅ Kalista ⋅ Ezreal | Aurora ⋅ Ziggs Smolder ⋅ Kalista ⋅ Ezreal | Aurora ⋅ Ziggs Smolder ⋅ Kalista ⋅ Ezreal | Aurora ⋅ Ziggs Smolder ⋅ Kalista ⋅ Ezreal | Aurora ⋅ Ziggs Smolder ⋅ Kalista ⋅ Ezreal | Aurora ⋅ Ziggs Smolder ⋅ Kalista ⋅ Ezreal | Aurora ⋅ Ziggs Smolder ⋅ Kalista ⋅ Ezreal |
| Gnar ⋅ Maokai Yone ⋅ Kai’Sa ⋅ Leona        | Gnar ⋅ Maokai Yone ⋅ Kai’Sa ⋅ Leona        | Gnar ⋅ Maokai Yone ⋅ Kai’Sa ⋅ Leona        | Gnar ⋅ Maokai Yone ⋅ Kai’Sa ⋅ Leona        | Gnar ⋅ Maokai Yone ⋅ Kai’Sa ⋅ Leona        | Gnar ⋅ Maokai Yone ⋅ Kai’Sa ⋅ Leona        | Gnar ⋅ Maokai Yone ⋅ Kai’Sa ⋅ Leona        | Chọn                          | Chọn  | Rumble ⋅ Sejuani Lucian ⋅ Jhin ⋅ Rell     | Rumble ⋅ Sejuani Lucian ⋅ Jhin ⋅ Rell     | Rumble ⋅ Sejuani Lucian ⋅ Jhin ⋅ Rell     | Rumble ⋅ Sejuani Lucian ⋅ Jhin ⋅ Rell     | Rumble ⋅ Sejuani Lucian ⋅ Jhin ⋅ Rell     | Rumble ⋅ Sejuani Lucian ⋅ Jhin ⋅ Rell     | Rumble ⋅ Sejuani Lucian ⋅ Jhin ⋅ Rell     |
|                                            |                                            |                                            |                                            |                                            |                                            |                                            |                               |       |                                           |                                           |                                           |                                           |                                           |                                           |                                           |

| Gen.G | 1 – 0 | Top Esports |

| 25/17/70                                   | 25/17/70                                   | 25/17/70                                   | 25/17/70                                   | 25/17/70                                   | 25/17/70                                   | 25/17/70                                   | Bo1                           | Bo1   | 17/25/40                                  | 17/25/40                                  | 17/25/40                                  | 17/25/40                                  | 17/25/40                                  | 17/25/40                                  | 17/25/40                                  |
| Rồng: 3 ⋅ Trụ: 9 ⋅ Vàng: 67,9k             | Rồng: 3 ⋅ Trụ: 9 ⋅ Vàng: 67,9k             | Rồng: 3 ⋅ Trụ: 9 ⋅ Vàng: 67,9k             | Rồng: 3 ⋅ Trụ: 9 ⋅ Vàng: 67,9k             | Rồng: 3 ⋅ Trụ: 9 ⋅ Vàng: 67,9k             | Rồng: 3 ⋅ Trụ: 9 ⋅ Vàng: 67,9k             | Rồng: 3 ⋅ Trụ: 9 ⋅ Vàng: 67,9k             | Sự kiện thể thao đang diễn ra | 33:41 | Rồng: 2 ⋅ Trụ: 3 ⋅ Vàng: 56,9k            | Rồng: 2 ⋅ Trụ: 3 ⋅ Vàng: 56,9k            | Rồng: 2 ⋅ Trụ: 3 ⋅ Vàng: 56,9k            | Rồng: 2 ⋅ Trụ: 3 ⋅ Vàng: 56,9k            | Rồng: 2 ⋅ Trụ: 3 ⋅ Vàng: 56,9k            | Rồng: 2 ⋅ Trụ: 3 ⋅ Vàng: 56,9k            | Rồng: 2 ⋅ Trụ: 3 ⋅ Vàng: 56,9k            |
| Ivern ⋅ Ashe Renekton ⋅ Nocturne ⋅ Skarner | Ivern ⋅ Ashe Renekton ⋅ Nocturne ⋅ Skarner | Ivern ⋅ Ashe Renekton ⋅ Nocturne ⋅ Skarner | Ivern ⋅ Ashe Renekton ⋅ Nocturne ⋅ Skarner | Ivern ⋅ Ashe Renekton ⋅ Nocturne ⋅ Skarner | Ivern ⋅ Ashe Renekton ⋅ Nocturne ⋅ Skarner | Ivern ⋅ Ashe Renekton ⋅ Nocturne ⋅ Skarner | Cấm                           | Cấm   | Aurora ⋅ Ziggs Smolder ⋅ Kalista ⋅ Ezreal | Aurora ⋅ Ziggs Smolder ⋅ Kalista ⋅ Ezreal | Aurora ⋅ Ziggs Smolder ⋅ Kalista ⋅ Ezreal | Aurora ⋅ Ziggs Smolder ⋅ Kalista ⋅ Ezreal | Aurora ⋅ Ziggs Smolder ⋅ Kalista ⋅ Ezreal | Aurora ⋅ Ziggs Smolder ⋅ Kalista ⋅ Ezreal | Aurora ⋅ Ziggs Smolder ⋅ Kalista ⋅ Ezreal |
| Gnar ⋅ Maokai Yone ⋅ Kai’Sa ⋅ Leona        | Gnar ⋅ Maokai Yone ⋅ Kai’Sa ⋅ Leona        | Gnar ⋅ Maokai Yone ⋅ Kai’Sa ⋅ Leona        | Gnar ⋅ Maokai Yone ⋅ Kai’Sa ⋅ Leona        | Gnar ⋅ Maokai Yone ⋅ Kai’Sa ⋅ Leona        | Gnar ⋅ Maokai Yone ⋅ Kai’Sa ⋅ Leona        | Gnar ⋅ Maokai Yone ⋅ Kai’Sa ⋅ Leona        | Chọn                          | Chọn  | Rumble ⋅ Sejuani Lucian ⋅ Jhin ⋅ Rell     | Rumble ⋅ Sejuani Lucian ⋅ Jhin ⋅ Rell     | Rumble ⋅ Sejuani Lucian ⋅ Jhin ⋅ Rell     | Rumble ⋅ Sejuani Lucian ⋅ Jhin ⋅ Rell     | Rumble ⋅ Sejuani Lucian ⋅ Jhin ⋅ Rell     | Rumble ⋅ Sejuani Lucian ⋅ Jhin ⋅ Rell     | Rumble ⋅ Sejuani Lucian ⋅ Jhin ⋅ Rell     |
|                                            |                                            |                                            |                                            |                                            |                                            |                                            |                               |       |                                           |                                           |                                           |                                           |                                           |                                           |                                           |

| G2 Esports | 0 – 1 | Hanwha Life Esports |

| 9/17/26                          | 9/17/26                          | 9/17/26                          | 9/17/26                          | 9/17/26                          | 9/17/26                          | 9/17/26                          | Bo1                           | Bo1   | 17/9/40                        | 17/9/40                        | 17/9/40                        | 17/9/40                        | 17/9/40                        | 17/9/40                        | 17/9/40                        |
| Rồng: k                          | Rồng: k                          | Rồng: k                          | Rồng: k                          | Rồng: k                          | Rồng: k                          | Rồng: k                          | Sự kiện thể thao đang diễn ra | 45:41 | Rồng: k                        | Rồng: k                        | Rồng: k                        | Rồng: k                        | Rồng: k                        | Rồng: k                        | Rồng: k                        |
| Akali Vi Gnar Ziggs Renata Glasc | Akali Vi Gnar Ziggs Renata Glasc | Akali Vi Gnar Ziggs Renata Glasc | Akali Vi Gnar Ziggs Renata Glasc | Akali Vi Gnar Ziggs Renata Glasc | Akali Vi Gnar Ziggs Renata Glasc | Akali Vi Gnar Ziggs Renata Glasc | Cấm                           | Cấm   | Brand Zyra Aurora Jhin Kalista | Brand Zyra Aurora Jhin Kalista | Brand Zyra Aurora Jhin Kalista | Brand Zyra Aurora Jhin Kalista | Brand Zyra Aurora Jhin Kalista | Brand Zyra Aurora Jhin Kalista | Brand Zyra Aurora Jhin Kalista |
| Poppy Lillia Yone Varus Rell     | Poppy Lillia Yone Varus Rell     | Poppy Lillia Yone Varus Rell     | Poppy Lillia Yone Varus Rell     | Poppy Lillia Yone Varus Rell     | Poppy Lillia Yone Varus Rell     | Poppy Lillia Yone Varus Rell     | Chọn                          | Chọn  | Jax Sejuani Smolder Ashe Braum | Jax Sejuani Smolder Ashe Braum | Jax Sejuani Smolder Ashe Braum | Jax Sejuani Smolder Ashe Braum | Jax Sejuani Smolder Ashe Braum | Jax Sejuani Smolder Ashe Braum | Jax Sejuani Smolder Ashe Braum |
|                                  |                                  |                                  |                                  |                                  |                                  |                                  |                               |       |                                |                                |                                |                                |                                |                                |                                |

| G2 Esports | 0 – 1 | Hanwha Life Esports |

| 9/17/26                          | 9/17/26                          | 9/17/26                          | 9/17/26                          | 9/17/26                          | 9/17/26                          | 9/17/26                          | Bo1                           | Bo1   | 17/9/40                        | 17/9/40                        | 17/9/40                        | 17/9/40                        | 17/9/40                        | 17/9/40                        | 17/9/40                        |
| Rồng: k                          | Rồng: k                          | Rồng: k                          | Rồng: k                          | Rồng: k                          | Rồng: k                          | Rồng: k                          | Sự kiện thể thao đang diễn ra | 45:41 | Rồng: k                        | Rồng: k                        | Rồng: k                        | Rồng: k                        | Rồng: k                        | Rồng: k                        | Rồng: k                        |
| Akali Vi Gnar Ziggs Renata Glasc | Akali Vi Gnar Ziggs Renata Glasc | Akali Vi Gnar Ziggs Renata Glasc | Akali Vi Gnar Ziggs Renata Glasc | Akali Vi Gnar Ziggs Renata Glasc | Akali Vi Gnar Ziggs Renata Glasc | Akali Vi Gnar Ziggs Renata Glasc | Cấm                           | Cấm   | Brand Zyra Aurora Jhin Kalista | Brand Zyra Aurora Jhin Kalista | Brand Zyra Aurora Jhin Kalista | Brand Zyra Aurora Jhin Kalista | Brand Zyra Aurora Jhin Kalista | Brand Zyra Aurora Jhin Kalista | Brand Zyra Aurora Jhin Kalista |
| Poppy Lillia Yone Varus Rell     | Poppy Lillia Yone Varus Rell     | Poppy Lillia Yone Varus Rell     | Poppy Lillia Yone Varus Rell     | Poppy Lillia Yone Varus Rell     | Poppy Lillia Yone Varus Rell     | Poppy Lillia Yone Varus Rell     | Chọn                          | Chọn  | Jax Sejuani Smolder Ashe Braum | Jax Sejuani Smolder Ashe Braum | Jax Sejuani Smolder Ashe Braum | Jax Sejuani Smolder Ashe Braum | Jax Sejuani Smolder Ashe Braum | Jax Sejuani Smolder Ashe Braum | Jax Sejuani Smolder Ashe Braum |
|                                  |                                  |                                  |                                  |                                  |                                  |                                  |                               |       |                                |                                |                                |                                |                                |                                |                                |

| Team Liquid | 0 – 1 | Weibo Gaming |

| 15/15/35                                  | 15/15/35                                  | 15/15/35                                  | 15/15/35                                  | 15/15/35                                  | 15/15/35                                  | 15/15/35                                  | Bo1                           | Bo1   | 15/15/32                                        | 15/15/32                                        | 15/15/32                                        | 15/15/32                                        | 15/15/32                                        | 15/15/32                                        | 15/15/32                                        |
| Rồng: 3 ⋅ Trụ: 5 ⋅ Vàng: 68,7k            | Rồng: 3 ⋅ Trụ: 5 ⋅ Vàng: 68,7k            | Rồng: 3 ⋅ Trụ: 5 ⋅ Vàng: 68,7k            | Rồng: 3 ⋅ Trụ: 5 ⋅ Vàng: 68,7k            | Rồng: 3 ⋅ Trụ: 5 ⋅ Vàng: 68,7k            | Rồng: 3 ⋅ Trụ: 5 ⋅ Vàng: 68,7k            | Rồng: 3 ⋅ Trụ: 5 ⋅ Vàng: 68,7k            | Sự kiện thể thao đang diễn ra | 42:14 | Rồng: 3 ⋅ Trụ: 10 ⋅ Vàng: 75,6k                 | Rồng: 3 ⋅ Trụ: 10 ⋅ Vàng: 75,6k                 | Rồng: 3 ⋅ Trụ: 10 ⋅ Vàng: 75,6k                 | Rồng: 3 ⋅ Trụ: 10 ⋅ Vàng: 75,6k                 | Rồng: 3 ⋅ Trụ: 10 ⋅ Vàng: 75,6k                 | Rồng: 3 ⋅ Trụ: 10 ⋅ Vàng: 75,6k                 | Rồng: 3 ⋅ Trụ: 10 ⋅ Vàng: 75,6k                 |
| Ashe ⋅ Yone Vi ⋅ LeBlanc ⋅ Jax            | Ashe ⋅ Yone Vi ⋅ LeBlanc ⋅ Jax            | Ashe ⋅ Yone Vi ⋅ LeBlanc ⋅ Jax            | Ashe ⋅ Yone Vi ⋅ LeBlanc ⋅ Jax            | Ashe ⋅ Yone Vi ⋅ LeBlanc ⋅ Jax            | Ashe ⋅ Yone Vi ⋅ LeBlanc ⋅ Jax            | Ashe ⋅ Yone Vi ⋅ LeBlanc ⋅ Jax            | Cấm                           | Cấm   | Ziggs ⋅ Aurora Rumble ⋅ K’Sante ⋅ Poppy         | Ziggs ⋅ Aurora Rumble ⋅ K’Sante ⋅ Poppy         | Ziggs ⋅ Aurora Rumble ⋅ K’Sante ⋅ Poppy         | Ziggs ⋅ Aurora Rumble ⋅ K’Sante ⋅ Poppy         | Ziggs ⋅ Aurora Rumble ⋅ K’Sante ⋅ Poppy         | Ziggs ⋅ Aurora Rumble ⋅ K’Sante ⋅ Poppy         | Ziggs ⋅ Aurora Rumble ⋅ K’Sante ⋅ Poppy         |
| Renekton ⋅ Sejuani Syndra ⋅ Lucian ⋅ Nami | Renekton ⋅ Sejuani Syndra ⋅ Lucian ⋅ Nami | Renekton ⋅ Sejuani Syndra ⋅ Lucian ⋅ Nami | Renekton ⋅ Sejuani Syndra ⋅ Lucian ⋅ Nami | Renekton ⋅ Sejuani Syndra ⋅ Lucian ⋅ Nami | Renekton ⋅ Sejuani Syndra ⋅ Lucian ⋅ Nami | Renekton ⋅ Sejuani Syndra ⋅ Lucian ⋅ Nami | Chọn                          | Chọn  | Gnar ⋅ Skarner Orianna ⋅ Kalista ⋅ Renata Glasc | Gnar ⋅ Skarner Orianna ⋅ Kalista ⋅ Renata Glasc | Gnar ⋅ Skarner Orianna ⋅ Kalista ⋅ Renata Glasc | Gnar ⋅ Skarner Orianna ⋅ Kalista ⋅ Renata Glasc | Gnar ⋅ Skarner Orianna ⋅ Kalista ⋅ Renata Glasc | Gnar ⋅ Skarner Orianna ⋅ Kalista ⋅ Renata Glasc | Gnar ⋅ Skarner Orianna ⋅ Kalista ⋅ Renata Glasc |
|                                           |                                           |                                           |                                           |                                           |                                           |                                           |                               |       |                                                 |                                                 |                                                 |                                                 |                                                 |                                                 |                                                 |

| Team Liquid | 0 – 1 | Weibo Gaming |

| 15/15/35                                  | 15/15/35                                  | 15/15/35                                  | 15/15/35                                  | 15/15/35                                  | 15/15/35                                  | 15/15/35                                  | Bo1                           | Bo1   | 15/15/32                                        | 15/15/32                                        | 15/15/32                                        | 15/15/32                                        | 15/15/32                                        | 15/15/32                                        | 15/15/32                                        |
| Rồng: 3 ⋅ Trụ: 5 ⋅ Vàng: 68,7k            | Rồng: 3 ⋅ Trụ: 5 ⋅ Vàng: 68,7k            | Rồng: 3 ⋅ Trụ: 5 ⋅ Vàng: 68,7k            | Rồng: 3 ⋅ Trụ: 5 ⋅ Vàng: 68,7k            | Rồng: 3 ⋅ Trụ: 5 ⋅ Vàng: 68,7k            | Rồng: 3 ⋅ Trụ: 5 ⋅ Vàng: 68,7k            | Rồng: 3 ⋅ Trụ: 5 ⋅ Vàng: 68,7k            | Sự kiện thể thao đang diễn ra | 42:14 | Rồng: 3 ⋅ Trụ: 10 ⋅ Vàng: 75,6k                 | Rồng: 3 ⋅ Trụ: 10 ⋅ Vàng: 75,6k                 | Rồng: 3 ⋅ Trụ: 10 ⋅ Vàng: 75,6k                 | Rồng: 3 ⋅ Trụ: 10 ⋅ Vàng: 75,6k                 | Rồng: 3 ⋅ Trụ: 10 ⋅ Vàng: 75,6k                 | Rồng: 3 ⋅ Trụ: 10 ⋅ Vàng: 75,6k                 | Rồng: 3 ⋅ Trụ: 10 ⋅ Vàng: 75,6k                 |
| Ashe ⋅ Yone Vi ⋅ LeBlanc ⋅ Jax            | Ashe ⋅ Yone Vi ⋅ LeBlanc ⋅ Jax            | Ashe ⋅ Yone Vi ⋅ LeBlanc ⋅ Jax            | Ashe ⋅ Yone Vi ⋅ LeBlanc ⋅ Jax            | Ashe ⋅ Yone Vi ⋅ LeBlanc ⋅ Jax            | Ashe ⋅ Yone Vi ⋅ LeBlanc ⋅ Jax            | Ashe ⋅ Yone Vi ⋅ LeBlanc ⋅ Jax            | Cấm                           | Cấm   | Ziggs ⋅ Aurora Rumble ⋅ K’Sante ⋅ Poppy         | Ziggs ⋅ Aurora Rumble ⋅ K’Sante ⋅ Poppy         | Ziggs ⋅ Aurora Rumble ⋅ K’Sante ⋅ Poppy         | Ziggs ⋅ Aurora Rumble ⋅ K’Sante ⋅ Poppy         | Ziggs ⋅ Aurora Rumble ⋅ K’Sante ⋅ Poppy         | Ziggs ⋅ Aurora Rumble ⋅ K’Sante ⋅ Poppy         | Ziggs ⋅ Aurora Rumble ⋅ K’Sante ⋅ Poppy         |
| Renekton ⋅ Sejuani Syndra ⋅ Lucian ⋅ Nami | Renekton ⋅ Sejuani Syndra ⋅ Lucian ⋅ Nami | Renekton ⋅ Sejuani Syndra ⋅ Lucian ⋅ Nami | Renekton ⋅ Sejuani Syndra ⋅ Lucian ⋅ Nami | Renekton ⋅ Sejuani Syndra ⋅ Lucian ⋅ Nami | Renekton ⋅ Sejuani Syndra ⋅ Lucian ⋅ Nami | Renekton ⋅ Sejuani Syndra ⋅ Lucian ⋅ Nami | Chọn                          | Chọn  | Gnar ⋅ Skarner Orianna ⋅ Kalista ⋅ Renata Glasc | Gnar ⋅ Skarner Orianna ⋅ Kalista ⋅ Renata Glasc | Gnar ⋅ Skarner Orianna ⋅ Kalista ⋅ Renata Glasc | Gnar ⋅ Skarner Orianna ⋅ Kalista ⋅ Renata Glasc | Gnar ⋅ Skarner Orianna ⋅ Kalista ⋅ Renata Glasc | Gnar ⋅ Skarner Orianna ⋅ Kalista ⋅ Renata Glasc | Gnar ⋅ Skarner Orianna ⋅ Kalista ⋅ Renata Glasc |
|                                           |                                           |                                           |                                           |                                           |                                           |                                           |                               |       |                                                 |                                                 |                                                 |                                                 |                                                 |                                                 |                                                 |

Nhóm hiệu số 0–1
| T1 | 1 – 0 | paiN Gaming |

| 20/6/46                                  | 20/6/46                                  | 20/6/46                                  | 20/6/46                                  | 20/6/46                                  | 20/6/46                                  | 20/6/46                                  | Bo1                           | Bo1   | 6/20/8                                 | 6/20/8                                 | 6/20/8                                 | 6/20/8                                 | 6/20/8                                 | 6/20/8                                 | 6/20/8                                 |
| Rồng: 2 ⋅ Trụ: 11 ⋅ Vàng: 56,8k          | Rồng: 2 ⋅ Trụ: 11 ⋅ Vàng: 56,8k          | Rồng: 2 ⋅ Trụ: 11 ⋅ Vàng: 56,8k          | Rồng: 2 ⋅ Trụ: 11 ⋅ Vàng: 56,8k          | Rồng: 2 ⋅ Trụ: 11 ⋅ Vàng: 56,8k          | Rồng: 2 ⋅ Trụ: 11 ⋅ Vàng: 56,8k          | Rồng: 2 ⋅ Trụ: 11 ⋅ Vàng: 56,8k          | Sự kiện thể thao đang diễn ra | 25:03 | Rồng: 1 ⋅ Trụ: 1 ⋅ Vàng: 39,1k         | Rồng: 1 ⋅ Trụ: 1 ⋅ Vàng: 39,1k         | Rồng: 1 ⋅ Trụ: 1 ⋅ Vàng: 39,1k         | Rồng: 1 ⋅ Trụ: 1 ⋅ Vàng: 39,1k         | Rồng: 1 ⋅ Trụ: 1 ⋅ Vàng: 39,1k         | Rồng: 1 ⋅ Trụ: 1 ⋅ Vàng: 39,1k         | Rồng: 1 ⋅ Trụ: 1 ⋅ Vàng: 39,1k         |
| Lucian ⋅ Jax Skarner ⋅ Xayah ⋅ Rell      | Lucian ⋅ Jax Skarner ⋅ Xayah ⋅ Rell      | Lucian ⋅ Jax Skarner ⋅ Xayah ⋅ Rell      | Lucian ⋅ Jax Skarner ⋅ Xayah ⋅ Rell      | Lucian ⋅ Jax Skarner ⋅ Xayah ⋅ Rell      | Lucian ⋅ Jax Skarner ⋅ Xayah ⋅ Rell      | Lucian ⋅ Jax Skarner ⋅ Xayah ⋅ Rell      | Cấm                           | Cấm   | Orianna ⋅ Aurora Gnar ⋅ Jhin ⋅ Ashe    | Orianna ⋅ Aurora Gnar ⋅ Jhin ⋅ Ashe    | Orianna ⋅ Aurora Gnar ⋅ Jhin ⋅ Ashe    | Orianna ⋅ Aurora Gnar ⋅ Jhin ⋅ Ashe    | Orianna ⋅ Aurora Gnar ⋅ Jhin ⋅ Ashe    | Orianna ⋅ Aurora Gnar ⋅ Jhin ⋅ Ashe    | Orianna ⋅ Aurora Gnar ⋅ Jhin ⋅ Ashe    |
| Rumble ⋅ Vi Yone ⋅ Draven ⋅ Renata Glasc | Rumble ⋅ Vi Yone ⋅ Draven ⋅ Renata Glasc | Rumble ⋅ Vi Yone ⋅ Draven ⋅ Renata Glasc | Rumble ⋅ Vi Yone ⋅ Draven ⋅ Renata Glasc | Rumble ⋅ Vi Yone ⋅ Draven ⋅ Renata Glasc | Rumble ⋅ Vi Yone ⋅ Draven ⋅ Renata Glasc | Rumble ⋅ Vi Yone ⋅ Draven ⋅ Renata Glasc | Chọn                          | Chọn  | Olaf ⋅ Sejuani Akali ⋅ Kalista ⋅ Neeko | Olaf ⋅ Sejuani Akali ⋅ Kalista ⋅ Neeko | Olaf ⋅ Sejuani Akali ⋅ Kalista ⋅ Neeko | Olaf ⋅ Sejuani Akali ⋅ Kalista ⋅ Neeko | Olaf ⋅ Sejuani Akali ⋅ Kalista ⋅ Neeko | Olaf ⋅ Sejuani Akali ⋅ Kalista ⋅ Neeko | Olaf ⋅ Sejuani Akali ⋅ Kalista ⋅ Neeko |
|                                          |                                          |                                          |                                          |                                          |                                          |                                          |                               |       |                                        |                                        |                                        |                                        |                                        |                                        |                                        |

| T1 | 1 – 0 | paiN Gaming |

| 20/6/46                                  | 20/6/46                                  | 20/6/46                                  | 20/6/46                                  | 20/6/46                                  | 20/6/46                                  | 20/6/46                                  | Bo1                           | Bo1   | 6/20/8                                 | 6/20/8                                 | 6/20/8                                 | 6/20/8                                 | 6/20/8                                 | 6/20/8                                 | 6/20/8                                 |
| Rồng: 2 ⋅ Trụ: 11 ⋅ Vàng: 56,8k          | Rồng: 2 ⋅ Trụ: 11 ⋅ Vàng: 56,8k          | Rồng: 2 ⋅ Trụ: 11 ⋅ Vàng: 56,8k          | Rồng: 2 ⋅ Trụ: 11 ⋅ Vàng: 56,8k          | Rồng: 2 ⋅ Trụ: 11 ⋅ Vàng: 56,8k          | Rồng: 2 ⋅ Trụ: 11 ⋅ Vàng: 56,8k          | Rồng: 2 ⋅ Trụ: 11 ⋅ Vàng: 56,8k          | Sự kiện thể thao đang diễn ra | 25:03 | Rồng: 1 ⋅ Trụ: 1 ⋅ Vàng: 39,1k         | Rồng: 1 ⋅ Trụ: 1 ⋅ Vàng: 39,1k         | Rồng: 1 ⋅ Trụ: 1 ⋅ Vàng: 39,1k         | Rồng: 1 ⋅ Trụ: 1 ⋅ Vàng: 39,1k         | Rồng: 1 ⋅ Trụ: 1 ⋅ Vàng: 39,1k         | Rồng: 1 ⋅ Trụ: 1 ⋅ Vàng: 39,1k         | Rồng: 1 ⋅ Trụ: 1 ⋅ Vàng: 39,1k         |
| Lucian ⋅ Jax Skarner ⋅ Xayah ⋅ Rell      | Lucian ⋅ Jax Skarner ⋅ Xayah ⋅ Rell      | Lucian ⋅ Jax Skarner ⋅ Xayah ⋅ Rell      | Lucian ⋅ Jax Skarner ⋅ Xayah ⋅ Rell      | Lucian ⋅ Jax Skarner ⋅ Xayah ⋅ Rell      | Lucian ⋅ Jax Skarner ⋅ Xayah ⋅ Rell      | Lucian ⋅ Jax Skarner ⋅ Xayah ⋅ Rell      | Cấm                           | Cấm   | Orianna ⋅ Aurora Gnar ⋅ Jhin ⋅ Ashe    | Orianna ⋅ Aurora Gnar ⋅ Jhin ⋅ Ashe    | Orianna ⋅ Aurora Gnar ⋅ Jhin ⋅ Ashe    | Orianna ⋅ Aurora Gnar ⋅ Jhin ⋅ Ashe    | Orianna ⋅ Aurora Gnar ⋅ Jhin ⋅ Ashe    | Orianna ⋅ Aurora Gnar ⋅ Jhin ⋅ Ashe    | Orianna ⋅ Aurora Gnar ⋅ Jhin ⋅ Ashe    |
| Rumble ⋅ Vi Yone ⋅ Draven ⋅ Renata Glasc | Rumble ⋅ Vi Yone ⋅ Draven ⋅ Renata Glasc | Rumble ⋅ Vi Yone ⋅ Draven ⋅ Renata Glasc | Rumble ⋅ Vi Yone ⋅ Draven ⋅ Renata Glasc | Rumble ⋅ Vi Yone ⋅ Draven ⋅ Renata Glasc | Rumble ⋅ Vi Yone ⋅ Draven ⋅ Renata Glasc | Rumble ⋅ Vi Yone ⋅ Draven ⋅ Renata Glasc | Chọn                          | Chọn  | Olaf ⋅ Sejuani Akali ⋅ Kalista ⋅ Neeko | Olaf ⋅ Sejuani Akali ⋅ Kalista ⋅ Neeko | Olaf ⋅ Sejuani Akali ⋅ Kalista ⋅ Neeko | Olaf ⋅ Sejuani Akali ⋅ Kalista ⋅ Neeko | Olaf ⋅ Sejuani Akali ⋅ Kalista ⋅ Neeko | Olaf ⋅ Sejuani Akali ⋅ Kalista ⋅ Neeko | Olaf ⋅ Sejuani Akali ⋅ Kalista ⋅ Neeko |
|                                          |                                          |                                          |                                          |                                          |                                          |                                          |                               |       |                                        |                                        |                                        |                                        |                                        |                                        |                                        |

| Dplus KIA | 1 – 0 | FlyQuest |

| 25/17/57                                 | 25/17/57                                 | 25/17/57                                 | 25/17/57                                 | 25/17/57                                 | 25/17/57                                 | 25/17/57                                 | Bo1                           | Bo1   | 17/25/41                                | 17/25/41                                | 17/25/41                                | 17/25/41                                | 17/25/41                                | 17/25/41                                | 17/25/41                                |
| Rồng: 3 ⋅ Trụ: 11 ⋅ Vàng: 69,7k          | Rồng: 3 ⋅ Trụ: 11 ⋅ Vàng: 69,7k          | Rồng: 3 ⋅ Trụ: 11 ⋅ Vàng: 69,7k          | Rồng: 3 ⋅ Trụ: 11 ⋅ Vàng: 69,7k          | Rồng: 3 ⋅ Trụ: 11 ⋅ Vàng: 69,7k          | Rồng: 3 ⋅ Trụ: 11 ⋅ Vàng: 69,7k          | Rồng: 3 ⋅ Trụ: 11 ⋅ Vàng: 69,7k          | Sự kiện thể thao đang diễn ra | 33:28 | Rồng: 2 ⋅ Trụ: 2 ⋅ Vàng: 58,7k          | Rồng: 2 ⋅ Trụ: 2 ⋅ Vàng: 58,7k          | Rồng: 2 ⋅ Trụ: 2 ⋅ Vàng: 58,7k          | Rồng: 2 ⋅ Trụ: 2 ⋅ Vàng: 58,7k          | Rồng: 2 ⋅ Trụ: 2 ⋅ Vàng: 58,7k          | Rồng: 2 ⋅ Trụ: 2 ⋅ Vàng: 58,7k          | Rồng: 2 ⋅ Trụ: 2 ⋅ Vàng: 58,7k          |
| Renekton ⋅ Ivern Orianna ⋅ Jax ⋅ Skarner | Renekton ⋅ Ivern Orianna ⋅ Jax ⋅ Skarner | Renekton ⋅ Ivern Orianna ⋅ Jax ⋅ Skarner | Renekton ⋅ Ivern Orianna ⋅ Jax ⋅ Skarner | Renekton ⋅ Ivern Orianna ⋅ Jax ⋅ Skarner | Renekton ⋅ Ivern Orianna ⋅ Jax ⋅ Skarner | Renekton ⋅ Ivern Orianna ⋅ Jax ⋅ Skarner | Cấm                           | Cấm   | Aurora ⋅ Ziggs Rumble ⋅ Rakan ⋅ Alistar | Aurora ⋅ Ziggs Rumble ⋅ Rakan ⋅ Alistar | Aurora ⋅ Ziggs Rumble ⋅ Rakan ⋅ Alistar | Aurora ⋅ Ziggs Rumble ⋅ Rakan ⋅ Alistar | Aurora ⋅ Ziggs Rumble ⋅ Rakan ⋅ Alistar | Aurora ⋅ Ziggs Rumble ⋅ Rakan ⋅ Alistar | Aurora ⋅ Ziggs Rumble ⋅ Rakan ⋅ Alistar |
| Yone ⋅ Vi Sylas ⋅ Smolder ⋅ Rell         | Yone ⋅ Vi Sylas ⋅ Smolder ⋅ Rell         | Yone ⋅ Vi Sylas ⋅ Smolder ⋅ Rell         | Yone ⋅ Vi Sylas ⋅ Smolder ⋅ Rell         | Yone ⋅ Vi Sylas ⋅ Smolder ⋅ Rell         | Yone ⋅ Vi Sylas ⋅ Smolder ⋅ Rell         | Yone ⋅ Vi Sylas ⋅ Smolder ⋅ Rell         | Chọn                          | Chọn  | Darius ⋅ Amumu Syndra ⋅ Ashe ⋅ Leona    | Darius ⋅ Amumu Syndra ⋅ Ashe ⋅ Leona    | Darius ⋅ Amumu Syndra ⋅ Ashe ⋅ Leona    | Darius ⋅ Amumu Syndra ⋅ Ashe ⋅ Leona    | Darius ⋅ Amumu Syndra ⋅ Ashe ⋅ Leona    | Darius ⋅ Amumu Syndra ⋅ Ashe ⋅ Leona    | Darius ⋅ Amumu Syndra ⋅ Ashe ⋅ Leona    |
|                                          |                                          |                                          |                                          |                                          |                                          |                                          |                               |       |                                         |                                         |                                         |                                         |                                         |                                         |                                         |

| Dplus KIA | 1 – 0 | FlyQuest |

| 25/17/57                                 | 25/17/57                                 | 25/17/57                                 | 25/17/57                                 | 25/17/57                                 | 25/17/57                                 | 25/17/57                                 | Bo1                           | Bo1   | 17/25/41                                | 17/25/41                                | 17/25/41                                | 17/25/41                                | 17/25/41                                | 17/25/41                                | 17/25/41                                |
| Rồng: 3 ⋅ Trụ: 11 ⋅ Vàng: 69,7k          | Rồng: 3 ⋅ Trụ: 11 ⋅ Vàng: 69,7k          | Rồng: 3 ⋅ Trụ: 11 ⋅ Vàng: 69,7k          | Rồng: 3 ⋅ Trụ: 11 ⋅ Vàng: 69,7k          | Rồng: 3 ⋅ Trụ: 11 ⋅ Vàng: 69,7k          | Rồng: 3 ⋅ Trụ: 11 ⋅ Vàng: 69,7k          | Rồng: 3 ⋅ Trụ: 11 ⋅ Vàng: 69,7k          | Sự kiện thể thao đang diễn ra | 33:28 | Rồng: 2 ⋅ Trụ: 2 ⋅ Vàng: 58,7k          | Rồng: 2 ⋅ Trụ: 2 ⋅ Vàng: 58,7k          | Rồng: 2 ⋅ Trụ: 2 ⋅ Vàng: 58,7k          | Rồng: 2 ⋅ Trụ: 2 ⋅ Vàng: 58,7k          | Rồng: 2 ⋅ Trụ: 2 ⋅ Vàng: 58,7k          | Rồng: 2 ⋅ Trụ: 2 ⋅ Vàng: 58,7k          | Rồng: 2 ⋅ Trụ: 2 ⋅ Vàng: 58,7k          |
| Renekton ⋅ Ivern Orianna ⋅ Jax ⋅ Skarner | Renekton ⋅ Ivern Orianna ⋅ Jax ⋅ Skarner | Renekton ⋅ Ivern Orianna ⋅ Jax ⋅ Skarner | Renekton ⋅ Ivern Orianna ⋅ Jax ⋅ Skarner | Renekton ⋅ Ivern Orianna ⋅ Jax ⋅ Skarner | Renekton ⋅ Ivern Orianna ⋅ Jax ⋅ Skarner | Renekton ⋅ Ivern Orianna ⋅ Jax ⋅ Skarner | Cấm                           | Cấm   | Aurora ⋅ Ziggs Rumble ⋅ Rakan ⋅ Alistar | Aurora ⋅ Ziggs Rumble ⋅ Rakan ⋅ Alistar | Aurora ⋅ Ziggs Rumble ⋅ Rakan ⋅ Alistar | Aurora ⋅ Ziggs Rumble ⋅ Rakan ⋅ Alistar | Aurora ⋅ Ziggs Rumble ⋅ Rakan ⋅ Alistar | Aurora ⋅ Ziggs Rumble ⋅ Rakan ⋅ Alistar | Aurora ⋅ Ziggs Rumble ⋅ Rakan ⋅ Alistar |
| Yone ⋅ Vi Sylas ⋅ Smolder ⋅ Rell         | Yone ⋅ Vi Sylas ⋅ Smolder ⋅ Rell         | Yone ⋅ Vi Sylas ⋅ Smolder ⋅ Rell         | Yone ⋅ Vi Sylas ⋅ Smolder ⋅ Rell         | Yone ⋅ Vi Sylas ⋅ Smolder ⋅ Rell         | Yone ⋅ Vi Sylas ⋅ Smolder ⋅ Rell         | Yone ⋅ Vi Sylas ⋅ Smolder ⋅ Rell         | Chọn                          | Chọn  | Darius ⋅ Amumu Syndra ⋅ Ashe ⋅ Leona    | Darius ⋅ Amumu Syndra ⋅ Ashe ⋅ Leona    | Darius ⋅ Amumu Syndra ⋅ Ashe ⋅ Leona    | Darius ⋅ Amumu Syndra ⋅ Ashe ⋅ Leona    | Darius ⋅ Amumu Syndra ⋅ Ashe ⋅ Leona    | Darius ⋅ Amumu Syndra ⋅ Ashe ⋅ Leona    | Darius ⋅ Amumu Syndra ⋅ Ashe ⋅ Leona    |
|                                          |                                          |                                          |                                          |                                          |                                          |                                          |                               |       |                                         |                                         |                                         |                                         |                                         |                                         |                                         |

| Fnatic | 1 – 0 | GAM Esports |

| 22/15/51                                | 22/15/51                                | 22/15/51                                | 22/15/51                                | 22/15/51                                | 22/15/51                                | 22/15/51                                | Bo1                           | Bo1   | 15/22/30                                 | 15/22/30                                 | 15/22/30                                 | 15/22/30                                 | 15/22/30                                 | 15/22/30                                 | 15/22/30                                 |
| Rồng: 5 ⋅ Trụ: 8 ⋅ Vàng: 68,3k          | Rồng: 5 ⋅ Trụ: 8 ⋅ Vàng: 68,3k          | Rồng: 5 ⋅ Trụ: 8 ⋅ Vàng: 68,3k          | Rồng: 5 ⋅ Trụ: 8 ⋅ Vàng: 68,3k          | Rồng: 5 ⋅ Trụ: 8 ⋅ Vàng: 68,3k          | Rồng: 5 ⋅ Trụ: 8 ⋅ Vàng: 68,3k          | Rồng: 5 ⋅ Trụ: 8 ⋅ Vàng: 68,3k          | Sự kiện thể thao đang diễn ra | 33:07 | Rồng: 0 ⋅ Trụ: 3 ⋅ Vàng: 58,8k           | Rồng: 0 ⋅ Trụ: 3 ⋅ Vàng: 58,8k           | Rồng: 0 ⋅ Trụ: 3 ⋅ Vàng: 58,8k           | Rồng: 0 ⋅ Trụ: 3 ⋅ Vàng: 58,8k           | Rồng: 0 ⋅ Trụ: 3 ⋅ Vàng: 58,8k           | Rồng: 0 ⋅ Trụ: 3 ⋅ Vàng: 58,8k           | Rồng: 0 ⋅ Trụ: 3 ⋅ Vàng: 58,8k           |
| Shyvana ⋅ Rumble Aurora ⋅ Ezreal ⋅ Jhin | Shyvana ⋅ Rumble Aurora ⋅ Ezreal ⋅ Jhin | Shyvana ⋅ Rumble Aurora ⋅ Ezreal ⋅ Jhin | Shyvana ⋅ Rumble Aurora ⋅ Ezreal ⋅ Jhin | Shyvana ⋅ Rumble Aurora ⋅ Ezreal ⋅ Jhin | Shyvana ⋅ Rumble Aurora ⋅ Ezreal ⋅ Jhin | Shyvana ⋅ Rumble Aurora ⋅ Ezreal ⋅ Jhin | Cấm                           | Cấm   | Skarner ⋅ Lucian Ivern ⋅ K’Sante ⋅ Poppy | Skarner ⋅ Lucian Ivern ⋅ K’Sante ⋅ Poppy | Skarner ⋅ Lucian Ivern ⋅ K’Sante ⋅ Poppy | Skarner ⋅ Lucian Ivern ⋅ K’Sante ⋅ Poppy | Skarner ⋅ Lucian Ivern ⋅ K’Sante ⋅ Poppy | Skarner ⋅ Lucian Ivern ⋅ K’Sante ⋅ Poppy | Skarner ⋅ Lucian Ivern ⋅ K’Sante ⋅ Poppy |
| Gnar ⋅ Jarvan IV Yone ⋅ Ziggs ⋅ Leona   | Gnar ⋅ Jarvan IV Yone ⋅ Ziggs ⋅ Leona   | Gnar ⋅ Jarvan IV Yone ⋅ Ziggs ⋅ Leona   | Gnar ⋅ Jarvan IV Yone ⋅ Ziggs ⋅ Leona   | Gnar ⋅ Jarvan IV Yone ⋅ Ziggs ⋅ Leona   | Gnar ⋅ Jarvan IV Yone ⋅ Ziggs ⋅ Leona   | Gnar ⋅ Jarvan IV Yone ⋅ Ziggs ⋅ Leona   | Chọn                          | Chọn  | Jax ⋅ Zyra Smolder ⋅ Kai’Sa ⋅ Rell       | Jax ⋅ Zyra Smolder ⋅ Kai’Sa ⋅ Rell       | Jax ⋅ Zyra Smolder ⋅ Kai’Sa ⋅ Rell       | Jax ⋅ Zyra Smolder ⋅ Kai’Sa ⋅ Rell       | Jax ⋅ Zyra Smolder ⋅ Kai’Sa ⋅ Rell       | Jax ⋅ Zyra Smolder ⋅ Kai’Sa ⋅ Rell       | Jax ⋅ Zyra Smolder ⋅ Kai’Sa ⋅ Rell       |
|                                         |                                         |                                         |                                         |                                         |                                         |                                         |                               |       |                                          |                                          |                                          |                                          |                                          |                                          |                                          |

| Fnatic | 1 – 0 | GAM Esports |

| 22/15/51                                | 22/15/51                                | 22/15/51                                | 22/15/51                                | 22/15/51                                | 22/15/51                                | 22/15/51                                | Bo1                           | Bo1   | 15/22/30                                 | 15/22/30                                 | 15/22/30                                 | 15/22/30                                 | 15/22/30                                 | 15/22/30                                 | 15/22/30                                 |
| Rồng: 5 ⋅ Trụ: 8 ⋅ Vàng: 68,3k          | Rồng: 5 ⋅ Trụ: 8 ⋅ Vàng: 68,3k          | Rồng: 5 ⋅ Trụ: 8 ⋅ Vàng: 68,3k          | Rồng: 5 ⋅ Trụ: 8 ⋅ Vàng: 68,3k          | Rồng: 5 ⋅ Trụ: 8 ⋅ Vàng: 68,3k          | Rồng: 5 ⋅ Trụ: 8 ⋅ Vàng: 68,3k          | Rồng: 5 ⋅ Trụ: 8 ⋅ Vàng: 68,3k          | Sự kiện thể thao đang diễn ra | 33:07 | Rồng: 0 ⋅ Trụ: 3 ⋅ Vàng: 58,8k           | Rồng: 0 ⋅ Trụ: 3 ⋅ Vàng: 58,8k           | Rồng: 0 ⋅ Trụ: 3 ⋅ Vàng: 58,8k           | Rồng: 0 ⋅ Trụ: 3 ⋅ Vàng: 58,8k           | Rồng: 0 ⋅ Trụ: 3 ⋅ Vàng: 58,8k           | Rồng: 0 ⋅ Trụ: 3 ⋅ Vàng: 58,8k           | Rồng: 0 ⋅ Trụ: 3 ⋅ Vàng: 58,8k           |
| Shyvana ⋅ Rumble Aurora ⋅ Ezreal ⋅ Jhin | Shyvana ⋅ Rumble Aurora ⋅ Ezreal ⋅ Jhin | Shyvana ⋅ Rumble Aurora ⋅ Ezreal ⋅ Jhin | Shyvana ⋅ Rumble Aurora ⋅ Ezreal ⋅ Jhin | Shyvana ⋅ Rumble Aurora ⋅ Ezreal ⋅ Jhin | Shyvana ⋅ Rumble Aurora ⋅ Ezreal ⋅ Jhin | Shyvana ⋅ Rumble Aurora ⋅ Ezreal ⋅ Jhin | Cấm                           | Cấm   | Skarner ⋅ Lucian Ivern ⋅ K’Sante ⋅ Poppy | Skarner ⋅ Lucian Ivern ⋅ K’Sante ⋅ Poppy | Skarner ⋅ Lucian Ivern ⋅ K’Sante ⋅ Poppy | Skarner ⋅ Lucian Ivern ⋅ K’Sante ⋅ Poppy | Skarner ⋅ Lucian Ivern ⋅ K’Sante ⋅ Poppy | Skarner ⋅ Lucian Ivern ⋅ K’Sante ⋅ Poppy | Skarner ⋅ Lucian Ivern ⋅ K’Sante ⋅ Poppy |
| Gnar ⋅ Jarvan IV Yone ⋅ Ziggs ⋅ Leona   | Gnar ⋅ Jarvan IV Yone ⋅ Ziggs ⋅ Leona   | Gnar ⋅ Jarvan IV Yone ⋅ Ziggs ⋅ Leona   | Gnar ⋅ Jarvan IV Yone ⋅ Ziggs ⋅ Leona   | Gnar ⋅ Jarvan IV Yone ⋅ Ziggs ⋅ Leona   | Gnar ⋅ Jarvan IV Yone ⋅ Ziggs ⋅ Leona   | Gnar ⋅ Jarvan IV Yone ⋅ Ziggs ⋅ Leona   | Chọn                          | Chọn  | Jax ⋅ Zyra Smolder ⋅ Kai’Sa ⋅ Rell       | Jax ⋅ Zyra Smolder ⋅ Kai’Sa ⋅ Rell       | Jax ⋅ Zyra Smolder ⋅ Kai’Sa ⋅ Rell       | Jax ⋅ Zyra Smolder ⋅ Kai’Sa ⋅ Rell       | Jax ⋅ Zyra Smolder ⋅ Kai’Sa ⋅ Rell       | Jax ⋅ Zyra Smolder ⋅ Kai’Sa ⋅ Rell       | Jax ⋅ Zyra Smolder ⋅ Kai’Sa ⋅ Rell       |
|                                         |                                         |                                         |                                         |                                         |                                         |                                         |                               |       |                                          |                                          |                                          |                                          |                                          |                                          |                                          |

| PSG Talon | 1 – 0 | MAD Lions KOI |

| 20/4/56                                       | 20/4/56                                       | 20/4/56                                       | 20/4/56                                       | 20/4/56                                       | 20/4/56                                       | 20/4/56                                       | Bo1                           | Bo1   | 4/20/9                                   | 4/20/9                                   | 4/20/9                                   | 4/20/9                                   | 4/20/9                                   | 4/20/9                                   | 4/20/9                                   |
| Rồng: 3 ⋅ Trụ: 10 ⋅ Vàng: 66,1k               | Rồng: 3 ⋅ Trụ: 10 ⋅ Vàng: 66,1k               | Rồng: 3 ⋅ Trụ: 10 ⋅ Vàng: 66,1k               | Rồng: 3 ⋅ Trụ: 10 ⋅ Vàng: 66,1k               | Rồng: 3 ⋅ Trụ: 10 ⋅ Vàng: 66,1k               | Rồng: 3 ⋅ Trụ: 10 ⋅ Vàng: 66,1k               | Rồng: 3 ⋅ Trụ: 10 ⋅ Vàng: 66,1k               | Sự kiện thể thao đang diễn ra | 31:57 | Rồng: 1 ⋅ Trụ: 3 ⋅ Vàng: 51,2k           | Rồng: 1 ⋅ Trụ: 3 ⋅ Vàng: 51,2k           | Rồng: 1 ⋅ Trụ: 3 ⋅ Vàng: 51,2k           | Rồng: 1 ⋅ Trụ: 3 ⋅ Vàng: 51,2k           | Rồng: 1 ⋅ Trụ: 3 ⋅ Vàng: 51,2k           | Rồng: 1 ⋅ Trụ: 3 ⋅ Vàng: 51,2k           | Rồng: 1 ⋅ Trụ: 3 ⋅ Vàng: 51,2k           |
| Nidalee ⋅ K’Sante Jarvan IV ⋅ Renekton ⋅ Gnar | Nidalee ⋅ K’Sante Jarvan IV ⋅ Renekton ⋅ Gnar | Nidalee ⋅ K’Sante Jarvan IV ⋅ Renekton ⋅ Gnar | Nidalee ⋅ K’Sante Jarvan IV ⋅ Renekton ⋅ Gnar | Nidalee ⋅ K’Sante Jarvan IV ⋅ Renekton ⋅ Gnar | Nidalee ⋅ K’Sante Jarvan IV ⋅ Renekton ⋅ Gnar | Nidalee ⋅ K’Sante Jarvan IV ⋅ Renekton ⋅ Gnar | Cấm                           | Cấm   | Aurora ⋅ Skarner Sejuani ⋅ Jhin ⋅ Ezreal | Aurora ⋅ Skarner Sejuani ⋅ Jhin ⋅ Ezreal | Aurora ⋅ Skarner Sejuani ⋅ Jhin ⋅ Ezreal | Aurora ⋅ Skarner Sejuani ⋅ Jhin ⋅ Ezreal | Aurora ⋅ Skarner Sejuani ⋅ Jhin ⋅ Ezreal | Aurora ⋅ Skarner Sejuani ⋅ Jhin ⋅ Ezreal | Aurora ⋅ Skarner Sejuani ⋅ Jhin ⋅ Ezreal |
| Rumble ⋅ Maokai Yone ⋅ Kai’Sa ⋅ Rell          | Rumble ⋅ Maokai Yone ⋅ Kai’Sa ⋅ Rell          | Rumble ⋅ Maokai Yone ⋅ Kai’Sa ⋅ Rell          | Rumble ⋅ Maokai Yone ⋅ Kai’Sa ⋅ Rell          | Rumble ⋅ Maokai Yone ⋅ Kai’Sa ⋅ Rell          | Rumble ⋅ Maokai Yone ⋅ Kai’Sa ⋅ Rell          | Rumble ⋅ Maokai Yone ⋅ Kai’Sa ⋅ Rell          | Chọn                          | Chọn  | Galio ⋅ Vi Smolder ⋅ Ziggs ⋅ Alistar     | Galio ⋅ Vi Smolder ⋅ Ziggs ⋅ Alistar     | Galio ⋅ Vi Smolder ⋅ Ziggs ⋅ Alistar     | Galio ⋅ Vi Smolder ⋅ Ziggs ⋅ Alistar     | Galio ⋅ Vi Smolder ⋅ Ziggs ⋅ Alistar     | Galio ⋅ Vi Smolder ⋅ Ziggs ⋅ Alistar     | Galio ⋅ Vi Smolder ⋅ Ziggs ⋅ Alistar     |
|                                               |                                               |                                               |                                               |                                               |                                               |                                               |                               |       |                                          |                                          |                                          |                                          |                                          |                                          |                                          |

| PSG Talon | 1 – 0 | MAD Lions KOI |

| 20/4/56                                       | 20/4/56                                       | 20/4/56                                       | 20/4/56                                       | 20/4/56                                       | 20/4/56                                       | 20/4/56                                       | Bo1                           | Bo1   | 4/20/9                                   | 4/20/9                                   | 4/20/9                                   | 4/20/9                                   | 4/20/9                                   | 4/20/9                                   | 4/20/9                                   |
| Rồng: 3 ⋅ Trụ: 10 ⋅ Vàng: 66,1k               | Rồng: 3 ⋅ Trụ: 10 ⋅ Vàng: 66,1k               | Rồng: 3 ⋅ Trụ: 10 ⋅ Vàng: 66,1k               | Rồng: 3 ⋅ Trụ: 10 ⋅ Vàng: 66,1k               | Rồng: 3 ⋅ Trụ: 10 ⋅ Vàng: 66,1k               | Rồng: 3 ⋅ Trụ: 10 ⋅ Vàng: 66,1k               | Rồng: 3 ⋅ Trụ: 10 ⋅ Vàng: 66,1k               | Sự kiện thể thao đang diễn ra | 31:57 | Rồng: 1 ⋅ Trụ: 3 ⋅ Vàng: 51,2k           | Rồng: 1 ⋅ Trụ: 3 ⋅ Vàng: 51,2k           | Rồng: 1 ⋅ Trụ: 3 ⋅ Vàng: 51,2k           | Rồng: 1 ⋅ Trụ: 3 ⋅ Vàng: 51,2k           | Rồng: 1 ⋅ Trụ: 3 ⋅ Vàng: 51,2k           | Rồng: 1 ⋅ Trụ: 3 ⋅ Vàng: 51,2k           | Rồng: 1 ⋅ Trụ: 3 ⋅ Vàng: 51,2k           |
| Nidalee ⋅ K’Sante Jarvan IV ⋅ Renekton ⋅ Gnar | Nidalee ⋅ K’Sante Jarvan IV ⋅ Renekton ⋅ Gnar | Nidalee ⋅ K’Sante Jarvan IV ⋅ Renekton ⋅ Gnar | Nidalee ⋅ K’Sante Jarvan IV ⋅ Renekton ⋅ Gnar | Nidalee ⋅ K’Sante Jarvan IV ⋅ Renekton ⋅ Gnar | Nidalee ⋅ K’Sante Jarvan IV ⋅ Renekton ⋅ Gnar | Nidalee ⋅ K’Sante Jarvan IV ⋅ Renekton ⋅ Gnar | Cấm                           | Cấm   | Aurora ⋅ Skarner Sejuani ⋅ Jhin ⋅ Ezreal | Aurora ⋅ Skarner Sejuani ⋅ Jhin ⋅ Ezreal | Aurora ⋅ Skarner Sejuani ⋅ Jhin ⋅ Ezreal | Aurora ⋅ Skarner Sejuani ⋅ Jhin ⋅ Ezreal | Aurora ⋅ Skarner Sejuani ⋅ Jhin ⋅ Ezreal | Aurora ⋅ Skarner Sejuani ⋅ Jhin ⋅ Ezreal | Aurora ⋅ Skarner Sejuani ⋅ Jhin ⋅ Ezreal |
| Rumble ⋅ Maokai Yone ⋅ Kai’Sa ⋅ Rell          | Rumble ⋅ Maokai Yone ⋅ Kai’Sa ⋅ Rell          | Rumble ⋅ Maokai Yone ⋅ Kai’Sa ⋅ Rell          | Rumble ⋅ Maokai Yone ⋅ Kai’Sa ⋅ Rell          | Rumble ⋅ Maokai Yone ⋅ Kai’Sa ⋅ Rell          | Rumble ⋅ Maokai Yone ⋅ Kai’Sa ⋅ Rell          | Rumble ⋅ Maokai Yone ⋅ Kai’Sa ⋅ Rell          | Chọn                          | Chọn  | Galio ⋅ Vi Smolder ⋅ Ziggs ⋅ Alistar     | Galio ⋅ Vi Smolder ⋅ Ziggs ⋅ Alistar     | Galio ⋅ Vi Smolder ⋅ Ziggs ⋅ Alistar     | Galio ⋅ Vi Smolder ⋅ Ziggs ⋅ Alistar     | Galio ⋅ Vi Smolder ⋅ Ziggs ⋅ Alistar     | Galio ⋅ Vi Smolder ⋅ Ziggs ⋅ Alistar     | Galio ⋅ Vi Smolder ⋅ Ziggs ⋅ Alistar     |
|                                               |                                               |                                               |                                               |                                               |                                               |                                               |                               |       |                                          |                                          |                                          |                                          |                                          |                                          |                                          |

#### Vòng đấu 3
Nhóm hiệu số 2–0
| Dplus KIA | 0 – 2 | LNG Esports |

| 8/18/25                                 | 8/18/25                                 | 8/18/25                                 | 8/18/25                                 | 8/18/25                                 | 8/18/25                                 | 8/18/25                                 | Trận 1                        | Trận 1 | 18/8/42                             | 18/8/42                             | 18/8/42                             | 18/8/42                             | 18/8/42                             | 18/8/42                             | 18/8/42                             |
| Rồng: 1 ⋅ Trụ: 3 ⋅ Vàng: 60,9k          | Rồng: 1 ⋅ Trụ: 3 ⋅ Vàng: 60,9k          | Rồng: 1 ⋅ Trụ: 3 ⋅ Vàng: 60,9k          | Rồng: 1 ⋅ Trụ: 3 ⋅ Vàng: 60,9k          | Rồng: 1 ⋅ Trụ: 3 ⋅ Vàng: 60,9k          | Rồng: 1 ⋅ Trụ: 3 ⋅ Vàng: 60,9k          | Rồng: 1 ⋅ Trụ: 3 ⋅ Vàng: 60,9k          | Sự kiện thể thao đang diễn ra | 36:52  | Rồng: 5 ⋅ Trụ: 11 ⋅ Vàng: 77,6k     | Rồng: 5 ⋅ Trụ: 11 ⋅ Vàng: 77,6k     | Rồng: 5 ⋅ Trụ: 11 ⋅ Vàng: 77,6k     | Rồng: 5 ⋅ Trụ: 11 ⋅ Vàng: 77,6k     | Rồng: 5 ⋅ Trụ: 11 ⋅ Vàng: 77,6k     | Rồng: 5 ⋅ Trụ: 11 ⋅ Vàng: 77,6k     | Rồng: 5 ⋅ Trụ: 11 ⋅ Vàng: 77,6k     |
| Rumble ⋅ Yone Nocturne ⋅ Ahri ⋅ Rakan   | Rumble ⋅ Yone Nocturne ⋅ Ahri ⋅ Rakan   | Rumble ⋅ Yone Nocturne ⋅ Ahri ⋅ Rakan   | Rumble ⋅ Yone Nocturne ⋅ Ahri ⋅ Rakan   | Rumble ⋅ Yone Nocturne ⋅ Ahri ⋅ Rakan   | Rumble ⋅ Yone Nocturne ⋅ Ahri ⋅ Rakan   | Rumble ⋅ Yone Nocturne ⋅ Ahri ⋅ Rakan   | Cấm                           | Cấm    | Aurora ⋅ Gnar Jax ⋅ K’Sante ⋅ Poppy | Aurora ⋅ Gnar Jax ⋅ K’Sante ⋅ Poppy | Aurora ⋅ Gnar Jax ⋅ K’Sante ⋅ Poppy | Aurora ⋅ Gnar Jax ⋅ K’Sante ⋅ Poppy | Aurora ⋅ Gnar Jax ⋅ K’Sante ⋅ Poppy | Aurora ⋅ Gnar Jax ⋅ K’Sante ⋅ Poppy | Aurora ⋅ Gnar Jax ⋅ K’Sante ⋅ Poppy |
| Olaf ⋅ Maokai Smolder ⋅ Ziggs ⋅ Alistar | Olaf ⋅ Maokai Smolder ⋅ Ziggs ⋅ Alistar | Olaf ⋅ Maokai Smolder ⋅ Ziggs ⋅ Alistar | Olaf ⋅ Maokai Smolder ⋅ Ziggs ⋅ Alistar | Olaf ⋅ Maokai Smolder ⋅ Ziggs ⋅ Alistar | Olaf ⋅ Maokai Smolder ⋅ Ziggs ⋅ Alistar | Olaf ⋅ Maokai Smolder ⋅ Ziggs ⋅ Alistar | Chọn                          | Chọn   | Renekton ⋅ Vi Sylas ⋅ Kai’Sa ⋅ Rell | Renekton ⋅ Vi Sylas ⋅ Kai’Sa ⋅ Rell | Renekton ⋅ Vi Sylas ⋅ Kai’Sa ⋅ Rell | Renekton ⋅ Vi Sylas ⋅ Kai’Sa ⋅ Rell | Renekton ⋅ Vi Sylas ⋅ Kai’Sa ⋅ Rell | Renekton ⋅ Vi Sylas ⋅ Kai’Sa ⋅ Rell | Renekton ⋅ Vi Sylas ⋅ Kai’Sa ⋅ Rell |
|                                         |                                         |                                         |                                         |                                         |                                         |                                         |                               |        |                                     |                                     |                                     |                                     |                                     |                                     |                                     |

| 11/22/26                                  | 11/22/26                                  | 11/22/26                                  | 11/22/26                                  | 11/22/26                                  | 11/22/26                                  | 11/22/26                                  | Trận 2                        | Trận 2 | 22/11/61                                | 22/11/61                                | 22/11/61                                | 22/11/61                                | 22/11/61                                | 22/11/61                                | 22/11/61                                |
| Rồng: 0 ⋅ Trụ: 6 ⋅ Vàng: 67,8k            | Rồng: 0 ⋅ Trụ: 6 ⋅ Vàng: 67,8k            | Rồng: 0 ⋅ Trụ: 6 ⋅ Vàng: 67,8k            | Rồng: 0 ⋅ Trụ: 6 ⋅ Vàng: 67,8k            | Rồng: 0 ⋅ Trụ: 6 ⋅ Vàng: 67,8k            | Rồng: 0 ⋅ Trụ: 6 ⋅ Vàng: 67,8k            | Rồng: 0 ⋅ Trụ: 6 ⋅ Vàng: 67,8k            | Sự kiện thể thao đang diễn ra | 39:50  | Rồng: 5 ⋅ Trụ: 9 ⋅ Vàng: 75,6k          | Rồng: 5 ⋅ Trụ: 9 ⋅ Vàng: 75,6k          | Rồng: 5 ⋅ Trụ: 9 ⋅ Vàng: 75,6k          | Rồng: 5 ⋅ Trụ: 9 ⋅ Vàng: 75,6k          | Rồng: 5 ⋅ Trụ: 9 ⋅ Vàng: 75,6k          | Rồng: 5 ⋅ Trụ: 9 ⋅ Vàng: 75,6k          | Rồng: 5 ⋅ Trụ: 9 ⋅ Vàng: 75,6k          |
| Rumble ⋅ Renekton Yone ⋅ Nautilus ⋅ Leona | Rumble ⋅ Renekton Yone ⋅ Nautilus ⋅ Leona | Rumble ⋅ Renekton Yone ⋅ Nautilus ⋅ Leona | Rumble ⋅ Renekton Yone ⋅ Nautilus ⋅ Leona | Rumble ⋅ Renekton Yone ⋅ Nautilus ⋅ Leona | Rumble ⋅ Renekton Yone ⋅ Nautilus ⋅ Leona | Rumble ⋅ Renekton Yone ⋅ Nautilus ⋅ Leona | Cấm                           | Cấm    | Aurora ⋅ Gnar Jax ⋅ Smolder ⋅ Tristana  | Aurora ⋅ Gnar Jax ⋅ Smolder ⋅ Tristana  | Aurora ⋅ Gnar Jax ⋅ Smolder ⋅ Tristana  | Aurora ⋅ Gnar Jax ⋅ Smolder ⋅ Tristana  | Aurora ⋅ Gnar Jax ⋅ Smolder ⋅ Tristana  | Aurora ⋅ Gnar Jax ⋅ Smolder ⋅ Tristana  | Aurora ⋅ Gnar Jax ⋅ Smolder ⋅ Tristana  |
| K’Sante ⋅ Vi Ahri ⋅ Ziggs ⋅ Poppy         | K’Sante ⋅ Vi Ahri ⋅ Ziggs ⋅ Poppy         | K’Sante ⋅ Vi Ahri ⋅ Ziggs ⋅ Poppy         | K’Sante ⋅ Vi Ahri ⋅ Ziggs ⋅ Poppy         | K’Sante ⋅ Vi Ahri ⋅ Ziggs ⋅ Poppy         | K’Sante ⋅ Vi Ahri ⋅ Ziggs ⋅ Poppy         | K’Sante ⋅ Vi Ahri ⋅ Ziggs ⋅ Poppy         | Chọn                          | Chọn   | Camille ⋅ Sejuani Galio ⋅ Kai’Sa ⋅ Rell | Camille ⋅ Sejuani Galio ⋅ Kai’Sa ⋅ Rell | Camille ⋅ Sejuani Galio ⋅ Kai’Sa ⋅ Rell | Camille ⋅ Sejuani Galio ⋅ Kai’Sa ⋅ Rell | Camille ⋅ Sejuani Galio ⋅ Kai’Sa ⋅ Rell | Camille ⋅ Sejuani Galio ⋅ Kai’Sa ⋅ Rell | Camille ⋅ Sejuani Galio ⋅ Kai’Sa ⋅ Rell |
|                                           |                                           |                                           |                                           |                                           |                                           |                                           |                               |        |                                         |                                         |                                         |                                         |                                         |                                         |                                         |

| Dplus KIA | 0 – 2 | LNG Esports |

| 8/18/25                                 | 8/18/25                                 | 8/18/25                                 | 8/18/25                                 | 8/18/25                                 | 8/18/25                                 | 8/18/25                                 | Trận 1                        | Trận 1 | 18/8/42                             | 18/8/42                             | 18/8/42                             | 18/8/42                             | 18/8/42                             | 18/8/42                             | 18/8/42                             |
| Rồng: 1 ⋅ Trụ: 3 ⋅ Vàng: 60,9k          | Rồng: 1 ⋅ Trụ: 3 ⋅ Vàng: 60,9k          | Rồng: 1 ⋅ Trụ: 3 ⋅ Vàng: 60,9k          | Rồng: 1 ⋅ Trụ: 3 ⋅ Vàng: 60,9k          | Rồng: 1 ⋅ Trụ: 3 ⋅ Vàng: 60,9k          | Rồng: 1 ⋅ Trụ: 3 ⋅ Vàng: 60,9k          | Rồng: 1 ⋅ Trụ: 3 ⋅ Vàng: 60,9k          | Sự kiện thể thao đang diễn ra | 36:52  | Rồng: 5 ⋅ Trụ: 11 ⋅ Vàng: 77,6k     | Rồng: 5 ⋅ Trụ: 11 ⋅ Vàng: 77,6k     | Rồng: 5 ⋅ Trụ: 11 ⋅ Vàng: 77,6k     | Rồng: 5 ⋅ Trụ: 11 ⋅ Vàng: 77,6k     | Rồng: 5 ⋅ Trụ: 11 ⋅ Vàng: 77,6k     | Rồng: 5 ⋅ Trụ: 11 ⋅ Vàng: 77,6k     | Rồng: 5 ⋅ Trụ: 11 ⋅ Vàng: 77,6k     |
| Rumble ⋅ Yone Nocturne ⋅ Ahri ⋅ Rakan   | Rumble ⋅ Yone Nocturne ⋅ Ahri ⋅ Rakan   | Rumble ⋅ Yone Nocturne ⋅ Ahri ⋅ Rakan   | Rumble ⋅ Yone Nocturne ⋅ Ahri ⋅ Rakan   | Rumble ⋅ Yone Nocturne ⋅ Ahri ⋅ Rakan   | Rumble ⋅ Yone Nocturne ⋅ Ahri ⋅ Rakan   | Rumble ⋅ Yone Nocturne ⋅ Ahri ⋅ Rakan   | Cấm                           | Cấm    | Aurora ⋅ Gnar Jax ⋅ K’Sante ⋅ Poppy | Aurora ⋅ Gnar Jax ⋅ K’Sante ⋅ Poppy | Aurora ⋅ Gnar Jax ⋅ K’Sante ⋅ Poppy | Aurora ⋅ Gnar Jax ⋅ K’Sante ⋅ Poppy | Aurora ⋅ Gnar Jax ⋅ K’Sante ⋅ Poppy | Aurora ⋅ Gnar Jax ⋅ K’Sante ⋅ Poppy | Aurora ⋅ Gnar Jax ⋅ K’Sante ⋅ Poppy |
| Olaf ⋅ Maokai Smolder ⋅ Ziggs ⋅ Alistar | Olaf ⋅ Maokai Smolder ⋅ Ziggs ⋅ Alistar | Olaf ⋅ Maokai Smolder ⋅ Ziggs ⋅ Alistar | Olaf ⋅ Maokai Smolder ⋅ Ziggs ⋅ Alistar | Olaf ⋅ Maokai Smolder ⋅ Ziggs ⋅ Alistar | Olaf ⋅ Maokai Smolder ⋅ Ziggs ⋅ Alistar | Olaf ⋅ Maokai Smolder ⋅ Ziggs ⋅ Alistar | Chọn                          | Chọn   | Renekton ⋅ Vi Sylas ⋅ Kai’Sa ⋅ Rell | Renekton ⋅ Vi Sylas ⋅ Kai’Sa ⋅ Rell | Renekton ⋅ Vi Sylas ⋅ Kai’Sa ⋅ Rell | Renekton ⋅ Vi Sylas ⋅ Kai’Sa ⋅ Rell | Renekton ⋅ Vi Sylas ⋅ Kai’Sa ⋅ Rell | Renekton ⋅ Vi Sylas ⋅ Kai’Sa ⋅ Rell | Renekton ⋅ Vi Sylas ⋅ Kai’Sa ⋅ Rell |
|                                         |                                         |                                         |                                         |                                         |                                         |                                         |                               |        |                                     |                                     |                                     |                                     |                                     |                                     |                                     |

| 11/22/26                                  | 11/22/26                                  | 11/22/26                                  | 11/22/26                                  | 11/22/26                                  | 11/22/26                                  | 11/22/26                                  | Trận 2                        | Trận 2 | 22/11/61                                | 22/11/61                                | 22/11/61                                | 22/11/61                                | 22/11/61                                | 22/11/61                                | 22/11/61                                |
| Rồng: 0 ⋅ Trụ: 6 ⋅ Vàng: 67,8k            | Rồng: 0 ⋅ Trụ: 6 ⋅ Vàng: 67,8k            | Rồng: 0 ⋅ Trụ: 6 ⋅ Vàng: 67,8k            | Rồng: 0 ⋅ Trụ: 6 ⋅ Vàng: 67,8k            | Rồng: 0 ⋅ Trụ: 6 ⋅ Vàng: 67,8k            | Rồng: 0 ⋅ Trụ: 6 ⋅ Vàng: 67,8k            | Rồng: 0 ⋅ Trụ: 6 ⋅ Vàng: 67,8k            | Sự kiện thể thao đang diễn ra | 39:50  | Rồng: 5 ⋅ Trụ: 9 ⋅ Vàng: 75,6k          | Rồng: 5 ⋅ Trụ: 9 ⋅ Vàng: 75,6k          | Rồng: 5 ⋅ Trụ: 9 ⋅ Vàng: 75,6k          | Rồng: 5 ⋅ Trụ: 9 ⋅ Vàng: 75,6k          | Rồng: 5 ⋅ Trụ: 9 ⋅ Vàng: 75,6k          | Rồng: 5 ⋅ Trụ: 9 ⋅ Vàng: 75,6k          | Rồng: 5 ⋅ Trụ: 9 ⋅ Vàng: 75,6k          |
| Rumble ⋅ Renekton Yone ⋅ Nautilus ⋅ Leona | Rumble ⋅ Renekton Yone ⋅ Nautilus ⋅ Leona | Rumble ⋅ Renekton Yone ⋅ Nautilus ⋅ Leona | Rumble ⋅ Renekton Yone ⋅ Nautilus ⋅ Leona | Rumble ⋅ Renekton Yone ⋅ Nautilus ⋅ Leona | Rumble ⋅ Renekton Yone ⋅ Nautilus ⋅ Leona | Rumble ⋅ Renekton Yone ⋅ Nautilus ⋅ Leona | Cấm                           | Cấm    | Aurora ⋅ Gnar Jax ⋅ Smolder ⋅ Tristana  | Aurora ⋅ Gnar Jax ⋅ Smolder ⋅ Tristana  | Aurora ⋅ Gnar Jax ⋅ Smolder ⋅ Tristana  | Aurora ⋅ Gnar Jax ⋅ Smolder ⋅ Tristana  | Aurora ⋅ Gnar Jax ⋅ Smolder ⋅ Tristana  | Aurora ⋅ Gnar Jax ⋅ Smolder ⋅ Tristana  | Aurora ⋅ Gnar Jax ⋅ Smolder ⋅ Tristana  |
| K’Sante ⋅ Vi Ahri ⋅ Ziggs ⋅ Poppy         | K’Sante ⋅ Vi Ahri ⋅ Ziggs ⋅ Poppy         | K’Sante ⋅ Vi Ahri ⋅ Ziggs ⋅ Poppy         | K’Sante ⋅ Vi Ahri ⋅ Ziggs ⋅ Poppy         | K’Sante ⋅ Vi Ahri ⋅ Ziggs ⋅ Poppy         | K’Sante ⋅ Vi Ahri ⋅ Ziggs ⋅ Poppy         | K’Sante ⋅ Vi Ahri ⋅ Ziggs ⋅ Poppy         | Chọn                          | Chọn   | Camille ⋅ Sejuani Galio ⋅ Kai’Sa ⋅ Rell | Camille ⋅ Sejuani Galio ⋅ Kai’Sa ⋅ Rell | Camille ⋅ Sejuani Galio ⋅ Kai’Sa ⋅ Rell | Camille ⋅ Sejuani Galio ⋅ Kai’Sa ⋅ Rell | Camille ⋅ Sejuani Galio ⋅ Kai’Sa ⋅ Rell | Camille ⋅ Sejuani Galio ⋅ Kai’Sa ⋅ Rell | Camille ⋅ Sejuani Galio ⋅ Kai’Sa ⋅ Rell |
|                                           |                                           |                                           |                                           |                                           |                                           |                                           |                               |        |                                         |                                         |                                         |                                         |                                         |                                         |                                         |

| Hanwha Life Esports | 1 – 2 | Gen.G |

| 12/5/35                                  | 12/5/35                                  | 12/5/35                                  | 12/5/35                                  | 12/5/35                                  | 12/5/35                                  | 12/5/35                                  | Trận 1                        | Trận 1 | 5/12/18                                       | 5/12/18                                       | 5/12/18                                       | 5/12/18                                       | 5/12/18                                       | 5/12/18                                       | 5/12/18                                       |
| Rồng: 2 ⋅ Trụ: 8 ⋅ Vàng: 58,3k           | Rồng: 2 ⋅ Trụ: 8 ⋅ Vàng: 58,3k           | Rồng: 2 ⋅ Trụ: 8 ⋅ Vàng: 58,3k           | Rồng: 2 ⋅ Trụ: 8 ⋅ Vàng: 58,3k           | Rồng: 2 ⋅ Trụ: 8 ⋅ Vàng: 58,3k           | Rồng: 2 ⋅ Trụ: 8 ⋅ Vàng: 58,3k           | Rồng: 2 ⋅ Trụ: 8 ⋅ Vàng: 58,3k           | Sự kiện thể thao đang diễn ra | 30:25  | Rồng: 3 ⋅ Trụ: 3 ⋅ Vàng: 50,0k                | Rồng: 3 ⋅ Trụ: 3 ⋅ Vàng: 50,0k                | Rồng: 3 ⋅ Trụ: 3 ⋅ Vàng: 50,0k                | Rồng: 3 ⋅ Trụ: 3 ⋅ Vàng: 50,0k                | Rồng: 3 ⋅ Trụ: 3 ⋅ Vàng: 50,0k                | Rồng: 3 ⋅ Trụ: 3 ⋅ Vàng: 50,0k                | Rồng: 3 ⋅ Trụ: 3 ⋅ Vàng: 50,0k                |
| Nidalee ⋅ Ziggs Skarner ⋅ Kalista ⋅ Ashe | Nidalee ⋅ Ziggs Skarner ⋅ Kalista ⋅ Ashe | Nidalee ⋅ Ziggs Skarner ⋅ Kalista ⋅ Ashe | Nidalee ⋅ Ziggs Skarner ⋅ Kalista ⋅ Ashe | Nidalee ⋅ Ziggs Skarner ⋅ Kalista ⋅ Ashe | Nidalee ⋅ Ziggs Skarner ⋅ Kalista ⋅ Ashe | Nidalee ⋅ Ziggs Skarner ⋅ Kalista ⋅ Ashe | Cấm                           | Cấm    | Jax ⋅ Maokai Smolder ⋅ Ezreal ⋅ Jhin          | Jax ⋅ Maokai Smolder ⋅ Ezreal ⋅ Jhin          | Jax ⋅ Maokai Smolder ⋅ Ezreal ⋅ Jhin          | Jax ⋅ Maokai Smolder ⋅ Ezreal ⋅ Jhin          | Jax ⋅ Maokai Smolder ⋅ Ezreal ⋅ Jhin          | Jax ⋅ Maokai Smolder ⋅ Ezreal ⋅ Jhin          | Jax ⋅ Maokai Smolder ⋅ Ezreal ⋅ Jhin          |
| Gnar ⋅ Sejuani Yone ⋅ Kai’Sa ⋅ Rell      | Gnar ⋅ Sejuani Yone ⋅ Kai’Sa ⋅ Rell      | Gnar ⋅ Sejuani Yone ⋅ Kai’Sa ⋅ Rell      | Gnar ⋅ Sejuani Yone ⋅ Kai’Sa ⋅ Rell      | Gnar ⋅ Sejuani Yone ⋅ Kai’Sa ⋅ Rell      | Gnar ⋅ Sejuani Yone ⋅ Kai’Sa ⋅ Rell      | Gnar ⋅ Sejuani Yone ⋅ Kai’Sa ⋅ Rell      | Chọn                          | Chọn   | Aurora ⋅ Nocturne Ahri ⋅ Varus ⋅ Renata Glasc | Aurora ⋅ Nocturne Ahri ⋅ Varus ⋅ Renata Glasc | Aurora ⋅ Nocturne Ahri ⋅ Varus ⋅ Renata Glasc | Aurora ⋅ Nocturne Ahri ⋅ Varus ⋅ Renata Glasc | Aurora ⋅ Nocturne Ahri ⋅ Varus ⋅ Renata Glasc | Aurora ⋅ Nocturne Ahri ⋅ Varus ⋅ Renata Glasc | Aurora ⋅ Nocturne Ahri ⋅ Varus ⋅ Renata Glasc |
|                                          |                                          |                                          |                                          |                                          |                                          |                                          |                               |        |                                               |                                               |                                               |                                               |                                               |                                               |                                               |

| 8/20/24                                     | 8/20/24                                     | 8/20/24                                     | 8/20/24                                     | 8/20/24                                     | 8/20/24                                     | 8/20/24                                     | Trận 2                        | Trận 2 | 20/8/54                                  | 20/8/54                                  | 20/8/54                                  | 20/8/54                                  | 20/8/54                                  | 20/8/54                                  | 20/8/54                                  |
| Rồng: 1 ⋅ Trụ: 1 ⋅ Vàng: 59,5k              | Rồng: 1 ⋅ Trụ: 1 ⋅ Vàng: 59,5k              | Rồng: 1 ⋅ Trụ: 1 ⋅ Vàng: 59,5k              | Rồng: 1 ⋅ Trụ: 1 ⋅ Vàng: 59,5k              | Rồng: 1 ⋅ Trụ: 1 ⋅ Vàng: 59,5k              | Rồng: 1 ⋅ Trụ: 1 ⋅ Vàng: 59,5k              | Rồng: 1 ⋅ Trụ: 1 ⋅ Vàng: 59,5k              | Sự kiện thể thao đang diễn ra | 36:53  | Rồng: 4 ⋅ Trụ: 9 ⋅ Vàng: 71,7k           | Rồng: 4 ⋅ Trụ: 9 ⋅ Vàng: 71,7k           | Rồng: 4 ⋅ Trụ: 9 ⋅ Vàng: 71,7k           | Rồng: 4 ⋅ Trụ: 9 ⋅ Vàng: 71,7k           | Rồng: 4 ⋅ Trụ: 9 ⋅ Vàng: 71,7k           | Rồng: 4 ⋅ Trụ: 9 ⋅ Vàng: 71,7k           | Rồng: 4 ⋅ Trụ: 9 ⋅ Vàng: 71,7k           |
| Nidalee ⋅ Ziggs Yone ⋅ Renata Glasc ⋅ Xayah | Nidalee ⋅ Ziggs Yone ⋅ Renata Glasc ⋅ Xayah | Nidalee ⋅ Ziggs Yone ⋅ Renata Glasc ⋅ Xayah | Nidalee ⋅ Ziggs Yone ⋅ Renata Glasc ⋅ Xayah | Nidalee ⋅ Ziggs Yone ⋅ Renata Glasc ⋅ Xayah | Nidalee ⋅ Ziggs Yone ⋅ Renata Glasc ⋅ Xayah | Nidalee ⋅ Ziggs Yone ⋅ Renata Glasc ⋅ Xayah | Cấm                           | Cấm    | Jax ⋅ Smolder Maokai ⋅ Ezreal ⋅ Kai’Sa   | Jax ⋅ Smolder Maokai ⋅ Ezreal ⋅ Kai’Sa   | Jax ⋅ Smolder Maokai ⋅ Ezreal ⋅ Kai’Sa   | Jax ⋅ Smolder Maokai ⋅ Ezreal ⋅ Kai’Sa   | Jax ⋅ Smolder Maokai ⋅ Ezreal ⋅ Kai’Sa   | Jax ⋅ Smolder Maokai ⋅ Ezreal ⋅ Kai’Sa   | Jax ⋅ Smolder Maokai ⋅ Ezreal ⋅ Kai’Sa   |
| Rumble ⋅ Vi Akali ⋅ Jhin ⋅ Rell             | Rumble ⋅ Vi Akali ⋅ Jhin ⋅ Rell             | Rumble ⋅ Vi Akali ⋅ Jhin ⋅ Rell             | Rumble ⋅ Vi Akali ⋅ Jhin ⋅ Rell             | Rumble ⋅ Vi Akali ⋅ Jhin ⋅ Rell             | Rumble ⋅ Vi Akali ⋅ Jhin ⋅ Rell             | Rumble ⋅ Vi Akali ⋅ Jhin ⋅ Rell             | Chọn                          | Chọn   | Aurora ⋅ Nocturne Ahri ⋅ Kalista ⋅ Leona | Aurora ⋅ Nocturne Ahri ⋅ Kalista ⋅ Leona | Aurora ⋅ Nocturne Ahri ⋅ Kalista ⋅ Leona | Aurora ⋅ Nocturne Ahri ⋅ Kalista ⋅ Leona | Aurora ⋅ Nocturne Ahri ⋅ Kalista ⋅ Leona | Aurora ⋅ Nocturne Ahri ⋅ Kalista ⋅ Leona | Aurora ⋅ Nocturne Ahri ⋅ Kalista ⋅ Leona |
|                                             |                                             |                                             |                                             |                                             |                                             |                                             |                               |        |                                          |                                          |                                          |                                          |                                          |                                          |                                          |

| 9/22/28                                       | 9/22/28                                       | 9/22/28                                       | 9/22/28                                       | 9/22/28                                       | 9/22/28                                       | 9/22/28                                       | Trận 3                        | Trận 3 | 22/9/48                                 | 22/9/48                                 | 22/9/48                                 | 22/9/48                                 | 22/9/48                                 | 22/9/48                                 | 22/9/48                                 |
| Rồng: 1 ⋅ Trụ: 3 ⋅ Vàng: 55,9k                | Rồng: 1 ⋅ Trụ: 3 ⋅ Vàng: 55,9k                | Rồng: 1 ⋅ Trụ: 3 ⋅ Vàng: 55,9k                | Rồng: 1 ⋅ Trụ: 3 ⋅ Vàng: 55,9k                | Rồng: 1 ⋅ Trụ: 3 ⋅ Vàng: 55,9k                | Rồng: 1 ⋅ Trụ: 3 ⋅ Vàng: 55,9k                | Rồng: 1 ⋅ Trụ: 3 ⋅ Vàng: 55,9k                | Sự kiện thể thao đang diễn ra | 33:11  | Rồng: 4 ⋅ Trụ: 8 ⋅ Vàng: 66,8k          | Rồng: 4 ⋅ Trụ: 8 ⋅ Vàng: 66,8k          | Rồng: 4 ⋅ Trụ: 8 ⋅ Vàng: 66,8k          | Rồng: 4 ⋅ Trụ: 8 ⋅ Vàng: 66,8k          | Rồng: 4 ⋅ Trụ: 8 ⋅ Vàng: 66,8k          | Rồng: 4 ⋅ Trụ: 8 ⋅ Vàng: 66,8k          | Rồng: 4 ⋅ Trụ: 8 ⋅ Vàng: 66,8k          |
| Skarner ⋅ Nidalee Ziggs ⋅ Kalista ⋅ Ashe      | Skarner ⋅ Nidalee Ziggs ⋅ Kalista ⋅ Ashe      | Skarner ⋅ Nidalee Ziggs ⋅ Kalista ⋅ Ashe      | Skarner ⋅ Nidalee Ziggs ⋅ Kalista ⋅ Ashe      | Skarner ⋅ Nidalee Ziggs ⋅ Kalista ⋅ Ashe      | Skarner ⋅ Nidalee Ziggs ⋅ Kalista ⋅ Ashe      | Skarner ⋅ Nidalee Ziggs ⋅ Kalista ⋅ Ashe      | Cấm                           | Cấm    | Jax ⋅ Yone Maokai ⋅ Ezreal ⋅ Kai’Sa     | Jax ⋅ Yone Maokai ⋅ Ezreal ⋅ Kai’Sa     | Jax ⋅ Yone Maokai ⋅ Ezreal ⋅ Kai’Sa     | Jax ⋅ Yone Maokai ⋅ Ezreal ⋅ Kai’Sa     | Jax ⋅ Yone Maokai ⋅ Ezreal ⋅ Kai’Sa     | Jax ⋅ Yone Maokai ⋅ Ezreal ⋅ Kai’Sa     | Jax ⋅ Yone Maokai ⋅ Ezreal ⋅ Kai’Sa     |
| Gnar ⋅ Sejuani Smolder ⋅ Varus ⋅ Renata Glasc | Gnar ⋅ Sejuani Smolder ⋅ Varus ⋅ Renata Glasc | Gnar ⋅ Sejuani Smolder ⋅ Varus ⋅ Renata Glasc | Gnar ⋅ Sejuani Smolder ⋅ Varus ⋅ Renata Glasc | Gnar ⋅ Sejuani Smolder ⋅ Varus ⋅ Renata Glasc | Gnar ⋅ Sejuani Smolder ⋅ Varus ⋅ Renata Glasc | Gnar ⋅ Sejuani Smolder ⋅ Varus ⋅ Renata Glasc | Chọn                          | Chọn   | Aurora ⋅ Nocturne Ahri ⋅ Twitch ⋅ Leona | Aurora ⋅ Nocturne Ahri ⋅ Twitch ⋅ Leona | Aurora ⋅ Nocturne Ahri ⋅ Twitch ⋅ Leona | Aurora ⋅ Nocturne Ahri ⋅ Twitch ⋅ Leona | Aurora ⋅ Nocturne Ahri ⋅ Twitch ⋅ Leona | Aurora ⋅ Nocturne Ahri ⋅ Twitch ⋅ Leona | Aurora ⋅ Nocturne Ahri ⋅ Twitch ⋅ Leona |
|                                               |                                               |                                               |                                               |                                               |                                               |                                               |                               |        |                                         |                                         |                                         |                                         |                                         |                                         |                                         |

| Hanwha Life Esports | 1 – 2 | Gen.G |

| 12/5/35                                  | 12/5/35                                  | 12/5/35                                  | 12/5/35                                  | 12/5/35                                  | 12/5/35                                  | 12/5/35                                  | Trận 1                        | Trận 1 | 5/12/18                                       | 5/12/18                                       | 5/12/18                                       | 5/12/18                                       | 5/12/18                                       | 5/12/18                                       | 5/12/18                                       |
| Rồng: 2 ⋅ Trụ: 8 ⋅ Vàng: 58,3k           | Rồng: 2 ⋅ Trụ: 8 ⋅ Vàng: 58,3k           | Rồng: 2 ⋅ Trụ: 8 ⋅ Vàng: 58,3k           | Rồng: 2 ⋅ Trụ: 8 ⋅ Vàng: 58,3k           | Rồng: 2 ⋅ Trụ: 8 ⋅ Vàng: 58,3k           | Rồng: 2 ⋅ Trụ: 8 ⋅ Vàng: 58,3k           | Rồng: 2 ⋅ Trụ: 8 ⋅ Vàng: 58,3k           | Sự kiện thể thao đang diễn ra | 30:25  | Rồng: 3 ⋅ Trụ: 3 ⋅ Vàng: 50,0k                | Rồng: 3 ⋅ Trụ: 3 ⋅ Vàng: 50,0k                | Rồng: 3 ⋅ Trụ: 3 ⋅ Vàng: 50,0k                | Rồng: 3 ⋅ Trụ: 3 ⋅ Vàng: 50,0k                | Rồng: 3 ⋅ Trụ: 3 ⋅ Vàng: 50,0k                | Rồng: 3 ⋅ Trụ: 3 ⋅ Vàng: 50,0k                | Rồng: 3 ⋅ Trụ: 3 ⋅ Vàng: 50,0k                |
| Nidalee ⋅ Ziggs Skarner ⋅ Kalista ⋅ Ashe | Nidalee ⋅ Ziggs Skarner ⋅ Kalista ⋅ Ashe | Nidalee ⋅ Ziggs Skarner ⋅ Kalista ⋅ Ashe | Nidalee ⋅ Ziggs Skarner ⋅ Kalista ⋅ Ashe | Nidalee ⋅ Ziggs Skarner ⋅ Kalista ⋅ Ashe | Nidalee ⋅ Ziggs Skarner ⋅ Kalista ⋅ Ashe | Nidalee ⋅ Ziggs Skarner ⋅ Kalista ⋅ Ashe | Cấm                           | Cấm    | Jax ⋅ Maokai Smolder ⋅ Ezreal ⋅ Jhin          | Jax ⋅ Maokai Smolder ⋅ Ezreal ⋅ Jhin          | Jax ⋅ Maokai Smolder ⋅ Ezreal ⋅ Jhin          | Jax ⋅ Maokai Smolder ⋅ Ezreal ⋅ Jhin          | Jax ⋅ Maokai Smolder ⋅ Ezreal ⋅ Jhin          | Jax ⋅ Maokai Smolder ⋅ Ezreal ⋅ Jhin          | Jax ⋅ Maokai Smolder ⋅ Ezreal ⋅ Jhin          |
| Gnar ⋅ Sejuani Yone ⋅ Kai’Sa ⋅ Rell      | Gnar ⋅ Sejuani Yone ⋅ Kai’Sa ⋅ Rell      | Gnar ⋅ Sejuani Yone ⋅ Kai’Sa ⋅ Rell      | Gnar ⋅ Sejuani Yone ⋅ Kai’Sa ⋅ Rell      | Gnar ⋅ Sejuani Yone ⋅ Kai’Sa ⋅ Rell      | Gnar ⋅ Sejuani Yone ⋅ Kai’Sa ⋅ Rell      | Gnar ⋅ Sejuani Yone ⋅ Kai’Sa ⋅ Rell      | Chọn                          | Chọn   | Aurora ⋅ Nocturne Ahri ⋅ Varus ⋅ Renata Glasc | Aurora ⋅ Nocturne Ahri ⋅ Varus ⋅ Renata Glasc | Aurora ⋅ Nocturne Ahri ⋅ Varus ⋅ Renata Glasc | Aurora ⋅ Nocturne Ahri ⋅ Varus ⋅ Renata Glasc | Aurora ⋅ Nocturne Ahri ⋅ Varus ⋅ Renata Glasc | Aurora ⋅ Nocturne Ahri ⋅ Varus ⋅ Renata Glasc | Aurora ⋅ Nocturne Ahri ⋅ Varus ⋅ Renata Glasc |
|                                          |                                          |                                          |                                          |                                          |                                          |                                          |                               |        |                                               |                                               |                                               |                                               |                                               |                                               |                                               |

| 8/20/24                                     | 8/20/24                                     | 8/20/24                                     | 8/20/24                                     | 8/20/24                                     | 8/20/24                                     | 8/20/24                                     | Trận 2                        | Trận 2 | 20/8/54                                  | 20/8/54                                  | 20/8/54                                  | 20/8/54                                  | 20/8/54                                  | 20/8/54                                  | 20/8/54                                  |
| Rồng: 1 ⋅ Trụ: 1 ⋅ Vàng: 59,5k              | Rồng: 1 ⋅ Trụ: 1 ⋅ Vàng: 59,5k              | Rồng: 1 ⋅ Trụ: 1 ⋅ Vàng: 59,5k              | Rồng: 1 ⋅ Trụ: 1 ⋅ Vàng: 59,5k              | Rồng: 1 ⋅ Trụ: 1 ⋅ Vàng: 59,5k              | Rồng: 1 ⋅ Trụ: 1 ⋅ Vàng: 59,5k              | Rồng: 1 ⋅ Trụ: 1 ⋅ Vàng: 59,5k              | Sự kiện thể thao đang diễn ra | 36:53  | Rồng: 4 ⋅ Trụ: 9 ⋅ Vàng: 71,7k           | Rồng: 4 ⋅ Trụ: 9 ⋅ Vàng: 71,7k           | Rồng: 4 ⋅ Trụ: 9 ⋅ Vàng: 71,7k           | Rồng: 4 ⋅ Trụ: 9 ⋅ Vàng: 71,7k           | Rồng: 4 ⋅ Trụ: 9 ⋅ Vàng: 71,7k           | Rồng: 4 ⋅ Trụ: 9 ⋅ Vàng: 71,7k           | Rồng: 4 ⋅ Trụ: 9 ⋅ Vàng: 71,7k           |
| Nidalee ⋅ Ziggs Yone ⋅ Renata Glasc ⋅ Xayah | Nidalee ⋅ Ziggs Yone ⋅ Renata Glasc ⋅ Xayah | Nidalee ⋅ Ziggs Yone ⋅ Renata Glasc ⋅ Xayah | Nidalee ⋅ Ziggs Yone ⋅ Renata Glasc ⋅ Xayah | Nidalee ⋅ Ziggs Yone ⋅ Renata Glasc ⋅ Xayah | Nidalee ⋅ Ziggs Yone ⋅ Renata Glasc ⋅ Xayah | Nidalee ⋅ Ziggs Yone ⋅ Renata Glasc ⋅ Xayah | Cấm                           | Cấm    | Jax ⋅ Smolder Maokai ⋅ Ezreal ⋅ Kai’Sa   | Jax ⋅ Smolder Maokai ⋅ Ezreal ⋅ Kai’Sa   | Jax ⋅ Smolder Maokai ⋅ Ezreal ⋅ Kai’Sa   | Jax ⋅ Smolder Maokai ⋅ Ezreal ⋅ Kai’Sa   | Jax ⋅ Smolder Maokai ⋅ Ezreal ⋅ Kai’Sa   | Jax ⋅ Smolder Maokai ⋅ Ezreal ⋅ Kai’Sa   | Jax ⋅ Smolder Maokai ⋅ Ezreal ⋅ Kai’Sa   |
| Rumble ⋅ Vi Akali ⋅ Jhin ⋅ Rell             | Rumble ⋅ Vi Akali ⋅ Jhin ⋅ Rell             | Rumble ⋅ Vi Akali ⋅ Jhin ⋅ Rell             | Rumble ⋅ Vi Akali ⋅ Jhin ⋅ Rell             | Rumble ⋅ Vi Akali ⋅ Jhin ⋅ Rell             | Rumble ⋅ Vi Akali ⋅ Jhin ⋅ Rell             | Rumble ⋅ Vi Akali ⋅ Jhin ⋅ Rell             | Chọn                          | Chọn   | Aurora ⋅ Nocturne Ahri ⋅ Kalista ⋅ Leona | Aurora ⋅ Nocturne Ahri ⋅ Kalista ⋅ Leona | Aurora ⋅ Nocturne Ahri ⋅ Kalista ⋅ Leona | Aurora ⋅ Nocturne Ahri ⋅ Kalista ⋅ Leona | Aurora ⋅ Nocturne Ahri ⋅ Kalista ⋅ Leona | Aurora ⋅ Nocturne Ahri ⋅ Kalista ⋅ Leona | Aurora ⋅ Nocturne Ahri ⋅ Kalista ⋅ Leona |
|                                             |                                             |                                             |                                             |                                             |                                             |                                             |                               |        |                                          |                                          |                                          |                                          |                                          |                                          |                                          |

| 9/22/28                                       | 9/22/28                                       | 9/22/28                                       | 9/22/28                                       | 9/22/28                                       | 9/22/28                                       | 9/22/28                                       | Trận 3                        | Trận 3 | 22/9/48                                 | 22/9/48                                 | 22/9/48                                 | 22/9/48                                 | 22/9/48                                 | 22/9/48                                 | 22/9/48                                 |
| Rồng: 1 ⋅ Trụ: 3 ⋅ Vàng: 55,9k                | Rồng: 1 ⋅ Trụ: 3 ⋅ Vàng: 55,9k                | Rồng: 1 ⋅ Trụ: 3 ⋅ Vàng: 55,9k                | Rồng: 1 ⋅ Trụ: 3 ⋅ Vàng: 55,9k                | Rồng: 1 ⋅ Trụ: 3 ⋅ Vàng: 55,9k                | Rồng: 1 ⋅ Trụ: 3 ⋅ Vàng: 55,9k                | Rồng: 1 ⋅ Trụ: 3 ⋅ Vàng: 55,9k                | Sự kiện thể thao đang diễn ra | 33:11  | Rồng: 4 ⋅ Trụ: 8 ⋅ Vàng: 66,8k          | Rồng: 4 ⋅ Trụ: 8 ⋅ Vàng: 66,8k          | Rồng: 4 ⋅ Trụ: 8 ⋅ Vàng: 66,8k          | Rồng: 4 ⋅ Trụ: 8 ⋅ Vàng: 66,8k          | Rồng: 4 ⋅ Trụ: 8 ⋅ Vàng: 66,8k          | Rồng: 4 ⋅ Trụ: 8 ⋅ Vàng: 66,8k          | Rồng: 4 ⋅ Trụ: 8 ⋅ Vàng: 66,8k          |
| Skarner ⋅ Nidalee Ziggs ⋅ Kalista ⋅ Ashe      | Skarner ⋅ Nidalee Ziggs ⋅ Kalista ⋅ Ashe      | Skarner ⋅ Nidalee Ziggs ⋅ Kalista ⋅ Ashe      | Skarner ⋅ Nidalee Ziggs ⋅ Kalista ⋅ Ashe      | Skarner ⋅ Nidalee Ziggs ⋅ Kalista ⋅ Ashe      | Skarner ⋅ Nidalee Ziggs ⋅ Kalista ⋅ Ashe      | Skarner ⋅ Nidalee Ziggs ⋅ Kalista ⋅ Ashe      | Cấm                           | Cấm    | Jax ⋅ Yone Maokai ⋅ Ezreal ⋅ Kai’Sa     | Jax ⋅ Yone Maokai ⋅ Ezreal ⋅ Kai’Sa     | Jax ⋅ Yone Maokai ⋅ Ezreal ⋅ Kai’Sa     | Jax ⋅ Yone Maokai ⋅ Ezreal ⋅ Kai’Sa     | Jax ⋅ Yone Maokai ⋅ Ezreal ⋅ Kai’Sa     | Jax ⋅ Yone Maokai ⋅ Ezreal ⋅ Kai’Sa     | Jax ⋅ Yone Maokai ⋅ Ezreal ⋅ Kai’Sa     |
| Gnar ⋅ Sejuani Smolder ⋅ Varus ⋅ Renata Glasc | Gnar ⋅ Sejuani Smolder ⋅ Varus ⋅ Renata Glasc | Gnar ⋅ Sejuani Smolder ⋅ Varus ⋅ Renata Glasc | Gnar ⋅ Sejuani Smolder ⋅ Varus ⋅ Renata Glasc | Gnar ⋅ Sejuani Smolder ⋅ Varus ⋅ Renata Glasc | Gnar ⋅ Sejuani Smolder ⋅ Varus ⋅ Renata Glasc | Gnar ⋅ Sejuani Smolder ⋅ Varus ⋅ Renata Glasc | Chọn                          | Chọn   | Aurora ⋅ Nocturne Ahri ⋅ Twitch ⋅ Leona | Aurora ⋅ Nocturne Ahri ⋅ Twitch ⋅ Leona | Aurora ⋅ Nocturne Ahri ⋅ Twitch ⋅ Leona | Aurora ⋅ Nocturne Ahri ⋅ Twitch ⋅ Leona | Aurora ⋅ Nocturne Ahri ⋅ Twitch ⋅ Leona | Aurora ⋅ Nocturne Ahri ⋅ Twitch ⋅ Leona | Aurora ⋅ Nocturne Ahri ⋅ Twitch ⋅ Leona |
|                                               |                                               |                                               |                                               |                                               |                                               |                                               |                               |        |                                         |                                         |                                         |                                         |                                         |                                         |                                         |

Nhóm hiệu số 1–1
| Top Esports | 1 – 0 | Fnatic |

| 12/6/33                                     | 12/6/33                                     | 12/6/33                                     | 12/6/33                                     | 12/6/33                                     | 12/6/33                                     | 12/6/33                                     | Bo1                           | Bo1   | 6/12/12                                  | 6/12/12                                  | 6/12/12                                  | 6/12/12                                  | 6/12/12                                  | 6/12/12                                  | 6/12/12                                  |
| Rồng: 2 ⋅ Trụ: 9 ⋅ Vàng: 48,9k              | Rồng: 2 ⋅ Trụ: 9 ⋅ Vàng: 48,9k              | Rồng: 2 ⋅ Trụ: 9 ⋅ Vàng: 48,9k              | Rồng: 2 ⋅ Trụ: 9 ⋅ Vàng: 48,9k              | Rồng: 2 ⋅ Trụ: 9 ⋅ Vàng: 48,9k              | Rồng: 2 ⋅ Trụ: 9 ⋅ Vàng: 48,9k              | Rồng: 2 ⋅ Trụ: 9 ⋅ Vàng: 48,9k              | Sự kiện thể thao đang diễn ra | 24:09 | Rồng: 1 ⋅ Trụ: 1 ⋅ Vàng: 38,8k           | Rồng: 1 ⋅ Trụ: 1 ⋅ Vàng: 38,8k           | Rồng: 1 ⋅ Trụ: 1 ⋅ Vàng: 38,8k           | Rồng: 1 ⋅ Trụ: 1 ⋅ Vàng: 38,8k           | Rồng: 1 ⋅ Trụ: 1 ⋅ Vàng: 38,8k           | Rồng: 1 ⋅ Trụ: 1 ⋅ Vàng: 38,8k           | Rồng: 1 ⋅ Trụ: 1 ⋅ Vàng: 38,8k           |
| Orianna ⋅ LeBlanc Vi ⋅ Kai’Sa ⋅ Lucian      | Orianna ⋅ LeBlanc Vi ⋅ Kai’Sa ⋅ Lucian      | Orianna ⋅ LeBlanc Vi ⋅ Kai’Sa ⋅ Lucian      | Orianna ⋅ LeBlanc Vi ⋅ Kai’Sa ⋅ Lucian      | Orianna ⋅ LeBlanc Vi ⋅ Kai’Sa ⋅ Lucian      | Orianna ⋅ LeBlanc Vi ⋅ Kai’Sa ⋅ Lucian      | Orianna ⋅ LeBlanc Vi ⋅ Kai’Sa ⋅ Lucian      | Cấm                           | Cấm   | Aurora ⋅ Ziggs Zyra ⋅ Ashe ⋅ Kalista     | Aurora ⋅ Ziggs Zyra ⋅ Ashe ⋅ Kalista     | Aurora ⋅ Ziggs Zyra ⋅ Ashe ⋅ Kalista     | Aurora ⋅ Ziggs Zyra ⋅ Ashe ⋅ Kalista     | Aurora ⋅ Ziggs Zyra ⋅ Ashe ⋅ Kalista     | Aurora ⋅ Ziggs Zyra ⋅ Ashe ⋅ Kalista     | Aurora ⋅ Ziggs Zyra ⋅ Ashe ⋅ Kalista     |
| Rumble ⋅ Sejuani Yone ⋅ Miss Fortune ⋅ Rell | Rumble ⋅ Sejuani Yone ⋅ Miss Fortune ⋅ Rell | Rumble ⋅ Sejuani Yone ⋅ Miss Fortune ⋅ Rell | Rumble ⋅ Sejuani Yone ⋅ Miss Fortune ⋅ Rell | Rumble ⋅ Sejuani Yone ⋅ Miss Fortune ⋅ Rell | Rumble ⋅ Sejuani Yone ⋅ Miss Fortune ⋅ Rell | Rumble ⋅ Sejuani Yone ⋅ Miss Fortune ⋅ Rell | Chọn                          | Chọn  | K’Sante ⋅ Skarner Smolder ⋅ Jhin ⋅ Leona | K’Sante ⋅ Skarner Smolder ⋅ Jhin ⋅ Leona | K’Sante ⋅ Skarner Smolder ⋅ Jhin ⋅ Leona | K’Sante ⋅ Skarner Smolder ⋅ Jhin ⋅ Leona | K’Sante ⋅ Skarner Smolder ⋅ Jhin ⋅ Leona | K’Sante ⋅ Skarner Smolder ⋅ Jhin ⋅ Leona | K’Sante ⋅ Skarner Smolder ⋅ Jhin ⋅ Leona |
|                                             |                                             |                                             |                                             |                                             |                                             |                                             |                               |       |                                          |                                          |                                          |                                          |                                          |                                          |                                          |

| Top Esports | 1 – 0 | Fnatic |

| 12/6/33                                     | 12/6/33                                     | 12/6/33                                     | 12/6/33                                     | 12/6/33                                     | 12/6/33                                     | 12/6/33                                     | Bo1                           | Bo1   | 6/12/12                                  | 6/12/12                                  | 6/12/12                                  | 6/12/12                                  | 6/12/12                                  | 6/12/12                                  | 6/12/12                                  |
| Rồng: 2 ⋅ Trụ: 9 ⋅ Vàng: 48,9k              | Rồng: 2 ⋅ Trụ: 9 ⋅ Vàng: 48,9k              | Rồng: 2 ⋅ Trụ: 9 ⋅ Vàng: 48,9k              | Rồng: 2 ⋅ Trụ: 9 ⋅ Vàng: 48,9k              | Rồng: 2 ⋅ Trụ: 9 ⋅ Vàng: 48,9k              | Rồng: 2 ⋅ Trụ: 9 ⋅ Vàng: 48,9k              | Rồng: 2 ⋅ Trụ: 9 ⋅ Vàng: 48,9k              | Sự kiện thể thao đang diễn ra | 24:09 | Rồng: 1 ⋅ Trụ: 1 ⋅ Vàng: 38,8k           | Rồng: 1 ⋅ Trụ: 1 ⋅ Vàng: 38,8k           | Rồng: 1 ⋅ Trụ: 1 ⋅ Vàng: 38,8k           | Rồng: 1 ⋅ Trụ: 1 ⋅ Vàng: 38,8k           | Rồng: 1 ⋅ Trụ: 1 ⋅ Vàng: 38,8k           | Rồng: 1 ⋅ Trụ: 1 ⋅ Vàng: 38,8k           | Rồng: 1 ⋅ Trụ: 1 ⋅ Vàng: 38,8k           |
| Orianna ⋅ LeBlanc Vi ⋅ Kai’Sa ⋅ Lucian      | Orianna ⋅ LeBlanc Vi ⋅ Kai’Sa ⋅ Lucian      | Orianna ⋅ LeBlanc Vi ⋅ Kai’Sa ⋅ Lucian      | Orianna ⋅ LeBlanc Vi ⋅ Kai’Sa ⋅ Lucian      | Orianna ⋅ LeBlanc Vi ⋅ Kai’Sa ⋅ Lucian      | Orianna ⋅ LeBlanc Vi ⋅ Kai’Sa ⋅ Lucian      | Orianna ⋅ LeBlanc Vi ⋅ Kai’Sa ⋅ Lucian      | Cấm                           | Cấm   | Aurora ⋅ Ziggs Zyra ⋅ Ashe ⋅ Kalista     | Aurora ⋅ Ziggs Zyra ⋅ Ashe ⋅ Kalista     | Aurora ⋅ Ziggs Zyra ⋅ Ashe ⋅ Kalista     | Aurora ⋅ Ziggs Zyra ⋅ Ashe ⋅ Kalista     | Aurora ⋅ Ziggs Zyra ⋅ Ashe ⋅ Kalista     | Aurora ⋅ Ziggs Zyra ⋅ Ashe ⋅ Kalista     | Aurora ⋅ Ziggs Zyra ⋅ Ashe ⋅ Kalista     |
| Rumble ⋅ Sejuani Yone ⋅ Miss Fortune ⋅ Rell | Rumble ⋅ Sejuani Yone ⋅ Miss Fortune ⋅ Rell | Rumble ⋅ Sejuani Yone ⋅ Miss Fortune ⋅ Rell | Rumble ⋅ Sejuani Yone ⋅ Miss Fortune ⋅ Rell | Rumble ⋅ Sejuani Yone ⋅ Miss Fortune ⋅ Rell | Rumble ⋅ Sejuani Yone ⋅ Miss Fortune ⋅ Rell | Rumble ⋅ Sejuani Yone ⋅ Miss Fortune ⋅ Rell | Chọn                          | Chọn  | K’Sante ⋅ Skarner Smolder ⋅ Jhin ⋅ Leona | K’Sante ⋅ Skarner Smolder ⋅ Jhin ⋅ Leona | K’Sante ⋅ Skarner Smolder ⋅ Jhin ⋅ Leona | K’Sante ⋅ Skarner Smolder ⋅ Jhin ⋅ Leona | K’Sante ⋅ Skarner Smolder ⋅ Jhin ⋅ Leona | K’Sante ⋅ Skarner Smolder ⋅ Jhin ⋅ Leona | K’Sante ⋅ Skarner Smolder ⋅ Jhin ⋅ Leona |
|                                             |                                             |                                             |                                             |                                             |                                             |                                             |                               |       |                                          |                                          |                                          |                                          |                                          |                                          |                                          |

| Bilibili Gaming | 0 – 1 | T1 |

| 13/18/26                                         | 13/18/26                                         | 13/18/26                                         | 13/18/26                                         | 13/18/26                                         | 13/18/26                                         | 13/18/26                                         | Bo1                           | Bo1   | 18/13/49                               | 18/13/49                               | 18/13/49                               | 18/13/49                               | 18/13/49                               | 18/13/49                               | 18/13/49                               |
| Rồng: 1 ⋅ Trụ: 3 ⋅ Vàng: 57,0k                   | Rồng: 1 ⋅ Trụ: 3 ⋅ Vàng: 57,0k                   | Rồng: 1 ⋅ Trụ: 3 ⋅ Vàng: 57,0k                   | Rồng: 1 ⋅ Trụ: 3 ⋅ Vàng: 57,0k                   | Rồng: 1 ⋅ Trụ: 3 ⋅ Vàng: 57,0k                   | Rồng: 1 ⋅ Trụ: 3 ⋅ Vàng: 57,0k                   | Rồng: 1 ⋅ Trụ: 3 ⋅ Vàng: 57,0k                   | Sự kiện thể thao đang diễn ra | 34:09 | Rồng: 4 ⋅ Trụ: 8 ⋅ Vàng: 65,6k         | Rồng: 4 ⋅ Trụ: 8 ⋅ Vàng: 65,6k         | Rồng: 4 ⋅ Trụ: 8 ⋅ Vàng: 65,6k         | Rồng: 4 ⋅ Trụ: 8 ⋅ Vàng: 65,6k         | Rồng: 4 ⋅ Trụ: 8 ⋅ Vàng: 65,6k         | Rồng: 4 ⋅ Trụ: 8 ⋅ Vàng: 65,6k         | Rồng: 4 ⋅ Trụ: 8 ⋅ Vàng: 65,6k         |
| Orianna ⋅ Sejuani Nocturne ⋅ Renata Glasc ⋅ Ashe | Orianna ⋅ Sejuani Nocturne ⋅ Renata Glasc ⋅ Ashe | Orianna ⋅ Sejuani Nocturne ⋅ Renata Glasc ⋅ Ashe | Orianna ⋅ Sejuani Nocturne ⋅ Renata Glasc ⋅ Ashe | Orianna ⋅ Sejuani Nocturne ⋅ Renata Glasc ⋅ Ashe | Orianna ⋅ Sejuani Nocturne ⋅ Renata Glasc ⋅ Ashe | Orianna ⋅ Sejuani Nocturne ⋅ Renata Glasc ⋅ Ashe | Cấm                           | Cấm   | Yone ⋅ Aurora Smolder ⋅ Kai’Sa ⋅ Ziggs | Yone ⋅ Aurora Smolder ⋅ Kai’Sa ⋅ Ziggs | Yone ⋅ Aurora Smolder ⋅ Kai’Sa ⋅ Ziggs | Yone ⋅ Aurora Smolder ⋅ Kai’Sa ⋅ Ziggs | Yone ⋅ Aurora Smolder ⋅ Kai’Sa ⋅ Ziggs | Yone ⋅ Aurora Smolder ⋅ Kai’Sa ⋅ Ziggs | Yone ⋅ Aurora Smolder ⋅ Kai’Sa ⋅ Ziggs |
| Jax ⋅ Skarner Ahri ⋅ Jhin ⋅ Poppy                | Jax ⋅ Skarner Ahri ⋅ Jhin ⋅ Poppy                | Jax ⋅ Skarner Ahri ⋅ Jhin ⋅ Poppy                | Jax ⋅ Skarner Ahri ⋅ Jhin ⋅ Poppy                | Jax ⋅ Skarner Ahri ⋅ Jhin ⋅ Poppy                | Jax ⋅ Skarner Ahri ⋅ Jhin ⋅ Poppy                | Jax ⋅ Skarner Ahri ⋅ Jhin ⋅ Poppy                | Chọn                          | Chọn  | Gnar ⋅ Vi Sylas ⋅ Kalista ⋅ Neeko      | Gnar ⋅ Vi Sylas ⋅ Kalista ⋅ Neeko      | Gnar ⋅ Vi Sylas ⋅ Kalista ⋅ Neeko      | Gnar ⋅ Vi Sylas ⋅ Kalista ⋅ Neeko      | Gnar ⋅ Vi Sylas ⋅ Kalista ⋅ Neeko      | Gnar ⋅ Vi Sylas ⋅ Kalista ⋅ Neeko      | Gnar ⋅ Vi Sylas ⋅ Kalista ⋅ Neeko      |
|                                                  |                                                  |                                                  |                                                  |                                                  |                                                  |                                                  |                               |       |                                        |                                        |                                        |                                        |                                        |                                        |                                        |

| Bilibili Gaming | 0 – 1 | T1 |

| 13/18/26                                         | 13/18/26                                         | 13/18/26                                         | 13/18/26                                         | 13/18/26                                         | 13/18/26                                         | 13/18/26                                         | Bo1                           | Bo1   | 18/13/49                               | 18/13/49                               | 18/13/49                               | 18/13/49                               | 18/13/49                               | 18/13/49                               | 18/13/49                               |
| Rồng: 1 ⋅ Trụ: 3 ⋅ Vàng: 57,0k                   | Rồng: 1 ⋅ Trụ: 3 ⋅ Vàng: 57,0k                   | Rồng: 1 ⋅ Trụ: 3 ⋅ Vàng: 57,0k                   | Rồng: 1 ⋅ Trụ: 3 ⋅ Vàng: 57,0k                   | Rồng: 1 ⋅ Trụ: 3 ⋅ Vàng: 57,0k                   | Rồng: 1 ⋅ Trụ: 3 ⋅ Vàng: 57,0k                   | Rồng: 1 ⋅ Trụ: 3 ⋅ Vàng: 57,0k                   | Sự kiện thể thao đang diễn ra | 34:09 | Rồng: 4 ⋅ Trụ: 8 ⋅ Vàng: 65,6k         | Rồng: 4 ⋅ Trụ: 8 ⋅ Vàng: 65,6k         | Rồng: 4 ⋅ Trụ: 8 ⋅ Vàng: 65,6k         | Rồng: 4 ⋅ Trụ: 8 ⋅ Vàng: 65,6k         | Rồng: 4 ⋅ Trụ: 8 ⋅ Vàng: 65,6k         | Rồng: 4 ⋅ Trụ: 8 ⋅ Vàng: 65,6k         | Rồng: 4 ⋅ Trụ: 8 ⋅ Vàng: 65,6k         |
| Orianna ⋅ Sejuani Nocturne ⋅ Renata Glasc ⋅ Ashe | Orianna ⋅ Sejuani Nocturne ⋅ Renata Glasc ⋅ Ashe | Orianna ⋅ Sejuani Nocturne ⋅ Renata Glasc ⋅ Ashe | Orianna ⋅ Sejuani Nocturne ⋅ Renata Glasc ⋅ Ashe | Orianna ⋅ Sejuani Nocturne ⋅ Renata Glasc ⋅ Ashe | Orianna ⋅ Sejuani Nocturne ⋅ Renata Glasc ⋅ Ashe | Orianna ⋅ Sejuani Nocturne ⋅ Renata Glasc ⋅ Ashe | Cấm                           | Cấm   | Yone ⋅ Aurora Smolder ⋅ Kai’Sa ⋅ Ziggs | Yone ⋅ Aurora Smolder ⋅ Kai’Sa ⋅ Ziggs | Yone ⋅ Aurora Smolder ⋅ Kai’Sa ⋅ Ziggs | Yone ⋅ Aurora Smolder ⋅ Kai’Sa ⋅ Ziggs | Yone ⋅ Aurora Smolder ⋅ Kai’Sa ⋅ Ziggs | Yone ⋅ Aurora Smolder ⋅ Kai’Sa ⋅ Ziggs | Yone ⋅ Aurora Smolder ⋅ Kai’Sa ⋅ Ziggs |
| Jax ⋅ Skarner Ahri ⋅ Jhin ⋅ Poppy                | Jax ⋅ Skarner Ahri ⋅ Jhin ⋅ Poppy                | Jax ⋅ Skarner Ahri ⋅ Jhin ⋅ Poppy                | Jax ⋅ Skarner Ahri ⋅ Jhin ⋅ Poppy                | Jax ⋅ Skarner Ahri ⋅ Jhin ⋅ Poppy                | Jax ⋅ Skarner Ahri ⋅ Jhin ⋅ Poppy                | Jax ⋅ Skarner Ahri ⋅ Jhin ⋅ Poppy                | Chọn                          | Chọn  | Gnar ⋅ Vi Sylas ⋅ Kalista ⋅ Neeko      | Gnar ⋅ Vi Sylas ⋅ Kalista ⋅ Neeko      | Gnar ⋅ Vi Sylas ⋅ Kalista ⋅ Neeko      | Gnar ⋅ Vi Sylas ⋅ Kalista ⋅ Neeko      | Gnar ⋅ Vi Sylas ⋅ Kalista ⋅ Neeko      | Gnar ⋅ Vi Sylas ⋅ Kalista ⋅ Neeko      | Gnar ⋅ Vi Sylas ⋅ Kalista ⋅ Neeko      |
|                                                  |                                                  |                                                  |                                                  |                                                  |                                                  |                                                  |                               |       |                                        |                                        |                                        |                                        |                                        |                                        |                                        |

| FlyQuest | 1 – 0 | PSG Talon |

| 15/10/44                                     | 15/10/44                                     | 15/10/44                                     | 15/10/44                                     | 15/10/44                                     | 15/10/44                                     | 15/10/44                                     | Bo1                           | Bo1   | 10/15/23                              | 10/15/23                              | 10/15/23                              | 10/15/23                              | 10/15/23                              | 10/15/23                              | 10/15/23                              |
| Rồng: 4 ⋅ Trụ: 10 ⋅ Vàng: 84,4k              | Rồng: 4 ⋅ Trụ: 10 ⋅ Vàng: 84,4k              | Rồng: 4 ⋅ Trụ: 10 ⋅ Vàng: 84,4k              | Rồng: 4 ⋅ Trụ: 10 ⋅ Vàng: 84,4k              | Rồng: 4 ⋅ Trụ: 10 ⋅ Vàng: 84,4k              | Rồng: 4 ⋅ Trụ: 10 ⋅ Vàng: 84,4k              | Rồng: 4 ⋅ Trụ: 10 ⋅ Vàng: 84,4k              | Sự kiện thể thao đang diễn ra | 44:20 | Rồng: 2 ⋅ Trụ: 4 ⋅ Vàng: 74,5k        | Rồng: 2 ⋅ Trụ: 4 ⋅ Vàng: 74,5k        | Rồng: 2 ⋅ Trụ: 4 ⋅ Vàng: 74,5k        | Rồng: 2 ⋅ Trụ: 4 ⋅ Vàng: 74,5k        | Rồng: 2 ⋅ Trụ: 4 ⋅ Vàng: 74,5k        | Rồng: 2 ⋅ Trụ: 4 ⋅ Vàng: 74,5k        | Rồng: 2 ⋅ Trụ: 4 ⋅ Vàng: 74,5k        |
| Rumble ⋅ Aurora Jax ⋅ Ziggs ⋅ Rakan          | Rumble ⋅ Aurora Jax ⋅ Ziggs ⋅ Rakan          | Rumble ⋅ Aurora Jax ⋅ Ziggs ⋅ Rakan          | Rumble ⋅ Aurora Jax ⋅ Ziggs ⋅ Rakan          | Rumble ⋅ Aurora Jax ⋅ Ziggs ⋅ Rakan          | Rumble ⋅ Aurora Jax ⋅ Ziggs ⋅ Rakan          | Rumble ⋅ Aurora Jax ⋅ Ziggs ⋅ Rakan          | Cấm                           | Cấm   | Orianna ⋅ Yone Kalista ⋅ Ashe ⋅ Xayah | Orianna ⋅ Yone Kalista ⋅ Ashe ⋅ Xayah | Orianna ⋅ Yone Kalista ⋅ Ashe ⋅ Xayah | Orianna ⋅ Yone Kalista ⋅ Ashe ⋅ Xayah | Orianna ⋅ Yone Kalista ⋅ Ashe ⋅ Xayah | Orianna ⋅ Yone Kalista ⋅ Ashe ⋅ Xayah | Orianna ⋅ Yone Kalista ⋅ Ashe ⋅ Xayah |
| Renekton ⋅ Ivern Cassiopeia ⋅ Kai’Sa ⋅ Leona | Renekton ⋅ Ivern Cassiopeia ⋅ Kai’Sa ⋅ Leona | Renekton ⋅ Ivern Cassiopeia ⋅ Kai’Sa ⋅ Leona | Renekton ⋅ Ivern Cassiopeia ⋅ Kai’Sa ⋅ Leona | Renekton ⋅ Ivern Cassiopeia ⋅ Kai’Sa ⋅ Leona | Renekton ⋅ Ivern Cassiopeia ⋅ Kai’Sa ⋅ Leona | Renekton ⋅ Ivern Cassiopeia ⋅ Kai’Sa ⋅ Leona | Chọn                          | Chọn  | Gnar ⋅ Vi Ahri ⋅ Jhin ⋅ Rell          | Gnar ⋅ Vi Ahri ⋅ Jhin ⋅ Rell          | Gnar ⋅ Vi Ahri ⋅ Jhin ⋅ Rell          | Gnar ⋅ Vi Ahri ⋅ Jhin ⋅ Rell          | Gnar ⋅ Vi Ahri ⋅ Jhin ⋅ Rell          | Gnar ⋅ Vi Ahri ⋅ Jhin ⋅ Rell          | Gnar ⋅ Vi Ahri ⋅ Jhin ⋅ Rell          |
|                                              |                                              |                                              |                                              |                                              |                                              |                                              |                               |       |                                       |                                       |                                       |                                       |                                       |                                       |                                       |

| FlyQuest | 1 – 0 | PSG Talon |

| 15/10/44                                     | 15/10/44                                     | 15/10/44                                     | 15/10/44                                     | 15/10/44                                     | 15/10/44                                     | 15/10/44                                     | Bo1                           | Bo1   | 10/15/23                              | 10/15/23                              | 10/15/23                              | 10/15/23                              | 10/15/23                              | 10/15/23                              | 10/15/23                              |
| Rồng: 4 ⋅ Trụ: 10 ⋅ Vàng: 84,4k              | Rồng: 4 ⋅ Trụ: 10 ⋅ Vàng: 84,4k              | Rồng: 4 ⋅ Trụ: 10 ⋅ Vàng: 84,4k              | Rồng: 4 ⋅ Trụ: 10 ⋅ Vàng: 84,4k              | Rồng: 4 ⋅ Trụ: 10 ⋅ Vàng: 84,4k              | Rồng: 4 ⋅ Trụ: 10 ⋅ Vàng: 84,4k              | Rồng: 4 ⋅ Trụ: 10 ⋅ Vàng: 84,4k              | Sự kiện thể thao đang diễn ra | 44:20 | Rồng: 2 ⋅ Trụ: 4 ⋅ Vàng: 74,5k        | Rồng: 2 ⋅ Trụ: 4 ⋅ Vàng: 74,5k        | Rồng: 2 ⋅ Trụ: 4 ⋅ Vàng: 74,5k        | Rồng: 2 ⋅ Trụ: 4 ⋅ Vàng: 74,5k        | Rồng: 2 ⋅ Trụ: 4 ⋅ Vàng: 74,5k        | Rồng: 2 ⋅ Trụ: 4 ⋅ Vàng: 74,5k        | Rồng: 2 ⋅ Trụ: 4 ⋅ Vàng: 74,5k        |
| Rumble ⋅ Aurora Jax ⋅ Ziggs ⋅ Rakan          | Rumble ⋅ Aurora Jax ⋅ Ziggs ⋅ Rakan          | Rumble ⋅ Aurora Jax ⋅ Ziggs ⋅ Rakan          | Rumble ⋅ Aurora Jax ⋅ Ziggs ⋅ Rakan          | Rumble ⋅ Aurora Jax ⋅ Ziggs ⋅ Rakan          | Rumble ⋅ Aurora Jax ⋅ Ziggs ⋅ Rakan          | Rumble ⋅ Aurora Jax ⋅ Ziggs ⋅ Rakan          | Cấm                           | Cấm   | Orianna ⋅ Yone Kalista ⋅ Ashe ⋅ Xayah | Orianna ⋅ Yone Kalista ⋅ Ashe ⋅ Xayah | Orianna ⋅ Yone Kalista ⋅ Ashe ⋅ Xayah | Orianna ⋅ Yone Kalista ⋅ Ashe ⋅ Xayah | Orianna ⋅ Yone Kalista ⋅ Ashe ⋅ Xayah | Orianna ⋅ Yone Kalista ⋅ Ashe ⋅ Xayah | Orianna ⋅ Yone Kalista ⋅ Ashe ⋅ Xayah |
| Renekton ⋅ Ivern Cassiopeia ⋅ Kai’Sa ⋅ Leona | Renekton ⋅ Ivern Cassiopeia ⋅ Kai’Sa ⋅ Leona | Renekton ⋅ Ivern Cassiopeia ⋅ Kai’Sa ⋅ Leona | Renekton ⋅ Ivern Cassiopeia ⋅ Kai’Sa ⋅ Leona | Renekton ⋅ Ivern Cassiopeia ⋅ Kai’Sa ⋅ Leona | Renekton ⋅ Ivern Cassiopeia ⋅ Kai’Sa ⋅ Leona | Renekton ⋅ Ivern Cassiopeia ⋅ Kai’Sa ⋅ Leona | Chọn                          | Chọn  | Gnar ⋅ Vi Ahri ⋅ Jhin ⋅ Rell          | Gnar ⋅ Vi Ahri ⋅ Jhin ⋅ Rell          | Gnar ⋅ Vi Ahri ⋅ Jhin ⋅ Rell          | Gnar ⋅ Vi Ahri ⋅ Jhin ⋅ Rell          | Gnar ⋅ Vi Ahri ⋅ Jhin ⋅ Rell          | Gnar ⋅ Vi Ahri ⋅ Jhin ⋅ Rell          | Gnar ⋅ Vi Ahri ⋅ Jhin ⋅ Rell          |
|                                              |                                              |                                              |                                              |                                              |                                              |                                              |                               |       |                                       |                                       |                                       |                                       |                                       |                                       |                                       |

| G2 Esports | 1 – 0 | Weibo Gaming |

| 17/12/43                                  | 17/12/43                                  | 17/12/43                                  | 17/12/43                                  | 17/12/43                                  | 17/12/43                                  | 17/12/43                                  | Bo1                           | Bo1   | 12/17/30                                | 12/17/30                                | 12/17/30                                | 12/17/30                                | 12/17/30                                | 12/17/30                                | 12/17/30                                |
| Rồng: 3 ⋅ Trụ: 11 ⋅ Vàng: 68,9k           | Rồng: 3 ⋅ Trụ: 11 ⋅ Vàng: 68,9k           | Rồng: 3 ⋅ Trụ: 11 ⋅ Vàng: 68,9k           | Rồng: 3 ⋅ Trụ: 11 ⋅ Vàng: 68,9k           | Rồng: 3 ⋅ Trụ: 11 ⋅ Vàng: 68,9k           | Rồng: 3 ⋅ Trụ: 11 ⋅ Vàng: 68,9k           | Rồng: 3 ⋅ Trụ: 11 ⋅ Vàng: 68,9k           | Sự kiện thể thao đang diễn ra | 35:38 | Rồng: 2 ⋅ Trụ: 4 ⋅ Vàng: 60,9k          | Rồng: 2 ⋅ Trụ: 4 ⋅ Vàng: 60,9k          | Rồng: 2 ⋅ Trụ: 4 ⋅ Vàng: 60,9k          | Rồng: 2 ⋅ Trụ: 4 ⋅ Vàng: 60,9k          | Rồng: 2 ⋅ Trụ: 4 ⋅ Vàng: 60,9k          | Rồng: 2 ⋅ Trụ: 4 ⋅ Vàng: 60,9k          | Rồng: 2 ⋅ Trụ: 4 ⋅ Vàng: 60,9k          |
| Ashe ⋅ Poppy Nidalee ⋅ Skarner ⋅ Lucian   | Ashe ⋅ Poppy Nidalee ⋅ Skarner ⋅ Lucian   | Ashe ⋅ Poppy Nidalee ⋅ Skarner ⋅ Lucian   | Ashe ⋅ Poppy Nidalee ⋅ Skarner ⋅ Lucian   | Ashe ⋅ Poppy Nidalee ⋅ Skarner ⋅ Lucian   | Ashe ⋅ Poppy Nidalee ⋅ Skarner ⋅ Lucian   | Ashe ⋅ Poppy Nidalee ⋅ Skarner ⋅ Lucian   | Cấm                           | Cấm   | Brand ⋅ Yone Aurora ⋅ Yasuo ⋅ Vi        | Brand ⋅ Yone Aurora ⋅ Yasuo ⋅ Vi        | Brand ⋅ Yone Aurora ⋅ Yasuo ⋅ Vi        | Brand ⋅ Yone Aurora ⋅ Yasuo ⋅ Vi        | Brand ⋅ Yone Aurora ⋅ Yasuo ⋅ Vi        | Brand ⋅ Yone Aurora ⋅ Yasuo ⋅ Vi        | Brand ⋅ Yone Aurora ⋅ Yasuo ⋅ Vi        |
| Galio ⋅ Nocturne Orianna ⋅ Kalista ⋅ Rell | Galio ⋅ Nocturne Orianna ⋅ Kalista ⋅ Rell | Galio ⋅ Nocturne Orianna ⋅ Kalista ⋅ Rell | Galio ⋅ Nocturne Orianna ⋅ Kalista ⋅ Rell | Galio ⋅ Nocturne Orianna ⋅ Kalista ⋅ Rell | Galio ⋅ Nocturne Orianna ⋅ Kalista ⋅ Rell | Galio ⋅ Nocturne Orianna ⋅ Kalista ⋅ Rell | Chọn                          | Chọn  | Rumble ⋅ Maokai Tristana ⋅ Jhin ⋅ Leona | Rumble ⋅ Maokai Tristana ⋅ Jhin ⋅ Leona | Rumble ⋅ Maokai Tristana ⋅ Jhin ⋅ Leona | Rumble ⋅ Maokai Tristana ⋅ Jhin ⋅ Leona | Rumble ⋅ Maokai Tristana ⋅ Jhin ⋅ Leona | Rumble ⋅ Maokai Tristana ⋅ Jhin ⋅ Leona | Rumble ⋅ Maokai Tristana ⋅ Jhin ⋅ Leona |
|                                           |                                           |                                           |                                           |                                           |                                           |                                           |                               |       |                                         |                                         |                                         |                                         |                                         |                                         |                                         |

| G2 Esports | 1 – 0 | Weibo Gaming |

| 17/12/43                                  | 17/12/43                                  | 17/12/43                                  | 17/12/43                                  | 17/12/43                                  | 17/12/43                                  | 17/12/43                                  | Bo1                           | Bo1   | 12/17/30                                | 12/17/30                                | 12/17/30                                | 12/17/30                                | 12/17/30                                | 12/17/30                                | 12/17/30                                |
| Rồng: 3 ⋅ Trụ: 11 ⋅ Vàng: 68,9k           | Rồng: 3 ⋅ Trụ: 11 ⋅ Vàng: 68,9k           | Rồng: 3 ⋅ Trụ: 11 ⋅ Vàng: 68,9k           | Rồng: 3 ⋅ Trụ: 11 ⋅ Vàng: 68,9k           | Rồng: 3 ⋅ Trụ: 11 ⋅ Vàng: 68,9k           | Rồng: 3 ⋅ Trụ: 11 ⋅ Vàng: 68,9k           | Rồng: 3 ⋅ Trụ: 11 ⋅ Vàng: 68,9k           | Sự kiện thể thao đang diễn ra | 35:38 | Rồng: 2 ⋅ Trụ: 4 ⋅ Vàng: 60,9k          | Rồng: 2 ⋅ Trụ: 4 ⋅ Vàng: 60,9k          | Rồng: 2 ⋅ Trụ: 4 ⋅ Vàng: 60,9k          | Rồng: 2 ⋅ Trụ: 4 ⋅ Vàng: 60,9k          | Rồng: 2 ⋅ Trụ: 4 ⋅ Vàng: 60,9k          | Rồng: 2 ⋅ Trụ: 4 ⋅ Vàng: 60,9k          | Rồng: 2 ⋅ Trụ: 4 ⋅ Vàng: 60,9k          |
| Ashe ⋅ Poppy Nidalee ⋅ Skarner ⋅ Lucian   | Ashe ⋅ Poppy Nidalee ⋅ Skarner ⋅ Lucian   | Ashe ⋅ Poppy Nidalee ⋅ Skarner ⋅ Lucian   | Ashe ⋅ Poppy Nidalee ⋅ Skarner ⋅ Lucian   | Ashe ⋅ Poppy Nidalee ⋅ Skarner ⋅ Lucian   | Ashe ⋅ Poppy Nidalee ⋅ Skarner ⋅ Lucian   | Ashe ⋅ Poppy Nidalee ⋅ Skarner ⋅ Lucian   | Cấm                           | Cấm   | Brand ⋅ Yone Aurora ⋅ Yasuo ⋅ Vi        | Brand ⋅ Yone Aurora ⋅ Yasuo ⋅ Vi        | Brand ⋅ Yone Aurora ⋅ Yasuo ⋅ Vi        | Brand ⋅ Yone Aurora ⋅ Yasuo ⋅ Vi        | Brand ⋅ Yone Aurora ⋅ Yasuo ⋅ Vi        | Brand ⋅ Yone Aurora ⋅ Yasuo ⋅ Vi        | Brand ⋅ Yone Aurora ⋅ Yasuo ⋅ Vi        |
| Galio ⋅ Nocturne Orianna ⋅ Kalista ⋅ Rell | Galio ⋅ Nocturne Orianna ⋅ Kalista ⋅ Rell | Galio ⋅ Nocturne Orianna ⋅ Kalista ⋅ Rell | Galio ⋅ Nocturne Orianna ⋅ Kalista ⋅ Rell | Galio ⋅ Nocturne Orianna ⋅ Kalista ⋅ Rell | Galio ⋅ Nocturne Orianna ⋅ Kalista ⋅ Rell | Galio ⋅ Nocturne Orianna ⋅ Kalista ⋅ Rell | Chọn                          | Chọn  | Rumble ⋅ Maokai Tristana ⋅ Jhin ⋅ Leona | Rumble ⋅ Maokai Tristana ⋅ Jhin ⋅ Leona | Rumble ⋅ Maokai Tristana ⋅ Jhin ⋅ Leona | Rumble ⋅ Maokai Tristana ⋅ Jhin ⋅ Leona | Rumble ⋅ Maokai Tristana ⋅ Jhin ⋅ Leona | Rumble ⋅ Maokai Tristana ⋅ Jhin ⋅ Leona | Rumble ⋅ Maokai Tristana ⋅ Jhin ⋅ Leona |
|                                           |                                           |                                           |                                           |                                           |                                           |                                           |                               |       |                                         |                                         |                                         |                                         |                                         |                                         |                                         |

Nhóm hiệu số 0–2
| MAD Lions KOI | 1 – 2 | GAM Esports |

| 15/6/29                               | 15/6/29                               | 15/6/29                               | 15/6/29                               | 15/6/29                               | 15/6/29                               | 15/6/29                               | Trận 1                        | Trận 1 | 6/16/13                                    | 6/16/13                                    | 6/16/13                                    | 6/16/13                                    | 6/16/13                                    | 6/16/13                                    | 6/16/13                                    |
| Rồng: 0 ⋅ Trụ: 10 ⋅ Vàng: 43,5k       | Rồng: 0 ⋅ Trụ: 10 ⋅ Vàng: 43,5k       | Rồng: 0 ⋅ Trụ: 10 ⋅ Vàng: 43,5k       | Rồng: 0 ⋅ Trụ: 10 ⋅ Vàng: 43,5k       | Rồng: 0 ⋅ Trụ: 10 ⋅ Vàng: 43,5k       | Rồng: 0 ⋅ Trụ: 10 ⋅ Vàng: 43,5k       | Rồng: 0 ⋅ Trụ: 10 ⋅ Vàng: 43,5k       | Sự kiện thể thao đang diễn ra | 20:58  | Rồng: 2 ⋅ Trụ: 2 ⋅ Vàng: 34,1k             | Rồng: 2 ⋅ Trụ: 2 ⋅ Vàng: 34,1k             | Rồng: 2 ⋅ Trụ: 2 ⋅ Vàng: 34,1k             | Rồng: 2 ⋅ Trụ: 2 ⋅ Vàng: 34,1k             | Rồng: 2 ⋅ Trụ: 2 ⋅ Vàng: 34,1k             | Rồng: 2 ⋅ Trụ: 2 ⋅ Vàng: 34,1k             | Rồng: 2 ⋅ Trụ: 2 ⋅ Vàng: 34,1k             |
| Shyvana ⋅ Rumble Poppy ⋅ Jax ⋅ Rell   | Shyvana ⋅ Rumble Poppy ⋅ Jax ⋅ Rell   | Shyvana ⋅ Rumble Poppy ⋅ Jax ⋅ Rell   | Shyvana ⋅ Rumble Poppy ⋅ Jax ⋅ Rell   | Shyvana ⋅ Rumble Poppy ⋅ Jax ⋅ Rell   | Shyvana ⋅ Rumble Poppy ⋅ Jax ⋅ Rell   | Shyvana ⋅ Rumble Poppy ⋅ Jax ⋅ Rell   | Cấm                           | Cấm    | Skarner ⋅ Nidalee Aurora ⋅ Alistar ⋅ Leona | Skarner ⋅ Nidalee Aurora ⋅ Alistar ⋅ Leona | Skarner ⋅ Nidalee Aurora ⋅ Alistar ⋅ Leona | Skarner ⋅ Nidalee Aurora ⋅ Alistar ⋅ Leona | Skarner ⋅ Nidalee Aurora ⋅ Alistar ⋅ Leona | Skarner ⋅ Nidalee Aurora ⋅ Alistar ⋅ Leona | Skarner ⋅ Nidalee Aurora ⋅ Alistar ⋅ Leona |
| Gnar ⋅ Maokai Yone ⋅ Ziggs ⋅ Nautilus | Gnar ⋅ Maokai Yone ⋅ Ziggs ⋅ Nautilus | Gnar ⋅ Maokai Yone ⋅ Ziggs ⋅ Nautilus | Gnar ⋅ Maokai Yone ⋅ Ziggs ⋅ Nautilus | Gnar ⋅ Maokai Yone ⋅ Ziggs ⋅ Nautilus | Gnar ⋅ Maokai Yone ⋅ Ziggs ⋅ Nautilus | Gnar ⋅ Maokai Yone ⋅ Ziggs ⋅ Nautilus | Chọn                          | Chọn   | Smolder ⋅ Wukong Akali ⋅ Kai’Sa ⋅ Rakan    | Smolder ⋅ Wukong Akali ⋅ Kai’Sa ⋅ Rakan    | Smolder ⋅ Wukong Akali ⋅ Kai’Sa ⋅ Rakan    | Smolder ⋅ Wukong Akali ⋅ Kai’Sa ⋅ Rakan    | Smolder ⋅ Wukong Akali ⋅ Kai’Sa ⋅ Rakan    | Smolder ⋅ Wukong Akali ⋅ Kai’Sa ⋅ Rakan    | Smolder ⋅ Wukong Akali ⋅ Kai’Sa ⋅ Rakan    |
|                                       |                                       |                                       |                                       |                                       |                                       |                                       |                               |        |                                            |                                            |                                            |                                            |                                            |                                            |                                            |

| 12/28/22                               | 12/28/22                               | 12/28/22                               | 12/28/22                               | 12/28/22                               | 12/28/22                               | 12/28/22                               | Trận 2                        | Trận 2 | 28/12/70                                   | 28/12/70                                   | 28/12/70                                   | 28/12/70                                   | 28/12/70                                   | 28/12/70                                   | 28/12/70                                   |
| Rồng: 1 ⋅ Trụ: 3 ⋅ Vàng: 72,0k         | Rồng: 1 ⋅ Trụ: 3 ⋅ Vàng: 72,0k         | Rồng: 1 ⋅ Trụ: 3 ⋅ Vàng: 72,0k         | Rồng: 1 ⋅ Trụ: 3 ⋅ Vàng: 72,0k         | Rồng: 1 ⋅ Trụ: 3 ⋅ Vàng: 72,0k         | Rồng: 1 ⋅ Trụ: 3 ⋅ Vàng: 72,0k         | Rồng: 1 ⋅ Trụ: 3 ⋅ Vàng: 72,0k         | Sự kiện thể thao đang diễn ra | 42:05  | Rồng: 4 ⋅ Trụ: 8 ⋅ Vàng: 82,0k             | Rồng: 4 ⋅ Trụ: 8 ⋅ Vàng: 82,0k             | Rồng: 4 ⋅ Trụ: 8 ⋅ Vàng: 82,0k             | Rồng: 4 ⋅ Trụ: 8 ⋅ Vàng: 82,0k             | Rồng: 4 ⋅ Trụ: 8 ⋅ Vàng: 82,0k             | Rồng: 4 ⋅ Trụ: 8 ⋅ Vàng: 82,0k             | Rồng: 4 ⋅ Trụ: 8 ⋅ Vàng: 82,0k             |
| Shyvana ⋅ Aurora Poppy ⋅ Ezreal ⋅ Ashe | Shyvana ⋅ Aurora Poppy ⋅ Ezreal ⋅ Ashe | Shyvana ⋅ Aurora Poppy ⋅ Ezreal ⋅ Ashe | Shyvana ⋅ Aurora Poppy ⋅ Ezreal ⋅ Ashe | Shyvana ⋅ Aurora Poppy ⋅ Ezreal ⋅ Ashe | Shyvana ⋅ Aurora Poppy ⋅ Ezreal ⋅ Ashe | Shyvana ⋅ Aurora Poppy ⋅ Ezreal ⋅ Ashe | Cấm                           | Cấm    | Skarner ⋅ Nidalee Ziggs ⋅ Kalista ⋅ Jhin   | Skarner ⋅ Nidalee Ziggs ⋅ Kalista ⋅ Jhin   | Skarner ⋅ Nidalee Ziggs ⋅ Kalista ⋅ Jhin   | Skarner ⋅ Nidalee Ziggs ⋅ Kalista ⋅ Jhin   | Skarner ⋅ Nidalee Ziggs ⋅ Kalista ⋅ Jhin   | Skarner ⋅ Nidalee Ziggs ⋅ Kalista ⋅ Jhin   | Skarner ⋅ Nidalee Ziggs ⋅ Kalista ⋅ Jhin   |
| Rumble ⋅ Vi Ahri ⋅ Xayah ⋅ Rakan       | Rumble ⋅ Vi Ahri ⋅ Xayah ⋅ Rakan       | Rumble ⋅ Vi Ahri ⋅ Xayah ⋅ Rakan       | Rumble ⋅ Vi Ahri ⋅ Xayah ⋅ Rakan       | Rumble ⋅ Vi Ahri ⋅ Xayah ⋅ Rakan       | Rumble ⋅ Vi Ahri ⋅ Xayah ⋅ Rakan       | Rumble ⋅ Vi Ahri ⋅ Xayah ⋅ Rakan       | Chọn                          | Chọn   | Kennen ⋅ Wukong Yone ⋅ Miss Fortune ⋅ Rell | Kennen ⋅ Wukong Yone ⋅ Miss Fortune ⋅ Rell | Kennen ⋅ Wukong Yone ⋅ Miss Fortune ⋅ Rell | Kennen ⋅ Wukong Yone ⋅ Miss Fortune ⋅ Rell | Kennen ⋅ Wukong Yone ⋅ Miss Fortune ⋅ Rell | Kennen ⋅ Wukong Yone ⋅ Miss Fortune ⋅ Rell | Kennen ⋅ Wukong Yone ⋅ Miss Fortune ⋅ Rell |
|                                        |                                        |                                        |                                        |                                        |                                        |                                        |                               |        |                                            |                                            |                                            |                                            |                                            |                                            |                                            |

| 8/24/17                                      | 8/24/17                                      | 8/24/17                                      | 8/24/17                                      | 8/24/17                                      | 8/24/17                                      | 8/24/17                                      | Trận 3                        | Trận 3 | 24/8/63                                  | 24/8/63                                  | 24/8/63                                  | 24/8/63                                  | 24/8/63                                  | 24/8/63                                  | 24/8/63                                  |
| Rồng: 0 ⋅ Trụ: 3 ⋅ Vàng: 44,9k               | Rồng: 0 ⋅ Trụ: 3 ⋅ Vàng: 44,9k               | Rồng: 0 ⋅ Trụ: 3 ⋅ Vàng: 44,9k               | Rồng: 0 ⋅ Trụ: 3 ⋅ Vàng: 44,9k               | Rồng: 0 ⋅ Trụ: 3 ⋅ Vàng: 44,9k               | Rồng: 0 ⋅ Trụ: 3 ⋅ Vàng: 44,9k               | Rồng: 0 ⋅ Trụ: 3 ⋅ Vàng: 44,9k               | Sự kiện thể thao đang diễn ra | 26:43  | Rồng: 3 ⋅ Trụ: 8 ⋅ Vàng: 56,8k           | Rồng: 3 ⋅ Trụ: 8 ⋅ Vàng: 56,8k           | Rồng: 3 ⋅ Trụ: 8 ⋅ Vàng: 56,8k           | Rồng: 3 ⋅ Trụ: 8 ⋅ Vàng: 56,8k           | Rồng: 3 ⋅ Trụ: 8 ⋅ Vàng: 56,8k           | Rồng: 3 ⋅ Trụ: 8 ⋅ Vàng: 56,8k           | Rồng: 3 ⋅ Trụ: 8 ⋅ Vàng: 56,8k           |
| Shyvana ⋅ Poppy Wukong ⋅ Rell ⋅ Miss Fortune | Shyvana ⋅ Poppy Wukong ⋅ Rell ⋅ Miss Fortune | Shyvana ⋅ Poppy Wukong ⋅ Rell ⋅ Miss Fortune | Shyvana ⋅ Poppy Wukong ⋅ Rell ⋅ Miss Fortune | Shyvana ⋅ Poppy Wukong ⋅ Rell ⋅ Miss Fortune | Shyvana ⋅ Poppy Wukong ⋅ Rell ⋅ Miss Fortune | Shyvana ⋅ Poppy Wukong ⋅ Rell ⋅ Miss Fortune | Cấm                           | Cấm    | Skarner ⋅ Nidalee Ziggs ⋅ Ashe ⋅ Ezreal  | Skarner ⋅ Nidalee Ziggs ⋅ Ashe ⋅ Ezreal  | Skarner ⋅ Nidalee Ziggs ⋅ Ashe ⋅ Ezreal  | Skarner ⋅ Nidalee Ziggs ⋅ Ashe ⋅ Ezreal  | Skarner ⋅ Nidalee Ziggs ⋅ Ashe ⋅ Ezreal  | Skarner ⋅ Nidalee Ziggs ⋅ Ashe ⋅ Ezreal  | Skarner ⋅ Nidalee Ziggs ⋅ Ashe ⋅ Ezreal  |
| Gnar ⋅ Sejuani Yone ⋅ Kai’Sa ⋅ Nautilus      | Gnar ⋅ Sejuani Yone ⋅ Kai’Sa ⋅ Nautilus      | Gnar ⋅ Sejuani Yone ⋅ Kai’Sa ⋅ Nautilus      | Gnar ⋅ Sejuani Yone ⋅ Kai’Sa ⋅ Nautilus      | Gnar ⋅ Sejuani Yone ⋅ Kai’Sa ⋅ Nautilus      | Gnar ⋅ Sejuani Yone ⋅ Kai’Sa ⋅ Nautilus      | Gnar ⋅ Sejuani Yone ⋅ Kai’Sa ⋅ Nautilus      | Chọn                          | Chọn   | Aurora ⋅ Nocturne Ahri ⋅ Kalista ⋅ Braum | Aurora ⋅ Nocturne Ahri ⋅ Kalista ⋅ Braum | Aurora ⋅ Nocturne Ahri ⋅ Kalista ⋅ Braum | Aurora ⋅ Nocturne Ahri ⋅ Kalista ⋅ Braum | Aurora ⋅ Nocturne Ahri ⋅ Kalista ⋅ Braum | Aurora ⋅ Nocturne Ahri ⋅ Kalista ⋅ Braum | Aurora ⋅ Nocturne Ahri ⋅ Kalista ⋅ Braum |
|                                              |                                              |                                              |                                              |                                              |                                              |                                              |                               |        |                                          |                                          |                                          |                                          |                                          |                                          |                                          |

| MAD Lions KOI | 1 – 2 | GAM Esports |

| 15/6/29                               | 15/6/29                               | 15/6/29                               | 15/6/29                               | 15/6/29                               | 15/6/29                               | 15/6/29                               | Trận 1                        | Trận 1 | 6/16/13                                    | 6/16/13                                    | 6/16/13                                    | 6/16/13                                    | 6/16/13                                    | 6/16/13                                    | 6/16/13                                    |
| Rồng: 0 ⋅ Trụ: 10 ⋅ Vàng: 43,5k       | Rồng: 0 ⋅ Trụ: 10 ⋅ Vàng: 43,5k       | Rồng: 0 ⋅ Trụ: 10 ⋅ Vàng: 43,5k       | Rồng: 0 ⋅ Trụ: 10 ⋅ Vàng: 43,5k       | Rồng: 0 ⋅ Trụ: 10 ⋅ Vàng: 43,5k       | Rồng: 0 ⋅ Trụ: 10 ⋅ Vàng: 43,5k       | Rồng: 0 ⋅ Trụ: 10 ⋅ Vàng: 43,5k       | Sự kiện thể thao đang diễn ra | 20:58  | Rồng: 2 ⋅ Trụ: 2 ⋅ Vàng: 34,1k             | Rồng: 2 ⋅ Trụ: 2 ⋅ Vàng: 34,1k             | Rồng: 2 ⋅ Trụ: 2 ⋅ Vàng: 34,1k             | Rồng: 2 ⋅ Trụ: 2 ⋅ Vàng: 34,1k             | Rồng: 2 ⋅ Trụ: 2 ⋅ Vàng: 34,1k             | Rồng: 2 ⋅ Trụ: 2 ⋅ Vàng: 34,1k             | Rồng: 2 ⋅ Trụ: 2 ⋅ Vàng: 34,1k             |
| Shyvana ⋅ Rumble Poppy ⋅ Jax ⋅ Rell   | Shyvana ⋅ Rumble Poppy ⋅ Jax ⋅ Rell   | Shyvana ⋅ Rumble Poppy ⋅ Jax ⋅ Rell   | Shyvana ⋅ Rumble Poppy ⋅ Jax ⋅ Rell   | Shyvana ⋅ Rumble Poppy ⋅ Jax ⋅ Rell   | Shyvana ⋅ Rumble Poppy ⋅ Jax ⋅ Rell   | Shyvana ⋅ Rumble Poppy ⋅ Jax ⋅ Rell   | Cấm                           | Cấm    | Skarner ⋅ Nidalee Aurora ⋅ Alistar ⋅ Leona | Skarner ⋅ Nidalee Aurora ⋅ Alistar ⋅ Leona | Skarner ⋅ Nidalee Aurora ⋅ Alistar ⋅ Leona | Skarner ⋅ Nidalee Aurora ⋅ Alistar ⋅ Leona | Skarner ⋅ Nidalee Aurora ⋅ Alistar ⋅ Leona | Skarner ⋅ Nidalee Aurora ⋅ Alistar ⋅ Leona | Skarner ⋅ Nidalee Aurora ⋅ Alistar ⋅ Leona |
| Gnar ⋅ Maokai Yone ⋅ Ziggs ⋅ Nautilus | Gnar ⋅ Maokai Yone ⋅ Ziggs ⋅ Nautilus | Gnar ⋅ Maokai Yone ⋅ Ziggs ⋅ Nautilus | Gnar ⋅ Maokai Yone ⋅ Ziggs ⋅ Nautilus | Gnar ⋅ Maokai Yone ⋅ Ziggs ⋅ Nautilus | Gnar ⋅ Maokai Yone ⋅ Ziggs ⋅ Nautilus | Gnar ⋅ Maokai Yone ⋅ Ziggs ⋅ Nautilus | Chọn                          | Chọn   | Smolder ⋅ Wukong Akali ⋅ Kai’Sa ⋅ Rakan    | Smolder ⋅ Wukong Akali ⋅ Kai’Sa ⋅ Rakan    | Smolder ⋅ Wukong Akali ⋅ Kai’Sa ⋅ Rakan    | Smolder ⋅ Wukong Akali ⋅ Kai’Sa ⋅ Rakan    | Smolder ⋅ Wukong Akali ⋅ Kai’Sa ⋅ Rakan    | Smolder ⋅ Wukong Akali ⋅ Kai’Sa ⋅ Rakan    | Smolder ⋅ Wukong Akali ⋅ Kai’Sa ⋅ Rakan    |
|                                       |                                       |                                       |                                       |                                       |                                       |                                       |                               |        |                                            |                                            |                                            |                                            |                                            |                                            |                                            |

| 12/28/22                               | 12/28/22                               | 12/28/22                               | 12/28/22                               | 12/28/22                               | 12/28/22                               | 12/28/22                               | Trận 2                        | Trận 2 | 28/12/70                                   | 28/12/70                                   | 28/12/70                                   | 28/12/70                                   | 28/12/70                                   | 28/12/70                                   | 28/12/70                                   |
| Rồng: 1 ⋅ Trụ: 3 ⋅ Vàng: 72,0k         | Rồng: 1 ⋅ Trụ: 3 ⋅ Vàng: 72,0k         | Rồng: 1 ⋅ Trụ: 3 ⋅ Vàng: 72,0k         | Rồng: 1 ⋅ Trụ: 3 ⋅ Vàng: 72,0k         | Rồng: 1 ⋅ Trụ: 3 ⋅ Vàng: 72,0k         | Rồng: 1 ⋅ Trụ: 3 ⋅ Vàng: 72,0k         | Rồng: 1 ⋅ Trụ: 3 ⋅ Vàng: 72,0k         | Sự kiện thể thao đang diễn ra | 42:05  | Rồng: 4 ⋅ Trụ: 8 ⋅ Vàng: 82,0k             | Rồng: 4 ⋅ Trụ: 8 ⋅ Vàng: 82,0k             | Rồng: 4 ⋅ Trụ: 8 ⋅ Vàng: 82,0k             | Rồng: 4 ⋅ Trụ: 8 ⋅ Vàng: 82,0k             | Rồng: 4 ⋅ Trụ: 8 ⋅ Vàng: 82,0k             | Rồng: 4 ⋅ Trụ: 8 ⋅ Vàng: 82,0k             | Rồng: 4 ⋅ Trụ: 8 ⋅ Vàng: 82,0k             |
| Shyvana ⋅ Aurora Poppy ⋅ Ezreal ⋅ Ashe | Shyvana ⋅ Aurora Poppy ⋅ Ezreal ⋅ Ashe | Shyvana ⋅ Aurora Poppy ⋅ Ezreal ⋅ Ashe | Shyvana ⋅ Aurora Poppy ⋅ Ezreal ⋅ Ashe | Shyvana ⋅ Aurora Poppy ⋅ Ezreal ⋅ Ashe | Shyvana ⋅ Aurora Poppy ⋅ Ezreal ⋅ Ashe | Shyvana ⋅ Aurora Poppy ⋅ Ezreal ⋅ Ashe | Cấm                           | Cấm    | Skarner ⋅ Nidalee Ziggs ⋅ Kalista ⋅ Jhin   | Skarner ⋅ Nidalee Ziggs ⋅ Kalista ⋅ Jhin   | Skarner ⋅ Nidalee Ziggs ⋅ Kalista ⋅ Jhin   | Skarner ⋅ Nidalee Ziggs ⋅ Kalista ⋅ Jhin   | Skarner ⋅ Nidalee Ziggs ⋅ Kalista ⋅ Jhin   | Skarner ⋅ Nidalee Ziggs ⋅ Kalista ⋅ Jhin   | Skarner ⋅ Nidalee Ziggs ⋅ Kalista ⋅ Jhin   |
| Rumble ⋅ Vi Ahri ⋅ Xayah ⋅ Rakan       | Rumble ⋅ Vi Ahri ⋅ Xayah ⋅ Rakan       | Rumble ⋅ Vi Ahri ⋅ Xayah ⋅ Rakan       | Rumble ⋅ Vi Ahri ⋅ Xayah ⋅ Rakan       | Rumble ⋅ Vi Ahri ⋅ Xayah ⋅ Rakan       | Rumble ⋅ Vi Ahri ⋅ Xayah ⋅ Rakan       | Rumble ⋅ Vi Ahri ⋅ Xayah ⋅ Rakan       | Chọn                          | Chọn   | Kennen ⋅ Wukong Yone ⋅ Miss Fortune ⋅ Rell | Kennen ⋅ Wukong Yone ⋅ Miss Fortune ⋅ Rell | Kennen ⋅ Wukong Yone ⋅ Miss Fortune ⋅ Rell | Kennen ⋅ Wukong Yone ⋅ Miss Fortune ⋅ Rell | Kennen ⋅ Wukong Yone ⋅ Miss Fortune ⋅ Rell | Kennen ⋅ Wukong Yone ⋅ Miss Fortune ⋅ Rell | Kennen ⋅ Wukong Yone ⋅ Miss Fortune ⋅ Rell |
|                                        |                                        |                                        |                                        |                                        |                                        |                                        |                               |        |                                            |                                            |                                            |                                            |                                            |                                            |                                            |

| 8/24/17                                      | 8/24/17                                      | 8/24/17                                      | 8/24/17                                      | 8/24/17                                      | 8/24/17                                      | 8/24/17                                      | Trận 3                        | Trận 3 | 24/8/63                                  | 24/8/63                                  | 24/8/63                                  | 24/8/63                                  | 24/8/63                                  | 24/8/63                                  | 24/8/63                                  |
| Rồng: 0 ⋅ Trụ: 3 ⋅ Vàng: 44,9k               | Rồng: 0 ⋅ Trụ: 3 ⋅ Vàng: 44,9k               | Rồng: 0 ⋅ Trụ: 3 ⋅ Vàng: 44,9k               | Rồng: 0 ⋅ Trụ: 3 ⋅ Vàng: 44,9k               | Rồng: 0 ⋅ Trụ: 3 ⋅ Vàng: 44,9k               | Rồng: 0 ⋅ Trụ: 3 ⋅ Vàng: 44,9k               | Rồng: 0 ⋅ Trụ: 3 ⋅ Vàng: 44,9k               | Sự kiện thể thao đang diễn ra | 26:43  | Rồng: 3 ⋅ Trụ: 8 ⋅ Vàng: 56,8k           | Rồng: 3 ⋅ Trụ: 8 ⋅ Vàng: 56,8k           | Rồng: 3 ⋅ Trụ: 8 ⋅ Vàng: 56,8k           | Rồng: 3 ⋅ Trụ: 8 ⋅ Vàng: 56,8k           | Rồng: 3 ⋅ Trụ: 8 ⋅ Vàng: 56,8k           | Rồng: 3 ⋅ Trụ: 8 ⋅ Vàng: 56,8k           | Rồng: 3 ⋅ Trụ: 8 ⋅ Vàng: 56,8k           |
| Shyvana ⋅ Poppy Wukong ⋅ Rell ⋅ Miss Fortune | Shyvana ⋅ Poppy Wukong ⋅ Rell ⋅ Miss Fortune | Shyvana ⋅ Poppy Wukong ⋅ Rell ⋅ Miss Fortune | Shyvana ⋅ Poppy Wukong ⋅ Rell ⋅ Miss Fortune | Shyvana ⋅ Poppy Wukong ⋅ Rell ⋅ Miss Fortune | Shyvana ⋅ Poppy Wukong ⋅ Rell ⋅ Miss Fortune | Shyvana ⋅ Poppy Wukong ⋅ Rell ⋅ Miss Fortune | Cấm                           | Cấm    | Skarner ⋅ Nidalee Ziggs ⋅ Ashe ⋅ Ezreal  | Skarner ⋅ Nidalee Ziggs ⋅ Ashe ⋅ Ezreal  | Skarner ⋅ Nidalee Ziggs ⋅ Ashe ⋅ Ezreal  | Skarner ⋅ Nidalee Ziggs ⋅ Ashe ⋅ Ezreal  | Skarner ⋅ Nidalee Ziggs ⋅ Ashe ⋅ Ezreal  | Skarner ⋅ Nidalee Ziggs ⋅ Ashe ⋅ Ezreal  | Skarner ⋅ Nidalee Ziggs ⋅ Ashe ⋅ Ezreal  |
| Gnar ⋅ Sejuani Yone ⋅ Kai’Sa ⋅ Nautilus      | Gnar ⋅ Sejuani Yone ⋅ Kai’Sa ⋅ Nautilus      | Gnar ⋅ Sejuani Yone ⋅ Kai’Sa ⋅ Nautilus      | Gnar ⋅ Sejuani Yone ⋅ Kai’Sa ⋅ Nautilus      | Gnar ⋅ Sejuani Yone ⋅ Kai’Sa ⋅ Nautilus      | Gnar ⋅ Sejuani Yone ⋅ Kai’Sa ⋅ Nautilus      | Gnar ⋅ Sejuani Yone ⋅ Kai’Sa ⋅ Nautilus      | Chọn                          | Chọn   | Aurora ⋅ Nocturne Ahri ⋅ Kalista ⋅ Braum | Aurora ⋅ Nocturne Ahri ⋅ Kalista ⋅ Braum | Aurora ⋅ Nocturne Ahri ⋅ Kalista ⋅ Braum | Aurora ⋅ Nocturne Ahri ⋅ Kalista ⋅ Braum | Aurora ⋅ Nocturne Ahri ⋅ Kalista ⋅ Braum | Aurora ⋅ Nocturne Ahri ⋅ Kalista ⋅ Braum | Aurora ⋅ Nocturne Ahri ⋅ Kalista ⋅ Braum |
|                                              |                                              |                                              |                                              |                                              |                                              |                                              |                               |        |                                          |                                          |                                          |                                          |                                          |                                          |                                          |

| paiN Gaming | 0 – 2 | Team Liquid |

| 8/14/15                                    | 8/14/15                                    | 8/14/15                                    | 8/14/15                                    | 8/14/15                                    | 8/14/15                                    | 8/14/15                                    | Trận 1                        | Trận 1 | 14/8/31                                 | 14/8/31                                 | 14/8/31                                 | 14/8/31                                 | 14/8/31                                 | 14/8/31                                 | 14/8/31                                 |
| Rồng: 4 ⋅ Trụ: 3 ⋅ Vàng: 61,8k             | Rồng: 4 ⋅ Trụ: 3 ⋅ Vàng: 61,8k             | Rồng: 4 ⋅ Trụ: 3 ⋅ Vàng: 61,8k             | Rồng: 4 ⋅ Trụ: 3 ⋅ Vàng: 61,8k             | Rồng: 4 ⋅ Trụ: 3 ⋅ Vàng: 61,8k             | Rồng: 4 ⋅ Trụ: 3 ⋅ Vàng: 61,8k             | Rồng: 4 ⋅ Trụ: 3 ⋅ Vàng: 61,8k             | Sự kiện thể thao đang diễn ra | 36:47  | Rồng: 1 ⋅ Trụ: 10 ⋅ Vàng: 71,6k         | Rồng: 1 ⋅ Trụ: 10 ⋅ Vàng: 71,6k         | Rồng: 1 ⋅ Trụ: 10 ⋅ Vàng: 71,6k         | Rồng: 1 ⋅ Trụ: 10 ⋅ Vàng: 71,6k         | Rồng: 1 ⋅ Trụ: 10 ⋅ Vàng: 71,6k         | Rồng: 1 ⋅ Trụ: 10 ⋅ Vàng: 71,6k         | Rồng: 1 ⋅ Trụ: 10 ⋅ Vàng: 71,6k         |
| Ziggs ⋅ Aurora Sejuani ⋅ Neeko ⋅ Maokai    | Ziggs ⋅ Aurora Sejuani ⋅ Neeko ⋅ Maokai    | Ziggs ⋅ Aurora Sejuani ⋅ Neeko ⋅ Maokai    | Ziggs ⋅ Aurora Sejuani ⋅ Neeko ⋅ Maokai    | Ziggs ⋅ Aurora Sejuani ⋅ Neeko ⋅ Maokai    | Ziggs ⋅ Aurora Sejuani ⋅ Neeko ⋅ Maokai    | Ziggs ⋅ Aurora Sejuani ⋅ Neeko ⋅ Maokai    | Cấm                           | Cấm    | Yone ⋅ Lucian Skarner ⋅ Kalista ⋅ Xayah | Yone ⋅ Lucian Skarner ⋅ Kalista ⋅ Xayah | Yone ⋅ Lucian Skarner ⋅ Kalista ⋅ Xayah | Yone ⋅ Lucian Skarner ⋅ Kalista ⋅ Xayah | Yone ⋅ Lucian Skarner ⋅ Kalista ⋅ Xayah | Yone ⋅ Lucian Skarner ⋅ Kalista ⋅ Xayah | Yone ⋅ Lucian Skarner ⋅ Kalista ⋅ Xayah |
| Gnar ⋅ Nocturne Orianna ⋅ Ezreal ⋅ Alistar | Gnar ⋅ Nocturne Orianna ⋅ Ezreal ⋅ Alistar | Gnar ⋅ Nocturne Orianna ⋅ Ezreal ⋅ Alistar | Gnar ⋅ Nocturne Orianna ⋅ Ezreal ⋅ Alistar | Gnar ⋅ Nocturne Orianna ⋅ Ezreal ⋅ Alistar | Gnar ⋅ Nocturne Orianna ⋅ Ezreal ⋅ Alistar | Gnar ⋅ Nocturne Orianna ⋅ Ezreal ⋅ Alistar | Chọn                          | Chọn   | Jax ⋅ Vi Ahri ⋅ Kai’Sa ⋅ Rell           | Jax ⋅ Vi Ahri ⋅ Kai’Sa ⋅ Rell           | Jax ⋅ Vi Ahri ⋅ Kai’Sa ⋅ Rell           | Jax ⋅ Vi Ahri ⋅ Kai’Sa ⋅ Rell           | Jax ⋅ Vi Ahri ⋅ Kai’Sa ⋅ Rell           | Jax ⋅ Vi Ahri ⋅ Kai’Sa ⋅ Rell           | Jax ⋅ Vi Ahri ⋅ Kai’Sa ⋅ Rell           |
|                                            |                                            |                                            |                                            |                                            |                                            |                                            |                               |        |                                         |                                         |                                         |                                         |                                         |                                         |                                         |

| 16/15/41                                  | 16/15/41                                  | 16/15/41                                  | 16/15/41                                  | 16/15/41                                  | 16/15/41                                  | 16/15/41                                  | Trận 2                        | Trận 2 | 15/16/31                              | 15/16/31                              | 15/16/31                              | 15/16/31                              | 15/16/31                              | 15/16/31                              | 15/16/31                              |
| Rồng: 1 ⋅ Trụ: 3 ⋅ Vàng: 51,4k            | Rồng: 1 ⋅ Trụ: 3 ⋅ Vàng: 51,4k            | Rồng: 1 ⋅ Trụ: 3 ⋅ Vàng: 51,4k            | Rồng: 1 ⋅ Trụ: 3 ⋅ Vàng: 51,4k            | Rồng: 1 ⋅ Trụ: 3 ⋅ Vàng: 51,4k            | Rồng: 1 ⋅ Trụ: 3 ⋅ Vàng: 51,4k            | Rồng: 1 ⋅ Trụ: 3 ⋅ Vàng: 51,4k            | Sự kiện thể thao đang diễn ra | 29:26  | Rồng: 3 ⋅ Trụ: 9 ⋅ Vàng: 57,3k        | Rồng: 3 ⋅ Trụ: 9 ⋅ Vàng: 57,3k        | Rồng: 3 ⋅ Trụ: 9 ⋅ Vàng: 57,3k        | Rồng: 3 ⋅ Trụ: 9 ⋅ Vàng: 57,3k        | Rồng: 3 ⋅ Trụ: 9 ⋅ Vàng: 57,3k        | Rồng: 3 ⋅ Trụ: 9 ⋅ Vàng: 57,3k        | Rồng: 3 ⋅ Trụ: 9 ⋅ Vàng: 57,3k        |
| Ziggs ⋅ Jax Kai’Sa ⋅ Kalista ⋅ Poppy      | Ziggs ⋅ Jax Kai’Sa ⋅ Kalista ⋅ Poppy      | Ziggs ⋅ Jax Kai’Sa ⋅ Kalista ⋅ Poppy      | Ziggs ⋅ Jax Kai’Sa ⋅ Kalista ⋅ Poppy      | Ziggs ⋅ Jax Kai’Sa ⋅ Kalista ⋅ Poppy      | Ziggs ⋅ Jax Kai’Sa ⋅ Kalista ⋅ Poppy      | Ziggs ⋅ Jax Kai’Sa ⋅ Kalista ⋅ Poppy      | Cấm                           | Cấm    | Yone ⋅ Lucian Aurora ⋅ Ashe ⋅ Xayah   | Yone ⋅ Lucian Aurora ⋅ Ashe ⋅ Xayah   | Yone ⋅ Lucian Aurora ⋅ Ashe ⋅ Xayah   | Yone ⋅ Lucian Aurora ⋅ Ashe ⋅ Xayah   | Yone ⋅ Lucian Aurora ⋅ Ashe ⋅ Xayah   | Yone ⋅ Lucian Aurora ⋅ Ashe ⋅ Xayah   | Yone ⋅ Lucian Aurora ⋅ Ashe ⋅ Xayah   |
| Renekton ⋅ Nocturne Orianna ⋅ Jhin ⋅ Rell | Renekton ⋅ Nocturne Orianna ⋅ Jhin ⋅ Rell | Renekton ⋅ Nocturne Orianna ⋅ Jhin ⋅ Rell | Renekton ⋅ Nocturne Orianna ⋅ Jhin ⋅ Rell | Renekton ⋅ Nocturne Orianna ⋅ Jhin ⋅ Rell | Renekton ⋅ Nocturne Orianna ⋅ Jhin ⋅ Rell | Renekton ⋅ Nocturne Orianna ⋅ Jhin ⋅ Rell | Chọn                          | Chọn   | Gnar ⋅ Skarner Neeko ⋅ Ezreal ⋅ Leona | Gnar ⋅ Skarner Neeko ⋅ Ezreal ⋅ Leona | Gnar ⋅ Skarner Neeko ⋅ Ezreal ⋅ Leona | Gnar ⋅ Skarner Neeko ⋅ Ezreal ⋅ Leona | Gnar ⋅ Skarner Neeko ⋅ Ezreal ⋅ Leona | Gnar ⋅ Skarner Neeko ⋅ Ezreal ⋅ Leona | Gnar ⋅ Skarner Neeko ⋅ Ezreal ⋅ Leona |
|                                           |                                           |                                           |                                           |                                           |                                           |                                           |                               |        |                                       |                                       |                                       |                                       |                                       |                                       |                                       |

| paiN Gaming | 0 – 2 | Team Liquid |

| 8/14/15                                    | 8/14/15                                    | 8/14/15                                    | 8/14/15                                    | 8/14/15                                    | 8/14/15                                    | 8/14/15                                    | Trận 1                        | Trận 1 | 14/8/31                                 | 14/8/31                                 | 14/8/31                                 | 14/8/31                                 | 14/8/31                                 | 14/8/31                                 | 14/8/31                                 |
| Rồng: 4 ⋅ Trụ: 3 ⋅ Vàng: 61,8k             | Rồng: 4 ⋅ Trụ: 3 ⋅ Vàng: 61,8k             | Rồng: 4 ⋅ Trụ: 3 ⋅ Vàng: 61,8k             | Rồng: 4 ⋅ Trụ: 3 ⋅ Vàng: 61,8k             | Rồng: 4 ⋅ Trụ: 3 ⋅ Vàng: 61,8k             | Rồng: 4 ⋅ Trụ: 3 ⋅ Vàng: 61,8k             | Rồng: 4 ⋅ Trụ: 3 ⋅ Vàng: 61,8k             | Sự kiện thể thao đang diễn ra | 36:47  | Rồng: 1 ⋅ Trụ: 10 ⋅ Vàng: 71,6k         | Rồng: 1 ⋅ Trụ: 10 ⋅ Vàng: 71,6k         | Rồng: 1 ⋅ Trụ: 10 ⋅ Vàng: 71,6k         | Rồng: 1 ⋅ Trụ: 10 ⋅ Vàng: 71,6k         | Rồng: 1 ⋅ Trụ: 10 ⋅ Vàng: 71,6k         | Rồng: 1 ⋅ Trụ: 10 ⋅ Vàng: 71,6k         | Rồng: 1 ⋅ Trụ: 10 ⋅ Vàng: 71,6k         |
| Ziggs ⋅ Aurora Sejuani ⋅ Neeko ⋅ Maokai    | Ziggs ⋅ Aurora Sejuani ⋅ Neeko ⋅ Maokai    | Ziggs ⋅ Aurora Sejuani ⋅ Neeko ⋅ Maokai    | Ziggs ⋅ Aurora Sejuani ⋅ Neeko ⋅ Maokai    | Ziggs ⋅ Aurora Sejuani ⋅ Neeko ⋅ Maokai    | Ziggs ⋅ Aurora Sejuani ⋅ Neeko ⋅ Maokai    | Ziggs ⋅ Aurora Sejuani ⋅ Neeko ⋅ Maokai    | Cấm                           | Cấm    | Yone ⋅ Lucian Skarner ⋅ Kalista ⋅ Xayah | Yone ⋅ Lucian Skarner ⋅ Kalista ⋅ Xayah | Yone ⋅ Lucian Skarner ⋅ Kalista ⋅ Xayah | Yone ⋅ Lucian Skarner ⋅ Kalista ⋅ Xayah | Yone ⋅ Lucian Skarner ⋅ Kalista ⋅ Xayah | Yone ⋅ Lucian Skarner ⋅ Kalista ⋅ Xayah | Yone ⋅ Lucian Skarner ⋅ Kalista ⋅ Xayah |
| Gnar ⋅ Nocturne Orianna ⋅ Ezreal ⋅ Alistar | Gnar ⋅ Nocturne Orianna ⋅ Ezreal ⋅ Alistar | Gnar ⋅ Nocturne Orianna ⋅ Ezreal ⋅ Alistar | Gnar ⋅ Nocturne Orianna ⋅ Ezreal ⋅ Alistar | Gnar ⋅ Nocturne Orianna ⋅ Ezreal ⋅ Alistar | Gnar ⋅ Nocturne Orianna ⋅ Ezreal ⋅ Alistar | Gnar ⋅ Nocturne Orianna ⋅ Ezreal ⋅ Alistar | Chọn                          | Chọn   | Jax ⋅ Vi Ahri ⋅ Kai’Sa ⋅ Rell           | Jax ⋅ Vi Ahri ⋅ Kai’Sa ⋅ Rell           | Jax ⋅ Vi Ahri ⋅ Kai’Sa ⋅ Rell           | Jax ⋅ Vi Ahri ⋅ Kai’Sa ⋅ Rell           | Jax ⋅ Vi Ahri ⋅ Kai’Sa ⋅ Rell           | Jax ⋅ Vi Ahri ⋅ Kai’Sa ⋅ Rell           | Jax ⋅ Vi Ahri ⋅ Kai’Sa ⋅ Rell           |
|                                            |                                            |                                            |                                            |                                            |                                            |                                            |                               |        |                                         |                                         |                                         |                                         |                                         |                                         |                                         |

| 16/15/41                                  | 16/15/41                                  | 16/15/41                                  | 16/15/41                                  | 16/15/41                                  | 16/15/41                                  | 16/15/41                                  | Trận 2                        | Trận 2 | 15/16/31                              | 15/16/31                              | 15/16/31                              | 15/16/31                              | 15/16/31                              | 15/16/31                              | 15/16/31                              |
| Rồng: 1 ⋅ Trụ: 3 ⋅ Vàng: 51,4k            | Rồng: 1 ⋅ Trụ: 3 ⋅ Vàng: 51,4k            | Rồng: 1 ⋅ Trụ: 3 ⋅ Vàng: 51,4k            | Rồng: 1 ⋅ Trụ: 3 ⋅ Vàng: 51,4k            | Rồng: 1 ⋅ Trụ: 3 ⋅ Vàng: 51,4k            | Rồng: 1 ⋅ Trụ: 3 ⋅ Vàng: 51,4k            | Rồng: 1 ⋅ Trụ: 3 ⋅ Vàng: 51,4k            | Sự kiện thể thao đang diễn ra | 29:26  | Rồng: 3 ⋅ Trụ: 9 ⋅ Vàng: 57,3k        | Rồng: 3 ⋅ Trụ: 9 ⋅ Vàng: 57,3k        | Rồng: 3 ⋅ Trụ: 9 ⋅ Vàng: 57,3k        | Rồng: 3 ⋅ Trụ: 9 ⋅ Vàng: 57,3k        | Rồng: 3 ⋅ Trụ: 9 ⋅ Vàng: 57,3k        | Rồng: 3 ⋅ Trụ: 9 ⋅ Vàng: 57,3k        | Rồng: 3 ⋅ Trụ: 9 ⋅ Vàng: 57,3k        |
| Ziggs ⋅ Jax Kai’Sa ⋅ Kalista ⋅ Poppy      | Ziggs ⋅ Jax Kai’Sa ⋅ Kalista ⋅ Poppy      | Ziggs ⋅ Jax Kai’Sa ⋅ Kalista ⋅ Poppy      | Ziggs ⋅ Jax Kai’Sa ⋅ Kalista ⋅ Poppy      | Ziggs ⋅ Jax Kai’Sa ⋅ Kalista ⋅ Poppy      | Ziggs ⋅ Jax Kai’Sa ⋅ Kalista ⋅ Poppy      | Ziggs ⋅ Jax Kai’Sa ⋅ Kalista ⋅ Poppy      | Cấm                           | Cấm    | Yone ⋅ Lucian Aurora ⋅ Ashe ⋅ Xayah   | Yone ⋅ Lucian Aurora ⋅ Ashe ⋅ Xayah   | Yone ⋅ Lucian Aurora ⋅ Ashe ⋅ Xayah   | Yone ⋅ Lucian Aurora ⋅ Ashe ⋅ Xayah   | Yone ⋅ Lucian Aurora ⋅ Ashe ⋅ Xayah   | Yone ⋅ Lucian Aurora ⋅ Ashe ⋅ Xayah   | Yone ⋅ Lucian Aurora ⋅ Ashe ⋅ Xayah   |
| Renekton ⋅ Nocturne Orianna ⋅ Jhin ⋅ Rell | Renekton ⋅ Nocturne Orianna ⋅ Jhin ⋅ Rell | Renekton ⋅ Nocturne Orianna ⋅ Jhin ⋅ Rell | Renekton ⋅ Nocturne Orianna ⋅ Jhin ⋅ Rell | Renekton ⋅ Nocturne Orianna ⋅ Jhin ⋅ Rell | Renekton ⋅ Nocturne Orianna ⋅ Jhin ⋅ Rell | Renekton ⋅ Nocturne Orianna ⋅ Jhin ⋅ Rell | Chọn                          | Chọn   | Gnar ⋅ Skarner Neeko ⋅ Ezreal ⋅ Leona | Gnar ⋅ Skarner Neeko ⋅ Ezreal ⋅ Leona | Gnar ⋅ Skarner Neeko ⋅ Ezreal ⋅ Leona | Gnar ⋅ Skarner Neeko ⋅ Ezreal ⋅ Leona | Gnar ⋅ Skarner Neeko ⋅ Ezreal ⋅ Leona | Gnar ⋅ Skarner Neeko ⋅ Ezreal ⋅ Leona | Gnar ⋅ Skarner Neeko ⋅ Ezreal ⋅ Leona |
|                                           |                                           |                                           |                                           |                                           |                                           |                                           |                               |        |                                       |                                       |                                       |                                       |                                       |                                       |                                       |

#### Vòng đấu 4
Nhóm hiệu số 2–1
| Top Esports | 2 – 0 | Dplus KIA |

| 15/4/37                                  | 15/4/37                                  | 15/4/37                                  | 15/4/37                                  | 15/4/37                                  | 15/4/37                                  | 15/4/37                                  | Trận 1                        | Trận 1 | 4/15/12                                       | 4/15/12                                       | 4/15/12                                       | 4/15/12                                       | 4/15/12                                       | 4/15/12                                       | 4/15/12                                       |
| Rồng: 3 ⋅ Trụ: 10 ⋅ Vàng: 65,7k          | Rồng: 3 ⋅ Trụ: 10 ⋅ Vàng: 65,7k          | Rồng: 3 ⋅ Trụ: 10 ⋅ Vàng: 65,7k          | Rồng: 3 ⋅ Trụ: 10 ⋅ Vàng: 65,7k          | Rồng: 3 ⋅ Trụ: 10 ⋅ Vàng: 65,7k          | Rồng: 3 ⋅ Trụ: 10 ⋅ Vàng: 65,7k          | Rồng: 3 ⋅ Trụ: 10 ⋅ Vàng: 65,7k          | Sự kiện thể thao đang diễn ra | 32:48  | Rồng: 2 ⋅ Trụ: 4 ⋅ Vàng: 55,5k                | Rồng: 2 ⋅ Trụ: 4 ⋅ Vàng: 55,5k                | Rồng: 2 ⋅ Trụ: 4 ⋅ Vàng: 55,5k                | Rồng: 2 ⋅ Trụ: 4 ⋅ Vàng: 55,5k                | Rồng: 2 ⋅ Trụ: 4 ⋅ Vàng: 55,5k                | Rồng: 2 ⋅ Trụ: 4 ⋅ Vàng: 55,5k                | Rồng: 2 ⋅ Trụ: 4 ⋅ Vàng: 55,5k                |
| Gnar ⋅ Vi LeBlanc ⋅ Sylas ⋅ Kai’Sa       | Gnar ⋅ Vi LeBlanc ⋅ Sylas ⋅ Kai’Sa       | Gnar ⋅ Vi LeBlanc ⋅ Sylas ⋅ Kai’Sa       | Gnar ⋅ Vi LeBlanc ⋅ Sylas ⋅ Kai’Sa       | Gnar ⋅ Vi LeBlanc ⋅ Sylas ⋅ Kai’Sa       | Gnar ⋅ Vi LeBlanc ⋅ Sylas ⋅ Kai’Sa       | Gnar ⋅ Vi LeBlanc ⋅ Sylas ⋅ Kai’Sa       | Cấm                           | Cấm    | Yone ⋅ Renekton Rumble ⋅ Poppy ⋅ Renata Glasc | Yone ⋅ Renekton Rumble ⋅ Poppy ⋅ Renata Glasc | Yone ⋅ Renekton Rumble ⋅ Poppy ⋅ Renata Glasc | Yone ⋅ Renekton Rumble ⋅ Poppy ⋅ Renata Glasc | Yone ⋅ Renekton Rumble ⋅ Poppy ⋅ Renata Glasc | Yone ⋅ Renekton Rumble ⋅ Poppy ⋅ Renata Glasc | Yone ⋅ Renekton Rumble ⋅ Poppy ⋅ Renata Glasc |
| K’Sante ⋅ Xin Zhao Aurora ⋅ Ashe ⋅ Braum | K’Sante ⋅ Xin Zhao Aurora ⋅ Ashe ⋅ Braum | K’Sante ⋅ Xin Zhao Aurora ⋅ Ashe ⋅ Braum | K’Sante ⋅ Xin Zhao Aurora ⋅ Ashe ⋅ Braum | K’Sante ⋅ Xin Zhao Aurora ⋅ Ashe ⋅ Braum | K’Sante ⋅ Xin Zhao Aurora ⋅ Ashe ⋅ Braum | K’Sante ⋅ Xin Zhao Aurora ⋅ Ashe ⋅ Braum | Chọn                          | Chọn   | Jax ⋅ Skarner Orianna ⋅ Smolder ⋅ Rell        | Jax ⋅ Skarner Orianna ⋅ Smolder ⋅ Rell        | Jax ⋅ Skarner Orianna ⋅ Smolder ⋅ Rell        | Jax ⋅ Skarner Orianna ⋅ Smolder ⋅ Rell        | Jax ⋅ Skarner Orianna ⋅ Smolder ⋅ Rell        | Jax ⋅ Skarner Orianna ⋅ Smolder ⋅ Rell        | Jax ⋅ Skarner Orianna ⋅ Smolder ⋅ Rell        |
|                                          |                                          |                                          |                                          |                                          |                                          |                                          |                               |        |                                               |                                               |                                               |                                               |                                               |                                               |                                               |

| 26/15/76                                  | 26/15/76                                  | 26/15/76                                  | 26/15/76                                  | 26/15/76                                  | 26/15/76                                  | 26/15/76                                  | Trận 2                        | Trận 2 | 15/26/29                                      | 15/26/29                                      | 15/26/29                                      | 15/26/29                                      | 15/26/29                                      | 15/26/29                                      | 15/26/29                                      |
| Rồng: 3 ⋅ Trụ: 9 ⋅ Vàng: 71,0k            | Rồng: 3 ⋅ Trụ: 9 ⋅ Vàng: 71,0k            | Rồng: 3 ⋅ Trụ: 9 ⋅ Vàng: 71,0k            | Rồng: 3 ⋅ Trụ: 9 ⋅ Vàng: 71,0k            | Rồng: 3 ⋅ Trụ: 9 ⋅ Vàng: 71,0k            | Rồng: 3 ⋅ Trụ: 9 ⋅ Vàng: 71,0k            | Rồng: 3 ⋅ Trụ: 9 ⋅ Vàng: 71,0k            | Sự kiện thể thao đang diễn ra | 36:25  | Rồng: 1 ⋅ Trụ: 4 ⋅ Vàng: 62,8k                | Rồng: 1 ⋅ Trụ: 4 ⋅ Vàng: 62,8k                | Rồng: 1 ⋅ Trụ: 4 ⋅ Vàng: 62,8k                | Rồng: 1 ⋅ Trụ: 4 ⋅ Vàng: 62,8k                | Rồng: 1 ⋅ Trụ: 4 ⋅ Vàng: 62,8k                | Rồng: 1 ⋅ Trụ: 4 ⋅ Vàng: 62,8k                | Rồng: 1 ⋅ Trụ: 4 ⋅ Vàng: 62,8k                |
| Gnar ⋅ Vi Maokai ⋅ Ziggs ⋅ Kai’Sa         | Gnar ⋅ Vi Maokai ⋅ Ziggs ⋅ Kai’Sa         | Gnar ⋅ Vi Maokai ⋅ Ziggs ⋅ Kai’Sa         | Gnar ⋅ Vi Maokai ⋅ Ziggs ⋅ Kai’Sa         | Gnar ⋅ Vi Maokai ⋅ Ziggs ⋅ Kai’Sa         | Gnar ⋅ Vi Maokai ⋅ Ziggs ⋅ Kai’Sa         | Gnar ⋅ Vi Maokai ⋅ Ziggs ⋅ Kai’Sa         | Cấm                           | Cấm    | Renekton ⋅ Rumble Ashe ⋅ Poppy ⋅ Renata Glasc | Renekton ⋅ Rumble Ashe ⋅ Poppy ⋅ Renata Glasc | Renekton ⋅ Rumble Ashe ⋅ Poppy ⋅ Renata Glasc | Renekton ⋅ Rumble Ashe ⋅ Poppy ⋅ Renata Glasc | Renekton ⋅ Rumble Ashe ⋅ Poppy ⋅ Renata Glasc | Renekton ⋅ Rumble Ashe ⋅ Poppy ⋅ Renata Glasc | Renekton ⋅ Rumble Ashe ⋅ Poppy ⋅ Renata Glasc |
| K’Sante ⋅ Skarner Aurora ⋅ Kalista ⋅ Rell | K’Sante ⋅ Skarner Aurora ⋅ Kalista ⋅ Rell | K’Sante ⋅ Skarner Aurora ⋅ Kalista ⋅ Rell | K’Sante ⋅ Skarner Aurora ⋅ Kalista ⋅ Rell | K’Sante ⋅ Skarner Aurora ⋅ Kalista ⋅ Rell | K’Sante ⋅ Skarner Aurora ⋅ Kalista ⋅ Rell | K’Sante ⋅ Skarner Aurora ⋅ Kalista ⋅ Rell | Chọn                          | Chọn   | Jax ⋅ Sejuani Yone ⋅ Miss Fortune ⋅ Leona     | Jax ⋅ Sejuani Yone ⋅ Miss Fortune ⋅ Leona     | Jax ⋅ Sejuani Yone ⋅ Miss Fortune ⋅ Leona     | Jax ⋅ Sejuani Yone ⋅ Miss Fortune ⋅ Leona     | Jax ⋅ Sejuani Yone ⋅ Miss Fortune ⋅ Leona     | Jax ⋅ Sejuani Yone ⋅ Miss Fortune ⋅ Leona     | Jax ⋅ Sejuani Yone ⋅ Miss Fortune ⋅ Leona     |
|                                           |                                           |                                           |                                           |                                           |                                           |                                           |                               |        |                                               |                                               |                                               |                                               |                                               |                                               |                                               |

| Top Esports | 2 – 0 | Dplus KIA |

| 15/4/37                                  | 15/4/37                                  | 15/4/37                                  | 15/4/37                                  | 15/4/37                                  | 15/4/37                                  | 15/4/37                                  | Trận 1                        | Trận 1 | 4/15/12                                       | 4/15/12                                       | 4/15/12                                       | 4/15/12                                       | 4/15/12                                       | 4/15/12                                       | 4/15/12                                       |
| Rồng: 3 ⋅ Trụ: 10 ⋅ Vàng: 65,7k          | Rồng: 3 ⋅ Trụ: 10 ⋅ Vàng: 65,7k          | Rồng: 3 ⋅ Trụ: 10 ⋅ Vàng: 65,7k          | Rồng: 3 ⋅ Trụ: 10 ⋅ Vàng: 65,7k          | Rồng: 3 ⋅ Trụ: 10 ⋅ Vàng: 65,7k          | Rồng: 3 ⋅ Trụ: 10 ⋅ Vàng: 65,7k          | Rồng: 3 ⋅ Trụ: 10 ⋅ Vàng: 65,7k          | Sự kiện thể thao đang diễn ra | 32:48  | Rồng: 2 ⋅ Trụ: 4 ⋅ Vàng: 55,5k                | Rồng: 2 ⋅ Trụ: 4 ⋅ Vàng: 55,5k                | Rồng: 2 ⋅ Trụ: 4 ⋅ Vàng: 55,5k                | Rồng: 2 ⋅ Trụ: 4 ⋅ Vàng: 55,5k                | Rồng: 2 ⋅ Trụ: 4 ⋅ Vàng: 55,5k                | Rồng: 2 ⋅ Trụ: 4 ⋅ Vàng: 55,5k                | Rồng: 2 ⋅ Trụ: 4 ⋅ Vàng: 55,5k                |
| Gnar ⋅ Vi LeBlanc ⋅ Sylas ⋅ Kai’Sa       | Gnar ⋅ Vi LeBlanc ⋅ Sylas ⋅ Kai’Sa       | Gnar ⋅ Vi LeBlanc ⋅ Sylas ⋅ Kai’Sa       | Gnar ⋅ Vi LeBlanc ⋅ Sylas ⋅ Kai’Sa       | Gnar ⋅ Vi LeBlanc ⋅ Sylas ⋅ Kai’Sa       | Gnar ⋅ Vi LeBlanc ⋅ Sylas ⋅ Kai’Sa       | Gnar ⋅ Vi LeBlanc ⋅ Sylas ⋅ Kai’Sa       | Cấm                           | Cấm    | Yone ⋅ Renekton Rumble ⋅ Poppy ⋅ Renata Glasc | Yone ⋅ Renekton Rumble ⋅ Poppy ⋅ Renata Glasc | Yone ⋅ Renekton Rumble ⋅ Poppy ⋅ Renata Glasc | Yone ⋅ Renekton Rumble ⋅ Poppy ⋅ Renata Glasc | Yone ⋅ Renekton Rumble ⋅ Poppy ⋅ Renata Glasc | Yone ⋅ Renekton Rumble ⋅ Poppy ⋅ Renata Glasc | Yone ⋅ Renekton Rumble ⋅ Poppy ⋅ Renata Glasc |
| K’Sante ⋅ Xin Zhao Aurora ⋅ Ashe ⋅ Braum | K’Sante ⋅ Xin Zhao Aurora ⋅ Ashe ⋅ Braum | K’Sante ⋅ Xin Zhao Aurora ⋅ Ashe ⋅ Braum | K’Sante ⋅ Xin Zhao Aurora ⋅ Ashe ⋅ Braum | K’Sante ⋅ Xin Zhao Aurora ⋅ Ashe ⋅ Braum | K’Sante ⋅ Xin Zhao Aurora ⋅ Ashe ⋅ Braum | K’Sante ⋅ Xin Zhao Aurora ⋅ Ashe ⋅ Braum | Chọn                          | Chọn   | Jax ⋅ Skarner Orianna ⋅ Smolder ⋅ Rell        | Jax ⋅ Skarner Orianna ⋅ Smolder ⋅ Rell        | Jax ⋅ Skarner Orianna ⋅ Smolder ⋅ Rell        | Jax ⋅ Skarner Orianna ⋅ Smolder ⋅ Rell        | Jax ⋅ Skarner Orianna ⋅ Smolder ⋅ Rell        | Jax ⋅ Skarner Orianna ⋅ Smolder ⋅ Rell        | Jax ⋅ Skarner Orianna ⋅ Smolder ⋅ Rell        |
|                                          |                                          |                                          |                                          |                                          |                                          |                                          |                               |        |                                               |                                               |                                               |                                               |                                               |                                               |                                               |

| 26/15/76                                  | 26/15/76                                  | 26/15/76                                  | 26/15/76                                  | 26/15/76                                  | 26/15/76                                  | 26/15/76                                  | Trận 2                        | Trận 2 | 15/26/29                                      | 15/26/29                                      | 15/26/29                                      | 15/26/29                                      | 15/26/29                                      | 15/26/29                                      | 15/26/29                                      |
| Rồng: 3 ⋅ Trụ: 9 ⋅ Vàng: 71,0k            | Rồng: 3 ⋅ Trụ: 9 ⋅ Vàng: 71,0k            | Rồng: 3 ⋅ Trụ: 9 ⋅ Vàng: 71,0k            | Rồng: 3 ⋅ Trụ: 9 ⋅ Vàng: 71,0k            | Rồng: 3 ⋅ Trụ: 9 ⋅ Vàng: 71,0k            | Rồng: 3 ⋅ Trụ: 9 ⋅ Vàng: 71,0k            | Rồng: 3 ⋅ Trụ: 9 ⋅ Vàng: 71,0k            | Sự kiện thể thao đang diễn ra | 36:25  | Rồng: 1 ⋅ Trụ: 4 ⋅ Vàng: 62,8k                | Rồng: 1 ⋅ Trụ: 4 ⋅ Vàng: 62,8k                | Rồng: 1 ⋅ Trụ: 4 ⋅ Vàng: 62,8k                | Rồng: 1 ⋅ Trụ: 4 ⋅ Vàng: 62,8k                | Rồng: 1 ⋅ Trụ: 4 ⋅ Vàng: 62,8k                | Rồng: 1 ⋅ Trụ: 4 ⋅ Vàng: 62,8k                | Rồng: 1 ⋅ Trụ: 4 ⋅ Vàng: 62,8k                |
| Gnar ⋅ Vi Maokai ⋅ Ziggs ⋅ Kai’Sa         | Gnar ⋅ Vi Maokai ⋅ Ziggs ⋅ Kai’Sa         | Gnar ⋅ Vi Maokai ⋅ Ziggs ⋅ Kai’Sa         | Gnar ⋅ Vi Maokai ⋅ Ziggs ⋅ Kai’Sa         | Gnar ⋅ Vi Maokai ⋅ Ziggs ⋅ Kai’Sa         | Gnar ⋅ Vi Maokai ⋅ Ziggs ⋅ Kai’Sa         | Gnar ⋅ Vi Maokai ⋅ Ziggs ⋅ Kai’Sa         | Cấm                           | Cấm    | Renekton ⋅ Rumble Ashe ⋅ Poppy ⋅ Renata Glasc | Renekton ⋅ Rumble Ashe ⋅ Poppy ⋅ Renata Glasc | Renekton ⋅ Rumble Ashe ⋅ Poppy ⋅ Renata Glasc | Renekton ⋅ Rumble Ashe ⋅ Poppy ⋅ Renata Glasc | Renekton ⋅ Rumble Ashe ⋅ Poppy ⋅ Renata Glasc | Renekton ⋅ Rumble Ashe ⋅ Poppy ⋅ Renata Glasc | Renekton ⋅ Rumble Ashe ⋅ Poppy ⋅ Renata Glasc |
| K’Sante ⋅ Skarner Aurora ⋅ Kalista ⋅ Rell | K’Sante ⋅ Skarner Aurora ⋅ Kalista ⋅ Rell | K’Sante ⋅ Skarner Aurora ⋅ Kalista ⋅ Rell | K’Sante ⋅ Skarner Aurora ⋅ Kalista ⋅ Rell | K’Sante ⋅ Skarner Aurora ⋅ Kalista ⋅ Rell | K’Sante ⋅ Skarner Aurora ⋅ Kalista ⋅ Rell | K’Sante ⋅ Skarner Aurora ⋅ Kalista ⋅ Rell | Chọn                          | Chọn   | Jax ⋅ Sejuani Yone ⋅ Miss Fortune ⋅ Leona     | Jax ⋅ Sejuani Yone ⋅ Miss Fortune ⋅ Leona     | Jax ⋅ Sejuani Yone ⋅ Miss Fortune ⋅ Leona     | Jax ⋅ Sejuani Yone ⋅ Miss Fortune ⋅ Leona     | Jax ⋅ Sejuani Yone ⋅ Miss Fortune ⋅ Leona     | Jax ⋅ Sejuani Yone ⋅ Miss Fortune ⋅ Leona     | Jax ⋅ Sejuani Yone ⋅ Miss Fortune ⋅ Leona     |
|                                           |                                           |                                           |                                           |                                           |                                           |                                           |                               |        |                                               |                                               |                                               |                                               |                                               |                                               |                                               |

| Hanwha Life Esports | 2 – 1 | FlyQuest |

| 16/12/24                                 | 16/12/24                                 | 16/12/24                                 | 16/12/24                                 | 16/12/24                                 | 16/12/24                                 | 16/12/24                                 | Trận 1                        | Trận 1 | 12/16/29                                          | 12/16/29                                          | 12/16/29                                          | 12/16/29                                          | 12/16/29                                          | 12/16/29                                          | 12/16/29                                          |
| Rồng: 3 ⋅ Trụ: 9 ⋅ Vàng: 66,0k           | Rồng: 3 ⋅ Trụ: 9 ⋅ Vàng: 66,0k           | Rồng: 3 ⋅ Trụ: 9 ⋅ Vàng: 66,0k           | Rồng: 3 ⋅ Trụ: 9 ⋅ Vàng: 66,0k           | Rồng: 3 ⋅ Trụ: 9 ⋅ Vàng: 66,0k           | Rồng: 3 ⋅ Trụ: 9 ⋅ Vàng: 66,0k           | Rồng: 3 ⋅ Trụ: 9 ⋅ Vàng: 66,0k           | Sự kiện thể thao đang diễn ra | 33:26  | Rồng: 2 ⋅ Trụ: 4 ⋅ Vàng: 61,1k                    | Rồng: 2 ⋅ Trụ: 4 ⋅ Vàng: 61,1k                    | Rồng: 2 ⋅ Trụ: 4 ⋅ Vàng: 61,1k                    | Rồng: 2 ⋅ Trụ: 4 ⋅ Vàng: 61,1k                    | Rồng: 2 ⋅ Trụ: 4 ⋅ Vàng: 61,1k                    | Rồng: 2 ⋅ Trụ: 4 ⋅ Vàng: 61,1k                    | Rồng: 2 ⋅ Trụ: 4 ⋅ Vàng: 61,1k                    |
| Orianna ⋅ Ivern Renekton ⋅ Leona ⋅ Poppy | Orianna ⋅ Ivern Renekton ⋅ Leona ⋅ Poppy | Orianna ⋅ Ivern Renekton ⋅ Leona ⋅ Poppy | Orianna ⋅ Ivern Renekton ⋅ Leona ⋅ Poppy | Orianna ⋅ Ivern Renekton ⋅ Leona ⋅ Poppy | Orianna ⋅ Ivern Renekton ⋅ Leona ⋅ Poppy | Orianna ⋅ Ivern Renekton ⋅ Leona ⋅ Poppy | Cấm                           | Cấm    | Aurora ⋅ Ziggs Ashe ⋅ Rakan ⋅ Alistar             | Aurora ⋅ Ziggs Ashe ⋅ Rakan ⋅ Alistar             | Aurora ⋅ Ziggs Ashe ⋅ Rakan ⋅ Alistar             | Aurora ⋅ Ziggs Ashe ⋅ Rakan ⋅ Alistar             | Aurora ⋅ Ziggs Ashe ⋅ Rakan ⋅ Alistar             | Aurora ⋅ Ziggs Ashe ⋅ Rakan ⋅ Alistar             | Aurora ⋅ Ziggs Ashe ⋅ Rakan ⋅ Alistar             |
| Jax ⋅ Sejuani Yone ⋅ Kai’Sa ⋅ Rell       | Jax ⋅ Sejuani Yone ⋅ Kai’Sa ⋅ Rell       | Jax ⋅ Sejuani Yone ⋅ Kai’Sa ⋅ Rell       | Jax ⋅ Sejuani Yone ⋅ Kai’Sa ⋅ Rell       | Jax ⋅ Sejuani Yone ⋅ Kai’Sa ⋅ Rell       | Jax ⋅ Sejuani Yone ⋅ Kai’Sa ⋅ Rell       | Jax ⋅ Sejuani Yone ⋅ Kai’Sa ⋅ Rell       | Chọn                          | Chọn   | Urgot ⋅ Amumu Cassiopeia ⋅ Kalista ⋅ Renata Glasc | Urgot ⋅ Amumu Cassiopeia ⋅ Kalista ⋅ Renata Glasc | Urgot ⋅ Amumu Cassiopeia ⋅ Kalista ⋅ Renata Glasc | Urgot ⋅ Amumu Cassiopeia ⋅ Kalista ⋅ Renata Glasc | Urgot ⋅ Amumu Cassiopeia ⋅ Kalista ⋅ Renata Glasc | Urgot ⋅ Amumu Cassiopeia ⋅ Kalista ⋅ Renata Glasc | Urgot ⋅ Amumu Cassiopeia ⋅ Kalista ⋅ Renata Glasc |
|                                          |                                          |                                          |                                          |                                          |                                          |                                          |                               |        |                                                   |                                                   |                                                   |                                                   |                                                   |                                                   |                                                   |

| 8/20/24                                      | 8/20/24                                      | 8/20/24                                      | 8/20/24                                      | 8/20/24                                      | 8/20/24                                      | 8/20/24                                      | Trận 2                        | Trận 2 | 20/8/54                                      | 20/8/54                                      | 20/8/54                                      | 20/8/54                                      | 20/8/54                                      | 20/8/54                                      | 20/8/54                                      |
| Rồng: 1 ⋅ Trụ: 5 ⋅ Vàng: 66,9k               | Rồng: 1 ⋅ Trụ: 5 ⋅ Vàng: 66,9k               | Rồng: 1 ⋅ Trụ: 5 ⋅ Vàng: 66,9k               | Rồng: 1 ⋅ Trụ: 5 ⋅ Vàng: 66,9k               | Rồng: 1 ⋅ Trụ: 5 ⋅ Vàng: 66,9k               | Rồng: 1 ⋅ Trụ: 5 ⋅ Vàng: 66,9k               | Rồng: 1 ⋅ Trụ: 5 ⋅ Vàng: 66,9k               | Sự kiện thể thao đang diễn ra | 37:44  | Rồng: 5 ⋅ Trụ: 10 ⋅ Vàng: 77,4k              | Rồng: 5 ⋅ Trụ: 10 ⋅ Vàng: 77,4k              | Rồng: 5 ⋅ Trụ: 10 ⋅ Vàng: 77,4k              | Rồng: 5 ⋅ Trụ: 10 ⋅ Vàng: 77,4k              | Rồng: 5 ⋅ Trụ: 10 ⋅ Vàng: 77,4k              | Rồng: 5 ⋅ Trụ: 10 ⋅ Vàng: 77,4k              | Rồng: 5 ⋅ Trụ: 10 ⋅ Vàng: 77,4k              |
| Ivern ⋅ Cassiopeia Orianna ⋅ Amumu ⋅ Sejuani | Ivern ⋅ Cassiopeia Orianna ⋅ Amumu ⋅ Sejuani | Ivern ⋅ Cassiopeia Orianna ⋅ Amumu ⋅ Sejuani | Ivern ⋅ Cassiopeia Orianna ⋅ Amumu ⋅ Sejuani | Ivern ⋅ Cassiopeia Orianna ⋅ Amumu ⋅ Sejuani | Ivern ⋅ Cassiopeia Orianna ⋅ Amumu ⋅ Sejuani | Ivern ⋅ Cassiopeia Orianna ⋅ Amumu ⋅ Sejuani | Cấm                           | Cấm    | Aurora ⋅ Yone Ashe ⋅ Braum ⋅ Smolder         | Aurora ⋅ Yone Ashe ⋅ Braum ⋅ Smolder         | Aurora ⋅ Yone Ashe ⋅ Braum ⋅ Smolder         | Aurora ⋅ Yone Ashe ⋅ Braum ⋅ Smolder         | Aurora ⋅ Yone Ashe ⋅ Braum ⋅ Smolder         | Aurora ⋅ Yone Ashe ⋅ Braum ⋅ Smolder         | Aurora ⋅ Yone Ashe ⋅ Braum ⋅ Smolder         |
| Renekton ⋅ Zyra Yasuo ⋅ Ezreal ⋅ Poppy       | Renekton ⋅ Zyra Yasuo ⋅ Ezreal ⋅ Poppy       | Renekton ⋅ Zyra Yasuo ⋅ Ezreal ⋅ Poppy       | Renekton ⋅ Zyra Yasuo ⋅ Ezreal ⋅ Poppy       | Renekton ⋅ Zyra Yasuo ⋅ Ezreal ⋅ Poppy       | Renekton ⋅ Zyra Yasuo ⋅ Ezreal ⋅ Poppy       | Renekton ⋅ Zyra Yasuo ⋅ Ezreal ⋅ Poppy       | Chọn                          | Chọn   | Olaf ⋅ Nunu & Willump Hwei ⋅ Kalista ⋅ Leona | Olaf ⋅ Nunu & Willump Hwei ⋅ Kalista ⋅ Leona | Olaf ⋅ Nunu & Willump Hwei ⋅ Kalista ⋅ Leona | Olaf ⋅ Nunu & Willump Hwei ⋅ Kalista ⋅ Leona | Olaf ⋅ Nunu & Willump Hwei ⋅ Kalista ⋅ Leona | Olaf ⋅ Nunu & Willump Hwei ⋅ Kalista ⋅ Leona | Olaf ⋅ Nunu & Willump Hwei ⋅ Kalista ⋅ Leona |
|                                              |                                              |                                              |                                              |                                              |                                              |                                              |                               |        |                                              |                                              |                                              |                                              |                                              |                                              |                                              |

| 19/8/48                                 | 19/8/48                                 | 19/8/48                                 | 19/8/48                                 | 19/8/48                                 | 19/8/48                                 | 19/8/48                                 | Trận 3                        | Trận 3 | 8/19/19                              | 8/19/19                              | 8/19/19                              | 8/19/19                              | 8/19/19                              | 8/19/19                              | 8/19/19                              |
| Rồng: 4 ⋅ Trụ: 9 ⋅ Vàng: 64,3k          | Rồng: 4 ⋅ Trụ: 9 ⋅ Vàng: 64,3k          | Rồng: 4 ⋅ Trụ: 9 ⋅ Vàng: 64,3k          | Rồng: 4 ⋅ Trụ: 9 ⋅ Vàng: 64,3k          | Rồng: 4 ⋅ Trụ: 9 ⋅ Vàng: 64,3k          | Rồng: 4 ⋅ Trụ: 9 ⋅ Vàng: 64,3k          | Rồng: 4 ⋅ Trụ: 9 ⋅ Vàng: 64,3k          | Sự kiện thể thao đang diễn ra | 30:40  | Rồng: 1 ⋅ Trụ: 1 ⋅ Vàng: 49,8k       | Rồng: 1 ⋅ Trụ: 1 ⋅ Vàng: 49,8k       | Rồng: 1 ⋅ Trụ: 1 ⋅ Vàng: 49,8k       | Rồng: 1 ⋅ Trụ: 1 ⋅ Vàng: 49,8k       | Rồng: 1 ⋅ Trụ: 1 ⋅ Vàng: 49,8k       | Rồng: 1 ⋅ Trụ: 1 ⋅ Vàng: 49,8k       | Rồng: 1 ⋅ Trụ: 1 ⋅ Vàng: 49,8k       |
| Ivern ⋅ Renekton Kalista ⋅ Olaf ⋅ Leona | Ivern ⋅ Renekton Kalista ⋅ Olaf ⋅ Leona | Ivern ⋅ Renekton Kalista ⋅ Olaf ⋅ Leona | Ivern ⋅ Renekton Kalista ⋅ Olaf ⋅ Leona | Ivern ⋅ Renekton Kalista ⋅ Olaf ⋅ Leona | Ivern ⋅ Renekton Kalista ⋅ Olaf ⋅ Leona | Ivern ⋅ Renekton Kalista ⋅ Olaf ⋅ Leona | Cấm                           | Cấm    | Aurora ⋅ Yone Jax ⋅ Rakan ⋅ Alistar  | Aurora ⋅ Yone Jax ⋅ Rakan ⋅ Alistar  | Aurora ⋅ Yone Jax ⋅ Rakan ⋅ Alistar  | Aurora ⋅ Yone Jax ⋅ Rakan ⋅ Alistar  | Aurora ⋅ Yone Jax ⋅ Rakan ⋅ Alistar  | Aurora ⋅ Yone Jax ⋅ Rakan ⋅ Alistar  | Aurora ⋅ Yone Jax ⋅ Rakan ⋅ Alistar  |
| Gnar ⋅ Skarner Sylas ⋅ Xayah ⋅ Poppy    | Gnar ⋅ Skarner Sylas ⋅ Xayah ⋅ Poppy    | Gnar ⋅ Skarner Sylas ⋅ Xayah ⋅ Poppy    | Gnar ⋅ Skarner Sylas ⋅ Xayah ⋅ Poppy    | Gnar ⋅ Skarner Sylas ⋅ Xayah ⋅ Poppy    | Gnar ⋅ Skarner Sylas ⋅ Xayah ⋅ Poppy    | Gnar ⋅ Skarner Sylas ⋅ Xayah ⋅ Poppy    | Chọn                          | Chọn   | Sion ⋅ Vi Cassiopeia ⋅ Kai’Sa ⋅ Rell | Sion ⋅ Vi Cassiopeia ⋅ Kai’Sa ⋅ Rell | Sion ⋅ Vi Cassiopeia ⋅ Kai’Sa ⋅ Rell | Sion ⋅ Vi Cassiopeia ⋅ Kai’Sa ⋅ Rell | Sion ⋅ Vi Cassiopeia ⋅ Kai’Sa ⋅ Rell | Sion ⋅ Vi Cassiopeia ⋅ Kai’Sa ⋅ Rell | Sion ⋅ Vi Cassiopeia ⋅ Kai’Sa ⋅ Rell |
|                                         |                                         |                                         |                                         |                                         |                                         |                                         |                               |        |                                      |                                      |                                      |                                      |                                      |                                      |                                      |

| Hanwha Life Esports | 2 – 1 | FlyQuest |

| 16/12/24                                 | 16/12/24                                 | 16/12/24                                 | 16/12/24                                 | 16/12/24                                 | 16/12/24                                 | 16/12/24                                 | Trận 1                        | Trận 1 | 12/16/29                                          | 12/16/29                                          | 12/16/29                                          | 12/16/29                                          | 12/16/29                                          | 12/16/29                                          | 12/16/29                                          |
| Rồng: 3 ⋅ Trụ: 9 ⋅ Vàng: 66,0k           | Rồng: 3 ⋅ Trụ: 9 ⋅ Vàng: 66,0k           | Rồng: 3 ⋅ Trụ: 9 ⋅ Vàng: 66,0k           | Rồng: 3 ⋅ Trụ: 9 ⋅ Vàng: 66,0k           | Rồng: 3 ⋅ Trụ: 9 ⋅ Vàng: 66,0k           | Rồng: 3 ⋅ Trụ: 9 ⋅ Vàng: 66,0k           | Rồng: 3 ⋅ Trụ: 9 ⋅ Vàng: 66,0k           | Sự kiện thể thao đang diễn ra | 33:26  | Rồng: 2 ⋅ Trụ: 4 ⋅ Vàng: 61,1k                    | Rồng: 2 ⋅ Trụ: 4 ⋅ Vàng: 61,1k                    | Rồng: 2 ⋅ Trụ: 4 ⋅ Vàng: 61,1k                    | Rồng: 2 ⋅ Trụ: 4 ⋅ Vàng: 61,1k                    | Rồng: 2 ⋅ Trụ: 4 ⋅ Vàng: 61,1k                    | Rồng: 2 ⋅ Trụ: 4 ⋅ Vàng: 61,1k                    | Rồng: 2 ⋅ Trụ: 4 ⋅ Vàng: 61,1k                    |
| Orianna ⋅ Ivern Renekton ⋅ Leona ⋅ Poppy | Orianna ⋅ Ivern Renekton ⋅ Leona ⋅ Poppy | Orianna ⋅ Ivern Renekton ⋅ Leona ⋅ Poppy | Orianna ⋅ Ivern Renekton ⋅ Leona ⋅ Poppy | Orianna ⋅ Ivern Renekton ⋅ Leona ⋅ Poppy | Orianna ⋅ Ivern Renekton ⋅ Leona ⋅ Poppy | Orianna ⋅ Ivern Renekton ⋅ Leona ⋅ Poppy | Cấm                           | Cấm    | Aurora ⋅ Ziggs Ashe ⋅ Rakan ⋅ Alistar             | Aurora ⋅ Ziggs Ashe ⋅ Rakan ⋅ Alistar             | Aurora ⋅ Ziggs Ashe ⋅ Rakan ⋅ Alistar             | Aurora ⋅ Ziggs Ashe ⋅ Rakan ⋅ Alistar             | Aurora ⋅ Ziggs Ashe ⋅ Rakan ⋅ Alistar             | Aurora ⋅ Ziggs Ashe ⋅ Rakan ⋅ Alistar             | Aurora ⋅ Ziggs Ashe ⋅ Rakan ⋅ Alistar             |
| Jax ⋅ Sejuani Yone ⋅ Kai’Sa ⋅ Rell       | Jax ⋅ Sejuani Yone ⋅ Kai’Sa ⋅ Rell       | Jax ⋅ Sejuani Yone ⋅ Kai’Sa ⋅ Rell       | Jax ⋅ Sejuani Yone ⋅ Kai’Sa ⋅ Rell       | Jax ⋅ Sejuani Yone ⋅ Kai’Sa ⋅ Rell       | Jax ⋅ Sejuani Yone ⋅ Kai’Sa ⋅ Rell       | Jax ⋅ Sejuani Yone ⋅ Kai’Sa ⋅ Rell       | Chọn                          | Chọn   | Urgot ⋅ Amumu Cassiopeia ⋅ Kalista ⋅ Renata Glasc | Urgot ⋅ Amumu Cassiopeia ⋅ Kalista ⋅ Renata Glasc | Urgot ⋅ Amumu Cassiopeia ⋅ Kalista ⋅ Renata Glasc | Urgot ⋅ Amumu Cassiopeia ⋅ Kalista ⋅ Renata Glasc | Urgot ⋅ Amumu Cassiopeia ⋅ Kalista ⋅ Renata Glasc | Urgot ⋅ Amumu Cassiopeia ⋅ Kalista ⋅ Renata Glasc | Urgot ⋅ Amumu Cassiopeia ⋅ Kalista ⋅ Renata Glasc |
|                                          |                                          |                                          |                                          |                                          |                                          |                                          |                               |        |                                                   |                                                   |                                                   |                                                   |                                                   |                                                   |                                                   |

| 8/20/24                                      | 8/20/24                                      | 8/20/24                                      | 8/20/24                                      | 8/20/24                                      | 8/20/24                                      | 8/20/24                                      | Trận 2                        | Trận 2 | 20/8/54                                      | 20/8/54                                      | 20/8/54                                      | 20/8/54                                      | 20/8/54                                      | 20/8/54                                      | 20/8/54                                      |
| Rồng: 1 ⋅ Trụ: 5 ⋅ Vàng: 66,9k               | Rồng: 1 ⋅ Trụ: 5 ⋅ Vàng: 66,9k               | Rồng: 1 ⋅ Trụ: 5 ⋅ Vàng: 66,9k               | Rồng: 1 ⋅ Trụ: 5 ⋅ Vàng: 66,9k               | Rồng: 1 ⋅ Trụ: 5 ⋅ Vàng: 66,9k               | Rồng: 1 ⋅ Trụ: 5 ⋅ Vàng: 66,9k               | Rồng: 1 ⋅ Trụ: 5 ⋅ Vàng: 66,9k               | Sự kiện thể thao đang diễn ra | 37:44  | Rồng: 5 ⋅ Trụ: 10 ⋅ Vàng: 77,4k              | Rồng: 5 ⋅ Trụ: 10 ⋅ Vàng: 77,4k              | Rồng: 5 ⋅ Trụ: 10 ⋅ Vàng: 77,4k              | Rồng: 5 ⋅ Trụ: 10 ⋅ Vàng: 77,4k              | Rồng: 5 ⋅ Trụ: 10 ⋅ Vàng: 77,4k              | Rồng: 5 ⋅ Trụ: 10 ⋅ Vàng: 77,4k              | Rồng: 5 ⋅ Trụ: 10 ⋅ Vàng: 77,4k              |
| Ivern ⋅ Cassiopeia Orianna ⋅ Amumu ⋅ Sejuani | Ivern ⋅ Cassiopeia Orianna ⋅ Amumu ⋅ Sejuani | Ivern ⋅ Cassiopeia Orianna ⋅ Amumu ⋅ Sejuani | Ivern ⋅ Cassiopeia Orianna ⋅ Amumu ⋅ Sejuani | Ivern ⋅ Cassiopeia Orianna ⋅ Amumu ⋅ Sejuani | Ivern ⋅ Cassiopeia Orianna ⋅ Amumu ⋅ Sejuani | Ivern ⋅ Cassiopeia Orianna ⋅ Amumu ⋅ Sejuani | Cấm                           | Cấm    | Aurora ⋅ Yone Ashe ⋅ Braum ⋅ Smolder         | Aurora ⋅ Yone Ashe ⋅ Braum ⋅ Smolder         | Aurora ⋅ Yone Ashe ⋅ Braum ⋅ Smolder         | Aurora ⋅ Yone Ashe ⋅ Braum ⋅ Smolder         | Aurora ⋅ Yone Ashe ⋅ Braum ⋅ Smolder         | Aurora ⋅ Yone Ashe ⋅ Braum ⋅ Smolder         | Aurora ⋅ Yone Ashe ⋅ Braum ⋅ Smolder         |
| Renekton ⋅ Zyra Yasuo ⋅ Ezreal ⋅ Poppy       | Renekton ⋅ Zyra Yasuo ⋅ Ezreal ⋅ Poppy       | Renekton ⋅ Zyra Yasuo ⋅ Ezreal ⋅ Poppy       | Renekton ⋅ Zyra Yasuo ⋅ Ezreal ⋅ Poppy       | Renekton ⋅ Zyra Yasuo ⋅ Ezreal ⋅ Poppy       | Renekton ⋅ Zyra Yasuo ⋅ Ezreal ⋅ Poppy       | Renekton ⋅ Zyra Yasuo ⋅ Ezreal ⋅ Poppy       | Chọn                          | Chọn   | Olaf ⋅ Nunu & Willump Hwei ⋅ Kalista ⋅ Leona | Olaf ⋅ Nunu & Willump Hwei ⋅ Kalista ⋅ Leona | Olaf ⋅ Nunu & Willump Hwei ⋅ Kalista ⋅ Leona | Olaf ⋅ Nunu & Willump Hwei ⋅ Kalista ⋅ Leona | Olaf ⋅ Nunu & Willump Hwei ⋅ Kalista ⋅ Leona | Olaf ⋅ Nunu & Willump Hwei ⋅ Kalista ⋅ Leona | Olaf ⋅ Nunu & Willump Hwei ⋅ Kalista ⋅ Leona |
|                                              |                                              |                                              |                                              |                                              |                                              |                                              |                               |        |                                              |                                              |                                              |                                              |                                              |                                              |                                              |

| 19/8/48                                 | 19/8/48                                 | 19/8/48                                 | 19/8/48                                 | 19/8/48                                 | 19/8/48                                 | 19/8/48                                 | Trận 3                        | Trận 3 | 8/19/19                              | 8/19/19                              | 8/19/19                              | 8/19/19                              | 8/19/19                              | 8/19/19                              | 8/19/19                              |
| Rồng: 4 ⋅ Trụ: 9 ⋅ Vàng: 64,3k          | Rồng: 4 ⋅ Trụ: 9 ⋅ Vàng: 64,3k          | Rồng: 4 ⋅ Trụ: 9 ⋅ Vàng: 64,3k          | Rồng: 4 ⋅ Trụ: 9 ⋅ Vàng: 64,3k          | Rồng: 4 ⋅ Trụ: 9 ⋅ Vàng: 64,3k          | Rồng: 4 ⋅ Trụ: 9 ⋅ Vàng: 64,3k          | Rồng: 4 ⋅ Trụ: 9 ⋅ Vàng: 64,3k          | Sự kiện thể thao đang diễn ra | 30:40  | Rồng: 1 ⋅ Trụ: 1 ⋅ Vàng: 49,8k       | Rồng: 1 ⋅ Trụ: 1 ⋅ Vàng: 49,8k       | Rồng: 1 ⋅ Trụ: 1 ⋅ Vàng: 49,8k       | Rồng: 1 ⋅ Trụ: 1 ⋅ Vàng: 49,8k       | Rồng: 1 ⋅ Trụ: 1 ⋅ Vàng: 49,8k       | Rồng: 1 ⋅ Trụ: 1 ⋅ Vàng: 49,8k       | Rồng: 1 ⋅ Trụ: 1 ⋅ Vàng: 49,8k       |
| Ivern ⋅ Renekton Kalista ⋅ Olaf ⋅ Leona | Ivern ⋅ Renekton Kalista ⋅ Olaf ⋅ Leona | Ivern ⋅ Renekton Kalista ⋅ Olaf ⋅ Leona | Ivern ⋅ Renekton Kalista ⋅ Olaf ⋅ Leona | Ivern ⋅ Renekton Kalista ⋅ Olaf ⋅ Leona | Ivern ⋅ Renekton Kalista ⋅ Olaf ⋅ Leona | Ivern ⋅ Renekton Kalista ⋅ Olaf ⋅ Leona | Cấm                           | Cấm    | Aurora ⋅ Yone Jax ⋅ Rakan ⋅ Alistar  | Aurora ⋅ Yone Jax ⋅ Rakan ⋅ Alistar  | Aurora ⋅ Yone Jax ⋅ Rakan ⋅ Alistar  | Aurora ⋅ Yone Jax ⋅ Rakan ⋅ Alistar  | Aurora ⋅ Yone Jax ⋅ Rakan ⋅ Alistar  | Aurora ⋅ Yone Jax ⋅ Rakan ⋅ Alistar  | Aurora ⋅ Yone Jax ⋅ Rakan ⋅ Alistar  |
| Gnar ⋅ Skarner Sylas ⋅ Xayah ⋅ Poppy    | Gnar ⋅ Skarner Sylas ⋅ Xayah ⋅ Poppy    | Gnar ⋅ Skarner Sylas ⋅ Xayah ⋅ Poppy    | Gnar ⋅ Skarner Sylas ⋅ Xayah ⋅ Poppy    | Gnar ⋅ Skarner Sylas ⋅ Xayah ⋅ Poppy    | Gnar ⋅ Skarner Sylas ⋅ Xayah ⋅ Poppy    | Gnar ⋅ Skarner Sylas ⋅ Xayah ⋅ Poppy    | Chọn                          | Chọn   | Sion ⋅ Vi Cassiopeia ⋅ Kai’Sa ⋅ Rell | Sion ⋅ Vi Cassiopeia ⋅ Kai’Sa ⋅ Rell | Sion ⋅ Vi Cassiopeia ⋅ Kai’Sa ⋅ Rell | Sion ⋅ Vi Cassiopeia ⋅ Kai’Sa ⋅ Rell | Sion ⋅ Vi Cassiopeia ⋅ Kai’Sa ⋅ Rell | Sion ⋅ Vi Cassiopeia ⋅ Kai’Sa ⋅ Rell | Sion ⋅ Vi Cassiopeia ⋅ Kai’Sa ⋅ Rell |
|                                         |                                         |                                         |                                         |                                         |                                         |                                         |                               |        |                                      |                                      |                                      |                                      |                                      |                                      |                                      |

| G2 Esports | 0 – 2 | T1 |

| 9/21/23                                           | 9/21/23                                           | 9/21/23                                           | 9/21/23                                           | 9/21/23                                           | 9/21/23                                           | 9/21/23                                           | Trận 1                        | Trận 1 | 21/9/55                              | 21/9/55                              | 21/9/55                              | 21/9/55                              | 21/9/55                              | 21/9/55                              | 21/9/55                              |
| Rồng: 0 ⋅ Trụ: 2 ⋅ Vàng: 47,2k                    | Rồng: 0 ⋅ Trụ: 2 ⋅ Vàng: 47,2k                    | Rồng: 0 ⋅ Trụ: 2 ⋅ Vàng: 47,2k                    | Rồng: 0 ⋅ Trụ: 2 ⋅ Vàng: 47,2k                    | Rồng: 0 ⋅ Trụ: 2 ⋅ Vàng: 47,2k                    | Rồng: 0 ⋅ Trụ: 2 ⋅ Vàng: 47,2k                    | Rồng: 0 ⋅ Trụ: 2 ⋅ Vàng: 47,2k                    | Sự kiện thể thao đang diễn ra | 28:08  | Rồng: 4 ⋅ Trụ: 8 ⋅ Vàng: 56,7k       | Rồng: 4 ⋅ Trụ: 8 ⋅ Vàng: 56,7k       | Rồng: 4 ⋅ Trụ: 8 ⋅ Vàng: 56,7k       | Rồng: 4 ⋅ Trụ: 8 ⋅ Vàng: 56,7k       | Rồng: 4 ⋅ Trụ: 8 ⋅ Vàng: 56,7k       | Rồng: 4 ⋅ Trụ: 8 ⋅ Vàng: 56,7k       | Rồng: 4 ⋅ Trụ: 8 ⋅ Vàng: 56,7k       |
| Renata Glasc ⋅ Kalista Braum ⋅ Xayah ⋅ Tahm Kench | Renata Glasc ⋅ Kalista Braum ⋅ Xayah ⋅ Tahm Kench | Renata Glasc ⋅ Kalista Braum ⋅ Xayah ⋅ Tahm Kench | Renata Glasc ⋅ Kalista Braum ⋅ Xayah ⋅ Tahm Kench | Renata Glasc ⋅ Kalista Braum ⋅ Xayah ⋅ Tahm Kench | Renata Glasc ⋅ Kalista Braum ⋅ Xayah ⋅ Tahm Kench | Renata Glasc ⋅ Kalista Braum ⋅ Xayah ⋅ Tahm Kench | Cấm                           | Cấm    | Yone ⋅ Aurora Brand ⋅ Rell ⋅ Kai’Sa  | Yone ⋅ Aurora Brand ⋅ Rell ⋅ Kai’Sa  | Yone ⋅ Aurora Brand ⋅ Rell ⋅ Kai’Sa  | Yone ⋅ Aurora Brand ⋅ Rell ⋅ Kai’Sa  | Yone ⋅ Aurora Brand ⋅ Rell ⋅ Kai’Sa  | Yone ⋅ Aurora Brand ⋅ Rell ⋅ Kai’Sa  | Yone ⋅ Aurora Brand ⋅ Rell ⋅ Kai’Sa  |
| Jax ⋅ Nocturne Orianna ⋅ Draven ⋅ Nautilus        | Jax ⋅ Nocturne Orianna ⋅ Draven ⋅ Nautilus        | Jax ⋅ Nocturne Orianna ⋅ Draven ⋅ Nautilus        | Jax ⋅ Nocturne Orianna ⋅ Draven ⋅ Nautilus        | Jax ⋅ Nocturne Orianna ⋅ Draven ⋅ Nautilus        | Jax ⋅ Nocturne Orianna ⋅ Draven ⋅ Nautilus        | Jax ⋅ Nocturne Orianna ⋅ Draven ⋅ Nautilus        | Chọn                          | Chọn   | Gragas ⋅ Skarner Ahri ⋅ Jhin ⋅ Leona | Gragas ⋅ Skarner Ahri ⋅ Jhin ⋅ Leona | Gragas ⋅ Skarner Ahri ⋅ Jhin ⋅ Leona | Gragas ⋅ Skarner Ahri ⋅ Jhin ⋅ Leona | Gragas ⋅ Skarner Ahri ⋅ Jhin ⋅ Leona | Gragas ⋅ Skarner Ahri ⋅ Jhin ⋅ Leona | Gragas ⋅ Skarner Ahri ⋅ Jhin ⋅ Leona |
|                                                   |                                                   |                                                   |                                                   |                                                   |                                                   |                                                   |                               |        |                                      |                                      |                                      |                                      |                                      |                                      |                                      |

| 17/23/43                                       | 17/23/43                                       | 17/23/43                                       | 17/23/43                                       | 17/23/43                                       | 17/23/43                                       | 17/23/43                                       | Trận 2                        | Trận 2 | 23/17/54                           | 23/17/54                           | 23/17/54                           | 23/17/54                           | 23/17/54                           | 23/17/54                           | 23/17/54                           |
| Rồng: 1 ⋅ Trụ: 9 ⋅ Vàng: 74,6k                 | Rồng: 1 ⋅ Trụ: 9 ⋅ Vàng: 74,6k                 | Rồng: 1 ⋅ Trụ: 9 ⋅ Vàng: 74,6k                 | Rồng: 1 ⋅ Trụ: 9 ⋅ Vàng: 74,6k                 | Rồng: 1 ⋅ Trụ: 9 ⋅ Vàng: 74,6k                 | Rồng: 1 ⋅ Trụ: 9 ⋅ Vàng: 74,6k                 | Rồng: 1 ⋅ Trụ: 9 ⋅ Vàng: 74,6k                 | Sự kiện thể thao đang diễn ra | 41:43  | Rồng: 4 ⋅ Trụ: 9 ⋅ Vàng: 85,4k     | Rồng: 4 ⋅ Trụ: 9 ⋅ Vàng: 85,4k     | Rồng: 4 ⋅ Trụ: 9 ⋅ Vàng: 85,4k     | Rồng: 4 ⋅ Trụ: 9 ⋅ Vàng: 85,4k     | Rồng: 4 ⋅ Trụ: 9 ⋅ Vàng: 85,4k     | Rồng: 4 ⋅ Trụ: 9 ⋅ Vàng: 85,4k     | Rồng: 4 ⋅ Trụ: 9 ⋅ Vàng: 85,4k     |
| Renata Glasc ⋅ Kalista Skarner ⋅ Braum ⋅ Xayah | Renata Glasc ⋅ Kalista Skarner ⋅ Braum ⋅ Xayah | Renata Glasc ⋅ Kalista Skarner ⋅ Braum ⋅ Xayah | Renata Glasc ⋅ Kalista Skarner ⋅ Braum ⋅ Xayah | Renata Glasc ⋅ Kalista Skarner ⋅ Braum ⋅ Xayah | Renata Glasc ⋅ Kalista Skarner ⋅ Braum ⋅ Xayah | Renata Glasc ⋅ Kalista Skarner ⋅ Braum ⋅ Xayah | Cấm                           | Cấm    | Yone ⋅ Aurora Brand ⋅ Poppy ⋅ Rell | Yone ⋅ Aurora Brand ⋅ Poppy ⋅ Rell | Yone ⋅ Aurora Brand ⋅ Poppy ⋅ Rell | Yone ⋅ Aurora Brand ⋅ Poppy ⋅ Rell | Yone ⋅ Aurora Brand ⋅ Poppy ⋅ Rell | Yone ⋅ Aurora Brand ⋅ Poppy ⋅ Rell | Yone ⋅ Aurora Brand ⋅ Poppy ⋅ Rell |
| Gnar ⋅ Nocturne Orianna ⋅ Kai’Sa ⋅ Nautilus    | Gnar ⋅ Nocturne Orianna ⋅ Kai’Sa ⋅ Nautilus    | Gnar ⋅ Nocturne Orianna ⋅ Kai’Sa ⋅ Nautilus    | Gnar ⋅ Nocturne Orianna ⋅ Kai’Sa ⋅ Nautilus    | Gnar ⋅ Nocturne Orianna ⋅ Kai’Sa ⋅ Nautilus    | Gnar ⋅ Nocturne Orianna ⋅ Kai’Sa ⋅ Nautilus    | Gnar ⋅ Nocturne Orianna ⋅ Kai’Sa ⋅ Nautilus    | Chọn                          | Chọn   | Jax ⋅ Vi Ahri ⋅ Jhin ⋅ Leona       | Jax ⋅ Vi Ahri ⋅ Jhin ⋅ Leona       | Jax ⋅ Vi Ahri ⋅ Jhin ⋅ Leona       | Jax ⋅ Vi Ahri ⋅ Jhin ⋅ Leona       | Jax ⋅ Vi Ahri ⋅ Jhin ⋅ Leona       | Jax ⋅ Vi Ahri ⋅ Jhin ⋅ Leona       | Jax ⋅ Vi Ahri ⋅ Jhin ⋅ Leona       |
|                                                |                                                |                                                |                                                |                                                |                                                |                                                |                               |        |                                    |                                    |                                    |                                    |                                    |                                    |                                    |

Nhóm hiệu số 1–2
| Bilibili Gaming | 2 – 0 | PSG Talon |

| 22/16/52                                   | 22/16/52                                   | 22/16/52                                   | 22/16/52                                   | 22/16/52                                   | 22/16/52                                   | 22/16/52                                   | Trận 1                        | Trận 1 | 16/22/35                              | 16/22/35                              | 16/22/35                              | 16/22/35                              | 16/22/35                              | 16/22/35                              | 16/22/35                              |
| Rồng: 1 ⋅ Trụ: 8 ⋅ Vàng: 70,8k             | Rồng: 1 ⋅ Trụ: 8 ⋅ Vàng: 70,8k             | Rồng: 1 ⋅ Trụ: 8 ⋅ Vàng: 70,8k             | Rồng: 1 ⋅ Trụ: 8 ⋅ Vàng: 70,8k             | Rồng: 1 ⋅ Trụ: 8 ⋅ Vàng: 70,8k             | Rồng: 1 ⋅ Trụ: 8 ⋅ Vàng: 70,8k             | Rồng: 1 ⋅ Trụ: 8 ⋅ Vàng: 70,8k             | Sự kiện thể thao đang diễn ra | 35:18  | Rồng: 3 ⋅ Trụ: 7 ⋅ Vàng: 65,4k        | Rồng: 3 ⋅ Trụ: 7 ⋅ Vàng: 65,4k        | Rồng: 3 ⋅ Trụ: 7 ⋅ Vàng: 65,4k        | Rồng: 3 ⋅ Trụ: 7 ⋅ Vàng: 65,4k        | Rồng: 3 ⋅ Trụ: 7 ⋅ Vàng: 65,4k        | Rồng: 3 ⋅ Trụ: 7 ⋅ Vàng: 65,4k        | Rồng: 3 ⋅ Trụ: 7 ⋅ Vàng: 65,4k        |
| Rumble ⋅ Vi Skarner ⋅ Kai’Sa ⋅ Kalista     | Rumble ⋅ Vi Skarner ⋅ Kai’Sa ⋅ Kalista     | Rumble ⋅ Vi Skarner ⋅ Kai’Sa ⋅ Kalista     | Rumble ⋅ Vi Skarner ⋅ Kai’Sa ⋅ Kalista     | Rumble ⋅ Vi Skarner ⋅ Kai’Sa ⋅ Kalista     | Rumble ⋅ Vi Skarner ⋅ Kai’Sa ⋅ Kalista     | Rumble ⋅ Vi Skarner ⋅ Kai’Sa ⋅ Kalista     | Cấm                           | Cấm    | Gnar ⋅ Ahri Nocturne ⋅ Ashe ⋅ Rakan   | Gnar ⋅ Ahri Nocturne ⋅ Ashe ⋅ Rakan   | Gnar ⋅ Ahri Nocturne ⋅ Ashe ⋅ Rakan   | Gnar ⋅ Ahri Nocturne ⋅ Ashe ⋅ Rakan   | Gnar ⋅ Ahri Nocturne ⋅ Ashe ⋅ Rakan   | Gnar ⋅ Ahri Nocturne ⋅ Ashe ⋅ Rakan   | Gnar ⋅ Ahri Nocturne ⋅ Ashe ⋅ Rakan   |
| Jax ⋅ Wukong Aurora ⋅ Miss Fortune ⋅ Leona | Jax ⋅ Wukong Aurora ⋅ Miss Fortune ⋅ Leona | Jax ⋅ Wukong Aurora ⋅ Miss Fortune ⋅ Leona | Jax ⋅ Wukong Aurora ⋅ Miss Fortune ⋅ Leona | Jax ⋅ Wukong Aurora ⋅ Miss Fortune ⋅ Leona | Jax ⋅ Wukong Aurora ⋅ Miss Fortune ⋅ Leona | Jax ⋅ Wukong Aurora ⋅ Miss Fortune ⋅ Leona | Chọn                          | Chọn   | Kennen ⋅ Sejuani Yone ⋅ Ezreal ⋅ Rell | Kennen ⋅ Sejuani Yone ⋅ Ezreal ⋅ Rell | Kennen ⋅ Sejuani Yone ⋅ Ezreal ⋅ Rell | Kennen ⋅ Sejuani Yone ⋅ Ezreal ⋅ Rell | Kennen ⋅ Sejuani Yone ⋅ Ezreal ⋅ Rell | Kennen ⋅ Sejuani Yone ⋅ Ezreal ⋅ Rell | Kennen ⋅ Sejuani Yone ⋅ Ezreal ⋅ Rell |
|                                            |                                            |                                            |                                            |                                            |                                            |                                            |                               |        |                                       |                                       |                                       |                                       |                                       |                                       |                                       |

| 19/10/49                                   | 19/10/49                                   | 19/10/49                                   | 19/10/49                                   | 19/10/49                                   | 19/10/49                                   | 19/10/49                                   | Trận 2                        | Trận 2 | 9/19/26                                 | 9/19/26                                 | 9/19/26                                 | 9/19/26                                 | 9/19/26                                 | 9/19/26                                 | 9/19/26                                 |
| Rồng: 3 ⋅ Trụ: 10 ⋅ Vàng: 57,1k            | Rồng: 3 ⋅ Trụ: 10 ⋅ Vàng: 57,1k            | Rồng: 3 ⋅ Trụ: 10 ⋅ Vàng: 57,1k            | Rồng: 3 ⋅ Trụ: 10 ⋅ Vàng: 57,1k            | Rồng: 3 ⋅ Trụ: 10 ⋅ Vàng: 57,1k            | Rồng: 3 ⋅ Trụ: 10 ⋅ Vàng: 57,1k            | Rồng: 3 ⋅ Trụ: 10 ⋅ Vàng: 57,1k            | Sự kiện thể thao đang diễn ra | 28:09  | Rồng: 1 ⋅ Trụ: 3 ⋅ Vàng: 45,1k          | Rồng: 1 ⋅ Trụ: 3 ⋅ Vàng: 45,1k          | Rồng: 1 ⋅ Trụ: 3 ⋅ Vàng: 45,1k          | Rồng: 1 ⋅ Trụ: 3 ⋅ Vàng: 45,1k          | Rồng: 1 ⋅ Trụ: 3 ⋅ Vàng: 45,1k          | Rồng: 1 ⋅ Trụ: 3 ⋅ Vàng: 45,1k          | Rồng: 1 ⋅ Trụ: 3 ⋅ Vàng: 45,1k          |
| Rumble ⋅ Yone Aurora ⋅ Ashe ⋅ Renata Glasc | Rumble ⋅ Yone Aurora ⋅ Ashe ⋅ Renata Glasc | Rumble ⋅ Yone Aurora ⋅ Ashe ⋅ Renata Glasc | Rumble ⋅ Yone Aurora ⋅ Ashe ⋅ Renata Glasc | Rumble ⋅ Yone Aurora ⋅ Ashe ⋅ Renata Glasc | Rumble ⋅ Yone Aurora ⋅ Ashe ⋅ Renata Glasc | Rumble ⋅ Yone Aurora ⋅ Ashe ⋅ Renata Glasc | Cấm                           | Cấm    | Gnar ⋅ Ahri Neeko ⋅ Syndra ⋅ Tristana   | Gnar ⋅ Ahri Neeko ⋅ Syndra ⋅ Tristana   | Gnar ⋅ Ahri Neeko ⋅ Syndra ⋅ Tristana   | Gnar ⋅ Ahri Neeko ⋅ Syndra ⋅ Tristana   | Gnar ⋅ Ahri Neeko ⋅ Syndra ⋅ Tristana   | Gnar ⋅ Ahri Neeko ⋅ Syndra ⋅ Tristana   | Gnar ⋅ Ahri Neeko ⋅ Syndra ⋅ Tristana   |
| Poppy ⋅ Skarner Smolder ⋅ Xayah ⋅ Rakan    | Poppy ⋅ Skarner Smolder ⋅ Xayah ⋅ Rakan    | Poppy ⋅ Skarner Smolder ⋅ Xayah ⋅ Rakan    | Poppy ⋅ Skarner Smolder ⋅ Xayah ⋅ Rakan    | Poppy ⋅ Skarner Smolder ⋅ Xayah ⋅ Rakan    | Poppy ⋅ Skarner Smolder ⋅ Xayah ⋅ Rakan    | Poppy ⋅ Skarner Smolder ⋅ Xayah ⋅ Rakan    | Chọn                          | Chọn   | Jax ⋅ Sejuani Jayce ⋅ Kai’Sa ⋅ Nautilus | Jax ⋅ Sejuani Jayce ⋅ Kai’Sa ⋅ Nautilus | Jax ⋅ Sejuani Jayce ⋅ Kai’Sa ⋅ Nautilus | Jax ⋅ Sejuani Jayce ⋅ Kai’Sa ⋅ Nautilus | Jax ⋅ Sejuani Jayce ⋅ Kai’Sa ⋅ Nautilus | Jax ⋅ Sejuani Jayce ⋅ Kai’Sa ⋅ Nautilus | Jax ⋅ Sejuani Jayce ⋅ Kai’Sa ⋅ Nautilus |
|                                            |                                            |                                            |                                            |                                            |                                            |                                            |                               |        |                                         |                                         |                                         |                                         |                                         |                                         |                                         |

| Bilibili Gaming | 2 – 0 | PSG Talon |

| 22/16/52                                   | 22/16/52                                   | 22/16/52                                   | 22/16/52                                   | 22/16/52                                   | 22/16/52                                   | 22/16/52                                   | Trận 1                        | Trận 1 | 16/22/35                              | 16/22/35                              | 16/22/35                              | 16/22/35                              | 16/22/35                              | 16/22/35                              | 16/22/35                              |
| Rồng: 1 ⋅ Trụ: 8 ⋅ Vàng: 70,8k             | Rồng: 1 ⋅ Trụ: 8 ⋅ Vàng: 70,8k             | Rồng: 1 ⋅ Trụ: 8 ⋅ Vàng: 70,8k             | Rồng: 1 ⋅ Trụ: 8 ⋅ Vàng: 70,8k             | Rồng: 1 ⋅ Trụ: 8 ⋅ Vàng: 70,8k             | Rồng: 1 ⋅ Trụ: 8 ⋅ Vàng: 70,8k             | Rồng: 1 ⋅ Trụ: 8 ⋅ Vàng: 70,8k             | Sự kiện thể thao đang diễn ra | 35:18  | Rồng: 3 ⋅ Trụ: 7 ⋅ Vàng: 65,4k        | Rồng: 3 ⋅ Trụ: 7 ⋅ Vàng: 65,4k        | Rồng: 3 ⋅ Trụ: 7 ⋅ Vàng: 65,4k        | Rồng: 3 ⋅ Trụ: 7 ⋅ Vàng: 65,4k        | Rồng: 3 ⋅ Trụ: 7 ⋅ Vàng: 65,4k        | Rồng: 3 ⋅ Trụ: 7 ⋅ Vàng: 65,4k        | Rồng: 3 ⋅ Trụ: 7 ⋅ Vàng: 65,4k        |
| Rumble ⋅ Vi Skarner ⋅ Kai’Sa ⋅ Kalista     | Rumble ⋅ Vi Skarner ⋅ Kai’Sa ⋅ Kalista     | Rumble ⋅ Vi Skarner ⋅ Kai’Sa ⋅ Kalista     | Rumble ⋅ Vi Skarner ⋅ Kai’Sa ⋅ Kalista     | Rumble ⋅ Vi Skarner ⋅ Kai’Sa ⋅ Kalista     | Rumble ⋅ Vi Skarner ⋅ Kai’Sa ⋅ Kalista     | Rumble ⋅ Vi Skarner ⋅ Kai’Sa ⋅ Kalista     | Cấm                           | Cấm    | Gnar ⋅ Ahri Nocturne ⋅ Ashe ⋅ Rakan   | Gnar ⋅ Ahri Nocturne ⋅ Ashe ⋅ Rakan   | Gnar ⋅ Ahri Nocturne ⋅ Ashe ⋅ Rakan   | Gnar ⋅ Ahri Nocturne ⋅ Ashe ⋅ Rakan   | Gnar ⋅ Ahri Nocturne ⋅ Ashe ⋅ Rakan   | Gnar ⋅ Ahri Nocturne ⋅ Ashe ⋅ Rakan   | Gnar ⋅ Ahri Nocturne ⋅ Ashe ⋅ Rakan   |
| Jax ⋅ Wukong Aurora ⋅ Miss Fortune ⋅ Leona | Jax ⋅ Wukong Aurora ⋅ Miss Fortune ⋅ Leona | Jax ⋅ Wukong Aurora ⋅ Miss Fortune ⋅ Leona | Jax ⋅ Wukong Aurora ⋅ Miss Fortune ⋅ Leona | Jax ⋅ Wukong Aurora ⋅ Miss Fortune ⋅ Leona | Jax ⋅ Wukong Aurora ⋅ Miss Fortune ⋅ Leona | Jax ⋅ Wukong Aurora ⋅ Miss Fortune ⋅ Leona | Chọn                          | Chọn   | Kennen ⋅ Sejuani Yone ⋅ Ezreal ⋅ Rell | Kennen ⋅ Sejuani Yone ⋅ Ezreal ⋅ Rell | Kennen ⋅ Sejuani Yone ⋅ Ezreal ⋅ Rell | Kennen ⋅ Sejuani Yone ⋅ Ezreal ⋅ Rell | Kennen ⋅ Sejuani Yone ⋅ Ezreal ⋅ Rell | Kennen ⋅ Sejuani Yone ⋅ Ezreal ⋅ Rell | Kennen ⋅ Sejuani Yone ⋅ Ezreal ⋅ Rell |
|                                            |                                            |                                            |                                            |                                            |                                            |                                            |                               |        |                                       |                                       |                                       |                                       |                                       |                                       |                                       |

| 19/10/49                                   | 19/10/49                                   | 19/10/49                                   | 19/10/49                                   | 19/10/49                                   | 19/10/49                                   | 19/10/49                                   | Trận 2                        | Trận 2 | 9/19/26                                 | 9/19/26                                 | 9/19/26                                 | 9/19/26                                 | 9/19/26                                 | 9/19/26                                 | 9/19/26                                 |
| Rồng: 3 ⋅ Trụ: 10 ⋅ Vàng: 57,1k            | Rồng: 3 ⋅ Trụ: 10 ⋅ Vàng: 57,1k            | Rồng: 3 ⋅ Trụ: 10 ⋅ Vàng: 57,1k            | Rồng: 3 ⋅ Trụ: 10 ⋅ Vàng: 57,1k            | Rồng: 3 ⋅ Trụ: 10 ⋅ Vàng: 57,1k            | Rồng: 3 ⋅ Trụ: 10 ⋅ Vàng: 57,1k            | Rồng: 3 ⋅ Trụ: 10 ⋅ Vàng: 57,1k            | Sự kiện thể thao đang diễn ra | 28:09  | Rồng: 1 ⋅ Trụ: 3 ⋅ Vàng: 45,1k          | Rồng: 1 ⋅ Trụ: 3 ⋅ Vàng: 45,1k          | Rồng: 1 ⋅ Trụ: 3 ⋅ Vàng: 45,1k          | Rồng: 1 ⋅ Trụ: 3 ⋅ Vàng: 45,1k          | Rồng: 1 ⋅ Trụ: 3 ⋅ Vàng: 45,1k          | Rồng: 1 ⋅ Trụ: 3 ⋅ Vàng: 45,1k          | Rồng: 1 ⋅ Trụ: 3 ⋅ Vàng: 45,1k          |
| Rumble ⋅ Yone Aurora ⋅ Ashe ⋅ Renata Glasc | Rumble ⋅ Yone Aurora ⋅ Ashe ⋅ Renata Glasc | Rumble ⋅ Yone Aurora ⋅ Ashe ⋅ Renata Glasc | Rumble ⋅ Yone Aurora ⋅ Ashe ⋅ Renata Glasc | Rumble ⋅ Yone Aurora ⋅ Ashe ⋅ Renata Glasc | Rumble ⋅ Yone Aurora ⋅ Ashe ⋅ Renata Glasc | Rumble ⋅ Yone Aurora ⋅ Ashe ⋅ Renata Glasc | Cấm                           | Cấm    | Gnar ⋅ Ahri Neeko ⋅ Syndra ⋅ Tristana   | Gnar ⋅ Ahri Neeko ⋅ Syndra ⋅ Tristana   | Gnar ⋅ Ahri Neeko ⋅ Syndra ⋅ Tristana   | Gnar ⋅ Ahri Neeko ⋅ Syndra ⋅ Tristana   | Gnar ⋅ Ahri Neeko ⋅ Syndra ⋅ Tristana   | Gnar ⋅ Ahri Neeko ⋅ Syndra ⋅ Tristana   | Gnar ⋅ Ahri Neeko ⋅ Syndra ⋅ Tristana   |
| Poppy ⋅ Skarner Smolder ⋅ Xayah ⋅ Rakan    | Poppy ⋅ Skarner Smolder ⋅ Xayah ⋅ Rakan    | Poppy ⋅ Skarner Smolder ⋅ Xayah ⋅ Rakan    | Poppy ⋅ Skarner Smolder ⋅ Xayah ⋅ Rakan    | Poppy ⋅ Skarner Smolder ⋅ Xayah ⋅ Rakan    | Poppy ⋅ Skarner Smolder ⋅ Xayah ⋅ Rakan    | Poppy ⋅ Skarner Smolder ⋅ Xayah ⋅ Rakan    | Chọn                          | Chọn   | Jax ⋅ Sejuani Jayce ⋅ Kai’Sa ⋅ Nautilus | Jax ⋅ Sejuani Jayce ⋅ Kai’Sa ⋅ Nautilus | Jax ⋅ Sejuani Jayce ⋅ Kai’Sa ⋅ Nautilus | Jax ⋅ Sejuani Jayce ⋅ Kai’Sa ⋅ Nautilus | Jax ⋅ Sejuani Jayce ⋅ Kai’Sa ⋅ Nautilus | Jax ⋅ Sejuani Jayce ⋅ Kai’Sa ⋅ Nautilus | Jax ⋅ Sejuani Jayce ⋅ Kai’Sa ⋅ Nautilus |
|                                            |                                            |                                            |                                            |                                            |                                            |                                            |                               |        |                                         |                                         |                                         |                                         |                                         |                                         |                                         |

| Fnatic | 1 – 2 | Weibo Gaming |

| 18/9/57                                | 18/9/57                                | 18/9/57                                | 18/9/57                                | 18/9/57                                | 18/9/57                                | 18/9/57                                | Trận 1                        | Trận 1 | 9/18/18                                          | 9/18/18                                          | 9/18/18                                          | 9/18/18                                          | 9/18/18                                          | 9/18/18                                          | 9/18/18                                          |
| Rồng: 3 ⋅ Trụ: 8 ⋅ Vàng: 68,4k         | Rồng: 3 ⋅ Trụ: 8 ⋅ Vàng: 68,4k         | Rồng: 3 ⋅ Trụ: 8 ⋅ Vàng: 68,4k         | Rồng: 3 ⋅ Trụ: 8 ⋅ Vàng: 68,4k         | Rồng: 3 ⋅ Trụ: 8 ⋅ Vàng: 68,4k         | Rồng: 3 ⋅ Trụ: 8 ⋅ Vàng: 68,4k         | Rồng: 3 ⋅ Trụ: 8 ⋅ Vàng: 68,4k         | Sự kiện thể thao đang diễn ra | 36:03  | Rồng: 2 ⋅ Trụ: 5 ⋅ Vàng: 62,1k                   | Rồng: 2 ⋅ Trụ: 5 ⋅ Vàng: 62,1k                   | Rồng: 2 ⋅ Trụ: 5 ⋅ Vàng: 62,1k                   | Rồng: 2 ⋅ Trụ: 5 ⋅ Vàng: 62,1k                   | Rồng: 2 ⋅ Trụ: 5 ⋅ Vàng: 62,1k                   | Rồng: 2 ⋅ Trụ: 5 ⋅ Vàng: 62,1k                   | Rồng: 2 ⋅ Trụ: 5 ⋅ Vàng: 62,1k                   |
| Poppy ⋅ Kalista Aurora ⋅ Ashe ⋅ Ezreal | Poppy ⋅ Kalista Aurora ⋅ Ashe ⋅ Ezreal | Poppy ⋅ Kalista Aurora ⋅ Ashe ⋅ Ezreal | Poppy ⋅ Kalista Aurora ⋅ Ashe ⋅ Ezreal | Poppy ⋅ Kalista Aurora ⋅ Ashe ⋅ Ezreal | Poppy ⋅ Kalista Aurora ⋅ Ashe ⋅ Ezreal | Poppy ⋅ Kalista Aurora ⋅ Ashe ⋅ Ezreal | Cấm                           | Cấm    | Ivern ⋅ Orianna Yone ⋅ Ziggs ⋅ Kai’Sa            | Ivern ⋅ Orianna Yone ⋅ Ziggs ⋅ Kai’Sa            | Ivern ⋅ Orianna Yone ⋅ Ziggs ⋅ Kai’Sa            | Ivern ⋅ Orianna Yone ⋅ Ziggs ⋅ Kai’Sa            | Ivern ⋅ Orianna Yone ⋅ Ziggs ⋅ Kai’Sa            | Ivern ⋅ Orianna Yone ⋅ Ziggs ⋅ Kai’Sa            | Ivern ⋅ Orianna Yone ⋅ Ziggs ⋅ Kai’Sa            |
| Jax ⋅ Skarner Syndra ⋅ Varus ⋅ Rell    | Jax ⋅ Skarner Syndra ⋅ Varus ⋅ Rell    | Jax ⋅ Skarner Syndra ⋅ Varus ⋅ Rell    | Jax ⋅ Skarner Syndra ⋅ Varus ⋅ Rell    | Jax ⋅ Skarner Syndra ⋅ Varus ⋅ Rell    | Jax ⋅ Skarner Syndra ⋅ Varus ⋅ Rell    | Jax ⋅ Skarner Syndra ⋅ Varus ⋅ Rell    | Chọn                          | Chọn   | Renekton ⋅ Nidalee Lucian ⋅ Miss Fortune ⋅ Leona | Renekton ⋅ Nidalee Lucian ⋅ Miss Fortune ⋅ Leona | Renekton ⋅ Nidalee Lucian ⋅ Miss Fortune ⋅ Leona | Renekton ⋅ Nidalee Lucian ⋅ Miss Fortune ⋅ Leona | Renekton ⋅ Nidalee Lucian ⋅ Miss Fortune ⋅ Leona | Renekton ⋅ Nidalee Lucian ⋅ Miss Fortune ⋅ Leona | Renekton ⋅ Nidalee Lucian ⋅ Miss Fortune ⋅ Leona |
|                                        |                                        |                                        |                                        |                                        |                                        |                                        |                               |        |                                                  |                                                  |                                                  |                                                  |                                                  |                                                  |                                                  |

| 7/22/20                                | 7/22/20                                | 7/22/20                                | 7/22/20                                | 7/22/20                                | 7/22/20                                | 7/22/20                                | Trận 2                        | Trận 2 | 22/7/66                                  | 22/7/66                                  | 22/7/66                                  | 22/7/66                                  | 22/7/66                                  | 22/7/66                                  | 22/7/66                                  |
| Rồng: 3 ⋅ Trụ: 1 ⋅ Vàng: 47,0k         | Rồng: 3 ⋅ Trụ: 1 ⋅ Vàng: 47,0k         | Rồng: 3 ⋅ Trụ: 1 ⋅ Vàng: 47,0k         | Rồng: 3 ⋅ Trụ: 1 ⋅ Vàng: 47,0k         | Rồng: 3 ⋅ Trụ: 1 ⋅ Vàng: 47,0k         | Rồng: 3 ⋅ Trụ: 1 ⋅ Vàng: 47,0k         | Rồng: 3 ⋅ Trụ: 1 ⋅ Vàng: 47,0k         | Sự kiện thể thao đang diễn ra | 29:28  | Rồng: 1 ⋅ Trụ: 11 ⋅ Vàng: 60,6k          | Rồng: 1 ⋅ Trụ: 11 ⋅ Vàng: 60,6k          | Rồng: 1 ⋅ Trụ: 11 ⋅ Vàng: 60,6k          | Rồng: 1 ⋅ Trụ: 11 ⋅ Vàng: 60,6k          | Rồng: 1 ⋅ Trụ: 11 ⋅ Vàng: 60,6k          | Rồng: 1 ⋅ Trụ: 11 ⋅ Vàng: 60,6k          | Rồng: 1 ⋅ Trụ: 11 ⋅ Vàng: 60,6k          |
| Aurora ⋅ Yone Ashe ⋅ Alistar ⋅ Xayah   | Aurora ⋅ Yone Ashe ⋅ Alistar ⋅ Xayah   | Aurora ⋅ Yone Ashe ⋅ Alistar ⋅ Xayah   | Aurora ⋅ Yone Ashe ⋅ Alistar ⋅ Xayah   | Aurora ⋅ Yone Ashe ⋅ Alistar ⋅ Xayah   | Aurora ⋅ Yone Ashe ⋅ Alistar ⋅ Xayah   | Aurora ⋅ Yone Ashe ⋅ Alistar ⋅ Xayah   | Cấm                           | Cấm    | Ivern ⋅ Kalista Poppy ⋅ K’Sante ⋅ Kai’Sa | Ivern ⋅ Kalista Poppy ⋅ K’Sante ⋅ Kai’Sa | Ivern ⋅ Kalista Poppy ⋅ K’Sante ⋅ Kai’Sa | Ivern ⋅ Kalista Poppy ⋅ K’Sante ⋅ Kai’Sa | Ivern ⋅ Kalista Poppy ⋅ K’Sante ⋅ Kai’Sa | Ivern ⋅ Kalista Poppy ⋅ K’Sante ⋅ Kai’Sa | Ivern ⋅ Kalista Poppy ⋅ K’Sante ⋅ Kai’Sa |
| Rumble ⋅ Vi Ahri ⋅ Miss Fortune ⋅ Rell | Rumble ⋅ Vi Ahri ⋅ Miss Fortune ⋅ Rell | Rumble ⋅ Vi Ahri ⋅ Miss Fortune ⋅ Rell | Rumble ⋅ Vi Ahri ⋅ Miss Fortune ⋅ Rell | Rumble ⋅ Vi Ahri ⋅ Miss Fortune ⋅ Rell | Rumble ⋅ Vi Ahri ⋅ Miss Fortune ⋅ Rell | Rumble ⋅ Vi Ahri ⋅ Miss Fortune ⋅ Rell | Chọn                          | Chọn   | Jax ⋅ Skarner Orianna ⋅ Ezreal ⋅ Rakan   | Jax ⋅ Skarner Orianna ⋅ Ezreal ⋅ Rakan   | Jax ⋅ Skarner Orianna ⋅ Ezreal ⋅ Rakan   | Jax ⋅ Skarner Orianna ⋅ Ezreal ⋅ Rakan   | Jax ⋅ Skarner Orianna ⋅ Ezreal ⋅ Rakan   | Jax ⋅ Skarner Orianna ⋅ Ezreal ⋅ Rakan   | Jax ⋅ Skarner Orianna ⋅ Ezreal ⋅ Rakan   |
|                                        |                                        |                                        |                                        |                                        |                                        |                                        |                               |        |                                          |                                          |                                          |                                          |                                          |                                          |                                          |

| 5/12/15                                | 5/12/15                                | 5/12/15                                | 5/12/15                                | 5/12/15                                | 5/12/15                                | 5/12/15                                | Trận 3                        | Trận 3 | 12/5/35                                | 12/5/35                                | 12/5/35                                | 12/5/35                                | 12/5/35                                | 12/5/35                                | 12/5/35                                |
| Rồng: 2 ⋅ Trụ: 1 ⋅ Vàng: 42,0k         | Rồng: 2 ⋅ Trụ: 1 ⋅ Vàng: 42,0k         | Rồng: 2 ⋅ Trụ: 1 ⋅ Vàng: 42,0k         | Rồng: 2 ⋅ Trụ: 1 ⋅ Vàng: 42,0k         | Rồng: 2 ⋅ Trụ: 1 ⋅ Vàng: 42,0k         | Rồng: 2 ⋅ Trụ: 1 ⋅ Vàng: 42,0k         | Rồng: 2 ⋅ Trụ: 1 ⋅ Vàng: 42,0k         | Sự kiện thể thao đang diễn ra | 26:31  | Rồng: 2 ⋅ Trụ: 10 ⋅ Vàng: 54,2k        | Rồng: 2 ⋅ Trụ: 10 ⋅ Vàng: 54,2k        | Rồng: 2 ⋅ Trụ: 10 ⋅ Vàng: 54,2k        | Rồng: 2 ⋅ Trụ: 10 ⋅ Vàng: 54,2k        | Rồng: 2 ⋅ Trụ: 10 ⋅ Vàng: 54,2k        | Rồng: 2 ⋅ Trụ: 10 ⋅ Vàng: 54,2k        | Rồng: 2 ⋅ Trụ: 10 ⋅ Vàng: 54,2k        |
| Yone ⋅ Aurora Orianna ⋅ Braum ⋅ Rumble | Yone ⋅ Aurora Orianna ⋅ Braum ⋅ Rumble | Yone ⋅ Aurora Orianna ⋅ Braum ⋅ Rumble | Yone ⋅ Aurora Orianna ⋅ Braum ⋅ Rumble | Yone ⋅ Aurora Orianna ⋅ Braum ⋅ Rumble | Yone ⋅ Aurora Orianna ⋅ Braum ⋅ Rumble | Yone ⋅ Aurora Orianna ⋅ Braum ⋅ Rumble | Cấm                           | Cấm    | Ivern ⋅ Kalista Poppy ⋅ Kai’Sa ⋅ Sylas | Ivern ⋅ Kalista Poppy ⋅ Kai’Sa ⋅ Sylas | Ivern ⋅ Kalista Poppy ⋅ Kai’Sa ⋅ Sylas | Ivern ⋅ Kalista Poppy ⋅ Kai’Sa ⋅ Sylas | Ivern ⋅ Kalista Poppy ⋅ Kai’Sa ⋅ Sylas | Ivern ⋅ Kalista Poppy ⋅ Kai’Sa ⋅ Sylas | Ivern ⋅ Kalista Poppy ⋅ Kai’Sa ⋅ Sylas |
| Jax ⋅ Vi Swain ⋅ Ziggs ⋅ Rell          | Jax ⋅ Vi Swain ⋅ Ziggs ⋅ Rell          | Jax ⋅ Vi Swain ⋅ Ziggs ⋅ Rell          | Jax ⋅ Vi Swain ⋅ Ziggs ⋅ Rell          | Jax ⋅ Vi Swain ⋅ Ziggs ⋅ Rell          | Jax ⋅ Vi Swain ⋅ Ziggs ⋅ Rell          | Jax ⋅ Vi Swain ⋅ Ziggs ⋅ Rell          | Chọn                          | Chọn   | Gnar ⋅ Skarner Ahri ⋅ Ezreal ⋅ Rakan   | Gnar ⋅ Skarner Ahri ⋅ Ezreal ⋅ Rakan   | Gnar ⋅ Skarner Ahri ⋅ Ezreal ⋅ Rakan   | Gnar ⋅ Skarner Ahri ⋅ Ezreal ⋅ Rakan   | Gnar ⋅ Skarner Ahri ⋅ Ezreal ⋅ Rakan   | Gnar ⋅ Skarner Ahri ⋅ Ezreal ⋅ Rakan   | Gnar ⋅ Skarner Ahri ⋅ Ezreal ⋅ Rakan   |
|                                        |                                        |                                        |                                        |                                        |                                        |                                        |                               |        |                                        |                                        |                                        |                                        |                                        |                                        |                                        |

| Fnatic | 1 – 2 | Weibo Gaming |

| 18/9/57                                | 18/9/57                                | 18/9/57                                | 18/9/57                                | 18/9/57                                | 18/9/57                                | 18/9/57                                | Trận 1                        | Trận 1 | 9/18/18                                          | 9/18/18                                          | 9/18/18                                          | 9/18/18                                          | 9/18/18                                          | 9/18/18                                          | 9/18/18                                          |
| Rồng: 3 ⋅ Trụ: 8 ⋅ Vàng: 68,4k         | Rồng: 3 ⋅ Trụ: 8 ⋅ Vàng: 68,4k         | Rồng: 3 ⋅ Trụ: 8 ⋅ Vàng: 68,4k         | Rồng: 3 ⋅ Trụ: 8 ⋅ Vàng: 68,4k         | Rồng: 3 ⋅ Trụ: 8 ⋅ Vàng: 68,4k         | Rồng: 3 ⋅ Trụ: 8 ⋅ Vàng: 68,4k         | Rồng: 3 ⋅ Trụ: 8 ⋅ Vàng: 68,4k         | Sự kiện thể thao đang diễn ra | 36:03  | Rồng: 2 ⋅ Trụ: 5 ⋅ Vàng: 62,1k                   | Rồng: 2 ⋅ Trụ: 5 ⋅ Vàng: 62,1k                   | Rồng: 2 ⋅ Trụ: 5 ⋅ Vàng: 62,1k                   | Rồng: 2 ⋅ Trụ: 5 ⋅ Vàng: 62,1k                   | Rồng: 2 ⋅ Trụ: 5 ⋅ Vàng: 62,1k                   | Rồng: 2 ⋅ Trụ: 5 ⋅ Vàng: 62,1k                   | Rồng: 2 ⋅ Trụ: 5 ⋅ Vàng: 62,1k                   |
| Poppy ⋅ Kalista Aurora ⋅ Ashe ⋅ Ezreal | Poppy ⋅ Kalista Aurora ⋅ Ashe ⋅ Ezreal | Poppy ⋅ Kalista Aurora ⋅ Ashe ⋅ Ezreal | Poppy ⋅ Kalista Aurora ⋅ Ashe ⋅ Ezreal | Poppy ⋅ Kalista Aurora ⋅ Ashe ⋅ Ezreal | Poppy ⋅ Kalista Aurora ⋅ Ashe ⋅ Ezreal | Poppy ⋅ Kalista Aurora ⋅ Ashe ⋅ Ezreal | Cấm                           | Cấm    | Ivern ⋅ Orianna Yone ⋅ Ziggs ⋅ Kai’Sa            | Ivern ⋅ Orianna Yone ⋅ Ziggs ⋅ Kai’Sa            | Ivern ⋅ Orianna Yone ⋅ Ziggs ⋅ Kai’Sa            | Ivern ⋅ Orianna Yone ⋅ Ziggs ⋅ Kai’Sa            | Ivern ⋅ Orianna Yone ⋅ Ziggs ⋅ Kai’Sa            | Ivern ⋅ Orianna Yone ⋅ Ziggs ⋅ Kai’Sa            | Ivern ⋅ Orianna Yone ⋅ Ziggs ⋅ Kai’Sa            |
| Jax ⋅ Skarner Syndra ⋅ Varus ⋅ Rell    | Jax ⋅ Skarner Syndra ⋅ Varus ⋅ Rell    | Jax ⋅ Skarner Syndra ⋅ Varus ⋅ Rell    | Jax ⋅ Skarner Syndra ⋅ Varus ⋅ Rell    | Jax ⋅ Skarner Syndra ⋅ Varus ⋅ Rell    | Jax ⋅ Skarner Syndra ⋅ Varus ⋅ Rell    | Jax ⋅ Skarner Syndra ⋅ Varus ⋅ Rell    | Chọn                          | Chọn   | Renekton ⋅ Nidalee Lucian ⋅ Miss Fortune ⋅ Leona | Renekton ⋅ Nidalee Lucian ⋅ Miss Fortune ⋅ Leona | Renekton ⋅ Nidalee Lucian ⋅ Miss Fortune ⋅ Leona | Renekton ⋅ Nidalee Lucian ⋅ Miss Fortune ⋅ Leona | Renekton ⋅ Nidalee Lucian ⋅ Miss Fortune ⋅ Leona | Renekton ⋅ Nidalee Lucian ⋅ Miss Fortune ⋅ Leona | Renekton ⋅ Nidalee Lucian ⋅ Miss Fortune ⋅ Leona |
|                                        |                                        |                                        |                                        |                                        |                                        |                                        |                               |        |                                                  |                                                  |                                                  |                                                  |                                                  |                                                  |                                                  |

| 7/22/20                                | 7/22/20                                | 7/22/20                                | 7/22/20                                | 7/22/20                                | 7/22/20                                | 7/22/20                                | Trận 2                        | Trận 2 | 22/7/66                                  | 22/7/66                                  | 22/7/66                                  | 22/7/66                                  | 22/7/66                                  | 22/7/66                                  | 22/7/66                                  |
| Rồng: 3 ⋅ Trụ: 1 ⋅ Vàng: 47,0k         | Rồng: 3 ⋅ Trụ: 1 ⋅ Vàng: 47,0k         | Rồng: 3 ⋅ Trụ: 1 ⋅ Vàng: 47,0k         | Rồng: 3 ⋅ Trụ: 1 ⋅ Vàng: 47,0k         | Rồng: 3 ⋅ Trụ: 1 ⋅ Vàng: 47,0k         | Rồng: 3 ⋅ Trụ: 1 ⋅ Vàng: 47,0k         | Rồng: 3 ⋅ Trụ: 1 ⋅ Vàng: 47,0k         | Sự kiện thể thao đang diễn ra | 29:28  | Rồng: 1 ⋅ Trụ: 11 ⋅ Vàng: 60,6k          | Rồng: 1 ⋅ Trụ: 11 ⋅ Vàng: 60,6k          | Rồng: 1 ⋅ Trụ: 11 ⋅ Vàng: 60,6k          | Rồng: 1 ⋅ Trụ: 11 ⋅ Vàng: 60,6k          | Rồng: 1 ⋅ Trụ: 11 ⋅ Vàng: 60,6k          | Rồng: 1 ⋅ Trụ: 11 ⋅ Vàng: 60,6k          | Rồng: 1 ⋅ Trụ: 11 ⋅ Vàng: 60,6k          |
| Aurora ⋅ Yone Ashe ⋅ Alistar ⋅ Xayah   | Aurora ⋅ Yone Ashe ⋅ Alistar ⋅ Xayah   | Aurora ⋅ Yone Ashe ⋅ Alistar ⋅ Xayah   | Aurora ⋅ Yone Ashe ⋅ Alistar ⋅ Xayah   | Aurora ⋅ Yone Ashe ⋅ Alistar ⋅ Xayah   | Aurora ⋅ Yone Ashe ⋅ Alistar ⋅ Xayah   | Aurora ⋅ Yone Ashe ⋅ Alistar ⋅ Xayah   | Cấm                           | Cấm    | Ivern ⋅ Kalista Poppy ⋅ K’Sante ⋅ Kai’Sa | Ivern ⋅ Kalista Poppy ⋅ K’Sante ⋅ Kai’Sa | Ivern ⋅ Kalista Poppy ⋅ K’Sante ⋅ Kai’Sa | Ivern ⋅ Kalista Poppy ⋅ K’Sante ⋅ Kai’Sa | Ivern ⋅ Kalista Poppy ⋅ K’Sante ⋅ Kai’Sa | Ivern ⋅ Kalista Poppy ⋅ K’Sante ⋅ Kai’Sa | Ivern ⋅ Kalista Poppy ⋅ K’Sante ⋅ Kai’Sa |
| Rumble ⋅ Vi Ahri ⋅ Miss Fortune ⋅ Rell | Rumble ⋅ Vi Ahri ⋅ Miss Fortune ⋅ Rell | Rumble ⋅ Vi Ahri ⋅ Miss Fortune ⋅ Rell | Rumble ⋅ Vi Ahri ⋅ Miss Fortune ⋅ Rell | Rumble ⋅ Vi Ahri ⋅ Miss Fortune ⋅ Rell | Rumble ⋅ Vi Ahri ⋅ Miss Fortune ⋅ Rell | Rumble ⋅ Vi Ahri ⋅ Miss Fortune ⋅ Rell | Chọn                          | Chọn   | Jax ⋅ Skarner Orianna ⋅ Ezreal ⋅ Rakan   | Jax ⋅ Skarner Orianna ⋅ Ezreal ⋅ Rakan   | Jax ⋅ Skarner Orianna ⋅ Ezreal ⋅ Rakan   | Jax ⋅ Skarner Orianna ⋅ Ezreal ⋅ Rakan   | Jax ⋅ Skarner Orianna ⋅ Ezreal ⋅ Rakan   | Jax ⋅ Skarner Orianna ⋅ Ezreal ⋅ Rakan   | Jax ⋅ Skarner Orianna ⋅ Ezreal ⋅ Rakan   |
|                                        |                                        |                                        |                                        |                                        |                                        |                                        |                               |        |                                          |                                          |                                          |                                          |                                          |                                          |                                          |

| 5/12/15                                | 5/12/15                                | 5/12/15                                | 5/12/15                                | 5/12/15                                | 5/12/15                                | 5/12/15                                | Trận 3                        | Trận 3 | 12/5/35                                | 12/5/35                                | 12/5/35                                | 12/5/35                                | 12/5/35                                | 12/5/35                                | 12/5/35                                |
| Rồng: 2 ⋅ Trụ: 1 ⋅ Vàng: 42,0k         | Rồng: 2 ⋅ Trụ: 1 ⋅ Vàng: 42,0k         | Rồng: 2 ⋅ Trụ: 1 ⋅ Vàng: 42,0k         | Rồng: 2 ⋅ Trụ: 1 ⋅ Vàng: 42,0k         | Rồng: 2 ⋅ Trụ: 1 ⋅ Vàng: 42,0k         | Rồng: 2 ⋅ Trụ: 1 ⋅ Vàng: 42,0k         | Rồng: 2 ⋅ Trụ: 1 ⋅ Vàng: 42,0k         | Sự kiện thể thao đang diễn ra | 26:31  | Rồng: 2 ⋅ Trụ: 10 ⋅ Vàng: 54,2k        | Rồng: 2 ⋅ Trụ: 10 ⋅ Vàng: 54,2k        | Rồng: 2 ⋅ Trụ: 10 ⋅ Vàng: 54,2k        | Rồng: 2 ⋅ Trụ: 10 ⋅ Vàng: 54,2k        | Rồng: 2 ⋅ Trụ: 10 ⋅ Vàng: 54,2k        | Rồng: 2 ⋅ Trụ: 10 ⋅ Vàng: 54,2k        | Rồng: 2 ⋅ Trụ: 10 ⋅ Vàng: 54,2k        |
| Yone ⋅ Aurora Orianna ⋅ Braum ⋅ Rumble | Yone ⋅ Aurora Orianna ⋅ Braum ⋅ Rumble | Yone ⋅ Aurora Orianna ⋅ Braum ⋅ Rumble | Yone ⋅ Aurora Orianna ⋅ Braum ⋅ Rumble | Yone ⋅ Aurora Orianna ⋅ Braum ⋅ Rumble | Yone ⋅ Aurora Orianna ⋅ Braum ⋅ Rumble | Yone ⋅ Aurora Orianna ⋅ Braum ⋅ Rumble | Cấm                           | Cấm    | Ivern ⋅ Kalista Poppy ⋅ Kai’Sa ⋅ Sylas | Ivern ⋅ Kalista Poppy ⋅ Kai’Sa ⋅ Sylas | Ivern ⋅ Kalista Poppy ⋅ Kai’Sa ⋅ Sylas | Ivern ⋅ Kalista Poppy ⋅ Kai’Sa ⋅ Sylas | Ivern ⋅ Kalista Poppy ⋅ Kai’Sa ⋅ Sylas | Ivern ⋅ Kalista Poppy ⋅ Kai’Sa ⋅ Sylas | Ivern ⋅ Kalista Poppy ⋅ Kai’Sa ⋅ Sylas |
| Jax ⋅ Vi Swain ⋅ Ziggs ⋅ Rell          | Jax ⋅ Vi Swain ⋅ Ziggs ⋅ Rell          | Jax ⋅ Vi Swain ⋅ Ziggs ⋅ Rell          | Jax ⋅ Vi Swain ⋅ Ziggs ⋅ Rell          | Jax ⋅ Vi Swain ⋅ Ziggs ⋅ Rell          | Jax ⋅ Vi Swain ⋅ Ziggs ⋅ Rell          | Jax ⋅ Vi Swain ⋅ Ziggs ⋅ Rell          | Chọn                          | Chọn   | Gnar ⋅ Skarner Ahri ⋅ Ezreal ⋅ Rakan   | Gnar ⋅ Skarner Ahri ⋅ Ezreal ⋅ Rakan   | Gnar ⋅ Skarner Ahri ⋅ Ezreal ⋅ Rakan   | Gnar ⋅ Skarner Ahri ⋅ Ezreal ⋅ Rakan   | Gnar ⋅ Skarner Ahri ⋅ Ezreal ⋅ Rakan   | Gnar ⋅ Skarner Ahri ⋅ Ezreal ⋅ Rakan   | Gnar ⋅ Skarner Ahri ⋅ Ezreal ⋅ Rakan   |
|                                        |                                        |                                        |                                        |                                        |                                        |                                        |                               |        |                                        |                                        |                                        |                                        |                                        |                                        |                                        |

| Team Liquid | 2 – 1 | GAM Esports |

| 8/21/21                                  | 8/21/21                                  | 8/21/21                                  | 8/21/21                                  | 8/21/21                                  | 8/21/21                                  | 8/21/21                                  | Trận 1                        | Trận 1 | 21/8/37                                 | 21/8/37                                 | 21/8/37                                 | 21/8/37                                 | 21/8/37                                 | 21/8/37                                 | 21/8/37                                 |
| Rồng: 2 ⋅ Trụ: 4 ⋅ Vàng: 61,9k           | Rồng: 2 ⋅ Trụ: 4 ⋅ Vàng: 61,9k           | Rồng: 2 ⋅ Trụ: 4 ⋅ Vàng: 61,9k           | Rồng: 2 ⋅ Trụ: 4 ⋅ Vàng: 61,9k           | Rồng: 2 ⋅ Trụ: 4 ⋅ Vàng: 61,9k           | Rồng: 2 ⋅ Trụ: 4 ⋅ Vàng: 61,9k           | Rồng: 2 ⋅ Trụ: 4 ⋅ Vàng: 61,9k           | Sự kiện thể thao đang diễn ra | 35:41  | Rồng: 3 ⋅ Trụ: 9 ⋅ Vàng: 68,5k          | Rồng: 3 ⋅ Trụ: 9 ⋅ Vàng: 68,5k          | Rồng: 3 ⋅ Trụ: 9 ⋅ Vàng: 68,5k          | Rồng: 3 ⋅ Trụ: 9 ⋅ Vàng: 68,5k          | Rồng: 3 ⋅ Trụ: 9 ⋅ Vàng: 68,5k          | Rồng: 3 ⋅ Trụ: 9 ⋅ Vàng: 68,5k          | Rồng: 3 ⋅ Trụ: 9 ⋅ Vàng: 68,5k          |
| Yone ⋅ Shyvana Nocturne ⋅ Wukong ⋅ Sylas | Yone ⋅ Shyvana Nocturne ⋅ Wukong ⋅ Sylas | Yone ⋅ Shyvana Nocturne ⋅ Wukong ⋅ Sylas | Yone ⋅ Shyvana Nocturne ⋅ Wukong ⋅ Sylas | Yone ⋅ Shyvana Nocturne ⋅ Wukong ⋅ Sylas | Yone ⋅ Shyvana Nocturne ⋅ Wukong ⋅ Sylas | Yone ⋅ Shyvana Nocturne ⋅ Wukong ⋅ Sylas | Cấm                           | Cấm    | Skarner ⋅ Ziggs Kai’Sa ⋅ K’Sante ⋅ Gnar | Skarner ⋅ Ziggs Kai’Sa ⋅ K’Sante ⋅ Gnar | Skarner ⋅ Ziggs Kai’Sa ⋅ K’Sante ⋅ Gnar | Skarner ⋅ Ziggs Kai’Sa ⋅ K’Sante ⋅ Gnar | Skarner ⋅ Ziggs Kai’Sa ⋅ K’Sante ⋅ Gnar | Skarner ⋅ Ziggs Kai’Sa ⋅ K’Sante ⋅ Gnar | Skarner ⋅ Ziggs Kai’Sa ⋅ K’Sante ⋅ Gnar |
| Aurora ⋅ Maokai Tristana ⋅ Ezreal ⋅ Rell | Aurora ⋅ Maokai Tristana ⋅ Ezreal ⋅ Rell | Aurora ⋅ Maokai Tristana ⋅ Ezreal ⋅ Rell | Aurora ⋅ Maokai Tristana ⋅ Ezreal ⋅ Rell | Aurora ⋅ Maokai Tristana ⋅ Ezreal ⋅ Rell | Aurora ⋅ Maokai Tristana ⋅ Ezreal ⋅ Rell | Aurora ⋅ Maokai Tristana ⋅ Ezreal ⋅ Rell | Chọn                          | Chọn   | Jax ⋅ Vi Orianna ⋅ Ashe ⋅ Braum         | Jax ⋅ Vi Orianna ⋅ Ashe ⋅ Braum         | Jax ⋅ Vi Orianna ⋅ Ashe ⋅ Braum         | Jax ⋅ Vi Orianna ⋅ Ashe ⋅ Braum         | Jax ⋅ Vi Orianna ⋅ Ashe ⋅ Braum         | Jax ⋅ Vi Orianna ⋅ Ashe ⋅ Braum         | Jax ⋅ Vi Orianna ⋅ Ashe ⋅ Braum         |
|                                          |                                          |                                          |                                          |                                          |                                          |                                          |                               |        |                                         |                                         |                                         |                                         |                                         |                                         |                                         |

| 21/2/48                                    | 21/2/48                                    | 21/2/48                                    | 21/2/48                                    | 21/2/48                                    | 21/2/48                                    | 21/2/48                                    | Trận 2                        | Trận 2 | 2/21/4                             | 2/21/4                             | 2/21/4                             | 2/21/4                             | 2/21/4                             | 2/21/4                             | 2/21/4                             |
| Rồng: 3 ⋅ Trụ: 11 ⋅ Vàng: 55,2k            | Rồng: 3 ⋅ Trụ: 11 ⋅ Vàng: 55,2k            | Rồng: 3 ⋅ Trụ: 11 ⋅ Vàng: 55,2k            | Rồng: 3 ⋅ Trụ: 11 ⋅ Vàng: 55,2k            | Rồng: 3 ⋅ Trụ: 11 ⋅ Vàng: 55,2k            | Rồng: 3 ⋅ Trụ: 11 ⋅ Vàng: 55,2k            | Rồng: 3 ⋅ Trụ: 11 ⋅ Vàng: 55,2k            | Sự kiện thể thao đang diễn ra | 24:23  | Rồng: 0 ⋅ Trụ: 1 ⋅ Vàng: 37,0k     | Rồng: 0 ⋅ Trụ: 1 ⋅ Vàng: 37,0k     | Rồng: 0 ⋅ Trụ: 1 ⋅ Vàng: 37,0k     | Rồng: 0 ⋅ Trụ: 1 ⋅ Vàng: 37,0k     | Rồng: 0 ⋅ Trụ: 1 ⋅ Vàng: 37,0k     | Rồng: 0 ⋅ Trụ: 1 ⋅ Vàng: 37,0k     | Rồng: 0 ⋅ Trụ: 1 ⋅ Vàng: 37,0k     |
| Yone ⋅ Shyvana Aurora ⋅ Kindred ⋅ Wukong   | Yone ⋅ Shyvana Aurora ⋅ Kindred ⋅ Wukong   | Yone ⋅ Shyvana Aurora ⋅ Kindred ⋅ Wukong   | Yone ⋅ Shyvana Aurora ⋅ Kindred ⋅ Wukong   | Yone ⋅ Shyvana Aurora ⋅ Kindred ⋅ Wukong   | Yone ⋅ Shyvana Aurora ⋅ Kindred ⋅ Wukong   | Yone ⋅ Shyvana Aurora ⋅ Kindred ⋅ Wukong   | Cấm                           | Cấm    | Skarner ⋅ Ziggs Jax ⋅ Rell ⋅ Leona | Skarner ⋅ Ziggs Jax ⋅ Rell ⋅ Leona | Skarner ⋅ Ziggs Jax ⋅ Rell ⋅ Leona | Skarner ⋅ Ziggs Jax ⋅ Rell ⋅ Leona | Skarner ⋅ Ziggs Jax ⋅ Rell ⋅ Leona | Skarner ⋅ Ziggs Jax ⋅ Rell ⋅ Leona | Skarner ⋅ Ziggs Jax ⋅ Rell ⋅ Leona |
| Renekton ⋅ Nocturne Neeko ⋅ Kai’Sa ⋅ Rakan | Renekton ⋅ Nocturne Neeko ⋅ Kai’Sa ⋅ Rakan | Renekton ⋅ Nocturne Neeko ⋅ Kai’Sa ⋅ Rakan | Renekton ⋅ Nocturne Neeko ⋅ Kai’Sa ⋅ Rakan | Renekton ⋅ Nocturne Neeko ⋅ Kai’Sa ⋅ Rakan | Renekton ⋅ Nocturne Neeko ⋅ Kai’Sa ⋅ Rakan | Renekton ⋅ Nocturne Neeko ⋅ Kai’Sa ⋅ Rakan | Chọn                          | Chọn   | Gnar ⋅ Vi Orianna ⋅ Ashe ⋅ Braum   | Gnar ⋅ Vi Orianna ⋅ Ashe ⋅ Braum   | Gnar ⋅ Vi Orianna ⋅ Ashe ⋅ Braum   | Gnar ⋅ Vi Orianna ⋅ Ashe ⋅ Braum   | Gnar ⋅ Vi Orianna ⋅ Ashe ⋅ Braum   | Gnar ⋅ Vi Orianna ⋅ Ashe ⋅ Braum   | Gnar ⋅ Vi Orianna ⋅ Ashe ⋅ Braum   |
|                                            |                                            |                                            |                                            |                                            |                                            |                                            |                               |        |                                    |                                    |                                    |                                    |                                    |                                    |                                    |

| 18/6/47                                      | 18/6/47                                      | 18/6/47                                      | 18/6/47                                      | 18/6/47                                      | 18/6/47                                      | 18/6/47                                      | Trận 3                        | Trận 3 | 6/18/10                                   | 6/18/10                                   | 6/18/10                                   | 6/18/10                                   | 6/18/10                                   | 6/18/10                                   | 6/18/10                                   |
| Rồng: 0 ⋅ Trụ: 2 ⋅ Vàng: 57,0k               | Rồng: 0 ⋅ Trụ: 2 ⋅ Vàng: 57,0k               | Rồng: 0 ⋅ Trụ: 2 ⋅ Vàng: 57,0k               | Rồng: 0 ⋅ Trụ: 2 ⋅ Vàng: 57,0k               | Rồng: 0 ⋅ Trụ: 2 ⋅ Vàng: 57,0k               | Rồng: 0 ⋅ Trụ: 2 ⋅ Vàng: 57,0k               | Rồng: 0 ⋅ Trụ: 2 ⋅ Vàng: 57,0k               | Sự kiện thể thao đang diễn ra | 28:35  | Rồng: 4 ⋅ Trụ: 9 ⋅ Vàng: 45,6k            | Rồng: 4 ⋅ Trụ: 9 ⋅ Vàng: 45,6k            | Rồng: 4 ⋅ Trụ: 9 ⋅ Vàng: 45,6k            | Rồng: 4 ⋅ Trụ: 9 ⋅ Vàng: 45,6k            | Rồng: 4 ⋅ Trụ: 9 ⋅ Vàng: 45,6k            | Rồng: 4 ⋅ Trụ: 9 ⋅ Vàng: 45,6k            | Rồng: 4 ⋅ Trụ: 9 ⋅ Vàng: 45,6k            |
| Shyvana ⋅ Aurora Yone ⋅ Xayah ⋅ Miss Fortune | Shyvana ⋅ Aurora Yone ⋅ Xayah ⋅ Miss Fortune | Shyvana ⋅ Aurora Yone ⋅ Xayah ⋅ Miss Fortune | Shyvana ⋅ Aurora Yone ⋅ Xayah ⋅ Miss Fortune | Shyvana ⋅ Aurora Yone ⋅ Xayah ⋅ Miss Fortune | Shyvana ⋅ Aurora Yone ⋅ Xayah ⋅ Miss Fortune | Shyvana ⋅ Aurora Yone ⋅ Xayah ⋅ Miss Fortune | Cấm                           | Cấm    | Skarner ⋅ Ziggs Kai’Sa ⋅ Kalista ⋅ Lucian | Skarner ⋅ Ziggs Kai’Sa ⋅ Kalista ⋅ Lucian | Skarner ⋅ Ziggs Kai’Sa ⋅ Kalista ⋅ Lucian | Skarner ⋅ Ziggs Kai’Sa ⋅ Kalista ⋅ Lucian | Skarner ⋅ Ziggs Kai’Sa ⋅ Kalista ⋅ Lucian | Skarner ⋅ Ziggs Kai’Sa ⋅ Kalista ⋅ Lucian | Skarner ⋅ Ziggs Kai’Sa ⋅ Kalista ⋅ Lucian |
| K’Sante ⋅ Nocturne Neeko ⋅ Ezreal ⋅ Braum    | K’Sante ⋅ Nocturne Neeko ⋅ Ezreal ⋅ Braum    | K’Sante ⋅ Nocturne Neeko ⋅ Ezreal ⋅ Braum    | K’Sante ⋅ Nocturne Neeko ⋅ Ezreal ⋅ Braum    | K’Sante ⋅ Nocturne Neeko ⋅ Ezreal ⋅ Braum    | K’Sante ⋅ Nocturne Neeko ⋅ Ezreal ⋅ Braum    | K’Sante ⋅ Nocturne Neeko ⋅ Ezreal ⋅ Braum    | Chọn                          | Chọn   | Jax ⋅ Wukong Akali ⋅ Jhin ⋅ Poppy         | Jax ⋅ Wukong Akali ⋅ Jhin ⋅ Poppy         | Jax ⋅ Wukong Akali ⋅ Jhin ⋅ Poppy         | Jax ⋅ Wukong Akali ⋅ Jhin ⋅ Poppy         | Jax ⋅ Wukong Akali ⋅ Jhin ⋅ Poppy         | Jax ⋅ Wukong Akali ⋅ Jhin ⋅ Poppy         | Jax ⋅ Wukong Akali ⋅ Jhin ⋅ Poppy         |
|                                              |                                              |                                              |                                              |                                              |                                              |                                              |                               |        |                                           |                                           |                                           |                                           |                                           |                                           |                                           |

#### Vòng đấu 5
Nhóm hiệu số 2–2
| Dplus KIA | 1 – 2 | Weibo Gaming |

| 20/16/53                                          | 20/16/53                                          | 20/16/53                                          | 20/16/53                                          | 20/16/53                                          | 20/16/53                                          | 20/16/53                                          | Trận 1                        | Trận 1 | 16/20/41                               | 16/20/41                               | 16/20/41                               | 16/20/41                               | 16/20/41                               | 16/20/41                               | 16/20/41                               |
| Rồng: 4 ⋅ Trụ: 10 ⋅ Vàng: 79,4k                   | Rồng: 4 ⋅ Trụ: 10 ⋅ Vàng: 79,4k                   | Rồng: 4 ⋅ Trụ: 10 ⋅ Vàng: 79,4k                   | Rồng: 4 ⋅ Trụ: 10 ⋅ Vàng: 79,4k                   | Rồng: 4 ⋅ Trụ: 10 ⋅ Vàng: 79,4k                   | Rồng: 4 ⋅ Trụ: 10 ⋅ Vàng: 79,4k                   | Rồng: 4 ⋅ Trụ: 10 ⋅ Vàng: 79,4k                   | Sự kiện thể thao đang diễn ra | 43:04  | Rồng: 3 ⋅ Trụ: 6 ⋅ Vàng: 73,2k         | Rồng: 3 ⋅ Trụ: 6 ⋅ Vàng: 73,2k         | Rồng: 3 ⋅ Trụ: 6 ⋅ Vàng: 73,2k         | Rồng: 3 ⋅ Trụ: 6 ⋅ Vàng: 73,2k         | Rồng: 3 ⋅ Trụ: 6 ⋅ Vàng: 73,2k         | Rồng: 3 ⋅ Trụ: 6 ⋅ Vàng: 73,2k         | Rồng: 3 ⋅ Trụ: 6 ⋅ Vàng: 73,2k         |
| Ashe ⋅ Skarner Aurora ⋅ Rell ⋅ Rakan              | Ashe ⋅ Skarner Aurora ⋅ Rell ⋅ Rakan              | Ashe ⋅ Skarner Aurora ⋅ Rell ⋅ Rakan              | Ashe ⋅ Skarner Aurora ⋅ Rell ⋅ Rakan              | Ashe ⋅ Skarner Aurora ⋅ Rell ⋅ Rakan              | Ashe ⋅ Skarner Aurora ⋅ Rell ⋅ Rakan              | Ashe ⋅ Skarner Aurora ⋅ Rell ⋅ Rakan              | Cấm                           | Cấm    | Vi ⋅ Gnar Yone ⋅ K’Sante ⋅ Gragas      | Vi ⋅ Gnar Yone ⋅ K’Sante ⋅ Gragas      | Vi ⋅ Gnar Yone ⋅ K’Sante ⋅ Gragas      | Vi ⋅ Gnar Yone ⋅ K’Sante ⋅ Gragas      | Vi ⋅ Gnar Yone ⋅ K’Sante ⋅ Gragas      | Vi ⋅ Gnar Yone ⋅ K’Sante ⋅ Gragas      | Vi ⋅ Gnar Yone ⋅ K’Sante ⋅ Gragas      |
| Rumble ⋅ Lee Sin LeBlanc ⋅ Kalista ⋅ Renata Glasc | Rumble ⋅ Lee Sin LeBlanc ⋅ Kalista ⋅ Renata Glasc | Rumble ⋅ Lee Sin LeBlanc ⋅ Kalista ⋅ Renata Glasc | Rumble ⋅ Lee Sin LeBlanc ⋅ Kalista ⋅ Renata Glasc | Rumble ⋅ Lee Sin LeBlanc ⋅ Kalista ⋅ Renata Glasc | Rumble ⋅ Lee Sin LeBlanc ⋅ Kalista ⋅ Renata Glasc | Rumble ⋅ Lee Sin LeBlanc ⋅ Kalista ⋅ Renata Glasc | Chọn                          | Chọn   | Jax ⋅ Nocturne Orianna ⋅ Caitlyn ⋅ Lux | Jax ⋅ Nocturne Orianna ⋅ Caitlyn ⋅ Lux | Jax ⋅ Nocturne Orianna ⋅ Caitlyn ⋅ Lux | Jax ⋅ Nocturne Orianna ⋅ Caitlyn ⋅ Lux | Jax ⋅ Nocturne Orianna ⋅ Caitlyn ⋅ Lux | Jax ⋅ Nocturne Orianna ⋅ Caitlyn ⋅ Lux | Jax ⋅ Nocturne Orianna ⋅ Caitlyn ⋅ Lux |
|                                                   |                                                   |                                                   |                                                   |                                                   |                                                   |                                                   |                               |        |                                        |                                        |                                        |                                        |                                        |                                        |                                        |

| 4/15/8                                        | 4/15/8                                        | 4/15/8                                        | 4/15/8                                        | 4/15/8                                        | 4/15/8                                        | 4/15/8                                        | Trận 2                        | Trận 2 | 15/4/41                              | 15/4/41                              | 15/4/41                              | 15/4/41                              | 15/4/41                              | 15/4/41                              | 15/4/41                              |
| Rồng: 0 ⋅ Trụ: 2 ⋅ Vàng: 47,2k                | Rồng: 0 ⋅ Trụ: 2 ⋅ Vàng: 47,2k                | Rồng: 0 ⋅ Trụ: 2 ⋅ Vàng: 47,2k                | Rồng: 0 ⋅ Trụ: 2 ⋅ Vàng: 47,2k                | Rồng: 0 ⋅ Trụ: 2 ⋅ Vàng: 47,2k                | Rồng: 0 ⋅ Trụ: 2 ⋅ Vàng: 47,2k                | Rồng: 0 ⋅ Trụ: 2 ⋅ Vàng: 47,2k                | Sự kiện thể thao đang diễn ra | 29:54  | Rồng: 4 ⋅ Trụ: 10 ⋅ Vàng: 58,1k      | Rồng: 4 ⋅ Trụ: 10 ⋅ Vàng: 58,1k      | Rồng: 4 ⋅ Trụ: 10 ⋅ Vàng: 58,1k      | Rồng: 4 ⋅ Trụ: 10 ⋅ Vàng: 58,1k      | Rồng: 4 ⋅ Trụ: 10 ⋅ Vàng: 58,1k      | Rồng: 4 ⋅ Trụ: 10 ⋅ Vàng: 58,1k      | Rồng: 4 ⋅ Trụ: 10 ⋅ Vàng: 58,1k      |
| Ashe ⋅ Skarner Sejuani ⋅ Leona ⋅ Maokai       | Ashe ⋅ Skarner Sejuani ⋅ Leona ⋅ Maokai       | Ashe ⋅ Skarner Sejuani ⋅ Leona ⋅ Maokai       | Ashe ⋅ Skarner Sejuani ⋅ Leona ⋅ Maokai       | Ashe ⋅ Skarner Sejuani ⋅ Leona ⋅ Maokai       | Ashe ⋅ Skarner Sejuani ⋅ Leona ⋅ Maokai       | Ashe ⋅ Skarner Sejuani ⋅ Leona ⋅ Maokai       | Cấm                           | Cấm    | Vi ⋅ Kalista LeBlanc ⋅ Jax ⋅ Rell    | Vi ⋅ Kalista LeBlanc ⋅ Jax ⋅ Rell    | Vi ⋅ Kalista LeBlanc ⋅ Jax ⋅ Rell    | Vi ⋅ Kalista LeBlanc ⋅ Jax ⋅ Rell    | Vi ⋅ Kalista LeBlanc ⋅ Jax ⋅ Rell    | Vi ⋅ Kalista LeBlanc ⋅ Jax ⋅ Rell    | Vi ⋅ Kalista LeBlanc ⋅ Jax ⋅ Rell    |
| Camille ⋅ Nocturne Aurora ⋅ Kai’Sa ⋅ Nautilus | Camille ⋅ Nocturne Aurora ⋅ Kai’Sa ⋅ Nautilus | Camille ⋅ Nocturne Aurora ⋅ Kai’Sa ⋅ Nautilus | Camille ⋅ Nocturne Aurora ⋅ Kai’Sa ⋅ Nautilus | Camille ⋅ Nocturne Aurora ⋅ Kai’Sa ⋅ Nautilus | Camille ⋅ Nocturne Aurora ⋅ Kai’Sa ⋅ Nautilus | Camille ⋅ Nocturne Aurora ⋅ Kai’Sa ⋅ Nautilus | Chọn                          | Chọn   | Gnar ⋅ Brand Yone ⋅ Ezreal ⋅ Alistar | Gnar ⋅ Brand Yone ⋅ Ezreal ⋅ Alistar | Gnar ⋅ Brand Yone ⋅ Ezreal ⋅ Alistar | Gnar ⋅ Brand Yone ⋅ Ezreal ⋅ Alistar | Gnar ⋅ Brand Yone ⋅ Ezreal ⋅ Alistar | Gnar ⋅ Brand Yone ⋅ Ezreal ⋅ Alistar | Gnar ⋅ Brand Yone ⋅ Ezreal ⋅ Alistar |
|                                               |                                               |                                               |                                               |                                               |                                               |                                               |                               |        |                                      |                                      |                                      |                                      |                                      |                                      |                                      |

| 8/20/15                                    | 8/20/15                                    | 8/20/15                                    | 8/20/15                                    | 8/20/15                                    | 8/20/15                                    | 8/20/15                                    | Trận 3                        | Trận 3 | 20/8/56                                   | 20/8/56                                   | 20/8/56                                   | 20/8/56                                   | 20/8/56                                   | 20/8/56                                   | 20/8/56                                   |
| Rồng: 2 ⋅ Trụ: 2 ⋅ Vàng: 57,4k             | Rồng: 2 ⋅ Trụ: 2 ⋅ Vàng: 57,4k             | Rồng: 2 ⋅ Trụ: 2 ⋅ Vàng: 57,4k             | Rồng: 2 ⋅ Trụ: 2 ⋅ Vàng: 57,4k             | Rồng: 2 ⋅ Trụ: 2 ⋅ Vàng: 57,4k             | Rồng: 2 ⋅ Trụ: 2 ⋅ Vàng: 57,4k             | Rồng: 2 ⋅ Trụ: 2 ⋅ Vàng: 57,4k             | Sự kiện thể thao đang diễn ra | 35:05  | Rồng: 3 ⋅ Trụ: 10 ⋅ Vàng: 67,4k           | Rồng: 3 ⋅ Trụ: 10 ⋅ Vàng: 67,4k           | Rồng: 3 ⋅ Trụ: 10 ⋅ Vàng: 67,4k           | Rồng: 3 ⋅ Trụ: 10 ⋅ Vàng: 67,4k           | Rồng: 3 ⋅ Trụ: 10 ⋅ Vàng: 67,4k           | Rồng: 3 ⋅ Trụ: 10 ⋅ Vàng: 67,4k           | Rồng: 3 ⋅ Trụ: 10 ⋅ Vàng: 67,4k           |
| Skarner ⋅ Orianna Renekton ⋅ Poppy ⋅ Leona | Skarner ⋅ Orianna Renekton ⋅ Poppy ⋅ Leona | Skarner ⋅ Orianna Renekton ⋅ Poppy ⋅ Leona | Skarner ⋅ Orianna Renekton ⋅ Poppy ⋅ Leona | Skarner ⋅ Orianna Renekton ⋅ Poppy ⋅ Leona | Skarner ⋅ Orianna Renekton ⋅ Poppy ⋅ Leona | Skarner ⋅ Orianna Renekton ⋅ Poppy ⋅ Leona | Cấm                           | Cấm    | LeBlanc ⋅ Kalista Ziggs ⋅ Kai’Sa ⋅ Rumble | LeBlanc ⋅ Kalista Ziggs ⋅ Kai’Sa ⋅ Rumble | LeBlanc ⋅ Kalista Ziggs ⋅ Kai’Sa ⋅ Rumble | LeBlanc ⋅ Kalista Ziggs ⋅ Kai’Sa ⋅ Rumble | LeBlanc ⋅ Kalista Ziggs ⋅ Kai’Sa ⋅ Rumble | LeBlanc ⋅ Kalista Ziggs ⋅ Kai’Sa ⋅ Rumble | LeBlanc ⋅ Kalista Ziggs ⋅ Kai’Sa ⋅ Rumble |
| Gragas ⋅ Vi Yone ⋅ Miss Fortune ⋅ Rell     | Gragas ⋅ Vi Yone ⋅ Miss Fortune ⋅ Rell     | Gragas ⋅ Vi Yone ⋅ Miss Fortune ⋅ Rell     | Gragas ⋅ Vi Yone ⋅ Miss Fortune ⋅ Rell     | Gragas ⋅ Vi Yone ⋅ Miss Fortune ⋅ Rell     | Gragas ⋅ Vi Yone ⋅ Miss Fortune ⋅ Rell     | Gragas ⋅ Vi Yone ⋅ Miss Fortune ⋅ Rell     | Chọn                          | Chọn   | Gnar ⋅ Morgana Aurora ⋅ Ezreal ⋅ Braum    | Gnar ⋅ Morgana Aurora ⋅ Ezreal ⋅ Braum    | Gnar ⋅ Morgana Aurora ⋅ Ezreal ⋅ Braum    | Gnar ⋅ Morgana Aurora ⋅ Ezreal ⋅ Braum    | Gnar ⋅ Morgana Aurora ⋅ Ezreal ⋅ Braum    | Gnar ⋅ Morgana Aurora ⋅ Ezreal ⋅ Braum    | Gnar ⋅ Morgana Aurora ⋅ Ezreal ⋅ Braum    |
|                                            |                                            |                                            |                                            |                                            |                                            |                                            |                               |        |                                           |                                           |                                           |                                           |                                           |                                           |                                           |

| Dplus KIA | 1 – 2 | Weibo Gaming |

| 20/16/53                                          | 20/16/53                                          | 20/16/53                                          | 20/16/53                                          | 20/16/53                                          | 20/16/53                                          | 20/16/53                                          | Trận 1                        | Trận 1 | 16/20/41                               | 16/20/41                               | 16/20/41                               | 16/20/41                               | 16/20/41                               | 16/20/41                               | 16/20/41                               |
| Rồng: 4 ⋅ Trụ: 10 ⋅ Vàng: 79,4k                   | Rồng: 4 ⋅ Trụ: 10 ⋅ Vàng: 79,4k                   | Rồng: 4 ⋅ Trụ: 10 ⋅ Vàng: 79,4k                   | Rồng: 4 ⋅ Trụ: 10 ⋅ Vàng: 79,4k                   | Rồng: 4 ⋅ Trụ: 10 ⋅ Vàng: 79,4k                   | Rồng: 4 ⋅ Trụ: 10 ⋅ Vàng: 79,4k                   | Rồng: 4 ⋅ Trụ: 10 ⋅ Vàng: 79,4k                   | Sự kiện thể thao đang diễn ra | 43:04  | Rồng: 3 ⋅ Trụ: 6 ⋅ Vàng: 73,2k         | Rồng: 3 ⋅ Trụ: 6 ⋅ Vàng: 73,2k         | Rồng: 3 ⋅ Trụ: 6 ⋅ Vàng: 73,2k         | Rồng: 3 ⋅ Trụ: 6 ⋅ Vàng: 73,2k         | Rồng: 3 ⋅ Trụ: 6 ⋅ Vàng: 73,2k         | Rồng: 3 ⋅ Trụ: 6 ⋅ Vàng: 73,2k         | Rồng: 3 ⋅ Trụ: 6 ⋅ Vàng: 73,2k         |
| Ashe ⋅ Skarner Aurora ⋅ Rell ⋅ Rakan              | Ashe ⋅ Skarner Aurora ⋅ Rell ⋅ Rakan              | Ashe ⋅ Skarner Aurora ⋅ Rell ⋅ Rakan              | Ashe ⋅ Skarner Aurora ⋅ Rell ⋅ Rakan              | Ashe ⋅ Skarner Aurora ⋅ Rell ⋅ Rakan              | Ashe ⋅ Skarner Aurora ⋅ Rell ⋅ Rakan              | Ashe ⋅ Skarner Aurora ⋅ Rell ⋅ Rakan              | Cấm                           | Cấm    | Vi ⋅ Gnar Yone ⋅ K’Sante ⋅ Gragas      | Vi ⋅ Gnar Yone ⋅ K’Sante ⋅ Gragas      | Vi ⋅ Gnar Yone ⋅ K’Sante ⋅ Gragas      | Vi ⋅ Gnar Yone ⋅ K’Sante ⋅ Gragas      | Vi ⋅ Gnar Yone ⋅ K’Sante ⋅ Gragas      | Vi ⋅ Gnar Yone ⋅ K’Sante ⋅ Gragas      | Vi ⋅ Gnar Yone ⋅ K’Sante ⋅ Gragas      |
| Rumble ⋅ Lee Sin LeBlanc ⋅ Kalista ⋅ Renata Glasc | Rumble ⋅ Lee Sin LeBlanc ⋅ Kalista ⋅ Renata Glasc | Rumble ⋅ Lee Sin LeBlanc ⋅ Kalista ⋅ Renata Glasc | Rumble ⋅ Lee Sin LeBlanc ⋅ Kalista ⋅ Renata Glasc | Rumble ⋅ Lee Sin LeBlanc ⋅ Kalista ⋅ Renata Glasc | Rumble ⋅ Lee Sin LeBlanc ⋅ Kalista ⋅ Renata Glasc | Rumble ⋅ Lee Sin LeBlanc ⋅ Kalista ⋅ Renata Glasc | Chọn                          | Chọn   | Jax ⋅ Nocturne Orianna ⋅ Caitlyn ⋅ Lux | Jax ⋅ Nocturne Orianna ⋅ Caitlyn ⋅ Lux | Jax ⋅ Nocturne Orianna ⋅ Caitlyn ⋅ Lux | Jax ⋅ Nocturne Orianna ⋅ Caitlyn ⋅ Lux | Jax ⋅ Nocturne Orianna ⋅ Caitlyn ⋅ Lux | Jax ⋅ Nocturne Orianna ⋅ Caitlyn ⋅ Lux | Jax ⋅ Nocturne Orianna ⋅ Caitlyn ⋅ Lux |
|                                                   |                                                   |                                                   |                                                   |                                                   |                                                   |                                                   |                               |        |                                        |                                        |                                        |                                        |                                        |                                        |                                        |

| 4/15/8                                        | 4/15/8                                        | 4/15/8                                        | 4/15/8                                        | 4/15/8                                        | 4/15/8                                        | 4/15/8                                        | Trận 2                        | Trận 2 | 15/4/41                              | 15/4/41                              | 15/4/41                              | 15/4/41                              | 15/4/41                              | 15/4/41                              | 15/4/41                              |
| Rồng: 0 ⋅ Trụ: 2 ⋅ Vàng: 47,2k                | Rồng: 0 ⋅ Trụ: 2 ⋅ Vàng: 47,2k                | Rồng: 0 ⋅ Trụ: 2 ⋅ Vàng: 47,2k                | Rồng: 0 ⋅ Trụ: 2 ⋅ Vàng: 47,2k                | Rồng: 0 ⋅ Trụ: 2 ⋅ Vàng: 47,2k                | Rồng: 0 ⋅ Trụ: 2 ⋅ Vàng: 47,2k                | Rồng: 0 ⋅ Trụ: 2 ⋅ Vàng: 47,2k                | Sự kiện thể thao đang diễn ra | 29:54  | Rồng: 4 ⋅ Trụ: 10 ⋅ Vàng: 58,1k      | Rồng: 4 ⋅ Trụ: 10 ⋅ Vàng: 58,1k      | Rồng: 4 ⋅ Trụ: 10 ⋅ Vàng: 58,1k      | Rồng: 4 ⋅ Trụ: 10 ⋅ Vàng: 58,1k      | Rồng: 4 ⋅ Trụ: 10 ⋅ Vàng: 58,1k      | Rồng: 4 ⋅ Trụ: 10 ⋅ Vàng: 58,1k      | Rồng: 4 ⋅ Trụ: 10 ⋅ Vàng: 58,1k      |
| Ashe ⋅ Skarner Sejuani ⋅ Leona ⋅ Maokai       | Ashe ⋅ Skarner Sejuani ⋅ Leona ⋅ Maokai       | Ashe ⋅ Skarner Sejuani ⋅ Leona ⋅ Maokai       | Ashe ⋅ Skarner Sejuani ⋅ Leona ⋅ Maokai       | Ashe ⋅ Skarner Sejuani ⋅ Leona ⋅ Maokai       | Ashe ⋅ Skarner Sejuani ⋅ Leona ⋅ Maokai       | Ashe ⋅ Skarner Sejuani ⋅ Leona ⋅ Maokai       | Cấm                           | Cấm    | Vi ⋅ Kalista LeBlanc ⋅ Jax ⋅ Rell    | Vi ⋅ Kalista LeBlanc ⋅ Jax ⋅ Rell    | Vi ⋅ Kalista LeBlanc ⋅ Jax ⋅ Rell    | Vi ⋅ Kalista LeBlanc ⋅ Jax ⋅ Rell    | Vi ⋅ Kalista LeBlanc ⋅ Jax ⋅ Rell    | Vi ⋅ Kalista LeBlanc ⋅ Jax ⋅ Rell    | Vi ⋅ Kalista LeBlanc ⋅ Jax ⋅ Rell    |
| Camille ⋅ Nocturne Aurora ⋅ Kai’Sa ⋅ Nautilus | Camille ⋅ Nocturne Aurora ⋅ Kai’Sa ⋅ Nautilus | Camille ⋅ Nocturne Aurora ⋅ Kai’Sa ⋅ Nautilus | Camille ⋅ Nocturne Aurora ⋅ Kai’Sa ⋅ Nautilus | Camille ⋅ Nocturne Aurora ⋅ Kai’Sa ⋅ Nautilus | Camille ⋅ Nocturne Aurora ⋅ Kai’Sa ⋅ Nautilus | Camille ⋅ Nocturne Aurora ⋅ Kai’Sa ⋅ Nautilus | Chọn                          | Chọn   | Gnar ⋅ Brand Yone ⋅ Ezreal ⋅ Alistar | Gnar ⋅ Brand Yone ⋅ Ezreal ⋅ Alistar | Gnar ⋅ Brand Yone ⋅ Ezreal ⋅ Alistar | Gnar ⋅ Brand Yone ⋅ Ezreal ⋅ Alistar | Gnar ⋅ Brand Yone ⋅ Ezreal ⋅ Alistar | Gnar ⋅ Brand Yone ⋅ Ezreal ⋅ Alistar | Gnar ⋅ Brand Yone ⋅ Ezreal ⋅ Alistar |
|                                               |                                               |                                               |                                               |                                               |                                               |                                               |                               |        |                                      |                                      |                                      |                                      |                                      |                                      |                                      |

| 8/20/15                                    | 8/20/15                                    | 8/20/15                                    | 8/20/15                                    | 8/20/15                                    | 8/20/15                                    | 8/20/15                                    | Trận 3                        | Trận 3 | 20/8/56                                   | 20/8/56                                   | 20/8/56                                   | 20/8/56                                   | 20/8/56                                   | 20/8/56                                   | 20/8/56                                   |
| Rồng: 2 ⋅ Trụ: 2 ⋅ Vàng: 57,4k             | Rồng: 2 ⋅ Trụ: 2 ⋅ Vàng: 57,4k             | Rồng: 2 ⋅ Trụ: 2 ⋅ Vàng: 57,4k             | Rồng: 2 ⋅ Trụ: 2 ⋅ Vàng: 57,4k             | Rồng: 2 ⋅ Trụ: 2 ⋅ Vàng: 57,4k             | Rồng: 2 ⋅ Trụ: 2 ⋅ Vàng: 57,4k             | Rồng: 2 ⋅ Trụ: 2 ⋅ Vàng: 57,4k             | Sự kiện thể thao đang diễn ra | 35:05  | Rồng: 3 ⋅ Trụ: 10 ⋅ Vàng: 67,4k           | Rồng: 3 ⋅ Trụ: 10 ⋅ Vàng: 67,4k           | Rồng: 3 ⋅ Trụ: 10 ⋅ Vàng: 67,4k           | Rồng: 3 ⋅ Trụ: 10 ⋅ Vàng: 67,4k           | Rồng: 3 ⋅ Trụ: 10 ⋅ Vàng: 67,4k           | Rồng: 3 ⋅ Trụ: 10 ⋅ Vàng: 67,4k           | Rồng: 3 ⋅ Trụ: 10 ⋅ Vàng: 67,4k           |
| Skarner ⋅ Orianna Renekton ⋅ Poppy ⋅ Leona | Skarner ⋅ Orianna Renekton ⋅ Poppy ⋅ Leona | Skarner ⋅ Orianna Renekton ⋅ Poppy ⋅ Leona | Skarner ⋅ Orianna Renekton ⋅ Poppy ⋅ Leona | Skarner ⋅ Orianna Renekton ⋅ Poppy ⋅ Leona | Skarner ⋅ Orianna Renekton ⋅ Poppy ⋅ Leona | Skarner ⋅ Orianna Renekton ⋅ Poppy ⋅ Leona | Cấm                           | Cấm    | LeBlanc ⋅ Kalista Ziggs ⋅ Kai’Sa ⋅ Rumble | LeBlanc ⋅ Kalista Ziggs ⋅ Kai’Sa ⋅ Rumble | LeBlanc ⋅ Kalista Ziggs ⋅ Kai’Sa ⋅ Rumble | LeBlanc ⋅ Kalista Ziggs ⋅ Kai’Sa ⋅ Rumble | LeBlanc ⋅ Kalista Ziggs ⋅ Kai’Sa ⋅ Rumble | LeBlanc ⋅ Kalista Ziggs ⋅ Kai’Sa ⋅ Rumble | LeBlanc ⋅ Kalista Ziggs ⋅ Kai’Sa ⋅ Rumble |
| Gragas ⋅ Vi Yone ⋅ Miss Fortune ⋅ Rell     | Gragas ⋅ Vi Yone ⋅ Miss Fortune ⋅ Rell     | Gragas ⋅ Vi Yone ⋅ Miss Fortune ⋅ Rell     | Gragas ⋅ Vi Yone ⋅ Miss Fortune ⋅ Rell     | Gragas ⋅ Vi Yone ⋅ Miss Fortune ⋅ Rell     | Gragas ⋅ Vi Yone ⋅ Miss Fortune ⋅ Rell     | Gragas ⋅ Vi Yone ⋅ Miss Fortune ⋅ Rell     | Chọn                          | Chọn   | Gnar ⋅ Morgana Aurora ⋅ Ezreal ⋅ Braum    | Gnar ⋅ Morgana Aurora ⋅ Ezreal ⋅ Braum    | Gnar ⋅ Morgana Aurora ⋅ Ezreal ⋅ Braum    | Gnar ⋅ Morgana Aurora ⋅ Ezreal ⋅ Braum    | Gnar ⋅ Morgana Aurora ⋅ Ezreal ⋅ Braum    | Gnar ⋅ Morgana Aurora ⋅ Ezreal ⋅ Braum    | Gnar ⋅ Morgana Aurora ⋅ Ezreal ⋅ Braum    |
|                                            |                                            |                                            |                                            |                                            |                                            |                                            |                               |        |                                           |                                           |                                           |                                           |                                           |                                           |                                           |

| G2 Esports | 1 – 2 | Bilibili Gaming |

| 7/21/18                                       | 7/21/18                                       | 7/21/18                                       | 7/21/18                                       | 7/21/18                                       | 7/21/18                                       | 7/21/18                                       | Trận 1                        | Trận 1 | 21/7/48                                  | 21/7/48                                  | 21/7/48                                  | 21/7/48                                  | 21/7/48                                  | 21/7/48                                  | 21/7/48                                  |
| Rồng: 2 ⋅ Trụ: 3 ⋅ Vàng: 58,3k                | Rồng: 2 ⋅ Trụ: 3 ⋅ Vàng: 58,3k                | Rồng: 2 ⋅ Trụ: 3 ⋅ Vàng: 58,3k                | Rồng: 2 ⋅ Trụ: 3 ⋅ Vàng: 58,3k                | Rồng: 2 ⋅ Trụ: 3 ⋅ Vàng: 58,3k                | Rồng: 2 ⋅ Trụ: 3 ⋅ Vàng: 58,3k                | Rồng: 2 ⋅ Trụ: 3 ⋅ Vàng: 58,3k                | Sự kiện thể thao đang diễn ra | 34:58  | Rồng: 3 ⋅ Trụ: 9 ⋅ Vàng: 69,8k           | Rồng: 3 ⋅ Trụ: 9 ⋅ Vàng: 69,8k           | Rồng: 3 ⋅ Trụ: 9 ⋅ Vàng: 69,8k           | Rồng: 3 ⋅ Trụ: 9 ⋅ Vàng: 69,8k           | Rồng: 3 ⋅ Trụ: 9 ⋅ Vàng: 69,8k           | Rồng: 3 ⋅ Trụ: 9 ⋅ Vàng: 69,8k           | Rồng: 3 ⋅ Trụ: 9 ⋅ Vàng: 69,8k           |
| Ahri ⋅ Ashe Neeko ⋅ Xayah ⋅ Ezreal            | Ahri ⋅ Ashe Neeko ⋅ Xayah ⋅ Ezreal            | Ahri ⋅ Ashe Neeko ⋅ Xayah ⋅ Ezreal            | Ahri ⋅ Ashe Neeko ⋅ Xayah ⋅ Ezreal            | Ahri ⋅ Ashe Neeko ⋅ Xayah ⋅ Ezreal            | Ahri ⋅ Ashe Neeko ⋅ Xayah ⋅ Ezreal            | Ahri ⋅ Ashe Neeko ⋅ Xayah ⋅ Ezreal            | Cấm                           | Cấm    | Yone ⋅ Aurora Kalista ⋅ Draven ⋅ Poppy   | Yone ⋅ Aurora Kalista ⋅ Draven ⋅ Poppy   | Yone ⋅ Aurora Kalista ⋅ Draven ⋅ Poppy   | Yone ⋅ Aurora Kalista ⋅ Draven ⋅ Poppy   | Yone ⋅ Aurora Kalista ⋅ Draven ⋅ Poppy   | Yone ⋅ Aurora Kalista ⋅ Draven ⋅ Poppy   | Yone ⋅ Aurora Kalista ⋅ Draven ⋅ Poppy   |
| Gnar ⋅ Nocturne Orianna ⋅ Miss Fortune ⋅ Rell | Gnar ⋅ Nocturne Orianna ⋅ Miss Fortune ⋅ Rell | Gnar ⋅ Nocturne Orianna ⋅ Miss Fortune ⋅ Rell | Gnar ⋅ Nocturne Orianna ⋅ Miss Fortune ⋅ Rell | Gnar ⋅ Nocturne Orianna ⋅ Miss Fortune ⋅ Rell | Gnar ⋅ Nocturne Orianna ⋅ Miss Fortune ⋅ Rell | Gnar ⋅ Nocturne Orianna ⋅ Miss Fortune ⋅ Rell | Chọn                          | Chọn   | Jax ⋅ Skarner LeBlanc ⋅ Kai’Sa ⋅ Alistar | Jax ⋅ Skarner LeBlanc ⋅ Kai’Sa ⋅ Alistar | Jax ⋅ Skarner LeBlanc ⋅ Kai’Sa ⋅ Alistar | Jax ⋅ Skarner LeBlanc ⋅ Kai’Sa ⋅ Alistar | Jax ⋅ Skarner LeBlanc ⋅ Kai’Sa ⋅ Alistar | Jax ⋅ Skarner LeBlanc ⋅ Kai’Sa ⋅ Alistar | Jax ⋅ Skarner LeBlanc ⋅ Kai’Sa ⋅ Alistar |
|                                               |                                               |                                               |                                               |                                               |                                               |                                               |                               |        |                                          |                                          |                                          |                                          |                                          |                                          |                                          |

| 17/5/40                                | 17/5/40                                | 17/5/40                                | 17/5/40                                | 17/5/40                                | 17/5/40                                | 17/5/40                                | Trận 2                        | Trận 2 | 5/17/9                                       | 5/17/9                                       | 5/17/9                                       | 5/17/9                                       | 5/17/9                                       | 5/17/9                                       | 5/17/9                                       |
| Rồng: 3 ⋅ Trụ: 9 ⋅ Vàng: 59,8k         | Rồng: 3 ⋅ Trụ: 9 ⋅ Vàng: 59,8k         | Rồng: 3 ⋅ Trụ: 9 ⋅ Vàng: 59,8k         | Rồng: 3 ⋅ Trụ: 9 ⋅ Vàng: 59,8k         | Rồng: 3 ⋅ Trụ: 9 ⋅ Vàng: 59,8k         | Rồng: 3 ⋅ Trụ: 9 ⋅ Vàng: 59,8k         | Rồng: 3 ⋅ Trụ: 9 ⋅ Vàng: 59,8k         | Sự kiện thể thao đang diễn ra | 29:56  | Rồng: 1 ⋅ Trụ: 2 ⋅ Vàng: 48,6k               | Rồng: 1 ⋅ Trụ: 2 ⋅ Vàng: 48,6k               | Rồng: 1 ⋅ Trụ: 2 ⋅ Vàng: 48,6k               | Rồng: 1 ⋅ Trụ: 2 ⋅ Vàng: 48,6k               | Rồng: 1 ⋅ Trụ: 2 ⋅ Vàng: 48,6k               | Rồng: 1 ⋅ Trụ: 2 ⋅ Vàng: 48,6k               | Rồng: 1 ⋅ Trụ: 2 ⋅ Vàng: 48,6k               |
| Ahri ⋅ Jax Ashe ⋅ Poppy ⋅ Kai’Sa       | Ahri ⋅ Jax Ashe ⋅ Poppy ⋅ Kai’Sa       | Ahri ⋅ Jax Ashe ⋅ Poppy ⋅ Kai’Sa       | Ahri ⋅ Jax Ashe ⋅ Poppy ⋅ Kai’Sa       | Ahri ⋅ Jax Ashe ⋅ Poppy ⋅ Kai’Sa       | Ahri ⋅ Jax Ashe ⋅ Poppy ⋅ Kai’Sa       | Ahri ⋅ Jax Ashe ⋅ Poppy ⋅ Kai’Sa       | Cấm                           | Cấm    | Yone ⋅ Aurora Kalista ⋅ Draven ⋅ Varus       | Yone ⋅ Aurora Kalista ⋅ Draven ⋅ Varus       | Yone ⋅ Aurora Kalista ⋅ Draven ⋅ Varus       | Yone ⋅ Aurora Kalista ⋅ Draven ⋅ Varus       | Yone ⋅ Aurora Kalista ⋅ Draven ⋅ Varus       | Yone ⋅ Aurora Kalista ⋅ Draven ⋅ Varus       | Yone ⋅ Aurora Kalista ⋅ Draven ⋅ Varus       |
| Yasuo ⋅ Skarner Sylas ⋅ Ezreal ⋅ Rakan | Yasuo ⋅ Skarner Sylas ⋅ Ezreal ⋅ Rakan | Yasuo ⋅ Skarner Sylas ⋅ Ezreal ⋅ Rakan | Yasuo ⋅ Skarner Sylas ⋅ Ezreal ⋅ Rakan | Yasuo ⋅ Skarner Sylas ⋅ Ezreal ⋅ Rakan | Yasuo ⋅ Skarner Sylas ⋅ Ezreal ⋅ Rakan | Yasuo ⋅ Skarner Sylas ⋅ Ezreal ⋅ Rakan | Chọn                          | Chọn   | Gnar ⋅ Xin Zhao Neeko ⋅ Xayah ⋅ Renata Glasc | Gnar ⋅ Xin Zhao Neeko ⋅ Xayah ⋅ Renata Glasc | Gnar ⋅ Xin Zhao Neeko ⋅ Xayah ⋅ Renata Glasc | Gnar ⋅ Xin Zhao Neeko ⋅ Xayah ⋅ Renata Glasc | Gnar ⋅ Xin Zhao Neeko ⋅ Xayah ⋅ Renata Glasc | Gnar ⋅ Xin Zhao Neeko ⋅ Xayah ⋅ Renata Glasc | Gnar ⋅ Xin Zhao Neeko ⋅ Xayah ⋅ Renata Glasc |
|                                        |                                        |                                        |                                        |                                        |                                        |                                        |                               |        |                                              |                                              |                                              |                                              |                                              |                                              |                                              |

| 19/23/45                                   | 19/23/45                                   | 19/23/45                                   | 19/23/45                                   | 19/23/45                                   | 19/23/45                                   | 19/23/45                                   | Trận 3                        | Trận 3 | 23/19/65                                 | 23/19/65                                 | 23/19/65                                 | 23/19/65                                 | 23/19/65                                 | 23/19/65                                 | 23/19/65                                 |
| Rồng: 2 ⋅ Trụ: 3 ⋅ Vàng: 63,4k             | Rồng: 2 ⋅ Trụ: 3 ⋅ Vàng: 63,4k             | Rồng: 2 ⋅ Trụ: 3 ⋅ Vàng: 63,4k             | Rồng: 2 ⋅ Trụ: 3 ⋅ Vàng: 63,4k             | Rồng: 2 ⋅ Trụ: 3 ⋅ Vàng: 63,4k             | Rồng: 2 ⋅ Trụ: 3 ⋅ Vàng: 63,4k             | Rồng: 2 ⋅ Trụ: 3 ⋅ Vàng: 63,4k             | Sự kiện thể thao đang diễn ra | 34:38  | Rồng: 3 ⋅ Trụ: 10 ⋅ Vàng: 72,4k          | Rồng: 3 ⋅ Trụ: 10 ⋅ Vàng: 72,4k          | Rồng: 3 ⋅ Trụ: 10 ⋅ Vàng: 72,4k          | Rồng: 3 ⋅ Trụ: 10 ⋅ Vàng: 72,4k          | Rồng: 3 ⋅ Trụ: 10 ⋅ Vàng: 72,4k          | Rồng: 3 ⋅ Trụ: 10 ⋅ Vàng: 72,4k          | Rồng: 3 ⋅ Trụ: 10 ⋅ Vàng: 72,4k          |
| Jax ⋅ Ahri Aurora ⋅ Ashe ⋅ Miss Fortune    | Jax ⋅ Ahri Aurora ⋅ Ashe ⋅ Miss Fortune    | Jax ⋅ Ahri Aurora ⋅ Ashe ⋅ Miss Fortune    | Jax ⋅ Ahri Aurora ⋅ Ashe ⋅ Miss Fortune    | Jax ⋅ Ahri Aurora ⋅ Ashe ⋅ Miss Fortune    | Jax ⋅ Ahri Aurora ⋅ Ashe ⋅ Miss Fortune    | Jax ⋅ Ahri Aurora ⋅ Ashe ⋅ Miss Fortune    | Cấm                           | Cấm    | Poppy ⋅ Gnar Yone ⋅ Renata Glasc ⋅ Neeko | Poppy ⋅ Gnar Yone ⋅ Renata Glasc ⋅ Neeko | Poppy ⋅ Gnar Yone ⋅ Renata Glasc ⋅ Neeko | Poppy ⋅ Gnar Yone ⋅ Renata Glasc ⋅ Neeko | Poppy ⋅ Gnar Yone ⋅ Renata Glasc ⋅ Neeko | Poppy ⋅ Gnar Yone ⋅ Renata Glasc ⋅ Neeko | Poppy ⋅ Gnar Yone ⋅ Renata Glasc ⋅ Neeko |
| Renekton ⋅ Xin Zhao Ryze ⋅ Kalista ⋅ Taric | Renekton ⋅ Xin Zhao Ryze ⋅ Kalista ⋅ Taric | Renekton ⋅ Xin Zhao Ryze ⋅ Kalista ⋅ Taric | Renekton ⋅ Xin Zhao Ryze ⋅ Kalista ⋅ Taric | Renekton ⋅ Xin Zhao Ryze ⋅ Kalista ⋅ Taric | Renekton ⋅ Xin Zhao Ryze ⋅ Kalista ⋅ Taric | Renekton ⋅ Xin Zhao Ryze ⋅ Kalista ⋅ Taric | Chọn                          | Chọn   | Rumble ⋅ Skarner Sylas ⋅ Ezreal ⋅ Rell   | Rumble ⋅ Skarner Sylas ⋅ Ezreal ⋅ Rell   | Rumble ⋅ Skarner Sylas ⋅ Ezreal ⋅ Rell   | Rumble ⋅ Skarner Sylas ⋅ Ezreal ⋅ Rell   | Rumble ⋅ Skarner Sylas ⋅ Ezreal ⋅ Rell   | Rumble ⋅ Skarner Sylas ⋅ Ezreal ⋅ Rell   | Rumble ⋅ Skarner Sylas ⋅ Ezreal ⋅ Rell   |
|                                            |                                            |                                            |                                            |                                            |                                            |                                            |                               |        |                                          |                                          |                                          |                                          |                                          |                                          |                                          |

| G2 Esports | 1 – 2 | Bilibili Gaming |

| 7/21/18                                       | 7/21/18                                       | 7/21/18                                       | 7/21/18                                       | 7/21/18                                       | 7/21/18                                       | 7/21/18                                       | Trận 1                        | Trận 1 | 21/7/48                                  | 21/7/48                                  | 21/7/48                                  | 21/7/48                                  | 21/7/48                                  | 21/7/48                                  | 21/7/48                                  |
| Rồng: 2 ⋅ Trụ: 3 ⋅ Vàng: 58,3k                | Rồng: 2 ⋅ Trụ: 3 ⋅ Vàng: 58,3k                | Rồng: 2 ⋅ Trụ: 3 ⋅ Vàng: 58,3k                | Rồng: 2 ⋅ Trụ: 3 ⋅ Vàng: 58,3k                | Rồng: 2 ⋅ Trụ: 3 ⋅ Vàng: 58,3k                | Rồng: 2 ⋅ Trụ: 3 ⋅ Vàng: 58,3k                | Rồng: 2 ⋅ Trụ: 3 ⋅ Vàng: 58,3k                | Sự kiện thể thao đang diễn ra | 34:58  | Rồng: 3 ⋅ Trụ: 9 ⋅ Vàng: 69,8k           | Rồng: 3 ⋅ Trụ: 9 ⋅ Vàng: 69,8k           | Rồng: 3 ⋅ Trụ: 9 ⋅ Vàng: 69,8k           | Rồng: 3 ⋅ Trụ: 9 ⋅ Vàng: 69,8k           | Rồng: 3 ⋅ Trụ: 9 ⋅ Vàng: 69,8k           | Rồng: 3 ⋅ Trụ: 9 ⋅ Vàng: 69,8k           | Rồng: 3 ⋅ Trụ: 9 ⋅ Vàng: 69,8k           |
| Ahri ⋅ Ashe Neeko ⋅ Xayah ⋅ Ezreal            | Ahri ⋅ Ashe Neeko ⋅ Xayah ⋅ Ezreal            | Ahri ⋅ Ashe Neeko ⋅ Xayah ⋅ Ezreal            | Ahri ⋅ Ashe Neeko ⋅ Xayah ⋅ Ezreal            | Ahri ⋅ Ashe Neeko ⋅ Xayah ⋅ Ezreal            | Ahri ⋅ Ashe Neeko ⋅ Xayah ⋅ Ezreal            | Ahri ⋅ Ashe Neeko ⋅ Xayah ⋅ Ezreal            | Cấm                           | Cấm    | Yone ⋅ Aurora Kalista ⋅ Draven ⋅ Poppy   | Yone ⋅ Aurora Kalista ⋅ Draven ⋅ Poppy   | Yone ⋅ Aurora Kalista ⋅ Draven ⋅ Poppy   | Yone ⋅ Aurora Kalista ⋅ Draven ⋅ Poppy   | Yone ⋅ Aurora Kalista ⋅ Draven ⋅ Poppy   | Yone ⋅ Aurora Kalista ⋅ Draven ⋅ Poppy   | Yone ⋅ Aurora Kalista ⋅ Draven ⋅ Poppy   |
| Gnar ⋅ Nocturne Orianna ⋅ Miss Fortune ⋅ Rell | Gnar ⋅ Nocturne Orianna ⋅ Miss Fortune ⋅ Rell | Gnar ⋅ Nocturne Orianna ⋅ Miss Fortune ⋅ Rell | Gnar ⋅ Nocturne Orianna ⋅ Miss Fortune ⋅ Rell | Gnar ⋅ Nocturne Orianna ⋅ Miss Fortune ⋅ Rell | Gnar ⋅ Nocturne Orianna ⋅ Miss Fortune ⋅ Rell | Gnar ⋅ Nocturne Orianna ⋅ Miss Fortune ⋅ Rell | Chọn                          | Chọn   | Jax ⋅ Skarner LeBlanc ⋅ Kai’Sa ⋅ Alistar | Jax ⋅ Skarner LeBlanc ⋅ Kai’Sa ⋅ Alistar | Jax ⋅ Skarner LeBlanc ⋅ Kai’Sa ⋅ Alistar | Jax ⋅ Skarner LeBlanc ⋅ Kai’Sa ⋅ Alistar | Jax ⋅ Skarner LeBlanc ⋅ Kai’Sa ⋅ Alistar | Jax ⋅ Skarner LeBlanc ⋅ Kai’Sa ⋅ Alistar | Jax ⋅ Skarner LeBlanc ⋅ Kai’Sa ⋅ Alistar |
|                                               |                                               |                                               |                                               |                                               |                                               |                                               |                               |        |                                          |                                          |                                          |                                          |                                          |                                          |                                          |

| 17/5/40                                | 17/5/40                                | 17/5/40                                | 17/5/40                                | 17/5/40                                | 17/5/40                                | 17/5/40                                | Trận 2                        | Trận 2 | 5/17/9                                       | 5/17/9                                       | 5/17/9                                       | 5/17/9                                       | 5/17/9                                       | 5/17/9                                       | 5/17/9                                       |
| Rồng: 3 ⋅ Trụ: 9 ⋅ Vàng: 59,8k         | Rồng: 3 ⋅ Trụ: 9 ⋅ Vàng: 59,8k         | Rồng: 3 ⋅ Trụ: 9 ⋅ Vàng: 59,8k         | Rồng: 3 ⋅ Trụ: 9 ⋅ Vàng: 59,8k         | Rồng: 3 ⋅ Trụ: 9 ⋅ Vàng: 59,8k         | Rồng: 3 ⋅ Trụ: 9 ⋅ Vàng: 59,8k         | Rồng: 3 ⋅ Trụ: 9 ⋅ Vàng: 59,8k         | Sự kiện thể thao đang diễn ra | 29:56  | Rồng: 1 ⋅ Trụ: 2 ⋅ Vàng: 48,6k               | Rồng: 1 ⋅ Trụ: 2 ⋅ Vàng: 48,6k               | Rồng: 1 ⋅ Trụ: 2 ⋅ Vàng: 48,6k               | Rồng: 1 ⋅ Trụ: 2 ⋅ Vàng: 48,6k               | Rồng: 1 ⋅ Trụ: 2 ⋅ Vàng: 48,6k               | Rồng: 1 ⋅ Trụ: 2 ⋅ Vàng: 48,6k               | Rồng: 1 ⋅ Trụ: 2 ⋅ Vàng: 48,6k               |
| Ahri ⋅ Jax Ashe ⋅ Poppy ⋅ Kai’Sa       | Ahri ⋅ Jax Ashe ⋅ Poppy ⋅ Kai’Sa       | Ahri ⋅ Jax Ashe ⋅ Poppy ⋅ Kai’Sa       | Ahri ⋅ Jax Ashe ⋅ Poppy ⋅ Kai’Sa       | Ahri ⋅ Jax Ashe ⋅ Poppy ⋅ Kai’Sa       | Ahri ⋅ Jax Ashe ⋅ Poppy ⋅ Kai’Sa       | Ahri ⋅ Jax Ashe ⋅ Poppy ⋅ Kai’Sa       | Cấm                           | Cấm    | Yone ⋅ Aurora Kalista ⋅ Draven ⋅ Varus       | Yone ⋅ Aurora Kalista ⋅ Draven ⋅ Varus       | Yone ⋅ Aurora Kalista ⋅ Draven ⋅ Varus       | Yone ⋅ Aurora Kalista ⋅ Draven ⋅ Varus       | Yone ⋅ Aurora Kalista ⋅ Draven ⋅ Varus       | Yone ⋅ Aurora Kalista ⋅ Draven ⋅ Varus       | Yone ⋅ Aurora Kalista ⋅ Draven ⋅ Varus       |
| Yasuo ⋅ Skarner Sylas ⋅ Ezreal ⋅ Rakan | Yasuo ⋅ Skarner Sylas ⋅ Ezreal ⋅ Rakan | Yasuo ⋅ Skarner Sylas ⋅ Ezreal ⋅ Rakan | Yasuo ⋅ Skarner Sylas ⋅ Ezreal ⋅ Rakan | Yasuo ⋅ Skarner Sylas ⋅ Ezreal ⋅ Rakan | Yasuo ⋅ Skarner Sylas ⋅ Ezreal ⋅ Rakan | Yasuo ⋅ Skarner Sylas ⋅ Ezreal ⋅ Rakan | Chọn                          | Chọn   | Gnar ⋅ Xin Zhao Neeko ⋅ Xayah ⋅ Renata Glasc | Gnar ⋅ Xin Zhao Neeko ⋅ Xayah ⋅ Renata Glasc | Gnar ⋅ Xin Zhao Neeko ⋅ Xayah ⋅ Renata Glasc | Gnar ⋅ Xin Zhao Neeko ⋅ Xayah ⋅ Renata Glasc | Gnar ⋅ Xin Zhao Neeko ⋅ Xayah ⋅ Renata Glasc | Gnar ⋅ Xin Zhao Neeko ⋅ Xayah ⋅ Renata Glasc | Gnar ⋅ Xin Zhao Neeko ⋅ Xayah ⋅ Renata Glasc |
|                                        |                                        |                                        |                                        |                                        |                                        |                                        |                               |        |                                              |                                              |                                              |                                              |                                              |                                              |                                              |

| 19/23/45                                   | 19/23/45                                   | 19/23/45                                   | 19/23/45                                   | 19/23/45                                   | 19/23/45                                   | 19/23/45                                   | Trận 3                        | Trận 3 | 23/19/65                                 | 23/19/65                                 | 23/19/65                                 | 23/19/65                                 | 23/19/65                                 | 23/19/65                                 | 23/19/65                                 |
| Rồng: 2 ⋅ Trụ: 3 ⋅ Vàng: 63,4k             | Rồng: 2 ⋅ Trụ: 3 ⋅ Vàng: 63,4k             | Rồng: 2 ⋅ Trụ: 3 ⋅ Vàng: 63,4k             | Rồng: 2 ⋅ Trụ: 3 ⋅ Vàng: 63,4k             | Rồng: 2 ⋅ Trụ: 3 ⋅ Vàng: 63,4k             | Rồng: 2 ⋅ Trụ: 3 ⋅ Vàng: 63,4k             | Rồng: 2 ⋅ Trụ: 3 ⋅ Vàng: 63,4k             | Sự kiện thể thao đang diễn ra | 34:38  | Rồng: 3 ⋅ Trụ: 10 ⋅ Vàng: 72,4k          | Rồng: 3 ⋅ Trụ: 10 ⋅ Vàng: 72,4k          | Rồng: 3 ⋅ Trụ: 10 ⋅ Vàng: 72,4k          | Rồng: 3 ⋅ Trụ: 10 ⋅ Vàng: 72,4k          | Rồng: 3 ⋅ Trụ: 10 ⋅ Vàng: 72,4k          | Rồng: 3 ⋅ Trụ: 10 ⋅ Vàng: 72,4k          | Rồng: 3 ⋅ Trụ: 10 ⋅ Vàng: 72,4k          |
| Jax ⋅ Ahri Aurora ⋅ Ashe ⋅ Miss Fortune    | Jax ⋅ Ahri Aurora ⋅ Ashe ⋅ Miss Fortune    | Jax ⋅ Ahri Aurora ⋅ Ashe ⋅ Miss Fortune    | Jax ⋅ Ahri Aurora ⋅ Ashe ⋅ Miss Fortune    | Jax ⋅ Ahri Aurora ⋅ Ashe ⋅ Miss Fortune    | Jax ⋅ Ahri Aurora ⋅ Ashe ⋅ Miss Fortune    | Jax ⋅ Ahri Aurora ⋅ Ashe ⋅ Miss Fortune    | Cấm                           | Cấm    | Poppy ⋅ Gnar Yone ⋅ Renata Glasc ⋅ Neeko | Poppy ⋅ Gnar Yone ⋅ Renata Glasc ⋅ Neeko | Poppy ⋅ Gnar Yone ⋅ Renata Glasc ⋅ Neeko | Poppy ⋅ Gnar Yone ⋅ Renata Glasc ⋅ Neeko | Poppy ⋅ Gnar Yone ⋅ Renata Glasc ⋅ Neeko | Poppy ⋅ Gnar Yone ⋅ Renata Glasc ⋅ Neeko | Poppy ⋅ Gnar Yone ⋅ Renata Glasc ⋅ Neeko |
| Renekton ⋅ Xin Zhao Ryze ⋅ Kalista ⋅ Taric | Renekton ⋅ Xin Zhao Ryze ⋅ Kalista ⋅ Taric | Renekton ⋅ Xin Zhao Ryze ⋅ Kalista ⋅ Taric | Renekton ⋅ Xin Zhao Ryze ⋅ Kalista ⋅ Taric | Renekton ⋅ Xin Zhao Ryze ⋅ Kalista ⋅ Taric | Renekton ⋅ Xin Zhao Ryze ⋅ Kalista ⋅ Taric | Renekton ⋅ Xin Zhao Ryze ⋅ Kalista ⋅ Taric | Chọn                          | Chọn   | Rumble ⋅ Skarner Sylas ⋅ Ezreal ⋅ Rell   | Rumble ⋅ Skarner Sylas ⋅ Ezreal ⋅ Rell   | Rumble ⋅ Skarner Sylas ⋅ Ezreal ⋅ Rell   | Rumble ⋅ Skarner Sylas ⋅ Ezreal ⋅ Rell   | Rumble ⋅ Skarner Sylas ⋅ Ezreal ⋅ Rell   | Rumble ⋅ Skarner Sylas ⋅ Ezreal ⋅ Rell   | Rumble ⋅ Skarner Sylas ⋅ Ezreal ⋅ Rell   |
|                                            |                                            |                                            |                                            |                                            |                                            |                                            |                               |        |                                          |                                          |                                          |                                          |                                          |                                          |                                          |

| FlyQuest | 2 – 1 | Team Liquid |

| 18/4/43                                 | 18/4/43                                 | 18/4/43                                 | 18/4/43                                 | 18/4/43                                 | 18/4/43                                 | 18/4/43                                 | Trận 1                        | Trận 1 | 4/18/4                                        | 4/18/4                                        | 4/18/4                                        | 4/18/4                                        | 4/18/4                                        | 4/18/4                                        | 4/18/4                                        |
| Rồng: 2 ⋅ Trụ: 10 ⋅ Vàng: 70,7k         | Rồng: 2 ⋅ Trụ: 10 ⋅ Vàng: 70,7k         | Rồng: 2 ⋅ Trụ: 10 ⋅ Vàng: 70,7k         | Rồng: 2 ⋅ Trụ: 10 ⋅ Vàng: 70,7k         | Rồng: 2 ⋅ Trụ: 10 ⋅ Vàng: 70,7k         | Rồng: 2 ⋅ Trụ: 10 ⋅ Vàng: 70,7k         | Rồng: 2 ⋅ Trụ: 10 ⋅ Vàng: 70,7k         | Sự kiện thể thao đang diễn ra | 38:08  | Rồng: 3 ⋅ Trụ: 5 ⋅ Vàng: 62,5k                | Rồng: 3 ⋅ Trụ: 5 ⋅ Vàng: 62,5k                | Rồng: 3 ⋅ Trụ: 5 ⋅ Vàng: 62,5k                | Rồng: 3 ⋅ Trụ: 5 ⋅ Vàng: 62,5k                | Rồng: 3 ⋅ Trụ: 5 ⋅ Vàng: 62,5k                | Rồng: 3 ⋅ Trụ: 5 ⋅ Vàng: 62,5k                | Rồng: 3 ⋅ Trụ: 5 ⋅ Vàng: 62,5k                |
| Ziggs ⋅ Kai’Sa Neeko ⋅ Lucian ⋅ Rell    | Ziggs ⋅ Kai’Sa Neeko ⋅ Lucian ⋅ Rell    | Ziggs ⋅ Kai’Sa Neeko ⋅ Lucian ⋅ Rell    | Ziggs ⋅ Kai’Sa Neeko ⋅ Lucian ⋅ Rell    | Ziggs ⋅ Kai’Sa Neeko ⋅ Lucian ⋅ Rell    | Ziggs ⋅ Kai’Sa Neeko ⋅ Lucian ⋅ Rell    | Ziggs ⋅ Kai’Sa Neeko ⋅ Lucian ⋅ Rell    | Cấm                           | Cấm    | Ivern ⋅ Renekton Leona ⋅ Renata Glasc ⋅ Urgot | Ivern ⋅ Renekton Leona ⋅ Renata Glasc ⋅ Urgot | Ivern ⋅ Renekton Leona ⋅ Renata Glasc ⋅ Urgot | Ivern ⋅ Renekton Leona ⋅ Renata Glasc ⋅ Urgot | Ivern ⋅ Renekton Leona ⋅ Renata Glasc ⋅ Urgot | Ivern ⋅ Renekton Leona ⋅ Renata Glasc ⋅ Urgot | Ivern ⋅ Renekton Leona ⋅ Renata Glasc ⋅ Urgot |
| K’Sante ⋅ Skarner Orianna ⋅ Ashe ⋅ Lulu | K’Sante ⋅ Skarner Orianna ⋅ Ashe ⋅ Lulu | K’Sante ⋅ Skarner Orianna ⋅ Ashe ⋅ Lulu | K’Sante ⋅ Skarner Orianna ⋅ Ashe ⋅ Lulu | K’Sante ⋅ Skarner Orianna ⋅ Ashe ⋅ Lulu | K’Sante ⋅ Skarner Orianna ⋅ Ashe ⋅ Lulu | K’Sante ⋅ Skarner Orianna ⋅ Ashe ⋅ Lulu | Chọn                          | Chọn   | Jax ⋅ Xin Zhao Syndra ⋅ Jhin ⋅ Nautilus       | Jax ⋅ Xin Zhao Syndra ⋅ Jhin ⋅ Nautilus       | Jax ⋅ Xin Zhao Syndra ⋅ Jhin ⋅ Nautilus       | Jax ⋅ Xin Zhao Syndra ⋅ Jhin ⋅ Nautilus       | Jax ⋅ Xin Zhao Syndra ⋅ Jhin ⋅ Nautilus       | Jax ⋅ Xin Zhao Syndra ⋅ Jhin ⋅ Nautilus       | Jax ⋅ Xin Zhao Syndra ⋅ Jhin ⋅ Nautilus       |
|                                         |                                         |                                         |                                         |                                         |                                         |                                         |                               |        |                                               |                                               |                                               |                                               |                                               |                                               |                                               |

| 9/23/17                               | 9/23/17                               | 9/23/17                               | 9/23/17                               | 9/23/17                               | 9/23/17                               | 9/23/17                               | Trận 2                        | Trận 2 | 23/9/53                                         | 23/9/53                                         | 23/9/53                                         | 23/9/53                                         | 23/9/53                                         | 23/9/53                                         | 23/9/53                                         |
| Rồng: 1 ⋅ Trụ: 2 ⋅ Vàng: 53,6k        | Rồng: 1 ⋅ Trụ: 2 ⋅ Vàng: 53,6k        | Rồng: 1 ⋅ Trụ: 2 ⋅ Vàng: 53,6k        | Rồng: 1 ⋅ Trụ: 2 ⋅ Vàng: 53,6k        | Rồng: 1 ⋅ Trụ: 2 ⋅ Vàng: 53,6k        | Rồng: 1 ⋅ Trụ: 2 ⋅ Vàng: 53,6k        | Rồng: 1 ⋅ Trụ: 2 ⋅ Vàng: 53,6k        | Sự kiện thể thao đang diễn ra | 32:35  | Rồng: 4 ⋅ Trụ: 11 ⋅ Vàng: 68,3k                 | Rồng: 4 ⋅ Trụ: 11 ⋅ Vàng: 68,3k                 | Rồng: 4 ⋅ Trụ: 11 ⋅ Vàng: 68,3k                 | Rồng: 4 ⋅ Trụ: 11 ⋅ Vàng: 68,3k                 | Rồng: 4 ⋅ Trụ: 11 ⋅ Vàng: 68,3k                 | Rồng: 4 ⋅ Trụ: 11 ⋅ Vàng: 68,3k                 | Rồng: 4 ⋅ Trụ: 11 ⋅ Vàng: 68,3k                 |
| Ziggs ⋅ Neeko Skarner ⋅ Ashe ⋅ Kai’Sa | Ziggs ⋅ Neeko Skarner ⋅ Ashe ⋅ Kai’Sa | Ziggs ⋅ Neeko Skarner ⋅ Ashe ⋅ Kai’Sa | Ziggs ⋅ Neeko Skarner ⋅ Ashe ⋅ Kai’Sa | Ziggs ⋅ Neeko Skarner ⋅ Ashe ⋅ Kai’Sa | Ziggs ⋅ Neeko Skarner ⋅ Ashe ⋅ Kai’Sa | Ziggs ⋅ Neeko Skarner ⋅ Ashe ⋅ Kai’Sa | Cấm                           | Cấm    | Renekton ⋅ Ivern Orianna ⋅ Renata Glasc ⋅ Leona | Renekton ⋅ Ivern Orianna ⋅ Renata Glasc ⋅ Leona | Renekton ⋅ Ivern Orianna ⋅ Renata Glasc ⋅ Leona | Renekton ⋅ Ivern Orianna ⋅ Renata Glasc ⋅ Leona | Renekton ⋅ Ivern Orianna ⋅ Renata Glasc ⋅ Leona | Renekton ⋅ Ivern Orianna ⋅ Renata Glasc ⋅ Leona | Renekton ⋅ Ivern Orianna ⋅ Renata Glasc ⋅ Leona |
| K’Sante ⋅ Vi Ahri ⋅ Kalista ⋅ Senna   | K’Sante ⋅ Vi Ahri ⋅ Kalista ⋅ Senna   | K’Sante ⋅ Vi Ahri ⋅ Kalista ⋅ Senna   | K’Sante ⋅ Vi Ahri ⋅ Kalista ⋅ Senna   | K’Sante ⋅ Vi Ahri ⋅ Kalista ⋅ Senna   | K’Sante ⋅ Vi Ahri ⋅ Kalista ⋅ Senna   | K’Sante ⋅ Vi Ahri ⋅ Kalista ⋅ Senna   | Chọn                          | Chọn   | Rumble ⋅ Nocturne Tristana ⋅ Xayah ⋅ Rakan      | Rumble ⋅ Nocturne Tristana ⋅ Xayah ⋅ Rakan      | Rumble ⋅ Nocturne Tristana ⋅ Xayah ⋅ Rakan      | Rumble ⋅ Nocturne Tristana ⋅ Xayah ⋅ Rakan      | Rumble ⋅ Nocturne Tristana ⋅ Xayah ⋅ Rakan      | Rumble ⋅ Nocturne Tristana ⋅ Xayah ⋅ Rakan      | Rumble ⋅ Nocturne Tristana ⋅ Xayah ⋅ Rakan      |
|                                       |                                       |                                       |                                       |                                       |                                       |                                       |                               |        |                                                 |                                                 |                                                 |                                                 |                                                 |                                                 |                                                 |

| 17/3/43                             | 17/3/43                             | 17/3/43                             | 17/3/43                             | 17/3/43                             | 17/3/43                             | 17/3/43                             | Trận 3                        | Trận 3 | 3/17/8                                         | 3/17/8                                         | 3/17/8                                         | 3/17/8                                         | 3/17/8                                         | 3/17/8                                         | 3/17/8                                         |
| Rồng: 3 ⋅ Trụ: 11 ⋅ Vàng: 59,8k     | Rồng: 3 ⋅ Trụ: 11 ⋅ Vàng: 59,8k     | Rồng: 3 ⋅ Trụ: 11 ⋅ Vàng: 59,8k     | Rồng: 3 ⋅ Trụ: 11 ⋅ Vàng: 59,8k     | Rồng: 3 ⋅ Trụ: 11 ⋅ Vàng: 59,8k     | Rồng: 3 ⋅ Trụ: 11 ⋅ Vàng: 59,8k     | Rồng: 3 ⋅ Trụ: 11 ⋅ Vàng: 59,8k     | Sự kiện thể thao đang diễn ra | 29:06  | Rồng: 1 ⋅ Trụ: 1 ⋅ Vàng: 45,1k                 | Rồng: 1 ⋅ Trụ: 1 ⋅ Vàng: 45,1k                 | Rồng: 1 ⋅ Trụ: 1 ⋅ Vàng: 45,1k                 | Rồng: 1 ⋅ Trụ: 1 ⋅ Vàng: 45,1k                 | Rồng: 1 ⋅ Trụ: 1 ⋅ Vàng: 45,1k                 | Rồng: 1 ⋅ Trụ: 1 ⋅ Vàng: 45,1k                 | Rồng: 1 ⋅ Trụ: 1 ⋅ Vàng: 45,1k                 |
| Neeko ⋅ Ziggs Jax ⋅ Rakan ⋅ Kalista | Neeko ⋅ Ziggs Jax ⋅ Rakan ⋅ Kalista | Neeko ⋅ Ziggs Jax ⋅ Rakan ⋅ Kalista | Neeko ⋅ Ziggs Jax ⋅ Rakan ⋅ Kalista | Neeko ⋅ Ziggs Jax ⋅ Rakan ⋅ Kalista | Neeko ⋅ Ziggs Jax ⋅ Rakan ⋅ Kalista | Neeko ⋅ Ziggs Jax ⋅ Rakan ⋅ Kalista | Cấm                           | Cấm    | Renekton ⋅ Ivern Orianna ⋅ Renata Glasc ⋅ Ashe | Renekton ⋅ Ivern Orianna ⋅ Renata Glasc ⋅ Ashe | Renekton ⋅ Ivern Orianna ⋅ Renata Glasc ⋅ Ashe | Renekton ⋅ Ivern Orianna ⋅ Renata Glasc ⋅ Ashe | Renekton ⋅ Ivern Orianna ⋅ Renata Glasc ⋅ Ashe | Renekton ⋅ Ivern Orianna ⋅ Renata Glasc ⋅ Ashe | Renekton ⋅ Ivern Orianna ⋅ Renata Glasc ⋅ Ashe |
| Galio ⋅ Skarner Yone ⋅ Xayah ⋅ Rell | Galio ⋅ Skarner Yone ⋅ Xayah ⋅ Rell | Galio ⋅ Skarner Yone ⋅ Xayah ⋅ Rell | Galio ⋅ Skarner Yone ⋅ Xayah ⋅ Rell | Galio ⋅ Skarner Yone ⋅ Xayah ⋅ Rell | Galio ⋅ Skarner Yone ⋅ Xayah ⋅ Rell | Galio ⋅ Skarner Yone ⋅ Xayah ⋅ Rell | Chọn                          | Chọn   | Rumble ⋅ Sejuani Kled ⋅ Kai’Sa ⋅ Alistar       | Rumble ⋅ Sejuani Kled ⋅ Kai’Sa ⋅ Alistar       | Rumble ⋅ Sejuani Kled ⋅ Kai’Sa ⋅ Alistar       | Rumble ⋅ Sejuani Kled ⋅ Kai’Sa ⋅ Alistar       | Rumble ⋅ Sejuani Kled ⋅ Kai’Sa ⋅ Alistar       | Rumble ⋅ Sejuani Kled ⋅ Kai’Sa ⋅ Alistar       | Rumble ⋅ Sejuani Kled ⋅ Kai’Sa ⋅ Alistar       |
|                                     |                                     |                                     |                                     |                                     |                                     |                                     |                               |        |                                                |                                                |                                                |                                                |                                                |                                                |                                                |

## Vòng loại trực tiếp
- Vòng loại trực tiếp diễn ra từ ngày 17 đến ngày 27 tháng 10 tại Adidas Arena, Paris, Pháp (Tứ kết và Bán kết) và The O2 Arena, Luân Đôn, Anh (Chung kết), bắt đầu từ 19h00 theo giờ Việt Nam (UTC+7).
- 8 đội tham gia sẽ thi đấu theo thể thức Loại trực tiếp.
  - Hai đội có thành tích 3–0 ở vòng Thụy Sĩ sẽ không được xếp trong cùng 1 nhánh đấu và đối đầu với đội có thành tích 3–2, trong khi tất cả các đội còn lại sẽ được xếp ngẫu nhiên.
- Tất cả các trận đấu sẽ diễn ra theo thể thức Bo5.

### Nhánh đấu
|  |                     |                     |                 |                 |    |              |              |                 |                 |   |           |           |           |
|  | Tứ kết              | Tứ kết              | Tứ kết          |                 |    | Bán kết      | Bán kết      | Bán kết         |                 |   | Chung kết | Chung kết | Chung kết |
|  | Tứ kết              | Tứ kết              | Tứ kết          |                 |    | Bán kết      | Bán kết      | Bán kết         |                 |   | Chung kết | Chung kết | Chung kết |
|  | 19:00, 17/10        |                     |                 |                 |    |              |              |                 |                 |   |           |           |           |
|  |                     |                     |                 |                 |    |              |              |                 |                 |   |           |           |           |
|  | LNG Esports         | LNG Esports         | 1               |                 |    |              |              |                 |                 |   |           |           |           |
|  | LNG Esports         | LNG Esports         | 1               | 19:00, 26/10    |    |              |              |                 |                 |   |           |           |           |
|  | Weibo Gaming        | Weibo Gaming        | 3               |                 |    |              |              |                 |                 |   |           |           |           |
|  | Weibo Gaming        | Weibo Gaming        | 3               |                 |    | Weibo Gaming | Weibo Gaming | 0               |                 |   |           |           |           |
|  | 19:00, 18/10        |                     |                 |                 |    | Weibo Gaming | Weibo Gaming | 0               |                 |   |           |           |           |
|  |                     |                     | Bilibili Gaming | Bilibili Gaming | 3  |              |              |                 |                 |   |           |           |           |
|  | Hanwha Life Esports | Hanwha Life Esports | Bilibili Gaming | Bilibili Gaming | 3  | 1            |              |                 |                 |   |           |           |           |
|  | Hanwha Life Esports | Hanwha Life Esports |                 |                 |    | 1            |              | 21:00, 02/11    |                 |   |           |           |           |
|  | Bilibili Gaming     | Bilibili Gaming     | 3               |                 |    |              |              |                 |                 |   |           |           |           |
|  | Bilibili Gaming     | Bilibili Gaming     | 3               |                 |    |              |              | Bilibili Gaming | Bilibili Gaming | 2 |           |           |           |
|  | 19:00, 19/10        |                     |                 |                 |    |              |              | Bilibili Gaming | Bilibili Gaming | 2 |           |           |           |
|  |                     |                     |                 |                 | T1 | T1           | 3            |                 |                 |   |           |           |           |
|  | Top Esports         | Top Esports         | 0               |                 | T1 | T1           | 3            |                 |                 |   |           |           |           |
|  | Top Esports         | Top Esports         | 0               | 20:00, 27/10    |    |              |              |                 |                 |   |           |           |           |
|  | T1                  | T1                  | 3               |                 |    |              |              |                 |                 |   |           |           |           |
|  | T1                  | T1                  | 3               |                 |    | T1           | T1           | 3               |                 |   |           |           |           |
|  | 19:00, 20/10        |                     |                 |                 |    | T1           | T1           | 3               |                 |   |           |           |           |
|  |                     |                     | Gen.G           | Gen.G           | 1  |              |              |                 |                 |   |           |           |           |
|  | Gen.G               | Gen.G               | Gen.G           | Gen.G           | 1  | 3            |              |                 |                 |   |           |           |           |
|  | Gen.G               | Gen.G               |                 |                 |    |              |              |                 |                 |   |           |           |           |
|  | FlyQuest            | FlyQuest            | 2               |                 |    |              |              |                 |                 |   |           |           |           |
|  | FlyQuest            | FlyQuest            | 2               |                 |    |              |              |                 |                 |   |           |           |           |

Nguồn: LoL Esports

### Kết quả chi tiết

#### Tứ kết
| LNG Esports | 1 – 3 | Weibo Gaming |

| 12/13/32                              | 12/13/32                              | 12/13/32                              | 12/13/32                              | 12/13/32                              | 12/13/32                              | 12/13/32                              | Trận 1                        | Trận 1 | 13/12/28                               | 13/12/28                               | 13/12/28                               | 13/12/28                               | 13/12/28                               | 13/12/28                               | 13/12/28                               |
| Rồng: 1 ⋅ Trụ: 2 ⋅ Vàng: 54,2k        | Rồng: 1 ⋅ Trụ: 2 ⋅ Vàng: 54,2k        | Rồng: 1 ⋅ Trụ: 2 ⋅ Vàng: 54,2k        | Rồng: 1 ⋅ Trụ: 2 ⋅ Vàng: 54,2k        | Rồng: 1 ⋅ Trụ: 2 ⋅ Vàng: 54,2k        | Rồng: 1 ⋅ Trụ: 2 ⋅ Vàng: 54,2k        | Rồng: 1 ⋅ Trụ: 2 ⋅ Vàng: 54,2k        | Sự kiện thể thao đang diễn ra | 31:32  | Rồng: 3 ⋅ Trụ: 8 ⋅ Vàng: 59,0k         | Rồng: 3 ⋅ Trụ: 8 ⋅ Vàng: 59,0k         | Rồng: 3 ⋅ Trụ: 8 ⋅ Vàng: 59,0k         | Rồng: 3 ⋅ Trụ: 8 ⋅ Vàng: 59,0k         | Rồng: 3 ⋅ Trụ: 8 ⋅ Vàng: 59,0k         | Rồng: 3 ⋅ Trụ: 8 ⋅ Vàng: 59,0k         | Rồng: 3 ⋅ Trụ: 8 ⋅ Vàng: 59,0k         |
| Rumble ⋅ Neeko Sylas ⋅ Kai'Sa ⋅ Ziggs | Rumble ⋅ Neeko Sylas ⋅ Kai'Sa ⋅ Ziggs | Rumble ⋅ Neeko Sylas ⋅ Kai'Sa ⋅ Ziggs | Rumble ⋅ Neeko Sylas ⋅ Kai'Sa ⋅ Ziggs | Rumble ⋅ Neeko Sylas ⋅ Kai'Sa ⋅ Ziggs | Rumble ⋅ Neeko Sylas ⋅ Kai'Sa ⋅ Ziggs | Rumble ⋅ Neeko Sylas ⋅ Kai'Sa ⋅ Ziggs | Cấm                           | Cấm    | Yone ⋅ Aurora Ezreal ⋅ Braum ⋅ Jax     | Yone ⋅ Aurora Ezreal ⋅ Braum ⋅ Jax     | Yone ⋅ Aurora Ezreal ⋅ Braum ⋅ Jax     | Yone ⋅ Aurora Ezreal ⋅ Braum ⋅ Jax     | Yone ⋅ Aurora Ezreal ⋅ Braum ⋅ Jax     | Yone ⋅ Aurora Ezreal ⋅ Braum ⋅ Jax     | Yone ⋅ Aurora Ezreal ⋅ Braum ⋅ Jax     |
| Gnar ⋅ Skarner Orianna ⋅ Ashe ⋅ Rakan | Gnar ⋅ Skarner Orianna ⋅ Ashe ⋅ Rakan | Gnar ⋅ Skarner Orianna ⋅ Ashe ⋅ Rakan | Gnar ⋅ Skarner Orianna ⋅ Ashe ⋅ Rakan | Gnar ⋅ Skarner Orianna ⋅ Ashe ⋅ Rakan | Gnar ⋅ Skarner Orianna ⋅ Ashe ⋅ Rakan | Gnar ⋅ Skarner Orianna ⋅ Ashe ⋅ Rakan | Chọn                          | Chọn   | Renekton ⋅ Nocturne Ahri ⋅ Jhin ⋅ Rell | Renekton ⋅ Nocturne Ahri ⋅ Jhin ⋅ Rell | Renekton ⋅ Nocturne Ahri ⋅ Jhin ⋅ Rell | Renekton ⋅ Nocturne Ahri ⋅ Jhin ⋅ Rell | Renekton ⋅ Nocturne Ahri ⋅ Jhin ⋅ Rell | Renekton ⋅ Nocturne Ahri ⋅ Jhin ⋅ Rell | Renekton ⋅ Nocturne Ahri ⋅ Jhin ⋅ Rell |
|                                       |                                       |                                       |                                       |                                       |                                       |                                       |                               |        |                                        |                                        |                                        |                                        |                                        |                                        |                                        |

| 21/13/53                                   | 21/13/53                                   | 21/13/53                                   | 21/13/53                                   | 21/13/53                                   | 21/13/53                                   | 21/13/53                                   | Trận 2                        | Trận 2 | 13/21/38                                     | 13/21/38                                     | 13/21/38                                     | 13/21/38                                     | 13/21/38                                     | 13/21/38                                     | 13/21/38                                     |
| Rồng: 4 ⋅ Trụ: 11 ⋅ Vàng: 86,1k            | Rồng: 4 ⋅ Trụ: 11 ⋅ Vàng: 86,1k            | Rồng: 4 ⋅ Trụ: 11 ⋅ Vàng: 86,1k            | Rồng: 4 ⋅ Trụ: 11 ⋅ Vàng: 86,1k            | Rồng: 4 ⋅ Trụ: 11 ⋅ Vàng: 86,1k            | Rồng: 4 ⋅ Trụ: 11 ⋅ Vàng: 86,1k            | Rồng: 4 ⋅ Trụ: 11 ⋅ Vàng: 86,1k            | Sự kiện thể thao đang diễn ra | 43:25  | Rồng: 2 ⋅ Trụ: 7 ⋅ Vàng: 78,6k               | Rồng: 2 ⋅ Trụ: 7 ⋅ Vàng: 78,6k               | Rồng: 2 ⋅ Trụ: 7 ⋅ Vàng: 78,6k               | Rồng: 2 ⋅ Trụ: 7 ⋅ Vàng: 78,6k               | Rồng: 2 ⋅ Trụ: 7 ⋅ Vàng: 78,6k               | Rồng: 2 ⋅ Trụ: 7 ⋅ Vàng: 78,6k               | Rồng: 2 ⋅ Trụ: 7 ⋅ Vàng: 78,6k               |
| Kalista ⋅ Skarner Renekton ⋅ Braum ⋅ Poppy | Kalista ⋅ Skarner Renekton ⋅ Braum ⋅ Poppy | Kalista ⋅ Skarner Renekton ⋅ Braum ⋅ Poppy | Kalista ⋅ Skarner Renekton ⋅ Braum ⋅ Poppy | Kalista ⋅ Skarner Renekton ⋅ Braum ⋅ Poppy | Kalista ⋅ Skarner Renekton ⋅ Braum ⋅ Poppy | Kalista ⋅ Skarner Renekton ⋅ Braum ⋅ Poppy | Cấm                           | Cấm    | Rumble ⋅ Neeko Ziggs ⋅ Kai'Sa ⋅ Rakan        | Rumble ⋅ Neeko Ziggs ⋅ Kai'Sa ⋅ Rakan        | Rumble ⋅ Neeko Ziggs ⋅ Kai'Sa ⋅ Rakan        | Rumble ⋅ Neeko Ziggs ⋅ Kai'Sa ⋅ Rakan        | Rumble ⋅ Neeko Ziggs ⋅ Kai'Sa ⋅ Rakan        | Rumble ⋅ Neeko Ziggs ⋅ Kai'Sa ⋅ Rakan        | Rumble ⋅ Neeko Ziggs ⋅ Kai'Sa ⋅ Rakan        |
| Jax ⋅ Sejuani Yone ⋅ Ezreal ⋅ Leona        | Jax ⋅ Sejuani Yone ⋅ Ezreal ⋅ Leona        | Jax ⋅ Sejuani Yone ⋅ Ezreal ⋅ Leona        | Jax ⋅ Sejuani Yone ⋅ Ezreal ⋅ Leona        | Jax ⋅ Sejuani Yone ⋅ Ezreal ⋅ Leona        | Jax ⋅ Sejuani Yone ⋅ Ezreal ⋅ Leona        | Jax ⋅ Sejuani Yone ⋅ Ezreal ⋅ Leona        | Chọn                          | Chọn   | K'Sante ⋅ Amumu Aurora ⋅ Ashe ⋅ Renata Glasc | K'Sante ⋅ Amumu Aurora ⋅ Ashe ⋅ Renata Glasc | K'Sante ⋅ Amumu Aurora ⋅ Ashe ⋅ Renata Glasc | K'Sante ⋅ Amumu Aurora ⋅ Ashe ⋅ Renata Glasc | K'Sante ⋅ Amumu Aurora ⋅ Ashe ⋅ Renata Glasc | K'Sante ⋅ Amumu Aurora ⋅ Ashe ⋅ Renata Glasc | K'Sante ⋅ Amumu Aurora ⋅ Ashe ⋅ Renata Glasc |
|                                            |                                            |                                            |                                            |                                            |                                            |                                            |                               |        |                                              |                                              |                                              |                                              |                                              |                                              |                                              |

| 10/20/22                                | 10/20/22                                | 10/20/22                                | 10/20/22                                | 10/20/22                                | 10/20/22                                | 10/20/22                                | Trận 3                        | Trận 3 | 20/10/50                              | 20/10/50                              | 20/10/50                              | 20/10/50                              | 20/10/50                              | 20/10/50                              | 20/10/50                              |
| Rồng: 3 ⋅ Trụ: 7 ⋅ Vàng: 70,6k          | Rồng: 3 ⋅ Trụ: 7 ⋅ Vàng: 70,6k          | Rồng: 3 ⋅ Trụ: 7 ⋅ Vàng: 70,6k          | Rồng: 3 ⋅ Trụ: 7 ⋅ Vàng: 70,6k          | Rồng: 3 ⋅ Trụ: 7 ⋅ Vàng: 70,6k          | Rồng: 3 ⋅ Trụ: 7 ⋅ Vàng: 70,6k          | Rồng: 3 ⋅ Trụ: 7 ⋅ Vàng: 70,6k          | Sự kiện thể thao đang diễn ra | 37:45  | Rồng: 3 ⋅ Trụ: 7 ⋅ Vàng: 72,8k        | Rồng: 3 ⋅ Trụ: 7 ⋅ Vàng: 72,8k        | Rồng: 3 ⋅ Trụ: 7 ⋅ Vàng: 72,8k        | Rồng: 3 ⋅ Trụ: 7 ⋅ Vàng: 72,8k        | Rồng: 3 ⋅ Trụ: 7 ⋅ Vàng: 72,8k        | Rồng: 3 ⋅ Trụ: 7 ⋅ Vàng: 72,8k        | Rồng: 3 ⋅ Trụ: 7 ⋅ Vàng: 72,8k        |
| Aurora ⋅ Yone Skarner ⋅ LeBlanc ⋅ Brand | Aurora ⋅ Yone Skarner ⋅ LeBlanc ⋅ Brand | Aurora ⋅ Yone Skarner ⋅ LeBlanc ⋅ Brand | Aurora ⋅ Yone Skarner ⋅ LeBlanc ⋅ Brand | Aurora ⋅ Yone Skarner ⋅ LeBlanc ⋅ Brand | Aurora ⋅ Yone Skarner ⋅ LeBlanc ⋅ Brand | Aurora ⋅ Yone Skarner ⋅ LeBlanc ⋅ Brand | Cấm                           | Cấm    | Rumble ⋅ Neeko Sylas ⋅ Rakan ⋅ Ezreal | Rumble ⋅ Neeko Sylas ⋅ Rakan ⋅ Ezreal | Rumble ⋅ Neeko Sylas ⋅ Rakan ⋅ Ezreal | Rumble ⋅ Neeko Sylas ⋅ Rakan ⋅ Ezreal | Rumble ⋅ Neeko Sylas ⋅ Rakan ⋅ Ezreal | Rumble ⋅ Neeko Sylas ⋅ Rakan ⋅ Ezreal | Rumble ⋅ Neeko Sylas ⋅ Rakan ⋅ Ezreal |
| Jax ⋅ Nocturne Ahri ⋅ Kai'Sa ⋅ Alistar  | Jax ⋅ Nocturne Ahri ⋅ Kai'Sa ⋅ Alistar  | Jax ⋅ Nocturne Ahri ⋅ Kai'Sa ⋅ Alistar  | Jax ⋅ Nocturne Ahri ⋅ Kai'Sa ⋅ Alistar  | Jax ⋅ Nocturne Ahri ⋅ Kai'Sa ⋅ Alistar  | Jax ⋅ Nocturne Ahri ⋅ Kai'Sa ⋅ Alistar  | Jax ⋅ Nocturne Ahri ⋅ Kai'Sa ⋅ Alistar  | Chọn                          | Chọn   | Gnar ⋅ Maokai Orianna ⋅ Ashe ⋅ Braum  | Gnar ⋅ Maokai Orianna ⋅ Ashe ⋅ Braum  | Gnar ⋅ Maokai Orianna ⋅ Ashe ⋅ Braum  | Gnar ⋅ Maokai Orianna ⋅ Ashe ⋅ Braum  | Gnar ⋅ Maokai Orianna ⋅ Ashe ⋅ Braum  | Gnar ⋅ Maokai Orianna ⋅ Ashe ⋅ Braum  | Gnar ⋅ Maokai Orianna ⋅ Ashe ⋅ Braum  |
|                                         |                                         |                                         |                                         |                                         |                                         |                                         |                               |        |                                       |                                       |                                       |                                       |                                       |                                       |                                       |

| 8/22/22                                   | 8/22/22                                   | 8/22/22                                   | 8/22/22                                   | 8/22/22                                   | 8/22/22                                   | 8/22/22                                   | Trận 4                        | Trận 4 | 22/8/61                              | 22/8/61                              | 22/8/61                              | 22/8/61                              | 22/8/61                              | 22/8/61                              | 22/8/61                              |
| Rồng: 1 ⋅ Trụ: 1 ⋅ Vàng: 50,1k            | Rồng: 1 ⋅ Trụ: 1 ⋅ Vàng: 50,1k            | Rồng: 1 ⋅ Trụ: 1 ⋅ Vàng: 50,1k            | Rồng: 1 ⋅ Trụ: 1 ⋅ Vàng: 50,1k            | Rồng: 1 ⋅ Trụ: 1 ⋅ Vàng: 50,1k            | Rồng: 1 ⋅ Trụ: 1 ⋅ Vàng: 50,1k            | Rồng: 1 ⋅ Trụ: 1 ⋅ Vàng: 50,1k            | Sự kiện thể thao đang diễn ra | 30:37  | Rồng: 3 ⋅ Trụ: 9 ⋅ Vàng: 62,0k       | Rồng: 3 ⋅ Trụ: 9 ⋅ Vàng: 62,0k       | Rồng: 3 ⋅ Trụ: 9 ⋅ Vàng: 62,0k       | Rồng: 3 ⋅ Trụ: 9 ⋅ Vàng: 62,0k       | Rồng: 3 ⋅ Trụ: 9 ⋅ Vàng: 62,0k       | Rồng: 3 ⋅ Trụ: 9 ⋅ Vàng: 62,0k       | Rồng: 3 ⋅ Trụ: 9 ⋅ Vàng: 62,0k       |
| Kalista ⋅ Skarner Gnar ⋅ Braum ⋅ Leona    | Kalista ⋅ Skarner Gnar ⋅ Braum ⋅ Leona    | Kalista ⋅ Skarner Gnar ⋅ Braum ⋅ Leona    | Kalista ⋅ Skarner Gnar ⋅ Braum ⋅ Leona    | Kalista ⋅ Skarner Gnar ⋅ Braum ⋅ Leona    | Kalista ⋅ Skarner Gnar ⋅ Braum ⋅ Leona    | Kalista ⋅ Skarner Gnar ⋅ Braum ⋅ Leona    | Cấm                           | Cấm    | Rumble ⋅ Sylas Ziggs ⋅ Kai'Sa ⋅ Ashe | Rumble ⋅ Sylas Ziggs ⋅ Kai'Sa ⋅ Ashe | Rumble ⋅ Sylas Ziggs ⋅ Kai'Sa ⋅ Ashe | Rumble ⋅ Sylas Ziggs ⋅ Kai'Sa ⋅ Ashe | Rumble ⋅ Sylas Ziggs ⋅ Kai'Sa ⋅ Ashe | Rumble ⋅ Sylas Ziggs ⋅ Kai'Sa ⋅ Ashe | Rumble ⋅ Sylas Ziggs ⋅ Kai'Sa ⋅ Ashe |
| Renekton ⋅ Sejuani Yone ⋅ Jhin ⋅ Nautilus | Renekton ⋅ Sejuani Yone ⋅ Jhin ⋅ Nautilus | Renekton ⋅ Sejuani Yone ⋅ Jhin ⋅ Nautilus | Renekton ⋅ Sejuani Yone ⋅ Jhin ⋅ Nautilus | Renekton ⋅ Sejuani Yone ⋅ Jhin ⋅ Nautilus | Renekton ⋅ Sejuani Yone ⋅ Jhin ⋅ Nautilus | Renekton ⋅ Sejuani Yone ⋅ Jhin ⋅ Nautilus | Chọn                          | Chọn   | Jax ⋅ Maokai Aurora ⋅ Ezreal ⋅ Rakan | Jax ⋅ Maokai Aurora ⋅ Ezreal ⋅ Rakan | Jax ⋅ Maokai Aurora ⋅ Ezreal ⋅ Rakan | Jax ⋅ Maokai Aurora ⋅ Ezreal ⋅ Rakan | Jax ⋅ Maokai Aurora ⋅ Ezreal ⋅ Rakan | Jax ⋅ Maokai Aurora ⋅ Ezreal ⋅ Rakan | Jax ⋅ Maokai Aurora ⋅ Ezreal ⋅ Rakan |
|                                           |                                           |                                           |                                           |                                           |                                           |                                           |                               |        |                                      |                                      |                                      |                                      |                                      |                                      |                                      |

| Bo5 MVP: | Breathe |  |

| LNG Esports | 1 – 3 | Weibo Gaming |

| 12/13/32                              | 12/13/32                              | 12/13/32                              | 12/13/32                              | 12/13/32                              | 12/13/32                              | 12/13/32                              | Trận 1                        | Trận 1 | 13/12/28                               | 13/12/28                               | 13/12/28                               | 13/12/28                               | 13/12/28                               | 13/12/28                               | 13/12/28                               |
| Rồng: 1 ⋅ Trụ: 2 ⋅ Vàng: 54,2k        | Rồng: 1 ⋅ Trụ: 2 ⋅ Vàng: 54,2k        | Rồng: 1 ⋅ Trụ: 2 ⋅ Vàng: 54,2k        | Rồng: 1 ⋅ Trụ: 2 ⋅ Vàng: 54,2k        | Rồng: 1 ⋅ Trụ: 2 ⋅ Vàng: 54,2k        | Rồng: 1 ⋅ Trụ: 2 ⋅ Vàng: 54,2k        | Rồng: 1 ⋅ Trụ: 2 ⋅ Vàng: 54,2k        | Sự kiện thể thao đang diễn ra | 31:32  | Rồng: 3 ⋅ Trụ: 8 ⋅ Vàng: 59,0k         | Rồng: 3 ⋅ Trụ: 8 ⋅ Vàng: 59,0k         | Rồng: 3 ⋅ Trụ: 8 ⋅ Vàng: 59,0k         | Rồng: 3 ⋅ Trụ: 8 ⋅ Vàng: 59,0k         | Rồng: 3 ⋅ Trụ: 8 ⋅ Vàng: 59,0k         | Rồng: 3 ⋅ Trụ: 8 ⋅ Vàng: 59,0k         | Rồng: 3 ⋅ Trụ: 8 ⋅ Vàng: 59,0k         |
| Rumble ⋅ Neeko Sylas ⋅ Kai'Sa ⋅ Ziggs | Rumble ⋅ Neeko Sylas ⋅ Kai'Sa ⋅ Ziggs | Rumble ⋅ Neeko Sylas ⋅ Kai'Sa ⋅ Ziggs | Rumble ⋅ Neeko Sylas ⋅ Kai'Sa ⋅ Ziggs | Rumble ⋅ Neeko Sylas ⋅ Kai'Sa ⋅ Ziggs | Rumble ⋅ Neeko Sylas ⋅ Kai'Sa ⋅ Ziggs | Rumble ⋅ Neeko Sylas ⋅ Kai'Sa ⋅ Ziggs | Cấm                           | Cấm    | Yone ⋅ Aurora Ezreal ⋅ Braum ⋅ Jax     | Yone ⋅ Aurora Ezreal ⋅ Braum ⋅ Jax     | Yone ⋅ Aurora Ezreal ⋅ Braum ⋅ Jax     | Yone ⋅ Aurora Ezreal ⋅ Braum ⋅ Jax     | Yone ⋅ Aurora Ezreal ⋅ Braum ⋅ Jax     | Yone ⋅ Aurora Ezreal ⋅ Braum ⋅ Jax     | Yone ⋅ Aurora Ezreal ⋅ Braum ⋅ Jax     |
| Gnar ⋅ Skarner Orianna ⋅ Ashe ⋅ Rakan | Gnar ⋅ Skarner Orianna ⋅ Ashe ⋅ Rakan | Gnar ⋅ Skarner Orianna ⋅ Ashe ⋅ Rakan | Gnar ⋅ Skarner Orianna ⋅ Ashe ⋅ Rakan | Gnar ⋅ Skarner Orianna ⋅ Ashe ⋅ Rakan | Gnar ⋅ Skarner Orianna ⋅ Ashe ⋅ Rakan | Gnar ⋅ Skarner Orianna ⋅ Ashe ⋅ Rakan | Chọn                          | Chọn   | Renekton ⋅ Nocturne Ahri ⋅ Jhin ⋅ Rell | Renekton ⋅ Nocturne Ahri ⋅ Jhin ⋅ Rell | Renekton ⋅ Nocturne Ahri ⋅ Jhin ⋅ Rell | Renekton ⋅ Nocturne Ahri ⋅ Jhin ⋅ Rell | Renekton ⋅ Nocturne Ahri ⋅ Jhin ⋅ Rell | Renekton ⋅ Nocturne Ahri ⋅ Jhin ⋅ Rell | Renekton ⋅ Nocturne Ahri ⋅ Jhin ⋅ Rell |
|                                       |                                       |                                       |                                       |                                       |                                       |                                       |                               |        |                                        |                                        |                                        |                                        |                                        |                                        |                                        |

| 21/13/53                                   | 21/13/53                                   | 21/13/53                                   | 21/13/53                                   | 21/13/53                                   | 21/13/53                                   | 21/13/53                                   | Trận 2                        | Trận 2 | 13/21/38                                     | 13/21/38                                     | 13/21/38                                     | 13/21/38                                     | 13/21/38                                     | 13/21/38                                     | 13/21/38                                     |
| Rồng: 4 ⋅ Trụ: 11 ⋅ Vàng: 86,1k            | Rồng: 4 ⋅ Trụ: 11 ⋅ Vàng: 86,1k            | Rồng: 4 ⋅ Trụ: 11 ⋅ Vàng: 86,1k            | Rồng: 4 ⋅ Trụ: 11 ⋅ Vàng: 86,1k            | Rồng: 4 ⋅ Trụ: 11 ⋅ Vàng: 86,1k            | Rồng: 4 ⋅ Trụ: 11 ⋅ Vàng: 86,1k            | Rồng: 4 ⋅ Trụ: 11 ⋅ Vàng: 86,1k            | Sự kiện thể thao đang diễn ra | 43:25  | Rồng: 2 ⋅ Trụ: 7 ⋅ Vàng: 78,6k               | Rồng: 2 ⋅ Trụ: 7 ⋅ Vàng: 78,6k               | Rồng: 2 ⋅ Trụ: 7 ⋅ Vàng: 78,6k               | Rồng: 2 ⋅ Trụ: 7 ⋅ Vàng: 78,6k               | Rồng: 2 ⋅ Trụ: 7 ⋅ Vàng: 78,6k               | Rồng: 2 ⋅ Trụ: 7 ⋅ Vàng: 78,6k               | Rồng: 2 ⋅ Trụ: 7 ⋅ Vàng: 78,6k               |
| Kalista ⋅ Skarner Renekton ⋅ Braum ⋅ Poppy | Kalista ⋅ Skarner Renekton ⋅ Braum ⋅ Poppy | Kalista ⋅ Skarner Renekton ⋅ Braum ⋅ Poppy | Kalista ⋅ Skarner Renekton ⋅ Braum ⋅ Poppy | Kalista ⋅ Skarner Renekton ⋅ Braum ⋅ Poppy | Kalista ⋅ Skarner Renekton ⋅ Braum ⋅ Poppy | Kalista ⋅ Skarner Renekton ⋅ Braum ⋅ Poppy | Cấm                           | Cấm    | Rumble ⋅ Neeko Ziggs ⋅ Kai'Sa ⋅ Rakan        | Rumble ⋅ Neeko Ziggs ⋅ Kai'Sa ⋅ Rakan        | Rumble ⋅ Neeko Ziggs ⋅ Kai'Sa ⋅ Rakan        | Rumble ⋅ Neeko Ziggs ⋅ Kai'Sa ⋅ Rakan        | Rumble ⋅ Neeko Ziggs ⋅ Kai'Sa ⋅ Rakan        | Rumble ⋅ Neeko Ziggs ⋅ Kai'Sa ⋅ Rakan        | Rumble ⋅ Neeko Ziggs ⋅ Kai'Sa ⋅ Rakan        |
| Jax ⋅ Sejuani Yone ⋅ Ezreal ⋅ Leona        | Jax ⋅ Sejuani Yone ⋅ Ezreal ⋅ Leona        | Jax ⋅ Sejuani Yone ⋅ Ezreal ⋅ Leona        | Jax ⋅ Sejuani Yone ⋅ Ezreal ⋅ Leona        | Jax ⋅ Sejuani Yone ⋅ Ezreal ⋅ Leona        | Jax ⋅ Sejuani Yone ⋅ Ezreal ⋅ Leona        | Jax ⋅ Sejuani Yone ⋅ Ezreal ⋅ Leona        | Chọn                          | Chọn   | K'Sante ⋅ Amumu Aurora ⋅ Ashe ⋅ Renata Glasc | K'Sante ⋅ Amumu Aurora ⋅ Ashe ⋅ Renata Glasc | K'Sante ⋅ Amumu Aurora ⋅ Ashe ⋅ Renata Glasc | K'Sante ⋅ Amumu Aurora ⋅ Ashe ⋅ Renata Glasc | K'Sante ⋅ Amumu Aurora ⋅ Ashe ⋅ Renata Glasc | K'Sante ⋅ Amumu Aurora ⋅ Ashe ⋅ Renata Glasc | K'Sante ⋅ Amumu Aurora ⋅ Ashe ⋅ Renata Glasc |
|                                            |                                            |                                            |                                            |                                            |                                            |                                            |                               |        |                                              |                                              |                                              |                                              |                                              |                                              |                                              |

| 10/20/22                                | 10/20/22                                | 10/20/22                                | 10/20/22                                | 10/20/22                                | 10/20/22                                | 10/20/22                                | Trận 3                        | Trận 3 | 20/10/50                              | 20/10/50                              | 20/10/50                              | 20/10/50                              | 20/10/50                              | 20/10/50                              | 20/10/50                              |
| Rồng: 3 ⋅ Trụ: 7 ⋅ Vàng: 70,6k          | Rồng: 3 ⋅ Trụ: 7 ⋅ Vàng: 70,6k          | Rồng: 3 ⋅ Trụ: 7 ⋅ Vàng: 70,6k          | Rồng: 3 ⋅ Trụ: 7 ⋅ Vàng: 70,6k          | Rồng: 3 ⋅ Trụ: 7 ⋅ Vàng: 70,6k          | Rồng: 3 ⋅ Trụ: 7 ⋅ Vàng: 70,6k          | Rồng: 3 ⋅ Trụ: 7 ⋅ Vàng: 70,6k          | Sự kiện thể thao đang diễn ra | 37:45  | Rồng: 3 ⋅ Trụ: 7 ⋅ Vàng: 72,8k        | Rồng: 3 ⋅ Trụ: 7 ⋅ Vàng: 72,8k        | Rồng: 3 ⋅ Trụ: 7 ⋅ Vàng: 72,8k        | Rồng: 3 ⋅ Trụ: 7 ⋅ Vàng: 72,8k        | Rồng: 3 ⋅ Trụ: 7 ⋅ Vàng: 72,8k        | Rồng: 3 ⋅ Trụ: 7 ⋅ Vàng: 72,8k        | Rồng: 3 ⋅ Trụ: 7 ⋅ Vàng: 72,8k        |
| Aurora ⋅ Yone Skarner ⋅ LeBlanc ⋅ Brand | Aurora ⋅ Yone Skarner ⋅ LeBlanc ⋅ Brand | Aurora ⋅ Yone Skarner ⋅ LeBlanc ⋅ Brand | Aurora ⋅ Yone Skarner ⋅ LeBlanc ⋅ Brand | Aurora ⋅ Yone Skarner ⋅ LeBlanc ⋅ Brand | Aurora ⋅ Yone Skarner ⋅ LeBlanc ⋅ Brand | Aurora ⋅ Yone Skarner ⋅ LeBlanc ⋅ Brand | Cấm                           | Cấm    | Rumble ⋅ Neeko Sylas ⋅ Rakan ⋅ Ezreal | Rumble ⋅ Neeko Sylas ⋅ Rakan ⋅ Ezreal | Rumble ⋅ Neeko Sylas ⋅ Rakan ⋅ Ezreal | Rumble ⋅ Neeko Sylas ⋅ Rakan ⋅ Ezreal | Rumble ⋅ Neeko Sylas ⋅ Rakan ⋅ Ezreal | Rumble ⋅ Neeko Sylas ⋅ Rakan ⋅ Ezreal | Rumble ⋅ Neeko Sylas ⋅ Rakan ⋅ Ezreal |
| Jax ⋅ Nocturne Ahri ⋅ Kai'Sa ⋅ Alistar  | Jax ⋅ Nocturne Ahri ⋅ Kai'Sa ⋅ Alistar  | Jax ⋅ Nocturne Ahri ⋅ Kai'Sa ⋅ Alistar  | Jax ⋅ Nocturne Ahri ⋅ Kai'Sa ⋅ Alistar  | Jax ⋅ Nocturne Ahri ⋅ Kai'Sa ⋅ Alistar  | Jax ⋅ Nocturne Ahri ⋅ Kai'Sa ⋅ Alistar  | Jax ⋅ Nocturne Ahri ⋅ Kai'Sa ⋅ Alistar  | Chọn                          | Chọn   | Gnar ⋅ Maokai Orianna ⋅ Ashe ⋅ Braum  | Gnar ⋅ Maokai Orianna ⋅ Ashe ⋅ Braum  | Gnar ⋅ Maokai Orianna ⋅ Ashe ⋅ Braum  | Gnar ⋅ Maokai Orianna ⋅ Ashe ⋅ Braum  | Gnar ⋅ Maokai Orianna ⋅ Ashe ⋅ Braum  | Gnar ⋅ Maokai Orianna ⋅ Ashe ⋅ Braum  | Gnar ⋅ Maokai Orianna ⋅ Ashe ⋅ Braum  |
|                                         |                                         |                                         |                                         |                                         |                                         |                                         |                               |        |                                       |                                       |                                       |                                       |                                       |                                       |                                       |

| 8/22/22                                   | 8/22/22                                   | 8/22/22                                   | 8/22/22                                   | 8/22/22                                   | 8/22/22                                   | 8/22/22                                   | Trận 4                        | Trận 4 | 22/8/61                              | 22/8/61                              | 22/8/61                              | 22/8/61                              | 22/8/61                              | 22/8/61                              | 22/8/61                              |
| Rồng: 1 ⋅ Trụ: 1 ⋅ Vàng: 50,1k            | Rồng: 1 ⋅ Trụ: 1 ⋅ Vàng: 50,1k            | Rồng: 1 ⋅ Trụ: 1 ⋅ Vàng: 50,1k            | Rồng: 1 ⋅ Trụ: 1 ⋅ Vàng: 50,1k            | Rồng: 1 ⋅ Trụ: 1 ⋅ Vàng: 50,1k            | Rồng: 1 ⋅ Trụ: 1 ⋅ Vàng: 50,1k            | Rồng: 1 ⋅ Trụ: 1 ⋅ Vàng: 50,1k            | Sự kiện thể thao đang diễn ra | 30:37  | Rồng: 3 ⋅ Trụ: 9 ⋅ Vàng: 62,0k       | Rồng: 3 ⋅ Trụ: 9 ⋅ Vàng: 62,0k       | Rồng: 3 ⋅ Trụ: 9 ⋅ Vàng: 62,0k       | Rồng: 3 ⋅ Trụ: 9 ⋅ Vàng: 62,0k       | Rồng: 3 ⋅ Trụ: 9 ⋅ Vàng: 62,0k       | Rồng: 3 ⋅ Trụ: 9 ⋅ Vàng: 62,0k       | Rồng: 3 ⋅ Trụ: 9 ⋅ Vàng: 62,0k       |
| Kalista ⋅ Skarner Gnar ⋅ Braum ⋅ Leona    | Kalista ⋅ Skarner Gnar ⋅ Braum ⋅ Leona    | Kalista ⋅ Skarner Gnar ⋅ Braum ⋅ Leona    | Kalista ⋅ Skarner Gnar ⋅ Braum ⋅ Leona    | Kalista ⋅ Skarner Gnar ⋅ Braum ⋅ Leona    | Kalista ⋅ Skarner Gnar ⋅ Braum ⋅ Leona    | Kalista ⋅ Skarner Gnar ⋅ Braum ⋅ Leona    | Cấm                           | Cấm    | Rumble ⋅ Sylas Ziggs ⋅ Kai'Sa ⋅ Ashe | Rumble ⋅ Sylas Ziggs ⋅ Kai'Sa ⋅ Ashe | Rumble ⋅ Sylas Ziggs ⋅ Kai'Sa ⋅ Ashe | Rumble ⋅ Sylas Ziggs ⋅ Kai'Sa ⋅ Ashe | Rumble ⋅ Sylas Ziggs ⋅ Kai'Sa ⋅ Ashe | Rumble ⋅ Sylas Ziggs ⋅ Kai'Sa ⋅ Ashe | Rumble ⋅ Sylas Ziggs ⋅ Kai'Sa ⋅ Ashe |
| Renekton ⋅ Sejuani Yone ⋅ Jhin ⋅ Nautilus | Renekton ⋅ Sejuani Yone ⋅ Jhin ⋅ Nautilus | Renekton ⋅ Sejuani Yone ⋅ Jhin ⋅ Nautilus | Renekton ⋅ Sejuani Yone ⋅ Jhin ⋅ Nautilus | Renekton ⋅ Sejuani Yone ⋅ Jhin ⋅ Nautilus | Renekton ⋅ Sejuani Yone ⋅ Jhin ⋅ Nautilus | Renekton ⋅ Sejuani Yone ⋅ Jhin ⋅ Nautilus | Chọn                          | Chọn   | Jax ⋅ Maokai Aurora ⋅ Ezreal ⋅ Rakan | Jax ⋅ Maokai Aurora ⋅ Ezreal ⋅ Rakan | Jax ⋅ Maokai Aurora ⋅ Ezreal ⋅ Rakan | Jax ⋅ Maokai Aurora ⋅ Ezreal ⋅ Rakan | Jax ⋅ Maokai Aurora ⋅ Ezreal ⋅ Rakan | Jax ⋅ Maokai Aurora ⋅ Ezreal ⋅ Rakan | Jax ⋅ Maokai Aurora ⋅ Ezreal ⋅ Rakan |
|                                           |                                           |                                           |                                           |                                           |                                           |                                           |                               |        |                                      |                                      |                                      |                                      |                                      |                                      |                                      |

| Bo5 MVP: | Breathe |  |

| Hanwha Life Esports | 1 – 3 | Bilibili Gaming |

| 21/9/70                                    | 21/9/70                                    | 21/9/70                                    | 21/9/70                                    | 21/9/70                                    | 21/9/70                                    | 21/9/70                                    | Trận 1                        | Trận 1 | 9/21/21                                | 9/21/21                                | 9/21/21                                | 9/21/21                                | 9/21/21                                | 9/21/21                                | 9/21/21                                |
| Rồng: 4 ⋅ Trụ: 8 ⋅ Vàng: 67,2k             | Rồng: 4 ⋅ Trụ: 8 ⋅ Vàng: 67,2k             | Rồng: 4 ⋅ Trụ: 8 ⋅ Vàng: 67,2k             | Rồng: 4 ⋅ Trụ: 8 ⋅ Vàng: 67,2k             | Rồng: 4 ⋅ Trụ: 8 ⋅ Vàng: 67,2k             | Rồng: 4 ⋅ Trụ: 8 ⋅ Vàng: 67,2k             | Rồng: 4 ⋅ Trụ: 8 ⋅ Vàng: 67,2k             | Sự kiện thể thao đang diễn ra | 34:52  | Rồng: 1 ⋅ Trụ: 3 ⋅ Vàng: 58,7k         | Rồng: 1 ⋅ Trụ: 3 ⋅ Vàng: 58,7k         | Rồng: 1 ⋅ Trụ: 3 ⋅ Vàng: 58,7k         | Rồng: 1 ⋅ Trụ: 3 ⋅ Vàng: 58,7k         | Rồng: 1 ⋅ Trụ: 3 ⋅ Vàng: 58,7k         | Rồng: 1 ⋅ Trụ: 3 ⋅ Vàng: 58,7k         | Rồng: 1 ⋅ Trụ: 3 ⋅ Vàng: 58,7k         |
| Kalista ⋅ Renekton Skarner ⋅ Kai'Sa ⋅ Ashe | Kalista ⋅ Renekton Skarner ⋅ Kai'Sa ⋅ Ashe | Kalista ⋅ Renekton Skarner ⋅ Kai'Sa ⋅ Ashe | Kalista ⋅ Renekton Skarner ⋅ Kai'Sa ⋅ Ashe | Kalista ⋅ Renekton Skarner ⋅ Kai'Sa ⋅ Ashe | Kalista ⋅ Renekton Skarner ⋅ Kai'Sa ⋅ Ashe | Kalista ⋅ Renekton Skarner ⋅ Kai'Sa ⋅ Ashe | Cấm                           | Cấm    | Aurora ⋅ Yone Jax ⋅ Xayah ⋅ Sejuani    | Aurora ⋅ Yone Jax ⋅ Xayah ⋅ Sejuani    | Aurora ⋅ Yone Jax ⋅ Xayah ⋅ Sejuani    | Aurora ⋅ Yone Jax ⋅ Xayah ⋅ Sejuani    | Aurora ⋅ Yone Jax ⋅ Xayah ⋅ Sejuani    | Aurora ⋅ Yone Jax ⋅ Xayah ⋅ Sejuani    | Aurora ⋅ Yone Jax ⋅ Xayah ⋅ Sejuani    |
| Gnar ⋅ Poppy Sylas ⋅ Ezreal ⋅ Alistar      | Gnar ⋅ Poppy Sylas ⋅ Ezreal ⋅ Alistar      | Gnar ⋅ Poppy Sylas ⋅ Ezreal ⋅ Alistar      | Gnar ⋅ Poppy Sylas ⋅ Ezreal ⋅ Alistar      | Gnar ⋅ Poppy Sylas ⋅ Ezreal ⋅ Alistar      | Gnar ⋅ Poppy Sylas ⋅ Ezreal ⋅ Alistar      | Gnar ⋅ Poppy Sylas ⋅ Ezreal ⋅ Alistar      | Chọn                          | Chọn   | Rumble ⋅ Vi Ahri ⋅ Miss Fortune ⋅ Rell | Rumble ⋅ Vi Ahri ⋅ Miss Fortune ⋅ Rell | Rumble ⋅ Vi Ahri ⋅ Miss Fortune ⋅ Rell | Rumble ⋅ Vi Ahri ⋅ Miss Fortune ⋅ Rell | Rumble ⋅ Vi Ahri ⋅ Miss Fortune ⋅ Rell | Rumble ⋅ Vi Ahri ⋅ Miss Fortune ⋅ Rell | Rumble ⋅ Vi Ahri ⋅ Miss Fortune ⋅ Rell |
|                                            |                                            |                                            |                                            |                                            |                                            |                                            |                               |        |                                        |                                        |                                        |                                        |                                        |                                        |                                        |

| 8/17/19                                | 8/17/19                                | 8/17/19                                | 8/17/19                                | 8/17/19                                | 8/17/19                                | 8/17/19                                | Trận 2                        | Trận 2 | 17/8/40                               | 17/8/40                               | 17/8/40                               | 17/8/40                               | 17/8/40                               | 17/8/40                               | 17/8/40                               |
| Rồng: 1 ⋅ Trụ: 1 ⋅ Vàng: 42,6k         | Rồng: 1 ⋅ Trụ: 1 ⋅ Vàng: 42,6k         | Rồng: 1 ⋅ Trụ: 1 ⋅ Vàng: 42,6k         | Rồng: 1 ⋅ Trụ: 1 ⋅ Vàng: 42,6k         | Rồng: 1 ⋅ Trụ: 1 ⋅ Vàng: 42,6k         | Rồng: 1 ⋅ Trụ: 1 ⋅ Vàng: 42,6k         | Rồng: 1 ⋅ Trụ: 1 ⋅ Vàng: 42,6k         | Sự kiện thể thao đang diễn ra | 26:55  | Rồng: 3 ⋅ Trụ: 9 ⋅ Vàng: 52,1k        | Rồng: 3 ⋅ Trụ: 9 ⋅ Vàng: 52,1k        | Rồng: 3 ⋅ Trụ: 9 ⋅ Vàng: 52,1k        | Rồng: 3 ⋅ Trụ: 9 ⋅ Vàng: 52,1k        | Rồng: 3 ⋅ Trụ: 9 ⋅ Vàng: 52,1k        | Rồng: 3 ⋅ Trụ: 9 ⋅ Vàng: 52,1k        | Rồng: 3 ⋅ Trụ: 9 ⋅ Vàng: 52,1k        |
| Aurora ⋅ Renekton Vi ⋅ Ashe ⋅ Rell     | Aurora ⋅ Renekton Vi ⋅ Ashe ⋅ Rell     | Aurora ⋅ Renekton Vi ⋅ Ashe ⋅ Rell     | Aurora ⋅ Renekton Vi ⋅ Ashe ⋅ Rell     | Aurora ⋅ Renekton Vi ⋅ Ashe ⋅ Rell     | Aurora ⋅ Renekton Vi ⋅ Ashe ⋅ Rell     | Aurora ⋅ Renekton Vi ⋅ Ashe ⋅ Rell     | Cấm                           | Cấm    | Poppy ⋅ Sylas Jax ⋅ Kalista ⋅ Ezreal  | Poppy ⋅ Sylas Jax ⋅ Kalista ⋅ Ezreal  | Poppy ⋅ Sylas Jax ⋅ Kalista ⋅ Ezreal  | Poppy ⋅ Sylas Jax ⋅ Kalista ⋅ Ezreal  | Poppy ⋅ Sylas Jax ⋅ Kalista ⋅ Ezreal  | Poppy ⋅ Sylas Jax ⋅ Kalista ⋅ Ezreal  | Poppy ⋅ Sylas Jax ⋅ Kalista ⋅ Ezreal  |
| Gnar ⋅ Skarner Ahri ⋅ Kai'Sa ⋅ Alistar | Gnar ⋅ Skarner Ahri ⋅ Kai'Sa ⋅ Alistar | Gnar ⋅ Skarner Ahri ⋅ Kai'Sa ⋅ Alistar | Gnar ⋅ Skarner Ahri ⋅ Kai'Sa ⋅ Alistar | Gnar ⋅ Skarner Ahri ⋅ Kai'Sa ⋅ Alistar | Gnar ⋅ Skarner Ahri ⋅ Kai'Sa ⋅ Alistar | Gnar ⋅ Skarner Ahri ⋅ Kai'Sa ⋅ Alistar | Chọn                          | Chọn   | Rumble ⋅ Sejuani Yone ⋅ Xayah ⋅ Rakan | Rumble ⋅ Sejuani Yone ⋅ Xayah ⋅ Rakan | Rumble ⋅ Sejuani Yone ⋅ Xayah ⋅ Rakan | Rumble ⋅ Sejuani Yone ⋅ Xayah ⋅ Rakan | Rumble ⋅ Sejuani Yone ⋅ Xayah ⋅ Rakan | Rumble ⋅ Sejuani Yone ⋅ Xayah ⋅ Rakan | Rumble ⋅ Sejuani Yone ⋅ Xayah ⋅ Rakan |
|                                        |                                        |                                        |                                        |                                        |                                        |                                        |                               |        |                                       |                                       |                                       |                                       |                                       |                                       |                                       |

| 9/21/24                                       | 9/21/24                                       | 9/21/24                                       | 9/21/24                                       | 9/21/24                                       | 9/21/24                                       | 9/21/24                                       | Trận 3                        | Trận 3 | 21/9/61                                | 21/9/61                                | 21/9/61                                | 21/9/61                                | 21/9/61                                | 21/9/61                                | 21/9/61                                |
| Rồng: 2 ⋅ Trụ: 3 ⋅ Vàng: 62,4k                | Rồng: 2 ⋅ Trụ: 3 ⋅ Vàng: 62,4k                | Rồng: 2 ⋅ Trụ: 3 ⋅ Vàng: 62,4k                | Rồng: 2 ⋅ Trụ: 3 ⋅ Vàng: 62,4k                | Rồng: 2 ⋅ Trụ: 3 ⋅ Vàng: 62,4k                | Rồng: 2 ⋅ Trụ: 3 ⋅ Vàng: 62,4k                | Rồng: 2 ⋅ Trụ: 3 ⋅ Vàng: 62,4k                | Sự kiện thể thao đang diễn ra | 36:59  | Rồng: 3 ⋅ Trụ: 9 ⋅ Vàng: 72,5k         | Rồng: 3 ⋅ Trụ: 9 ⋅ Vàng: 72,5k         | Rồng: 3 ⋅ Trụ: 9 ⋅ Vàng: 72,5k         | Rồng: 3 ⋅ Trụ: 9 ⋅ Vàng: 72,5k         | Rồng: 3 ⋅ Trụ: 9 ⋅ Vàng: 72,5k         | Rồng: 3 ⋅ Trụ: 9 ⋅ Vàng: 72,5k         | Rồng: 3 ⋅ Trụ: 9 ⋅ Vàng: 72,5k         |
| Kalista ⋅ Skarner Vi ⋅ Sejuani ⋅ Renata Glasc | Kalista ⋅ Skarner Vi ⋅ Sejuani ⋅ Renata Glasc | Kalista ⋅ Skarner Vi ⋅ Sejuani ⋅ Renata Glasc | Kalista ⋅ Skarner Vi ⋅ Sejuani ⋅ Renata Glasc | Kalista ⋅ Skarner Vi ⋅ Sejuani ⋅ Renata Glasc | Kalista ⋅ Skarner Vi ⋅ Sejuani ⋅ Renata Glasc | Kalista ⋅ Skarner Vi ⋅ Sejuani ⋅ Renata Glasc | Cấm                           | Cấm    | Aurora ⋅ Yone Ezreal ⋅ Kai'Sa ⋅ Twitch | Aurora ⋅ Yone Ezreal ⋅ Kai'Sa ⋅ Twitch | Aurora ⋅ Yone Ezreal ⋅ Kai'Sa ⋅ Twitch | Aurora ⋅ Yone Ezreal ⋅ Kai'Sa ⋅ Twitch | Aurora ⋅ Yone Ezreal ⋅ Kai'Sa ⋅ Twitch | Aurora ⋅ Yone Ezreal ⋅ Kai'Sa ⋅ Twitch | Aurora ⋅ Yone Ezreal ⋅ Kai'Sa ⋅ Twitch |
| Jax ⋅ Nocturne Ahri ⋅ Zeri ⋅ Rell             | Jax ⋅ Nocturne Ahri ⋅ Zeri ⋅ Rell             | Jax ⋅ Nocturne Ahri ⋅ Zeri ⋅ Rell             | Jax ⋅ Nocturne Ahri ⋅ Zeri ⋅ Rell             | Jax ⋅ Nocturne Ahri ⋅ Zeri ⋅ Rell             | Jax ⋅ Nocturne Ahri ⋅ Zeri ⋅ Rell             | Jax ⋅ Nocturne Ahri ⋅ Zeri ⋅ Rell             | Chọn                          | Chọn   | Gnar ⋅ Wukong Sylas ⋅ Ashe ⋅ Rakan     | Gnar ⋅ Wukong Sylas ⋅ Ashe ⋅ Rakan     | Gnar ⋅ Wukong Sylas ⋅ Ashe ⋅ Rakan     | Gnar ⋅ Wukong Sylas ⋅ Ashe ⋅ Rakan     | Gnar ⋅ Wukong Sylas ⋅ Ashe ⋅ Rakan     | Gnar ⋅ Wukong Sylas ⋅ Ashe ⋅ Rakan     | Gnar ⋅ Wukong Sylas ⋅ Ashe ⋅ Rakan     |
|                                               |                                               |                                               |                                               |                                               |                                               |                                               |                               |        |                                        |                                        |                                        |                                        |                                        |                                        |                                        |

| 18/20/53                                 | 18/20/53                                 | 18/20/53                                 | 18/20/53                                 | 18/20/53                                 | 18/20/53                                 | 18/20/53                                 | Trận 4                        | Trận 4 | 20/18/48                               | 20/18/48                               | 20/18/48                               | 20/18/48                               | 20/18/48                               | 20/18/48                               | 20/18/48                               |
| Rồng: 1 ⋅ Trụ: 5 ⋅ Vàng: 70,6k           | Rồng: 1 ⋅ Trụ: 5 ⋅ Vàng: 70,6k           | Rồng: 1 ⋅ Trụ: 5 ⋅ Vàng: 70,6k           | Rồng: 1 ⋅ Trụ: 5 ⋅ Vàng: 70,6k           | Rồng: 1 ⋅ Trụ: 5 ⋅ Vàng: 70,6k           | Rồng: 1 ⋅ Trụ: 5 ⋅ Vàng: 70,6k           | Rồng: 1 ⋅ Trụ: 5 ⋅ Vàng: 70,6k           | Sự kiện thể thao đang diễn ra | 40:08  | Rồng: 4 ⋅ Trụ: 11 ⋅ Vàng: 74,3k        | Rồng: 4 ⋅ Trụ: 11 ⋅ Vàng: 74,3k        | Rồng: 4 ⋅ Trụ: 11 ⋅ Vàng: 74,3k        | Rồng: 4 ⋅ Trụ: 11 ⋅ Vàng: 74,3k        | Rồng: 4 ⋅ Trụ: 11 ⋅ Vàng: 74,3k        | Rồng: 4 ⋅ Trụ: 11 ⋅ Vàng: 74,3k        | Rồng: 4 ⋅ Trụ: 11 ⋅ Vàng: 74,3k        |
| Kalista ⋅ Skarner Ashe ⋅ Wukong ⋅ Vi     | Kalista ⋅ Skarner Ashe ⋅ Wukong ⋅ Vi     | Kalista ⋅ Skarner Ashe ⋅ Wukong ⋅ Vi     | Kalista ⋅ Skarner Ashe ⋅ Wukong ⋅ Vi     | Kalista ⋅ Skarner Ashe ⋅ Wukong ⋅ Vi     | Kalista ⋅ Skarner Ashe ⋅ Wukong ⋅ Vi     | Kalista ⋅ Skarner Ashe ⋅ Wukong ⋅ Vi     | Cấm                           | Cấm    | Aurora ⋅ Yone Sejuani ⋅ Ezreal ⋅ Xayah | Aurora ⋅ Yone Sejuani ⋅ Ezreal ⋅ Xayah | Aurora ⋅ Yone Sejuani ⋅ Ezreal ⋅ Xayah | Aurora ⋅ Yone Sejuani ⋅ Ezreal ⋅ Xayah | Aurora ⋅ Yone Sejuani ⋅ Ezreal ⋅ Xayah | Aurora ⋅ Yone Sejuani ⋅ Ezreal ⋅ Xayah | Aurora ⋅ Yone Sejuani ⋅ Ezreal ⋅ Xayah |
| Gnar ⋅ Poppy Sylas ⋅ Miss Fortune ⋅ Rell | Gnar ⋅ Poppy Sylas ⋅ Miss Fortune ⋅ Rell | Gnar ⋅ Poppy Sylas ⋅ Miss Fortune ⋅ Rell | Gnar ⋅ Poppy Sylas ⋅ Miss Fortune ⋅ Rell | Gnar ⋅ Poppy Sylas ⋅ Miss Fortune ⋅ Rell | Gnar ⋅ Poppy Sylas ⋅ Miss Fortune ⋅ Rell | Gnar ⋅ Poppy Sylas ⋅ Miss Fortune ⋅ Rell | Chọn                          | Chọn   | Jax ⋅ Kindred Galio ⋅ Kai'Sa ⋅ Rakan   | Jax ⋅ Kindred Galio ⋅ Kai'Sa ⋅ Rakan   | Jax ⋅ Kindred Galio ⋅ Kai'Sa ⋅ Rakan   | Jax ⋅ Kindred Galio ⋅ Kai'Sa ⋅ Rakan   | Jax ⋅ Kindred Galio ⋅ Kai'Sa ⋅ Rakan   | Jax ⋅ Kindred Galio ⋅ Kai'Sa ⋅ Rakan   | Jax ⋅ Kindred Galio ⋅ Kai'Sa ⋅ Rakan   |
|                                          |                                          |                                          |                                          |                                          |                                          |                                          |                               |        |                                        |                                        |                                        |                                        |                                        |                                        |                                        |

| Bo5 MVP: | knight |  |

| Hanwha Life Esports | 1 – 3 | Bilibili Gaming |

| 21/9/70                                    | 21/9/70                                    | 21/9/70                                    | 21/9/70                                    | 21/9/70                                    | 21/9/70                                    | 21/9/70                                    | Trận 1                        | Trận 1 | 9/21/21                                | 9/21/21                                | 9/21/21                                | 9/21/21                                | 9/21/21                                | 9/21/21                                | 9/21/21                                |
| Rồng: 4 ⋅ Trụ: 8 ⋅ Vàng: 67,2k             | Rồng: 4 ⋅ Trụ: 8 ⋅ Vàng: 67,2k             | Rồng: 4 ⋅ Trụ: 8 ⋅ Vàng: 67,2k             | Rồng: 4 ⋅ Trụ: 8 ⋅ Vàng: 67,2k             | Rồng: 4 ⋅ Trụ: 8 ⋅ Vàng: 67,2k             | Rồng: 4 ⋅ Trụ: 8 ⋅ Vàng: 67,2k             | Rồng: 4 ⋅ Trụ: 8 ⋅ Vàng: 67,2k             | Sự kiện thể thao đang diễn ra | 34:52  | Rồng: 1 ⋅ Trụ: 3 ⋅ Vàng: 58,7k         | Rồng: 1 ⋅ Trụ: 3 ⋅ Vàng: 58,7k         | Rồng: 1 ⋅ Trụ: 3 ⋅ Vàng: 58,7k         | Rồng: 1 ⋅ Trụ: 3 ⋅ Vàng: 58,7k         | Rồng: 1 ⋅ Trụ: 3 ⋅ Vàng: 58,7k         | Rồng: 1 ⋅ Trụ: 3 ⋅ Vàng: 58,7k         | Rồng: 1 ⋅ Trụ: 3 ⋅ Vàng: 58,7k         |
| Kalista ⋅ Renekton Skarner ⋅ Kai'Sa ⋅ Ashe | Kalista ⋅ Renekton Skarner ⋅ Kai'Sa ⋅ Ashe | Kalista ⋅ Renekton Skarner ⋅ Kai'Sa ⋅ Ashe | Kalista ⋅ Renekton Skarner ⋅ Kai'Sa ⋅ Ashe | Kalista ⋅ Renekton Skarner ⋅ Kai'Sa ⋅ Ashe | Kalista ⋅ Renekton Skarner ⋅ Kai'Sa ⋅ Ashe | Kalista ⋅ Renekton Skarner ⋅ Kai'Sa ⋅ Ashe | Cấm                           | Cấm    | Aurora ⋅ Yone Jax ⋅ Xayah ⋅ Sejuani    | Aurora ⋅ Yone Jax ⋅ Xayah ⋅ Sejuani    | Aurora ⋅ Yone Jax ⋅ Xayah ⋅ Sejuani    | Aurora ⋅ Yone Jax ⋅ Xayah ⋅ Sejuani    | Aurora ⋅ Yone Jax ⋅ Xayah ⋅ Sejuani    | Aurora ⋅ Yone Jax ⋅ Xayah ⋅ Sejuani    | Aurora ⋅ Yone Jax ⋅ Xayah ⋅ Sejuani    |
| Gnar ⋅ Poppy Sylas ⋅ Ezreal ⋅ Alistar      | Gnar ⋅ Poppy Sylas ⋅ Ezreal ⋅ Alistar      | Gnar ⋅ Poppy Sylas ⋅ Ezreal ⋅ Alistar      | Gnar ⋅ Poppy Sylas ⋅ Ezreal ⋅ Alistar      | Gnar ⋅ Poppy Sylas ⋅ Ezreal ⋅ Alistar      | Gnar ⋅ Poppy Sylas ⋅ Ezreal ⋅ Alistar      | Gnar ⋅ Poppy Sylas ⋅ Ezreal ⋅ Alistar      | Chọn                          | Chọn   | Rumble ⋅ Vi Ahri ⋅ Miss Fortune ⋅ Rell | Rumble ⋅ Vi Ahri ⋅ Miss Fortune ⋅ Rell | Rumble ⋅ Vi Ahri ⋅ Miss Fortune ⋅ Rell | Rumble ⋅ Vi Ahri ⋅ Miss Fortune ⋅ Rell | Rumble ⋅ Vi Ahri ⋅ Miss Fortune ⋅ Rell | Rumble ⋅ Vi Ahri ⋅ Miss Fortune ⋅ Rell | Rumble ⋅ Vi Ahri ⋅ Miss Fortune ⋅ Rell |
|                                            |                                            |                                            |                                            |                                            |                                            |                                            |                               |        |                                        |                                        |                                        |                                        |                                        |                                        |                                        |

| 8/17/19                                | 8/17/19                                | 8/17/19                                | 8/17/19                                | 8/17/19                                | 8/17/19                                | 8/17/19                                | Trận 2                        | Trận 2 | 17/8/40                               | 17/8/40                               | 17/8/40                               | 17/8/40                               | 17/8/40                               | 17/8/40                               | 17/8/40                               |
| Rồng: 1 ⋅ Trụ: 1 ⋅ Vàng: 42,6k         | Rồng: 1 ⋅ Trụ: 1 ⋅ Vàng: 42,6k         | Rồng: 1 ⋅ Trụ: 1 ⋅ Vàng: 42,6k         | Rồng: 1 ⋅ Trụ: 1 ⋅ Vàng: 42,6k         | Rồng: 1 ⋅ Trụ: 1 ⋅ Vàng: 42,6k         | Rồng: 1 ⋅ Trụ: 1 ⋅ Vàng: 42,6k         | Rồng: 1 ⋅ Trụ: 1 ⋅ Vàng: 42,6k         | Sự kiện thể thao đang diễn ra | 26:55  | Rồng: 3 ⋅ Trụ: 9 ⋅ Vàng: 52,1k        | Rồng: 3 ⋅ Trụ: 9 ⋅ Vàng: 52,1k        | Rồng: 3 ⋅ Trụ: 9 ⋅ Vàng: 52,1k        | Rồng: 3 ⋅ Trụ: 9 ⋅ Vàng: 52,1k        | Rồng: 3 ⋅ Trụ: 9 ⋅ Vàng: 52,1k        | Rồng: 3 ⋅ Trụ: 9 ⋅ Vàng: 52,1k        | Rồng: 3 ⋅ Trụ: 9 ⋅ Vàng: 52,1k        |
| Aurora ⋅ Renekton Vi ⋅ Ashe ⋅ Rell     | Aurora ⋅ Renekton Vi ⋅ Ashe ⋅ Rell     | Aurora ⋅ Renekton Vi ⋅ Ashe ⋅ Rell     | Aurora ⋅ Renekton Vi ⋅ Ashe ⋅ Rell     | Aurora ⋅ Renekton Vi ⋅ Ashe ⋅ Rell     | Aurora ⋅ Renekton Vi ⋅ Ashe ⋅ Rell     | Aurora ⋅ Renekton Vi ⋅ Ashe ⋅ Rell     | Cấm                           | Cấm    | Poppy ⋅ Sylas Jax ⋅ Kalista ⋅ Ezreal  | Poppy ⋅ Sylas Jax ⋅ Kalista ⋅ Ezreal  | Poppy ⋅ Sylas Jax ⋅ Kalista ⋅ Ezreal  | Poppy ⋅ Sylas Jax ⋅ Kalista ⋅ Ezreal  | Poppy ⋅ Sylas Jax ⋅ Kalista ⋅ Ezreal  | Poppy ⋅ Sylas Jax ⋅ Kalista ⋅ Ezreal  | Poppy ⋅ Sylas Jax ⋅ Kalista ⋅ Ezreal  |
| Gnar ⋅ Skarner Ahri ⋅ Kai'Sa ⋅ Alistar | Gnar ⋅ Skarner Ahri ⋅ Kai'Sa ⋅ Alistar | Gnar ⋅ Skarner Ahri ⋅ Kai'Sa ⋅ Alistar | Gnar ⋅ Skarner Ahri ⋅ Kai'Sa ⋅ Alistar | Gnar ⋅ Skarner Ahri ⋅ Kai'Sa ⋅ Alistar | Gnar ⋅ Skarner Ahri ⋅ Kai'Sa ⋅ Alistar | Gnar ⋅ Skarner Ahri ⋅ Kai'Sa ⋅ Alistar | Chọn                          | Chọn   | Rumble ⋅ Sejuani Yone ⋅ Xayah ⋅ Rakan | Rumble ⋅ Sejuani Yone ⋅ Xayah ⋅ Rakan | Rumble ⋅ Sejuani Yone ⋅ Xayah ⋅ Rakan | Rumble ⋅ Sejuani Yone ⋅ Xayah ⋅ Rakan | Rumble ⋅ Sejuani Yone ⋅ Xayah ⋅ Rakan | Rumble ⋅ Sejuani Yone ⋅ Xayah ⋅ Rakan | Rumble ⋅ Sejuani Yone ⋅ Xayah ⋅ Rakan |
|                                        |                                        |                                        |                                        |                                        |                                        |                                        |                               |        |                                       |                                       |                                       |                                       |                                       |                                       |                                       |

| 9/21/24                                       | 9/21/24                                       | 9/21/24                                       | 9/21/24                                       | 9/21/24                                       | 9/21/24                                       | 9/21/24                                       | Trận 3                        | Trận 3 | 21/9/61                                | 21/9/61                                | 21/9/61                                | 21/9/61                                | 21/9/61                                | 21/9/61                                | 21/9/61                                |
| Rồng: 2 ⋅ Trụ: 3 ⋅ Vàng: 62,4k                | Rồng: 2 ⋅ Trụ: 3 ⋅ Vàng: 62,4k                | Rồng: 2 ⋅ Trụ: 3 ⋅ Vàng: 62,4k                | Rồng: 2 ⋅ Trụ: 3 ⋅ Vàng: 62,4k                | Rồng: 2 ⋅ Trụ: 3 ⋅ Vàng: 62,4k                | Rồng: 2 ⋅ Trụ: 3 ⋅ Vàng: 62,4k                | Rồng: 2 ⋅ Trụ: 3 ⋅ Vàng: 62,4k                | Sự kiện thể thao đang diễn ra | 36:59  | Rồng: 3 ⋅ Trụ: 9 ⋅ Vàng: 72,5k         | Rồng: 3 ⋅ Trụ: 9 ⋅ Vàng: 72,5k         | Rồng: 3 ⋅ Trụ: 9 ⋅ Vàng: 72,5k         | Rồng: 3 ⋅ Trụ: 9 ⋅ Vàng: 72,5k         | Rồng: 3 ⋅ Trụ: 9 ⋅ Vàng: 72,5k         | Rồng: 3 ⋅ Trụ: 9 ⋅ Vàng: 72,5k         | Rồng: 3 ⋅ Trụ: 9 ⋅ Vàng: 72,5k         |
| Kalista ⋅ Skarner Vi ⋅ Sejuani ⋅ Renata Glasc | Kalista ⋅ Skarner Vi ⋅ Sejuani ⋅ Renata Glasc | Kalista ⋅ Skarner Vi ⋅ Sejuani ⋅ Renata Glasc | Kalista ⋅ Skarner Vi ⋅ Sejuani ⋅ Renata Glasc | Kalista ⋅ Skarner Vi ⋅ Sejuani ⋅ Renata Glasc | Kalista ⋅ Skarner Vi ⋅ Sejuani ⋅ Renata Glasc | Kalista ⋅ Skarner Vi ⋅ Sejuani ⋅ Renata Glasc | Cấm                           | Cấm    | Aurora ⋅ Yone Ezreal ⋅ Kai'Sa ⋅ Twitch | Aurora ⋅ Yone Ezreal ⋅ Kai'Sa ⋅ Twitch | Aurora ⋅ Yone Ezreal ⋅ Kai'Sa ⋅ Twitch | Aurora ⋅ Yone Ezreal ⋅ Kai'Sa ⋅ Twitch | Aurora ⋅ Yone Ezreal ⋅ Kai'Sa ⋅ Twitch | Aurora ⋅ Yone Ezreal ⋅ Kai'Sa ⋅ Twitch | Aurora ⋅ Yone Ezreal ⋅ Kai'Sa ⋅ Twitch |
| Jax ⋅ Nocturne Ahri ⋅ Zeri ⋅ Rell             | Jax ⋅ Nocturne Ahri ⋅ Zeri ⋅ Rell             | Jax ⋅ Nocturne Ahri ⋅ Zeri ⋅ Rell             | Jax ⋅ Nocturne Ahri ⋅ Zeri ⋅ Rell             | Jax ⋅ Nocturne Ahri ⋅ Zeri ⋅ Rell             | Jax ⋅ Nocturne Ahri ⋅ Zeri ⋅ Rell             | Jax ⋅ Nocturne Ahri ⋅ Zeri ⋅ Rell             | Chọn                          | Chọn   | Gnar ⋅ Wukong Sylas ⋅ Ashe ⋅ Rakan     | Gnar ⋅ Wukong Sylas ⋅ Ashe ⋅ Rakan     | Gnar ⋅ Wukong Sylas ⋅ Ashe ⋅ Rakan     | Gnar ⋅ Wukong Sylas ⋅ Ashe ⋅ Rakan     | Gnar ⋅ Wukong Sylas ⋅ Ashe ⋅ Rakan     | Gnar ⋅ Wukong Sylas ⋅ Ashe ⋅ Rakan     | Gnar ⋅ Wukong Sylas ⋅ Ashe ⋅ Rakan     |
|                                               |                                               |                                               |                                               |                                               |                                               |                                               |                               |        |                                        |                                        |                                        |                                        |                                        |                                        |                                        |

| 18/20/53                                 | 18/20/53                                 | 18/20/53                                 | 18/20/53                                 | 18/20/53                                 | 18/20/53                                 | 18/20/53                                 | Trận 4                        | Trận 4 | 20/18/48                               | 20/18/48                               | 20/18/48                               | 20/18/48                               | 20/18/48                               | 20/18/48                               | 20/18/48                               |
| Rồng: 1 ⋅ Trụ: 5 ⋅ Vàng: 70,6k           | Rồng: 1 ⋅ Trụ: 5 ⋅ Vàng: 70,6k           | Rồng: 1 ⋅ Trụ: 5 ⋅ Vàng: 70,6k           | Rồng: 1 ⋅ Trụ: 5 ⋅ Vàng: 70,6k           | Rồng: 1 ⋅ Trụ: 5 ⋅ Vàng: 70,6k           | Rồng: 1 ⋅ Trụ: 5 ⋅ Vàng: 70,6k           | Rồng: 1 ⋅ Trụ: 5 ⋅ Vàng: 70,6k           | Sự kiện thể thao đang diễn ra | 40:08  | Rồng: 4 ⋅ Trụ: 11 ⋅ Vàng: 74,3k        | Rồng: 4 ⋅ Trụ: 11 ⋅ Vàng: 74,3k        | Rồng: 4 ⋅ Trụ: 11 ⋅ Vàng: 74,3k        | Rồng: 4 ⋅ Trụ: 11 ⋅ Vàng: 74,3k        | Rồng: 4 ⋅ Trụ: 11 ⋅ Vàng: 74,3k        | Rồng: 4 ⋅ Trụ: 11 ⋅ Vàng: 74,3k        | Rồng: 4 ⋅ Trụ: 11 ⋅ Vàng: 74,3k        |
| Kalista ⋅ Skarner Ashe ⋅ Wukong ⋅ Vi     | Kalista ⋅ Skarner Ashe ⋅ Wukong ⋅ Vi     | Kalista ⋅ Skarner Ashe ⋅ Wukong ⋅ Vi     | Kalista ⋅ Skarner Ashe ⋅ Wukong ⋅ Vi     | Kalista ⋅ Skarner Ashe ⋅ Wukong ⋅ Vi     | Kalista ⋅ Skarner Ashe ⋅ Wukong ⋅ Vi     | Kalista ⋅ Skarner Ashe ⋅ Wukong ⋅ Vi     | Cấm                           | Cấm    | Aurora ⋅ Yone Sejuani ⋅ Ezreal ⋅ Xayah | Aurora ⋅ Yone Sejuani ⋅ Ezreal ⋅ Xayah | Aurora ⋅ Yone Sejuani ⋅ Ezreal ⋅ Xayah | Aurora ⋅ Yone Sejuani ⋅ Ezreal ⋅ Xayah | Aurora ⋅ Yone Sejuani ⋅ Ezreal ⋅ Xayah | Aurora ⋅ Yone Sejuani ⋅ Ezreal ⋅ Xayah | Aurora ⋅ Yone Sejuani ⋅ Ezreal ⋅ Xayah |
| Gnar ⋅ Poppy Sylas ⋅ Miss Fortune ⋅ Rell | Gnar ⋅ Poppy Sylas ⋅ Miss Fortune ⋅ Rell | Gnar ⋅ Poppy Sylas ⋅ Miss Fortune ⋅ Rell | Gnar ⋅ Poppy Sylas ⋅ Miss Fortune ⋅ Rell | Gnar ⋅ Poppy Sylas ⋅ Miss Fortune ⋅ Rell | Gnar ⋅ Poppy Sylas ⋅ Miss Fortune ⋅ Rell | Gnar ⋅ Poppy Sylas ⋅ Miss Fortune ⋅ Rell | Chọn                          | Chọn   | Jax ⋅ Kindred Galio ⋅ Kai'Sa ⋅ Rakan   | Jax ⋅ Kindred Galio ⋅ Kai'Sa ⋅ Rakan   | Jax ⋅ Kindred Galio ⋅ Kai'Sa ⋅ Rakan   | Jax ⋅ Kindred Galio ⋅ Kai'Sa ⋅ Rakan   | Jax ⋅ Kindred Galio ⋅ Kai'Sa ⋅ Rakan   | Jax ⋅ Kindred Galio ⋅ Kai'Sa ⋅ Rakan   | Jax ⋅ Kindred Galio ⋅ Kai'Sa ⋅ Rakan   |
|                                          |                                          |                                          |                                          |                                          |                                          |                                          |                               |        |                                        |                                        |                                        |                                        |                                        |                                        |                                        |

| Bo5 MVP: | knight |  |

| Top Esports | 0 – 3 | T1 |

| 5/13/11                                        | 5/13/11                                        | 5/13/11                                        | 5/13/11                                        | 5/13/11                                        | 5/13/11                                        | 5/13/11                                        | Trận 1                        | Trận 1 | 13/5/45                                  | 13/5/45                                  | 13/5/45                                  | 13/5/45                                  | 13/5/45                                  | 13/5/45                                  | 13/5/45                                  |
| Rồng: 1 ⋅ Trụ: 3 ⋅ Vàng: 51,9k                 | Rồng: 1 ⋅ Trụ: 3 ⋅ Vàng: 51,9k                 | Rồng: 1 ⋅ Trụ: 3 ⋅ Vàng: 51,9k                 | Rồng: 1 ⋅ Trụ: 3 ⋅ Vàng: 51,9k                 | Rồng: 1 ⋅ Trụ: 3 ⋅ Vàng: 51,9k                 | Rồng: 1 ⋅ Trụ: 3 ⋅ Vàng: 51,9k                 | Rồng: 1 ⋅ Trụ: 3 ⋅ Vàng: 51,9k                 | Sự kiện thể thao đang diễn ra | 31:57  | Rồng: 4 ⋅ Trụ: 11 ⋅ Vàng: 61,3k          | Rồng: 4 ⋅ Trụ: 11 ⋅ Vàng: 61,3k          | Rồng: 4 ⋅ Trụ: 11 ⋅ Vàng: 61,3k          | Rồng: 4 ⋅ Trụ: 11 ⋅ Vàng: 61,3k          | Rồng: 4 ⋅ Trụ: 11 ⋅ Vàng: 61,3k          | Rồng: 4 ⋅ Trụ: 11 ⋅ Vàng: 61,3k          | Rồng: 4 ⋅ Trụ: 11 ⋅ Vàng: 61,3k          |
| Gnar ⋅ Kalista Vi ⋅ Ashe ⋅ Rakan               | Gnar ⋅ Kalista Vi ⋅ Ashe ⋅ Rakan               | Gnar ⋅ Kalista Vi ⋅ Ashe ⋅ Rakan               | Gnar ⋅ Kalista Vi ⋅ Ashe ⋅ Rakan               | Gnar ⋅ Kalista Vi ⋅ Ashe ⋅ Rakan               | Gnar ⋅ Kalista Vi ⋅ Ashe ⋅ Rakan               | Gnar ⋅ Kalista Vi ⋅ Ashe ⋅ Rakan               | Cấm                           | Cấm    | Yone ⋅ Aurora Skarner ⋅ Ezreal ⋅ Poppy   | Yone ⋅ Aurora Skarner ⋅ Ezreal ⋅ Poppy   | Yone ⋅ Aurora Skarner ⋅ Ezreal ⋅ Poppy   | Yone ⋅ Aurora Skarner ⋅ Ezreal ⋅ Poppy   | Yone ⋅ Aurora Skarner ⋅ Ezreal ⋅ Poppy   | Yone ⋅ Aurora Skarner ⋅ Ezreal ⋅ Poppy   | Yone ⋅ Aurora Skarner ⋅ Ezreal ⋅ Poppy   |
| Rumble ⋅ Ivern Tristana ⋅ Miss Fortune ⋅ Leona | Rumble ⋅ Ivern Tristana ⋅ Miss Fortune ⋅ Leona | Rumble ⋅ Ivern Tristana ⋅ Miss Fortune ⋅ Leona | Rumble ⋅ Ivern Tristana ⋅ Miss Fortune ⋅ Leona | Rumble ⋅ Ivern Tristana ⋅ Miss Fortune ⋅ Leona | Rumble ⋅ Ivern Tristana ⋅ Miss Fortune ⋅ Leona | Rumble ⋅ Ivern Tristana ⋅ Miss Fortune ⋅ Leona | Chọn                          | Chọn   | Camille ⋅ Sejuani Sylas ⋅ Caitlyn ⋅ Bard | Camille ⋅ Sejuani Sylas ⋅ Caitlyn ⋅ Bard | Camille ⋅ Sejuani Sylas ⋅ Caitlyn ⋅ Bard | Camille ⋅ Sejuani Sylas ⋅ Caitlyn ⋅ Bard | Camille ⋅ Sejuani Sylas ⋅ Caitlyn ⋅ Bard | Camille ⋅ Sejuani Sylas ⋅ Caitlyn ⋅ Bard | Camille ⋅ Sejuani Sylas ⋅ Caitlyn ⋅ Bard |
|                                                |                                                |                                                |                                                |                                                |                                                |                                                |                               |        |                                          |                                          |                                          |                                          |                                          |                                          |                                          |

| 0/15/0                                      | 0/15/0                                      | 0/15/0                                      | 0/15/0                                      | 0/15/0                                      | 0/15/0                                      | 0/15/0                                      | Trận 2                        | Trận 2 | 15/0/42                                    | 15/0/42                                    | 15/0/42                                    | 15/0/42                                    | 15/0/42                                    | 15/0/42                                    | 15/0/42                                    |
| Rồng: 2 ⋅ Trụ: 2 ⋅ Vàng: 51,4k              | Rồng: 2 ⋅ Trụ: 2 ⋅ Vàng: 51,4k              | Rồng: 2 ⋅ Trụ: 2 ⋅ Vàng: 51,4k              | Rồng: 2 ⋅ Trụ: 2 ⋅ Vàng: 51,4k              | Rồng: 2 ⋅ Trụ: 2 ⋅ Vàng: 51,4k              | Rồng: 2 ⋅ Trụ: 2 ⋅ Vàng: 51,4k              | Rồng: 2 ⋅ Trụ: 2 ⋅ Vàng: 51,4k              | Sự kiện thể thao đang diễn ra | 33:45  | Rồng: 3 ⋅ Trụ: 8 ⋅ Vàng: 63,0k             | Rồng: 3 ⋅ Trụ: 8 ⋅ Vàng: 63,0k             | Rồng: 3 ⋅ Trụ: 8 ⋅ Vàng: 63,0k             | Rồng: 3 ⋅ Trụ: 8 ⋅ Vàng: 63,0k             | Rồng: 3 ⋅ Trụ: 8 ⋅ Vàng: 63,0k             | Rồng: 3 ⋅ Trụ: 8 ⋅ Vàng: 63,0k             | Rồng: 3 ⋅ Trụ: 8 ⋅ Vàng: 63,0k             |
| Gnar ⋅ Kalista Sejuani ⋅ Orianna ⋅ Tristana | Gnar ⋅ Kalista Sejuani ⋅ Orianna ⋅ Tristana | Gnar ⋅ Kalista Sejuani ⋅ Orianna ⋅ Tristana | Gnar ⋅ Kalista Sejuani ⋅ Orianna ⋅ Tristana | Gnar ⋅ Kalista Sejuani ⋅ Orianna ⋅ Tristana | Gnar ⋅ Kalista Sejuani ⋅ Orianna ⋅ Tristana | Gnar ⋅ Kalista Sejuani ⋅ Orianna ⋅ Tristana | Cấm                           | Cấm    | Yone ⋅ Aurora Skarner ⋅ Renekton ⋅ K'Sante | Yone ⋅ Aurora Skarner ⋅ Renekton ⋅ K'Sante | Yone ⋅ Aurora Skarner ⋅ Renekton ⋅ K'Sante | Yone ⋅ Aurora Skarner ⋅ Renekton ⋅ K'Sante | Yone ⋅ Aurora Skarner ⋅ Renekton ⋅ K'Sante | Yone ⋅ Aurora Skarner ⋅ Renekton ⋅ K'Sante | Yone ⋅ Aurora Skarner ⋅ Renekton ⋅ K'Sante |
| Galio ⋅ Viego Sylas ⋅ Ezreal ⋅ Rell         | Galio ⋅ Viego Sylas ⋅ Ezreal ⋅ Rell         | Galio ⋅ Viego Sylas ⋅ Ezreal ⋅ Rell         | Galio ⋅ Viego Sylas ⋅ Ezreal ⋅ Rell         | Galio ⋅ Viego Sylas ⋅ Ezreal ⋅ Rell         | Galio ⋅ Viego Sylas ⋅ Ezreal ⋅ Rell         | Galio ⋅ Viego Sylas ⋅ Ezreal ⋅ Rell         | Chọn                          | Chọn   | Rumble ⋅ Xin Zhao Ahri ⋅ Xayah ⋅ Rakan     | Rumble ⋅ Xin Zhao Ahri ⋅ Xayah ⋅ Rakan     | Rumble ⋅ Xin Zhao Ahri ⋅ Xayah ⋅ Rakan     | Rumble ⋅ Xin Zhao Ahri ⋅ Xayah ⋅ Rakan     | Rumble ⋅ Xin Zhao Ahri ⋅ Xayah ⋅ Rakan     | Rumble ⋅ Xin Zhao Ahri ⋅ Xayah ⋅ Rakan     | Rumble ⋅ Xin Zhao Ahri ⋅ Xayah ⋅ Rakan     |
|                                             |                                             |                                             |                                             |                                             |                                             |                                             |                               |        |                                            |                                            |                                            |                                            |                                            |                                            |                                            |

| 7/14/18                                    | 7/14/18                                    | 7/14/18                                    | 7/14/18                                    | 7/14/18                                    | 7/14/18                                    | 7/14/18                                    | Trận 3                        | Trận 3 | 14/7/30                            | 14/7/30                            | 14/7/30                            | 14/7/30                            | 14/7/30                            | 14/7/30                            | 14/7/30                            |
| Rồng: 3 ⋅ Trụ: 4 ⋅ Vàng: 62,1k             | Rồng: 3 ⋅ Trụ: 4 ⋅ Vàng: 62,1k             | Rồng: 3 ⋅ Trụ: 4 ⋅ Vàng: 62,1k             | Rồng: 3 ⋅ Trụ: 4 ⋅ Vàng: 62,1k             | Rồng: 3 ⋅ Trụ: 4 ⋅ Vàng: 62,1k             | Rồng: 3 ⋅ Trụ: 4 ⋅ Vàng: 62,1k             | Rồng: 3 ⋅ Trụ: 4 ⋅ Vàng: 62,1k             | Sự kiện thể thao đang diễn ra | 37:28  | Rồng: 2 ⋅ Trụ: 9 ⋅ Vàng: 73,2k     | Rồng: 2 ⋅ Trụ: 9 ⋅ Vàng: 73,2k     | Rồng: 2 ⋅ Trụ: 9 ⋅ Vàng: 73,2k     | Rồng: 2 ⋅ Trụ: 9 ⋅ Vàng: 73,2k     | Rồng: 2 ⋅ Trụ: 9 ⋅ Vàng: 73,2k     | Rồng: 2 ⋅ Trụ: 9 ⋅ Vàng: 73,2k     | Rồng: 2 ⋅ Trụ: 9 ⋅ Vàng: 73,2k     |
| Rakan ⋅ Kalista Rumble ⋅ Renata Glasc ⋅ Vi | Rakan ⋅ Kalista Rumble ⋅ Renata Glasc ⋅ Vi | Rakan ⋅ Kalista Rumble ⋅ Renata Glasc ⋅ Vi | Rakan ⋅ Kalista Rumble ⋅ Renata Glasc ⋅ Vi | Rakan ⋅ Kalista Rumble ⋅ Renata Glasc ⋅ Vi | Rakan ⋅ Kalista Rumble ⋅ Renata Glasc ⋅ Vi | Rakan ⋅ Kalista Rumble ⋅ Renata Glasc ⋅ Vi | Cấm                           | Cấm    | Yone ⋅ Aurora Skarner ⋅ Jax ⋅ Rell | Yone ⋅ Aurora Skarner ⋅ Jax ⋅ Rell | Yone ⋅ Aurora Skarner ⋅ Jax ⋅ Rell | Yone ⋅ Aurora Skarner ⋅ Jax ⋅ Rell | Yone ⋅ Aurora Skarner ⋅ Jax ⋅ Rell | Yone ⋅ Aurora Skarner ⋅ Jax ⋅ Rell | Yone ⋅ Aurora Skarner ⋅ Jax ⋅ Rell |
| Kennen ⋅ Xin Zhao Sylas ⋅ Kai'Sa ⋅ Leona   | Kennen ⋅ Xin Zhao Sylas ⋅ Kai'Sa ⋅ Leona   | Kennen ⋅ Xin Zhao Sylas ⋅ Kai'Sa ⋅ Leona   | Kennen ⋅ Xin Zhao Sylas ⋅ Kai'Sa ⋅ Leona   | Kennen ⋅ Xin Zhao Sylas ⋅ Kai'Sa ⋅ Leona   | Kennen ⋅ Xin Zhao Sylas ⋅ Kai'Sa ⋅ Leona   | Kennen ⋅ Xin Zhao Sylas ⋅ Kai'Sa ⋅ Leona   | Chọn                          | Chọn   | Gnar ⋅ Poppy Galio ⋅ Xayah ⋅ Pyke  | Gnar ⋅ Poppy Galio ⋅ Xayah ⋅ Pyke  | Gnar ⋅ Poppy Galio ⋅ Xayah ⋅ Pyke  | Gnar ⋅ Poppy Galio ⋅ Xayah ⋅ Pyke  | Gnar ⋅ Poppy Galio ⋅ Xayah ⋅ Pyke  | Gnar ⋅ Poppy Galio ⋅ Xayah ⋅ Pyke  | Gnar ⋅ Poppy Galio ⋅ Xayah ⋅ Pyke  |
|                                            |                                            |                                            |                                            |                                            |                                            |                                            |                               |        |                                    |                                    |                                    |                                    |                                    |                                    |                                    |

| Bo5 MVP: | Keria |  |

| Top Esports | 0 – 3 | T1 |

| 5/13/11                                        | 5/13/11                                        | 5/13/11                                        | 5/13/11                                        | 5/13/11                                        | 5/13/11                                        | 5/13/11                                        | Trận 1                        | Trận 1 | 13/5/45                                  | 13/5/45                                  | 13/5/45                                  | 13/5/45                                  | 13/5/45                                  | 13/5/45                                  | 13/5/45                                  |
| Rồng: 1 ⋅ Trụ: 3 ⋅ Vàng: 51,9k                 | Rồng: 1 ⋅ Trụ: 3 ⋅ Vàng: 51,9k                 | Rồng: 1 ⋅ Trụ: 3 ⋅ Vàng: 51,9k                 | Rồng: 1 ⋅ Trụ: 3 ⋅ Vàng: 51,9k                 | Rồng: 1 ⋅ Trụ: 3 ⋅ Vàng: 51,9k                 | Rồng: 1 ⋅ Trụ: 3 ⋅ Vàng: 51,9k                 | Rồng: 1 ⋅ Trụ: 3 ⋅ Vàng: 51,9k                 | Sự kiện thể thao đang diễn ra | 31:57  | Rồng: 4 ⋅ Trụ: 11 ⋅ Vàng: 61,3k          | Rồng: 4 ⋅ Trụ: 11 ⋅ Vàng: 61,3k          | Rồng: 4 ⋅ Trụ: 11 ⋅ Vàng: 61,3k          | Rồng: 4 ⋅ Trụ: 11 ⋅ Vàng: 61,3k          | Rồng: 4 ⋅ Trụ: 11 ⋅ Vàng: 61,3k          | Rồng: 4 ⋅ Trụ: 11 ⋅ Vàng: 61,3k          | Rồng: 4 ⋅ Trụ: 11 ⋅ Vàng: 61,3k          |
| Gnar ⋅ Kalista Vi ⋅ Ashe ⋅ Rakan               | Gnar ⋅ Kalista Vi ⋅ Ashe ⋅ Rakan               | Gnar ⋅ Kalista Vi ⋅ Ashe ⋅ Rakan               | Gnar ⋅ Kalista Vi ⋅ Ashe ⋅ Rakan               | Gnar ⋅ Kalista Vi ⋅ Ashe ⋅ Rakan               | Gnar ⋅ Kalista Vi ⋅ Ashe ⋅ Rakan               | Gnar ⋅ Kalista Vi ⋅ Ashe ⋅ Rakan               | Cấm                           | Cấm    | Yone ⋅ Aurora Skarner ⋅ Ezreal ⋅ Poppy   | Yone ⋅ Aurora Skarner ⋅ Ezreal ⋅ Poppy   | Yone ⋅ Aurora Skarner ⋅ Ezreal ⋅ Poppy   | Yone ⋅ Aurora Skarner ⋅ Ezreal ⋅ Poppy   | Yone ⋅ Aurora Skarner ⋅ Ezreal ⋅ Poppy   | Yone ⋅ Aurora Skarner ⋅ Ezreal ⋅ Poppy   | Yone ⋅ Aurora Skarner ⋅ Ezreal ⋅ Poppy   |
| Rumble ⋅ Ivern Tristana ⋅ Miss Fortune ⋅ Leona | Rumble ⋅ Ivern Tristana ⋅ Miss Fortune ⋅ Leona | Rumble ⋅ Ivern Tristana ⋅ Miss Fortune ⋅ Leona | Rumble ⋅ Ivern Tristana ⋅ Miss Fortune ⋅ Leona | Rumble ⋅ Ivern Tristana ⋅ Miss Fortune ⋅ Leona | Rumble ⋅ Ivern Tristana ⋅ Miss Fortune ⋅ Leona | Rumble ⋅ Ivern Tristana ⋅ Miss Fortune ⋅ Leona | Chọn                          | Chọn   | Camille ⋅ Sejuani Sylas ⋅ Caitlyn ⋅ Bard | Camille ⋅ Sejuani Sylas ⋅ Caitlyn ⋅ Bard | Camille ⋅ Sejuani Sylas ⋅ Caitlyn ⋅ Bard | Camille ⋅ Sejuani Sylas ⋅ Caitlyn ⋅ Bard | Camille ⋅ Sejuani Sylas ⋅ Caitlyn ⋅ Bard | Camille ⋅ Sejuani Sylas ⋅ Caitlyn ⋅ Bard | Camille ⋅ Sejuani Sylas ⋅ Caitlyn ⋅ Bard |
|                                                |                                                |                                                |                                                |                                                |                                                |                                                |                               |        |                                          |                                          |                                          |                                          |                                          |                                          |                                          |

| 0/15/0                                      | 0/15/0                                      | 0/15/0                                      | 0/15/0                                      | 0/15/0                                      | 0/15/0                                      | 0/15/0                                      | Trận 2                        | Trận 2 | 15/0/42                                    | 15/0/42                                    | 15/0/42                                    | 15/0/42                                    | 15/0/42                                    | 15/0/42                                    | 15/0/42                                    |
| Rồng: 2 ⋅ Trụ: 2 ⋅ Vàng: 51,4k              | Rồng: 2 ⋅ Trụ: 2 ⋅ Vàng: 51,4k              | Rồng: 2 ⋅ Trụ: 2 ⋅ Vàng: 51,4k              | Rồng: 2 ⋅ Trụ: 2 ⋅ Vàng: 51,4k              | Rồng: 2 ⋅ Trụ: 2 ⋅ Vàng: 51,4k              | Rồng: 2 ⋅ Trụ: 2 ⋅ Vàng: 51,4k              | Rồng: 2 ⋅ Trụ: 2 ⋅ Vàng: 51,4k              | Sự kiện thể thao đang diễn ra | 33:45  | Rồng: 3 ⋅ Trụ: 8 ⋅ Vàng: 63,0k             | Rồng: 3 ⋅ Trụ: 8 ⋅ Vàng: 63,0k             | Rồng: 3 ⋅ Trụ: 8 ⋅ Vàng: 63,0k             | Rồng: 3 ⋅ Trụ: 8 ⋅ Vàng: 63,0k             | Rồng: 3 ⋅ Trụ: 8 ⋅ Vàng: 63,0k             | Rồng: 3 ⋅ Trụ: 8 ⋅ Vàng: 63,0k             | Rồng: 3 ⋅ Trụ: 8 ⋅ Vàng: 63,0k             |
| Gnar ⋅ Kalista Sejuani ⋅ Orianna ⋅ Tristana | Gnar ⋅ Kalista Sejuani ⋅ Orianna ⋅ Tristana | Gnar ⋅ Kalista Sejuani ⋅ Orianna ⋅ Tristana | Gnar ⋅ Kalista Sejuani ⋅ Orianna ⋅ Tristana | Gnar ⋅ Kalista Sejuani ⋅ Orianna ⋅ Tristana | Gnar ⋅ Kalista Sejuani ⋅ Orianna ⋅ Tristana | Gnar ⋅ Kalista Sejuani ⋅ Orianna ⋅ Tristana | Cấm                           | Cấm    | Yone ⋅ Aurora Skarner ⋅ Renekton ⋅ K'Sante | Yone ⋅ Aurora Skarner ⋅ Renekton ⋅ K'Sante | Yone ⋅ Aurora Skarner ⋅ Renekton ⋅ K'Sante | Yone ⋅ Aurora Skarner ⋅ Renekton ⋅ K'Sante | Yone ⋅ Aurora Skarner ⋅ Renekton ⋅ K'Sante | Yone ⋅ Aurora Skarner ⋅ Renekton ⋅ K'Sante | Yone ⋅ Aurora Skarner ⋅ Renekton ⋅ K'Sante |
| Galio ⋅ Viego Sylas ⋅ Ezreal ⋅ Rell         | Galio ⋅ Viego Sylas ⋅ Ezreal ⋅ Rell         | Galio ⋅ Viego Sylas ⋅ Ezreal ⋅ Rell         | Galio ⋅ Viego Sylas ⋅ Ezreal ⋅ Rell         | Galio ⋅ Viego Sylas ⋅ Ezreal ⋅ Rell         | Galio ⋅ Viego Sylas ⋅ Ezreal ⋅ Rell         | Galio ⋅ Viego Sylas ⋅ Ezreal ⋅ Rell         | Chọn                          | Chọn   | Rumble ⋅ Xin Zhao Ahri ⋅ Xayah ⋅ Rakan     | Rumble ⋅ Xin Zhao Ahri ⋅ Xayah ⋅ Rakan     | Rumble ⋅ Xin Zhao Ahri ⋅ Xayah ⋅ Rakan     | Rumble ⋅ Xin Zhao Ahri ⋅ Xayah ⋅ Rakan     | Rumble ⋅ Xin Zhao Ahri ⋅ Xayah ⋅ Rakan     | Rumble ⋅ Xin Zhao Ahri ⋅ Xayah ⋅ Rakan     | Rumble ⋅ Xin Zhao Ahri ⋅ Xayah ⋅ Rakan     |
|                                             |                                             |                                             |                                             |                                             |                                             |                                             |                               |        |                                            |                                            |                                            |                                            |                                            |                                            |                                            |

| 7/14/18                                    | 7/14/18                                    | 7/14/18                                    | 7/14/18                                    | 7/14/18                                    | 7/14/18                                    | 7/14/18                                    | Trận 3                        | Trận 3 | 14/7/30                            | 14/7/30                            | 14/7/30                            | 14/7/30                            | 14/7/30                            | 14/7/30                            | 14/7/30                            |
| Rồng: 3 ⋅ Trụ: 4 ⋅ Vàng: 62,1k             | Rồng: 3 ⋅ Trụ: 4 ⋅ Vàng: 62,1k             | Rồng: 3 ⋅ Trụ: 4 ⋅ Vàng: 62,1k             | Rồng: 3 ⋅ Trụ: 4 ⋅ Vàng: 62,1k             | Rồng: 3 ⋅ Trụ: 4 ⋅ Vàng: 62,1k             | Rồng: 3 ⋅ Trụ: 4 ⋅ Vàng: 62,1k             | Rồng: 3 ⋅ Trụ: 4 ⋅ Vàng: 62,1k             | Sự kiện thể thao đang diễn ra | 37:28  | Rồng: 2 ⋅ Trụ: 9 ⋅ Vàng: 73,2k     | Rồng: 2 ⋅ Trụ: 9 ⋅ Vàng: 73,2k     | Rồng: 2 ⋅ Trụ: 9 ⋅ Vàng: 73,2k     | Rồng: 2 ⋅ Trụ: 9 ⋅ Vàng: 73,2k     | Rồng: 2 ⋅ Trụ: 9 ⋅ Vàng: 73,2k     | Rồng: 2 ⋅ Trụ: 9 ⋅ Vàng: 73,2k     | Rồng: 2 ⋅ Trụ: 9 ⋅ Vàng: 73,2k     |
| Rakan ⋅ Kalista Rumble ⋅ Renata Glasc ⋅ Vi | Rakan ⋅ Kalista Rumble ⋅ Renata Glasc ⋅ Vi | Rakan ⋅ Kalista Rumble ⋅ Renata Glasc ⋅ Vi | Rakan ⋅ Kalista Rumble ⋅ Renata Glasc ⋅ Vi | Rakan ⋅ Kalista Rumble ⋅ Renata Glasc ⋅ Vi | Rakan ⋅ Kalista Rumble ⋅ Renata Glasc ⋅ Vi | Rakan ⋅ Kalista Rumble ⋅ Renata Glasc ⋅ Vi | Cấm                           | Cấm    | Yone ⋅ Aurora Skarner ⋅ Jax ⋅ Rell | Yone ⋅ Aurora Skarner ⋅ Jax ⋅ Rell | Yone ⋅ Aurora Skarner ⋅ Jax ⋅ Rell | Yone ⋅ Aurora Skarner ⋅ Jax ⋅ Rell | Yone ⋅ Aurora Skarner ⋅ Jax ⋅ Rell | Yone ⋅ Aurora Skarner ⋅ Jax ⋅ Rell | Yone ⋅ Aurora Skarner ⋅ Jax ⋅ Rell |
| Kennen ⋅ Xin Zhao Sylas ⋅ Kai'Sa ⋅ Leona   | Kennen ⋅ Xin Zhao Sylas ⋅ Kai'Sa ⋅ Leona   | Kennen ⋅ Xin Zhao Sylas ⋅ Kai'Sa ⋅ Leona   | Kennen ⋅ Xin Zhao Sylas ⋅ Kai'Sa ⋅ Leona   | Kennen ⋅ Xin Zhao Sylas ⋅ Kai'Sa ⋅ Leona   | Kennen ⋅ Xin Zhao Sylas ⋅ Kai'Sa ⋅ Leona   | Kennen ⋅ Xin Zhao Sylas ⋅ Kai'Sa ⋅ Leona   | Chọn                          | Chọn   | Gnar ⋅ Poppy Galio ⋅ Xayah ⋅ Pyke  | Gnar ⋅ Poppy Galio ⋅ Xayah ⋅ Pyke  | Gnar ⋅ Poppy Galio ⋅ Xayah ⋅ Pyke  | Gnar ⋅ Poppy Galio ⋅ Xayah ⋅ Pyke  | Gnar ⋅ Poppy Galio ⋅ Xayah ⋅ Pyke  | Gnar ⋅ Poppy Galio ⋅ Xayah ⋅ Pyke  | Gnar ⋅ Poppy Galio ⋅ Xayah ⋅ Pyke  |
|                                            |                                            |                                            |                                            |                                            |                                            |                                            |                               |        |                                    |                                    |                                    |                                    |                                    |                                    |                                    |

| Bo5 MVP: | Keria |  |

| Gen.G | 3 – 2 | FlyQuest |

| 3/14/5                                        | 3/14/5                                        | 3/14/5                                        | 3/14/5                                        | 3/14/5                                        | 3/14/5                                        | 3/14/5                                        | Trận 1                        | Trận 1 | 14/3/46                                     | 14/3/46                                     | 14/3/46                                     | 14/3/46                                     | 14/3/46                                     | 14/3/46                                     | 14/3/46                                     |
| Rồng: 1 ⋅ Trụ: 3 ⋅ Vàng: 52,6k                | Rồng: 1 ⋅ Trụ: 3 ⋅ Vàng: 52,6k                | Rồng: 1 ⋅ Trụ: 3 ⋅ Vàng: 52,6k                | Rồng: 1 ⋅ Trụ: 3 ⋅ Vàng: 52,6k                | Rồng: 1 ⋅ Trụ: 3 ⋅ Vàng: 52,6k                | Rồng: 1 ⋅ Trụ: 3 ⋅ Vàng: 52,6k                | Rồng: 1 ⋅ Trụ: 3 ⋅ Vàng: 52,6k                | Sự kiện thể thao đang diễn ra | 31:49  | Rồng: 4 ⋅ Trụ: 8 ⋅ Vàng: 59,4k              | Rồng: 4 ⋅ Trụ: 8 ⋅ Vàng: 59,4k              | Rồng: 4 ⋅ Trụ: 8 ⋅ Vàng: 59,4k              | Rồng: 4 ⋅ Trụ: 8 ⋅ Vàng: 59,4k              | Rồng: 4 ⋅ Trụ: 8 ⋅ Vàng: 59,4k              | Rồng: 4 ⋅ Trụ: 8 ⋅ Vàng: 59,4k              | Rồng: 4 ⋅ Trụ: 8 ⋅ Vàng: 59,4k              |
| Ivern ⋅ Renekton Orianna ⋅ Cassiopeia ⋅ Amumu | Ivern ⋅ Renekton Orianna ⋅ Cassiopeia ⋅ Amumu | Ivern ⋅ Renekton Orianna ⋅ Cassiopeia ⋅ Amumu | Ivern ⋅ Renekton Orianna ⋅ Cassiopeia ⋅ Amumu | Ivern ⋅ Renekton Orianna ⋅ Cassiopeia ⋅ Amumu | Ivern ⋅ Renekton Orianna ⋅ Cassiopeia ⋅ Amumu | Ivern ⋅ Renekton Orianna ⋅ Cassiopeia ⋅ Amumu | Cấm                           | Cấm    | Aurora ⋅ Yone Ezreal ⋅ Rell ⋅ Rakan         | Aurora ⋅ Yone Ezreal ⋅ Rell ⋅ Rakan         | Aurora ⋅ Yone Ezreal ⋅ Rell ⋅ Rakan         | Aurora ⋅ Yone Ezreal ⋅ Rell ⋅ Rakan         | Aurora ⋅ Yone Ezreal ⋅ Rell ⋅ Rakan         | Aurora ⋅ Yone Ezreal ⋅ Rell ⋅ Rakan         | Aurora ⋅ Yone Ezreal ⋅ Rell ⋅ Rakan         |
| Rumble ⋅ Skarner Ahri ⋅ Jinx ⋅ Leona          | Rumble ⋅ Skarner Ahri ⋅ Jinx ⋅ Leona          | Rumble ⋅ Skarner Ahri ⋅ Jinx ⋅ Leona          | Rumble ⋅ Skarner Ahri ⋅ Jinx ⋅ Leona          | Rumble ⋅ Skarner Ahri ⋅ Jinx ⋅ Leona          | Rumble ⋅ Skarner Ahri ⋅ Jinx ⋅ Leona          | Rumble ⋅ Skarner Ahri ⋅ Jinx ⋅ Leona          | Chọn                          | Chọn   | Galio ⋅ Xin Zhao Seraphine ⋅ Ashe ⋅ Alistar | Galio ⋅ Xin Zhao Seraphine ⋅ Ashe ⋅ Alistar | Galio ⋅ Xin Zhao Seraphine ⋅ Ashe ⋅ Alistar | Galio ⋅ Xin Zhao Seraphine ⋅ Ashe ⋅ Alistar | Galio ⋅ Xin Zhao Seraphine ⋅ Ashe ⋅ Alistar | Galio ⋅ Xin Zhao Seraphine ⋅ Ashe ⋅ Alistar | Galio ⋅ Xin Zhao Seraphine ⋅ Ashe ⋅ Alistar |
|                                               |                                               |                                               |                                               |                                               |                                               |                                               |                               |        |                                             |                                             |                                             |                                             |                                             |                                             |                                             |

| 19/6/39                                  | 19/6/39                                  | 19/6/39                                  | 19/6/39                                  | 19/6/39                                  | 19/6/39                                  | 19/6/39                                  | Trận 2                        | Trận 2 | 6/19/8                                             | 6/19/8                                             | 6/19/8                                             | 6/19/8                                             | 6/19/8                                             | 6/19/8                                             | 6/19/8                                             |
| Rồng: 2 ⋅ Trụ: 10 ⋅ Vàng: 56,6k          | Rồng: 2 ⋅ Trụ: 10 ⋅ Vàng: 56,6k          | Rồng: 2 ⋅ Trụ: 10 ⋅ Vàng: 56,6k          | Rồng: 2 ⋅ Trụ: 10 ⋅ Vàng: 56,6k          | Rồng: 2 ⋅ Trụ: 10 ⋅ Vàng: 56,6k          | Rồng: 2 ⋅ Trụ: 10 ⋅ Vàng: 56,6k          | Rồng: 2 ⋅ Trụ: 10 ⋅ Vàng: 56,6k          | Sự kiện thể thao đang diễn ra | 26:35  | Rồng: 2 ⋅ Trụ: 2 ⋅ Vàng: 41,9k                     | Rồng: 2 ⋅ Trụ: 2 ⋅ Vàng: 41,9k                     | Rồng: 2 ⋅ Trụ: 2 ⋅ Vàng: 41,9k                     | Rồng: 2 ⋅ Trụ: 2 ⋅ Vàng: 41,9k                     | Rồng: 2 ⋅ Trụ: 2 ⋅ Vàng: 41,9k                     | Rồng: 2 ⋅ Trụ: 2 ⋅ Vàng: 41,9k                     | Rồng: 2 ⋅ Trụ: 2 ⋅ Vàng: 41,9k                     |
| Aurora ⋅ Yone Nocturne ⋅ Tristana ⋅ Rell | Aurora ⋅ Yone Nocturne ⋅ Tristana ⋅ Rell | Aurora ⋅ Yone Nocturne ⋅ Tristana ⋅ Rell | Aurora ⋅ Yone Nocturne ⋅ Tristana ⋅ Rell | Aurora ⋅ Yone Nocturne ⋅ Tristana ⋅ Rell | Aurora ⋅ Yone Nocturne ⋅ Tristana ⋅ Rell | Aurora ⋅ Yone Nocturne ⋅ Tristana ⋅ Rell | Cấm                           | Cấm    | Seraphine ⋅ Ivern Skarner ⋅ Xin Zhao ⋅ Vi          | Seraphine ⋅ Ivern Skarner ⋅ Xin Zhao ⋅ Vi          | Seraphine ⋅ Ivern Skarner ⋅ Xin Zhao ⋅ Vi          | Seraphine ⋅ Ivern Skarner ⋅ Xin Zhao ⋅ Vi          | Seraphine ⋅ Ivern Skarner ⋅ Xin Zhao ⋅ Vi          | Seraphine ⋅ Ivern Skarner ⋅ Xin Zhao ⋅ Vi          | Seraphine ⋅ Ivern Skarner ⋅ Xin Zhao ⋅ Vi          |
| Jax ⋅ Nidalee Kassadin ⋅ Ashe ⋅ Nautilus | Jax ⋅ Nidalee Kassadin ⋅ Ashe ⋅ Nautilus | Jax ⋅ Nidalee Kassadin ⋅ Ashe ⋅ Nautilus | Jax ⋅ Nidalee Kassadin ⋅ Ashe ⋅ Nautilus | Jax ⋅ Nidalee Kassadin ⋅ Ashe ⋅ Nautilus | Jax ⋅ Nidalee Kassadin ⋅ Ashe ⋅ Nautilus | Jax ⋅ Nidalee Kassadin ⋅ Ashe ⋅ Nautilus | Chọn                          | Chọn   | Renekton ⋅ Nunu & Willump Orianna ⋅ Ezreal ⋅ Rakan | Renekton ⋅ Nunu & Willump Orianna ⋅ Ezreal ⋅ Rakan | Renekton ⋅ Nunu & Willump Orianna ⋅ Ezreal ⋅ Rakan | Renekton ⋅ Nunu & Willump Orianna ⋅ Ezreal ⋅ Rakan | Renekton ⋅ Nunu & Willump Orianna ⋅ Ezreal ⋅ Rakan | Renekton ⋅ Nunu & Willump Orianna ⋅ Ezreal ⋅ Rakan | Renekton ⋅ Nunu & Willump Orianna ⋅ Ezreal ⋅ Rakan |
|                                          |                                          |                                          |                                          |                                          |                                          |                                          |                               |        |                                                    |                                                    |                                                    |                                                    |                                                    |                                                    |                                                    |

| 8/21/18                                   | 8/21/18                                   | 8/21/18                                   | 8/21/18                                   | 8/21/18                                   | 8/21/18                                   | 8/21/18                                   | Trận 3                        | Trận 3 | 14/7/54                               | 14/7/54                               | 14/7/54                               | 14/7/54                               | 14/7/54                               | 14/7/54                               | 14/7/54                               |
| Rồng: 3 ⋅ Trụ: 4 ⋅ Vàng: 70,5k            | Rồng: 3 ⋅ Trụ: 4 ⋅ Vàng: 70,5k            | Rồng: 3 ⋅ Trụ: 4 ⋅ Vàng: 70,5k            | Rồng: 3 ⋅ Trụ: 4 ⋅ Vàng: 70,5k            | Rồng: 3 ⋅ Trụ: 4 ⋅ Vàng: 70,5k            | Rồng: 3 ⋅ Trụ: 4 ⋅ Vàng: 70,5k            | Rồng: 3 ⋅ Trụ: 4 ⋅ Vàng: 70,5k            | Sự kiện thể thao đang diễn ra | 42:36  | Rồng: 3 ⋅ Trụ: 10 ⋅ Vàng: 84,7k       | Rồng: 3 ⋅ Trụ: 10 ⋅ Vàng: 84,7k       | Rồng: 3 ⋅ Trụ: 10 ⋅ Vàng: 84,7k       | Rồng: 3 ⋅ Trụ: 10 ⋅ Vàng: 84,7k       | Rồng: 3 ⋅ Trụ: 10 ⋅ Vàng: 84,7k       | Rồng: 3 ⋅ Trụ: 10 ⋅ Vàng: 84,7k       | Rồng: 3 ⋅ Trụ: 10 ⋅ Vàng: 84,7k       |
| Ashe ⋅ Ivern Yone ⋅ Olaf ⋅ Orianna        | Ashe ⋅ Ivern Yone ⋅ Olaf ⋅ Orianna        | Ashe ⋅ Ivern Yone ⋅ Olaf ⋅ Orianna        | Ashe ⋅ Ivern Yone ⋅ Olaf ⋅ Orianna        | Ashe ⋅ Ivern Yone ⋅ Olaf ⋅ Orianna        | Ashe ⋅ Ivern Yone ⋅ Olaf ⋅ Orianna        | Ashe ⋅ Ivern Yone ⋅ Olaf ⋅ Orianna        | Cấm                           | Cấm    | Aurora ⋅ Jax Kalista ⋅ K'Sante ⋅ Rell | Aurora ⋅ Jax Kalista ⋅ K'Sante ⋅ Rell | Aurora ⋅ Jax Kalista ⋅ K'Sante ⋅ Rell | Aurora ⋅ Jax Kalista ⋅ K'Sante ⋅ Rell | Aurora ⋅ Jax Kalista ⋅ K'Sante ⋅ Rell | Aurora ⋅ Jax Kalista ⋅ K'Sante ⋅ Rell | Aurora ⋅ Jax Kalista ⋅ K'Sante ⋅ Rell |
| Renekton ⋅ Sejuani Sylas ⋅ Ezreal ⋅ Braum | Renekton ⋅ Sejuani Sylas ⋅ Ezreal ⋅ Braum | Renekton ⋅ Sejuani Sylas ⋅ Ezreal ⋅ Braum | Renekton ⋅ Sejuani Sylas ⋅ Ezreal ⋅ Braum | Renekton ⋅ Sejuani Sylas ⋅ Ezreal ⋅ Braum | Renekton ⋅ Sejuani Sylas ⋅ Ezreal ⋅ Braum | Renekton ⋅ Sejuani Sylas ⋅ Ezreal ⋅ Braum | Chọn                          | Chọn   | Urgot ⋅ Skarner Zeri ⋅ Kai'Sa ⋅ Rakan | Urgot ⋅ Skarner Zeri ⋅ Kai'Sa ⋅ Rakan | Urgot ⋅ Skarner Zeri ⋅ Kai'Sa ⋅ Rakan | Urgot ⋅ Skarner Zeri ⋅ Kai'Sa ⋅ Rakan | Urgot ⋅ Skarner Zeri ⋅ Kai'Sa ⋅ Rakan | Urgot ⋅ Skarner Zeri ⋅ Kai'Sa ⋅ Rakan | Urgot ⋅ Skarner Zeri ⋅ Kai'Sa ⋅ Rakan |
|                                           |                                           |                                           |                                           |                                           |                                           |                                           |                               |        |                                       |                                       |                                       |                                       |                                       |                                       |                                       |

| 17/3/47                                    | 17/3/47                                    | 17/3/47                                    | 17/3/47                                    | 17/3/47                                    | 17/3/47                                    | 17/3/47                                    | Trận 4                        | Trận 4 | 3/17/4                                      | 3/17/4                                      | 3/17/4                                      | 3/17/4                                      | 3/17/4                                      | 3/17/4                                      | 3/17/4                                      |
| Rồng: 2 ⋅ Trụ: 10 ⋅ Vàng: 58,1k            | Rồng: 2 ⋅ Trụ: 10 ⋅ Vàng: 58,1k            | Rồng: 2 ⋅ Trụ: 10 ⋅ Vàng: 58,1k            | Rồng: 2 ⋅ Trụ: 10 ⋅ Vàng: 58,1k            | Rồng: 2 ⋅ Trụ: 10 ⋅ Vàng: 58,1k            | Rồng: 2 ⋅ Trụ: 10 ⋅ Vàng: 58,1k            | Rồng: 2 ⋅ Trụ: 10 ⋅ Vàng: 58,1k            | Sự kiện thể thao đang diễn ra | 29:13  | Rồng: 2 ⋅ Trụ: 0 ⋅ Vàng: 43,0k              | Rồng: 2 ⋅ Trụ: 0 ⋅ Vàng: 43,0k              | Rồng: 2 ⋅ Trụ: 0 ⋅ Vàng: 43,0k              | Rồng: 2 ⋅ Trụ: 0 ⋅ Vàng: 43,0k              | Rồng: 2 ⋅ Trụ: 0 ⋅ Vàng: 43,0k              | Rồng: 2 ⋅ Trụ: 0 ⋅ Vàng: 43,0k              | Rồng: 2 ⋅ Trụ: 0 ⋅ Vàng: 43,0k              |
| Seraphine ⋅ Ivern Skarner ⋅ Xin Zhao ⋅ Vi  | Seraphine ⋅ Ivern Skarner ⋅ Xin Zhao ⋅ Vi  | Seraphine ⋅ Ivern Skarner ⋅ Xin Zhao ⋅ Vi  | Seraphine ⋅ Ivern Skarner ⋅ Xin Zhao ⋅ Vi  | Seraphine ⋅ Ivern Skarner ⋅ Xin Zhao ⋅ Vi  | Seraphine ⋅ Ivern Skarner ⋅ Xin Zhao ⋅ Vi  | Seraphine ⋅ Ivern Skarner ⋅ Xin Zhao ⋅ Vi  | Cấm                           | Cấm    | Aurora ⋅ Yone Jax ⋅ Rell ⋅ Nautilus         | Aurora ⋅ Yone Jax ⋅ Rell ⋅ Nautilus         | Aurora ⋅ Yone Jax ⋅ Rell ⋅ Nautilus         | Aurora ⋅ Yone Jax ⋅ Rell ⋅ Nautilus         | Aurora ⋅ Yone Jax ⋅ Rell ⋅ Nautilus         | Aurora ⋅ Yone Jax ⋅ Rell ⋅ Nautilus         | Aurora ⋅ Yone Jax ⋅ Rell ⋅ Nautilus         |
| K'Sante ⋅ Nidalee Tristana ⋅ Ashe ⋅ Maokai | K'Sante ⋅ Nidalee Tristana ⋅ Ashe ⋅ Maokai | K'Sante ⋅ Nidalee Tristana ⋅ Ashe ⋅ Maokai | K'Sante ⋅ Nidalee Tristana ⋅ Ashe ⋅ Maokai | K'Sante ⋅ Nidalee Tristana ⋅ Ashe ⋅ Maokai | K'Sante ⋅ Nidalee Tristana ⋅ Ashe ⋅ Maokai | K'Sante ⋅ Nidalee Tristana ⋅ Ashe ⋅ Maokai | Chọn                          | Chọn   | Renekton ⋅ Sejuani Orianna ⋅ Ezreal ⋅ Rakan | Renekton ⋅ Sejuani Orianna ⋅ Ezreal ⋅ Rakan | Renekton ⋅ Sejuani Orianna ⋅ Ezreal ⋅ Rakan | Renekton ⋅ Sejuani Orianna ⋅ Ezreal ⋅ Rakan | Renekton ⋅ Sejuani Orianna ⋅ Ezreal ⋅ Rakan | Renekton ⋅ Sejuani Orianna ⋅ Ezreal ⋅ Rakan | Renekton ⋅ Sejuani Orianna ⋅ Ezreal ⋅ Rakan |
|                                            |                                            |                                            |                                            |                                            |                                            |                                            |                               |        |                                             |                                             |                                             |                                             |                                             |                                             |                                             |

| 14/3/34                                   | 14/3/34                                   | 14/3/34                                   | 14/3/34                                   | 14/3/34                                   | 14/3/34                                   | 14/3/34                                   | Trận 5                        | Trận 5 | 3/14/5                                      | 3/14/5                                      | 3/14/5                                      | 3/14/5                                      | 3/14/5                                      | 3/14/5                                      | 3/14/5                                      |
| Rồng: 3 ⋅ Trụ: 10 ⋅ Vàng: 58,2k           | Rồng: 3 ⋅ Trụ: 10 ⋅ Vàng: 58,2k           | Rồng: 3 ⋅ Trụ: 10 ⋅ Vàng: 58,2k           | Rồng: 3 ⋅ Trụ: 10 ⋅ Vàng: 58,2k           | Rồng: 3 ⋅ Trụ: 10 ⋅ Vàng: 58,2k           | Rồng: 3 ⋅ Trụ: 10 ⋅ Vàng: 58,2k           | Rồng: 3 ⋅ Trụ: 10 ⋅ Vàng: 58,2k           | Sự kiện thể thao đang diễn ra | 30:12  | Rồng: 1 ⋅ Trụ: 3 ⋅ Vàng: 49,2k              | Rồng: 1 ⋅ Trụ: 3 ⋅ Vàng: 49,2k              | Rồng: 1 ⋅ Trụ: 3 ⋅ Vàng: 49,2k              | Rồng: 1 ⋅ Trụ: 3 ⋅ Vàng: 49,2k              | Rồng: 1 ⋅ Trụ: 3 ⋅ Vàng: 49,2k              | Rồng: 1 ⋅ Trụ: 3 ⋅ Vàng: 49,2k              | Rồng: 1 ⋅ Trụ: 3 ⋅ Vàng: 49,2k              |
| Ivern ⋅ Ashe Amumu ⋅ Galio ⋅ Rell         | Ivern ⋅ Ashe Amumu ⋅ Galio ⋅ Rell         | Ivern ⋅ Ashe Amumu ⋅ Galio ⋅ Rell         | Ivern ⋅ Ashe Amumu ⋅ Galio ⋅ Rell         | Ivern ⋅ Ashe Amumu ⋅ Galio ⋅ Rell         | Ivern ⋅ Ashe Amumu ⋅ Galio ⋅ Rell         | Ivern ⋅ Ashe Amumu ⋅ Galio ⋅ Rell         | Cấm                           | Cấm    | Aurora ⋅ Nidalee Jax ⋅ Rakan ⋅ Miss Fortune | Aurora ⋅ Nidalee Jax ⋅ Rakan ⋅ Miss Fortune | Aurora ⋅ Nidalee Jax ⋅ Rakan ⋅ Miss Fortune | Aurora ⋅ Nidalee Jax ⋅ Rakan ⋅ Miss Fortune | Aurora ⋅ Nidalee Jax ⋅ Rakan ⋅ Miss Fortune | Aurora ⋅ Nidalee Jax ⋅ Rakan ⋅ Miss Fortune | Aurora ⋅ Nidalee Jax ⋅ Rakan ⋅ Miss Fortune |
| Rumble ⋅ Skarner Smolder ⋅ Ziggs ⋅ Maokai | Rumble ⋅ Skarner Smolder ⋅ Ziggs ⋅ Maokai | Rumble ⋅ Skarner Smolder ⋅ Ziggs ⋅ Maokai | Rumble ⋅ Skarner Smolder ⋅ Ziggs ⋅ Maokai | Rumble ⋅ Skarner Smolder ⋅ Ziggs ⋅ Maokai | Rumble ⋅ Skarner Smolder ⋅ Ziggs ⋅ Maokai | Rumble ⋅ Skarner Smolder ⋅ Ziggs ⋅ Maokai | Chọn                          | Chọn   | Sett ⋅ Fiddlestic Yone ⋅ Kalista ⋅ Alistar  | Sett ⋅ Fiddlestic Yone ⋅ Kalista ⋅ Alistar  | Sett ⋅ Fiddlestic Yone ⋅ Kalista ⋅ Alistar  | Sett ⋅ Fiddlestic Yone ⋅ Kalista ⋅ Alistar  | Sett ⋅ Fiddlestic Yone ⋅ Kalista ⋅ Alistar  | Sett ⋅ Fiddlestic Yone ⋅ Kalista ⋅ Alistar  | Sett ⋅ Fiddlestic Yone ⋅ Kalista ⋅ Alistar  |
|                                           |                                           |                                           |                                           |                                           |                                           |                                           |                               |        |                                             |                                             |                                             |                                             |                                             |                                             |                                             |

| Bo5 MVP: | Kiin |  |

| Gen.G | 3 – 2 | FlyQuest |

| 3/14/5                                        | 3/14/5                                        | 3/14/5                                        | 3/14/5                                        | 3/14/5                                        | 3/14/5                                        | 3/14/5                                        | Trận 1                        | Trận 1 | 14/3/46                                     | 14/3/46                                     | 14/3/46                                     | 14/3/46                                     | 14/3/46                                     | 14/3/46                                     | 14/3/46                                     |
| Rồng: 1 ⋅ Trụ: 3 ⋅ Vàng: 52,6k                | Rồng: 1 ⋅ Trụ: 3 ⋅ Vàng: 52,6k                | Rồng: 1 ⋅ Trụ: 3 ⋅ Vàng: 52,6k                | Rồng: 1 ⋅ Trụ: 3 ⋅ Vàng: 52,6k                | Rồng: 1 ⋅ Trụ: 3 ⋅ Vàng: 52,6k                | Rồng: 1 ⋅ Trụ: 3 ⋅ Vàng: 52,6k                | Rồng: 1 ⋅ Trụ: 3 ⋅ Vàng: 52,6k                | Sự kiện thể thao đang diễn ra | 31:49  | Rồng: 4 ⋅ Trụ: 8 ⋅ Vàng: 59,4k              | Rồng: 4 ⋅ Trụ: 8 ⋅ Vàng: 59,4k              | Rồng: 4 ⋅ Trụ: 8 ⋅ Vàng: 59,4k              | Rồng: 4 ⋅ Trụ: 8 ⋅ Vàng: 59,4k              | Rồng: 4 ⋅ Trụ: 8 ⋅ Vàng: 59,4k              | Rồng: 4 ⋅ Trụ: 8 ⋅ Vàng: 59,4k              | Rồng: 4 ⋅ Trụ: 8 ⋅ Vàng: 59,4k              |
| Ivern ⋅ Renekton Orianna ⋅ Cassiopeia ⋅ Amumu | Ivern ⋅ Renekton Orianna ⋅ Cassiopeia ⋅ Amumu | Ivern ⋅ Renekton Orianna ⋅ Cassiopeia ⋅ Amumu | Ivern ⋅ Renekton Orianna ⋅ Cassiopeia ⋅ Amumu | Ivern ⋅ Renekton Orianna ⋅ Cassiopeia ⋅ Amumu | Ivern ⋅ Renekton Orianna ⋅ Cassiopeia ⋅ Amumu | Ivern ⋅ Renekton Orianna ⋅ Cassiopeia ⋅ Amumu | Cấm                           | Cấm    | Aurora ⋅ Yone Ezreal ⋅ Rell ⋅ Rakan         | Aurora ⋅ Yone Ezreal ⋅ Rell ⋅ Rakan         | Aurora ⋅ Yone Ezreal ⋅ Rell ⋅ Rakan         | Aurora ⋅ Yone Ezreal ⋅ Rell ⋅ Rakan         | Aurora ⋅ Yone Ezreal ⋅ Rell ⋅ Rakan         | Aurora ⋅ Yone Ezreal ⋅ Rell ⋅ Rakan         | Aurora ⋅ Yone Ezreal ⋅ Rell ⋅ Rakan         |
| Rumble ⋅ Skarner Ahri ⋅ Jinx ⋅ Leona          | Rumble ⋅ Skarner Ahri ⋅ Jinx ⋅ Leona          | Rumble ⋅ Skarner Ahri ⋅ Jinx ⋅ Leona          | Rumble ⋅ Skarner Ahri ⋅ Jinx ⋅ Leona          | Rumble ⋅ Skarner Ahri ⋅ Jinx ⋅ Leona          | Rumble ⋅ Skarner Ahri ⋅ Jinx ⋅ Leona          | Rumble ⋅ Skarner Ahri ⋅ Jinx ⋅ Leona          | Chọn                          | Chọn   | Galio ⋅ Xin Zhao Seraphine ⋅ Ashe ⋅ Alistar | Galio ⋅ Xin Zhao Seraphine ⋅ Ashe ⋅ Alistar | Galio ⋅ Xin Zhao Seraphine ⋅ Ashe ⋅ Alistar | Galio ⋅ Xin Zhao Seraphine ⋅ Ashe ⋅ Alistar | Galio ⋅ Xin Zhao Seraphine ⋅ Ashe ⋅ Alistar | Galio ⋅ Xin Zhao Seraphine ⋅ Ashe ⋅ Alistar | Galio ⋅ Xin Zhao Seraphine ⋅ Ashe ⋅ Alistar |
|                                               |                                               |                                               |                                               |                                               |                                               |                                               |                               |        |                                             |                                             |                                             |                                             |                                             |                                             |                                             |

| 19/6/39                                  | 19/6/39                                  | 19/6/39                                  | 19/6/39                                  | 19/6/39                                  | 19/6/39                                  | 19/6/39                                  | Trận 2                        | Trận 2 | 6/19/8                                             | 6/19/8                                             | 6/19/8                                             | 6/19/8                                             | 6/19/8                                             | 6/19/8                                             | 6/19/8                                             |
| Rồng: 2 ⋅ Trụ: 10 ⋅ Vàng: 56,6k          | Rồng: 2 ⋅ Trụ: 10 ⋅ Vàng: 56,6k          | Rồng: 2 ⋅ Trụ: 10 ⋅ Vàng: 56,6k          | Rồng: 2 ⋅ Trụ: 10 ⋅ Vàng: 56,6k          | Rồng: 2 ⋅ Trụ: 10 ⋅ Vàng: 56,6k          | Rồng: 2 ⋅ Trụ: 10 ⋅ Vàng: 56,6k          | Rồng: 2 ⋅ Trụ: 10 ⋅ Vàng: 56,6k          | Sự kiện thể thao đang diễn ra | 26:35  | Rồng: 2 ⋅ Trụ: 2 ⋅ Vàng: 41,9k                     | Rồng: 2 ⋅ Trụ: 2 ⋅ Vàng: 41,9k                     | Rồng: 2 ⋅ Trụ: 2 ⋅ Vàng: 41,9k                     | Rồng: 2 ⋅ Trụ: 2 ⋅ Vàng: 41,9k                     | Rồng: 2 ⋅ Trụ: 2 ⋅ Vàng: 41,9k                     | Rồng: 2 ⋅ Trụ: 2 ⋅ Vàng: 41,9k                     | Rồng: 2 ⋅ Trụ: 2 ⋅ Vàng: 41,9k                     |
| Aurora ⋅ Yone Nocturne ⋅ Tristana ⋅ Rell | Aurora ⋅ Yone Nocturne ⋅ Tristana ⋅ Rell | Aurora ⋅ Yone Nocturne ⋅ Tristana ⋅ Rell | Aurora ⋅ Yone Nocturne ⋅ Tristana ⋅ Rell | Aurora ⋅ Yone Nocturne ⋅ Tristana ⋅ Rell | Aurora ⋅ Yone Nocturne ⋅ Tristana ⋅ Rell | Aurora ⋅ Yone Nocturne ⋅ Tristana ⋅ Rell | Cấm                           | Cấm    | Seraphine ⋅ Ivern Skarner ⋅ Xin Zhao ⋅ Vi          | Seraphine ⋅ Ivern Skarner ⋅ Xin Zhao ⋅ Vi          | Seraphine ⋅ Ivern Skarner ⋅ Xin Zhao ⋅ Vi          | Seraphine ⋅ Ivern Skarner ⋅ Xin Zhao ⋅ Vi          | Seraphine ⋅ Ivern Skarner ⋅ Xin Zhao ⋅ Vi          | Seraphine ⋅ Ivern Skarner ⋅ Xin Zhao ⋅ Vi          | Seraphine ⋅ Ivern Skarner ⋅ Xin Zhao ⋅ Vi          |
| Jax ⋅ Nidalee Kassadin ⋅ Ashe ⋅ Nautilus | Jax ⋅ Nidalee Kassadin ⋅ Ashe ⋅ Nautilus | Jax ⋅ Nidalee Kassadin ⋅ Ashe ⋅ Nautilus | Jax ⋅ Nidalee Kassadin ⋅ Ashe ⋅ Nautilus | Jax ⋅ Nidalee Kassadin ⋅ Ashe ⋅ Nautilus | Jax ⋅ Nidalee Kassadin ⋅ Ashe ⋅ Nautilus | Jax ⋅ Nidalee Kassadin ⋅ Ashe ⋅ Nautilus | Chọn                          | Chọn   | Renekton ⋅ Nunu & Willump Orianna ⋅ Ezreal ⋅ Rakan | Renekton ⋅ Nunu & Willump Orianna ⋅ Ezreal ⋅ Rakan | Renekton ⋅ Nunu & Willump Orianna ⋅ Ezreal ⋅ Rakan | Renekton ⋅ Nunu & Willump Orianna ⋅ Ezreal ⋅ Rakan | Renekton ⋅ Nunu & Willump Orianna ⋅ Ezreal ⋅ Rakan | Renekton ⋅ Nunu & Willump Orianna ⋅ Ezreal ⋅ Rakan | Renekton ⋅ Nunu & Willump Orianna ⋅ Ezreal ⋅ Rakan |
|                                          |                                          |                                          |                                          |                                          |                                          |                                          |                               |        |                                                    |                                                    |                                                    |                                                    |                                                    |                                                    |                                                    |

| 8/21/18                                   | 8/21/18                                   | 8/21/18                                   | 8/21/18                                   | 8/21/18                                   | 8/21/18                                   | 8/21/18                                   | Trận 3                        | Trận 3 | 14/7/54                               | 14/7/54                               | 14/7/54                               | 14/7/54                               | 14/7/54                               | 14/7/54                               | 14/7/54                               |
| Rồng: 3 ⋅ Trụ: 4 ⋅ Vàng: 70,5k            | Rồng: 3 ⋅ Trụ: 4 ⋅ Vàng: 70,5k            | Rồng: 3 ⋅ Trụ: 4 ⋅ Vàng: 70,5k            | Rồng: 3 ⋅ Trụ: 4 ⋅ Vàng: 70,5k            | Rồng: 3 ⋅ Trụ: 4 ⋅ Vàng: 70,5k            | Rồng: 3 ⋅ Trụ: 4 ⋅ Vàng: 70,5k            | Rồng: 3 ⋅ Trụ: 4 ⋅ Vàng: 70,5k            | Sự kiện thể thao đang diễn ra | 42:36  | Rồng: 3 ⋅ Trụ: 10 ⋅ Vàng: 84,7k       | Rồng: 3 ⋅ Trụ: 10 ⋅ Vàng: 84,7k       | Rồng: 3 ⋅ Trụ: 10 ⋅ Vàng: 84,7k       | Rồng: 3 ⋅ Trụ: 10 ⋅ Vàng: 84,7k       | Rồng: 3 ⋅ Trụ: 10 ⋅ Vàng: 84,7k       | Rồng: 3 ⋅ Trụ: 10 ⋅ Vàng: 84,7k       | Rồng: 3 ⋅ Trụ: 10 ⋅ Vàng: 84,7k       |
| Ashe ⋅ Ivern Yone ⋅ Olaf ⋅ Orianna        | Ashe ⋅ Ivern Yone ⋅ Olaf ⋅ Orianna        | Ashe ⋅ Ivern Yone ⋅ Olaf ⋅ Orianna        | Ashe ⋅ Ivern Yone ⋅ Olaf ⋅ Orianna        | Ashe ⋅ Ivern Yone ⋅ Olaf ⋅ Orianna        | Ashe ⋅ Ivern Yone ⋅ Olaf ⋅ Orianna        | Ashe ⋅ Ivern Yone ⋅ Olaf ⋅ Orianna        | Cấm                           | Cấm    | Aurora ⋅ Jax Kalista ⋅ K'Sante ⋅ Rell | Aurora ⋅ Jax Kalista ⋅ K'Sante ⋅ Rell | Aurora ⋅ Jax Kalista ⋅ K'Sante ⋅ Rell | Aurora ⋅ Jax Kalista ⋅ K'Sante ⋅ Rell | Aurora ⋅ Jax Kalista ⋅ K'Sante ⋅ Rell | Aurora ⋅ Jax Kalista ⋅ K'Sante ⋅ Rell | Aurora ⋅ Jax Kalista ⋅ K'Sante ⋅ Rell |
| Renekton ⋅ Sejuani Sylas ⋅ Ezreal ⋅ Braum | Renekton ⋅ Sejuani Sylas ⋅ Ezreal ⋅ Braum | Renekton ⋅ Sejuani Sylas ⋅ Ezreal ⋅ Braum | Renekton ⋅ Sejuani Sylas ⋅ Ezreal ⋅ Braum | Renekton ⋅ Sejuani Sylas ⋅ Ezreal ⋅ Braum | Renekton ⋅ Sejuani Sylas ⋅ Ezreal ⋅ Braum | Renekton ⋅ Sejuani Sylas ⋅ Ezreal ⋅ Braum | Chọn                          | Chọn   | Urgot ⋅ Skarner Zeri ⋅ Kai'Sa ⋅ Rakan | Urgot ⋅ Skarner Zeri ⋅ Kai'Sa ⋅ Rakan | Urgot ⋅ Skarner Zeri ⋅ Kai'Sa ⋅ Rakan | Urgot ⋅ Skarner Zeri ⋅ Kai'Sa ⋅ Rakan | Urgot ⋅ Skarner Zeri ⋅ Kai'Sa ⋅ Rakan | Urgot ⋅ Skarner Zeri ⋅ Kai'Sa ⋅ Rakan | Urgot ⋅ Skarner Zeri ⋅ Kai'Sa ⋅ Rakan |
|                                           |                                           |                                           |                                           |                                           |                                           |                                           |                               |        |                                       |                                       |                                       |                                       |                                       |                                       |                                       |

| 17/3/47                                    | 17/3/47                                    | 17/3/47                                    | 17/3/47                                    | 17/3/47                                    | 17/3/47                                    | 17/3/47                                    | Trận 4                        | Trận 4 | 3/17/4                                      | 3/17/4                                      | 3/17/4                                      | 3/17/4                                      | 3/17/4                                      | 3/17/4                                      | 3/17/4                                      |
| Rồng: 2 ⋅ Trụ: 10 ⋅ Vàng: 58,1k            | Rồng: 2 ⋅ Trụ: 10 ⋅ Vàng: 58,1k            | Rồng: 2 ⋅ Trụ: 10 ⋅ Vàng: 58,1k            | Rồng: 2 ⋅ Trụ: 10 ⋅ Vàng: 58,1k            | Rồng: 2 ⋅ Trụ: 10 ⋅ Vàng: 58,1k            | Rồng: 2 ⋅ Trụ: 10 ⋅ Vàng: 58,1k            | Rồng: 2 ⋅ Trụ: 10 ⋅ Vàng: 58,1k            | Sự kiện thể thao đang diễn ra | 29:13  | Rồng: 2 ⋅ Trụ: 0 ⋅ Vàng: 43,0k              | Rồng: 2 ⋅ Trụ: 0 ⋅ Vàng: 43,0k              | Rồng: 2 ⋅ Trụ: 0 ⋅ Vàng: 43,0k              | Rồng: 2 ⋅ Trụ: 0 ⋅ Vàng: 43,0k              | Rồng: 2 ⋅ Trụ: 0 ⋅ Vàng: 43,0k              | Rồng: 2 ⋅ Trụ: 0 ⋅ Vàng: 43,0k              | Rồng: 2 ⋅ Trụ: 0 ⋅ Vàng: 43,0k              |
| Seraphine ⋅ Ivern Skarner ⋅ Xin Zhao ⋅ Vi  | Seraphine ⋅ Ivern Skarner ⋅ Xin Zhao ⋅ Vi  | Seraphine ⋅ Ivern Skarner ⋅ Xin Zhao ⋅ Vi  | Seraphine ⋅ Ivern Skarner ⋅ Xin Zhao ⋅ Vi  | Seraphine ⋅ Ivern Skarner ⋅ Xin Zhao ⋅ Vi  | Seraphine ⋅ Ivern Skarner ⋅ Xin Zhao ⋅ Vi  | Seraphine ⋅ Ivern Skarner ⋅ Xin Zhao ⋅ Vi  | Cấm                           | Cấm    | Aurora ⋅ Yone Jax ⋅ Rell ⋅ Nautilus         | Aurora ⋅ Yone Jax ⋅ Rell ⋅ Nautilus         | Aurora ⋅ Yone Jax ⋅ Rell ⋅ Nautilus         | Aurora ⋅ Yone Jax ⋅ Rell ⋅ Nautilus         | Aurora ⋅ Yone Jax ⋅ Rell ⋅ Nautilus         | Aurora ⋅ Yone Jax ⋅ Rell ⋅ Nautilus         | Aurora ⋅ Yone Jax ⋅ Rell ⋅ Nautilus         |
| K'Sante ⋅ Nidalee Tristana ⋅ Ashe ⋅ Maokai | K'Sante ⋅ Nidalee Tristana ⋅ Ashe ⋅ Maokai | K'Sante ⋅ Nidalee Tristana ⋅ Ashe ⋅ Maokai | K'Sante ⋅ Nidalee Tristana ⋅ Ashe ⋅ Maokai | K'Sante ⋅ Nidalee Tristana ⋅ Ashe ⋅ Maokai | K'Sante ⋅ Nidalee Tristana ⋅ Ashe ⋅ Maokai | K'Sante ⋅ Nidalee Tristana ⋅ Ashe ⋅ Maokai | Chọn                          | Chọn   | Renekton ⋅ Sejuani Orianna ⋅ Ezreal ⋅ Rakan | Renekton ⋅ Sejuani Orianna ⋅ Ezreal ⋅ Rakan | Renekton ⋅ Sejuani Orianna ⋅ Ezreal ⋅ Rakan | Renekton ⋅ Sejuani Orianna ⋅ Ezreal ⋅ Rakan | Renekton ⋅ Sejuani Orianna ⋅ Ezreal ⋅ Rakan | Renekton ⋅ Sejuani Orianna ⋅ Ezreal ⋅ Rakan | Renekton ⋅ Sejuani Orianna ⋅ Ezreal ⋅ Rakan |
|                                            |                                            |                                            |                                            |                                            |                                            |                                            |                               |        |                                             |                                             |                                             |                                             |                                             |                                             |                                             |

| 14/3/34                                   | 14/3/34                                   | 14/3/34                                   | 14/3/34                                   | 14/3/34                                   | 14/3/34                                   | 14/3/34                                   | Trận 5                        | Trận 5 | 3/14/5                                      | 3/14/5                                      | 3/14/5                                      | 3/14/5                                      | 3/14/5                                      | 3/14/5                                      | 3/14/5                                      |
| Rồng: 3 ⋅ Trụ: 10 ⋅ Vàng: 58,2k           | Rồng: 3 ⋅ Trụ: 10 ⋅ Vàng: 58,2k           | Rồng: 3 ⋅ Trụ: 10 ⋅ Vàng: 58,2k           | Rồng: 3 ⋅ Trụ: 10 ⋅ Vàng: 58,2k           | Rồng: 3 ⋅ Trụ: 10 ⋅ Vàng: 58,2k           | Rồng: 3 ⋅ Trụ: 10 ⋅ Vàng: 58,2k           | Rồng: 3 ⋅ Trụ: 10 ⋅ Vàng: 58,2k           | Sự kiện thể thao đang diễn ra | 30:12  | Rồng: 1 ⋅ Trụ: 3 ⋅ Vàng: 49,2k              | Rồng: 1 ⋅ Trụ: 3 ⋅ Vàng: 49,2k              | Rồng: 1 ⋅ Trụ: 3 ⋅ Vàng: 49,2k              | Rồng: 1 ⋅ Trụ: 3 ⋅ Vàng: 49,2k              | Rồng: 1 ⋅ Trụ: 3 ⋅ Vàng: 49,2k              | Rồng: 1 ⋅ Trụ: 3 ⋅ Vàng: 49,2k              | Rồng: 1 ⋅ Trụ: 3 ⋅ Vàng: 49,2k              |
| Ivern ⋅ Ashe Amumu ⋅ Galio ⋅ Rell         | Ivern ⋅ Ashe Amumu ⋅ Galio ⋅ Rell         | Ivern ⋅ Ashe Amumu ⋅ Galio ⋅ Rell         | Ivern ⋅ Ashe Amumu ⋅ Galio ⋅ Rell         | Ivern ⋅ Ashe Amumu ⋅ Galio ⋅ Rell         | Ivern ⋅ Ashe Amumu ⋅ Galio ⋅ Rell         | Ivern ⋅ Ashe Amumu ⋅ Galio ⋅ Rell         | Cấm                           | Cấm    | Aurora ⋅ Nidalee Jax ⋅ Rakan ⋅ Miss Fortune | Aurora ⋅ Nidalee Jax ⋅ Rakan ⋅ Miss Fortune | Aurora ⋅ Nidalee Jax ⋅ Rakan ⋅ Miss Fortune | Aurora ⋅ Nidalee Jax ⋅ Rakan ⋅ Miss Fortune | Aurora ⋅ Nidalee Jax ⋅ Rakan ⋅ Miss Fortune | Aurora ⋅ Nidalee Jax ⋅ Rakan ⋅ Miss Fortune | Aurora ⋅ Nidalee Jax ⋅ Rakan ⋅ Miss Fortune |
| Rumble ⋅ Skarner Smolder ⋅ Ziggs ⋅ Maokai | Rumble ⋅ Skarner Smolder ⋅ Ziggs ⋅ Maokai | Rumble ⋅ Skarner Smolder ⋅ Ziggs ⋅ Maokai | Rumble ⋅ Skarner Smolder ⋅ Ziggs ⋅ Maokai | Rumble ⋅ Skarner Smolder ⋅ Ziggs ⋅ Maokai | Rumble ⋅ Skarner Smolder ⋅ Ziggs ⋅ Maokai | Rumble ⋅ Skarner Smolder ⋅ Ziggs ⋅ Maokai | Chọn                          | Chọn   | Sett ⋅ Fiddlestic Yone ⋅ Kalista ⋅ Alistar  | Sett ⋅ Fiddlestic Yone ⋅ Kalista ⋅ Alistar  | Sett ⋅ Fiddlestic Yone ⋅ Kalista ⋅ Alistar  | Sett ⋅ Fiddlestic Yone ⋅ Kalista ⋅ Alistar  | Sett ⋅ Fiddlestic Yone ⋅ Kalista ⋅ Alistar  | Sett ⋅ Fiddlestic Yone ⋅ Kalista ⋅ Alistar  | Sett ⋅ Fiddlestic Yone ⋅ Kalista ⋅ Alistar  |
|                                           |                                           |                                           |                                           |                                           |                                           |                                           |                               |        |                                             |                                             |                                             |                                             |                                             |                                             |                                             |

| Bo5 MVP: | Kiin |  |

#### Bán kết
| Weibo Gaming | 0 – 3 | Bilibili Gaming |

| 9/10/23                                     | 9/10/23                                     | 9/10/23                                     | 9/10/23                                     | 9/10/23                                     | 9/10/23                                     | 9/10/23                                     | Trận 1                        | Trận 1 | 10/9/19                               | 10/9/19                               | 10/9/19                               | 10/9/19                               | 10/9/19                               | 10/9/19                               | 10/9/19                               |
| Rồng: 2 ⋅ Trụ: 6 ⋅ Vàng: 68,7k              | Rồng: 2 ⋅ Trụ: 6 ⋅ Vàng: 68,7k              | Rồng: 2 ⋅ Trụ: 6 ⋅ Vàng: 68,7k              | Rồng: 2 ⋅ Trụ: 6 ⋅ Vàng: 68,7k              | Rồng: 2 ⋅ Trụ: 6 ⋅ Vàng: 68,7k              | Rồng: 2 ⋅ Trụ: 6 ⋅ Vàng: 68,7k              | Rồng: 2 ⋅ Trụ: 6 ⋅ Vàng: 68,7k              | Sự kiện thể thao đang diễn ra | 39:17  | Rồng: 3 ⋅ Trụ: 10 ⋅ Vàng: 71,2k       | Rồng: 3 ⋅ Trụ: 10 ⋅ Vàng: 71,2k       | Rồng: 3 ⋅ Trụ: 10 ⋅ Vàng: 71,2k       | Rồng: 3 ⋅ Trụ: 10 ⋅ Vàng: 71,2k       | Rồng: 3 ⋅ Trụ: 10 ⋅ Vàng: 71,2k       | Rồng: 3 ⋅ Trụ: 10 ⋅ Vàng: 71,2k       | Rồng: 3 ⋅ Trụ: 10 ⋅ Vàng: 71,2k       |
| Sylas ⋅ Rakan Ashe ⋅ Ziggs ⋅ Kai'Sa         | Sylas ⋅ Rakan Ashe ⋅ Ziggs ⋅ Kai'Sa         | Sylas ⋅ Rakan Ashe ⋅ Ziggs ⋅ Kai'Sa         | Sylas ⋅ Rakan Ashe ⋅ Ziggs ⋅ Kai'Sa         | Sylas ⋅ Rakan Ashe ⋅ Ziggs ⋅ Kai'Sa         | Sylas ⋅ Rakan Ashe ⋅ Ziggs ⋅ Kai'Sa         | Sylas ⋅ Rakan Ashe ⋅ Ziggs ⋅ Kai'Sa         | Cấm                           | Cấm    | Aurora ⋅ Orianna K'Sante ⋅ Gnar       | Aurora ⋅ Orianna K'Sante ⋅ Gnar       | Aurora ⋅ Orianna K'Sante ⋅ Gnar       | Aurora ⋅ Orianna K'Sante ⋅ Gnar       | Aurora ⋅ Orianna K'Sante ⋅ Gnar       | Aurora ⋅ Orianna K'Sante ⋅ Gnar       | Aurora ⋅ Orianna K'Sante ⋅ Gnar       |
| Poppy ⋅ Brand Yone ⋅ Kalista ⋅ Renata Glasc | Poppy ⋅ Brand Yone ⋅ Kalista ⋅ Renata Glasc | Poppy ⋅ Brand Yone ⋅ Kalista ⋅ Renata Glasc | Poppy ⋅ Brand Yone ⋅ Kalista ⋅ Renata Glasc | Poppy ⋅ Brand Yone ⋅ Kalista ⋅ Renata Glasc | Poppy ⋅ Brand Yone ⋅ Kalista ⋅ Renata Glasc | Poppy ⋅ Brand Yone ⋅ Kalista ⋅ Renata Glasc | Chọn                          | Chọn   | Jax ⋅ Skarner Smolder ⋅ Varus ⋅ Neeko | Jax ⋅ Skarner Smolder ⋅ Varus ⋅ Neeko | Jax ⋅ Skarner Smolder ⋅ Varus ⋅ Neeko | Jax ⋅ Skarner Smolder ⋅ Varus ⋅ Neeko | Jax ⋅ Skarner Smolder ⋅ Varus ⋅ Neeko | Jax ⋅ Skarner Smolder ⋅ Varus ⋅ Neeko | Jax ⋅ Skarner Smolder ⋅ Varus ⋅ Neeko |
|                                             |                                             |                                             |                                             |                                             |                                             |                                             |                               |        |                                       |                                       |                                       |                                       |                                       |                                       |                                       |

| 12/18/31                                       | 12/18/31                                       | 12/18/31                                       | 12/18/31                                       | 12/18/31                                       | 12/18/31                                       | 12/18/31                                       | Trận 2                        | Trận 2 | 18/12/43                             | 18/12/43                             | 18/12/43                             | 18/12/43                             | 18/12/43                             | 18/12/43                             | 18/12/43                             |
| Rồng: 3 ⋅ Trụ: 3 ⋅ Vàng: 54,9k                 | Rồng: 3 ⋅ Trụ: 3 ⋅ Vàng: 54,9k                 | Rồng: 3 ⋅ Trụ: 3 ⋅ Vàng: 54,9k                 | Rồng: 3 ⋅ Trụ: 3 ⋅ Vàng: 54,9k                 | Rồng: 3 ⋅ Trụ: 3 ⋅ Vàng: 54,9k                 | Rồng: 3 ⋅ Trụ: 3 ⋅ Vàng: 54,9k                 | Rồng: 3 ⋅ Trụ: 3 ⋅ Vàng: 54,9k                 | Sự kiện thể thao đang diễn ra | 31:37  | Rồng: 1 ⋅ Trụ: 8 ⋅ Vàng: 58,2k       | Rồng: 1 ⋅ Trụ: 8 ⋅ Vàng: 58,2k       | Rồng: 1 ⋅ Trụ: 8 ⋅ Vàng: 58,2k       | Rồng: 1 ⋅ Trụ: 8 ⋅ Vàng: 58,2k       | Rồng: 1 ⋅ Trụ: 8 ⋅ Vàng: 58,2k       | Rồng: 1 ⋅ Trụ: 8 ⋅ Vàng: 58,2k       | Rồng: 1 ⋅ Trụ: 8 ⋅ Vàng: 58,2k       |
| Sylas ⋅ Rakan Yone ⋅ Smolder ⋅ Cassiopeia      | Sylas ⋅ Rakan Yone ⋅ Smolder ⋅ Cassiopeia      | Sylas ⋅ Rakan Yone ⋅ Smolder ⋅ Cassiopeia      | Sylas ⋅ Rakan Yone ⋅ Smolder ⋅ Cassiopeia      | Sylas ⋅ Rakan Yone ⋅ Smolder ⋅ Cassiopeia      | Sylas ⋅ Rakan Yone ⋅ Smolder ⋅ Cassiopeia      | Sylas ⋅ Rakan Yone ⋅ Smolder ⋅ Cassiopeia      | Cấm                           | Cấm    | Aurora ⋅ Orianna Ashe ⋅ Brand ⋅ Gnar | Aurora ⋅ Orianna Ashe ⋅ Brand ⋅ Gnar | Aurora ⋅ Orianna Ashe ⋅ Brand ⋅ Gnar | Aurora ⋅ Orianna Ashe ⋅ Brand ⋅ Gnar | Aurora ⋅ Orianna Ashe ⋅ Brand ⋅ Gnar | Aurora ⋅ Orianna Ashe ⋅ Brand ⋅ Gnar | Aurora ⋅ Orianna Ashe ⋅ Brand ⋅ Gnar |
| Maokai ⋅ Elise Lucian ⋅ Kalista ⋅ Renata Glasc | Maokai ⋅ Elise Lucian ⋅ Kalista ⋅ Renata Glasc | Maokai ⋅ Elise Lucian ⋅ Kalista ⋅ Renata Glasc | Maokai ⋅ Elise Lucian ⋅ Kalista ⋅ Renata Glasc | Maokai ⋅ Elise Lucian ⋅ Kalista ⋅ Renata Glasc | Maokai ⋅ Elise Lucian ⋅ Kalista ⋅ Renata Glasc | Maokai ⋅ Elise Lucian ⋅ Kalista ⋅ Renata Glasc | Chọn                          | Chọn   | Jax ⋅ Skarner Syndra ⋅ Ziggs ⋅ Rell  | Jax ⋅ Skarner Syndra ⋅ Ziggs ⋅ Rell  | Jax ⋅ Skarner Syndra ⋅ Ziggs ⋅ Rell  | Jax ⋅ Skarner Syndra ⋅ Ziggs ⋅ Rell  | Jax ⋅ Skarner Syndra ⋅ Ziggs ⋅ Rell  | Jax ⋅ Skarner Syndra ⋅ Ziggs ⋅ Rell  | Jax ⋅ Skarner Syndra ⋅ Ziggs ⋅ Rell  |
|                                                |                                                |                                                |                                                |                                                |                                                |                                                |                               |        |                                      |                                      |                                      |                                      |                                      |                                      |                                      |

| 8/21/21                                 | 8/21/21                                 | 8/21/21                                 | 8/21/21                                 | 8/21/21                                 | 8/21/21                                 | 8/21/21                                 | Trận 3                        | Trận 3 | 21/8/46                                | 21/8/46                                | 21/8/46                                | 21/8/46                                | 21/8/46                                | 21/8/46                                | 21/8/46                                |
| Rồng: 2 ⋅ Trụ: 3 ⋅ Vàng: 46,7k          | Rồng: 2 ⋅ Trụ: 3 ⋅ Vàng: 46,7k          | Rồng: 2 ⋅ Trụ: 3 ⋅ Vàng: 46,7k          | Rồng: 2 ⋅ Trụ: 3 ⋅ Vàng: 46,7k          | Rồng: 2 ⋅ Trụ: 3 ⋅ Vàng: 46,7k          | Rồng: 2 ⋅ Trụ: 3 ⋅ Vàng: 46,7k          | Rồng: 2 ⋅ Trụ: 3 ⋅ Vàng: 46,7k          | Sự kiện thể thao đang diễn ra | 27:45  | Rồng: 1 ⋅ Trụ: 8 ⋅ Vàng: 56,1k         | Rồng: 1 ⋅ Trụ: 8 ⋅ Vàng: 56,1k         | Rồng: 1 ⋅ Trụ: 8 ⋅ Vàng: 56,1k         | Rồng: 1 ⋅ Trụ: 8 ⋅ Vàng: 56,1k         | Rồng: 1 ⋅ Trụ: 8 ⋅ Vàng: 56,1k         | Rồng: 1 ⋅ Trụ: 8 ⋅ Vàng: 56,1k         | Rồng: 1 ⋅ Trụ: 8 ⋅ Vàng: 56,1k         |
| Sylas ⋅ Kalista Rakan ⋅ Ahri ⋅ Smolder  | Sylas ⋅ Kalista Rakan ⋅ Ahri ⋅ Smolder  | Sylas ⋅ Kalista Rakan ⋅ Ahri ⋅ Smolder  | Sylas ⋅ Kalista Rakan ⋅ Ahri ⋅ Smolder  | Sylas ⋅ Kalista Rakan ⋅ Ahri ⋅ Smolder  | Sylas ⋅ Kalista Rakan ⋅ Ahri ⋅ Smolder  | Sylas ⋅ Kalista Rakan ⋅ Ahri ⋅ Smolder  | Cấm                           | Cấm    | Aurora ⋅ Orianna Ashe ⋅ Gnar ⋅ Brand   | Aurora ⋅ Orianna Ashe ⋅ Gnar ⋅ Brand   | Aurora ⋅ Orianna Ashe ⋅ Gnar ⋅ Brand   | Aurora ⋅ Orianna Ashe ⋅ Gnar ⋅ Brand   | Aurora ⋅ Orianna Ashe ⋅ Gnar ⋅ Brand   | Aurora ⋅ Orianna Ashe ⋅ Gnar ⋅ Brand   | Aurora ⋅ Orianna Ashe ⋅ Gnar ⋅ Brand   |
| Rumble ⋅ Sejuani Yone ⋅ Ezreal ⋅ Maokai | Rumble ⋅ Sejuani Yone ⋅ Ezreal ⋅ Maokai | Rumble ⋅ Sejuani Yone ⋅ Ezreal ⋅ Maokai | Rumble ⋅ Sejuani Yone ⋅ Ezreal ⋅ Maokai | Rumble ⋅ Sejuani Yone ⋅ Ezreal ⋅ Maokai | Rumble ⋅ Sejuani Yone ⋅ Ezreal ⋅ Maokai | Rumble ⋅ Sejuani Yone ⋅ Ezreal ⋅ Maokai | Chọn                          | Chọn   | Jax ⋅ Skarner Akali ⋅ Kai'Sa ⋅ Alistar | Jax ⋅ Skarner Akali ⋅ Kai'Sa ⋅ Alistar | Jax ⋅ Skarner Akali ⋅ Kai'Sa ⋅ Alistar | Jax ⋅ Skarner Akali ⋅ Kai'Sa ⋅ Alistar | Jax ⋅ Skarner Akali ⋅ Kai'Sa ⋅ Alistar | Jax ⋅ Skarner Akali ⋅ Kai'Sa ⋅ Alistar | Jax ⋅ Skarner Akali ⋅ Kai'Sa ⋅ Alistar |
|                                         |                                         |                                         |                                         |                                         |                                         |                                         |                               |        |                                        |                                        |                                        |                                        |                                        |                                        |                                        |

| Bo5 MVP: | knight |  |

| Weibo Gaming | 0 – 3 | Bilibili Gaming |

| 9/10/23                                     | 9/10/23                                     | 9/10/23                                     | 9/10/23                                     | 9/10/23                                     | 9/10/23                                     | 9/10/23                                     | Trận 1                        | Trận 1 | 10/9/19                               | 10/9/19                               | 10/9/19                               | 10/9/19                               | 10/9/19                               | 10/9/19                               | 10/9/19                               |
| Rồng: 2 ⋅ Trụ: 6 ⋅ Vàng: 68,7k              | Rồng: 2 ⋅ Trụ: 6 ⋅ Vàng: 68,7k              | Rồng: 2 ⋅ Trụ: 6 ⋅ Vàng: 68,7k              | Rồng: 2 ⋅ Trụ: 6 ⋅ Vàng: 68,7k              | Rồng: 2 ⋅ Trụ: 6 ⋅ Vàng: 68,7k              | Rồng: 2 ⋅ Trụ: 6 ⋅ Vàng: 68,7k              | Rồng: 2 ⋅ Trụ: 6 ⋅ Vàng: 68,7k              | Sự kiện thể thao đang diễn ra | 39:17  | Rồng: 3 ⋅ Trụ: 10 ⋅ Vàng: 71,2k       | Rồng: 3 ⋅ Trụ: 10 ⋅ Vàng: 71,2k       | Rồng: 3 ⋅ Trụ: 10 ⋅ Vàng: 71,2k       | Rồng: 3 ⋅ Trụ: 10 ⋅ Vàng: 71,2k       | Rồng: 3 ⋅ Trụ: 10 ⋅ Vàng: 71,2k       | Rồng: 3 ⋅ Trụ: 10 ⋅ Vàng: 71,2k       | Rồng: 3 ⋅ Trụ: 10 ⋅ Vàng: 71,2k       |
| Sylas ⋅ Rakan Ashe ⋅ Ziggs ⋅ Kai'Sa         | Sylas ⋅ Rakan Ashe ⋅ Ziggs ⋅ Kai'Sa         | Sylas ⋅ Rakan Ashe ⋅ Ziggs ⋅ Kai'Sa         | Sylas ⋅ Rakan Ashe ⋅ Ziggs ⋅ Kai'Sa         | Sylas ⋅ Rakan Ashe ⋅ Ziggs ⋅ Kai'Sa         | Sylas ⋅ Rakan Ashe ⋅ Ziggs ⋅ Kai'Sa         | Sylas ⋅ Rakan Ashe ⋅ Ziggs ⋅ Kai'Sa         | Cấm                           | Cấm    | Aurora ⋅ Orianna K'Sante ⋅ Gnar       | Aurora ⋅ Orianna K'Sante ⋅ Gnar       | Aurora ⋅ Orianna K'Sante ⋅ Gnar       | Aurora ⋅ Orianna K'Sante ⋅ Gnar       | Aurora ⋅ Orianna K'Sante ⋅ Gnar       | Aurora ⋅ Orianna K'Sante ⋅ Gnar       | Aurora ⋅ Orianna K'Sante ⋅ Gnar       |
| Poppy ⋅ Brand Yone ⋅ Kalista ⋅ Renata Glasc | Poppy ⋅ Brand Yone ⋅ Kalista ⋅ Renata Glasc | Poppy ⋅ Brand Yone ⋅ Kalista ⋅ Renata Glasc | Poppy ⋅ Brand Yone ⋅ Kalista ⋅ Renata Glasc | Poppy ⋅ Brand Yone ⋅ Kalista ⋅ Renata Glasc | Poppy ⋅ Brand Yone ⋅ Kalista ⋅ Renata Glasc | Poppy ⋅ Brand Yone ⋅ Kalista ⋅ Renata Glasc | Chọn                          | Chọn   | Jax ⋅ Skarner Smolder ⋅ Varus ⋅ Neeko | Jax ⋅ Skarner Smolder ⋅ Varus ⋅ Neeko | Jax ⋅ Skarner Smolder ⋅ Varus ⋅ Neeko | Jax ⋅ Skarner Smolder ⋅ Varus ⋅ Neeko | Jax ⋅ Skarner Smolder ⋅ Varus ⋅ Neeko | Jax ⋅ Skarner Smolder ⋅ Varus ⋅ Neeko | Jax ⋅ Skarner Smolder ⋅ Varus ⋅ Neeko |
|                                             |                                             |                                             |                                             |                                             |                                             |                                             |                               |        |                                       |                                       |                                       |                                       |                                       |                                       |                                       |

| 12/18/31                                       | 12/18/31                                       | 12/18/31                                       | 12/18/31                                       | 12/18/31                                       | 12/18/31                                       | 12/18/31                                       | Trận 2                        | Trận 2 | 18/12/43                             | 18/12/43                             | 18/12/43                             | 18/12/43                             | 18/12/43                             | 18/12/43                             | 18/12/43                             |
| Rồng: 3 ⋅ Trụ: 3 ⋅ Vàng: 54,9k                 | Rồng: 3 ⋅ Trụ: 3 ⋅ Vàng: 54,9k                 | Rồng: 3 ⋅ Trụ: 3 ⋅ Vàng: 54,9k                 | Rồng: 3 ⋅ Trụ: 3 ⋅ Vàng: 54,9k                 | Rồng: 3 ⋅ Trụ: 3 ⋅ Vàng: 54,9k                 | Rồng: 3 ⋅ Trụ: 3 ⋅ Vàng: 54,9k                 | Rồng: 3 ⋅ Trụ: 3 ⋅ Vàng: 54,9k                 | Sự kiện thể thao đang diễn ra | 31:37  | Rồng: 1 ⋅ Trụ: 8 ⋅ Vàng: 58,2k       | Rồng: 1 ⋅ Trụ: 8 ⋅ Vàng: 58,2k       | Rồng: 1 ⋅ Trụ: 8 ⋅ Vàng: 58,2k       | Rồng: 1 ⋅ Trụ: 8 ⋅ Vàng: 58,2k       | Rồng: 1 ⋅ Trụ: 8 ⋅ Vàng: 58,2k       | Rồng: 1 ⋅ Trụ: 8 ⋅ Vàng: 58,2k       | Rồng: 1 ⋅ Trụ: 8 ⋅ Vàng: 58,2k       |
| Sylas ⋅ Rakan Yone ⋅ Smolder ⋅ Cassiopeia      | Sylas ⋅ Rakan Yone ⋅ Smolder ⋅ Cassiopeia      | Sylas ⋅ Rakan Yone ⋅ Smolder ⋅ Cassiopeia      | Sylas ⋅ Rakan Yone ⋅ Smolder ⋅ Cassiopeia      | Sylas ⋅ Rakan Yone ⋅ Smolder ⋅ Cassiopeia      | Sylas ⋅ Rakan Yone ⋅ Smolder ⋅ Cassiopeia      | Sylas ⋅ Rakan Yone ⋅ Smolder ⋅ Cassiopeia      | Cấm                           | Cấm    | Aurora ⋅ Orianna Ashe ⋅ Brand ⋅ Gnar | Aurora ⋅ Orianna Ashe ⋅ Brand ⋅ Gnar | Aurora ⋅ Orianna Ashe ⋅ Brand ⋅ Gnar | Aurora ⋅ Orianna Ashe ⋅ Brand ⋅ Gnar | Aurora ⋅ Orianna Ashe ⋅ Brand ⋅ Gnar | Aurora ⋅ Orianna Ashe ⋅ Brand ⋅ Gnar | Aurora ⋅ Orianna Ashe ⋅ Brand ⋅ Gnar |
| Maokai ⋅ Elise Lucian ⋅ Kalista ⋅ Renata Glasc | Maokai ⋅ Elise Lucian ⋅ Kalista ⋅ Renata Glasc | Maokai ⋅ Elise Lucian ⋅ Kalista ⋅ Renata Glasc | Maokai ⋅ Elise Lucian ⋅ Kalista ⋅ Renata Glasc | Maokai ⋅ Elise Lucian ⋅ Kalista ⋅ Renata Glasc | Maokai ⋅ Elise Lucian ⋅ Kalista ⋅ Renata Glasc | Maokai ⋅ Elise Lucian ⋅ Kalista ⋅ Renata Glasc | Chọn                          | Chọn   | Jax ⋅ Skarner Syndra ⋅ Ziggs ⋅ Rell  | Jax ⋅ Skarner Syndra ⋅ Ziggs ⋅ Rell  | Jax ⋅ Skarner Syndra ⋅ Ziggs ⋅ Rell  | Jax ⋅ Skarner Syndra ⋅ Ziggs ⋅ Rell  | Jax ⋅ Skarner Syndra ⋅ Ziggs ⋅ Rell  | Jax ⋅ Skarner Syndra ⋅ Ziggs ⋅ Rell  | Jax ⋅ Skarner Syndra ⋅ Ziggs ⋅ Rell  |
|                                                |                                                |                                                |                                                |                                                |                                                |                                                |                               |        |                                      |                                      |                                      |                                      |                                      |                                      |                                      |

| 8/21/21                                 | 8/21/21                                 | 8/21/21                                 | 8/21/21                                 | 8/21/21                                 | 8/21/21                                 | 8/21/21                                 | Trận 3                        | Trận 3 | 21/8/46                                | 21/8/46                                | 21/8/46                                | 21/8/46                                | 21/8/46                                | 21/8/46                                | 21/8/46                                |
| Rồng: 2 ⋅ Trụ: 3 ⋅ Vàng: 46,7k          | Rồng: 2 ⋅ Trụ: 3 ⋅ Vàng: 46,7k          | Rồng: 2 ⋅ Trụ: 3 ⋅ Vàng: 46,7k          | Rồng: 2 ⋅ Trụ: 3 ⋅ Vàng: 46,7k          | Rồng: 2 ⋅ Trụ: 3 ⋅ Vàng: 46,7k          | Rồng: 2 ⋅ Trụ: 3 ⋅ Vàng: 46,7k          | Rồng: 2 ⋅ Trụ: 3 ⋅ Vàng: 46,7k          | Sự kiện thể thao đang diễn ra | 27:45  | Rồng: 1 ⋅ Trụ: 8 ⋅ Vàng: 56,1k         | Rồng: 1 ⋅ Trụ: 8 ⋅ Vàng: 56,1k         | Rồng: 1 ⋅ Trụ: 8 ⋅ Vàng: 56,1k         | Rồng: 1 ⋅ Trụ: 8 ⋅ Vàng: 56,1k         | Rồng: 1 ⋅ Trụ: 8 ⋅ Vàng: 56,1k         | Rồng: 1 ⋅ Trụ: 8 ⋅ Vàng: 56,1k         | Rồng: 1 ⋅ Trụ: 8 ⋅ Vàng: 56,1k         |
| Sylas ⋅ Kalista Rakan ⋅ Ahri ⋅ Smolder  | Sylas ⋅ Kalista Rakan ⋅ Ahri ⋅ Smolder  | Sylas ⋅ Kalista Rakan ⋅ Ahri ⋅ Smolder  | Sylas ⋅ Kalista Rakan ⋅ Ahri ⋅ Smolder  | Sylas ⋅ Kalista Rakan ⋅ Ahri ⋅ Smolder  | Sylas ⋅ Kalista Rakan ⋅ Ahri ⋅ Smolder  | Sylas ⋅ Kalista Rakan ⋅ Ahri ⋅ Smolder  | Cấm                           | Cấm    | Aurora ⋅ Orianna Ashe ⋅ Gnar ⋅ Brand   | Aurora ⋅ Orianna Ashe ⋅ Gnar ⋅ Brand   | Aurora ⋅ Orianna Ashe ⋅ Gnar ⋅ Brand   | Aurora ⋅ Orianna Ashe ⋅ Gnar ⋅ Brand   | Aurora ⋅ Orianna Ashe ⋅ Gnar ⋅ Brand   | Aurora ⋅ Orianna Ashe ⋅ Gnar ⋅ Brand   | Aurora ⋅ Orianna Ashe ⋅ Gnar ⋅ Brand   |
| Rumble ⋅ Sejuani Yone ⋅ Ezreal ⋅ Maokai | Rumble ⋅ Sejuani Yone ⋅ Ezreal ⋅ Maokai | Rumble ⋅ Sejuani Yone ⋅ Ezreal ⋅ Maokai | Rumble ⋅ Sejuani Yone ⋅ Ezreal ⋅ Maokai | Rumble ⋅ Sejuani Yone ⋅ Ezreal ⋅ Maokai | Rumble ⋅ Sejuani Yone ⋅ Ezreal ⋅ Maokai | Rumble ⋅ Sejuani Yone ⋅ Ezreal ⋅ Maokai | Chọn                          | Chọn   | Jax ⋅ Skarner Akali ⋅ Kai'Sa ⋅ Alistar | Jax ⋅ Skarner Akali ⋅ Kai'Sa ⋅ Alistar | Jax ⋅ Skarner Akali ⋅ Kai'Sa ⋅ Alistar | Jax ⋅ Skarner Akali ⋅ Kai'Sa ⋅ Alistar | Jax ⋅ Skarner Akali ⋅ Kai'Sa ⋅ Alistar | Jax ⋅ Skarner Akali ⋅ Kai'Sa ⋅ Alistar | Jax ⋅ Skarner Akali ⋅ Kai'Sa ⋅ Alistar |
|                                         |                                         |                                         |                                         |                                         |                                         |                                         |                               |        |                                        |                                        |                                        |                                        |                                        |                                        |                                        |

| Bo5 MVP: | knight |  |

| T1 | 3 – 1 | Gen.G |

| 11/6/33                                     | 11/6/33                                     | 11/6/33                                     | 11/6/33                                     | 11/6/33                                     | 11/6/33                                     | 11/6/33                                     | Trận 1                        | Trận 1 | 6/11/20                                   | 6/11/20                                   | 6/11/20                                   | 6/11/20                                   | 6/11/20                                   | 6/11/20                                   | 6/11/20                                   |
| Rồng: 2 ⋅ Trụ: 9 ⋅ Vàng: 57,3k              | Rồng: 2 ⋅ Trụ: 9 ⋅ Vàng: 57,3k              | Rồng: 2 ⋅ Trụ: 9 ⋅ Vàng: 57,3k              | Rồng: 2 ⋅ Trụ: 9 ⋅ Vàng: 57,3k              | Rồng: 2 ⋅ Trụ: 9 ⋅ Vàng: 57,3k              | Rồng: 2 ⋅ Trụ: 9 ⋅ Vàng: 57,3k              | Rồng: 2 ⋅ Trụ: 9 ⋅ Vàng: 57,3k              | Sự kiện thể thao đang diễn ra | 30:02  | Rồng: 3 ⋅ Trụ: 3 ⋅ Vàng: 49,1k            | Rồng: 3 ⋅ Trụ: 3 ⋅ Vàng: 49,1k            | Rồng: 3 ⋅ Trụ: 3 ⋅ Vàng: 49,1k            | Rồng: 3 ⋅ Trụ: 3 ⋅ Vàng: 49,1k            | Rồng: 3 ⋅ Trụ: 3 ⋅ Vàng: 49,1k            | Rồng: 3 ⋅ Trụ: 3 ⋅ Vàng: 49,1k            | Rồng: 3 ⋅ Trụ: 3 ⋅ Vàng: 49,1k            |
| Nidalee ⋅ Smolder Jax ⋅ Blitzcrank ⋅ Ezreal | Nidalee ⋅ Smolder Jax ⋅ Blitzcrank ⋅ Ezreal | Nidalee ⋅ Smolder Jax ⋅ Blitzcrank ⋅ Ezreal | Nidalee ⋅ Smolder Jax ⋅ Blitzcrank ⋅ Ezreal | Nidalee ⋅ Smolder Jax ⋅ Blitzcrank ⋅ Ezreal | Nidalee ⋅ Smolder Jax ⋅ Blitzcrank ⋅ Ezreal | Nidalee ⋅ Smolder Jax ⋅ Blitzcrank ⋅ Ezreal | Cấm                           | Cấm    | Aurora ⋅ Kalista Xayah ⋅ Sejuani ⋅ Rumble | Aurora ⋅ Kalista Xayah ⋅ Sejuani ⋅ Rumble | Aurora ⋅ Kalista Xayah ⋅ Sejuani ⋅ Rumble | Aurora ⋅ Kalista Xayah ⋅ Sejuani ⋅ Rumble | Aurora ⋅ Kalista Xayah ⋅ Sejuani ⋅ Rumble | Aurora ⋅ Kalista Xayah ⋅ Sejuani ⋅ Rumble | Aurora ⋅ Kalista Xayah ⋅ Sejuani ⋅ Rumble |
| Gragas ⋅ Vi Yone ⋅ Ashe ⋅ Renata Glasc      | Gragas ⋅ Vi Yone ⋅ Ashe ⋅ Renata Glasc      | Gragas ⋅ Vi Yone ⋅ Ashe ⋅ Renata Glasc      | Gragas ⋅ Vi Yone ⋅ Ashe ⋅ Renata Glasc      | Gragas ⋅ Vi Yone ⋅ Ashe ⋅ Renata Glasc      | Gragas ⋅ Vi Yone ⋅ Ashe ⋅ Renata Glasc      | Gragas ⋅ Vi Yone ⋅ Ashe ⋅ Renata Glasc      | Chọn                          | Chọn   | Renekton ⋅ Skarner Sylas ⋅ Ziggs ⋅ Leona  | Renekton ⋅ Skarner Sylas ⋅ Ziggs ⋅ Leona  | Renekton ⋅ Skarner Sylas ⋅ Ziggs ⋅ Leona  | Renekton ⋅ Skarner Sylas ⋅ Ziggs ⋅ Leona  | Renekton ⋅ Skarner Sylas ⋅ Ziggs ⋅ Leona  | Renekton ⋅ Skarner Sylas ⋅ Ziggs ⋅ Leona  | Renekton ⋅ Skarner Sylas ⋅ Ziggs ⋅ Leona  |
|                                             |                                             |                                             |                                             |                                             |                                             |                                             |                               |        |                                           |                                           |                                           |                                           |                                           |                                           |                                           |

| 1/12/2                                      | 1/12/2                                      | 1/12/2                                      | 1/12/2                                      | 1/12/2                                      | 1/12/2                                      | 1/12/2                                      | Trận 2                        | Trận 2 | 12/1/35                                | 12/1/35                                | 12/1/35                                | 12/1/35                                | 12/1/35                                | 12/1/35                                | 12/1/35                                |
| Rồng: 0 ⋅ Trụ: 1 ⋅ Vàng: 42,9k              | Rồng: 0 ⋅ Trụ: 1 ⋅ Vàng: 42,9k              | Rồng: 0 ⋅ Trụ: 1 ⋅ Vàng: 42,9k              | Rồng: 0 ⋅ Trụ: 1 ⋅ Vàng: 42,9k              | Rồng: 0 ⋅ Trụ: 1 ⋅ Vàng: 42,9k              | Rồng: 0 ⋅ Trụ: 1 ⋅ Vàng: 42,9k              | Rồng: 0 ⋅ Trụ: 1 ⋅ Vàng: 42,9k              | Sự kiện thể thao đang diễn ra | 27:43  | Rồng: 4 ⋅ Trụ: 9 ⋅ Vàng: 55,3k         | Rồng: 4 ⋅ Trụ: 9 ⋅ Vàng: 55,3k         | Rồng: 4 ⋅ Trụ: 9 ⋅ Vàng: 55,3k         | Rồng: 4 ⋅ Trụ: 9 ⋅ Vàng: 55,3k         | Rồng: 4 ⋅ Trụ: 9 ⋅ Vàng: 55,3k         | Rồng: 4 ⋅ Trụ: 9 ⋅ Vàng: 55,3k         | Rồng: 4 ⋅ Trụ: 9 ⋅ Vàng: 55,3k         |
| Yone ⋅ Smolder Aurora ⋅ Lulu ⋅ Renata Glasc | Yone ⋅ Smolder Aurora ⋅ Lulu ⋅ Renata Glasc | Yone ⋅ Smolder Aurora ⋅ Lulu ⋅ Renata Glasc | Yone ⋅ Smolder Aurora ⋅ Lulu ⋅ Renata Glasc | Yone ⋅ Smolder Aurora ⋅ Lulu ⋅ Renata Glasc | Yone ⋅ Smolder Aurora ⋅ Lulu ⋅ Renata Glasc | Yone ⋅ Smolder Aurora ⋅ Lulu ⋅ Renata Glasc | Cấm                           | Cấm    | Kalista ⋅ Xayah Ashe ⋅ Galio ⋅ Orianna | Kalista ⋅ Xayah Ashe ⋅ Galio ⋅ Orianna | Kalista ⋅ Xayah Ashe ⋅ Galio ⋅ Orianna | Kalista ⋅ Xayah Ashe ⋅ Galio ⋅ Orianna | Kalista ⋅ Xayah Ashe ⋅ Galio ⋅ Orianna | Kalista ⋅ Xayah Ashe ⋅ Galio ⋅ Orianna | Kalista ⋅ Xayah Ashe ⋅ Galio ⋅ Orianna |
| Maokai ⋅ Kindred Sylas ⋅ Caitlyn ⋅ Braum    | Maokai ⋅ Kindred Sylas ⋅ Caitlyn ⋅ Braum    | Maokai ⋅ Kindred Sylas ⋅ Caitlyn ⋅ Braum    | Maokai ⋅ Kindred Sylas ⋅ Caitlyn ⋅ Braum    | Maokai ⋅ Kindred Sylas ⋅ Caitlyn ⋅ Braum    | Maokai ⋅ Kindred Sylas ⋅ Caitlyn ⋅ Braum    | Maokai ⋅ Kindred Sylas ⋅ Caitlyn ⋅ Braum    | Chọn                          | Chọn   | Jax ⋅ Skarner Ahri ⋅ Kai'Sa ⋅ Rell     | Jax ⋅ Skarner Ahri ⋅ Kai'Sa ⋅ Rell     | Jax ⋅ Skarner Ahri ⋅ Kai'Sa ⋅ Rell     | Jax ⋅ Skarner Ahri ⋅ Kai'Sa ⋅ Rell     | Jax ⋅ Skarner Ahri ⋅ Kai'Sa ⋅ Rell     | Jax ⋅ Skarner Ahri ⋅ Kai'Sa ⋅ Rell     | Jax ⋅ Skarner Ahri ⋅ Kai'Sa ⋅ Rell     |
|                                             |                                             |                                             |                                             |                                             |                                             |                                             |                               |        |                                        |                                        |                                        |                                        |                                        |                                        |                                        |

| 20/3/55                                  | 20/3/55                                  | 20/3/55                                  | 20/3/55                                  | 20/3/55                                  | 20/3/55                                  | 20/3/55                                  | Trận 3                        | Trận 3 | 3/20/10                                  | 3/20/10                                  | 3/20/10                                  | 3/20/10                                  | 3/20/10                                  | 3/20/10                                  | 3/20/10                                  |
| Rồng: 3 ⋅ Trụ: 9 ⋅ Vàng: 61k             | Rồng: 3 ⋅ Trụ: 9 ⋅ Vàng: 61k             | Rồng: 3 ⋅ Trụ: 9 ⋅ Vàng: 61k             | Rồng: 3 ⋅ Trụ: 9 ⋅ Vàng: 61k             | Rồng: 3 ⋅ Trụ: 9 ⋅ Vàng: 61k             | Rồng: 3 ⋅ Trụ: 9 ⋅ Vàng: 61k             | Rồng: 3 ⋅ Trụ: 9 ⋅ Vàng: 61k             | Sự kiện thể thao đang diễn ra | 31:45  | Rồng: 2 ⋅ Trụ: 3 ⋅ Vàng: 50,2k           | Rồng: 2 ⋅ Trụ: 3 ⋅ Vàng: 50,2k           | Rồng: 2 ⋅ Trụ: 3 ⋅ Vàng: 50,2k           | Rồng: 2 ⋅ Trụ: 3 ⋅ Vàng: 50,2k           | Rồng: 2 ⋅ Trụ: 3 ⋅ Vàng: 50,2k           | Rồng: 2 ⋅ Trụ: 3 ⋅ Vàng: 50,2k           | Rồng: 2 ⋅ Trụ: 3 ⋅ Vàng: 50,2k           |
| Nidalee ⋅ Smolder Yone ⋅ Kai'Sa ⋅ Twitch | Nidalee ⋅ Smolder Yone ⋅ Kai'Sa ⋅ Twitch | Nidalee ⋅ Smolder Yone ⋅ Kai'Sa ⋅ Twitch | Nidalee ⋅ Smolder Yone ⋅ Kai'Sa ⋅ Twitch | Nidalee ⋅ Smolder Yone ⋅ Kai'Sa ⋅ Twitch | Nidalee ⋅ Smolder Yone ⋅ Kai'Sa ⋅ Twitch | Nidalee ⋅ Smolder Yone ⋅ Kai'Sa ⋅ Twitch | Cấm                           | Cấm    | Xayah ⋅ Kalista Aurora ⋅ Kindred ⋅ Sylas | Xayah ⋅ Kalista Aurora ⋅ Kindred ⋅ Sylas | Xayah ⋅ Kalista Aurora ⋅ Kindred ⋅ Sylas | Xayah ⋅ Kalista Aurora ⋅ Kindred ⋅ Sylas | Xayah ⋅ Kalista Aurora ⋅ Kindred ⋅ Sylas | Xayah ⋅ Kalista Aurora ⋅ Kindred ⋅ Sylas | Xayah ⋅ Kalista Aurora ⋅ Kindred ⋅ Sylas |
| Gragas ⋅ Vi Akali ⋅ Ashe ⋅ Renata Glasc  | Gragas ⋅ Vi Akali ⋅ Ashe ⋅ Renata Glasc  | Gragas ⋅ Vi Akali ⋅ Ashe ⋅ Renata Glasc  | Gragas ⋅ Vi Akali ⋅ Ashe ⋅ Renata Glasc  | Gragas ⋅ Vi Akali ⋅ Ashe ⋅ Renata Glasc  | Gragas ⋅ Vi Akali ⋅ Ashe ⋅ Renata Glasc  | Gragas ⋅ Vi Akali ⋅ Ashe ⋅ Renata Glasc  | Chọn                          | Chọn   | Jax ⋅ Nocturne Ahri ⋅ Ezreal ⋅ Rell      | Jax ⋅ Nocturne Ahri ⋅ Ezreal ⋅ Rell      | Jax ⋅ Nocturne Ahri ⋅ Ezreal ⋅ Rell      | Jax ⋅ Nocturne Ahri ⋅ Ezreal ⋅ Rell      | Jax ⋅ Nocturne Ahri ⋅ Ezreal ⋅ Rell      | Jax ⋅ Nocturne Ahri ⋅ Ezreal ⋅ Rell      | Jax ⋅ Nocturne Ahri ⋅ Ezreal ⋅ Rell      |
|                                          |                                          |                                          |                                          |                                          |                                          |                                          |                               |        |                                          |                                          |                                          |                                          |                                          |                                          |                                          |

| 15/9/33                                 | 15/9/33                                 | 15/9/33                                 | 15/9/33                                 | 15/9/33                                 | 15/9/33                                 | 15/9/33                                 | Trận 4                        | Trận 4 | 9/15/29                                  | 9/15/29                                  | 9/15/29                                  | 9/15/29                                  | 9/15/29                                  | 9/15/29                                  | 9/15/29                                  |
| Rồng: 3 ⋅ Trụ: 8 ⋅ Vàng: 65k            | Rồng: 3 ⋅ Trụ: 8 ⋅ Vàng: 65k            | Rồng: 3 ⋅ Trụ: 8 ⋅ Vàng: 65k            | Rồng: 3 ⋅ Trụ: 8 ⋅ Vàng: 65k            | Rồng: 3 ⋅ Trụ: 8 ⋅ Vàng: 65k            | Rồng: 3 ⋅ Trụ: 8 ⋅ Vàng: 65k            | Rồng: 3 ⋅ Trụ: 8 ⋅ Vàng: 65k            | Sự kiện thể thao đang diễn ra | 33:31  | Rồng: 1 ⋅ Trụ: 5 ⋅ Vàng: 60,2k           | Rồng: 1 ⋅ Trụ: 5 ⋅ Vàng: 60,2k           | Rồng: 1 ⋅ Trụ: 5 ⋅ Vàng: 60,2k           | Rồng: 1 ⋅ Trụ: 5 ⋅ Vàng: 60,2k           | Rồng: 1 ⋅ Trụ: 5 ⋅ Vàng: 60,2k           | Rồng: 1 ⋅ Trụ: 5 ⋅ Vàng: 60,2k           | Rồng: 1 ⋅ Trụ: 5 ⋅ Vàng: 60,2k           |
| Yone ⋅ Smolder Aurora ⋅ K'Sante ⋅ Braum | Yone ⋅ Smolder Aurora ⋅ K'Sante ⋅ Braum | Yone ⋅ Smolder Aurora ⋅ K'Sante ⋅ Braum | Yone ⋅ Smolder Aurora ⋅ K'Sante ⋅ Braum | Yone ⋅ Smolder Aurora ⋅ K'Sante ⋅ Braum | Yone ⋅ Smolder Aurora ⋅ K'Sante ⋅ Braum | Yone ⋅ Smolder Aurora ⋅ K'Sante ⋅ Braum | Cấm                           | Cấm    | Kalista ⋅ Xayah Sylas ⋅ Bard ⋅ Orianna   | Kalista ⋅ Xayah Sylas ⋅ Bard ⋅ Orianna   | Kalista ⋅ Xayah Sylas ⋅ Bard ⋅ Orianna   | Kalista ⋅ Xayah Sylas ⋅ Bard ⋅ Orianna   | Kalista ⋅ Xayah Sylas ⋅ Bard ⋅ Orianna   | Kalista ⋅ Xayah Sylas ⋅ Bard ⋅ Orianna   | Kalista ⋅ Xayah Sylas ⋅ Bard ⋅ Orianna   |
| Jax ⋅ Skarner Ahri ⋅ Varus ⋅ Pyke       | Jax ⋅ Skarner Ahri ⋅ Varus ⋅ Pyke       | Jax ⋅ Skarner Ahri ⋅ Varus ⋅ Pyke       | Jax ⋅ Skarner Ahri ⋅ Varus ⋅ Pyke       | Jax ⋅ Skarner Ahri ⋅ Varus ⋅ Pyke       | Jax ⋅ Skarner Ahri ⋅ Varus ⋅ Pyke       | Jax ⋅ Skarner Ahri ⋅ Varus ⋅ Pyke       | Chọn                          | Chọn   | Poppy ⋅ Nidalee Tristana ⋅ Ashe ⋅ Maokai | Poppy ⋅ Nidalee Tristana ⋅ Ashe ⋅ Maokai | Poppy ⋅ Nidalee Tristana ⋅ Ashe ⋅ Maokai | Poppy ⋅ Nidalee Tristana ⋅ Ashe ⋅ Maokai | Poppy ⋅ Nidalee Tristana ⋅ Ashe ⋅ Maokai | Poppy ⋅ Nidalee Tristana ⋅ Ashe ⋅ Maokai | Poppy ⋅ Nidalee Tristana ⋅ Ashe ⋅ Maokai |
|                                         |                                         |                                         |                                         |                                         |                                         |                                         |                               |        |                                          |                                          |                                          |                                          |                                          |                                          |                                          |

| Bo5 MVP: | Gumayusi |  |

| T1 | 3 – 1 | Gen.G |

| 11/6/33                                     | 11/6/33                                     | 11/6/33                                     | 11/6/33                                     | 11/6/33                                     | 11/6/33                                     | 11/6/33                                     | Trận 1                        | Trận 1 | 6/11/20                                   | 6/11/20                                   | 6/11/20                                   | 6/11/20                                   | 6/11/20                                   | 6/11/20                                   | 6/11/20                                   |
| Rồng: 2 ⋅ Trụ: 9 ⋅ Vàng: 57,3k              | Rồng: 2 ⋅ Trụ: 9 ⋅ Vàng: 57,3k              | Rồng: 2 ⋅ Trụ: 9 ⋅ Vàng: 57,3k              | Rồng: 2 ⋅ Trụ: 9 ⋅ Vàng: 57,3k              | Rồng: 2 ⋅ Trụ: 9 ⋅ Vàng: 57,3k              | Rồng: 2 ⋅ Trụ: 9 ⋅ Vàng: 57,3k              | Rồng: 2 ⋅ Trụ: 9 ⋅ Vàng: 57,3k              | Sự kiện thể thao đang diễn ra | 30:02  | Rồng: 3 ⋅ Trụ: 3 ⋅ Vàng: 49,1k            | Rồng: 3 ⋅ Trụ: 3 ⋅ Vàng: 49,1k            | Rồng: 3 ⋅ Trụ: 3 ⋅ Vàng: 49,1k            | Rồng: 3 ⋅ Trụ: 3 ⋅ Vàng: 49,1k            | Rồng: 3 ⋅ Trụ: 3 ⋅ Vàng: 49,1k            | Rồng: 3 ⋅ Trụ: 3 ⋅ Vàng: 49,1k            | Rồng: 3 ⋅ Trụ: 3 ⋅ Vàng: 49,1k            |
| Nidalee ⋅ Smolder Jax ⋅ Blitzcrank ⋅ Ezreal | Nidalee ⋅ Smolder Jax ⋅ Blitzcrank ⋅ Ezreal | Nidalee ⋅ Smolder Jax ⋅ Blitzcrank ⋅ Ezreal | Nidalee ⋅ Smolder Jax ⋅ Blitzcrank ⋅ Ezreal | Nidalee ⋅ Smolder Jax ⋅ Blitzcrank ⋅ Ezreal | Nidalee ⋅ Smolder Jax ⋅ Blitzcrank ⋅ Ezreal | Nidalee ⋅ Smolder Jax ⋅ Blitzcrank ⋅ Ezreal | Cấm                           | Cấm    | Aurora ⋅ Kalista Xayah ⋅ Sejuani ⋅ Rumble | Aurora ⋅ Kalista Xayah ⋅ Sejuani ⋅ Rumble | Aurora ⋅ Kalista Xayah ⋅ Sejuani ⋅ Rumble | Aurora ⋅ Kalista Xayah ⋅ Sejuani ⋅ Rumble | Aurora ⋅ Kalista Xayah ⋅ Sejuani ⋅ Rumble | Aurora ⋅ Kalista Xayah ⋅ Sejuani ⋅ Rumble | Aurora ⋅ Kalista Xayah ⋅ Sejuani ⋅ Rumble |
| Gragas ⋅ Vi Yone ⋅ Ashe ⋅ Renata Glasc      | Gragas ⋅ Vi Yone ⋅ Ashe ⋅ Renata Glasc      | Gragas ⋅ Vi Yone ⋅ Ashe ⋅ Renata Glasc      | Gragas ⋅ Vi Yone ⋅ Ashe ⋅ Renata Glasc      | Gragas ⋅ Vi Yone ⋅ Ashe ⋅ Renata Glasc      | Gragas ⋅ Vi Yone ⋅ Ashe ⋅ Renata Glasc      | Gragas ⋅ Vi Yone ⋅ Ashe ⋅ Renata Glasc      | Chọn                          | Chọn   | Renekton ⋅ Skarner Sylas ⋅ Ziggs ⋅ Leona  | Renekton ⋅ Skarner Sylas ⋅ Ziggs ⋅ Leona  | Renekton ⋅ Skarner Sylas ⋅ Ziggs ⋅ Leona  | Renekton ⋅ Skarner Sylas ⋅ Ziggs ⋅ Leona  | Renekton ⋅ Skarner Sylas ⋅ Ziggs ⋅ Leona  | Renekton ⋅ Skarner Sylas ⋅ Ziggs ⋅ Leona  | Renekton ⋅ Skarner Sylas ⋅ Ziggs ⋅ Leona  |
|                                             |                                             |                                             |                                             |                                             |                                             |                                             |                               |        |                                           |                                           |                                           |                                           |                                           |                                           |                                           |

| 1/12/2                                      | 1/12/2                                      | 1/12/2                                      | 1/12/2                                      | 1/12/2                                      | 1/12/2                                      | 1/12/2                                      | Trận 2                        | Trận 2 | 12/1/35                                | 12/1/35                                | 12/1/35                                | 12/1/35                                | 12/1/35                                | 12/1/35                                | 12/1/35                                |
| Rồng: 0 ⋅ Trụ: 1 ⋅ Vàng: 42,9k              | Rồng: 0 ⋅ Trụ: 1 ⋅ Vàng: 42,9k              | Rồng: 0 ⋅ Trụ: 1 ⋅ Vàng: 42,9k              | Rồng: 0 ⋅ Trụ: 1 ⋅ Vàng: 42,9k              | Rồng: 0 ⋅ Trụ: 1 ⋅ Vàng: 42,9k              | Rồng: 0 ⋅ Trụ: 1 ⋅ Vàng: 42,9k              | Rồng: 0 ⋅ Trụ: 1 ⋅ Vàng: 42,9k              | Sự kiện thể thao đang diễn ra | 27:43  | Rồng: 4 ⋅ Trụ: 9 ⋅ Vàng: 55,3k         | Rồng: 4 ⋅ Trụ: 9 ⋅ Vàng: 55,3k         | Rồng: 4 ⋅ Trụ: 9 ⋅ Vàng: 55,3k         | Rồng: 4 ⋅ Trụ: 9 ⋅ Vàng: 55,3k         | Rồng: 4 ⋅ Trụ: 9 ⋅ Vàng: 55,3k         | Rồng: 4 ⋅ Trụ: 9 ⋅ Vàng: 55,3k         | Rồng: 4 ⋅ Trụ: 9 ⋅ Vàng: 55,3k         |
| Yone ⋅ Smolder Aurora ⋅ Lulu ⋅ Renata Glasc | Yone ⋅ Smolder Aurora ⋅ Lulu ⋅ Renata Glasc | Yone ⋅ Smolder Aurora ⋅ Lulu ⋅ Renata Glasc | Yone ⋅ Smolder Aurora ⋅ Lulu ⋅ Renata Glasc | Yone ⋅ Smolder Aurora ⋅ Lulu ⋅ Renata Glasc | Yone ⋅ Smolder Aurora ⋅ Lulu ⋅ Renata Glasc | Yone ⋅ Smolder Aurora ⋅ Lulu ⋅ Renata Glasc | Cấm                           | Cấm    | Kalista ⋅ Xayah Ashe ⋅ Galio ⋅ Orianna | Kalista ⋅ Xayah Ashe ⋅ Galio ⋅ Orianna | Kalista ⋅ Xayah Ashe ⋅ Galio ⋅ Orianna | Kalista ⋅ Xayah Ashe ⋅ Galio ⋅ Orianna | Kalista ⋅ Xayah Ashe ⋅ Galio ⋅ Orianna | Kalista ⋅ Xayah Ashe ⋅ Galio ⋅ Orianna | Kalista ⋅ Xayah Ashe ⋅ Galio ⋅ Orianna |
| Maokai ⋅ Kindred Sylas ⋅ Caitlyn ⋅ Braum    | Maokai ⋅ Kindred Sylas ⋅ Caitlyn ⋅ Braum    | Maokai ⋅ Kindred Sylas ⋅ Caitlyn ⋅ Braum    | Maokai ⋅ Kindred Sylas ⋅ Caitlyn ⋅ Braum    | Maokai ⋅ Kindred Sylas ⋅ Caitlyn ⋅ Braum    | Maokai ⋅ Kindred Sylas ⋅ Caitlyn ⋅ Braum    | Maokai ⋅ Kindred Sylas ⋅ Caitlyn ⋅ Braum    | Chọn                          | Chọn   | Jax ⋅ Skarner Ahri ⋅ Kai'Sa ⋅ Rell     | Jax ⋅ Skarner Ahri ⋅ Kai'Sa ⋅ Rell     | Jax ⋅ Skarner Ahri ⋅ Kai'Sa ⋅ Rell     | Jax ⋅ Skarner Ahri ⋅ Kai'Sa ⋅ Rell     | Jax ⋅ Skarner Ahri ⋅ Kai'Sa ⋅ Rell     | Jax ⋅ Skarner Ahri ⋅ Kai'Sa ⋅ Rell     | Jax ⋅ Skarner Ahri ⋅ Kai'Sa ⋅ Rell     |
|                                             |                                             |                                             |                                             |                                             |                                             |                                             |                               |        |                                        |                                        |                                        |                                        |                                        |                                        |                                        |

| 20/3/55                                  | 20/3/55                                  | 20/3/55                                  | 20/3/55                                  | 20/3/55                                  | 20/3/55                                  | 20/3/55                                  | Trận 3                        | Trận 3 | 3/20/10                                  | 3/20/10                                  | 3/20/10                                  | 3/20/10                                  | 3/20/10                                  | 3/20/10                                  | 3/20/10                                  |
| Rồng: 3 ⋅ Trụ: 9 ⋅ Vàng: 61k             | Rồng: 3 ⋅ Trụ: 9 ⋅ Vàng: 61k             | Rồng: 3 ⋅ Trụ: 9 ⋅ Vàng: 61k             | Rồng: 3 ⋅ Trụ: 9 ⋅ Vàng: 61k             | Rồng: 3 ⋅ Trụ: 9 ⋅ Vàng: 61k             | Rồng: 3 ⋅ Trụ: 9 ⋅ Vàng: 61k             | Rồng: 3 ⋅ Trụ: 9 ⋅ Vàng: 61k             | Sự kiện thể thao đang diễn ra | 31:45  | Rồng: 2 ⋅ Trụ: 3 ⋅ Vàng: 50,2k           | Rồng: 2 ⋅ Trụ: 3 ⋅ Vàng: 50,2k           | Rồng: 2 ⋅ Trụ: 3 ⋅ Vàng: 50,2k           | Rồng: 2 ⋅ Trụ: 3 ⋅ Vàng: 50,2k           | Rồng: 2 ⋅ Trụ: 3 ⋅ Vàng: 50,2k           | Rồng: 2 ⋅ Trụ: 3 ⋅ Vàng: 50,2k           | Rồng: 2 ⋅ Trụ: 3 ⋅ Vàng: 50,2k           |
| Nidalee ⋅ Smolder Yone ⋅ Kai'Sa ⋅ Twitch | Nidalee ⋅ Smolder Yone ⋅ Kai'Sa ⋅ Twitch | Nidalee ⋅ Smolder Yone ⋅ Kai'Sa ⋅ Twitch | Nidalee ⋅ Smolder Yone ⋅ Kai'Sa ⋅ Twitch | Nidalee ⋅ Smolder Yone ⋅ Kai'Sa ⋅ Twitch | Nidalee ⋅ Smolder Yone ⋅ Kai'Sa ⋅ Twitch | Nidalee ⋅ Smolder Yone ⋅ Kai'Sa ⋅ Twitch | Cấm                           | Cấm    | Xayah ⋅ Kalista Aurora ⋅ Kindred ⋅ Sylas | Xayah ⋅ Kalista Aurora ⋅ Kindred ⋅ Sylas | Xayah ⋅ Kalista Aurora ⋅ Kindred ⋅ Sylas | Xayah ⋅ Kalista Aurora ⋅ Kindred ⋅ Sylas | Xayah ⋅ Kalista Aurora ⋅ Kindred ⋅ Sylas | Xayah ⋅ Kalista Aurora ⋅ Kindred ⋅ Sylas | Xayah ⋅ Kalista Aurora ⋅ Kindred ⋅ Sylas |
| Gragas ⋅ Vi Akali ⋅ Ashe ⋅ Renata Glasc  | Gragas ⋅ Vi Akali ⋅ Ashe ⋅ Renata Glasc  | Gragas ⋅ Vi Akali ⋅ Ashe ⋅ Renata Glasc  | Gragas ⋅ Vi Akali ⋅ Ashe ⋅ Renata Glasc  | Gragas ⋅ Vi Akali ⋅ Ashe ⋅ Renata Glasc  | Gragas ⋅ Vi Akali ⋅ Ashe ⋅ Renata Glasc  | Gragas ⋅ Vi Akali ⋅ Ashe ⋅ Renata Glasc  | Chọn                          | Chọn   | Jax ⋅ Nocturne Ahri ⋅ Ezreal ⋅ Rell      | Jax ⋅ Nocturne Ahri ⋅ Ezreal ⋅ Rell      | Jax ⋅ Nocturne Ahri ⋅ Ezreal ⋅ Rell      | Jax ⋅ Nocturne Ahri ⋅ Ezreal ⋅ Rell      | Jax ⋅ Nocturne Ahri ⋅ Ezreal ⋅ Rell      | Jax ⋅ Nocturne Ahri ⋅ Ezreal ⋅ Rell      | Jax ⋅ Nocturne Ahri ⋅ Ezreal ⋅ Rell      |
|                                          |                                          |                                          |                                          |                                          |                                          |                                          |                               |        |                                          |                                          |                                          |                                          |                                          |                                          |                                          |

| 15/9/33                                 | 15/9/33                                 | 15/9/33                                 | 15/9/33                                 | 15/9/33                                 | 15/9/33                                 | 15/9/33                                 | Trận 4                        | Trận 4 | 9/15/29                                  | 9/15/29                                  | 9/15/29                                  | 9/15/29                                  | 9/15/29                                  | 9/15/29                                  | 9/15/29                                  |
| Rồng: 3 ⋅ Trụ: 8 ⋅ Vàng: 65k            | Rồng: 3 ⋅ Trụ: 8 ⋅ Vàng: 65k            | Rồng: 3 ⋅ Trụ: 8 ⋅ Vàng: 65k            | Rồng: 3 ⋅ Trụ: 8 ⋅ Vàng: 65k            | Rồng: 3 ⋅ Trụ: 8 ⋅ Vàng: 65k            | Rồng: 3 ⋅ Trụ: 8 ⋅ Vàng: 65k            | Rồng: 3 ⋅ Trụ: 8 ⋅ Vàng: 65k            | Sự kiện thể thao đang diễn ra | 33:31  | Rồng: 1 ⋅ Trụ: 5 ⋅ Vàng: 60,2k           | Rồng: 1 ⋅ Trụ: 5 ⋅ Vàng: 60,2k           | Rồng: 1 ⋅ Trụ: 5 ⋅ Vàng: 60,2k           | Rồng: 1 ⋅ Trụ: 5 ⋅ Vàng: 60,2k           | Rồng: 1 ⋅ Trụ: 5 ⋅ Vàng: 60,2k           | Rồng: 1 ⋅ Trụ: 5 ⋅ Vàng: 60,2k           | Rồng: 1 ⋅ Trụ: 5 ⋅ Vàng: 60,2k           |
| Yone ⋅ Smolder Aurora ⋅ K'Sante ⋅ Braum | Yone ⋅ Smolder Aurora ⋅ K'Sante ⋅ Braum | Yone ⋅ Smolder Aurora ⋅ K'Sante ⋅ Braum | Yone ⋅ Smolder Aurora ⋅ K'Sante ⋅ Braum | Yone ⋅ Smolder Aurora ⋅ K'Sante ⋅ Braum | Yone ⋅ Smolder Aurora ⋅ K'Sante ⋅ Braum | Yone ⋅ Smolder Aurora ⋅ K'Sante ⋅ Braum | Cấm                           | Cấm    | Kalista ⋅ Xayah Sylas ⋅ Bard ⋅ Orianna   | Kalista ⋅ Xayah Sylas ⋅ Bard ⋅ Orianna   | Kalista ⋅ Xayah Sylas ⋅ Bard ⋅ Orianna   | Kalista ⋅ Xayah Sylas ⋅ Bard ⋅ Orianna   | Kalista ⋅ Xayah Sylas ⋅ Bard ⋅ Orianna   | Kalista ⋅ Xayah Sylas ⋅ Bard ⋅ Orianna   | Kalista ⋅ Xayah Sylas ⋅ Bard ⋅ Orianna   |
| Jax ⋅ Skarner Ahri ⋅ Varus ⋅ Pyke       | Jax ⋅ Skarner Ahri ⋅ Varus ⋅ Pyke       | Jax ⋅ Skarner Ahri ⋅ Varus ⋅ Pyke       | Jax ⋅ Skarner Ahri ⋅ Varus ⋅ Pyke       | Jax ⋅ Skarner Ahri ⋅ Varus ⋅ Pyke       | Jax ⋅ Skarner Ahri ⋅ Varus ⋅ Pyke       | Jax ⋅ Skarner Ahri ⋅ Varus ⋅ Pyke       | Chọn                          | Chọn   | Poppy ⋅ Nidalee Tristana ⋅ Ashe ⋅ Maokai | Poppy ⋅ Nidalee Tristana ⋅ Ashe ⋅ Maokai | Poppy ⋅ Nidalee Tristana ⋅ Ashe ⋅ Maokai | Poppy ⋅ Nidalee Tristana ⋅ Ashe ⋅ Maokai | Poppy ⋅ Nidalee Tristana ⋅ Ashe ⋅ Maokai | Poppy ⋅ Nidalee Tristana ⋅ Ashe ⋅ Maokai | Poppy ⋅ Nidalee Tristana ⋅ Ashe ⋅ Maokai |
|                                         |                                         |                                         |                                         |                                         |                                         |                                         |                               |        |                                          |                                          |                                          |                                          |                                          |                                          |                                          |

| Bo5 MVP: | Gumayusi |  |

#### Chung kết
|  | Chung kết - Bo5 |  | Bilibili Gaming | 2 – 3 | T1 |  | Nhà thi đấu The O2 Arena |

|  |  |  | 18/3/46                              | Trận 1                        | Trận 1 | 3/18/3                                     |  |  |
|  |  |  | Rồng: 3 ⋅ Trụ: 11 ⋅ Vàng: 55,9k      | Sự kiện thể thao đang diễn ra | 27:09  | Rồng: 1 ⋅ Trụ: 5 ⋅ Vàng: 46,8k             |  |  |
|  |  |  | Aurora ⋅ Vi Varus ⋅ Ziggs ⋅ Jhin     | Cấm                           | Cấm    | Jax ⋅ Kai'Sa Kalista ⋅ Renata Glasc ⋅ Rell |  |  |
|  |  |  | Rumble ⋅ Skarner Sylas ⋅ Ashe ⋅ Rell | Chọn                          | Chọn   | Gnar ⋅ Sejuani Yone ⋅ Caitlyn ⋅ Braum      |  |  |
|  |  |  |                                      |                               |        |                                            |  |  |

|  |  |  | 3/18/6                                 | Trận 2                        | Trận 2 | 18/3/55                                        |  |  |
|  |  |  | Rồng: 1 ⋅ Trụ: 0 ⋅ Vàng: 40,6k         | Sự kiện thể thao đang diễn ra | 27:25  | Rồng: 2 ⋅ Trụ: 9 ⋅ Vàng: 56k                   |  |  |
|  |  |  | Aurora ⋅ Skarner Vi ⋅ Gnar ⋅ Sejuani   | Cấm                           | Cấm    | Jax ⋅ Yone Varus ⋅ Kindred ⋅ Wukong            |  |  |
|  |  |  | Rumble ⋅ Xin Zhao Galio ⋅ Ashe ⋅ Rakan | Chọn                          | Chọn   | Ornn ⋅ Nocturne Sylas ⋅ Kalista ⋅ Renata Glasc |  |  |
|  |  |  |                                        |                               |        |                                                |  |  |

|  |  |  | 17/3/45                                       | Trận 3                        | Trận 3 | 3/17/8                                |  |  |
|  |  |  | Rồng: 3 ⋅ Trụ: 11 ⋅ Vàng: 58,1k               | Sự kiện thể thao đang diễn ra | 27:35  | Rồng: 1 ⋅ Trụ: 2 ⋅ Vàng: 44k          |  |  |
|  |  |  | Varus ⋅ Ashe Skarner ⋅ Sejuani ⋅ Draven       | Cấm                           | Cấm    | Aurora ⋅ Yone Neeko ⋅ Akali ⋅ Wukong  |  |  |
|  |  |  | Rumble ⋅ Kindred Galio ⋅ Kalista ⋅ Blitzcrank | Chọn                          | Chọn   | Jax ⋅ Vi Sylas ⋅ Xayah ⋅ Renata Glasc |  |  |
|  |  |  |                                               |                               |        |                                       |  |  |

|  |  |  | 10/14/20                                 | Trận 4                        | Trận 4 | 14/10/36                                   |  |  |
|  |  |  | Rồng: 0 ⋅ Trụ: 2 ⋅ Vàng: 52,6k           | Sự kiện thể thao đang diễn ra | 31:42  | Rồng: 4 ⋅ Trụ: 9 ⋅ Vàng: 60,4k             |  |  |
|  |  |  | Aurora ⋅ Skarner Kalista ⋅ Vi ⋅ Nocturne | Cấm                           | Cấm    | Jax ⋅ Yone Varus ⋅ Blitzcrank ⋅ Xin Zhao   |  |  |
|  |  |  | Gnar ⋅ Sejuani Smolder ⋅ Ziggs ⋅ Rakan   | Chọn                          | Chọn   | Rumble ⋅ Poppy Sylas ⋅ Ashe ⋅ Renata Glasc |  |  |
|  |  |  |                                          |                               |        |                                            |  |  |

|  |  |  | 6/12/17                                     | Trận 5                        | Trận 5 | 12/6/24                                  |  |  |
|  |  |  | Rồng: 1 ⋅ Trụ: 3 ⋅ Vàng: 55,3k              | Sự kiện thể thao đang diễn ra | 32:14  | Rồng: 3 ⋅ Trụ: 7 ⋅ Vàng: 62,5k           |  |  |
|  |  |  | Varus ⋅ Ashe Skarner ⋅ Rakan ⋅ Renata Glasc | Cấm                           | Cấm    | Aurora ⋅ Yone Kalista ⋅ Wukong ⋅ Kindred |  |  |
|  |  |  | Jax ⋅ Jarvan IV Ahri ⋅ Kai'Sa ⋅ Rell        | Chọn                          | Chọn   | Gragas ⋅ Xin Zhao Galio ⋅ Xayah ⋅ Poppy  |  |  |
|  |  |  |                                             |                               |        |                                          |  |  |

|  | Finals MVP |  | Lee "Faker" Sang-hyeok | Lee "Faker" Sang-hyeok | Lee "Faker" Sang-hyeok |  |  |
|  |            |  |                        |                        |                        |  |  |

## Thứ hạng chung cuộc

### Danh hiệu
|                                 |
| F.MVP T1 Lee "Faker" Sang-hyeok |

| |
| 20 24 · Vô địch · LCK · T1 Vô địch lần thứ năm |
| Sự kiện thể thao đang diễn ra · Sự kiện thể thao đang diễn ra · Sự kiện thể thao đang diễn ra · Sự kiện thể thao đang diễn ra · Sự kiện thể thao đang diễn ra |

|                            |
| Á quân LPL Bilibili Gaming |

### Bảng xếp hạng
| Thứ hạng                 | GT ($)   | GT (%) | Đội tuyển                     | Khu vực | Kết quả           |
| ------------------------ | -------- | ------ | ----------------------------- | ------- | ----------------- |
| 1                        | $450.000 | 20%    | T1                            | LCK     | Vô địch           |
| 2                        | $360.000 | 16%    | Bilibili Gaming               | LPL     | Á quân            |
| Bị loại ở bán kết        |          |        |                               |         |                   |
| 3–4                      | $180.000 | 8%     | Weibo Gaming                  | LPL     | Top 4             |
| 3–4                      | $180.000 | 8%     | Gen.G                         | LCK     | Top 4             |
| Bị loại ở tứ kết         |          |        |                               |         |                   |
| 5–8                      | $101.250 | 4,5%   | FlyQuest                      | LCS     | Top 8             |
| 5–8                      | $101.250 | 4,5%   | Top Esports                   | LPL     | Top 8             |
| 5–8                      | $101.250 | 4,5%   | Hanwha Life Esports           | LCK     | Top 8             |
| 5–8                      | $101.250 | 4,5%   | LNG Esports                   | LPL     | Top 8             |
| Bị loại ở vòng Thụy Sĩ   |          |        |                               |         |                   |
| 9–11                     | $78.750  | 3,5%   | Team Liquid                   | LCS     | Vòng đấu 5        |
| 9–11                     | $78.750  | 3,5%   | G2 Esports                    | LEC     | Vòng đấu 5        |
| 9–11                     | $78.750  | 3,5%   | Dplus KIA                     | LCK     | Vòng đấu 5        |
| 12–14                    | $67.500  | 3%     | GAM Esports                   | VCS     | Vòng đấu 4        |
| 12–14                    | $67.500  | 3%     | Fnatic                        | LEC     | Vòng đấu 4        |
| 12–14                    | $67.500  | 3%     | PSG Talon                     | PCS     | Vòng đấu 4        |
| 15–16                    | $56.250  | 2,5%   | paiN Gaming                   | CBLoL   | Vòng đấu 3        |
| 15–16                    | $56.250  | 2,5%   | MAD Lions KOI                 | LEC     | Vòng đấu 3        |
| Bị loại ở vòng khởi động |          |        |                               |         |                   |
| 17–18                    | $39.375  | 1,75%  | 100 Thieves                   | LCS     | Vòng 2 nhánh thua |
| 17–18                    | $39.375  | 1,75%  | Movistar R7                   | LLA     | Vòng 2 nhánh thua |
| 19–20                    | $22.500  | 1%     | Fukuoka SoftBank HAWKS Gaming | PCS     | Vòng 1 nhánh thua |
| 19–20                    | $22.500  | 1%     | Viking Esports                | VCS     | Vòng 1 nhánh thua |

## Thống kê

### Lượng người xem
Lượng người xem được thống kê dưới đây có số liệu dựa trên dữ liệu từ các nền tảng nhất định và không bao gồm lượng người xem tại khu vực Trung Quốc.
| Lượng người xem đỉnh điểm  | 6.941.610 (T1 vs Bilibili Gaming - Chung kết) |
| Lượng người xem trung bình | 1.734.326                                     |
| Tổng giờ xem               | 190.197.652 (giờ)                             |

Nguồn: Esports Charts

### Thông số nổi bật

#### Vòng khởi động
| Tổng số trận đấu đã diễn ra                  | 24                                        |
| Thời lượng trung bình                        | 32'26                                     |
| Số điểm hạ gục trung bình/trận               | 28                                        |
| Trận đấu có thời gian ngắn nhất              | 100 Thieves vs SoftBank HAWKS ( 25'26)    |
| Trận đấu có thời gian dài nhất               | paiN Gaming vs Movistar R7 ( 45'16)       |
| Trận đấu có nhiều điểm hạ gục nhất           | paiN Gaming vs Movistar R7 (48 ĐHG)       |
| Tuyển thủ có KDA cao nhất                    | GAM Kiaya (10,5 KDA)                      |
| Tuyển thủ có chỉ số lính trung bình cao nhất | MDK Supa (9,9 CSM)                        |
| Tổng số tướng đã cấm & chọn                  | 65                                        |
| Tướng bị cấm nhiều nhất                      | Skarner (17 lượt)                         |
| Tướng được chọn nhiều nhất                   | K'Sante, Jhin, Rell và Renekton (10 lượt) |

#### Vòng Thụy Sĩ và Vòng loại trực tiếp
| Tổng số trận đấu đã diễn ra                  | 82                                                                                    |
| Thời lượng trung bình                        | 33'08                                                                                 |
| Số điểm hạ gục trung bình/trận               | 27                                                                                    |
| Trận đấu có thời gian ngắn nhất              | GAM Esports vs MAD Lions KOI ( 20'58)                                                 |
| Trận đấu có thời gian dài nhất               | Hanwha Life Esports vs G2 Esports ( 45'41)                                            |
| Trận đấu có nhiều điểm hạ gục nhất           | Top Esports vs Gen.G, G2 Esports vs Bilibili Gaming và Dplus KIA vs FlyQuest (42 ĐHG) |
| Tuyển thủ có KDA cao nhất                    | LNG Scout (9,3 KDA)                                                                   |
| Tuyển thủ có chỉ số lính trung bình cao nhất | HLE Viper (10,43 CSM)                                                                 |
| Tổng số tướng đã cấm & chọn                  | 88                                                                                    |
| Tướng bị cấm nhiều nhất                      | Aurora (65 lượt)                                                                      |
| Tướng được chọn nhiều nhất                   | Rell (44 lượt)                                                                        |